# Architecture romane

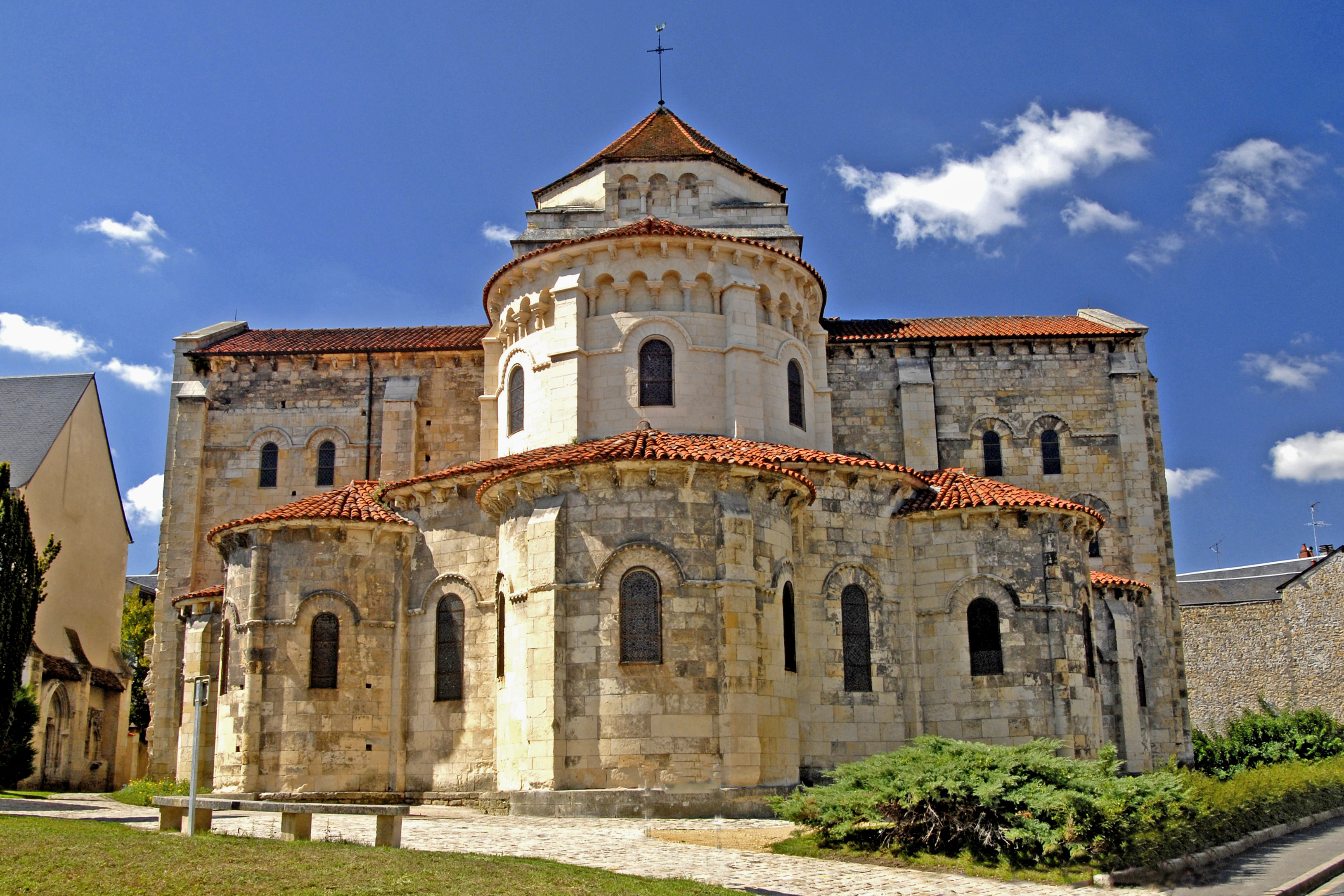
Église Saint-Étienne de Nevers.

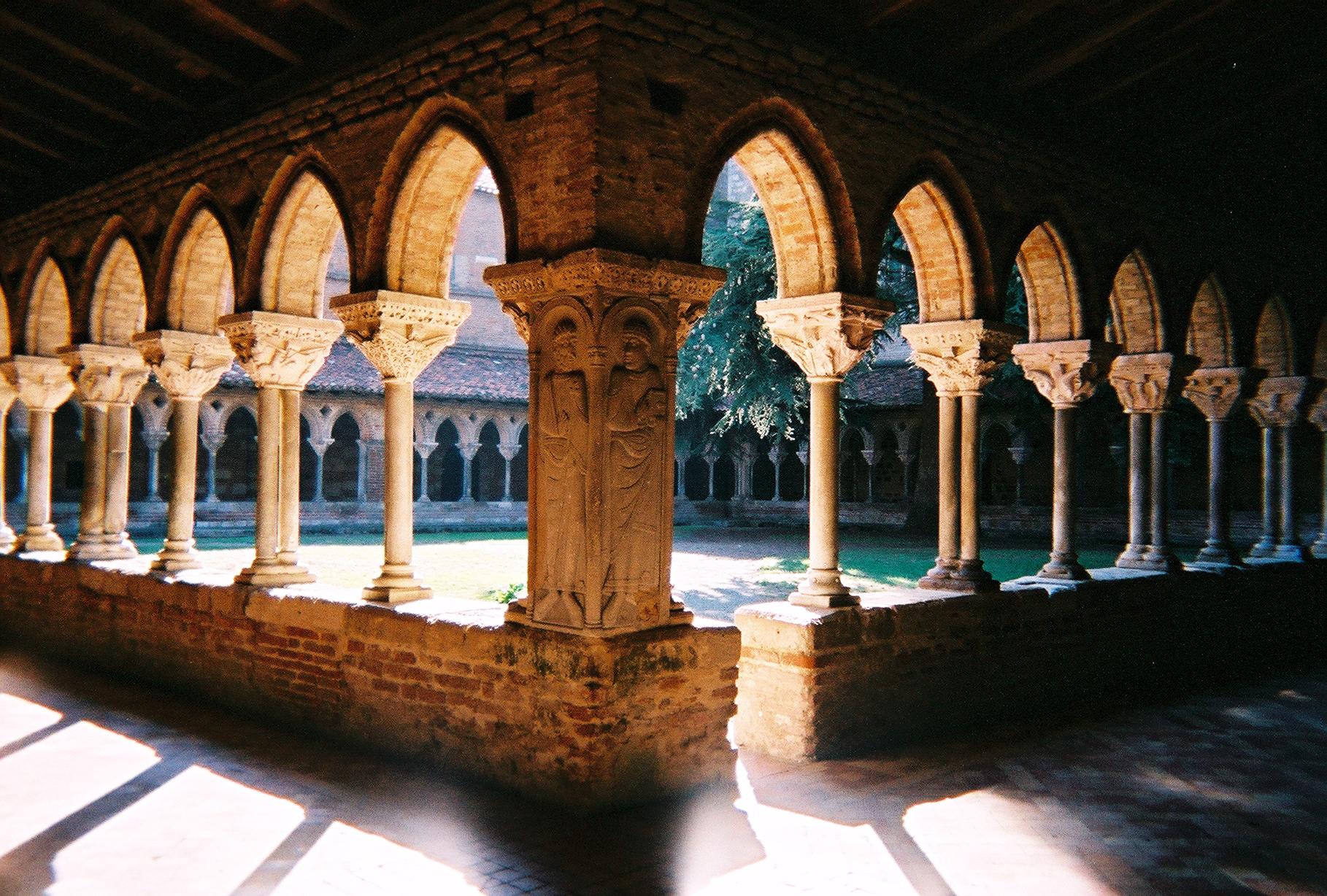
Abbaye Saint-Pierre de Moissac.

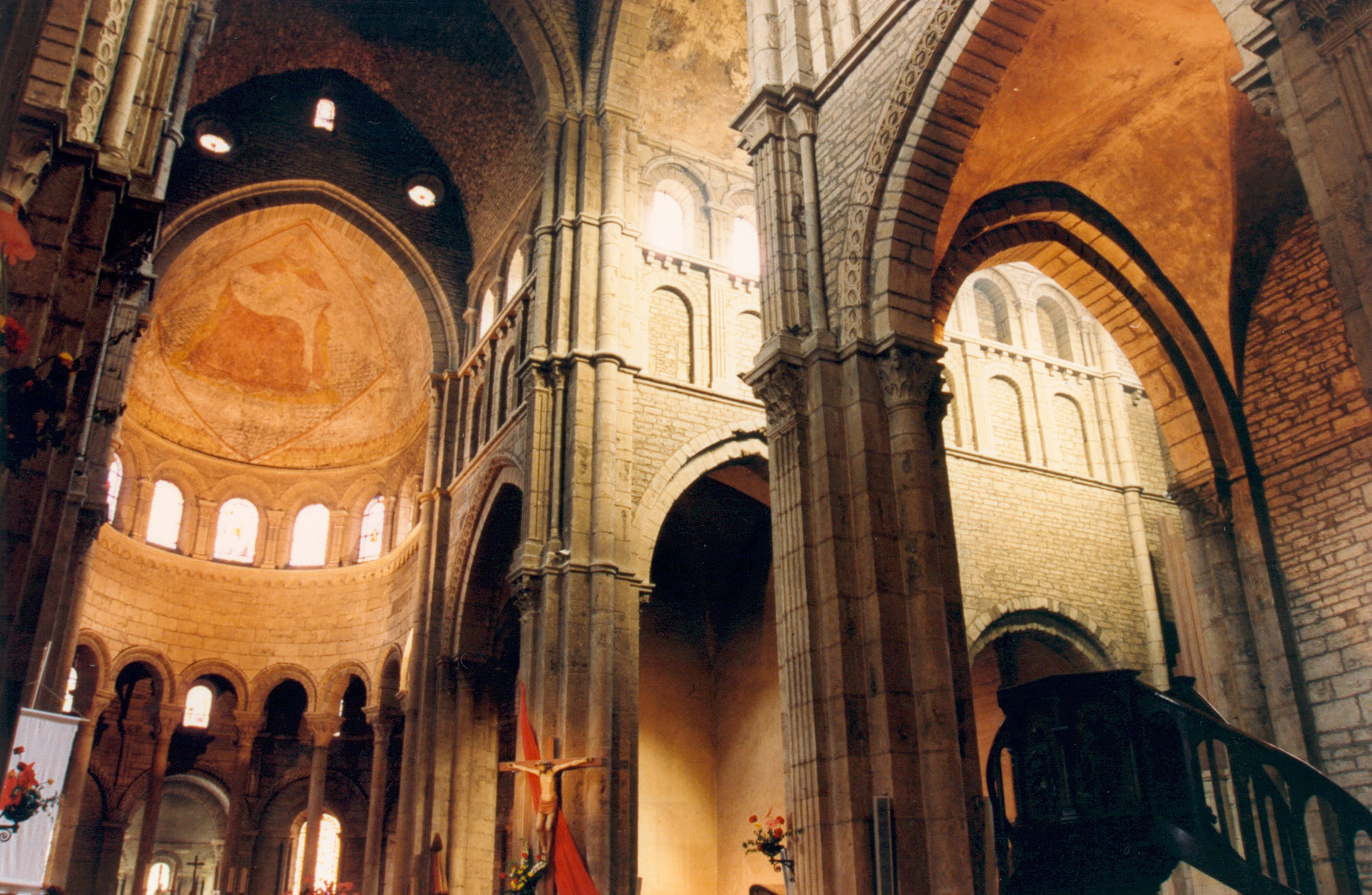
Basilique de Paray-le-Monial.

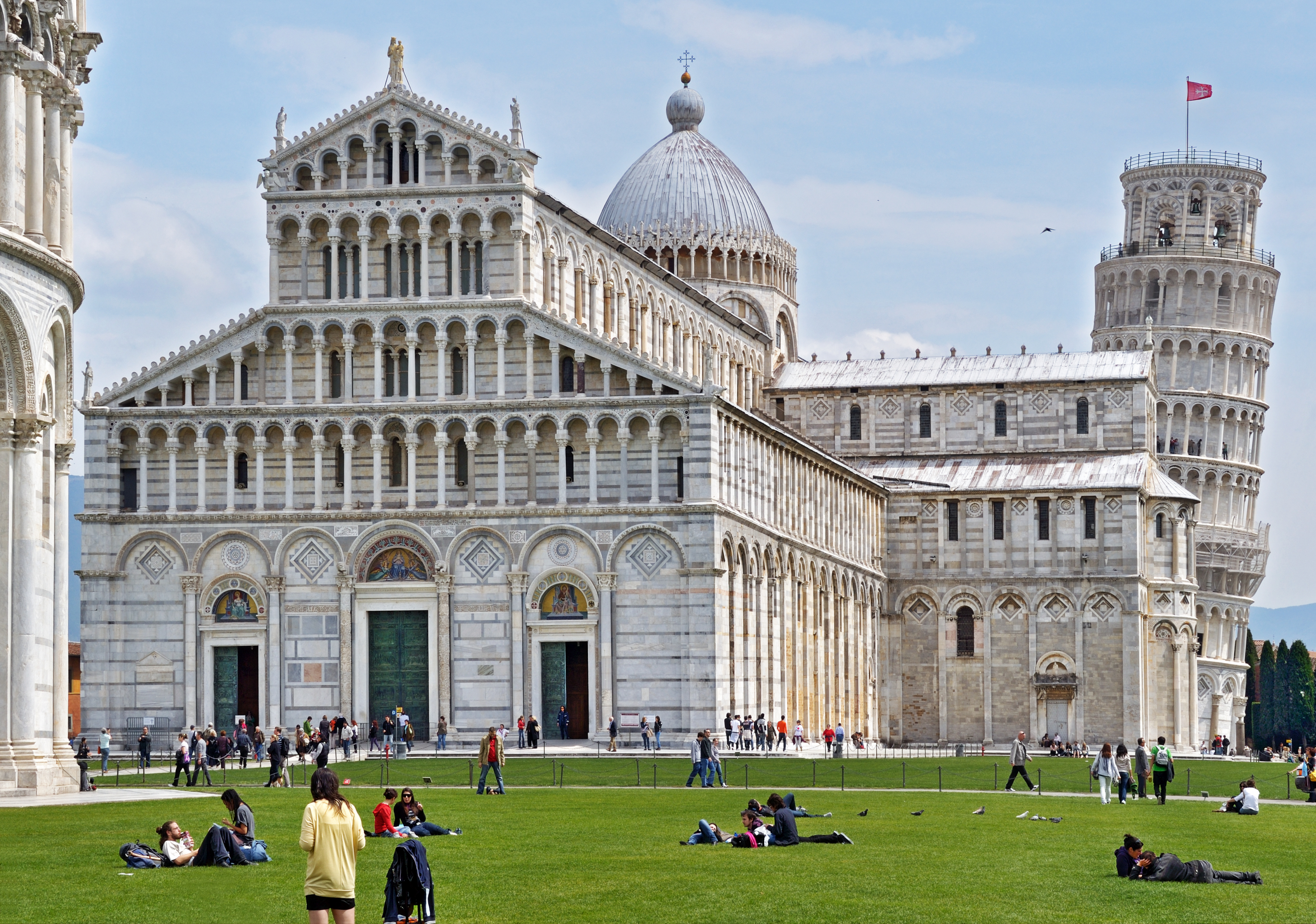
La cathédrale et la tour de Pise, Italie.

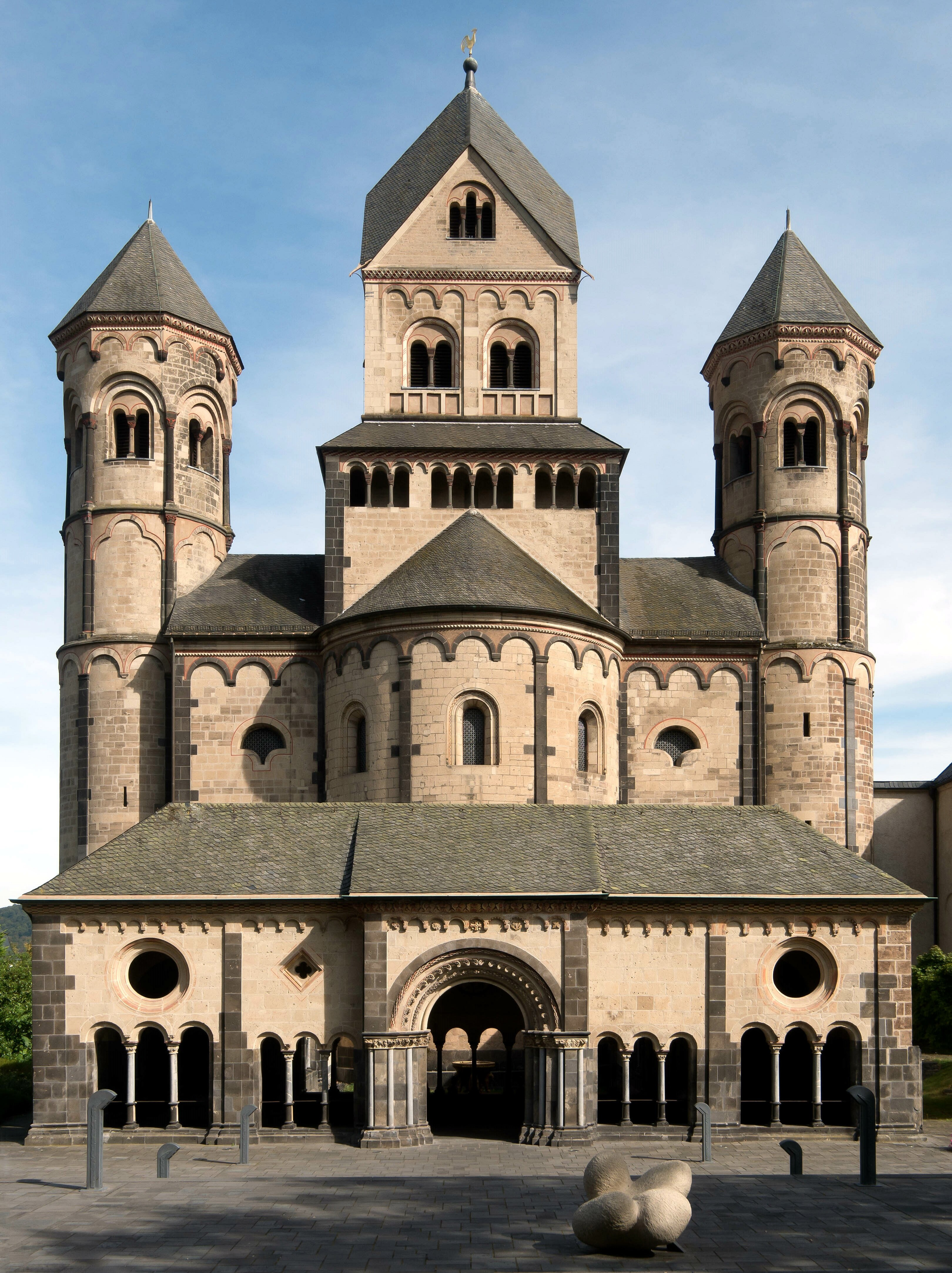
L'abbaye de Maria Laach, Allemagne.

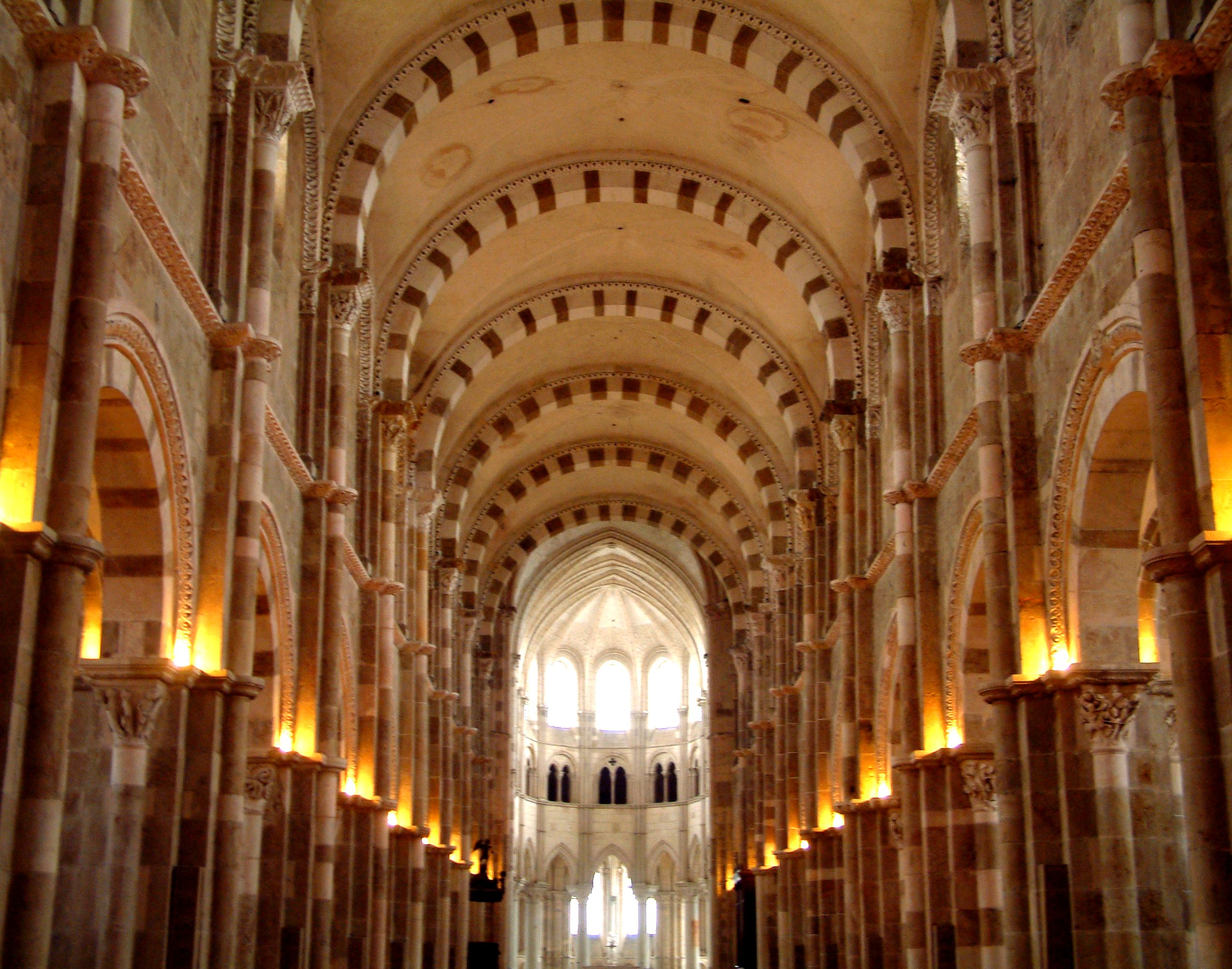
Basilique Sainte-Marie-Madeleine de Vézelay.

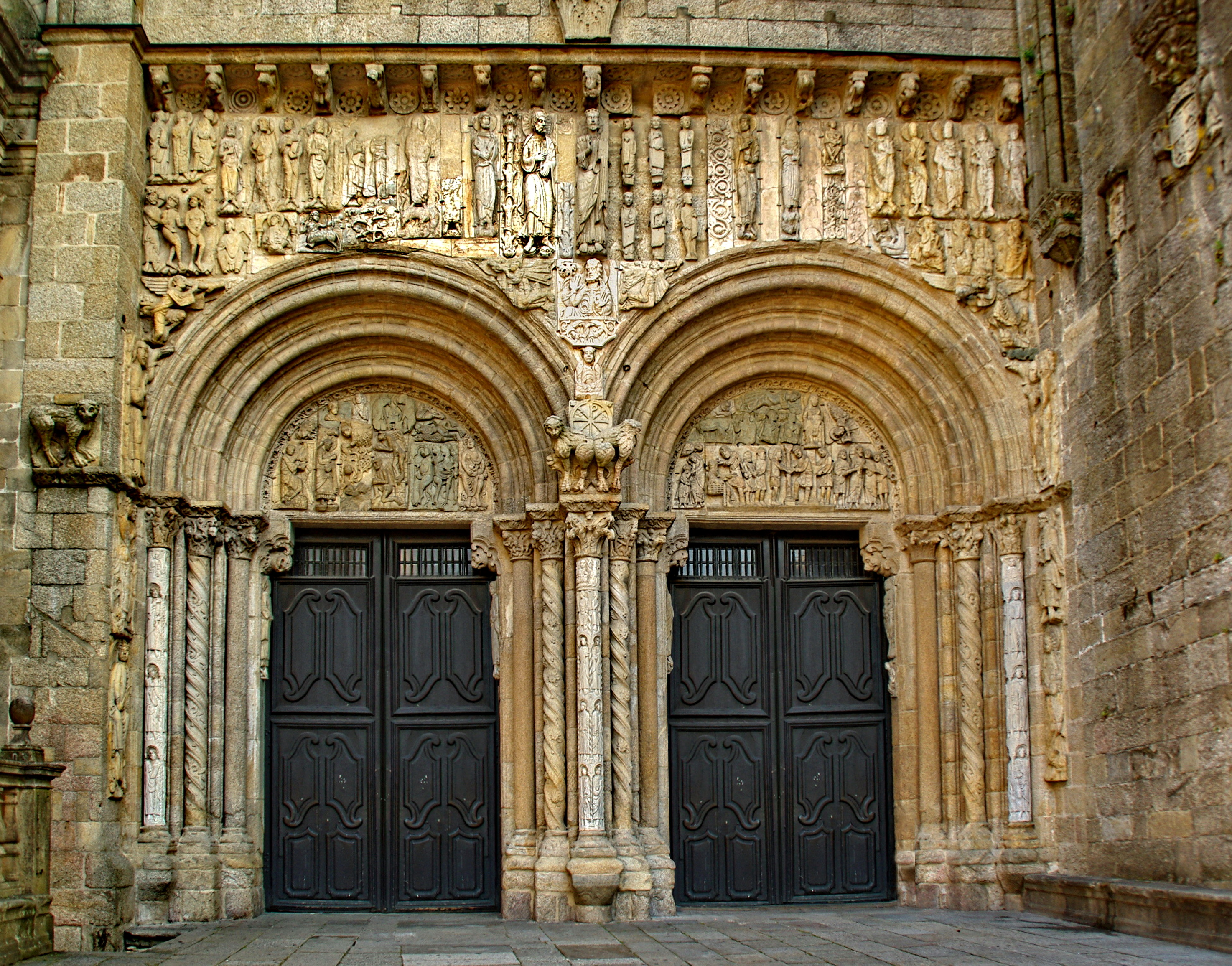
Cathédrale de Saint-Jacques-de-Compostelle, portail des Orfèvres.

Pour les articles homonymes, voir Roman.
L'architecture romane est le premier grand style créé au Moyen Âge en Europe après le déclin de la civilisation gréco-romaine. Son développement est pleinement établi vers 1060 mais les premiers signes de mutation sont différents suivant les régions et il n'y a pas de consensus sur une date des débuts qui vont du VIe au XIe siècle. L'architecture gothique est le style qui lui succède progressivement à partir du XIIe siècle. Le dynamisme monastique, de profondes aspirations religieuses et morales, la spiritualité des routes de pèlerinages dans une Europe rendue à la paix président à la naissance de l'art roman et contribuent à en faire un style neuf et d'une profonde originalité. La volonté de libérer l'Église de la tutelle de pouvoirs séculiers, les croisades, la reconquête chrétienne en Espagne avec l'effondrement du califat de Cordoue, la disparition du mécénat royal ou princier font de l'art roman l'art de toute la chrétienté médiévale.
L'architecture romane s'est développée sur un vaste espace qui s'étend depuis la moitié nord de l'Espagne jusqu'à l'Irlande, l'Écosse et la moitié de la Scandinavie. L'Est de l'Europe, les pays slaves de la Pologne à la Slovaquie, la Bohême et la Moravie, la Hongrie et la Slovénie adoptent aussi ce style comme l'ensemble de l'Italie avec ses îles. Cet espace correspond à l'influence de l'Église romaine au Moyen Âge, à la grande famille des peuples romano-germaniques, des Slaves de l'Ouest et de quelques reliques ethniques.
Les premiers foyers d'art roman se manifestent déjà vers l'an mille, en Catalogne sur les contreforts nord et sud de la partie orientale des Pyrénées, en Lombardie étendue de la plaine centrale du Pô à l'Italie du sud, en Bourgogne dans la zone fluviale de la Saône, en Normandie près de la Manche, sur le cours inférieur du Rhin jusqu'à la Moselle, la haute Rhénanie de Bâle à Mayence et la Basse-Saxe entre l'Elbe et la Weser.
D'autres régions connaissent un développement plus tardif de l'architecture romane, dont l'originalité éclate au XIe siècle, comme la Westphalie, la Toscane, les Pouilles, la Provence et l'Aquitaine. Entre 1042 et 1066 Édouard le Confesseur dont la mère est normande introduit l'art roman en Angleterre et après la conquête normande de l'Angleterre en 1066, les Normands intègrent des apports anglo-saxons dans l'art anglo-normand.
Sur le plan technique, on passe de la pierre cassée au marteau à l'appareil de pierre taillée et la mise au point de la pile composée. Sur le plan architectural, l'art roman introduit la façade harmonique, le chevet à déambulatoire, les voûtes en berceau plein-cintre et brisé, la voûte d'arêtes et la croisée d'ogives avec leurs contrebutements.
La terminologie « art roman » apparaît en France pour la première fois en 1818. Les spécialistes allemands font remonter la naissance de l'art roman après l'art ottonien et réservent le terme style roman à la dernière phase de l'évolution architecturale. L'architecture romane est en Angleterre traditionnellement dénommée architecture normande.

## La découverte de l'art roman

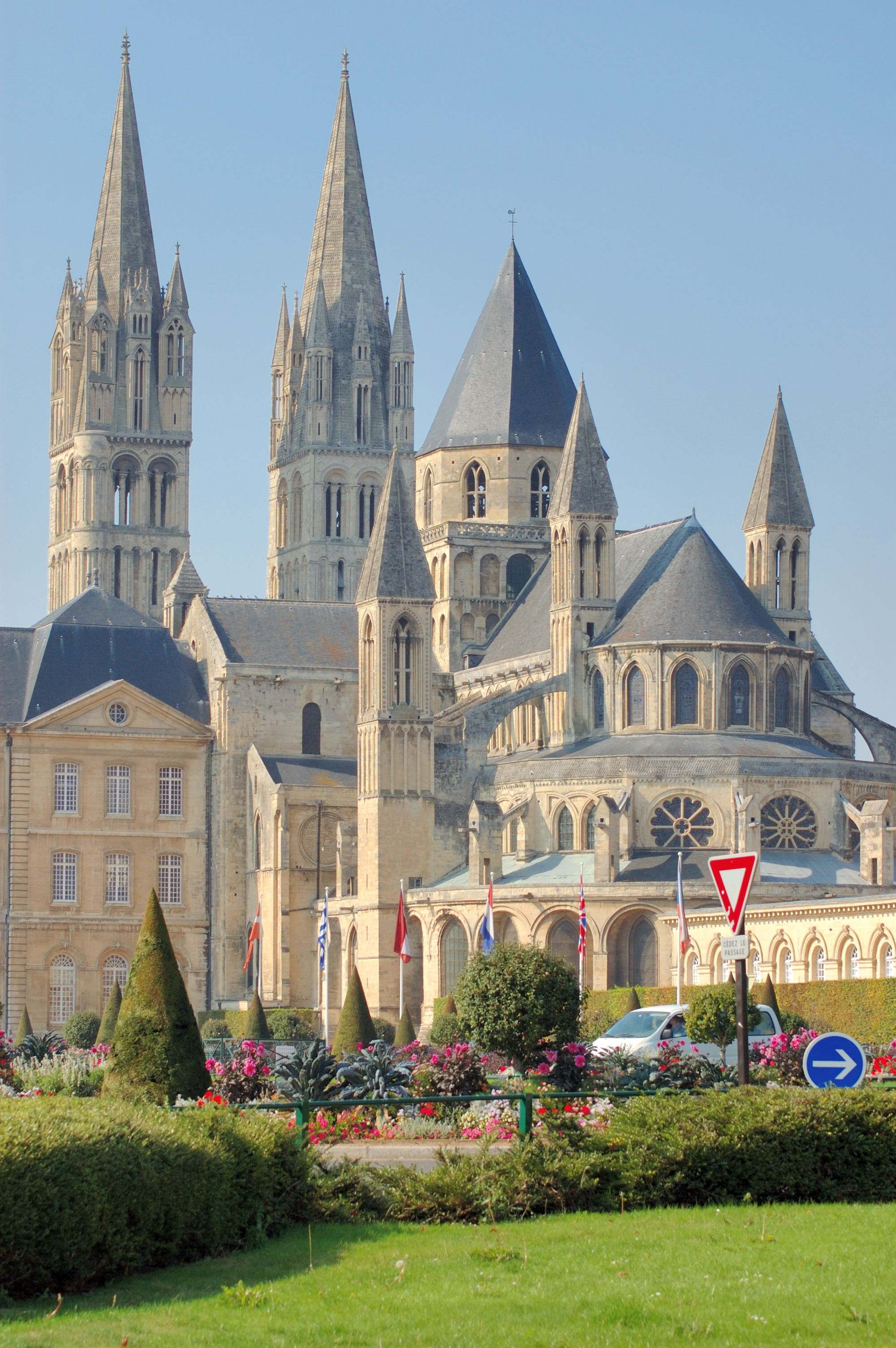
Église Saint-Étienne de Caen.

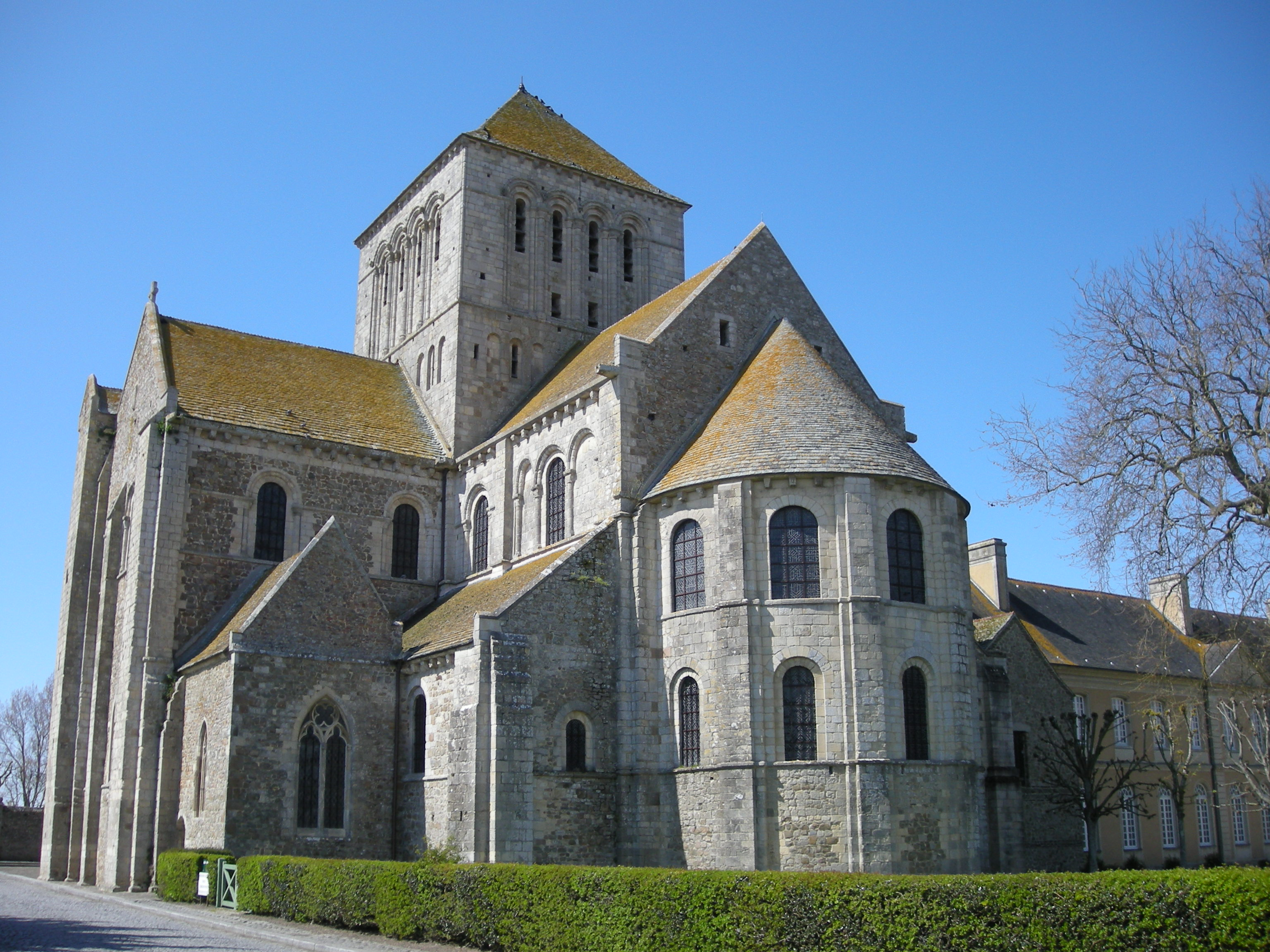
Abbaye de Lessay.

Cette découverte est liée à l'architecte Philibert Delorme au XVIe qui a effectué des relevés et à des historiens des XVIIe et XVIIIe siècles. Après la Révolution, des Normands émigrés en Angleterre découvrent les recherches comme Anglo-norman Antiquities publiées en 1767 et The Architectural Antiquities of Normands de John Sell Cotman. Rentrés en France, l'abbé Gervais de La Rue, Charles de Gerville, Auguste Le Prévost et Arcisse de Caumont veulent se réapproprier le patrimoine normand.
En 1818 Charles de Gerville dans une lettre à Auguste Le Prévost a l'heureuse idée d'employer le terme roman pour cet art qui coïncide avec l'époque où les langues romanes commencent à se dégager du latin et où, pour Arcisse de Caumont, l'architecture des premiers siècles de Moyen Âge offre tous les caractères de l'architecture romaine dans un état de dégénérescence avancé. L'architecture romane remplace rapidement les appellations usuelles lombarde, saxonne ou anglo-normande, comme première tentative d'unification artistique de l'Europe.
L'étude de cette période architecturale suit l'évolution de l'archéologie et de ses limites et passe d'une histoire de l'art romantique et intuitive à l'établissement de typologies. Dans un premier temps Arcisse de Caumont et ses amis définissent la période romane en trois phases depuis la décadence romaine : du Ve jusqu'au Xe siècle, puis de la fin du Xe à la fin du XIe siècle et la troisième qui comprend le XIIe siècle où l'arc brisé remplace l'arc en plein cintre, cette différence capitale dans la forme des arcades, jointe à plusieurs autres établissant le caractère distinctif entre les architectures romane et gothique.
Après avoir défini des limites dans le temps, Arcisse de Caumont cherche à définir des caractères communs dans l'espace et esquisse sur le territoire français sept régions monumentales définies en particulier par la nature du sol mais aussi par des différences de goût et d'habileté qui ne peuvent venir que d'écoles. Jules Quicherat, Viollet-le-Duc, Anthyme Saint-Paul, Auguste Choisy ont repris et complété l'idée.
En 1925, François Deshoulières dans le Bulletin Monumental propose neuf écoles : Île-de-France et Champagne, Normandie, Lombardie-Rhénanie, Basse-Loire, Sud-Ouest et Poitou, Auvergne, Bourgogne, Provence et Languedoc. Depuis les études d'Arcisse de Caumont qui avait daté l'architecture romane du Ve  au XIIe siècle, on a créé l'Antiquité tardive du IVe au VIIIe siècle, rattaché l'architecture carolingienne au haut Moyen Âge et analysé le siècle de l'an mil par rapport à l'époque précédente et non plus comme annonciateur de l'avenir.
En 1935, un architecte catalan, Josep Puig i Cadafalch, définit un premier art roman réalisé par des peuples différents qui s'étend sur une grande partie de l'Europe avant que des écoles particulières ne s'y soient développées,. Pierre Francastel en 1942 remet en cause les écoles régionales, remplace le terme de premier art roman par celui de premier âge roman qui intègre les idées de Jean Hubert et Marcel Durliat. Pour Louis Grodecki, il existe un bloc d'architecture charpentée, une sorte de premier art roman du Nord distinct et symétrique opposé au premier art roman méridional,,.
En 1951, les bénédictins de l'abbaye Sainte-Marie de la Pierre-qui-Vire fondent les éditions Zodiaque et la collection La nuit des temps spécialisée dans l'art roman qui publie sur l'ensemble du monde roman 88 ouvrages entre 1954 et 1999.

## Difficulté d'une définition précise
Toute définition de l'architecture romane est nécessairement réductrice dans la mesure où cette architecture recouvre des réalisations d'une grande variété et construites sur une longue période. On attribue parfois le qualificatif de roman à des édifices dont la datation est très incertaine, simplement parce qu'on y retrouve des techniques ou une ambiance qui semblent romanes à l'observateur moderne : voûte en berceau, arc en plein cintre ou chapiteaux historiés par exemple... En fait, il existe des édifices romans charpentés et non voûtés, tandis que le berceau en plein cintre est plutôt l'exception par rapport à l'arc légèrement brisé. Enfin, bien des chapiteaux romans ne sont pas historiés.
On peut donc définir l'architecture romane sur des critères plus subjectifs, plus ou moins bien étayés par ce que nous croyons savoir des interprétations religieuses de ces époques. On pourrait donc dire, même si cette présentation s'applique mal au caractère ascensionnel des grandes églises auvergnates, que l'architecture romane, notamment dans les édifices de petite taille, procure au visiteur le sentiment d'une certaine massivité qui évoque plus l'ombre, la pénombre ou cette « lumière profonde » dont parle Yves Bonnefoy, que les envolées lumineuses des verrières gothiques.
Une interprétation veut que cette architecture ne relève pas d’une ascendance pour une finalité glorieuse, mais plutôt d’une « transcendance vers le bas », d’une forme cryptique et initiatique par une ambiance de mystère originel. En fait, l'expérience de la lumière dans l'église chrétienne est décidée dès la construction des premières basiliques chrétiennes, mais la poussée due au choix de lourdes voûtes en pierre (remplaçant les voûtes à charpente dans les grands édifices ou pour échapper aux incendies des charpentes en bois) oblige à renforcer les murs et y percer des baies étroites : cette « lumière profonde » résulte donc plus d'une contrainte technique que d'un choix liturgique. Ainsi, lors du deuxième âge roman différentes voûtes sont créées (voûte d'arête, voûte en croisée d'ogives) et renforcées avec différents contrebutements (demi-berceaux des tribunes) ou épaulements (contreforts), ce qui permet de faire entrer la lumière en perçant de plus grandes baies dans les surfaces murales.
Les historiens de l'art ont cependant tenté de caractériser l'architecture romane par ses modes de couvrement (voûtes en berceau et en arête, coupole), de supports (murs épais pourvus ou non d'arcatures et percés généralement de petites fenêtres en plein cintre, murs renforcés de colonnes engagées à l'intérieur ou de contreforts à l'extérieur) et sa grammaire décorative (répertoire d'oves, de perles, de frettes, palmettes et rinceaux, roses et feuilles d'acanthe, chapiteaux ioniques et corinthiens).

## Contexte historique
Après une période de recherches et de développement parfois tortueux, les grandes composantes classiques méditerranéennes et paléochrétiennes se sont définitivement unies avec les apports germaniques dans l'art roman. L'architecture romane trouve ses sources dans l'art préroman et en particulier carolingien et se développe en parallèle de l'architecture ottonienne. Cette gestation est au cœur de la tentative d'organisation germanique du VIIIe au Xe siècle par les carolingiens et les ottoniens.

### Les empires carolingiens et ottoniens

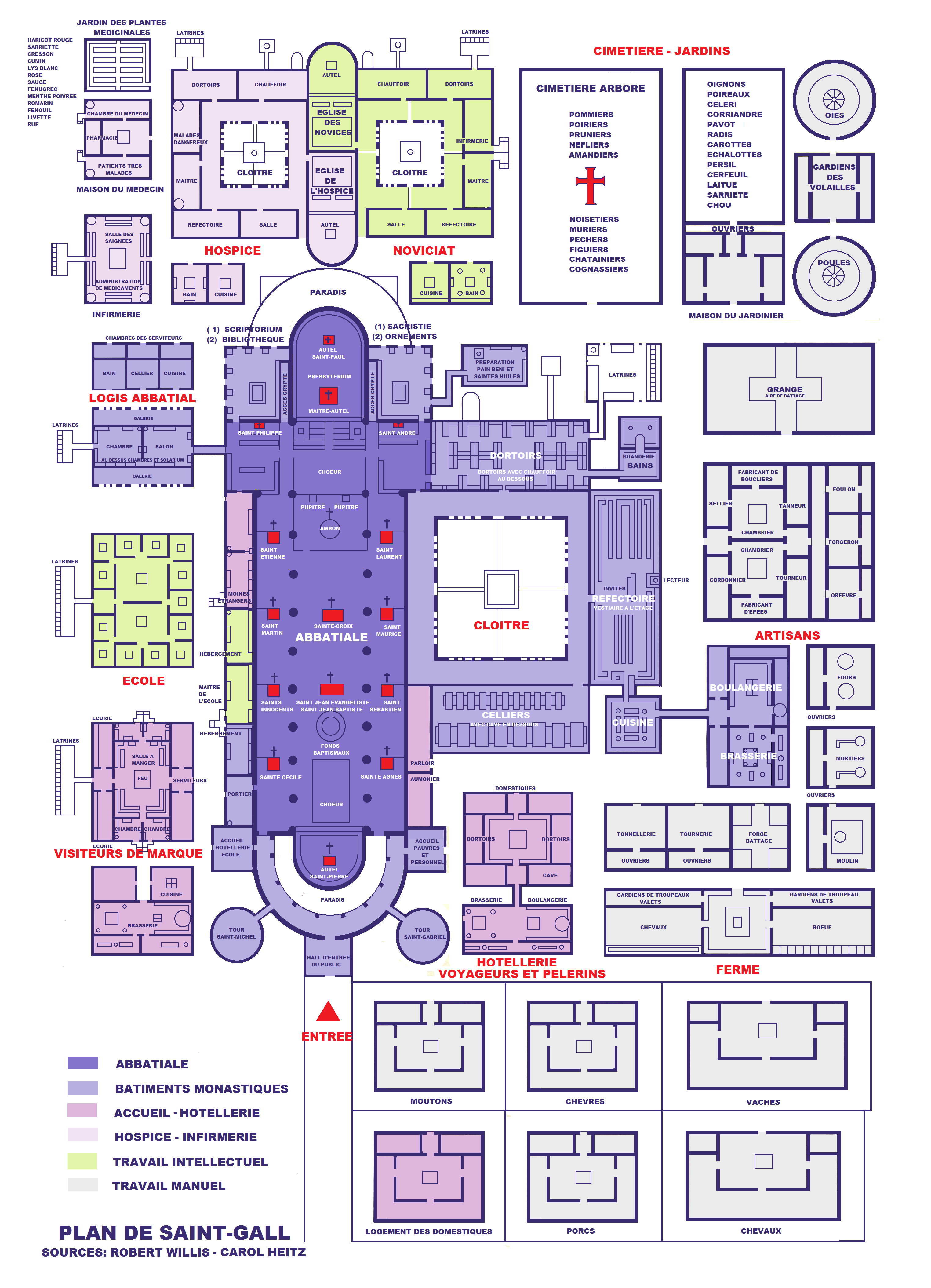
Plan de Saint-Gall.

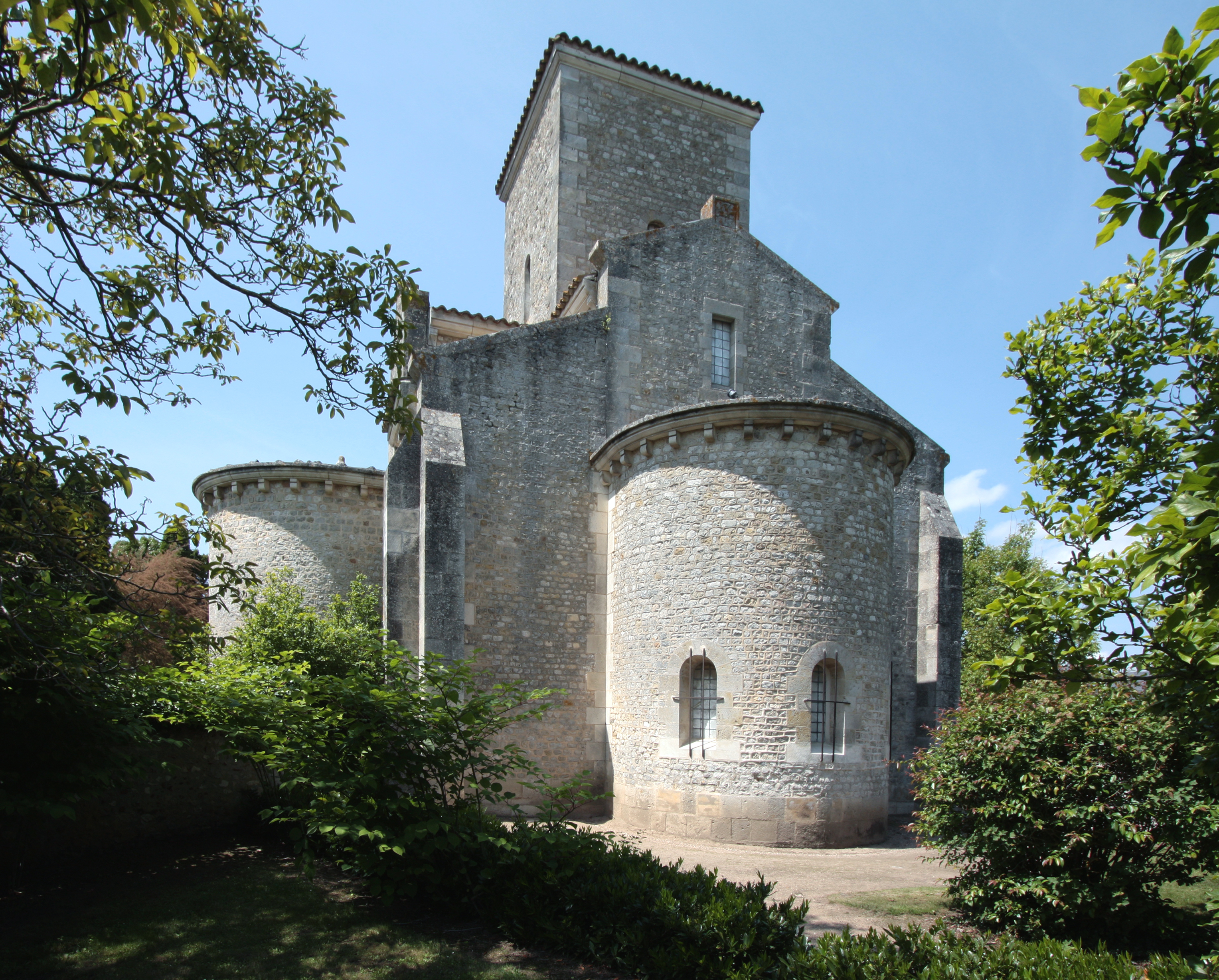
Germigny-des-Prés.

L'histoire de l'Europe carolingienne débute par l'ascension d'une famille aristocratique connue au début du VIIe siècle. Cette dynastie des carolingiens règne sur l'Europe des années 750 à la fin du Xe siècle et réalise avec l'appui du pape la quasi-unité de l'Occident chrétien sous Charlemagne sacré empereur en 800.
La reconstitution de l'unité occidentale se développe dans trois directions: au sud-est en Italie, au sud-ouest vers l'Espagne et à l'est en Germanie. L'horizon germanique et singulièrement saxon attire Charlemagne vers l'est. Il a surtout le souci de rétablir l'ancien empire romain dont il serait le chef.
En 843, au traité de Verdun l'empire carolingien est partagé en trois régions: à l'ouest la Francia occidentalis de Charles II le Chauve sacré roi en 848 à Orléans, à l'est, la Francia orientalis de Louis le Germanique et entre les deux, la Media Francia de Lothaire Ier qui garde le titre d'empereur, le transmet à son fils aîné Louis II et répartit le reste de son empire la Lotharingie à Lothaire II et la Provence à Charles.
Après la mort de Charles le Gros en 888, c'est la faillite rapide de l'unité carolingienne. En Francie occidentale, la royauté redevenue élective fait alterner des rois carolingiens et des rois de la famille d'Eudes, comte de Paris, héros de la défense de Paris contre les Normands en 885-886. En Germanie, la dynastie carolingienne s'est éteinte en 911 avec Louis IV l'Enfant et la couronne royale échoit par élection au duc Conrad de Franconie. Il la transmet à Henri Ier et son fils Otton Ier fonde une lignée impériale en reprenant la politique carolingienne et avec l'aide du pape instaure le Saint-Empire romain germanique.
La religion chrétienne s'est adaptée à son environnement et s'est "barbarisée", puis l'Angleterre entre dans la chrétienté et des moines irlandais créent des liens avec le continent qu'empruntent pèlerins et marchands. Le Rhin, l'Escaut et la Meuse sont des voies de pénétration et le premier commerce atlantique marque le début d'une nouvelle époque. C'est surtout la Gaule au nord de la Loire qui profite de ces échanges.
L'essor du monachisme est le grand événement du VIIe siècle pour la Gaule et tout l'Occident. Les rois, les évêques, les aristocrates installent des moines sur leurs terres et les protègent. L'église de Latran perfectionne la liturgie qui devient un modèle pour tout l'Occident. Bien avant que se noue une alliance entre les Carolingiens et la papauté, le pape apparaît comme la plus grande puissance morale de l'Occident.
Grimoald maire du palais d'Austrasie fonde des monastères et y installe parents et proches. Il marque une politique que suivront tous les Carolingiens: posséder des abbayes, avoir des moines qui prient pour la famille et les aident dans leurs entreprises,,.

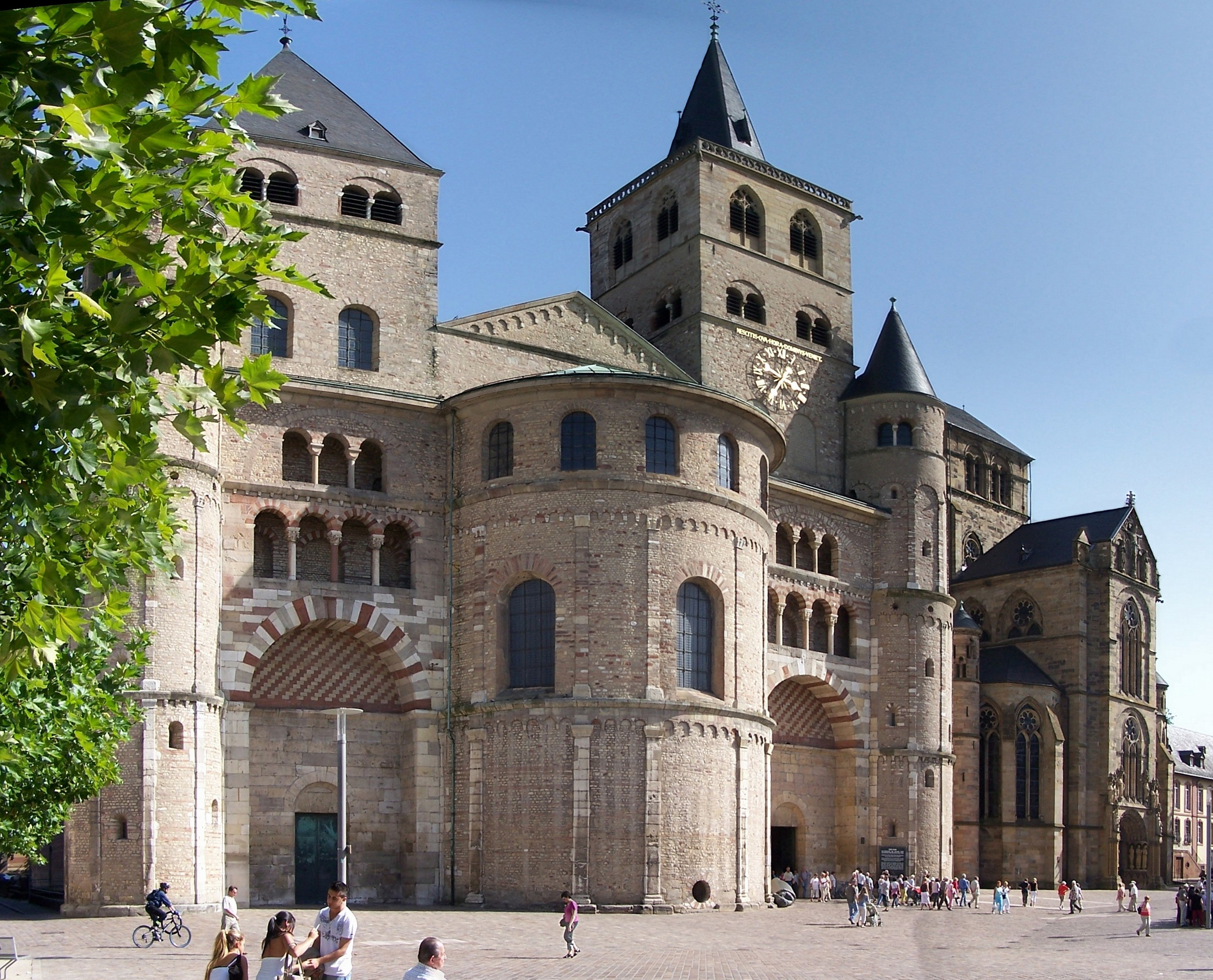
Façade Ouest de la cathédrale de Trèves.

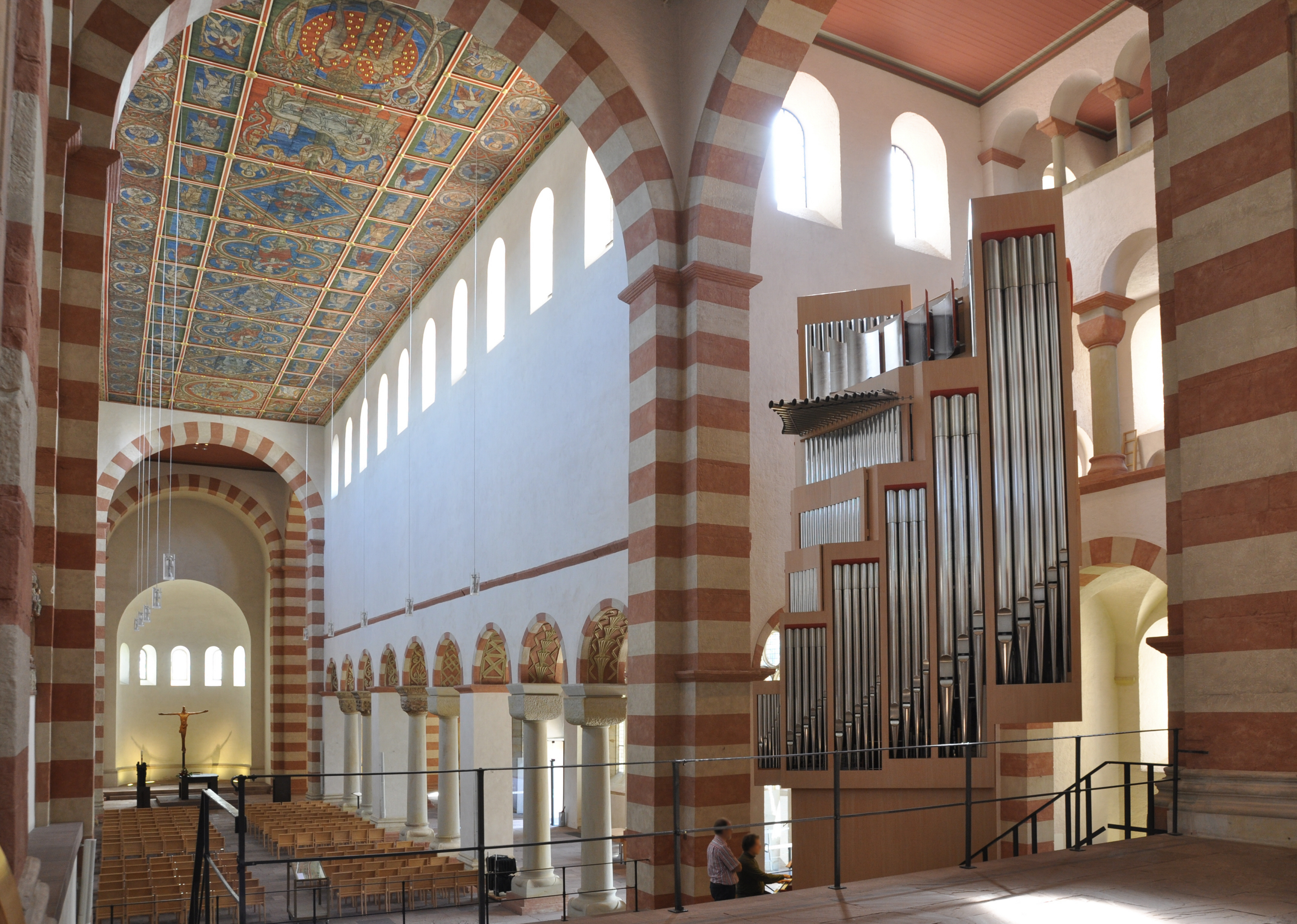
Église Saint-Michel de Hildesheim.

Le Saint-Empire romain germanique des Ottoniens est une des conséquences du traité de Verdun en 843 où Louis le Germanique reçoit la Francie orientale qui correspond au territoire de la Germanie. Le titre impérial lui échappe et se transmet en se vidant de son sens jusqu'en 924. Otton Ier, roi de Saxe depuis 936, est vainqueur des Hongrois et des Slaves, deux des nombreux peuples venus envahir l'Occident dans la seconde moitié du IXe siècle. Il reconquiert l'Italie et rétablit le pouvoir qu'autrefois Charlemagne avait établi sur Rome. En 962 il est couronné empereur à Rome et fonde le Saint-Empire romain germanique, qu'il place dans l'héritage de Charlemagne, qui lui-même s'était placé dans celui de l'Empire romain disparu. Otton Ier ressuscite ainsi un empire qu'il donne en héritage à son fils Otton II en 973. Celui-ci épouse Théophano Skleraina, fille de l'empereur de Byzance, afin de s'allier à l'empire d'Orient. À sa mort, c'est son fils, Otton III, qui lui succède. Encore jeune, sa mère assure la régence, et par là même réaffirme l'influence byzantine sur l'art ottonien. Influencé par Gerbert d'Aurillac le roi rêve d'un empire universel dont la capitale serait Rome.
Parallèlement l’Église connaît une forte organisation hiérarchique : les idées réformistes marquent l'épiscopat et le monachisme, et l'expansion fulgurante des abbayes en est la parfaite illustration. L'Église tient une grande place dans le conseil des princes, et le rôle matériel et spirituel du monachisme est indéniable. Prouesses architecturales, les monuments se placent dans l'héritage de la dynastie carolingienne tout en intégrant des influences byzantines. Les ateliers monastiques deviennent à l'origine de tout l'art ottonien : sculptures, peintures, orfèvrerie, enluminures. Le culte des reliques s'élève, et les cryptes viennent se placer de plain-pied avec la nef. La composition des édifices est modifiée, tout comme le développement de la liturgie. Les grands pèlerinages s'organisent.
Au Xe siècle, l'empire germanique est le principal foyer artistique en Occident. L'empereur et les grands ecclésiastiques donnent une impulsion déterminante à l'architecture. L'architecture ottonienne puise son inspiration à la fois dans l'architecture carolingienne et dans l'architecture byzantine. En effet, ces deux styles architecturaux se réclament de l'Empire romain et sont les plus proches exemples de l'art dédié au souverain. Mais c'est l'art carolingien qui a le plus influencé l'architecture ottonienne.

### L'Europe nouvelle

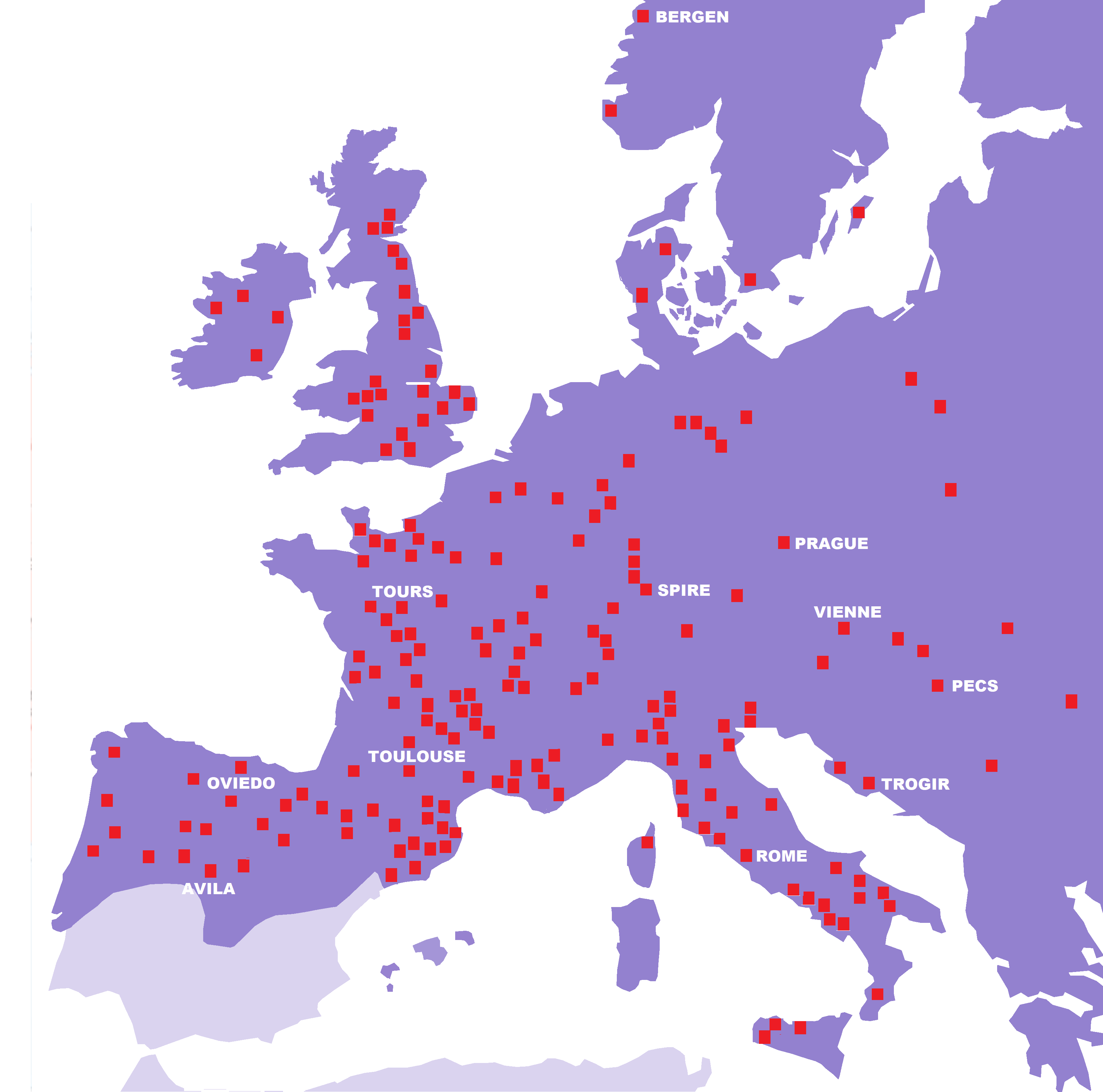
Les principales constructions romanes.

Autour de l'an mil, le signe le plus éclatant de l'essor de la chrétienté reste la célèbre phrase du moine Raoul Glaber qui parle du blanc manteau d'églises qui couvre surtout la Gaule et l'Italie. Ce grand mouvement de construction joue un rôle capital par sa fonction de stimulant économique, la mise au point d'outillages, le recrutement de la main-d'œuvre, le financement et l'organisation des chantiers. C'est le centre de la première et presque la seule industrie médiévale.
Cette activité de construction qui marque le démarrage de l'Occident est lié à la démographie, la fin des invasions, le progrès des institutions qui réglementent les périodes d'activités militaires et mettent les populations non combattantes sous la protection des guerriers. Cet essor est aussi lié à la terre qui au Moyen Âge est la base de tout et c'est à cette époque que la classe dominante se ruralise, devient une classe de grands propriétaires où la vassalité s'accompagne d'un bénéfice, le plus souvent une terre donnée aux paysans contre des redevances et des services. Pour satisfaire ces obligations, ils améliorent leurs méthodes de culture ce qui entraîne une révolution agricole entre le Xe et le XIIIe siècle qui est aussi une intense période de défrichement.

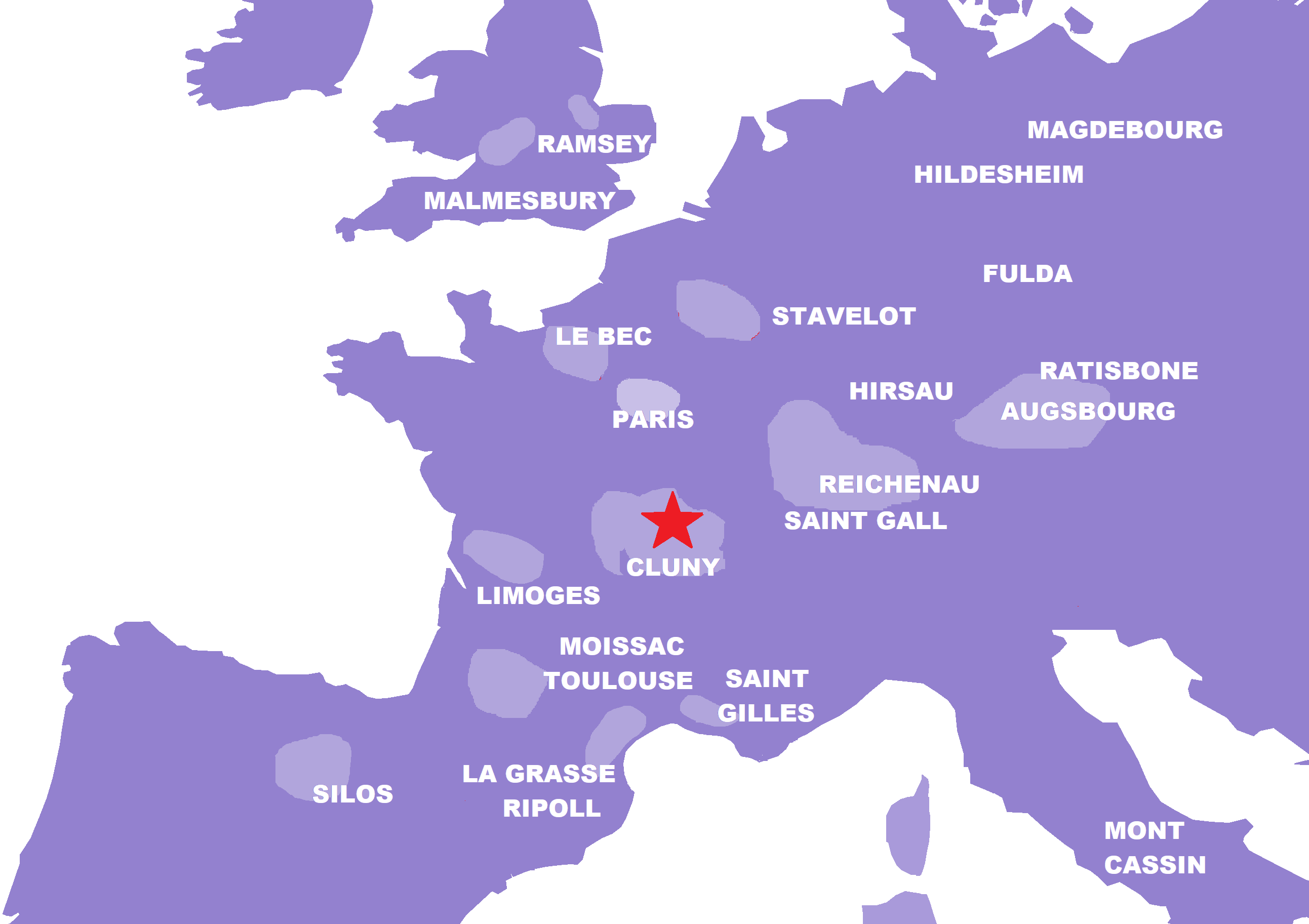
Les zones de grande densité d'abbayes clunisiennes.

Cette expansion intérieure du christianisme se double d'un mouvement de conquête extérieur avec le recul de ses frontières en Europe et les croisades en pays musulmans. La Pologne, le Danemark, la Norvège et la Suède deviennent chrétiennes. Les Normands s'installent en Italie du Sud, prennent la Sicile aux musulmans, chassent les Byzantins d'Italie. La Reconquista espagnole est menée par les rois chrétiens aidés par des mercenaires, des chevaliers et des moines clunisiens français qui soutiennent l'essor du pèlerinage de Saint-Jacques-de-Compostelle et jouent un rôle de premier plan.
L'abbaye de Cluny depuis sa fondation bénéficie d'une exemption donc ne dépend que de Rome et échappe au pouvoir politique et à la hiérarchie ecclésiastique. Elle se consacre pleinement à sa fonction spirituelle et son succès est immédiat. À la fin du XIe siècle, 1 450 maisons dont 815 en France sont affiliées à l'abbaye bourguignonne et dix mille moines sont sous l'autorité d'un même père abbé. Les monastères qui se voulaient indépendants sont unis en une même famille. D'autres abbayes réformées se muent en chefs de file et le mouvement est si puissant qu'il porte au trône des papes comme Grégoire VII, père de la réforme grégorienne.
Cette transformation radicale de la société fait apparaître de nouveaux besoins. Dans une multitude de fiefs les seigneurs construisent des mottes féodales, des tours qui deviendront des châteaux forts et s'assurent la protection divine par des dons aux monastères ou créent des collèges de chanoines.
|                             |
| Architecture carolingienne. |

|                                           |
| Architecture carolingienne et ottonienne. |

|                      |
| Architecture romane. |

|                        |
| Architecture gothique. |

## Architecture religieuse

### Les antécédents paléochrétiens et préromans

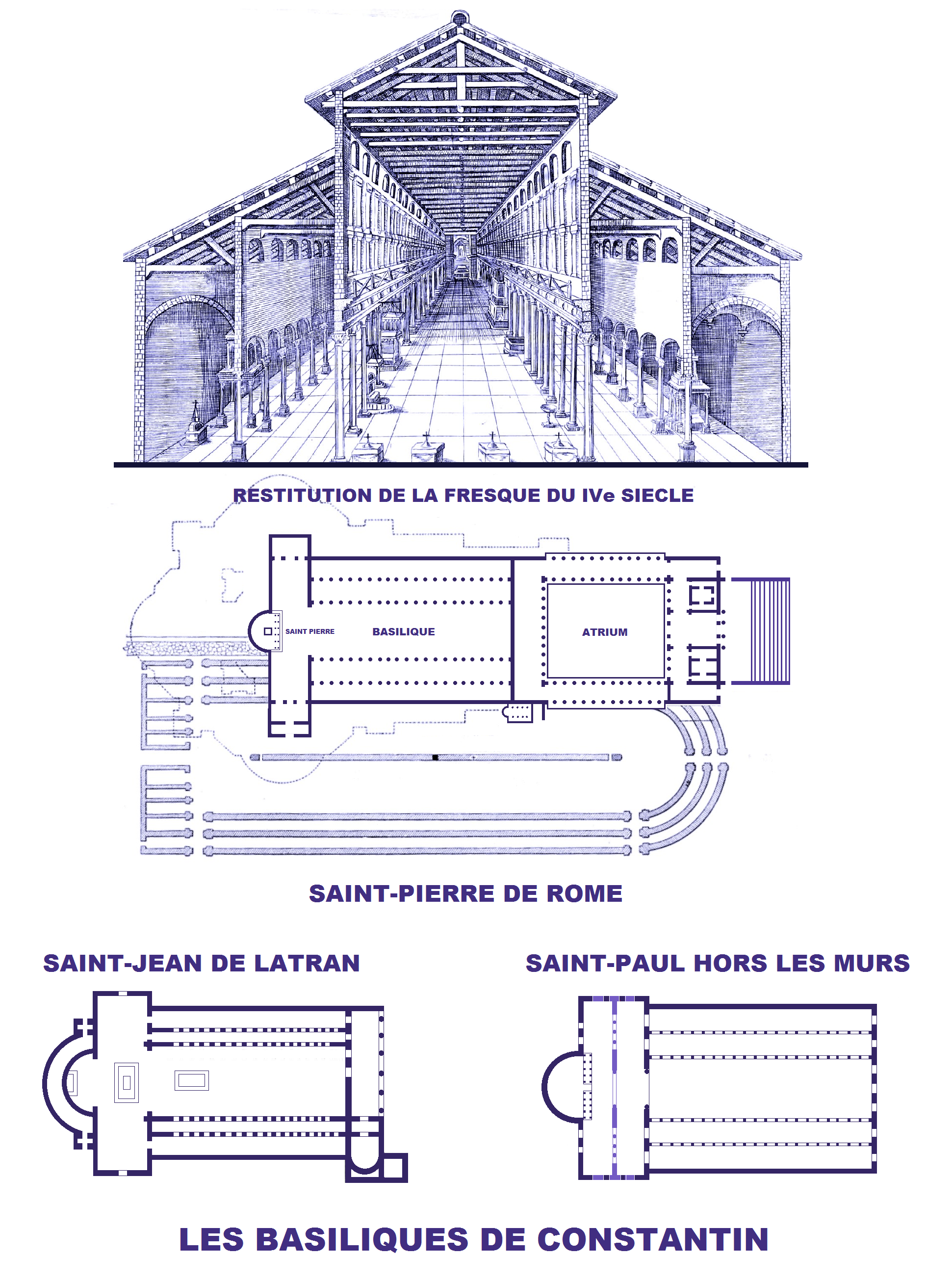
Saint-Jean-de-Latran, Saint-Pierre du Vatican, Saint-Paul-hors-les-Murs.

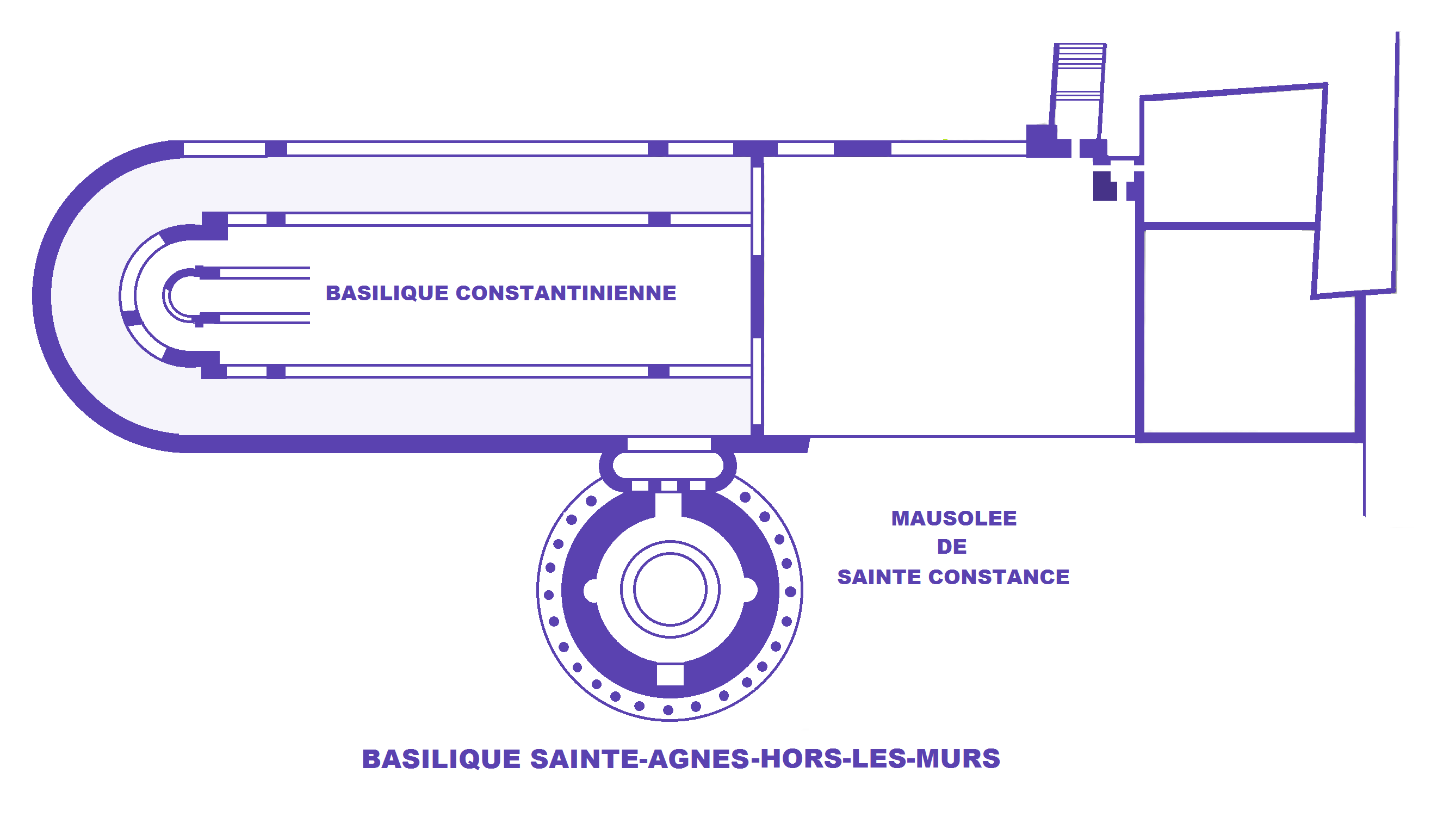
Basilique Sainte-Agnès-hors-les-Murs.

Les composantes structurelles de l'architecture romane, les chevets, la façade et l'espace occidental, les articulations de la nef avec ses modes de couverture et ses supports, les transepts, les travées droites du chœur et le traitement des parois extérieures sont en germe dans l'architecture paléochrétienne et préromane.
L'évolution du chevet roman des XIe et XIIe siècles est liée à la multiplication des autels pour des prêtres de plus en plus nombreux. Ils sont de deux grands types avec des absidioles alignées ou échelonnées de chaque côté de l'abside ou rayonnantes sur un déambulatoire. Une solution expérimentale est présente dans son état du VIe siècle à la basilique euphrasienne de Poreč où la conservation de trois autels paléochrétiens et de mosaïques font croire à leur localisation dans trois hémicycles. Toujours en Croatie mais en Dalmatie, on connaît quelques chevets tripartis aux VIe et VIIe siècles.
Aux IXe et Xe siècles, des chevets de ce type sont présents vers 800 à Mistail en Suisse ou en Espagne à l'église Saint-Michel d'Escalada avec trois autels originaux de 913. Dans les décennies proches de l'an mil, des chevets à absidioles alignées de chaque côté de l'abside sont présents en Catalogne à l'abbaye de Ripoll et à Saint-Michel de Cuxa, en Bourgogne à l'église Saint-Vorles de Châtillon-sur-Seine et en Italie à la cathédrale d'Aoste. On trouve des chevets à absidioles échelonnées à Cluny II et au prieuré de Perrecy-les-Forges en Bourgogne, à l'abbaye Notre-Dame de Déols en Berry et en Normandie à Bernay. À partir de 817, l'individualisation de la travée droite du chœur de Poreč semble s'être généralisée à Inden - Kornelimünster puis dans l'architecture carolingienne.
Dès le IVe siècle, à Saint-Pierre du Vatican, Saint-Jean-de-Latran et Saint-Paul-hors-les-Murs à Rome, le transept est connu sans que l'on sache exactement sa fonction alors qu'elle est parfaitement établie au début du XIe siècle à l'église Saint-Michel de Hildesheim où il accueille des autels dans des absidioles. Entre ces deux dates, vers 820, on voit sur le plan de Saint-Gall des autels dans un transept oriental, et proche de l'an mil un transept avec des absidioles accueillant des autels à l'abbaye Saint-Michel de Cuxa.
Les chevets à déambulatoire prolongeant les collatéraux et qui permettent une circulation vers des mausolées ou des reliques sans perturber les célébrations sont présents dans la Rome paléochrétienne à Saints-Pierre-et-Marcellin, Saint-Sébastien-hors-les-Murs, Sainte-Agnès-hors-les-Murs et Saint-Laurent-hors-les-Murs. Ils préfigurent le premier chevet à déambulatoire médiéval de Hildesheim au début du XIe siècle. À l'époque carolingienne, l'abbaye Saint-Germain d'Auxerre et l'église Saint-Genest de Flavigny-sur-Ozerain ont développé sur deux niveaux des circulations desservant des absidioles. À l'abbaye Saint-Jean-du-Mont de Thérouanne, trois chapelles rayonnantes greffées sur le déambulatoire annoncent au début du XIe siècle l'abbaye Saint-Philibert de Tournus.
Les chevets à deux niveaux existent dans l'Afrique paléochrétienne à Beniane, Tipaza et Djemila et en Gaule aux VIe , VIIe siècles à Saint-Laurent de Grenoble avec son plan tréflé. L'évolution passe des chapelles quadrangulaires à celles en hémicycles vers 1020 à la collégiale Saint-Aignan d'Orléans et à la cathédrale de Chartres.

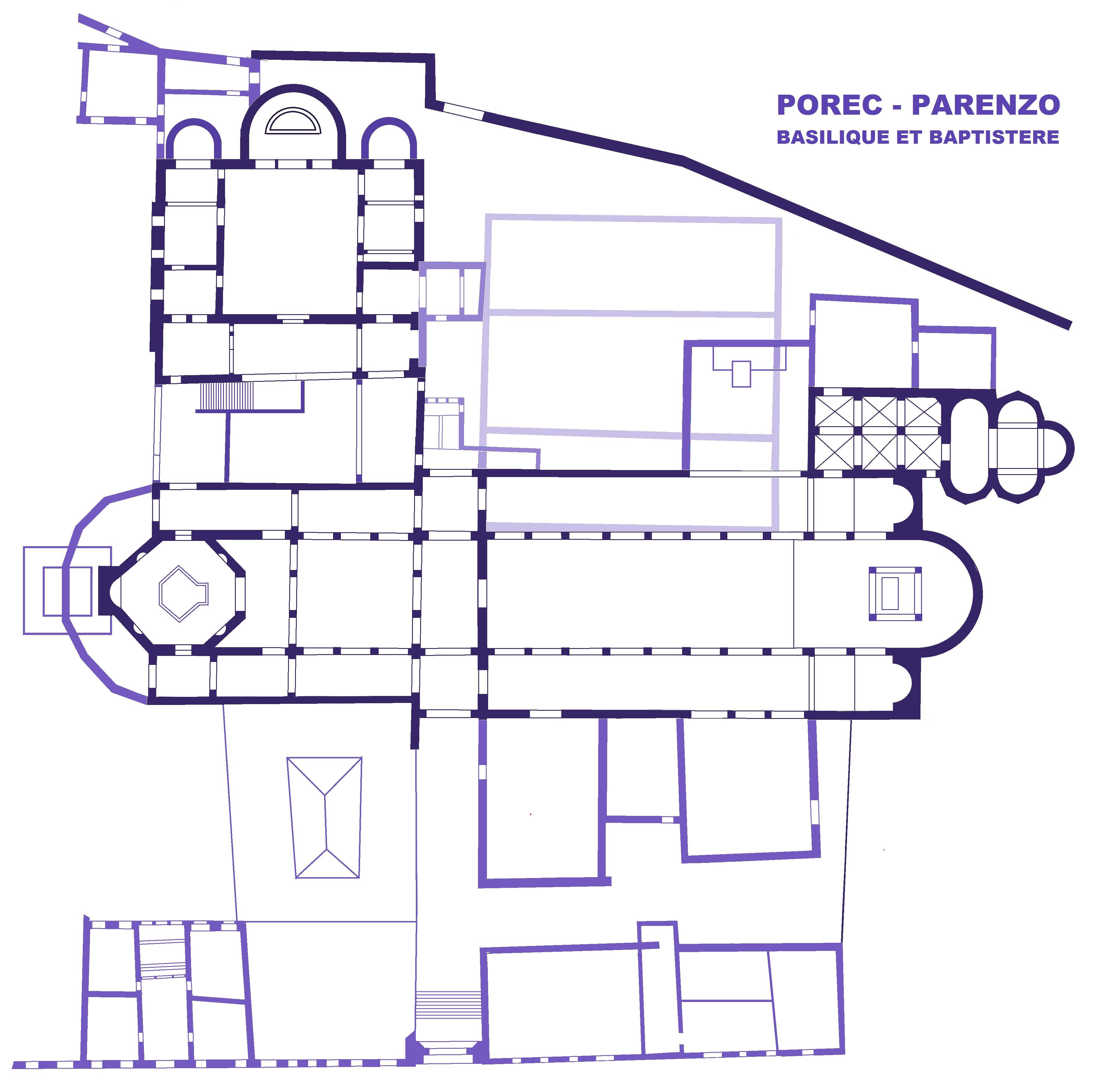
Basilique de Poreč.
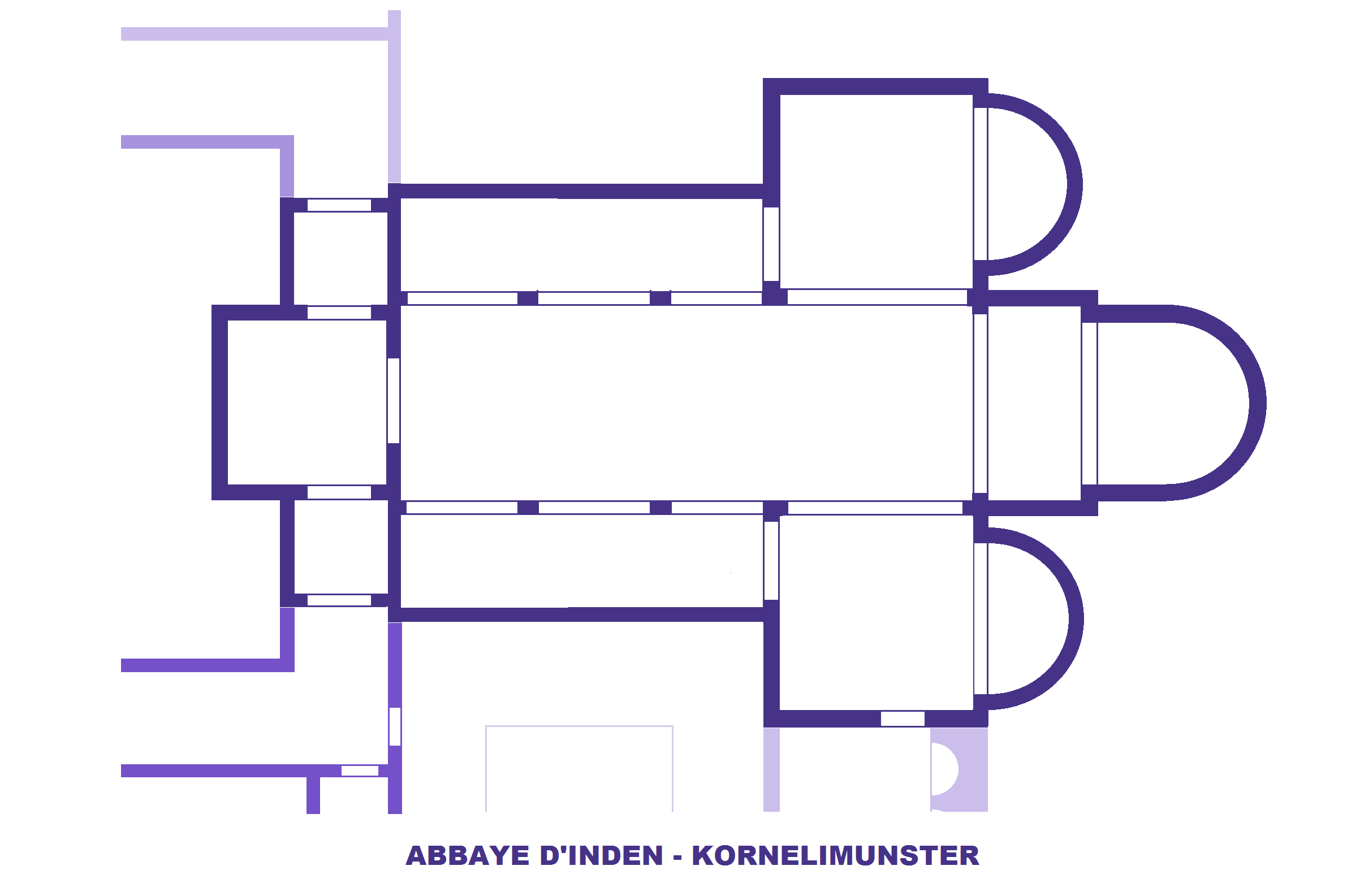
Inden - Kornelimünster.
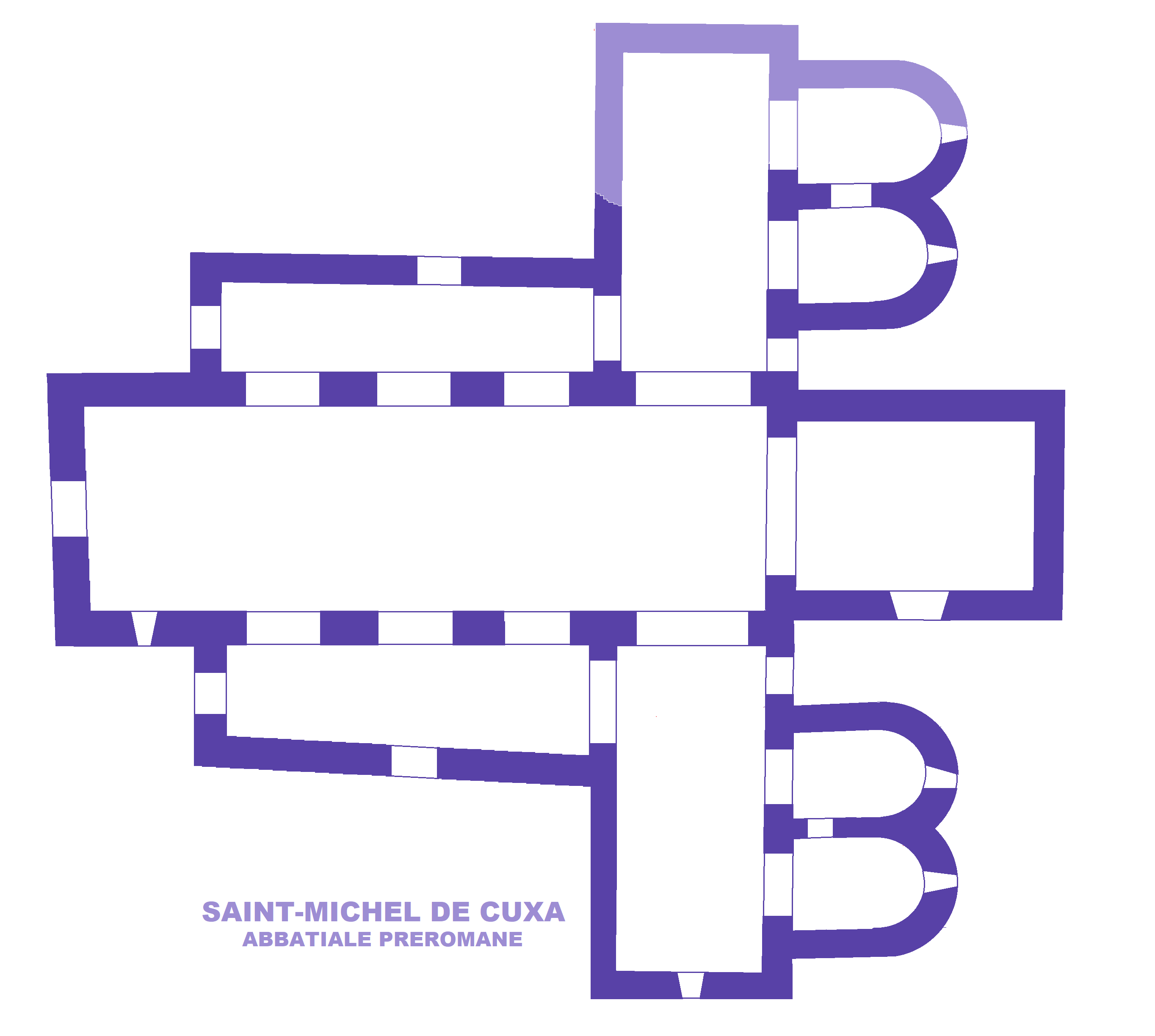
Abbaye Saint-Michel de Cuxa.
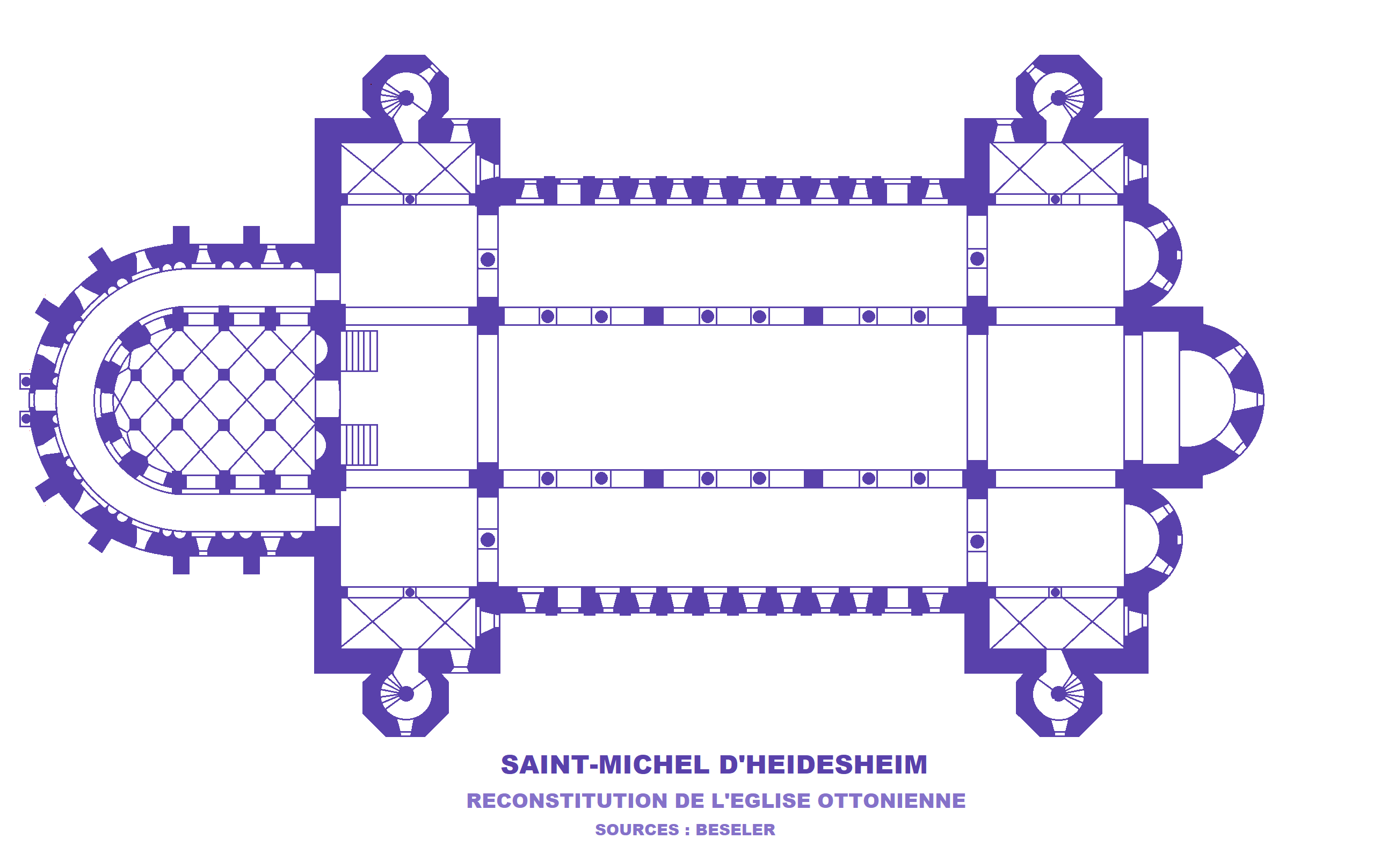
Église Saint-Michel de Hildesheim.
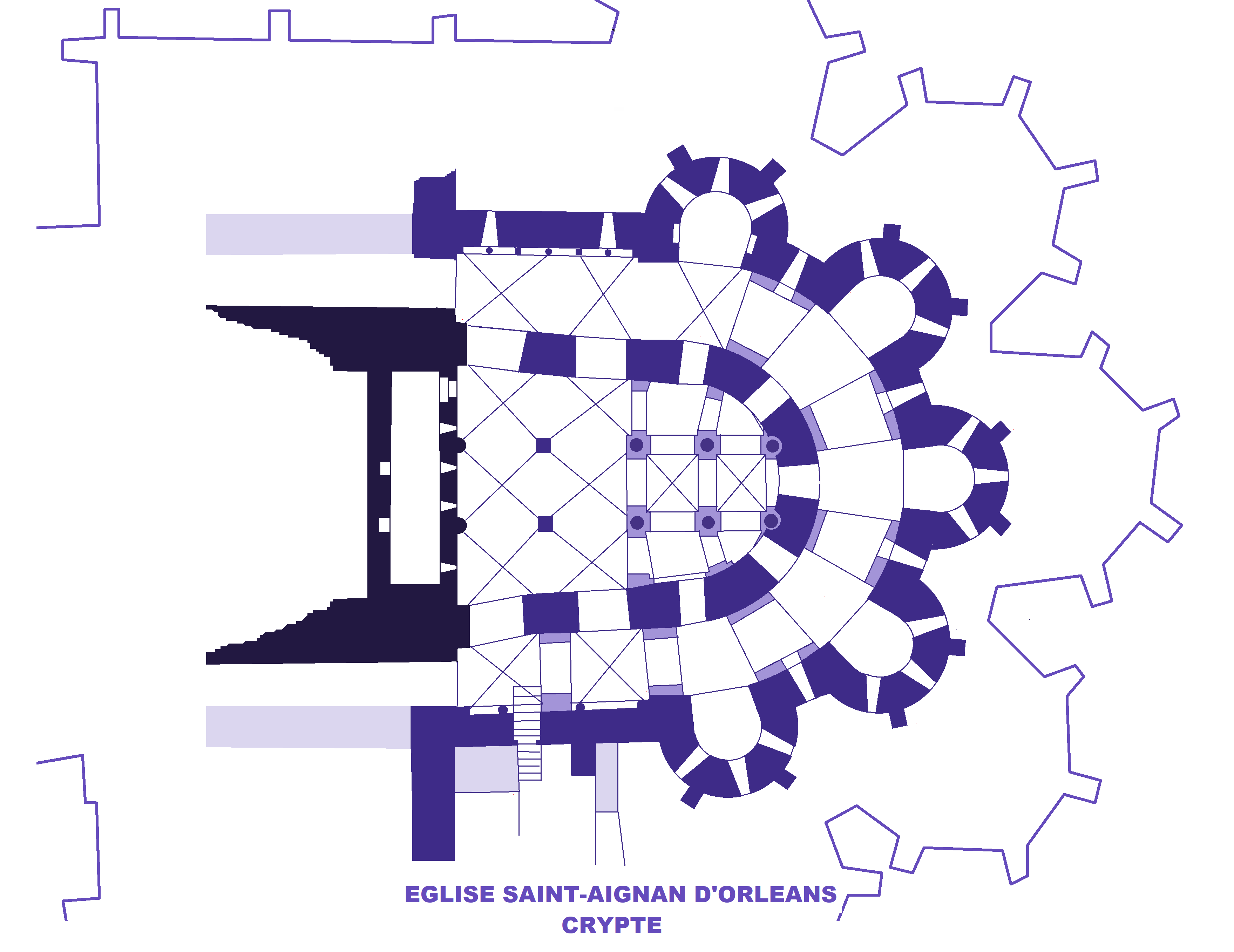
Saint-Aignan d'Orléans.

L'aspect caractéristique des élévations des chevets romans est présent dans l'architecture paléochrétienne de la basilique Saint-Vital de Ravenne et carolingienne à l'abbaye Saint-Germain d'Auxerre et à l'église Saint-Genest de Flavigny-sur-Ozerain. Cette forme pyramidale est renforcée quand il existe une tour à la croisée du transept comme à l'église Saint-Michel de Hildesheim au début du XIe siècle. Les massifs occidentaux carolingiens ou les westwerk ottoniens du type de l'abbaye de Corvey se retrouvent à l'abbaye de Jumièges en Normandie au début du XIe siècle et en Alsace au cœur du XIIe siècle à la collégiale Saint-Michel-et-Saint-Gandolphe de Lautenbach, l'abbaye Saint-Étienne de Marmoutier et à l'église Sainte-Foy de Sélestat.

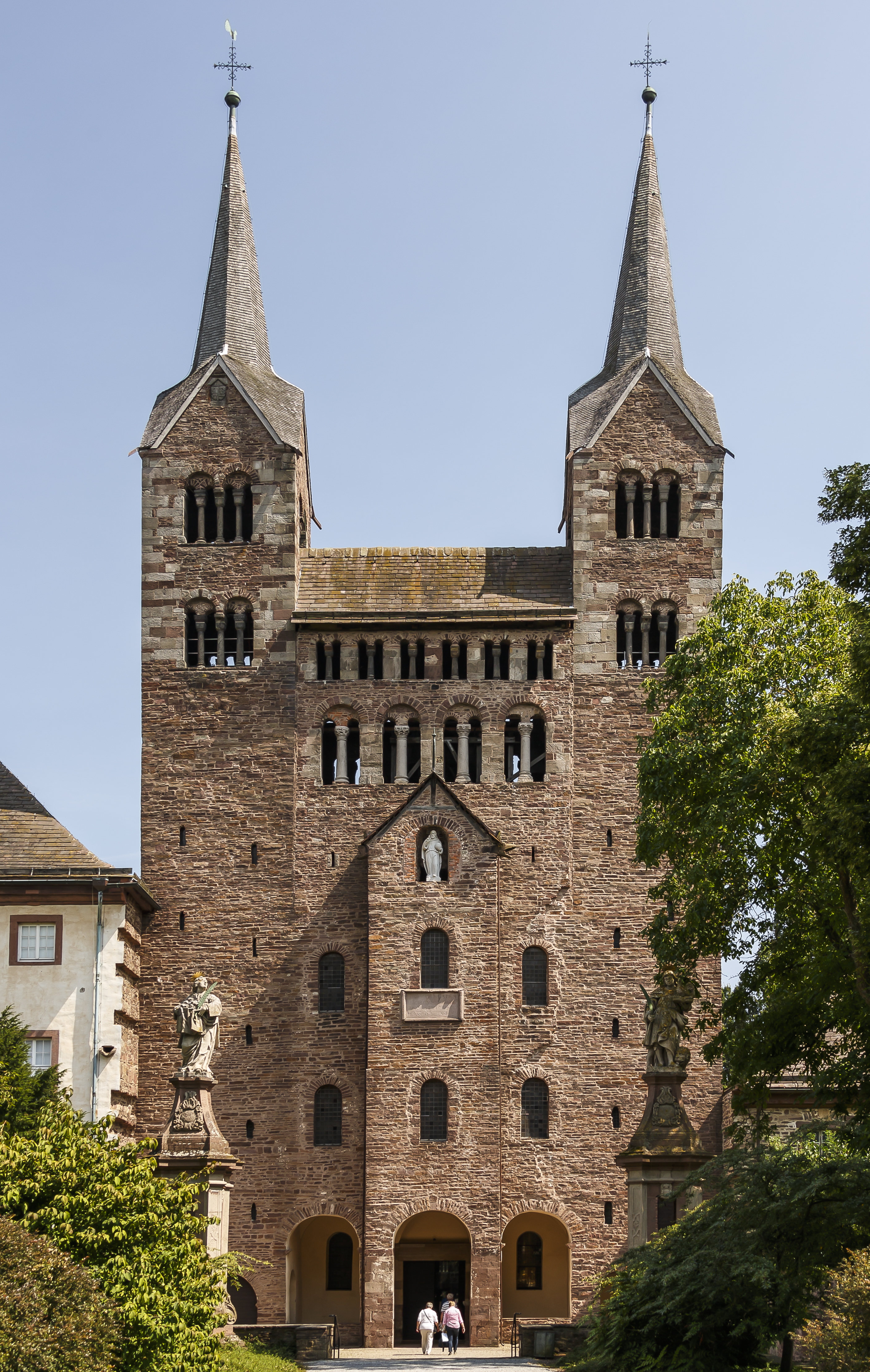
Abbaye de Corvey.
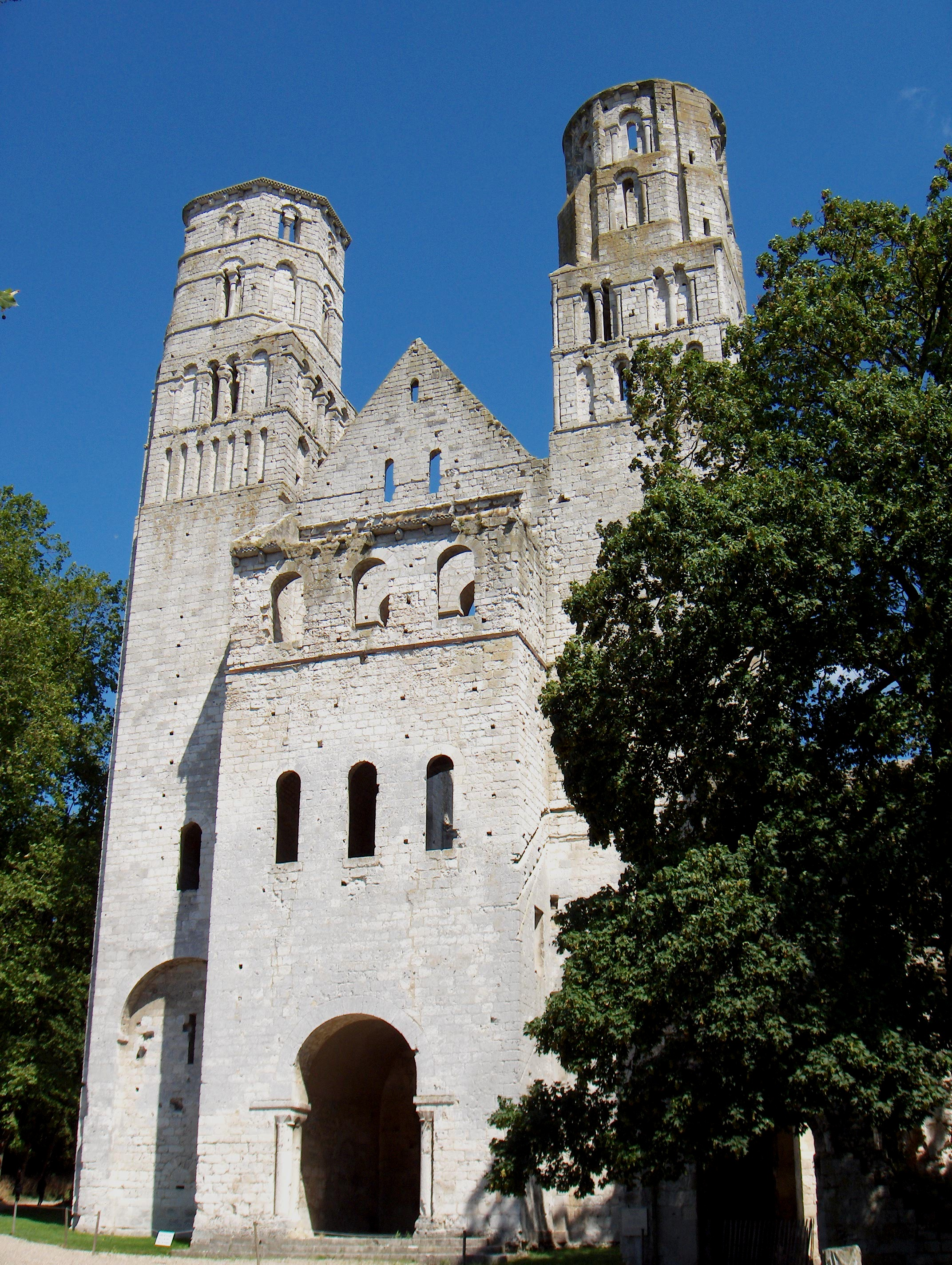
Abbaye de Jumièges.
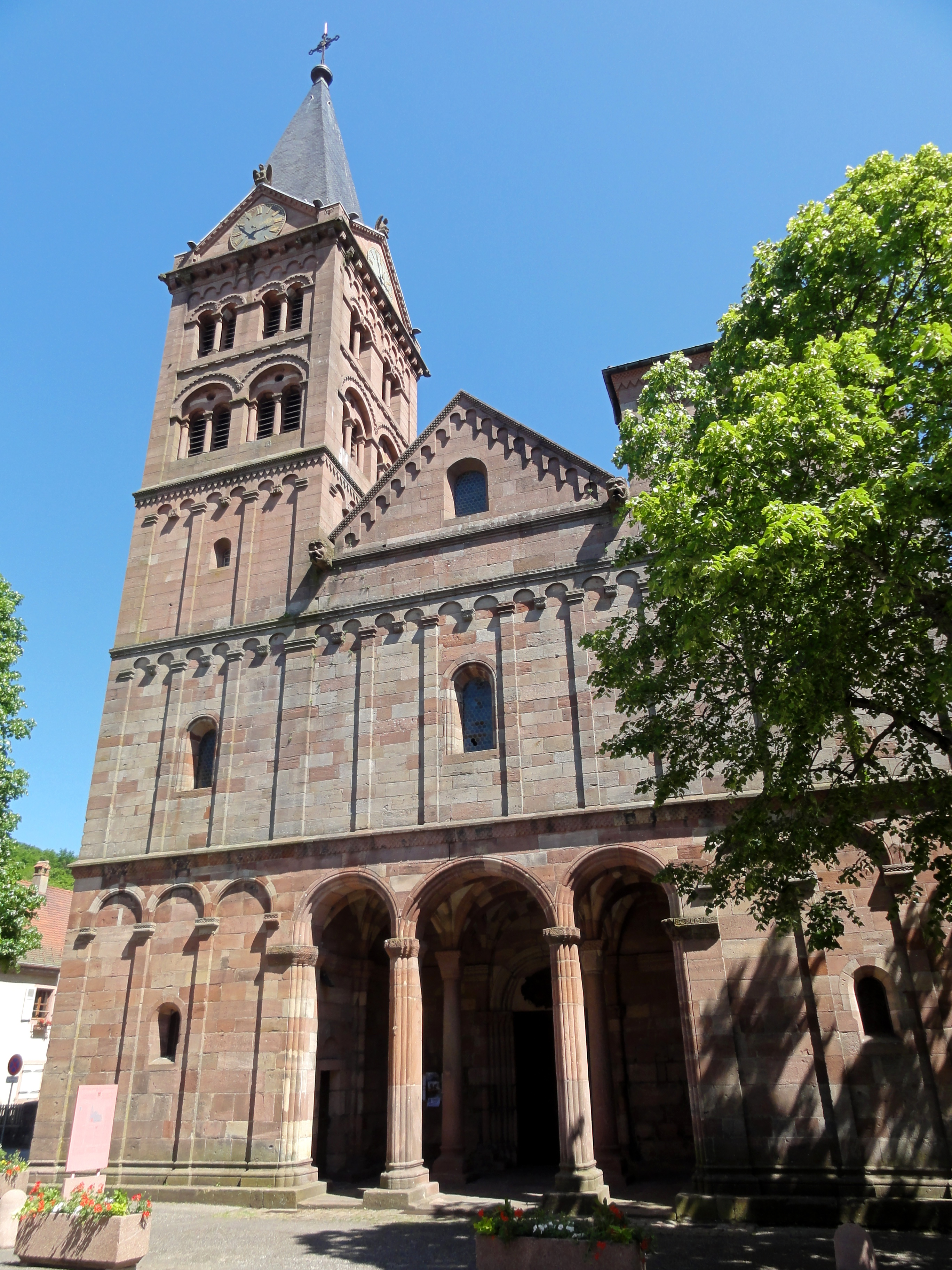
Lautenbach.
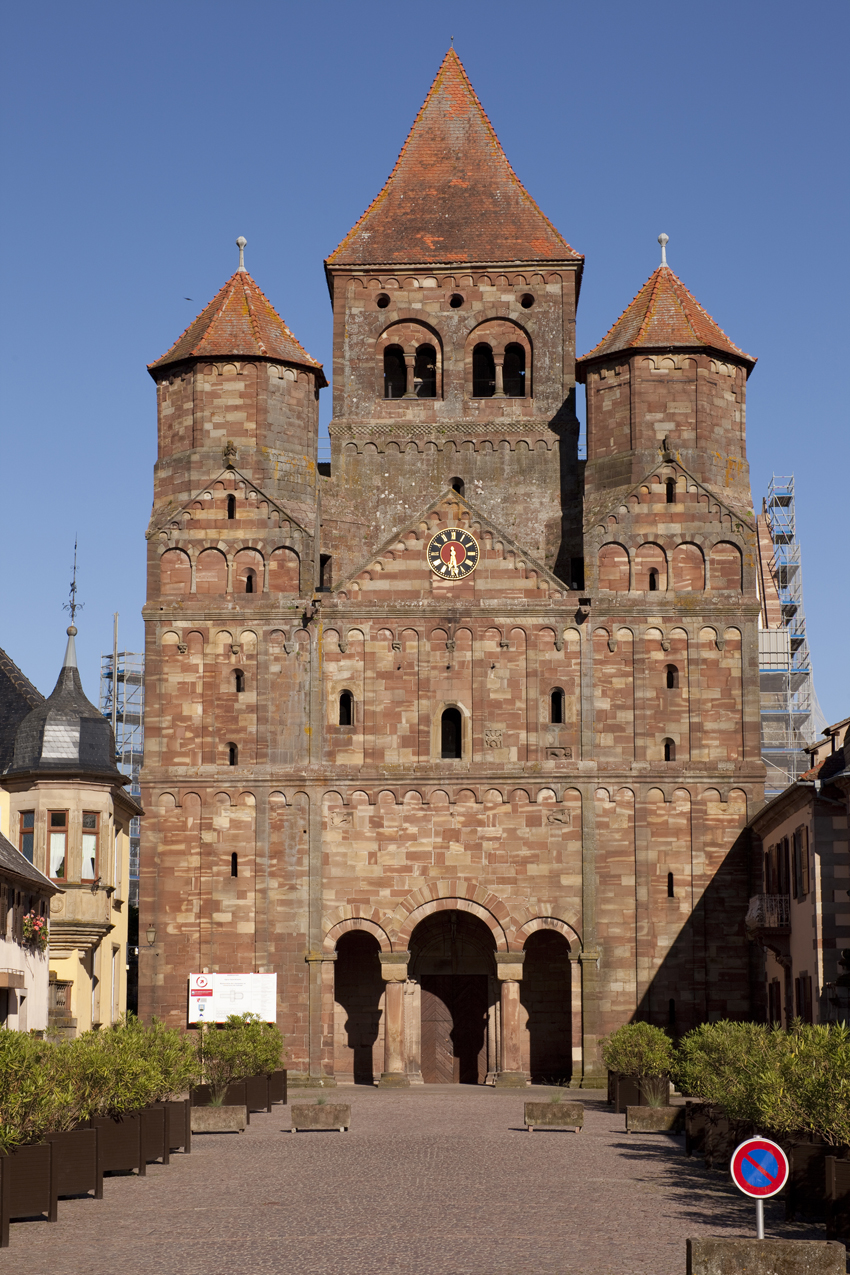
Abbaye Saint-Étienne de Marmoutier.
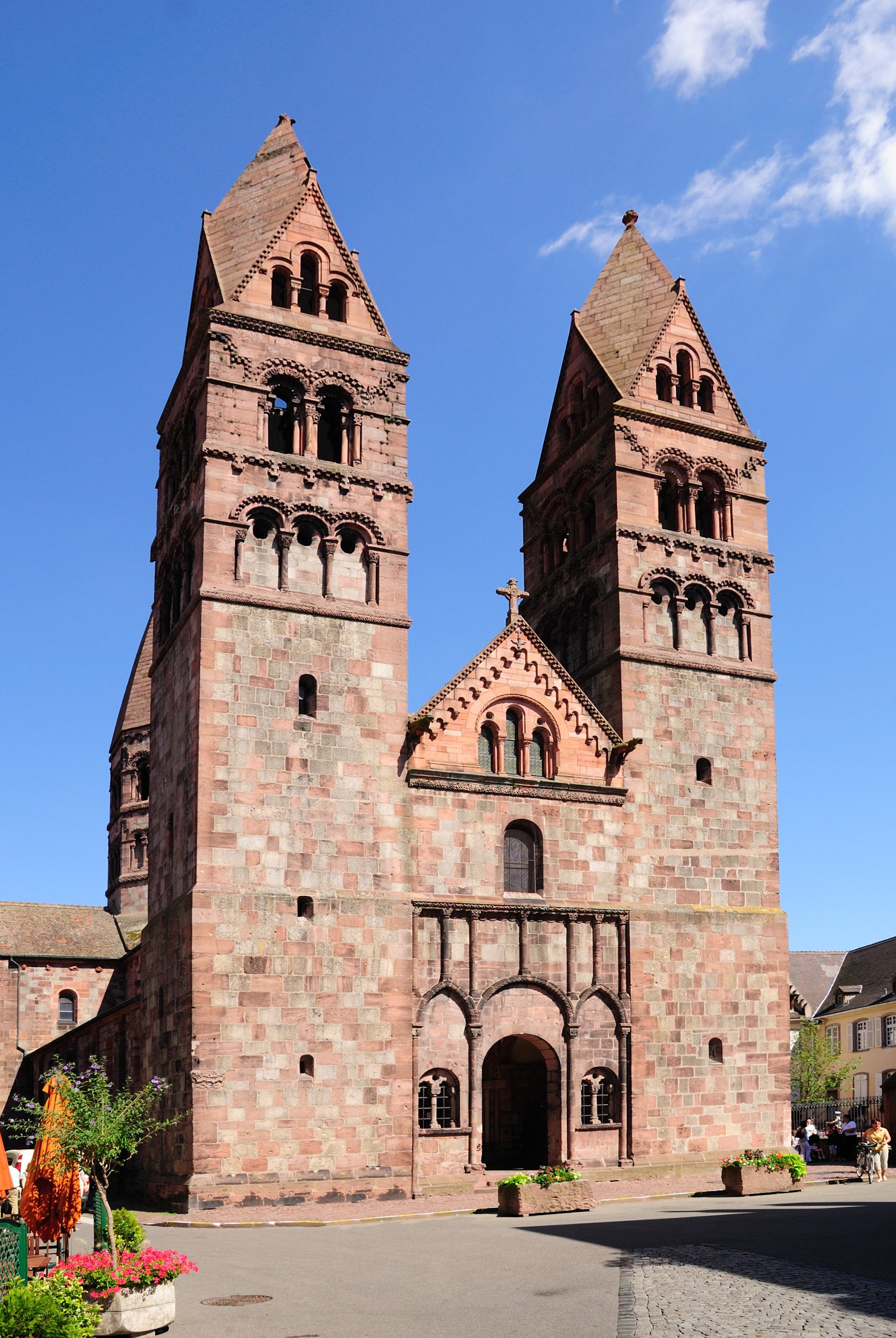
Église Sainte-Foy de Sélestat.

### Le temps des expériences

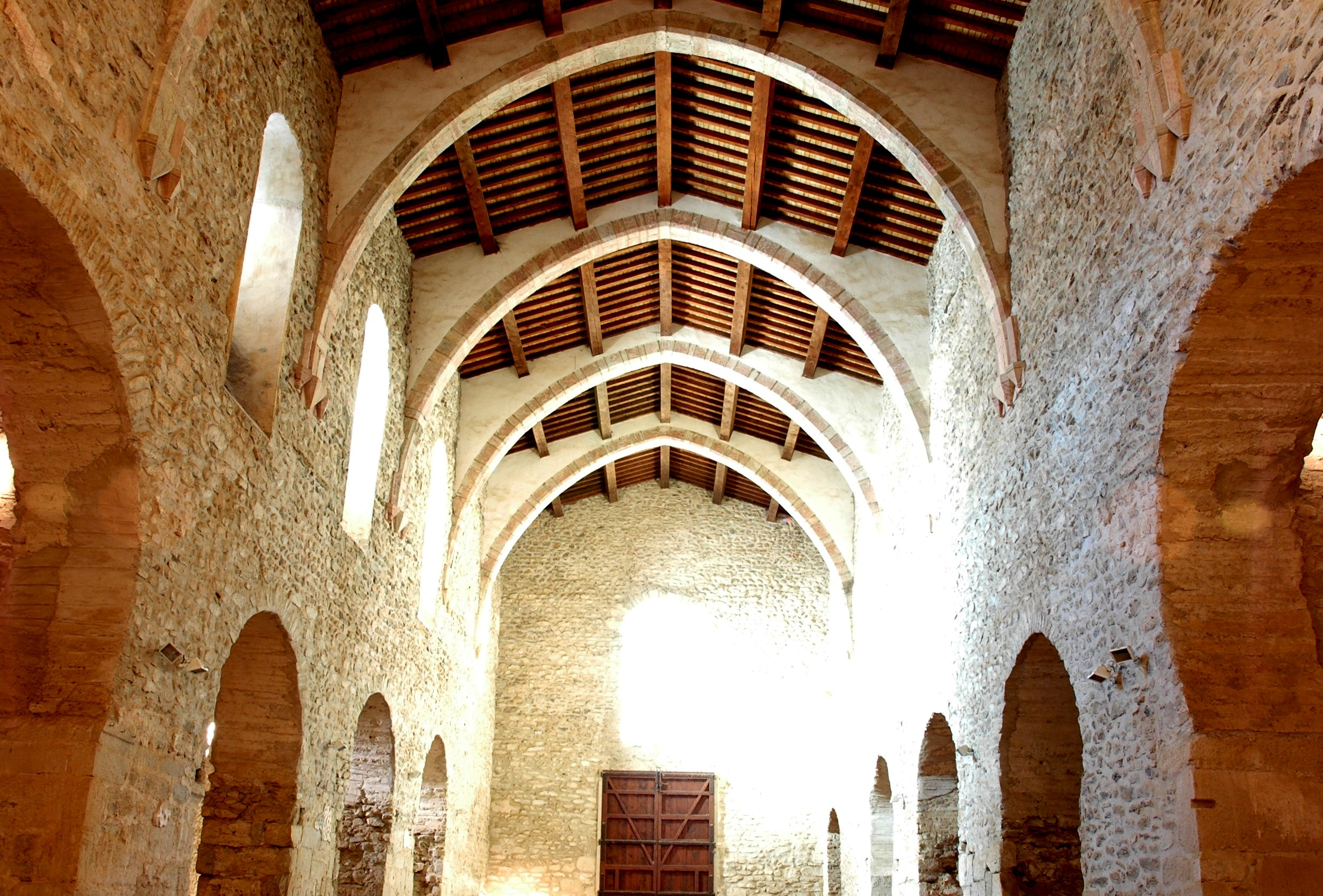
Saint-Michel-de-Cuxa.

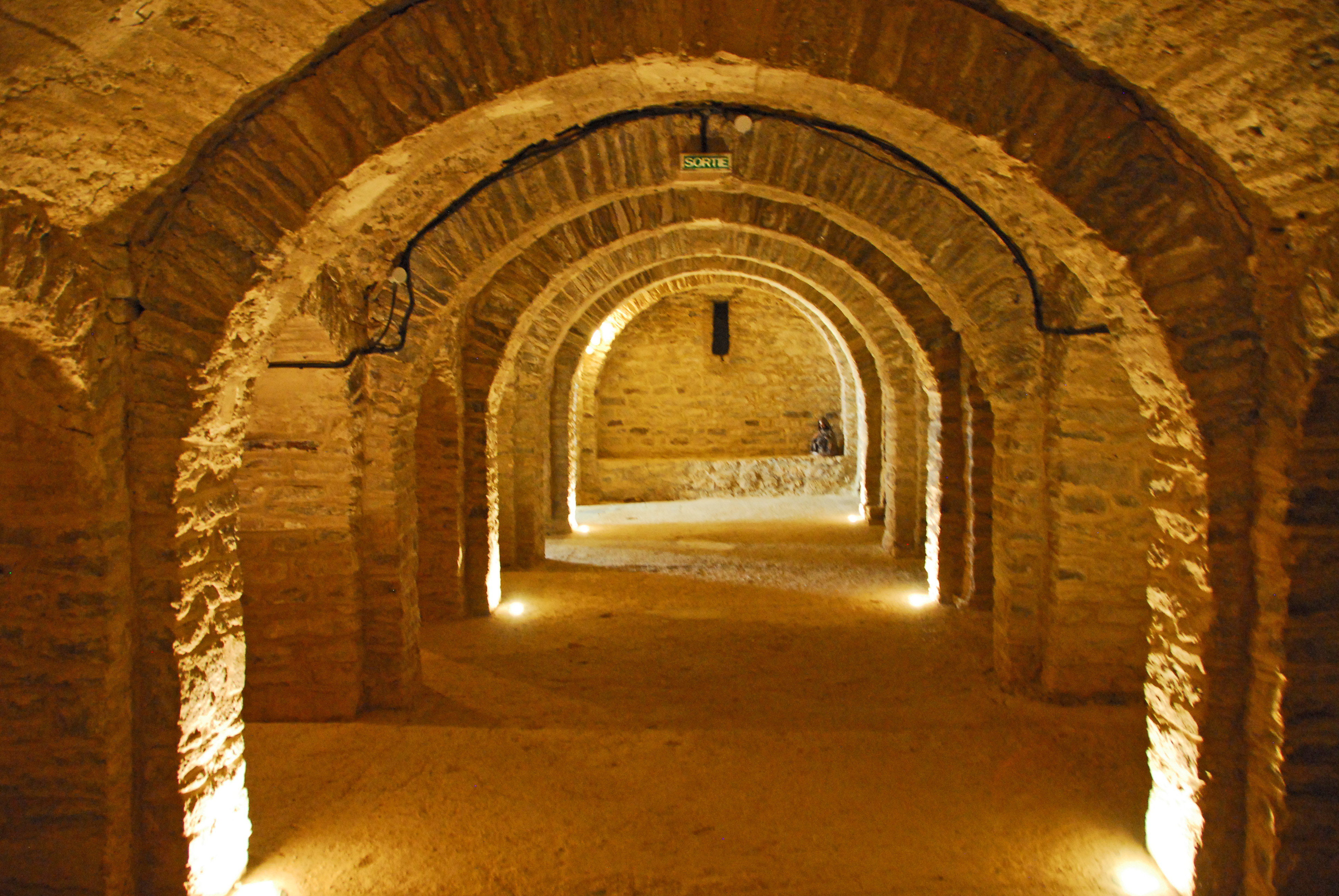
Saint-Martin-du Canigou, voûte avec arcs doubleaux.

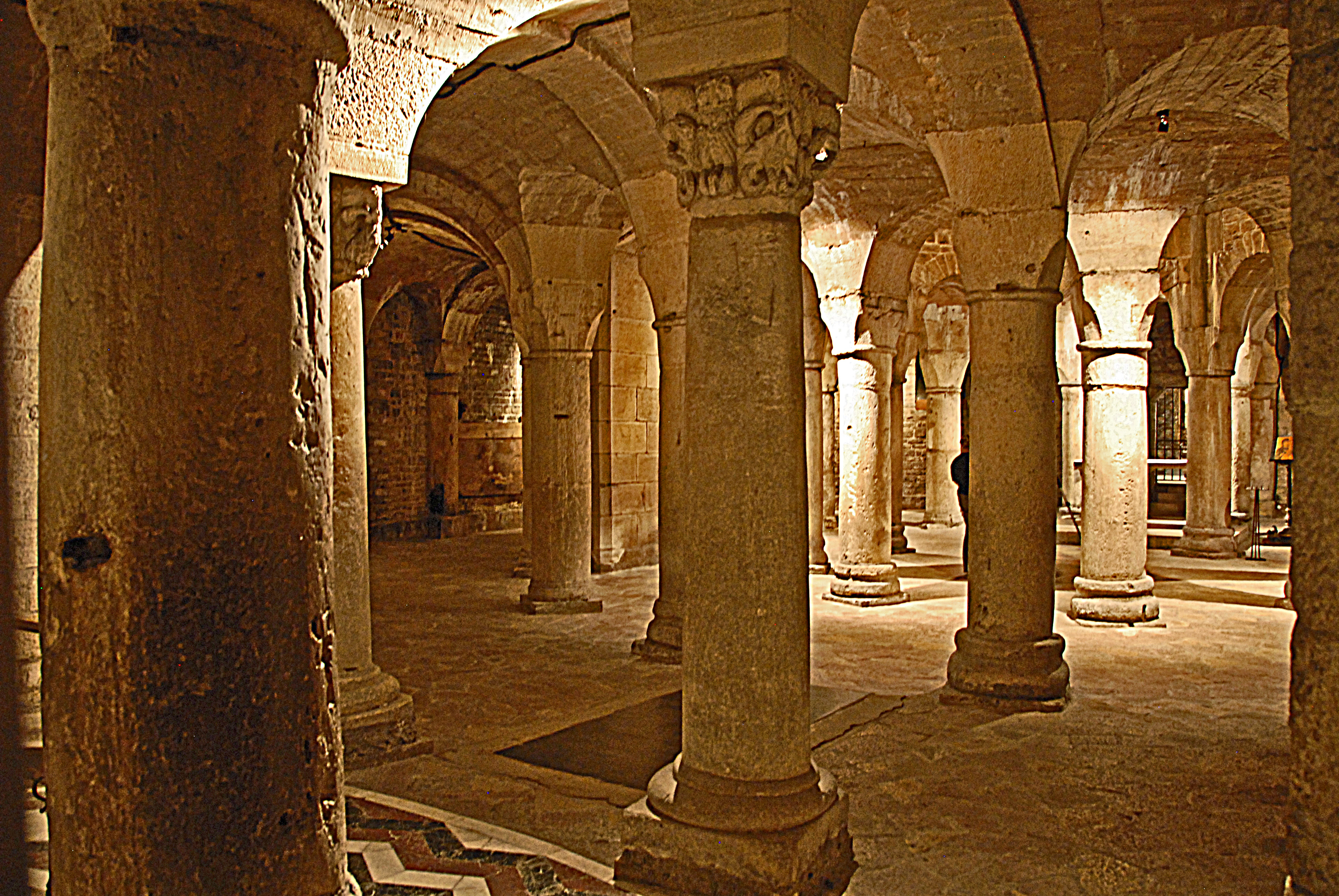
Crypte de Saint-Bénigne de Dijon.

Quelques décennies avant l'an mil, dont il ne reste que des vestiges ou des rapports de fouilles, et le premier quart du XIe marquent le temps des expériences. Des évolutions apparaissent en particulier sur les chevets et les systèmes de voûtes, la notion de travée et de rythme apporté par les colonnes engagées et les piles composées, l'appareil et la pierre de taille, le développement des cryptes-halles. Au début du XIe siècle la Bourgogne, le Val de Loire, le Poitou, l'Auvergne et la Catalogne sont les régions les plus innovantes où les recherches sont réservées aux grandes réalisations : la cathédrale de Clermont-Ferrand, les collégiales Saint-Aignan d'Orléans et Saint-Vorles à Châtillon-sur-Seine, les abbatiales Saint-Philibert de Tournus et Saint-Bénigne de Dijon, Cluny II, Saint-Michel-de-Cuxa, Saint-Martin-du Canigou, le prieuré conventuel de l'abbaye de Fleury à Perrecy-les-Forges et l'église de Saint-Généroux.

#### Les chevets
Les besoins qui font évoluer la partie orientale des églises sont liés au nombre de prêtres toujours plus nombreux et au cheminement des fidèles vers les reliques sans perturber la liturgie. La première réponse consiste à multiplier les chapelles en juxtaposant de part et d'autre de l'abside axiale des absidioles alignées. C'est l'organisation adoptée à l'abbatiale de Saint-Michel de Cuxa en Roussillon avec une construction commencée en 956, l'autel consacré en 975 et à Châtillon-sur-Seine où l'église Saint-Vorles entre 980 et 1016 respecte ce plan qui ne résout pas le problème des circulations. Le chevet à chapelles échelonnées est une solution plus élaborée que l'on trouve au début du XIe siècle en Normandie à Bernay et au prieuré de Perrecy-les-Forges qui dépend de l'abbaye de Fleury près d'Orléans.
La réponse au problème d'une circulation indépendante des fidèles pour accéder aux reliques passe par la création d'un déambulatoire autour du chœur isolant les célébrations de l'autel majeur et permettant de distribuer des absidioles rayonnantes avec des autels secondaires. Si l'exemple de la cathédrale de Clermont-Ferrand qui a servi de modèle à la collégiale Saint-Aignan d'Orléans n'est connu que par des fouilles, sa crypte est une ébauche de celle de l'église Saint-Philibert de Tournus consacrée en 1019 dont le chevet est en partie encore existant. Il est construit sur une crypte de même plan où le chœur et l'abside sont ceinturées par un déambulatoire desservant des chapelles quadrangulaires.
Le déambulatoire à chapelles rayonnantes défini à Saint-Philibert de Tournus n'a pas été remis en cause dans l'architecture romane. Seuls le nombre et la forme des chapelles, les passages visuels entre le déambulatoire, le chœur et les chapelles, les proportions des volumes composant le chevet varient.

#### Les premières travées voutées
À l'abbaye Saint-Martin du Canigou où l'exiguïté du site impose la construction de deux églises superposées, l'église inférieure consacrée en 1009 possède dans sa partie occidentale des voûtes sur arcs doubleaux définissant des travées. Cette église en partie souterraine ne dépasse pas les trois mètres de hauteur avec un vaisseau central de 3,10 m de largeur et des collatéraux de 2,20 m. Sa construction fait l'objet d'une première campagne rapide à l'Est entre 997 et 1009 avec une structure de colonnes portant des voûtes d'arêtes, technique employée dans les cryptes et trois petites absides. Les colonnes ont reçu un renfort de maçonnerie pour résoudre des problèmes de stabilité, les colonnes inférieures supportant l'église supérieure dont la nef est voûtée en berceau. La deuxième campagne de construction vers l'Ouest témoigne des progrès de l'architecture romane au début du XIe siècle par le passage de la colonne à la pile composée. Les six travées égales et juxtaposées sont couvertes en berceau avec des arcs doubleaux sur des piliers cruciformes. Cet espace modulaire se répétant autant de fois qu'il y a de travées dans l'édifice a été la base de la réflexion des architectes des XIe et XIIe siècles.

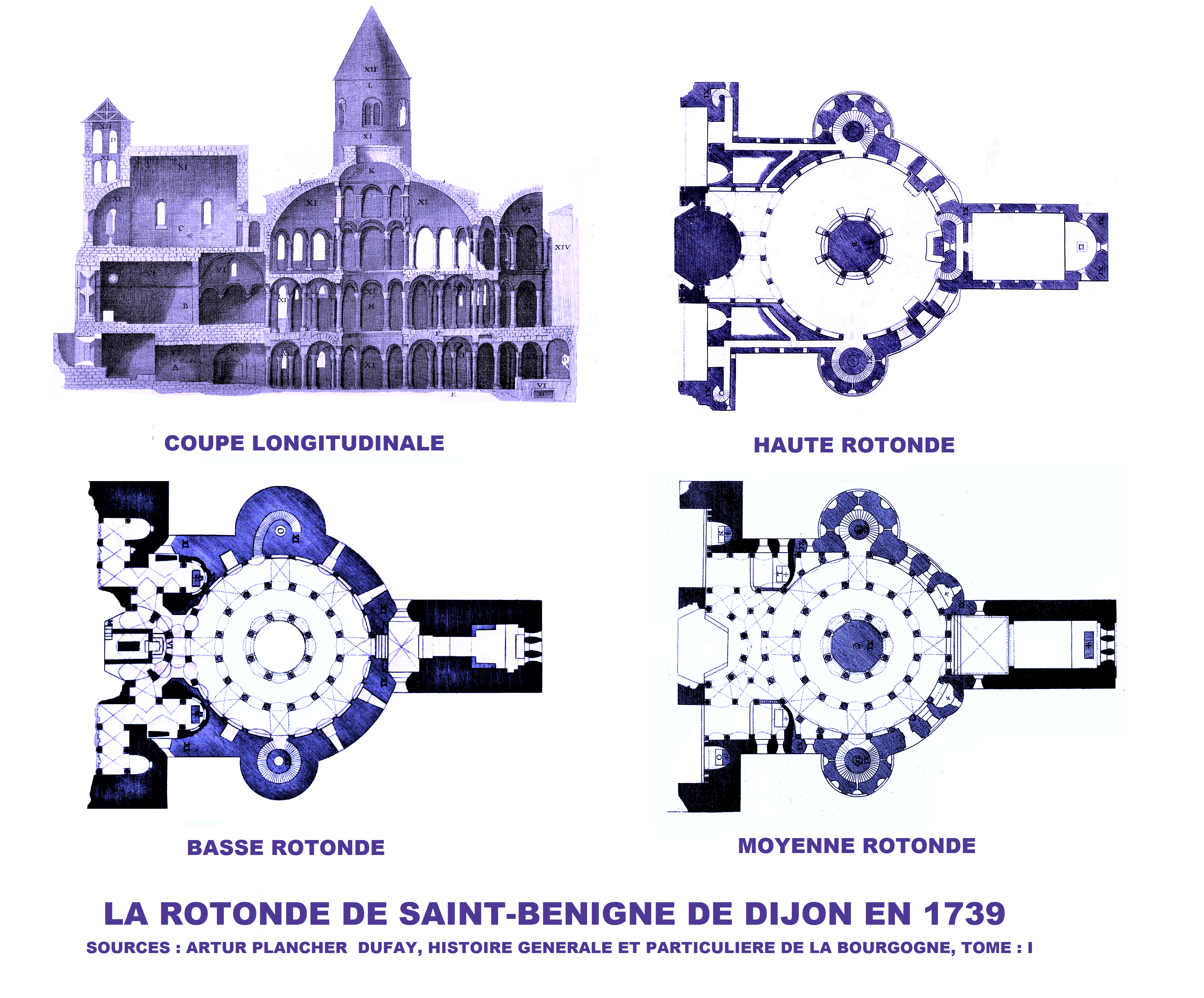
Saint-Bénigne de Dijon.
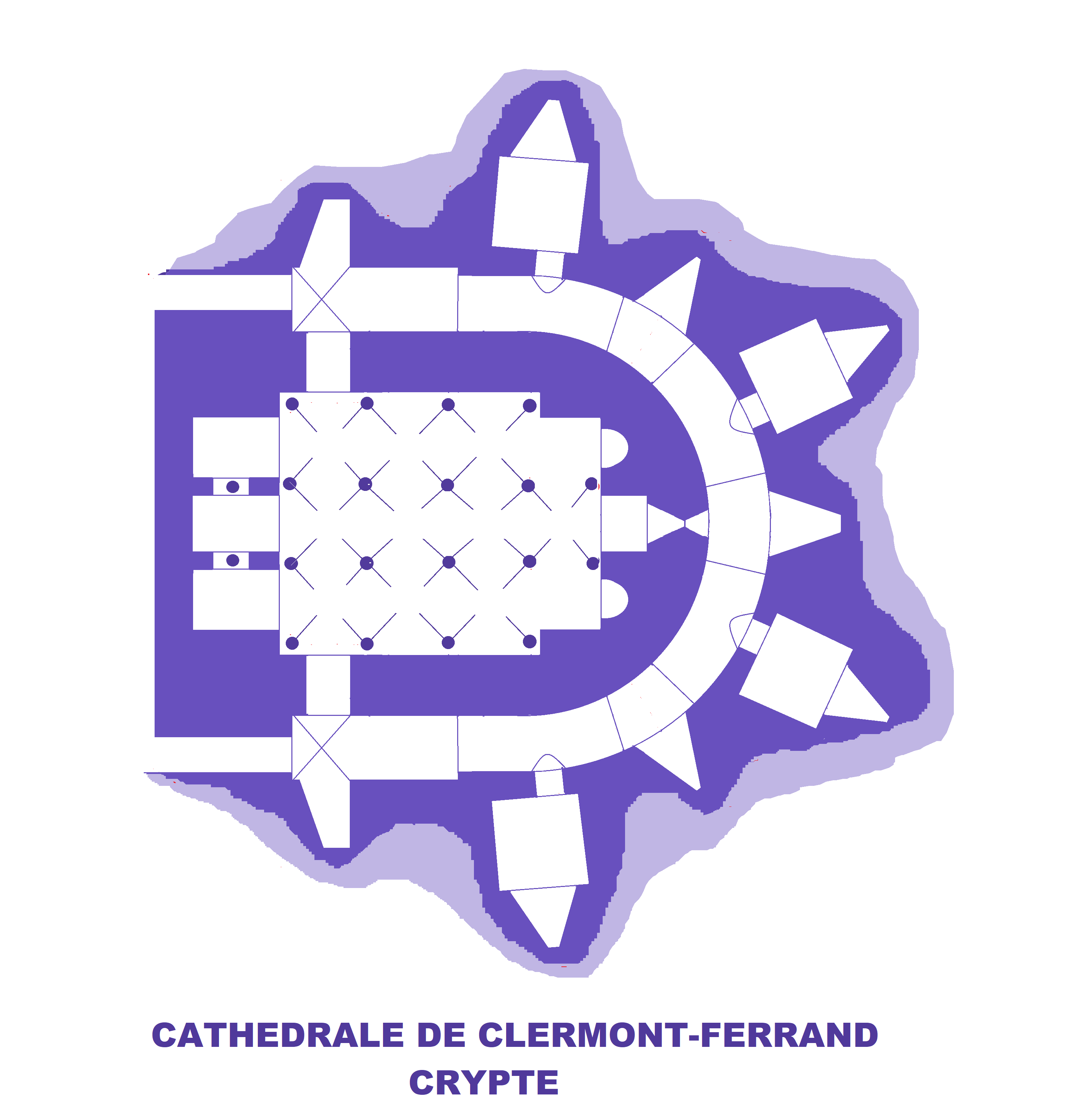
Cathédrale de Clermont-Ferrand.
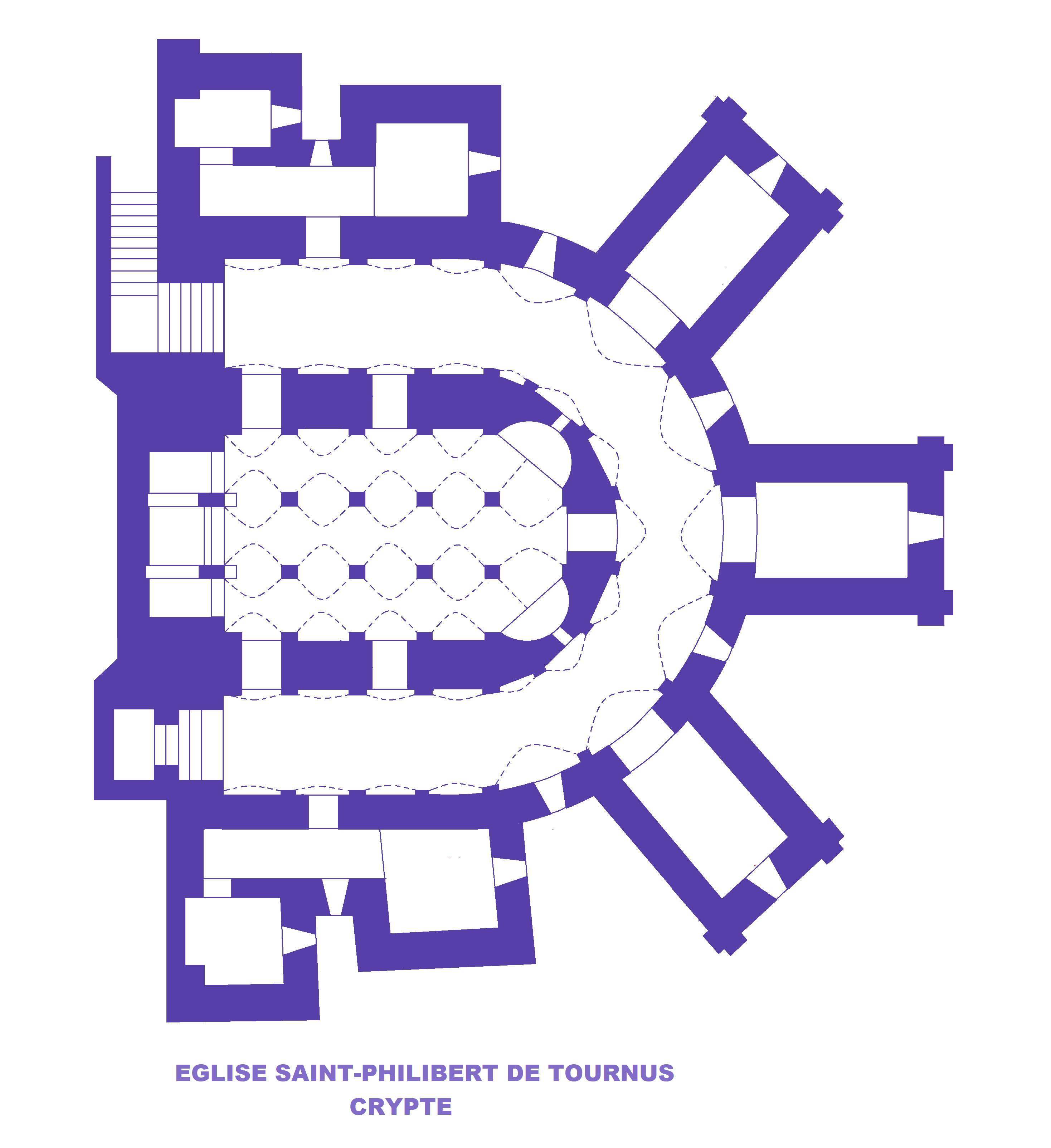
Abbaye Saint-Philibert de Tournus.
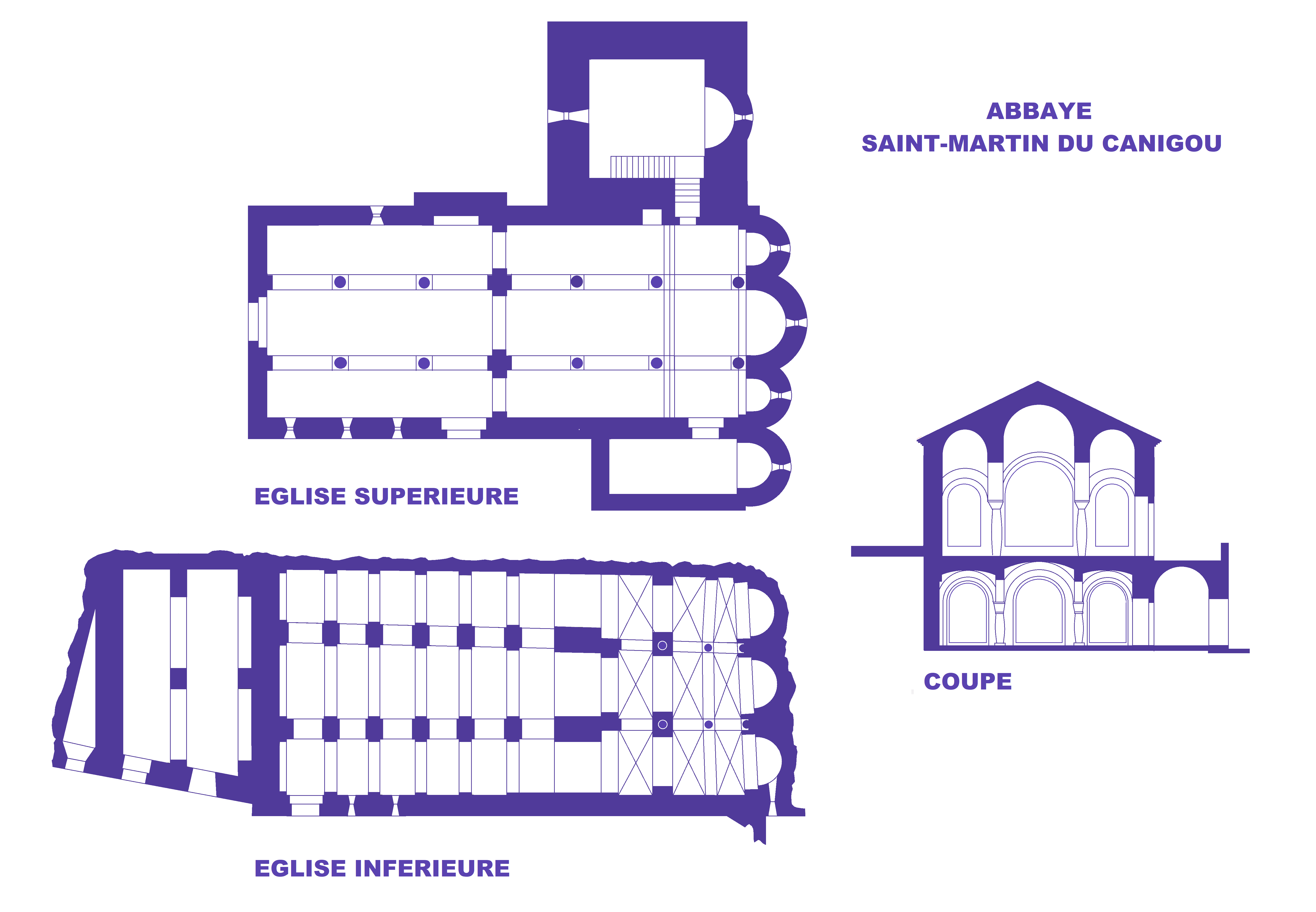
Abbaye Saint-Martin du Canigou.
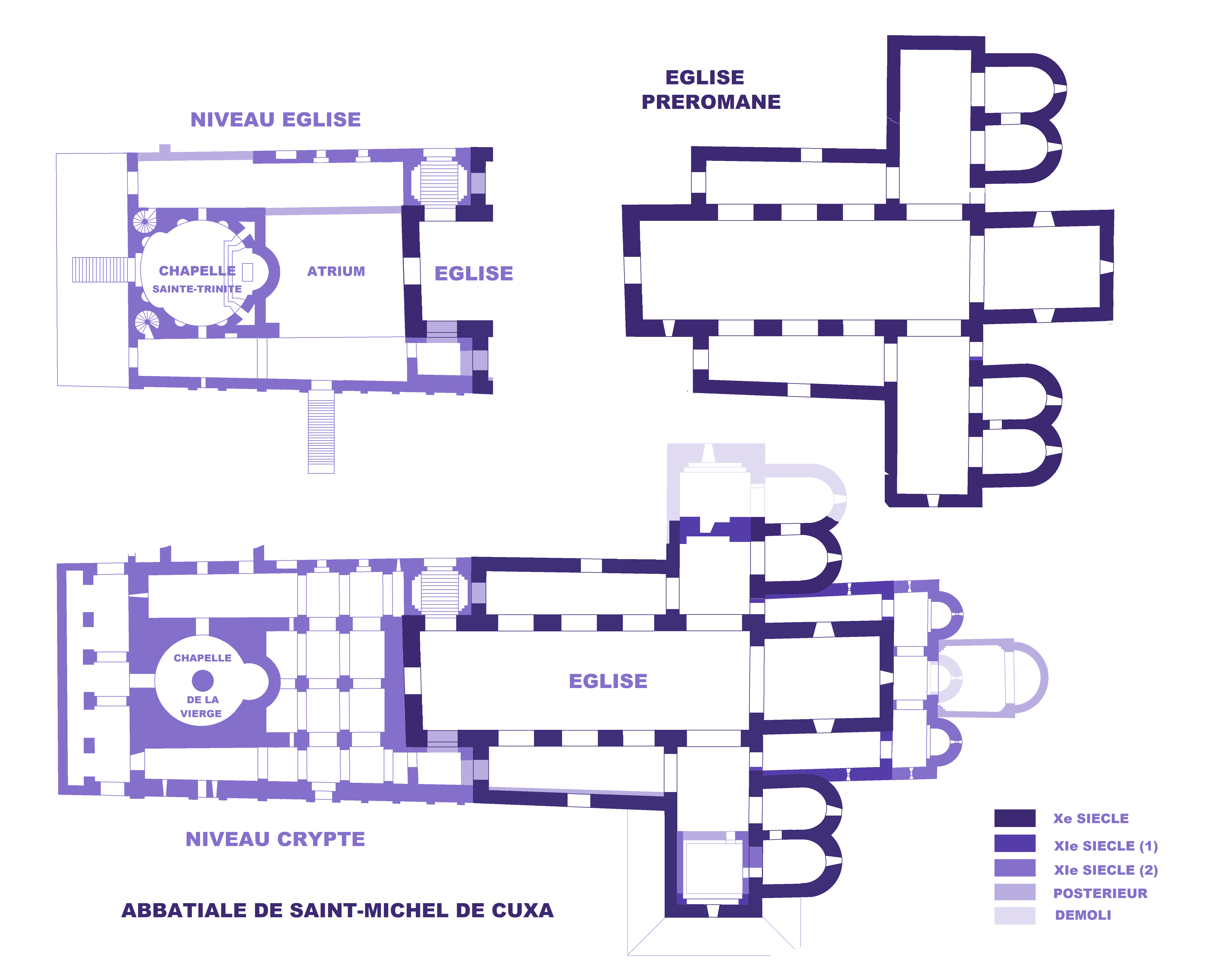
Abbaye Saint-Michel de Cuxa.
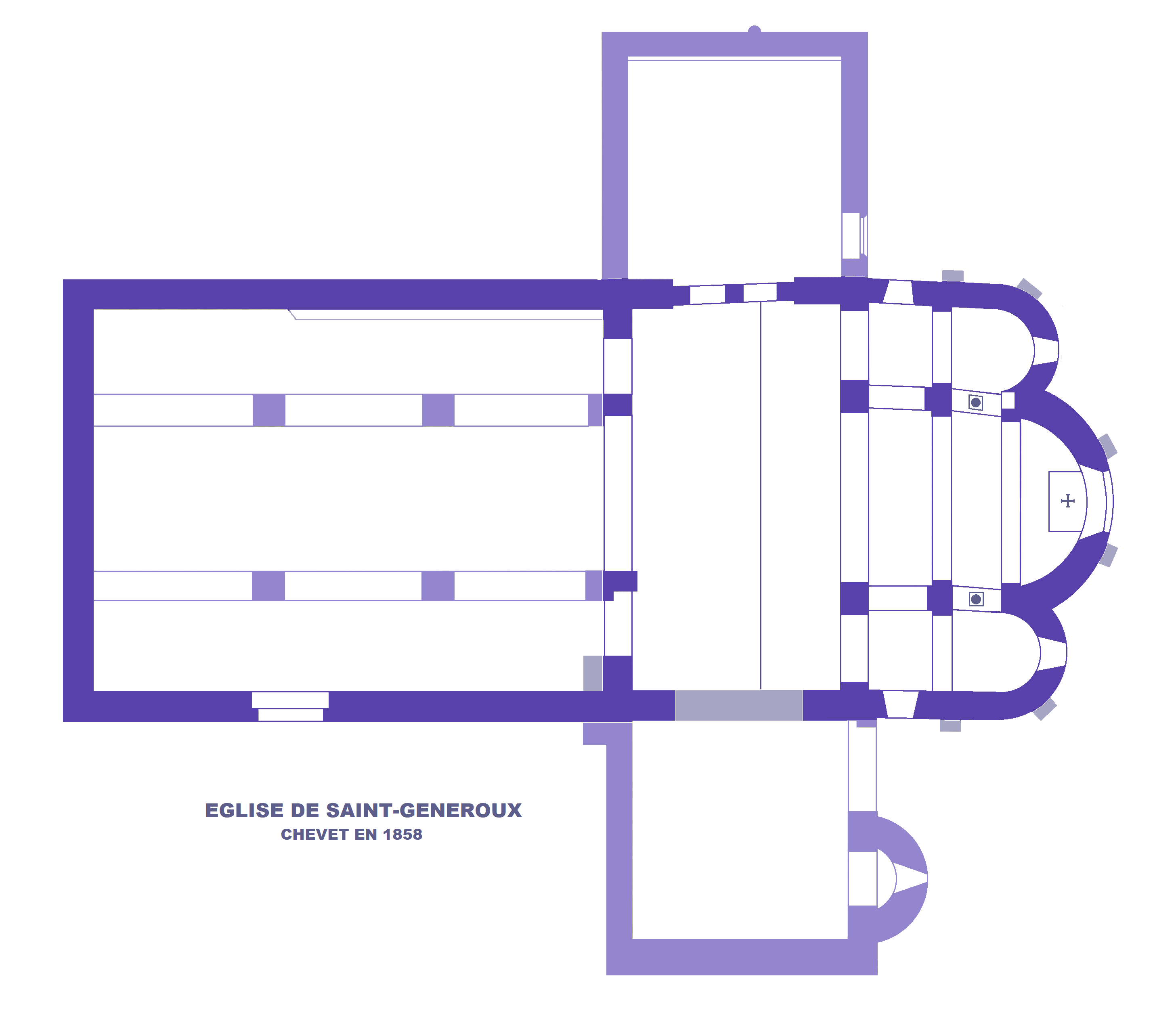
Église de Saint-Généroux.

#### Une œuvre exceptionnelle: Saint-Bénigne de Dijon
La cathédrale Saint-Bénigne de Dijon est exceptionnelle par sa vaste crypte-halle construite entre 1001 et 1009 que l'on retrouvera en Italie du Nord et dans le Saint-Empire romain germanique au milieu du XIe siècle. Cette rotonde orientale, qui rappelle les mausolées paléochrétiens , a trois niveaux voûtés reliés par des escaliers dans des tourelles latérales. Un puits de lumière central éclaire les différents niveaux et est ceint de deux rangées de colonnes disposées en hémicycles,,,.

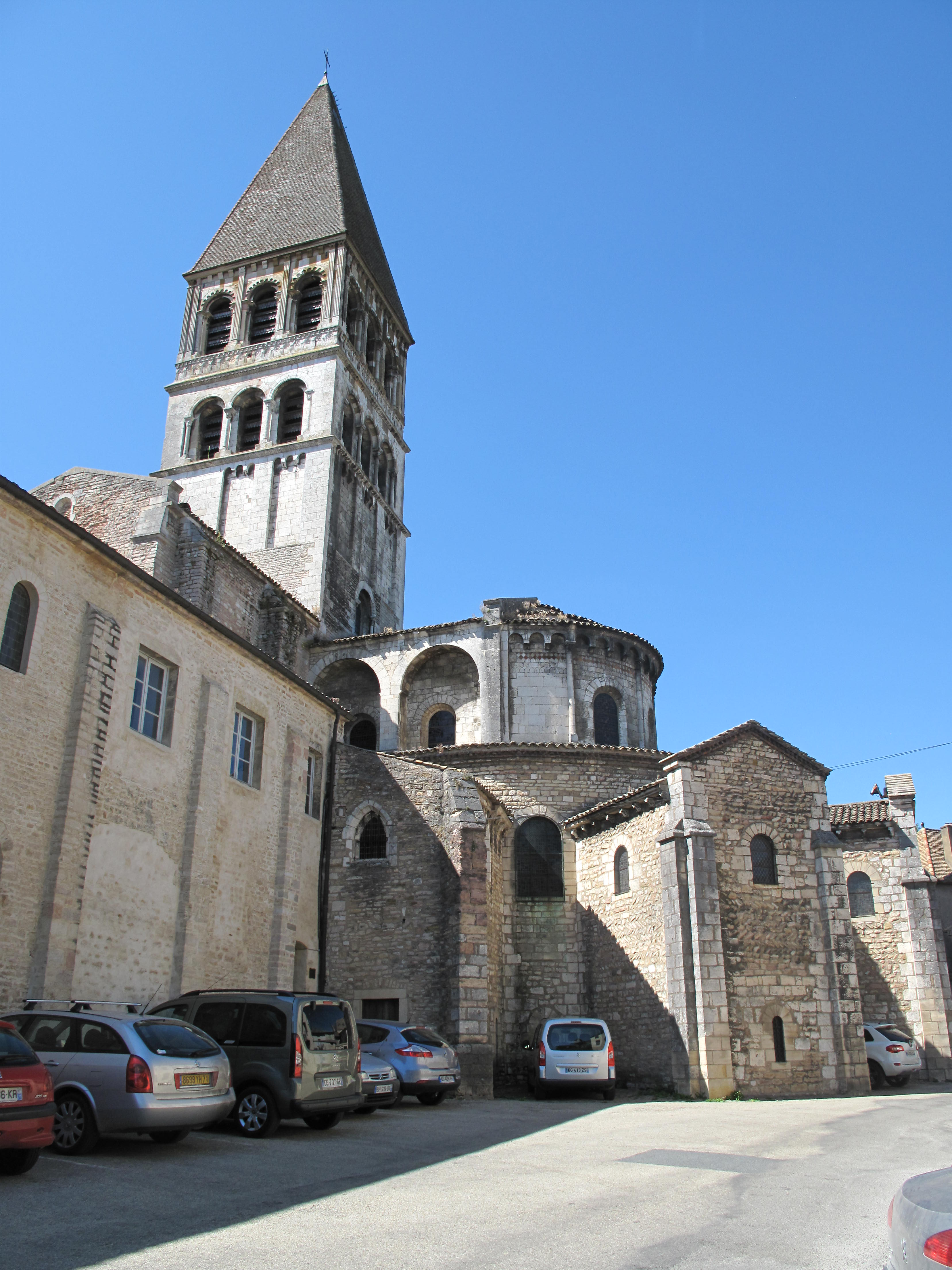
Chevet de Tournus.
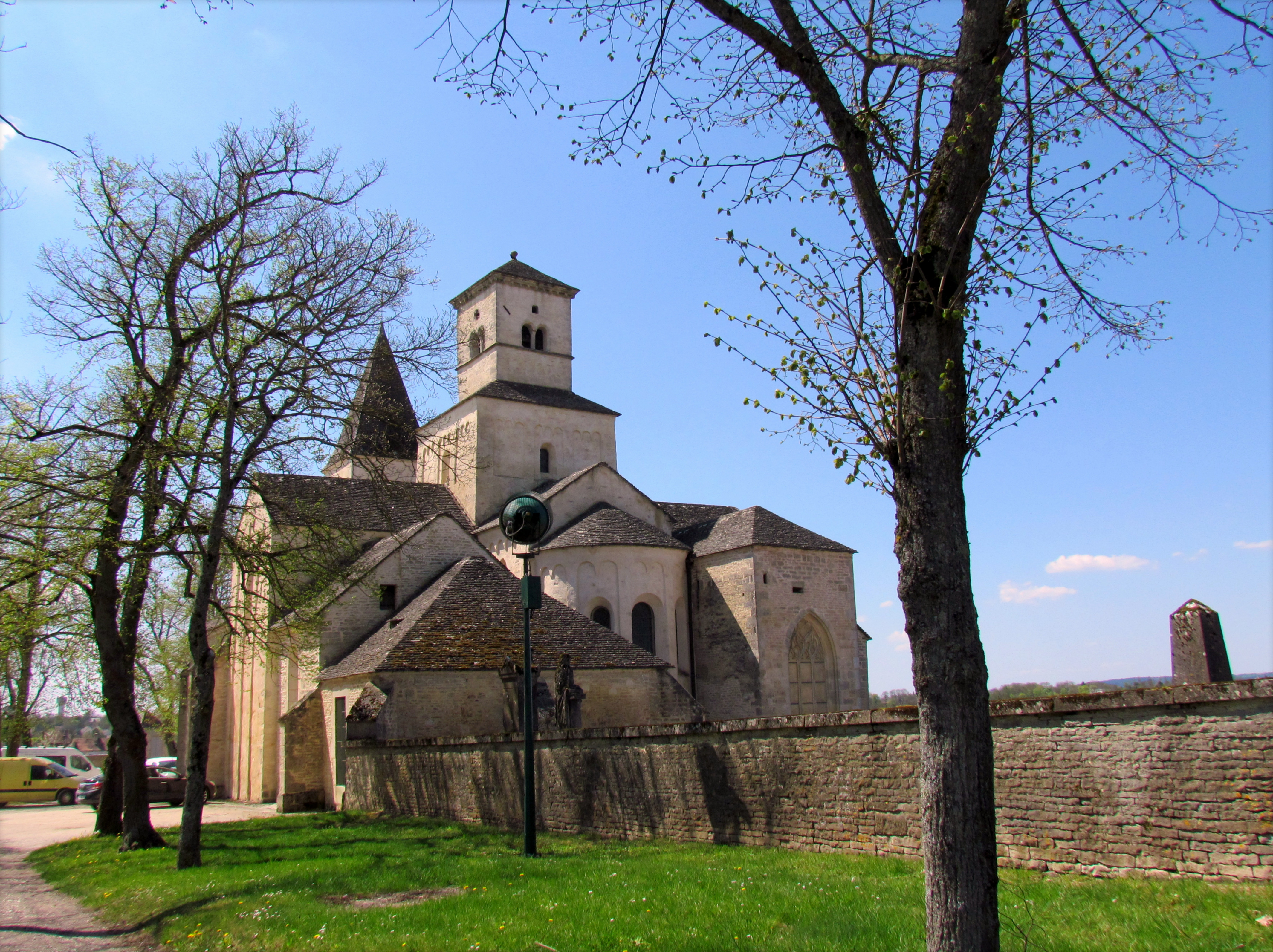
Chevet de l'église Saint-Vorles de Châtillon-sur-Seine.
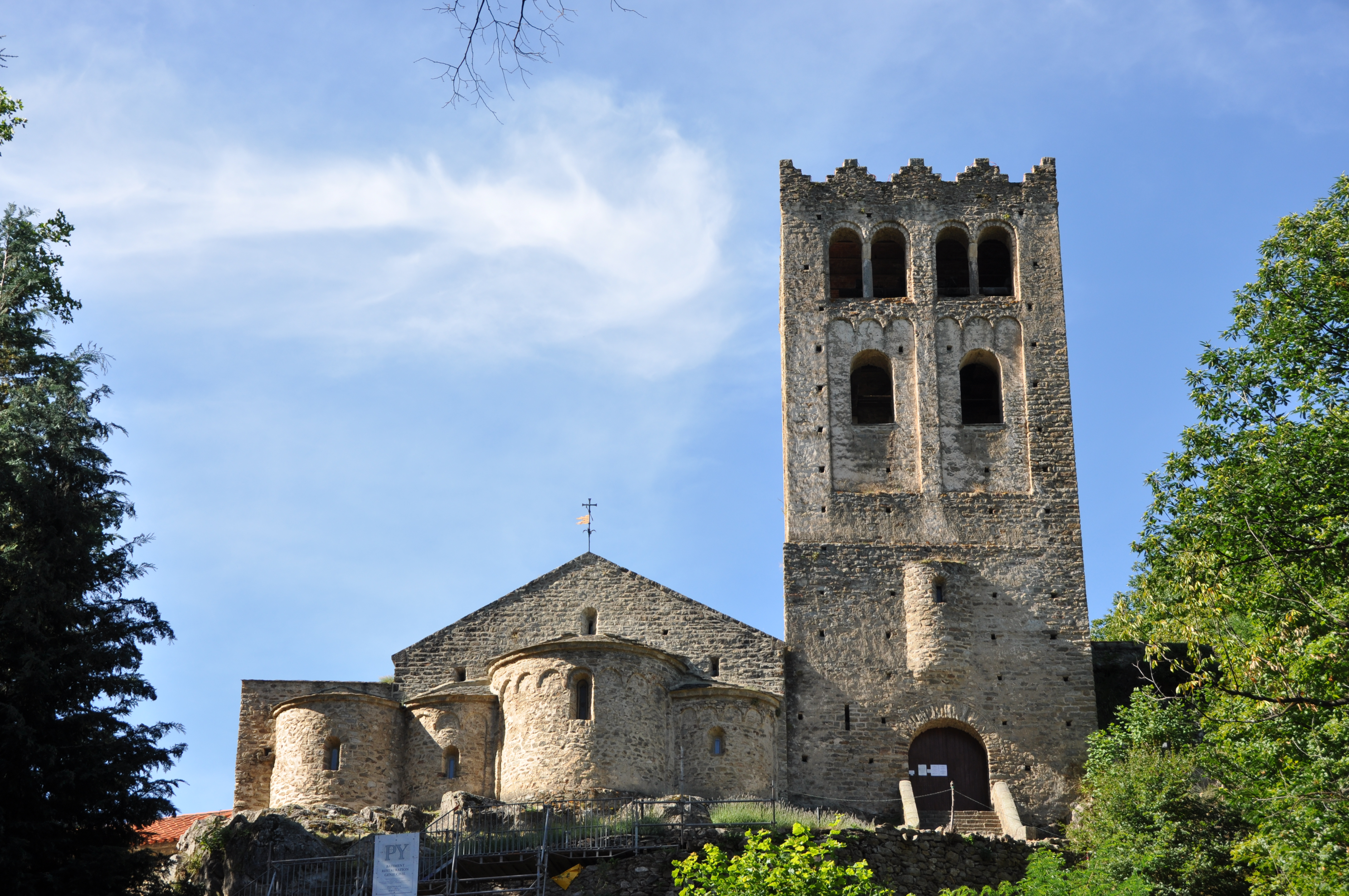
Chevet de l'abbaye Saint-Martin du Canigou.
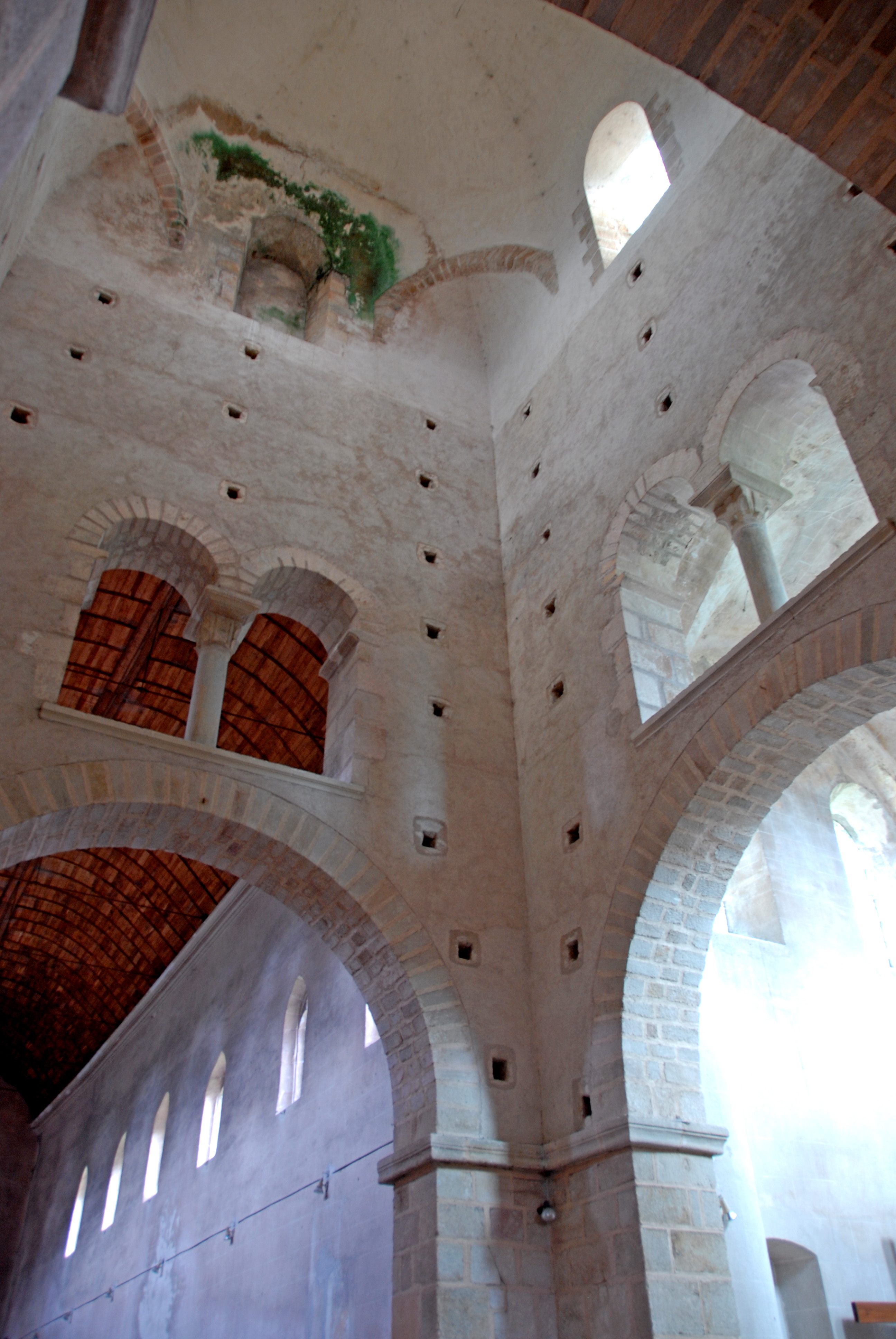
Perrecy-les-Forges.
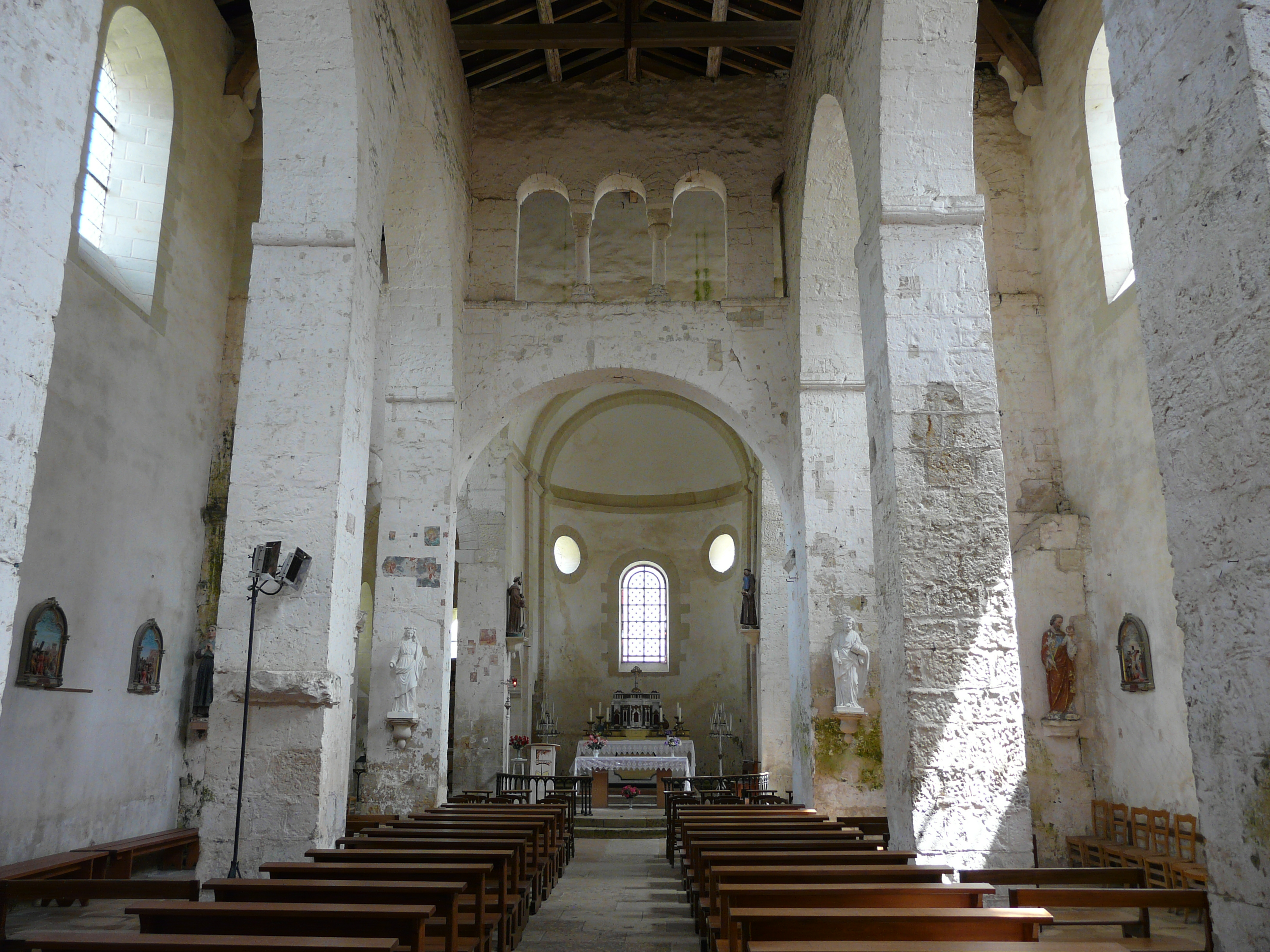
Église de Saint-Généroux.

#### Le premier art roman méridional

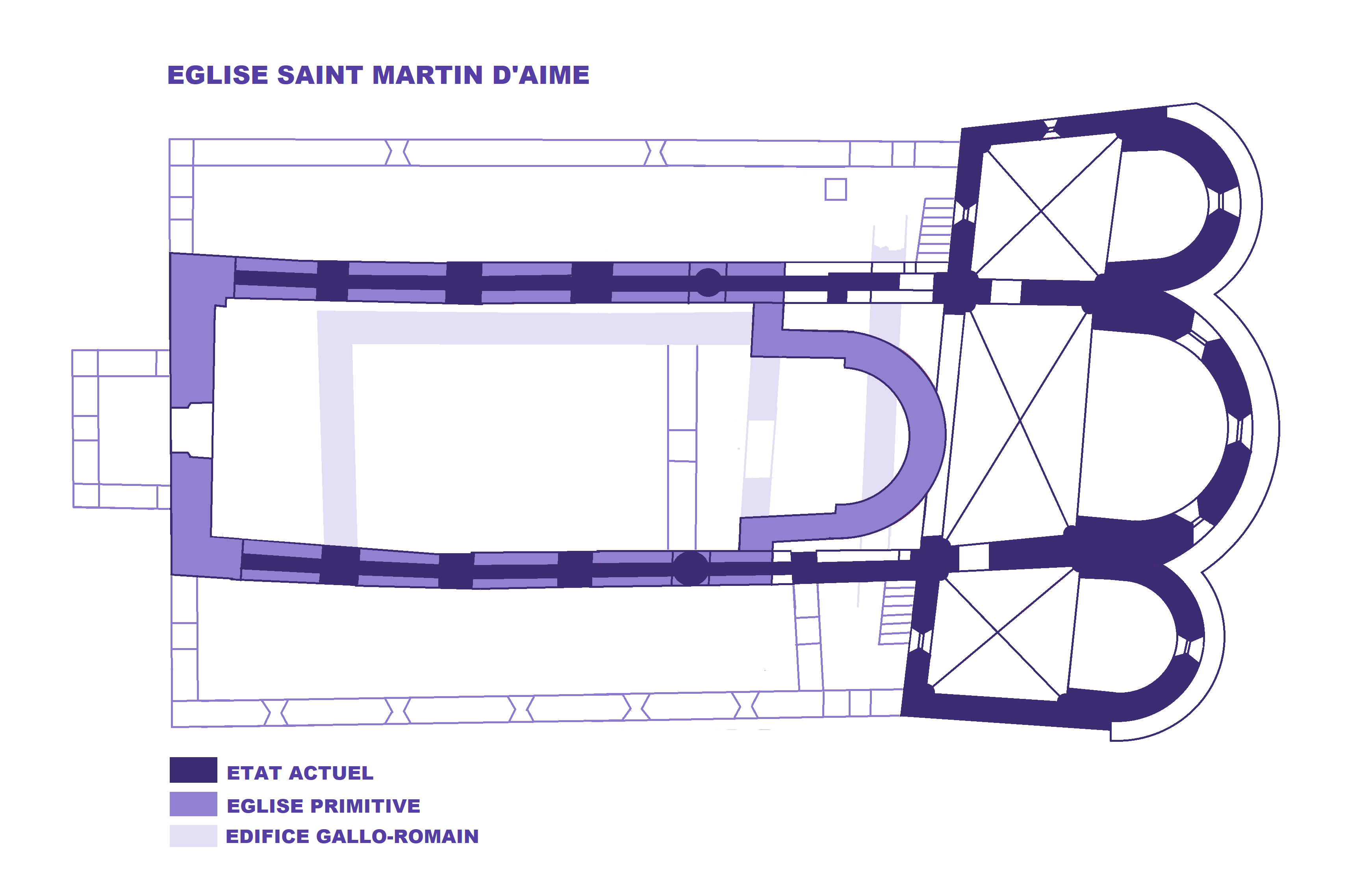
Basilique Saint-Martin d'Aime.

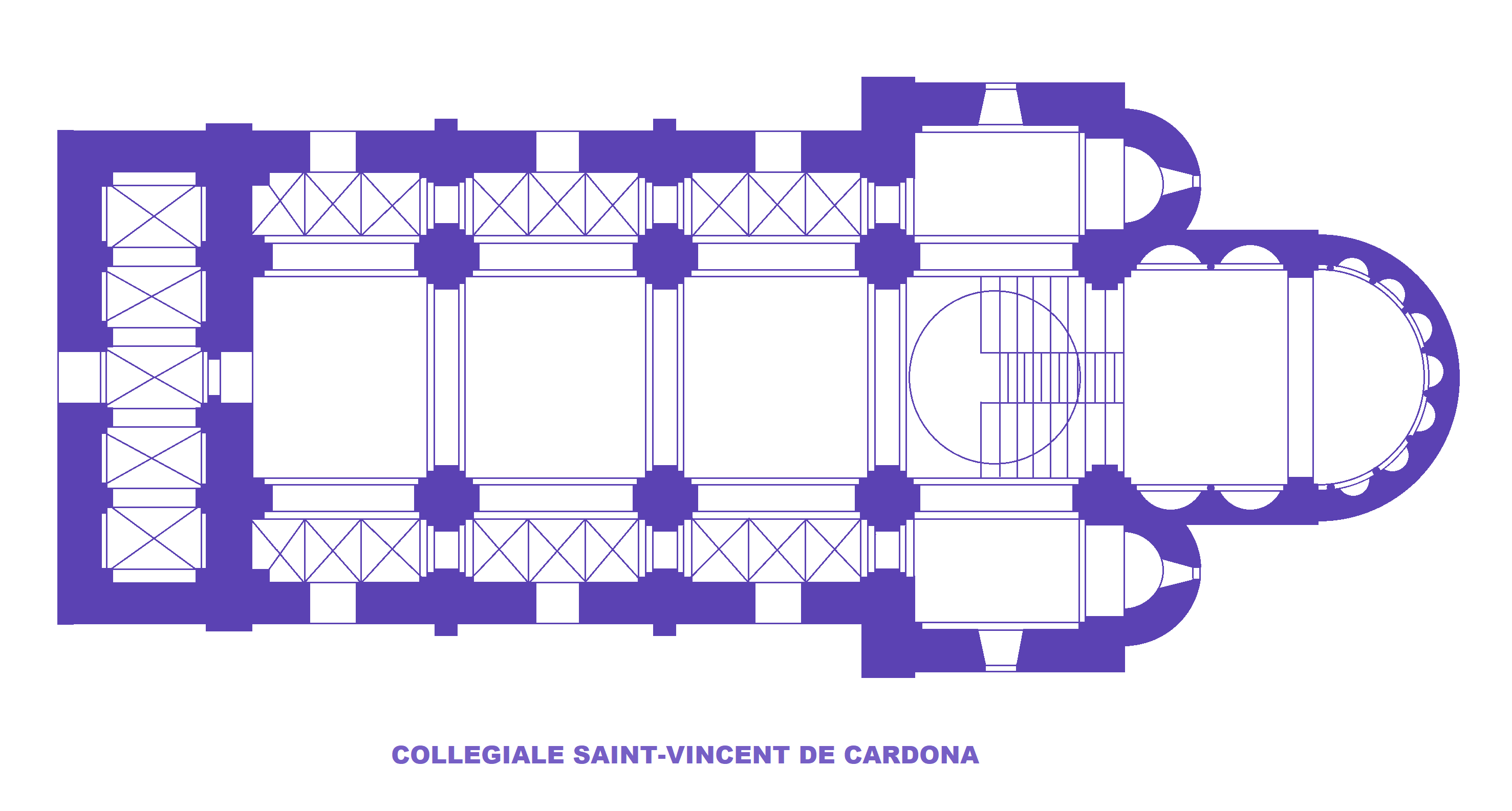
Collégiale Saint-Vincent de Cardona.

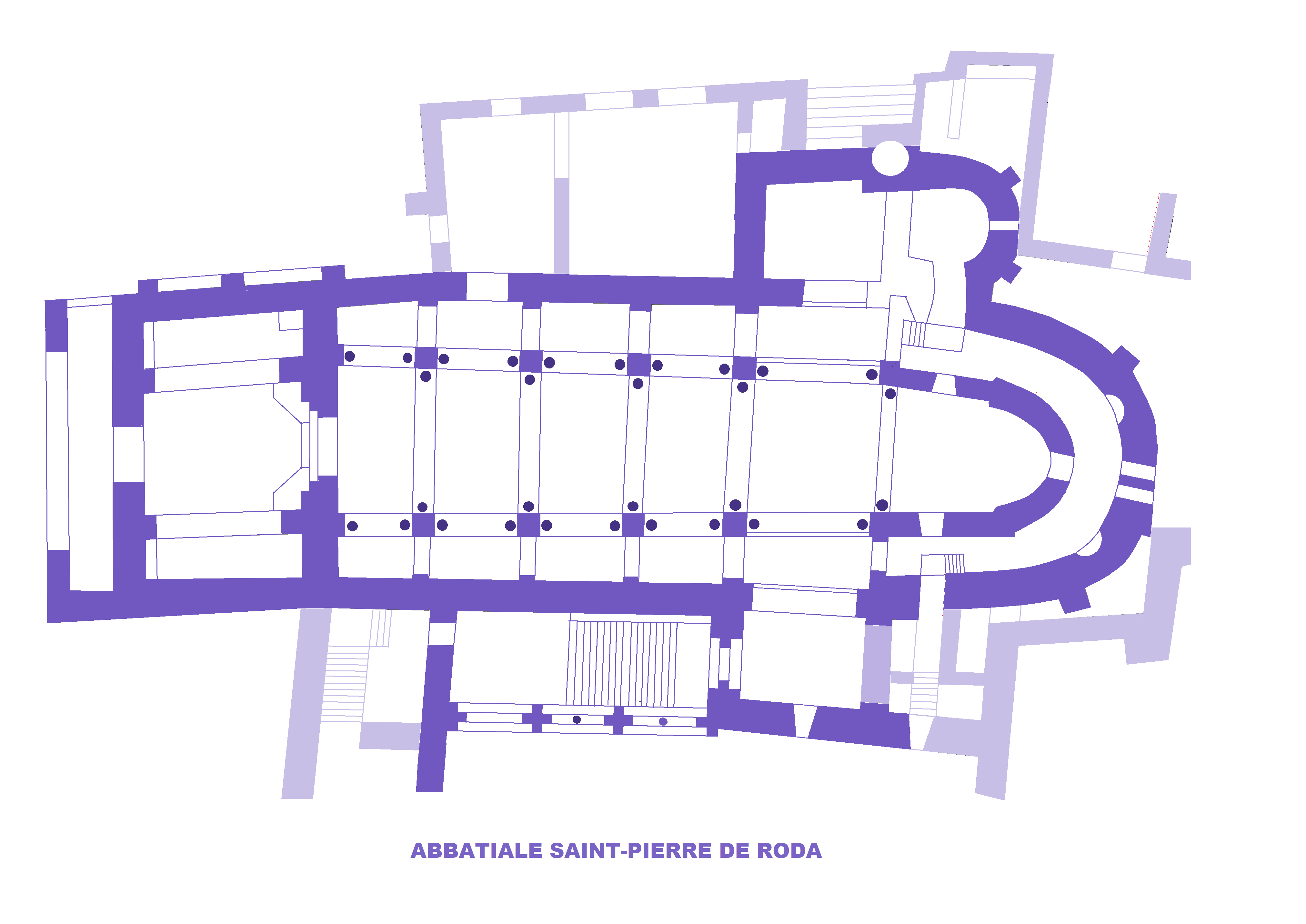
Monastère de Sant Pere de Rodes.

Le premier art roman méridional naît en Italie du Nord et dans la moitié orientale des montagnes pyrénéennes à la fin du Xe siècle et au début du XIe siècle. Il se développe rapidement après l'an mil probablement grâce à des maçons lombards. À partir de l'Italie, il gagne la vallée du Rhône et la Bourgogne. La limite nord semble être l'église Saint-Vorles de Châtillon-sur-Seine où il favorise le passage de l'architecture ottonienne au roman, mais doit composer avec les fortes traditions carolingiennes.
Dans le dernier tiers du XIe siècle dans le sud de l'Europe, on peut reconnaître un édifice du premier art roman méridional par son aspect extérieur fait de petites pierres cassées au marteau et disposées avec soin. Ce style vient d'Italie et veut imiter probablement les constructions de briques. Les maçons qui imposent leur technique de construction à la Catalogne éliminent la présence des pierres taillées de l'architecture locale.
Cet art est marqué par son décor de bandes lombardes formées de festons de petits arcs soulignant le haut des murs et encadrés de lésènes ou pilastres. Entre deux lésènes, le nombre d'arcs est variable et peut aller jusqu'à former des frises continues. Ce décor passe des absides aux murs gouttereaux des nefs, aux parois des clochers et aux façades pour organiser la composition. Ces bandes lombardes trouvent leur origine dans l'architecture paléochrétienne et dans l'art préroman, à Ravenne et dans la plaine du Pô. L'architecture romane développe ce motif architectonique du IVe siècle en lui donnant un rôle décoratif. Moins fréquentes que les bandes lombardes, de petites niches présentent en Italie au début du XIe siècle peuvent être liées ou pas au décor de bandes lombardes. Ce premier art roman méridional de tradition méditerranéenne bénéficie d'apports antiques et byzantins, voire d'un Orient plus lointain.
Le plan des églises est le plus traditionnel et reprend celui des basiliques de Ravenne. Pour répondre aux nouvelles demandes de la liturgie, les architectes minimisent la longueur et la hauteur des transepts mais s'attachent à couvrir de voûtes toutes les parties des édifices pour les protéger du feu et grâce à la réverbération des voûtes créer une ambiance miraculeuse.
La construction des voûtes sur tout l'édifice entraîne une profonde mutation esthétique car le support des voûtes organisées sur des travées juxtaposées engendre une architecture articulée. Le premier art méridional développe un type original de crypte , une salle à colonnes, basse et voûtée d'arêtes sur le même plan que le chevet. Les premières cryptes articulées avec le chœur apparaissent en Lombardie vers l'an mil à la basilique Saint-Vincent de Galliano, San Vincenzo in Prato à Milan, San Pietro d'Agriate puis se développe en Piémont, en Savoie à Saint-Martin d'Aime, en Suisse à Amsoldingen et Spiez, en Catalogne et Roussillon, et dans la Vallée du Rhône à l'abbatiale Sainte-Marie de Cruas,
Si la tour octogonale sur coupole élevée à la croisée du transept permet un étagement harmonieux des volumes du chevet comme à Sainte-Marie de Ripoll et Saint-Vincent de Cardona, ce qui caractérise le mieux cette architecture, c'est le campanile. Sur le plan liturgique ils reçoivent des chapelles souvent dédiées à l'archange saint Michel permettant d'élever la prière, de mettre des cloches pour l'appel à l'office divin mais ils constituent aussi un espace de décoration où on utilise tout le répertoire du premier art roman méridional. À Saint-Michel de Cuxa et à l'abbaye de Fruttuaria, une lésène centrale traverse les panneaux pour accentuer la verticalité. Le plan circulaire de Ravenne se diffuse en Italie centrale mais le plan carré employé à Milan et sa région est largement préféré pour son aspect massif. Le triomphe du premier art roman méridional passe par des œuvres réellement originales et prometteuses comme le monastère de Sant Pere de Rodes,.

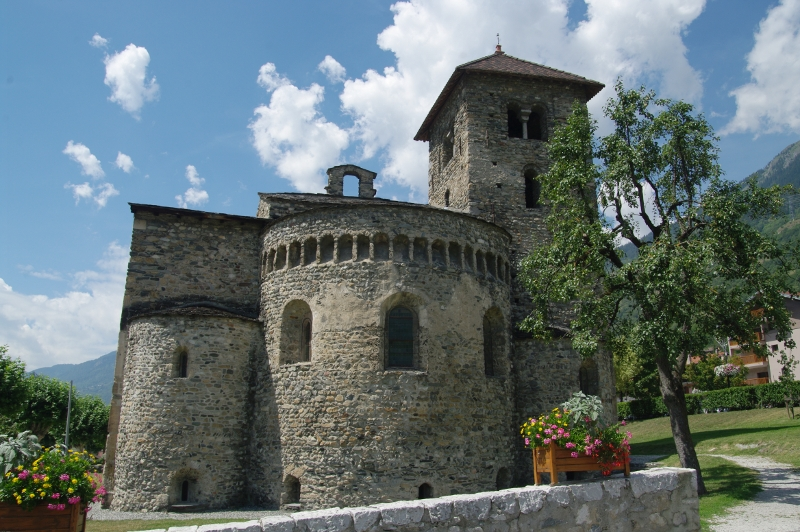
Basilique Saint-Martin d'Aime.
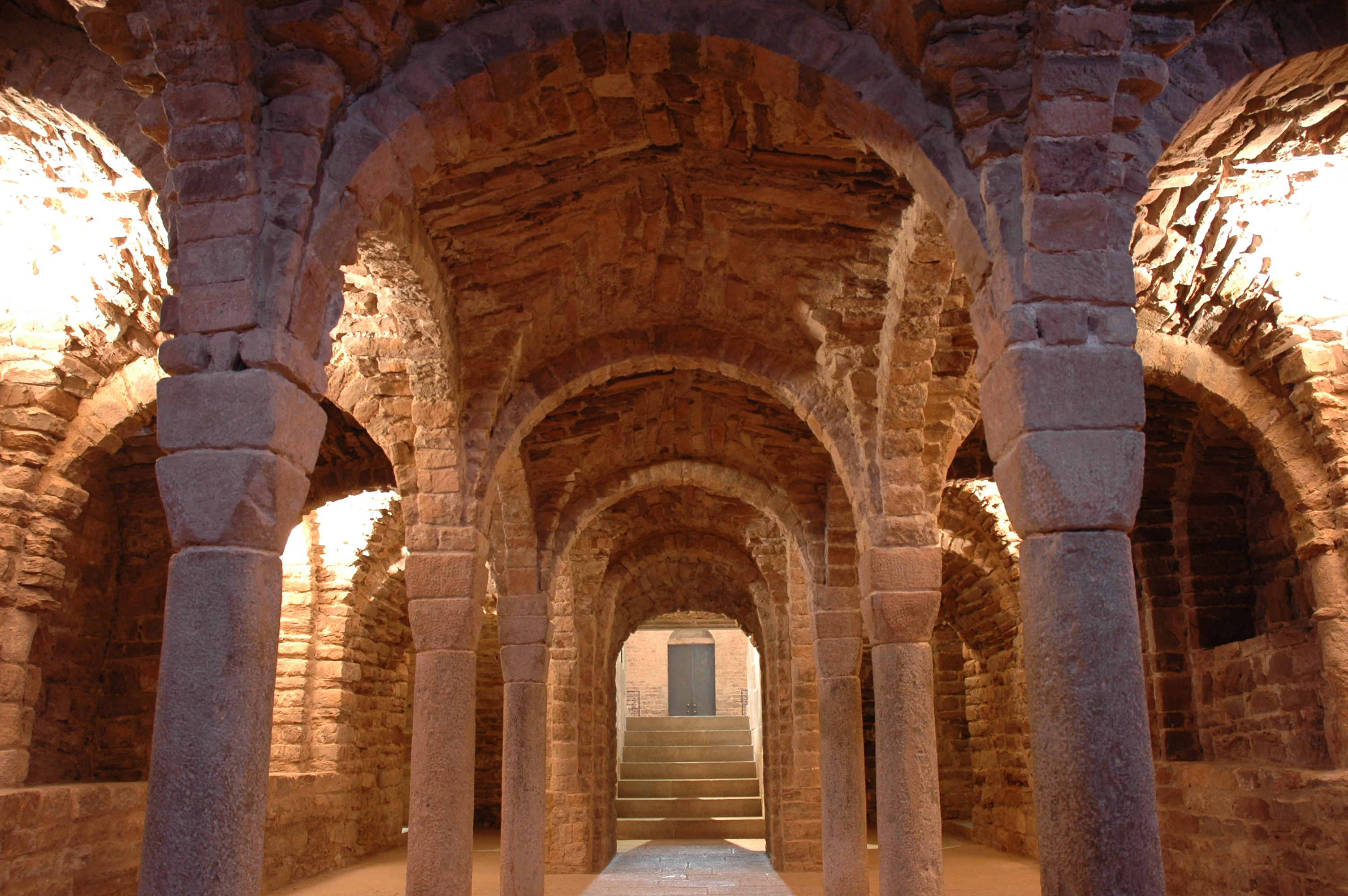
Crypte de la collégiale de Cardona.
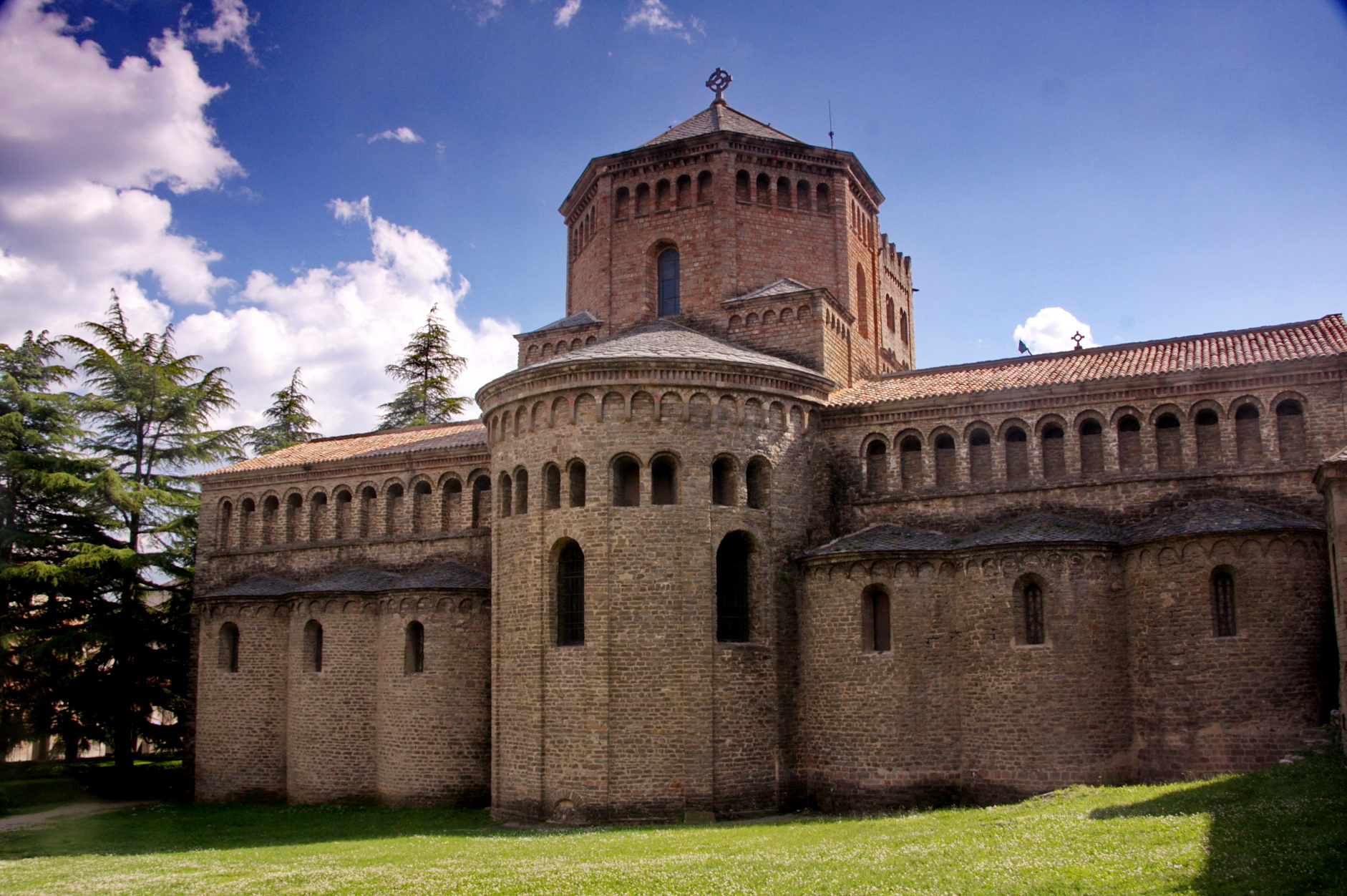
Chevet avec tour octogonale Monastère de Ripoll.
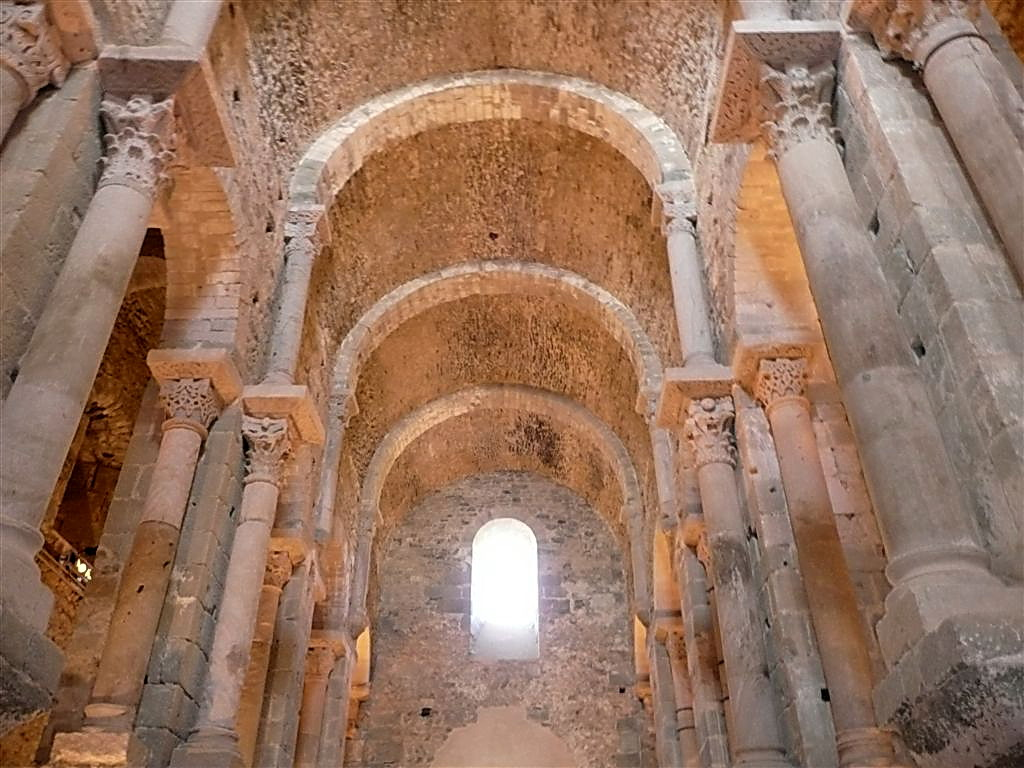
Nef du Monastère de Sant Pere de Rodes.

### Les créations fondamentales 1020-1060
Dans le second quart du XIe siècle, les chantiers se multiplient sous l'impulsion des seigneurs qui dotent les monastères et des moines qui créent des prieurés et des églises rurales. La Provence et le Languedoc créent des édifices intéressants. Cette forte activité permet aux architectes d'acquérir une certaine maîtrise et de créer un vocabulaire de formes qui vont contribuer à définir et diffuser l'architecture romane.

#### Les chevets

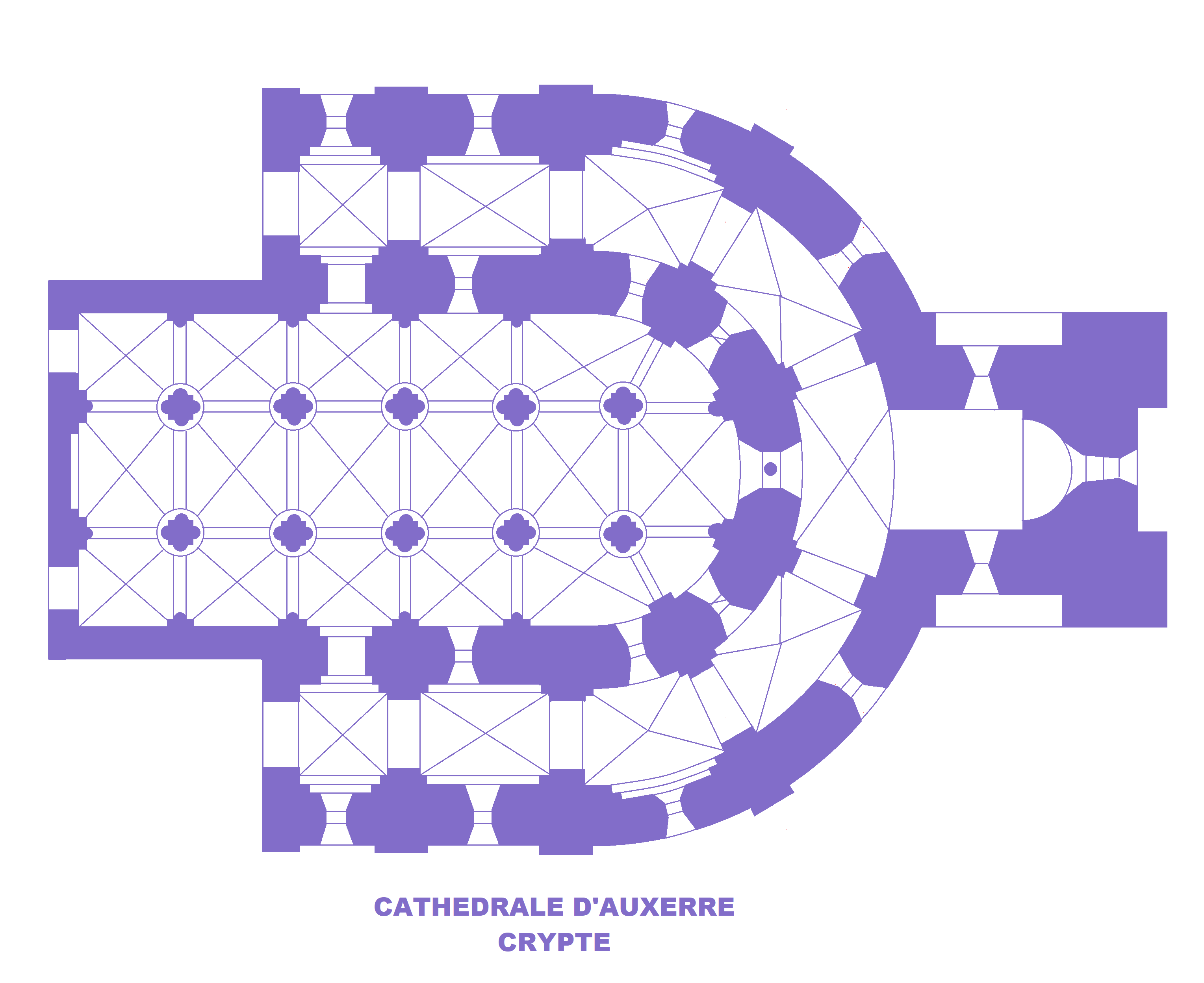
Crypte d'Auxerre.

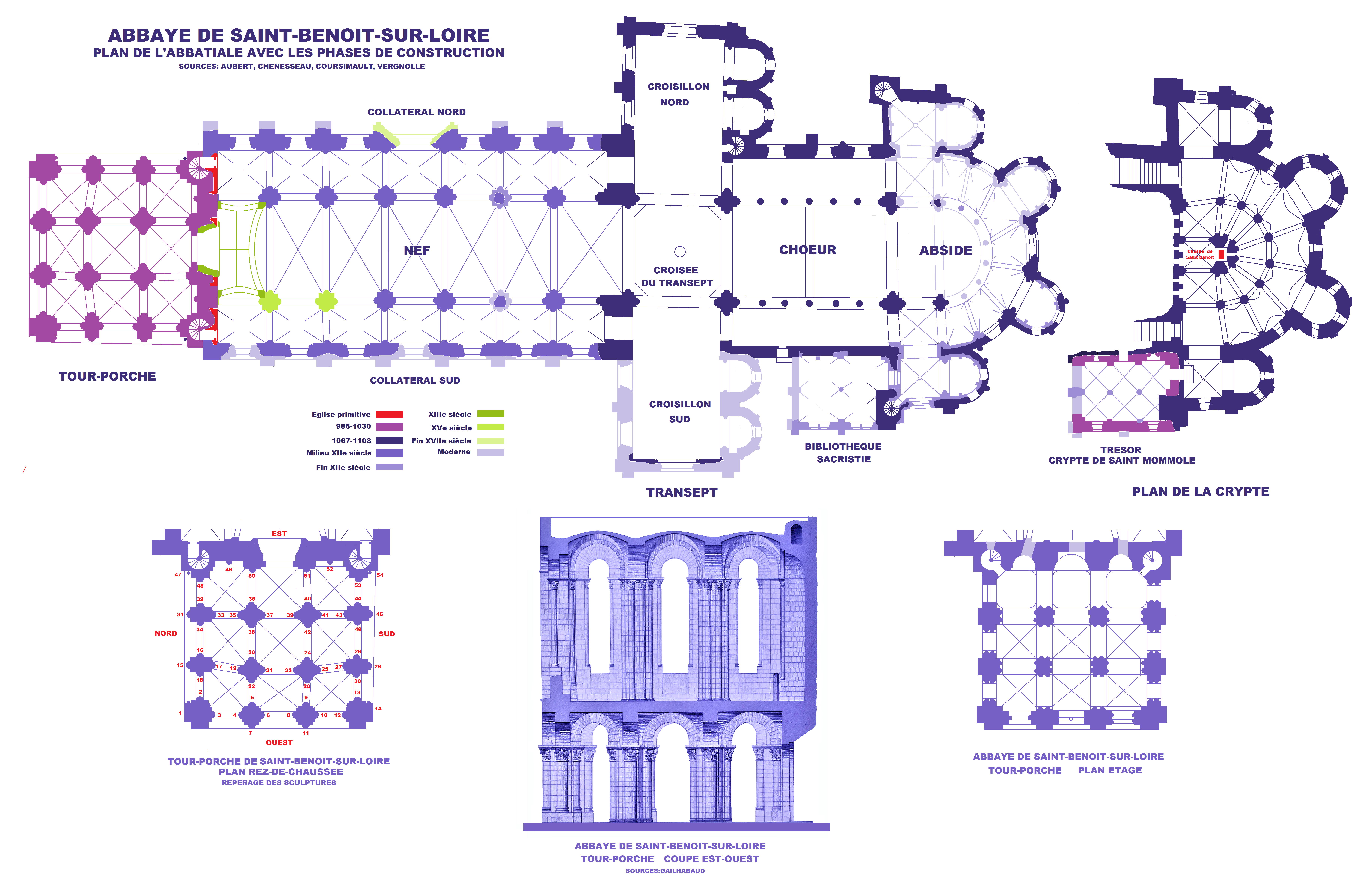
Saint-Benoît-sur-Loire.

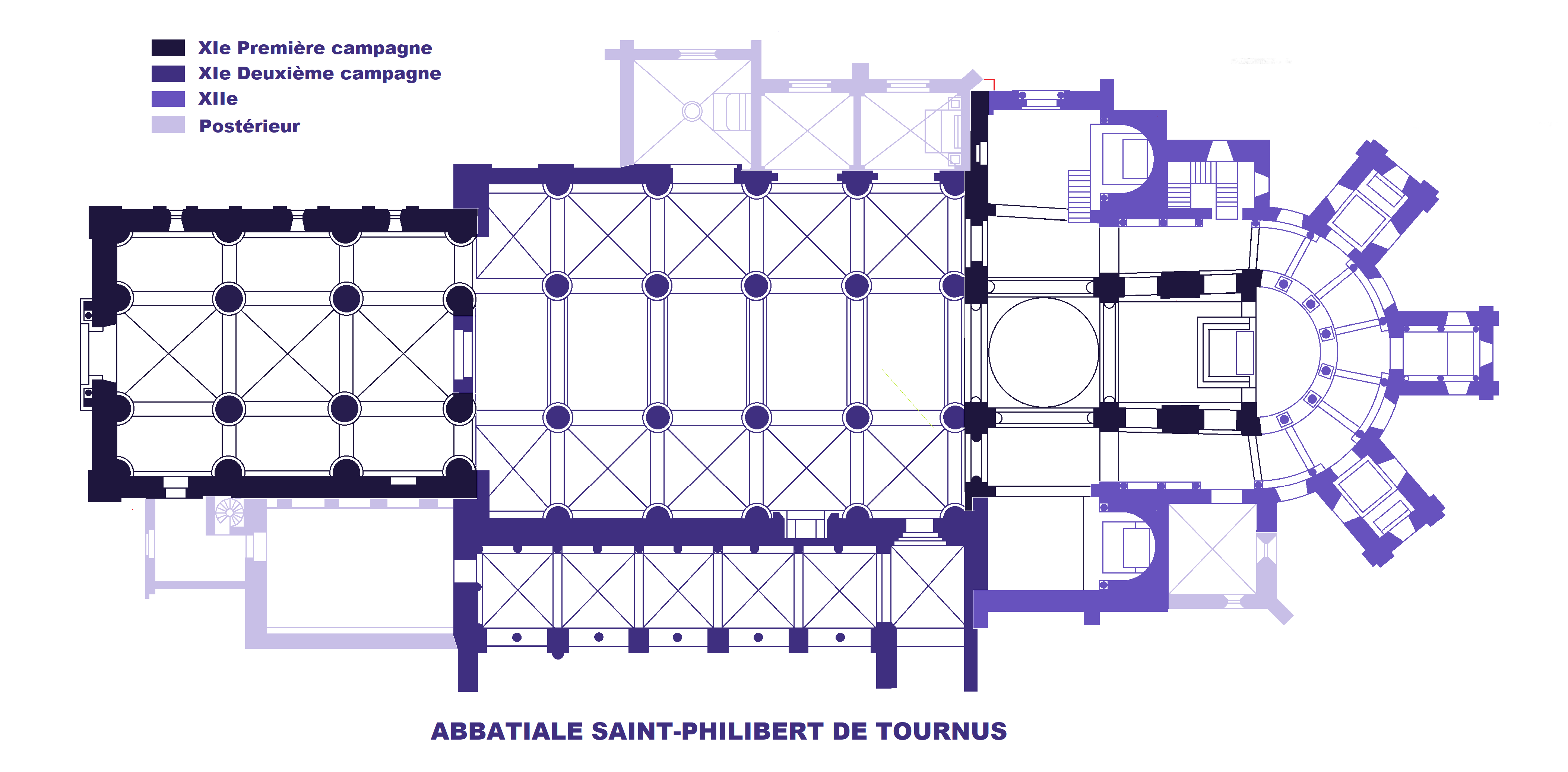
Abbaye Saint-Philibert de Tournus.

L'évolution des chevets passe par une augmentation des ouvertures entre le chœur, le déambulatoire et les chapelles qui apporte une certaine légèreté. On recherche une meilleure harmonie des volumes extérieurs par un étagement modulé des éléments.

#### Les travées
La travée-cellule si importante pour l'architecture romane est parfaitement définie dans la crypte de la cathédrale Saint-Étienne d'Auxerre datée de 1023-1035. La pile composée remplace la colonne. Le noyau carré reçoit les retombées des arêtes des voûtes et les colonnes engagées les grandes arcades et les arcs doubleaux qui reçoivent un tore dans la partie centrale de la salle.

#### Les façades occidentales
Après les chevets, les architectes s'intéressent aux façades occidentales des églises. À l'abbaye de Saint-Benoît-sur-Loire, l'abbé Gauzlin demi-frère du roi Robert II le Pieux édifie une tour-porche capable de servir de modèle à toute la Gaule. De facture traditionnelle mais ambitieuse, cette tour-porche est construite sur un plan presque carré avec des côtés d'environ 16 mètres pour une surface de 260 m2 sur deux étages. Le rez-de-chaussée a une hauteur de 6,60 mètres et l'étage de 10,35 mètres.
Le rez-de-chaussée est ouvert des trois côtés par de triples arcades, celle du milieu étant plus large que les deux autres, et est fermé à l'Est par le mur de la nef. Ces arcades en plein-cintre à doubles ressauts portent sur des piles rectangulaires au nord et au sud, et cruciformes à l'ouest. Elles sont renforcées d'une demi-colonne sur chaque face et par de puissants contreforts aux piles des deux angles. Vers l'est, les colonnes s'appuient sur d'importants ressauts avec dans l'épaisseur les escaliers à vis. De chaque côté de la porte centrale, des arcs en plein-cintre de 6,10 m de hauteur ont été bouchés. Le porche est divisé en neuf travées couvertes de voûtes d'arêtes en blocage séparées par de larges doubleaux en plein-cintre.
L'étage reproduit les divisions du rez-de-chaussée. Les piles sont réunies par de larges doubleaux en plein-cintre portant des voûtes d'arêtes sauf dans celles de l'est touchant à la nef où elles sont en forme de coupole. Dans le mur est, trois niches de 8,80 m en plein-cintre sont couvertes en cul-de-four. Elles abritaient probablement des autels, celle du milieu dédiée à saint Michel suivant la coutume des dédicaces des salles ou chapelles hautes,.
À l'abbaye Saint-Philibert de Tournus, la galilée construite vers 1035-1040 est le premier témoin de ce type. Elle s'inscrit dans la suite des massifs de façade carolingiens avec un sanctuaire souvent dédié à saint Michel au-dessus d'une salle basse. Le plan basilical présente vingt mètres de longueur par dix-sept de largeur, sur deux niveaux, une nef de trois travées et des collatéraux. Au rez-de-chaussée, le vaisseau central est vouté d'arêtes et les collatéraux de berceaux transversaux. À l'étage, la nef centrale haute de 12,50 m est voutée en berceau et contrebutée de chaque côté par des voûtes en demi-berceau.

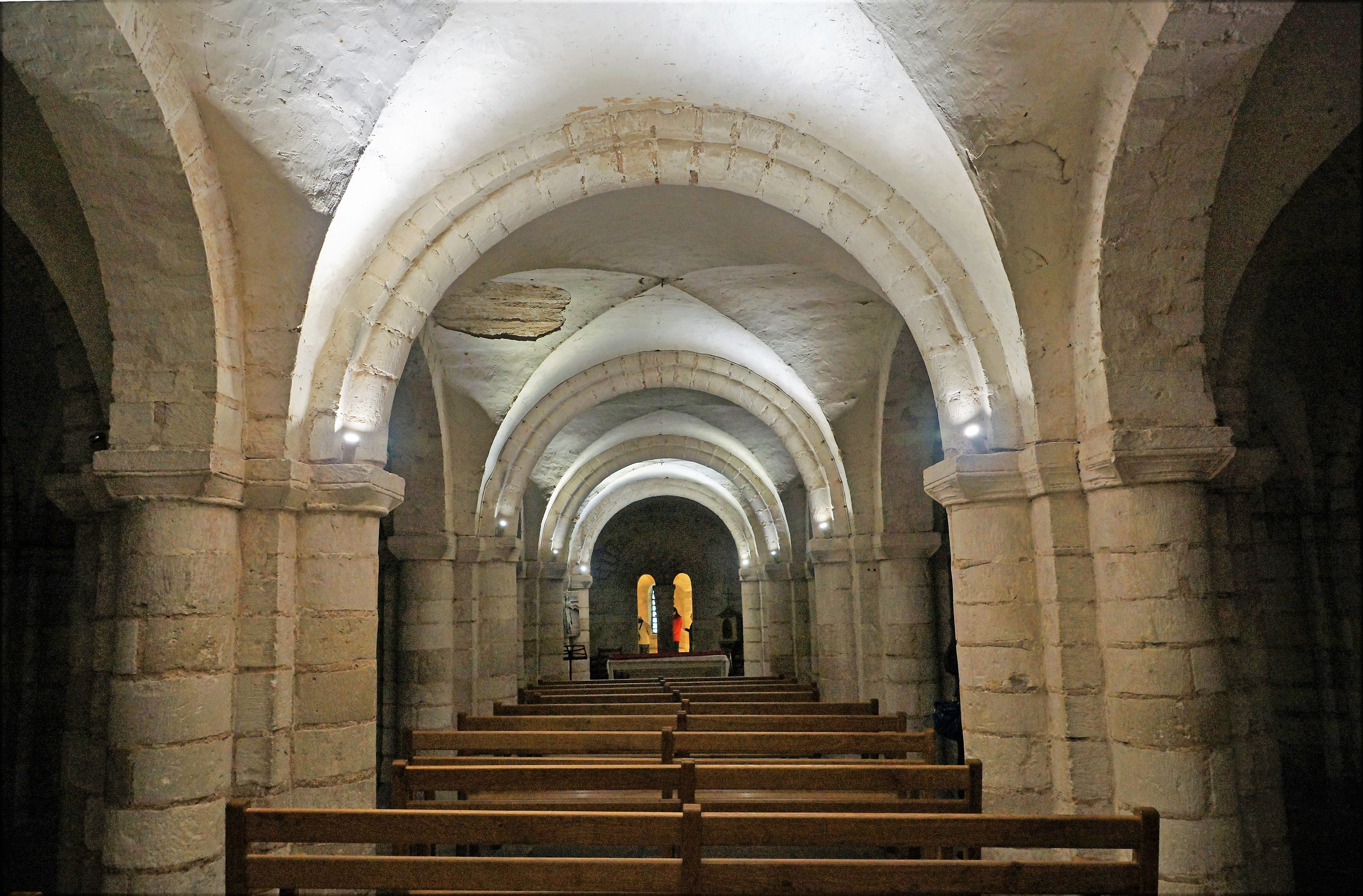
Crypte de la cathédrale Saint-Étienne d'Auxerre.
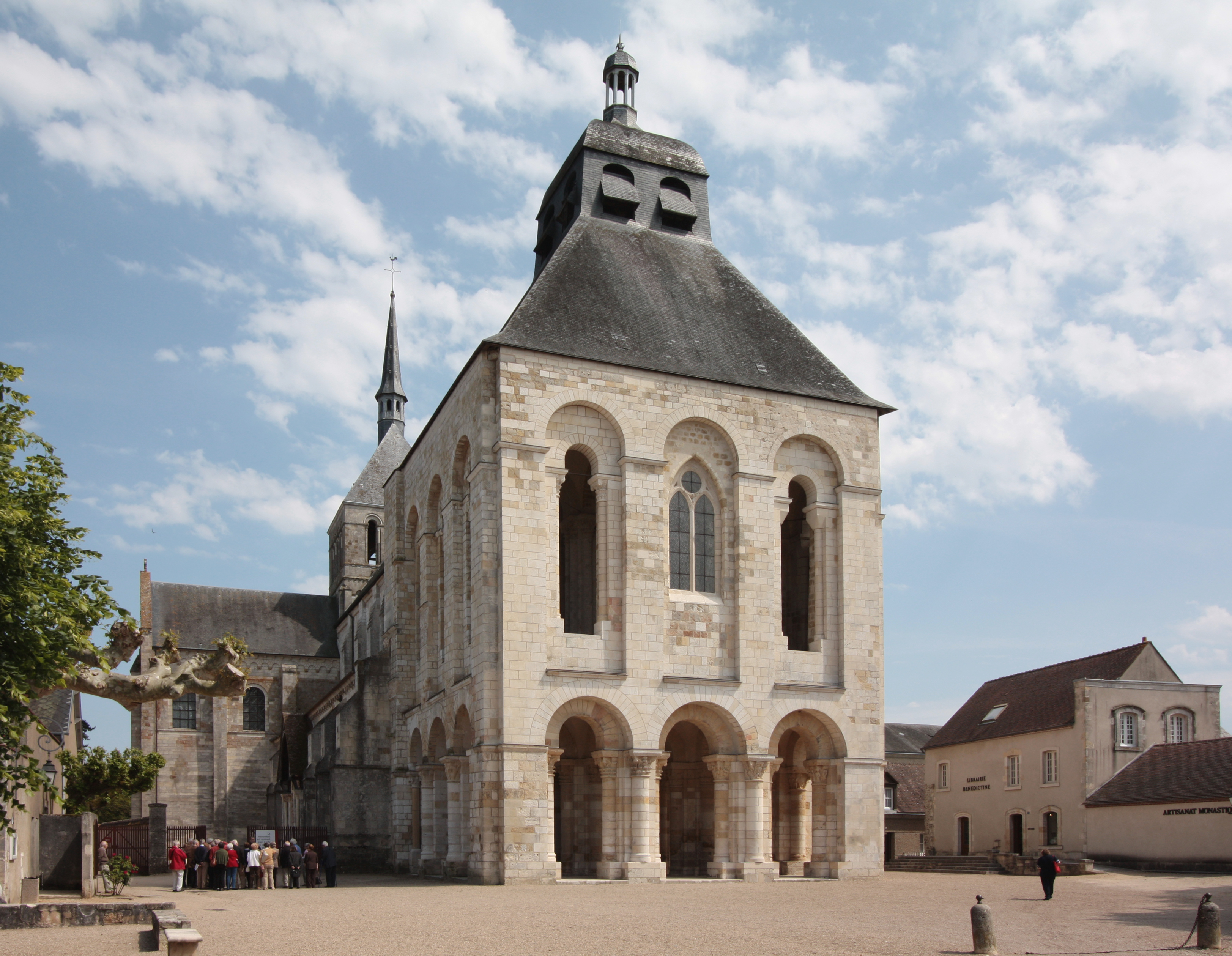
Abbaye de Saint-Benoît-sur-Loire.
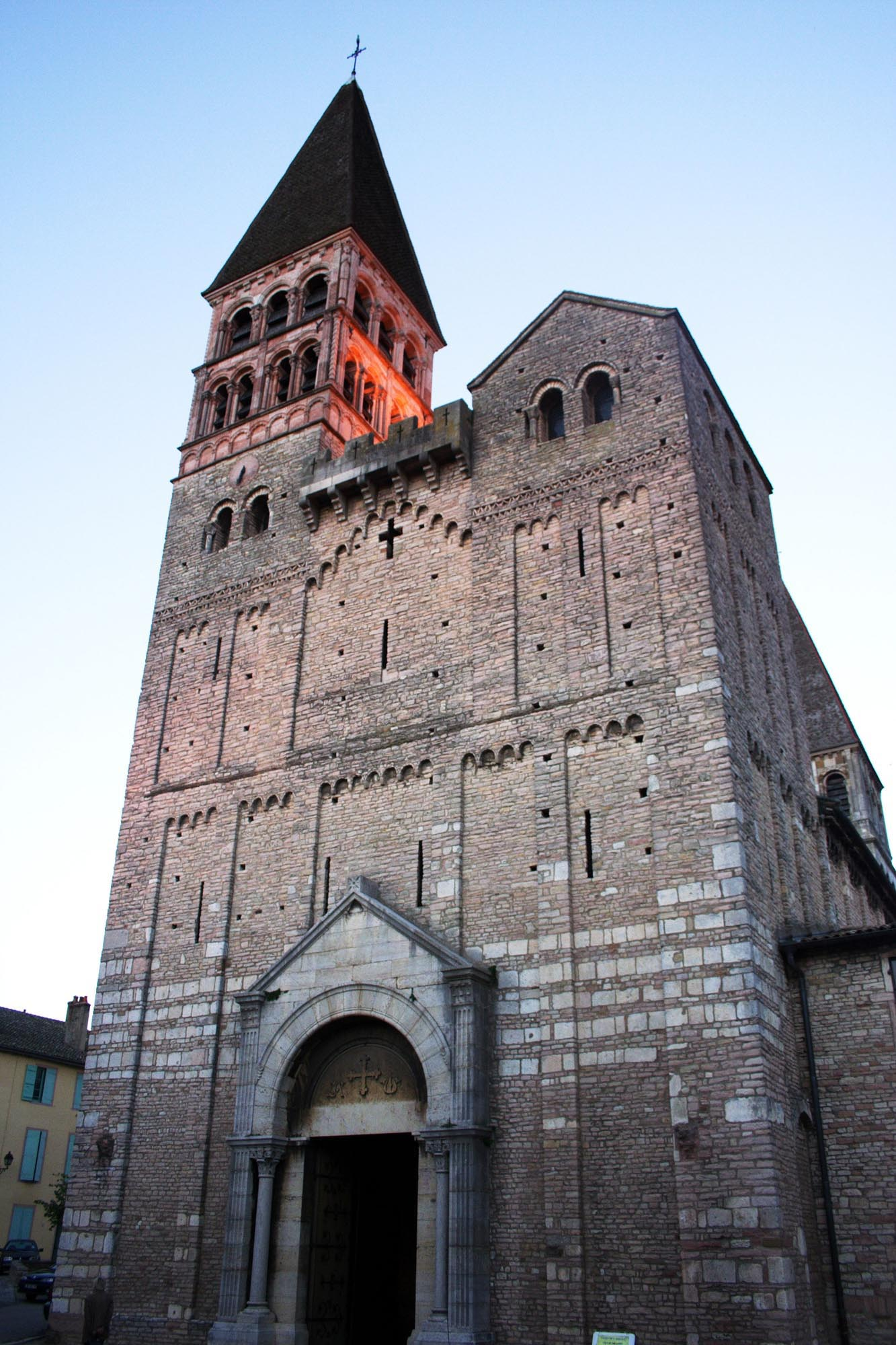
Abbaye de Tournus.
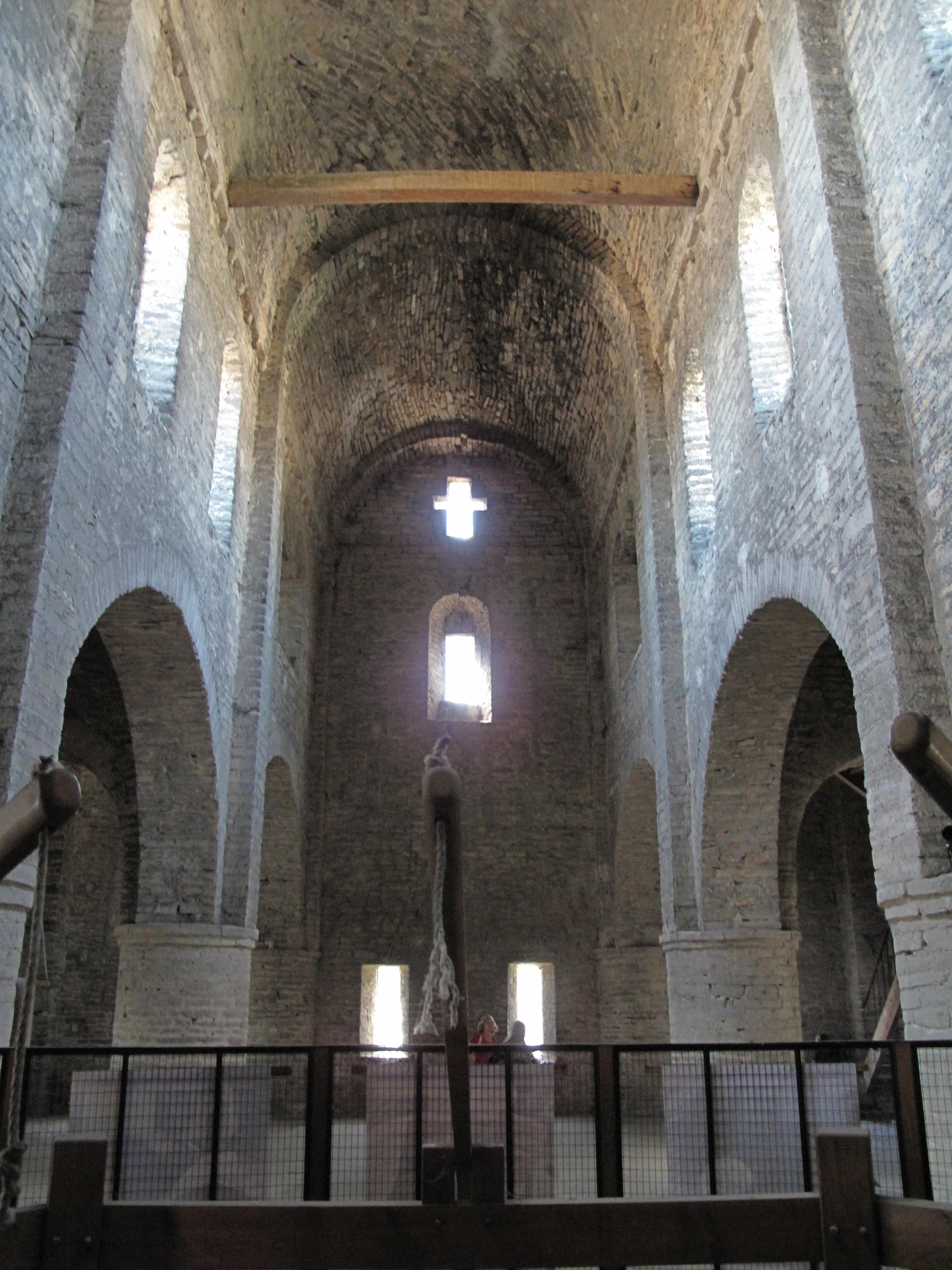
Étage de la galilée, Tournus.

#### Les innovations normandes à Jumièges

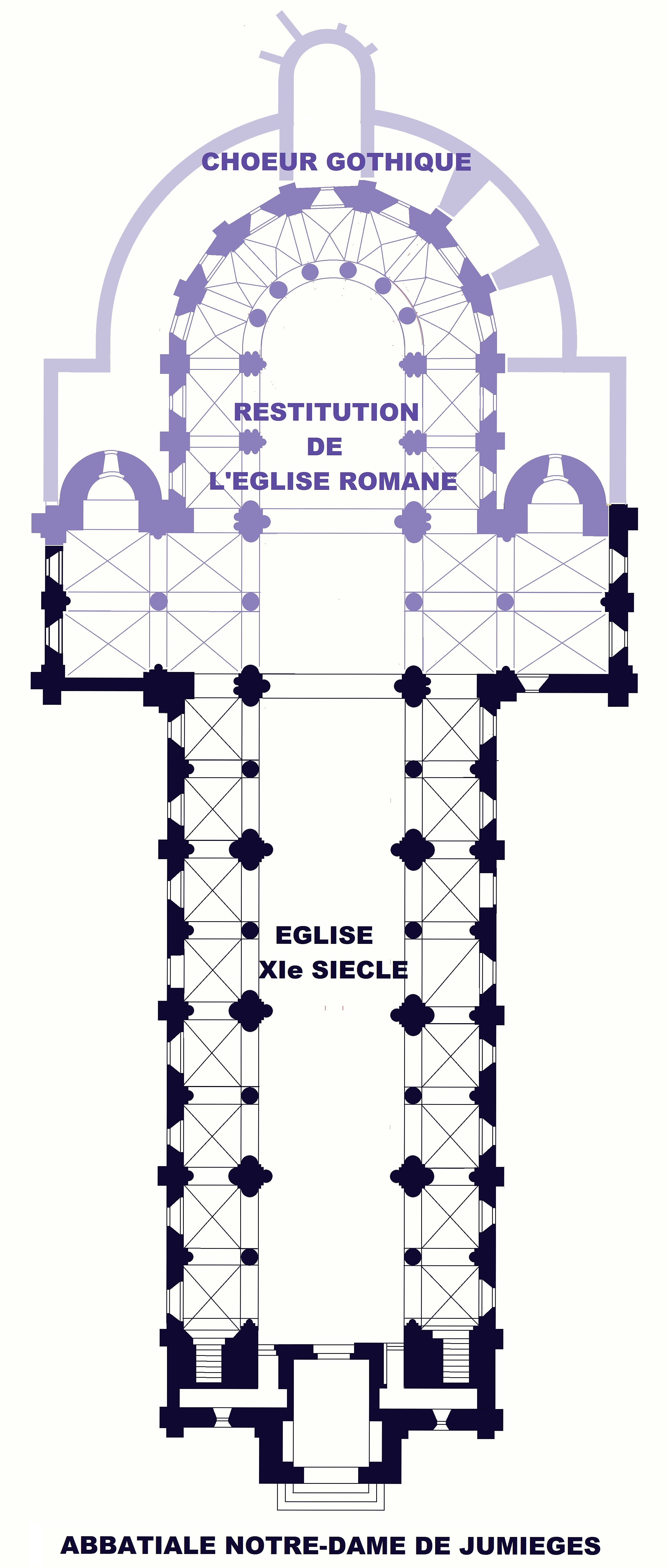
Abbaye de Jumièges.

L'abbaye de Jumièges en Normandie fait partie du groupe d'architecture charpentée que l'on retrouve dans l'architecture ottonienne du Saint-Empire romain germanique. Le duché de Normandie est aussi avec l'empire le seul État stable de l'époque avec des frontières biens définies. Les ducs reconstruisent les monastères détruits par leurs ancêtres puis les grands seigneurs dotent de nombreuses abbayes.
Le massif occidental est précédé d'un avant-corps qui évoque le weswerk carolingien de l'abbaye de Corvey. Il comporte trois niveaux, le premier donne accès à la nef, puis une tribune est largement ouverte sur l'église et le troisième stabilise les deux tours de 45 m de hauteur.
Pour la nef construite vers 1050-1060, l'élévation traditionnelle à deux niveaux est amplifiée par un troisième niveau avec une hauteur totale de 25 m. Des tribunes largement ouvertes sur le vaisseau central sont introduites entre les arcades du rez-de-chaussée et les hautes fenêtres du dernier étage. La stabilité du vaisseau central est assurée par des collatéraux voûtés d'arêtes et son extension aux tribunes est une nouveauté. Le principe de la travée est affirmé par une alternance de piliers forts et faibles et dans une trame sur deux, une colonne engagée monte jusqu'au niveau de la charpente. Ces piles sont composées d'un noyau carré et de quatre colonnes engagées et parfaitement coordonnées aux retombées comme dans les édifices entièrement voûtés. Ainsi au début de l'art roman, pour la travée, articulation essentielle de l'architecture médiévale, l'architecture voûtée et l'architecture charpentée participent à la définition d'une nouvelle plastique murale.
La technique normande du mur épais utilisée dans le transept de l'abbaye de Jumièges proche de l'abbaye de Bernay qui semble porter le prototype et dont l'influence de la cathédrale Saint-Bénigne de Dijon est vraisemblablement à l'origine de cette première application normande du principe de la coursière se retrouve plus tard dans le transept de l'église Saint-Étienne de Caen et a ensuite été systématiquement utilisée dans les constructions du monde anglo-normand.
Cette association d'un allègement visuel de la paroi avec un renforcement de fait de la structure est une des réussites majeures des constructeurs normands. Elle a favorisé le lancement de voûtes encore lourdes même si à Bernay et à Jumièges, il n'y eut pas d'intention de voûtement à l'origine. La conception même des murs est parfaitement adaptée à un voûtement ultérieur,,,.

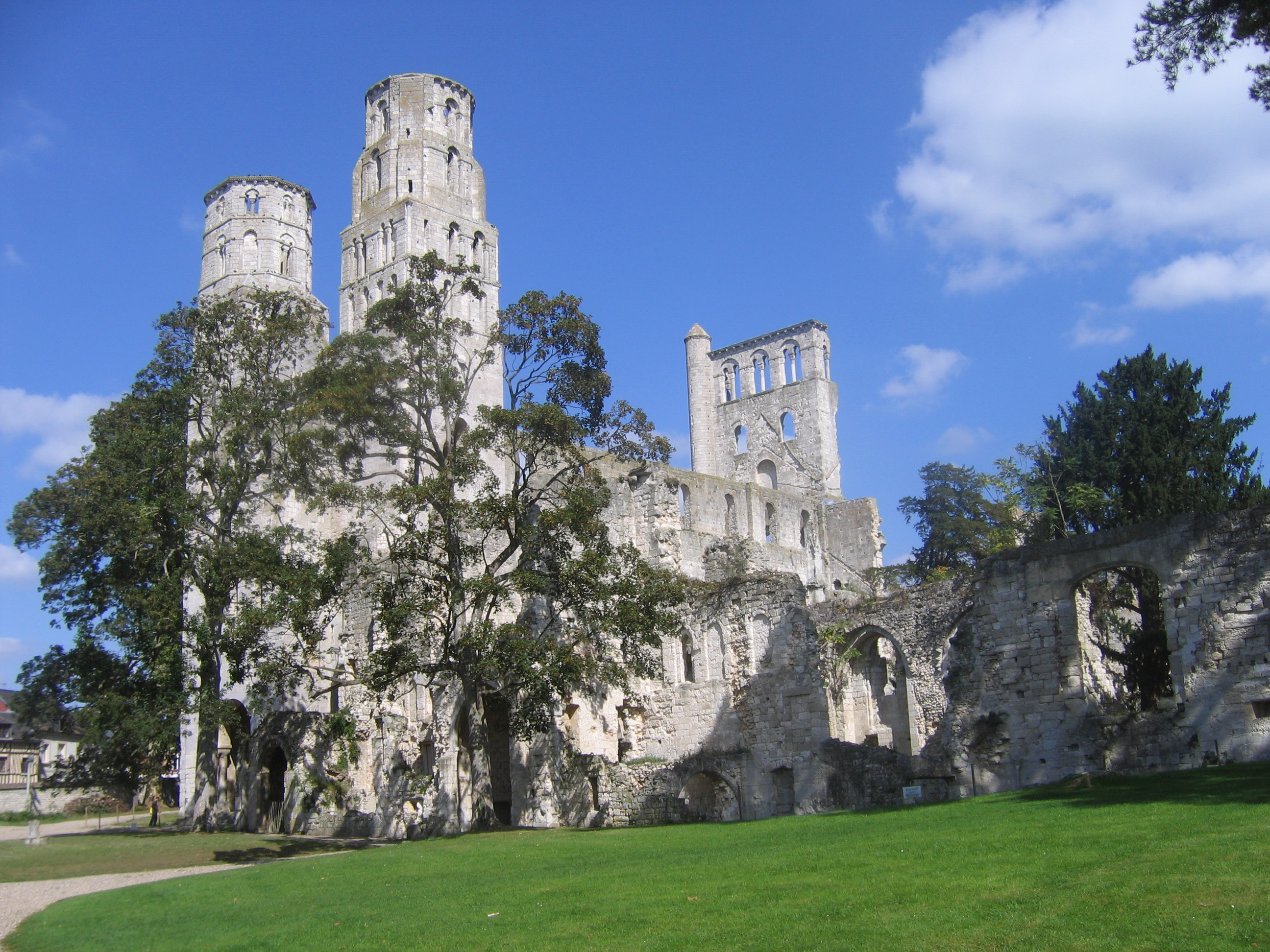
Abbaye de Jumièges.
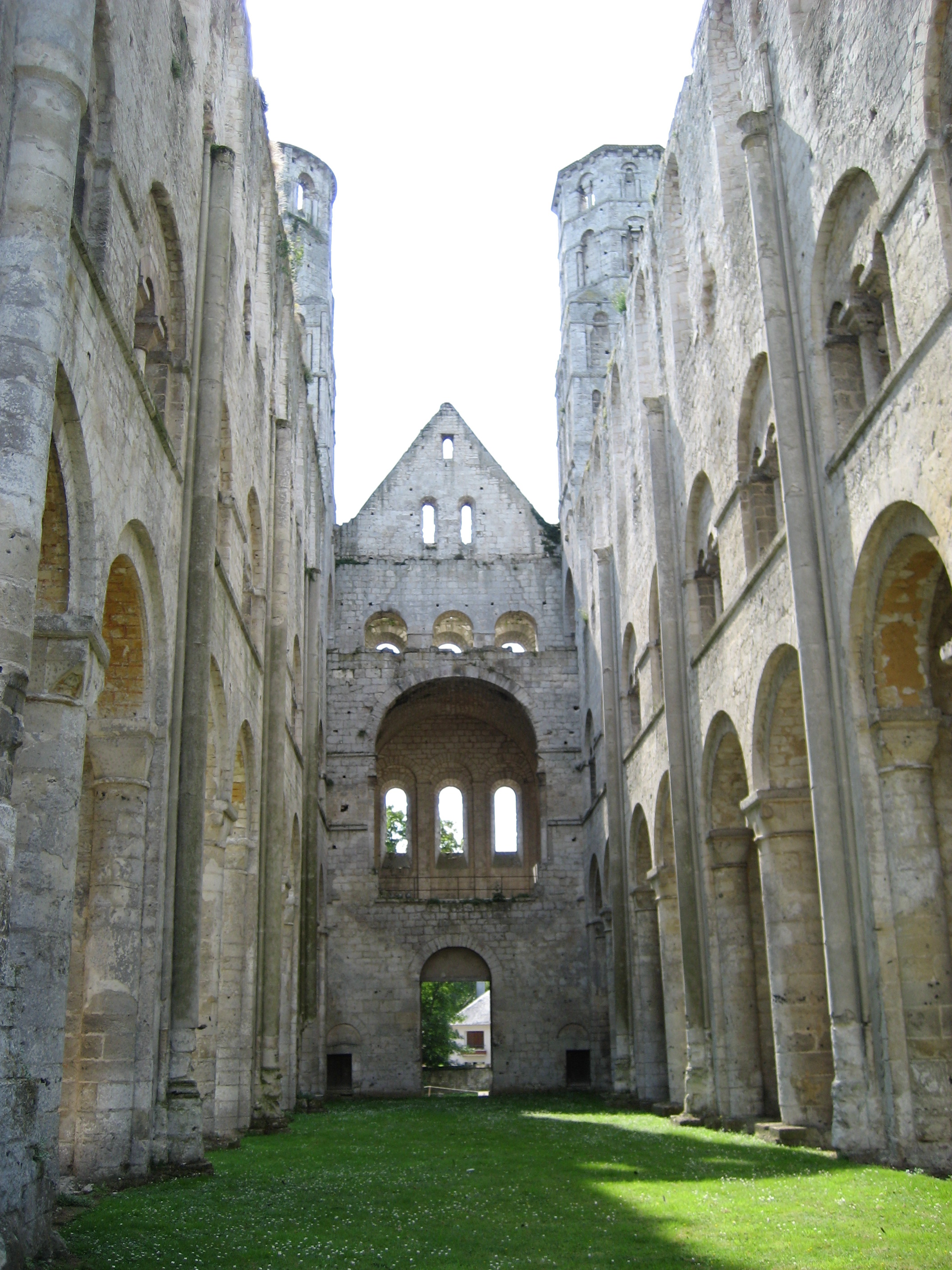
Nef.
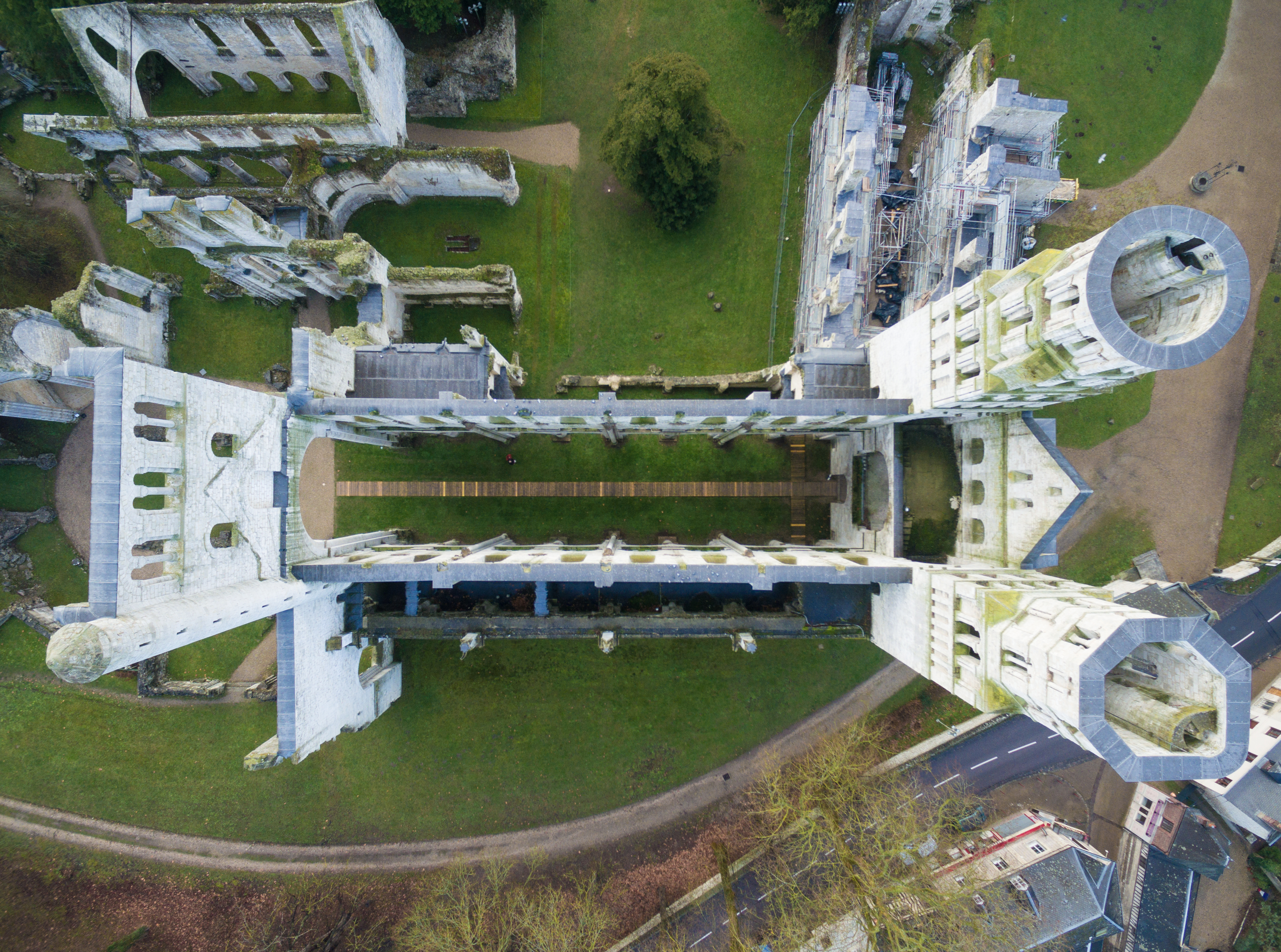
Vue aérienne.
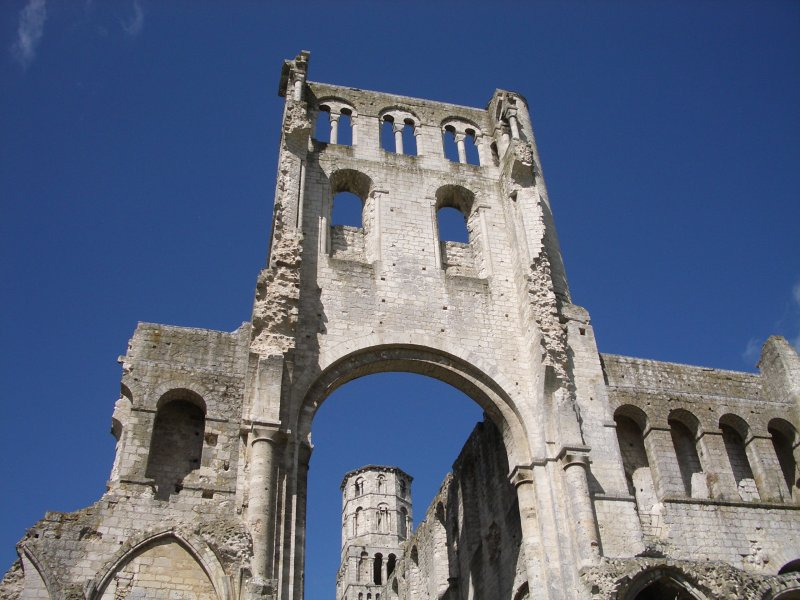
Passages muraux.

#### Une église de pèlerinage, Conques

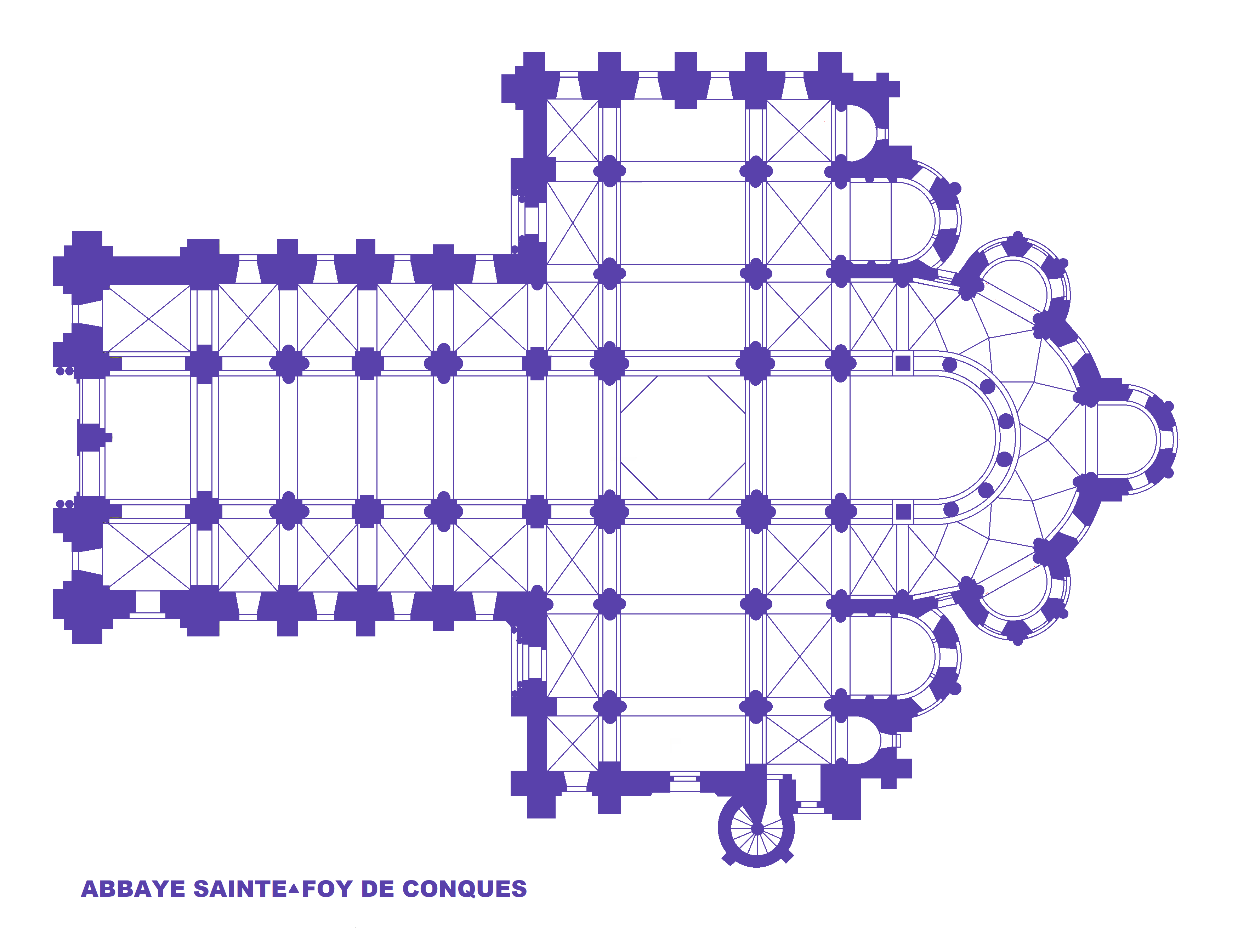
Abbatiale Sainte-Foy de Conques.

Au IXe siècle le modeste et presque inaccessible monastère de Conques dans le Rouergue vivote mais à la fin du siècle ses moines organisent le rapt des reliques de Sainte-Foy à Agen. Après un siècle sans miracles, ceux-ci se multiplient et Bernard d'Angers écrit Le livre des miracles de Sainte-Foy qui assure sa notoriété. Devant l'affluence des pèlerins, une nouvelle abbatiale est construite vers 1030-1050. Son plan qui a servi de prototype aux églises de pèlerinages est conçu dès le départ dans son ensemble. Il a une nef à trois vaisseaux, un transept très saillant et un chevet à déambulatoire avec trois chapelles rayonnantes associées aux chapelles échelonnées des croisillons du transept. Des tribunes destinées à reprendre les poussées horizontales de la nef sont elles aussi prévues et seront construites un peu plus tard mais l'escalier d'accès est construit dans la même campagne de travaux que le transept. Elles apportent une lumière indirecte au vaisseau central.
Avec la nouvelle abbatiale de Conques, on entre dans une nouvelle époque de la sculpture. Les chapiteaux du transept sont d'un type carolingien à entrelacs pour évoquer l'ancienneté du lieu et s'inscrire dans l'antiquité de la religion chrétienne. Dans le déambulatoire et les entrées des chapelles, on utilise des chapiteaux d'un type nouveau encore grossiers parfois sertis d'entrelacs, de palmettes concaves, de feuillages maladroitement traités où sont introduites des figures humaines, un centaure dans la chapelle axiale et des quadrupèdes affrontés dans la chapelle sud du déambulatoire. Du chevet jusqu'au portail on peut suivre la progression de l'art de la sculpture de 1050 à 1130 environ et son entrée dans l'ère des chapiteaux historiés,.

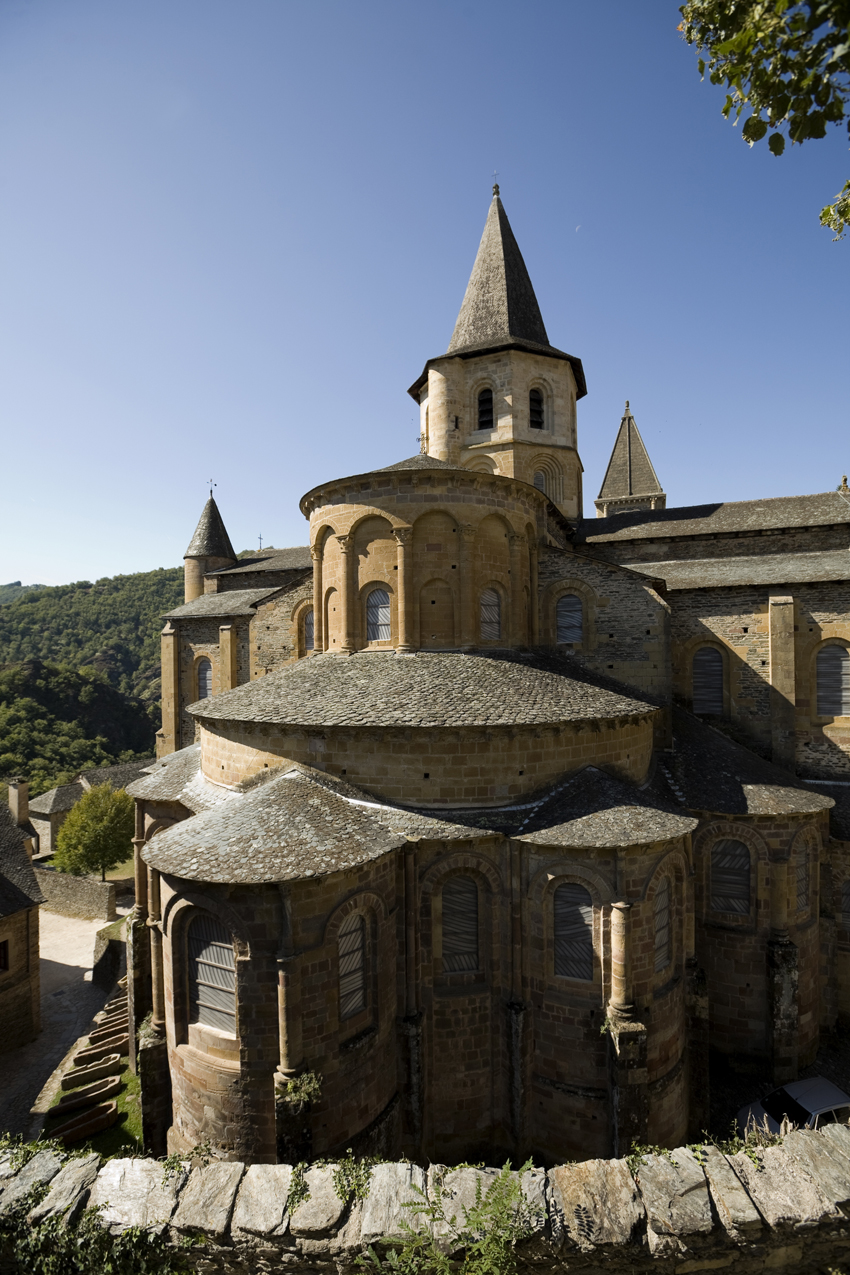
Le chevet.
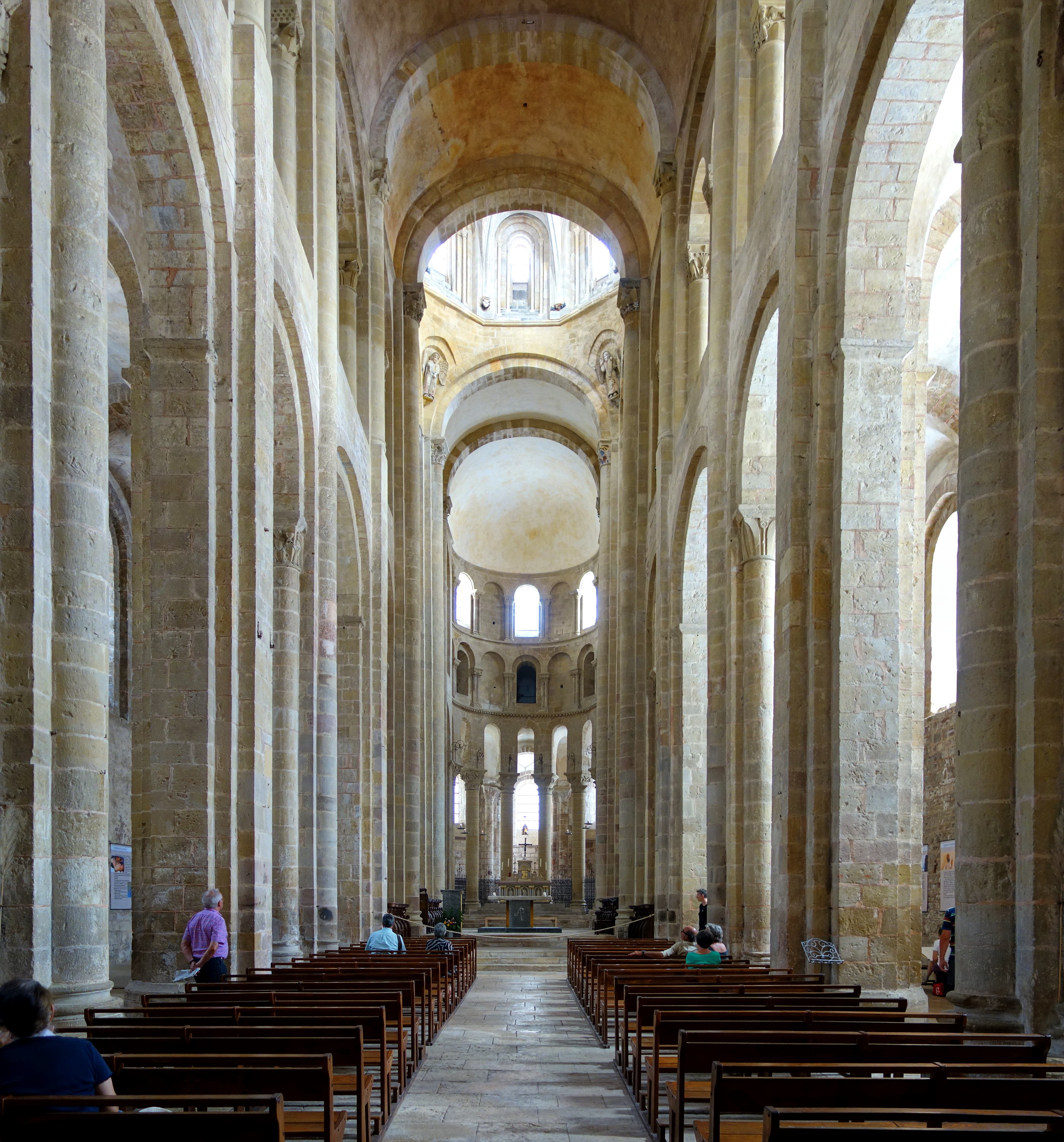
La nef.
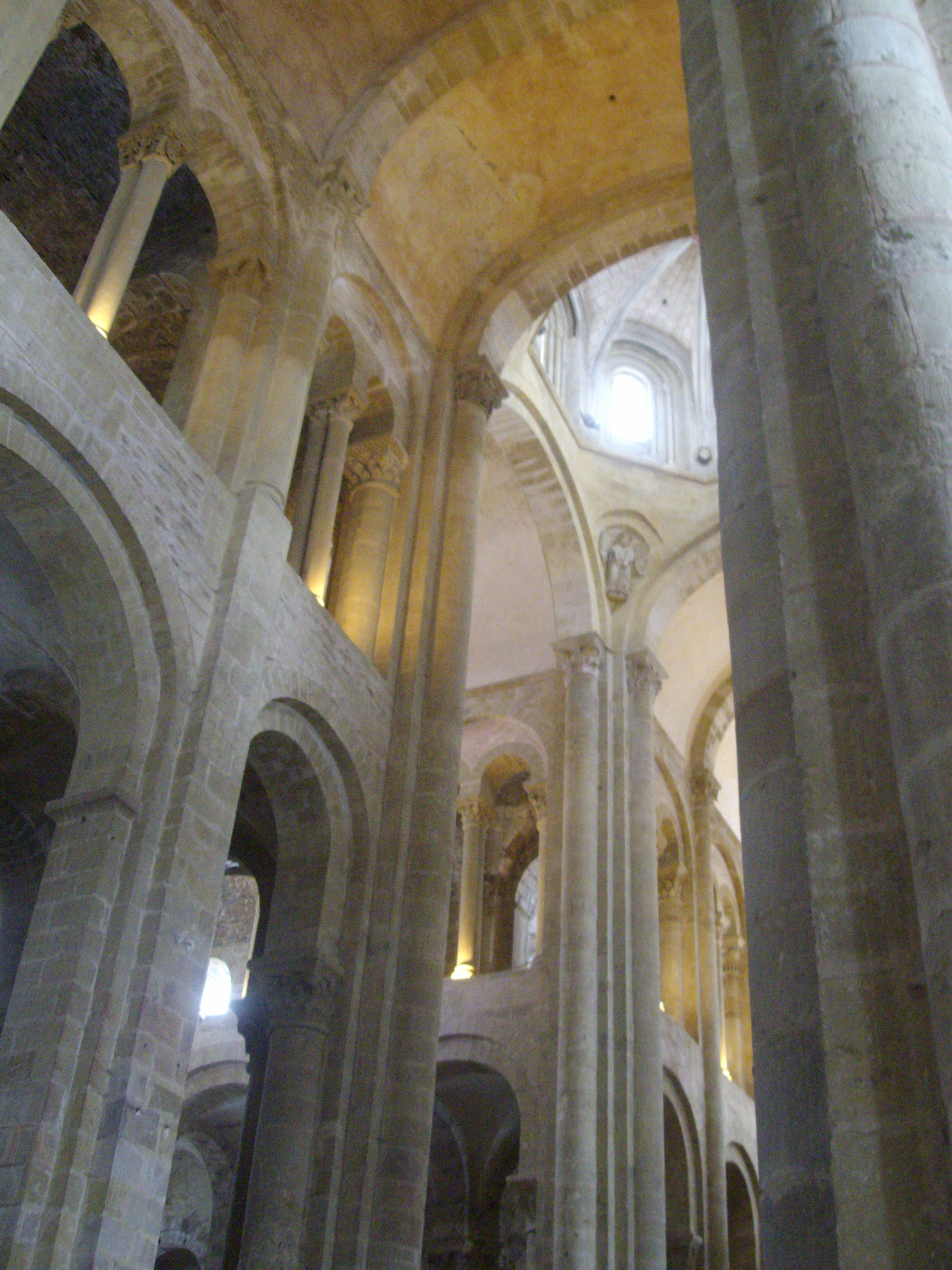
Les tribunes.
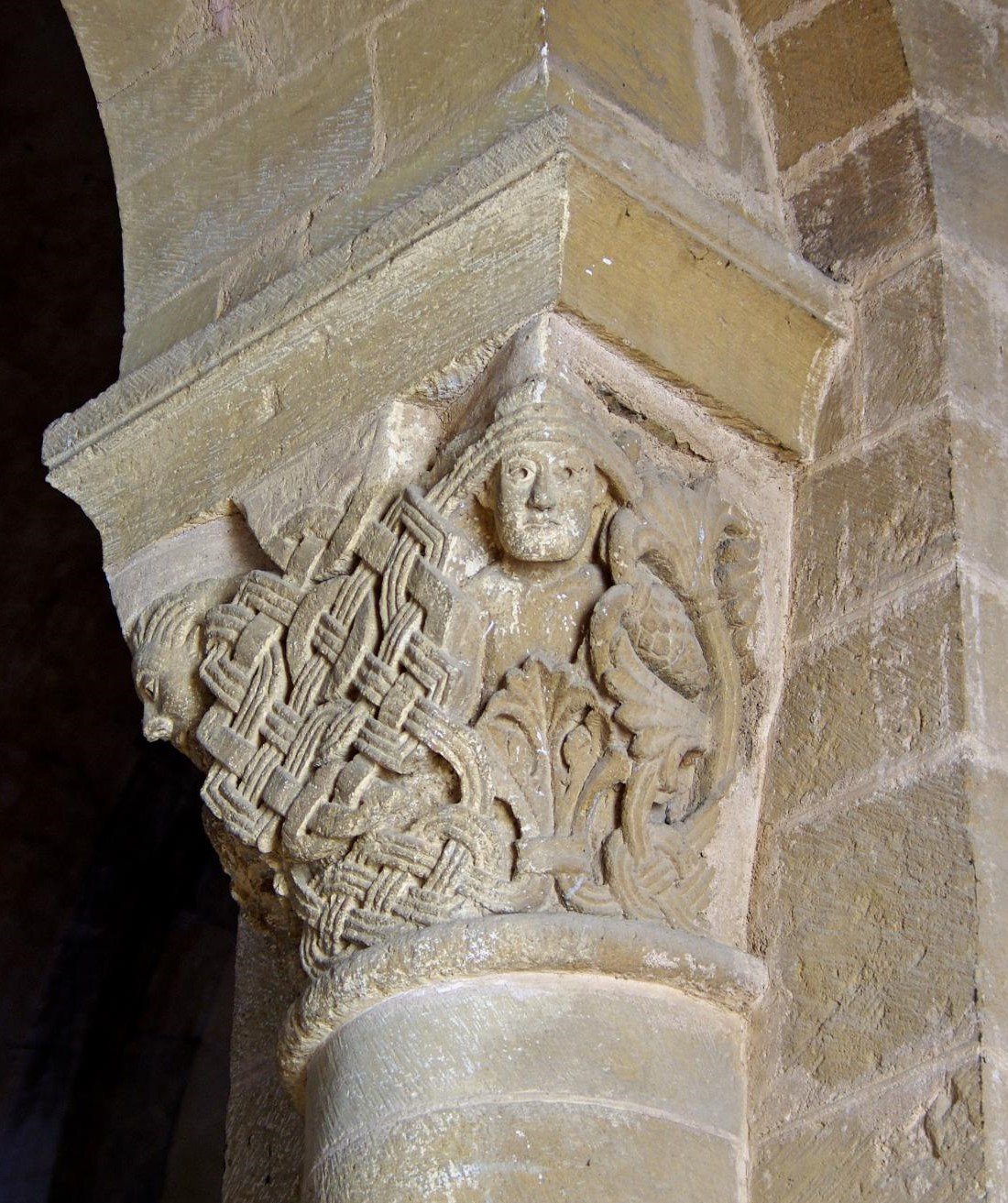
Chapiteau, têtes et entrelacs.

#### Les relations avec l'architecture ottonienne

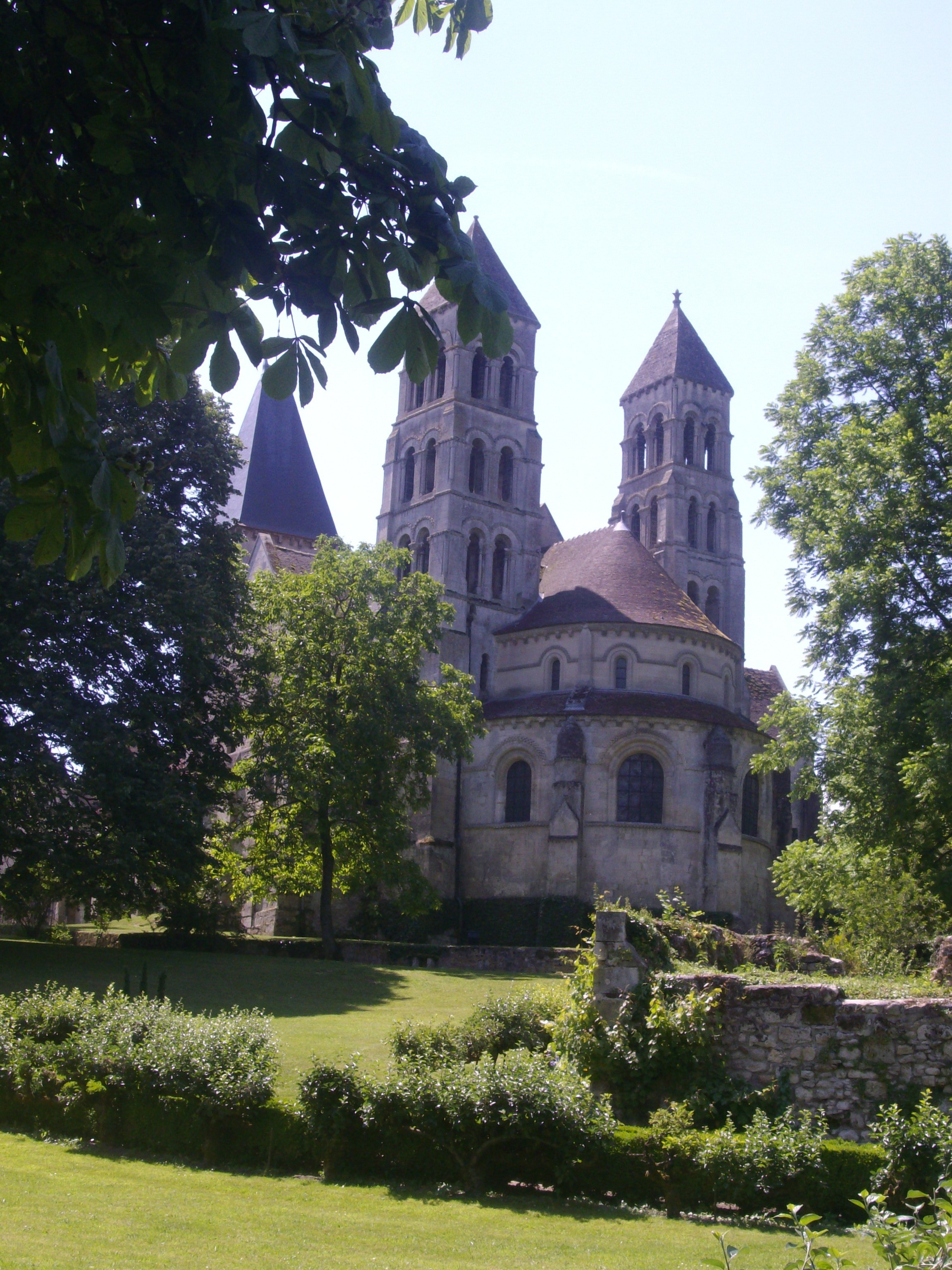
Chevet de Morienval.

L'architecture ottonienne s'est constituée seule, presque en vase clos en faisant évoluer les modèles carolingiens tout en résistant aux apports du premier art roman méditerranéen. Les zones de contacts en Bourgogne jurane et dans les Alpes montrent que la fusion entre ces deux mondes de formes est difficile. La progression de l'architecture du sud a été arrêtée par la zone d'influence ottonienne qui ne lui a emprunté que des éléments de décor pour les transformer et ce n'est qu'après 1050 dans un Empire déclinant que des éléments de décors et de sculptures méridionaux s'infiltrent dans les édifices germaniques.
L'influence de l'architecture ottonienne sur l'Europe du nord peut être sentie dans des monuments des zones nord-ouest et ouest de la France et on peut se demander si on ne peut pas regrouper dans un même ensemble formel les différents types régionaux de l'Océan à l'Elbe et de la mer du Nord à la Loire.
Les transepts bas de Morienval et les églises de l'Aisne viennent probablement de la Meuse, les chevets harmoniques de Saint-Germain-des-Prés, de Melun et de Morienval dérivent sans doute de Lorraine. En Normandie la façade de Jumièges avec son massif occidental et sa tribune, la façade disparue de Fécamp montrent une composition semblable aux westwerks carolingiens et ottoniens, le porche de Saint-Nicolas-de-Caen est de type rhénan. En Champagne, entre la France royale et l'Empire s'est développé vers l'an mil une architecture différente par certains caractères typiquement français mais semblable dans sa structure et dans ses origines carolingiennes,,.

#### Décor monumental et chapiteaux

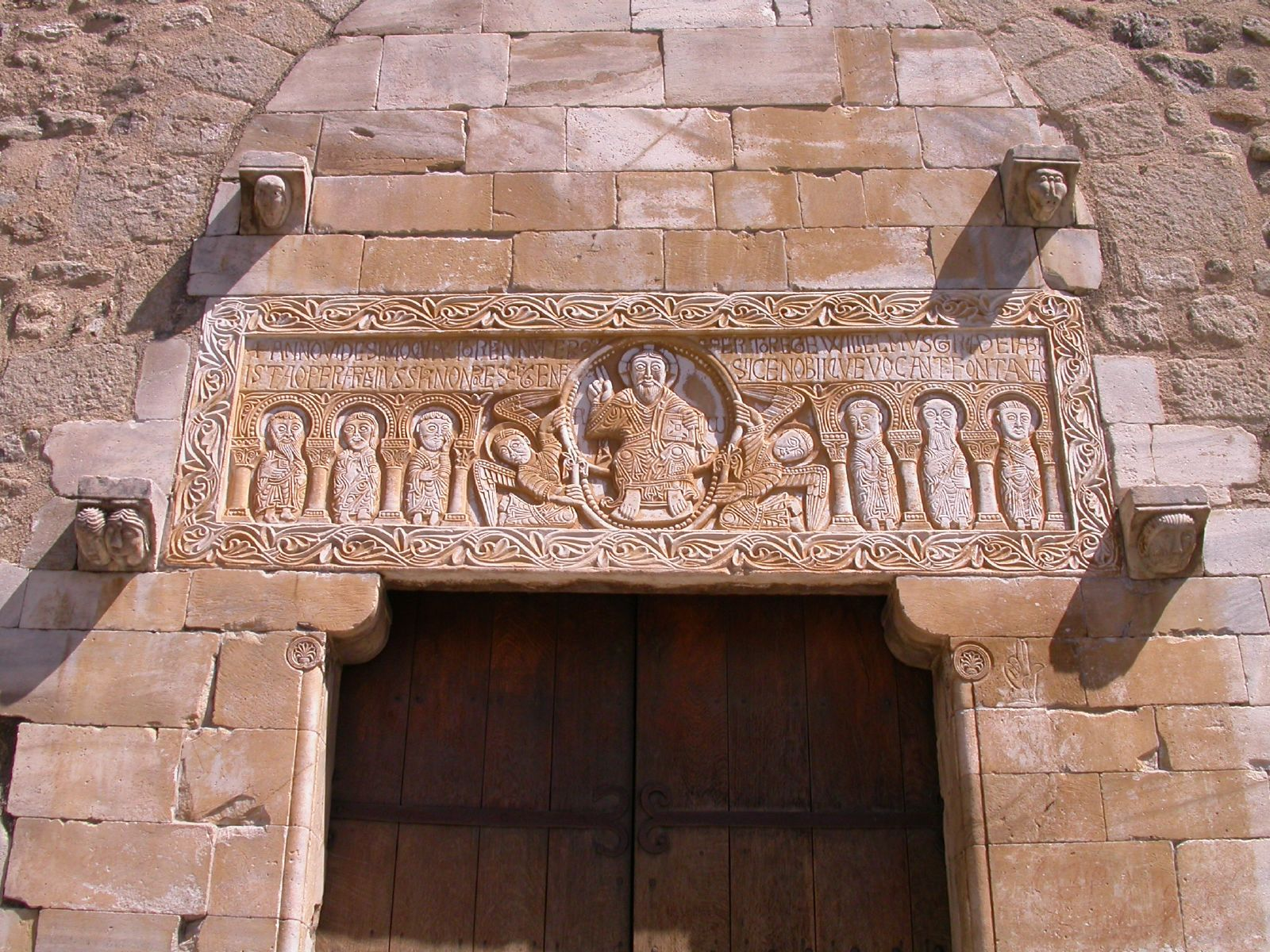
Abbaye de Saint-Génis-des-Fontaines.

Depuis l'architecture paléochrétienne, les grandes surfaces murales reçoivent des peintures et des mosaïques. Au début du XIe siècle, la vision esthétique de l'architecture romane se manifeste dans la pile composée mais aussi dans le décor sculpté.
Pour animer les murs, on trouve surtout en Italie et en Catalogne des lésènes ou petits arcs sur des pilastres peu saillants que l'on appelle bande lombardes. Dans le Val de Loire, des plaques et des frises sculptées ornent les parois extérieures. Des œuvres rares sont présentes à l'église Sainte-Radegonde de Poitiers avec un Christ bénissant et sur les linteaux des portails du Roussillon et en particulier celui de l'abbaye de Saint-Génis-des-Fontaines.
Les progrès techniques entraînent une multiplication des emplacements disponibles pour les chapiteaux. Au début du XIe siècle, les motifs végétaux dérivés des chapiteaux corinthiens utilisés dans l'architecture carolingienne sont remis en cause. Certains préfèrent un aspect plus massif et nu qu'ils obtiennent par un simple épannelage des corbeilles en abattant les angles ou des chapiteaux cubiques composés par la pénétration d'une sphère dans un cube. D'autres redécouvrent le corinthien antique et des modèles gallo-romains.
Au début du XIe siècle, les sculpteurs romans s'intéressent aux chapiteaux figurés et historiés. Ils commencent à intégrer des figures humaines dans les chapiteaux puis associent volontiers des êtres humains avec des animaux fantastiques ou sauvages et trouvent des motifs dans les enluminures et les arts précieux. Les chapiteaux historiés sont encore rares, le style n'est bien défini qu'à la fin du XIe siècle. Dans la première moitié du XIe siècle, les tentatives pour représenter des scènes complexes avec les contraintes liées à la forme du bloc sont tâtonnantes. Ces difficultés stimulent l'invention et imposent des réponses pragmatiques sur les proportions des personnages et la juxtaposition des scènes.

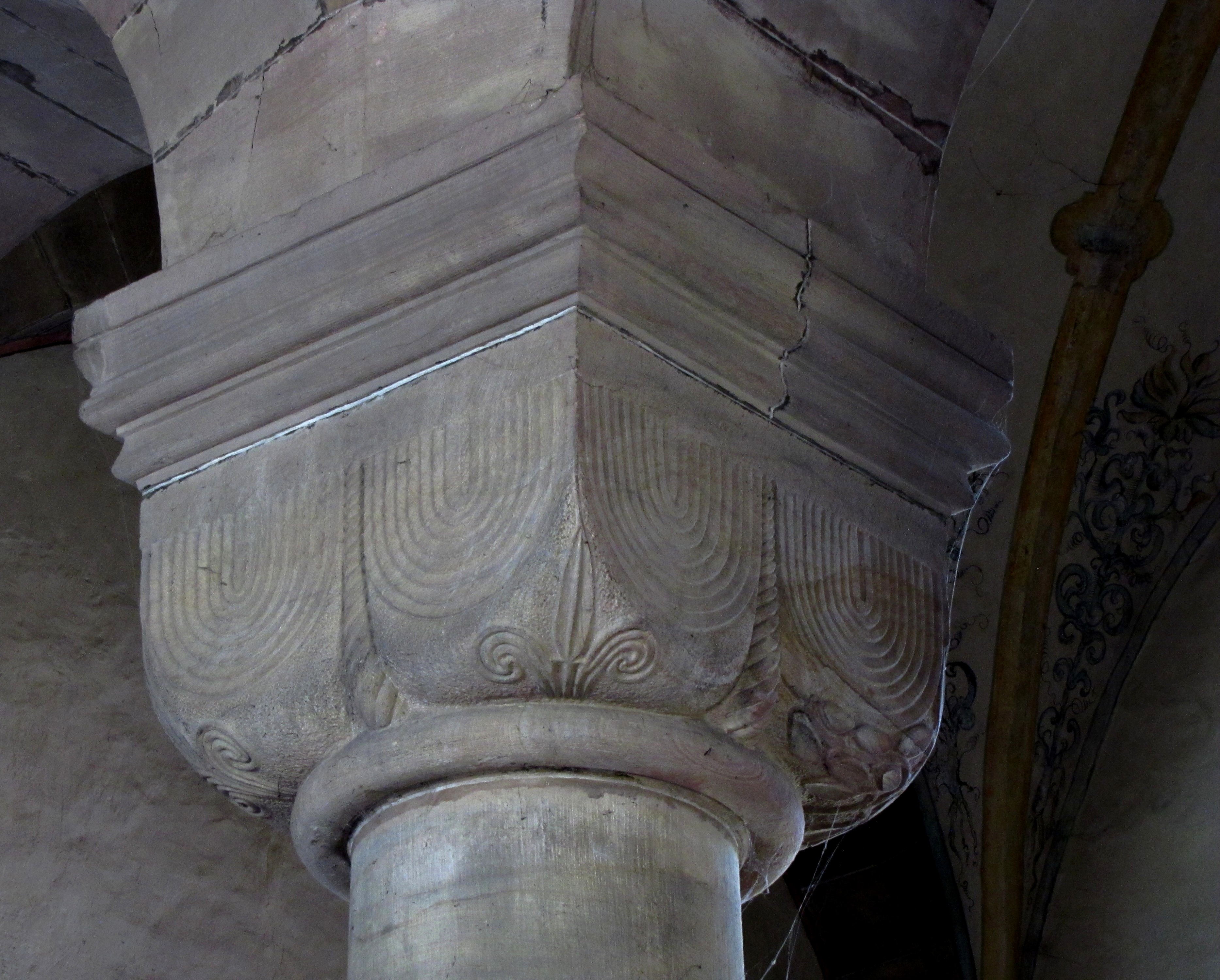
Abbaye de Marmoutier.
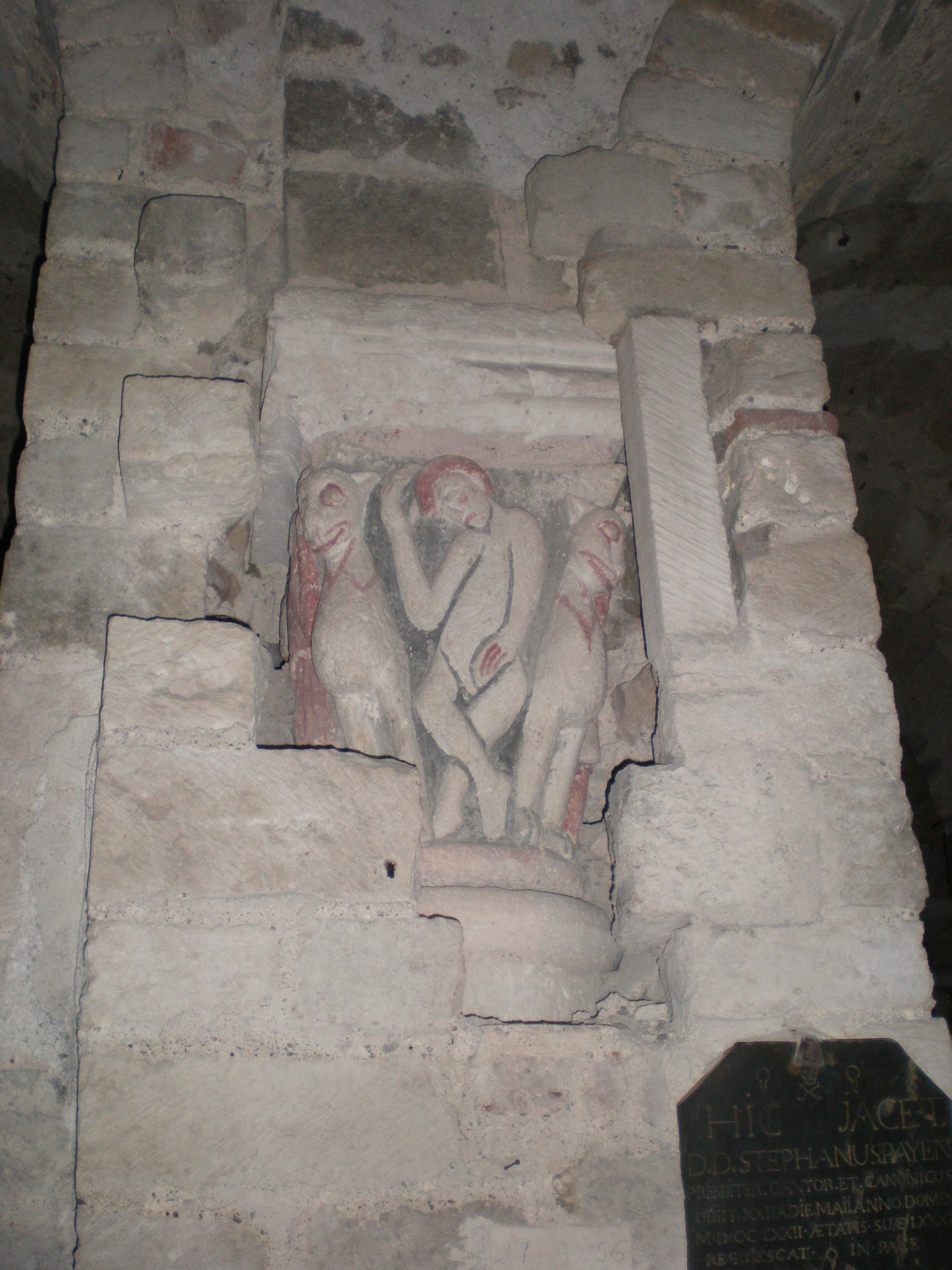
Saint-Aignan Orléans.
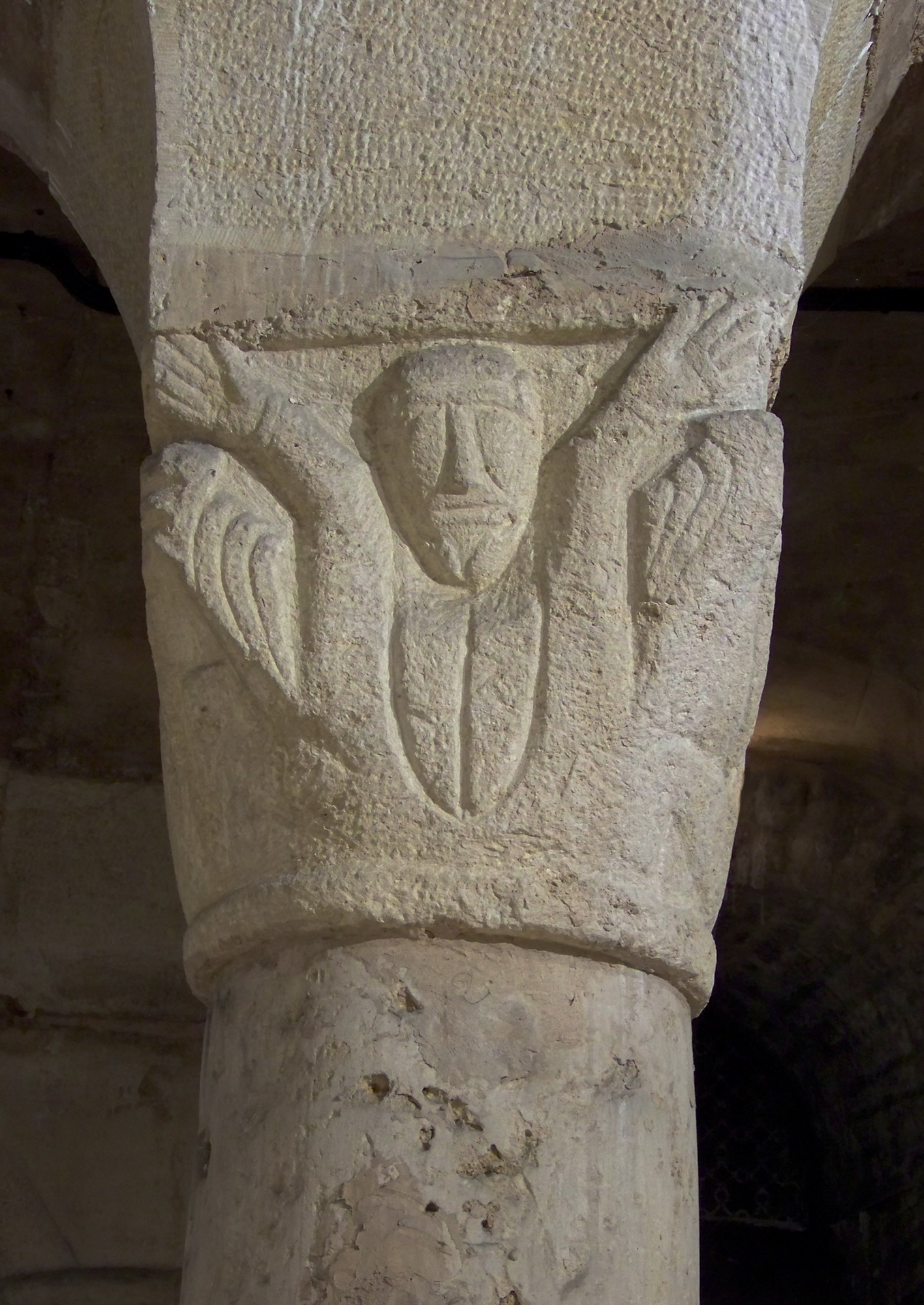
Cathédrale de Dijon.
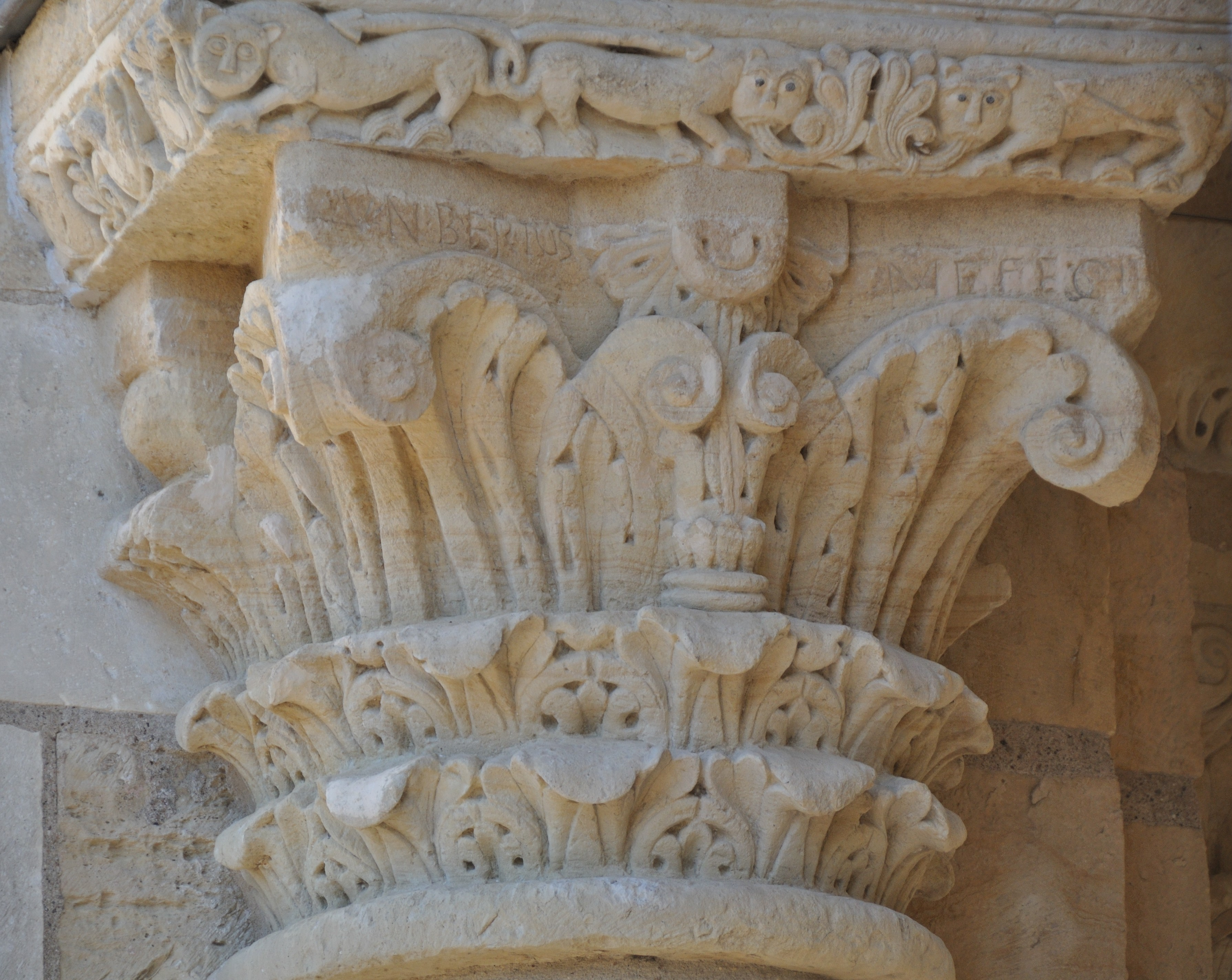
Chapiteau d'Hubertus, abbaye de Saint-Benoît-sur-Loire.
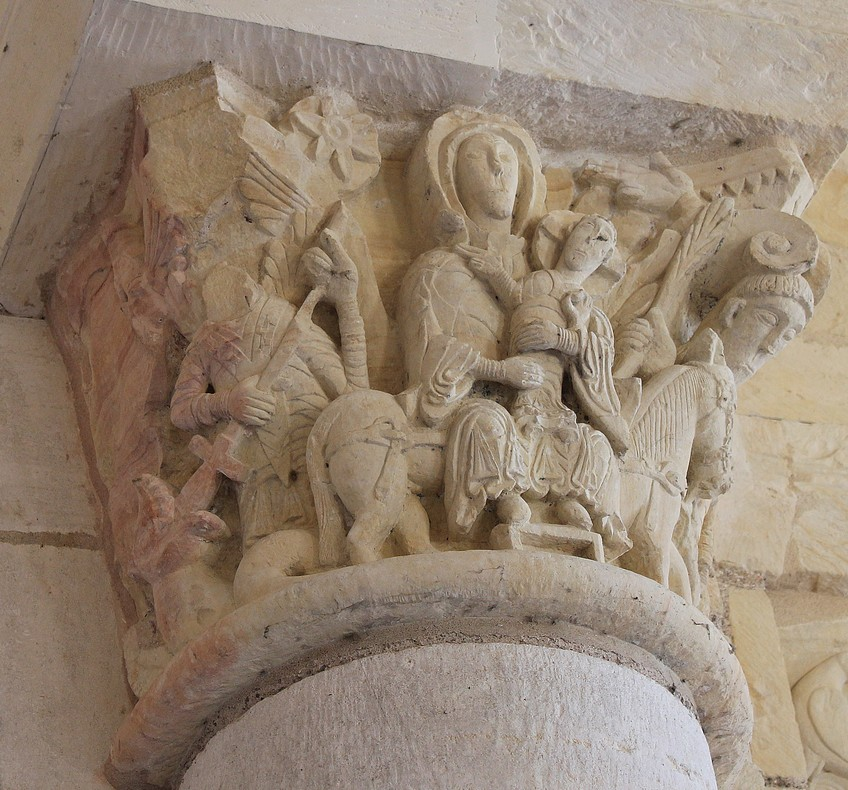
La fuite en Égypte abbaye de Saint-Benoît-sur-Loire.

### L'expansion de la seconde moitié duXIesiècle

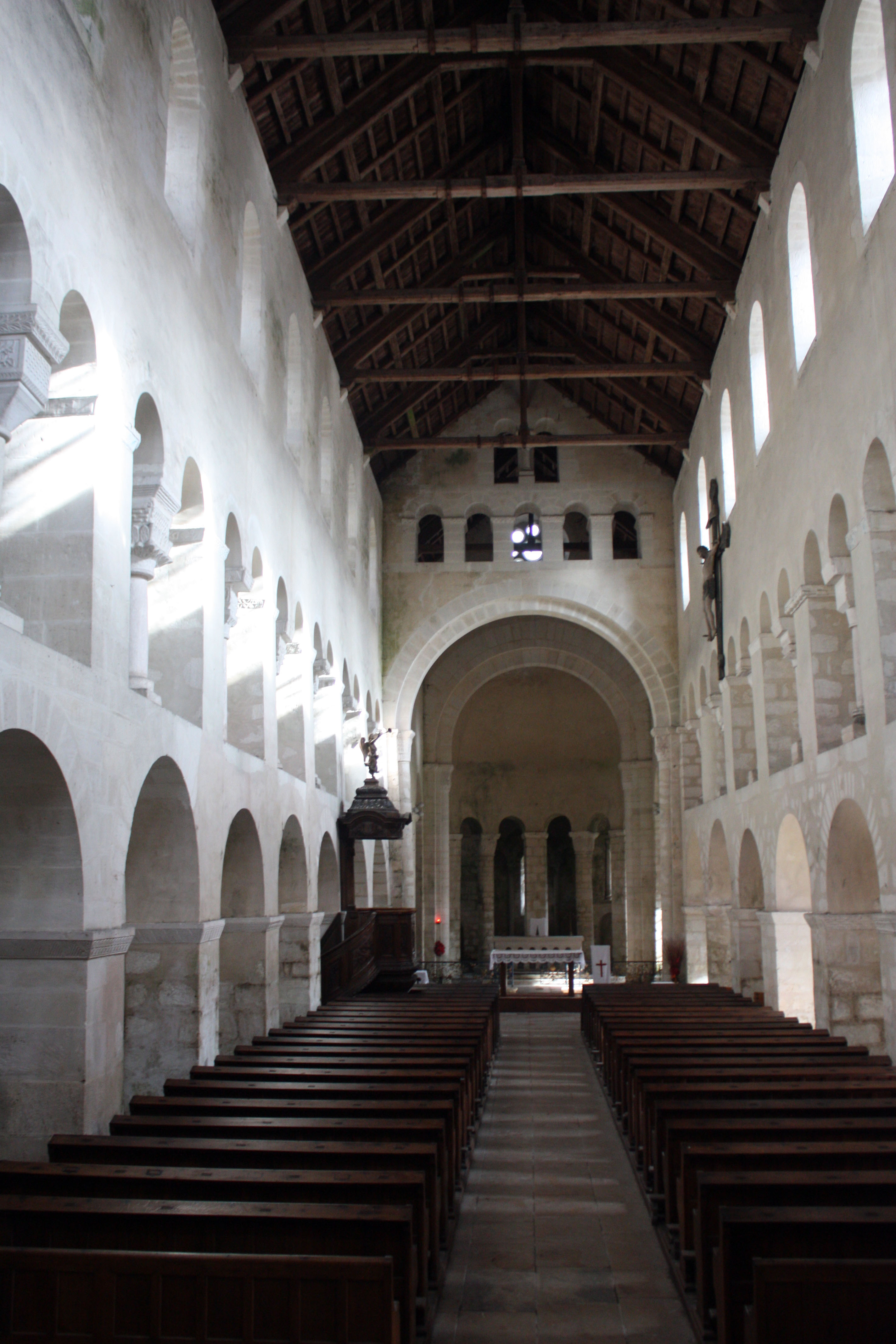
Église de Vignory.

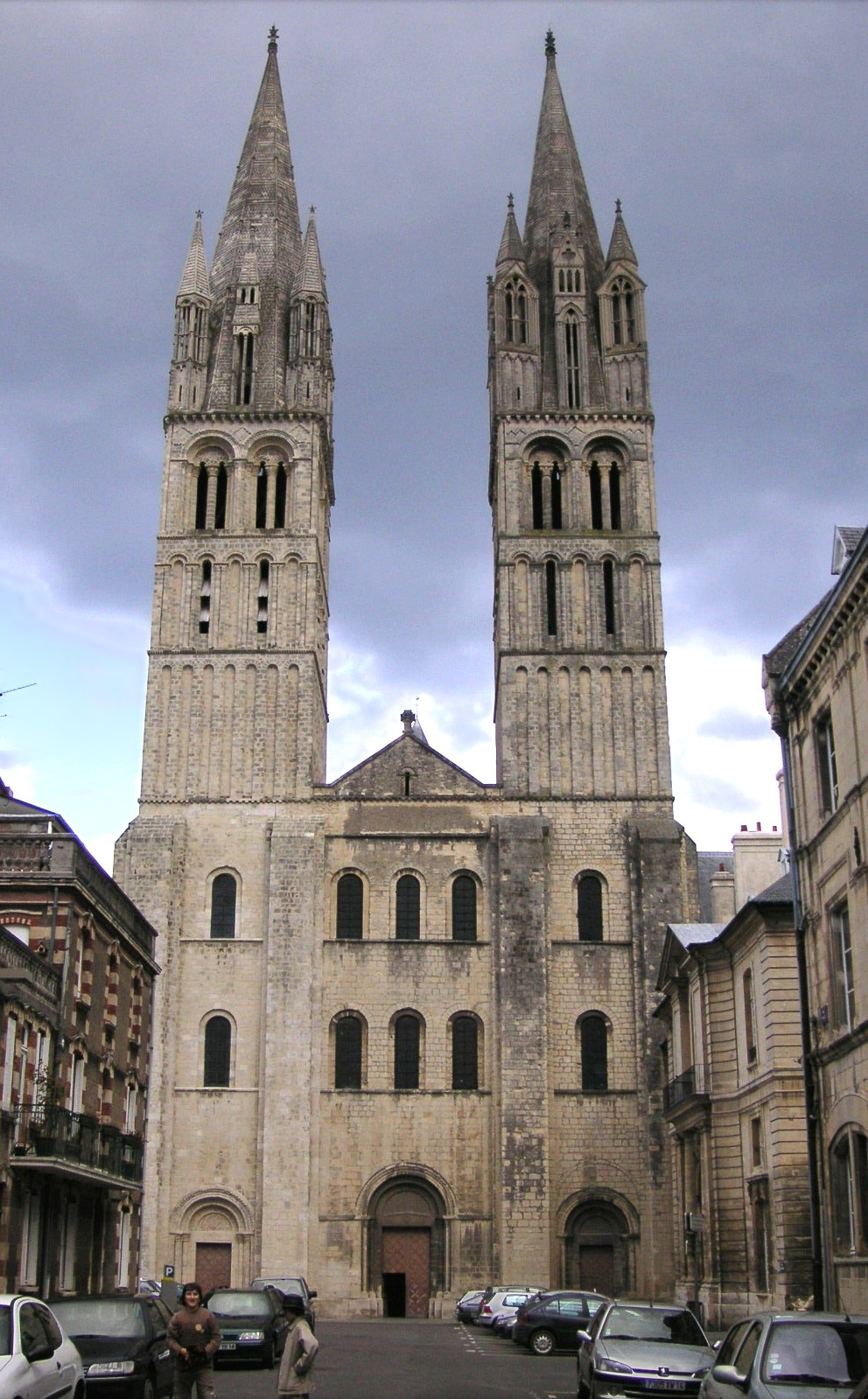
Saint-Étienne de Caen, la façade harmonique.

Dans la deuxième moitié du XIe siècle s'ouvrent de nouveaux espaces pour l'architecture romane. La conquête normande de l'Angleterre en 1066 par Guillaume le Conquérant, le recul de l'Islam dans le nord de l'Espagne et le développement des pèlerinages, les relations du Sud-Ouest de la France resté isolé avec le Poitou et les provinces espagnoles, les apports financiers des possessions anglaise et une réforme de l'église catholique donnant plus de moyens aux communautés entraînent une explosion des constructions et une évolution du style architectural roman.

#### L'architecture charpentée
Parallèlement à un premier art roman méridional qui cherche à voûter les édifices, on peut penser qu'il existe un premier art roman du nord qui reste très fidèle pendant un certain temps à l'usage de la charpente surtout pour les nefs simplifiant ainsi les problèmes de l'élévation.
Construite vers 1049-1057, la petite église Saint-Étienne de Vignory a une nef charpentée sur une élévation parfaitement articulée avec des piles couronnées d'une imposte et une surface murale présente avec trois niveaux d'ouvertures pour l'alléger sans avoir la justification d'une tribune.

##### Le monde anglo-normand

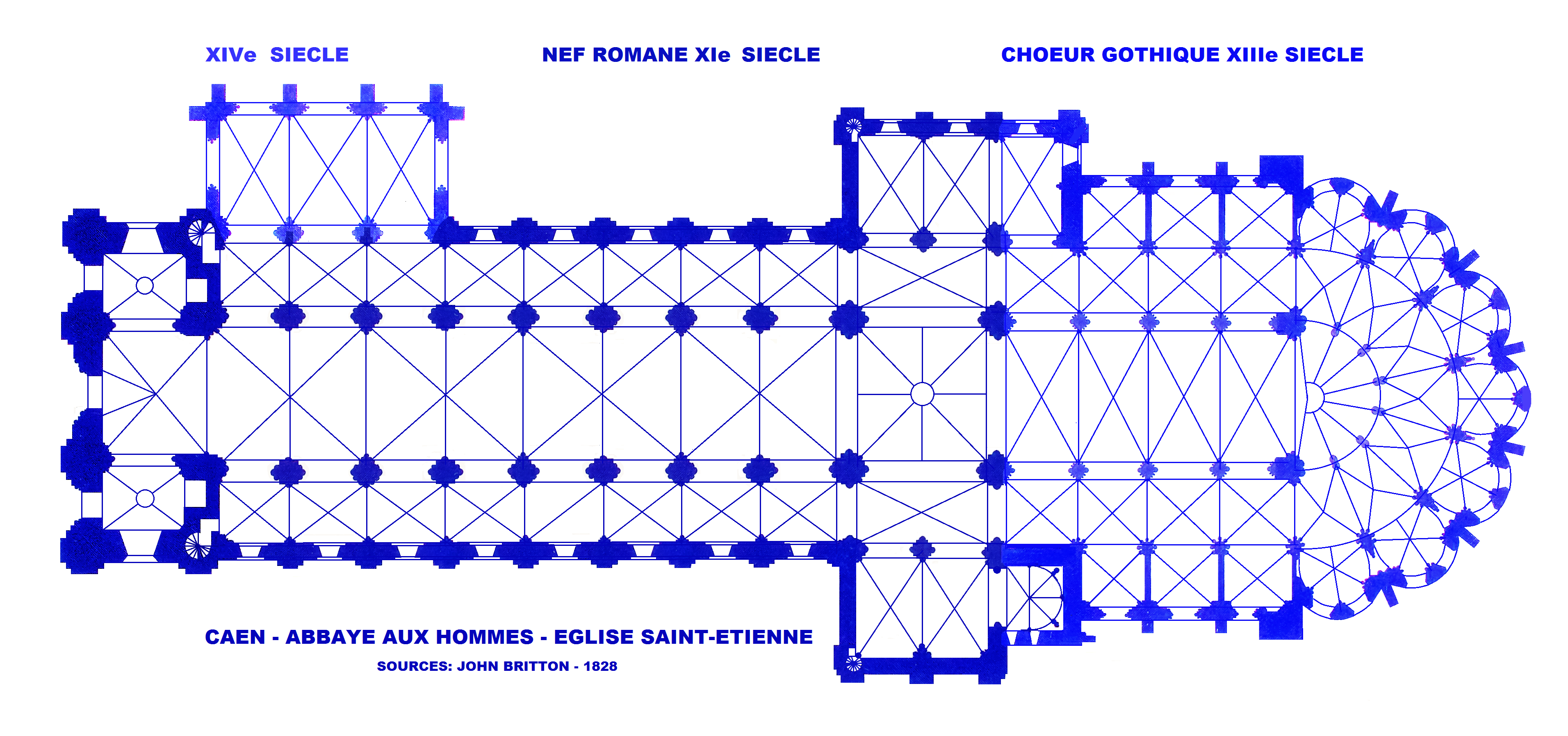
Saint-Étienne de Caen.

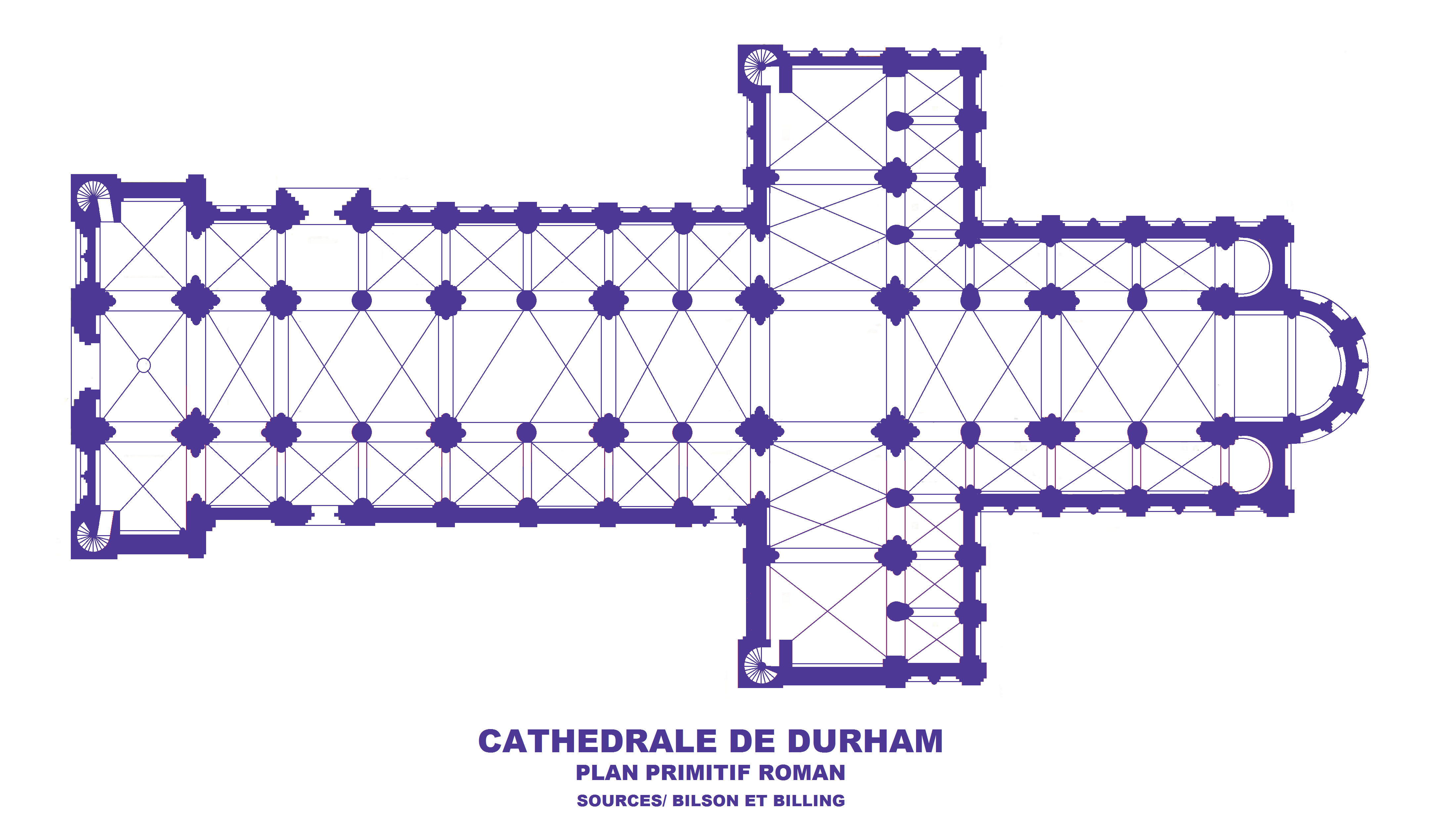
Cathédrale de Durham.

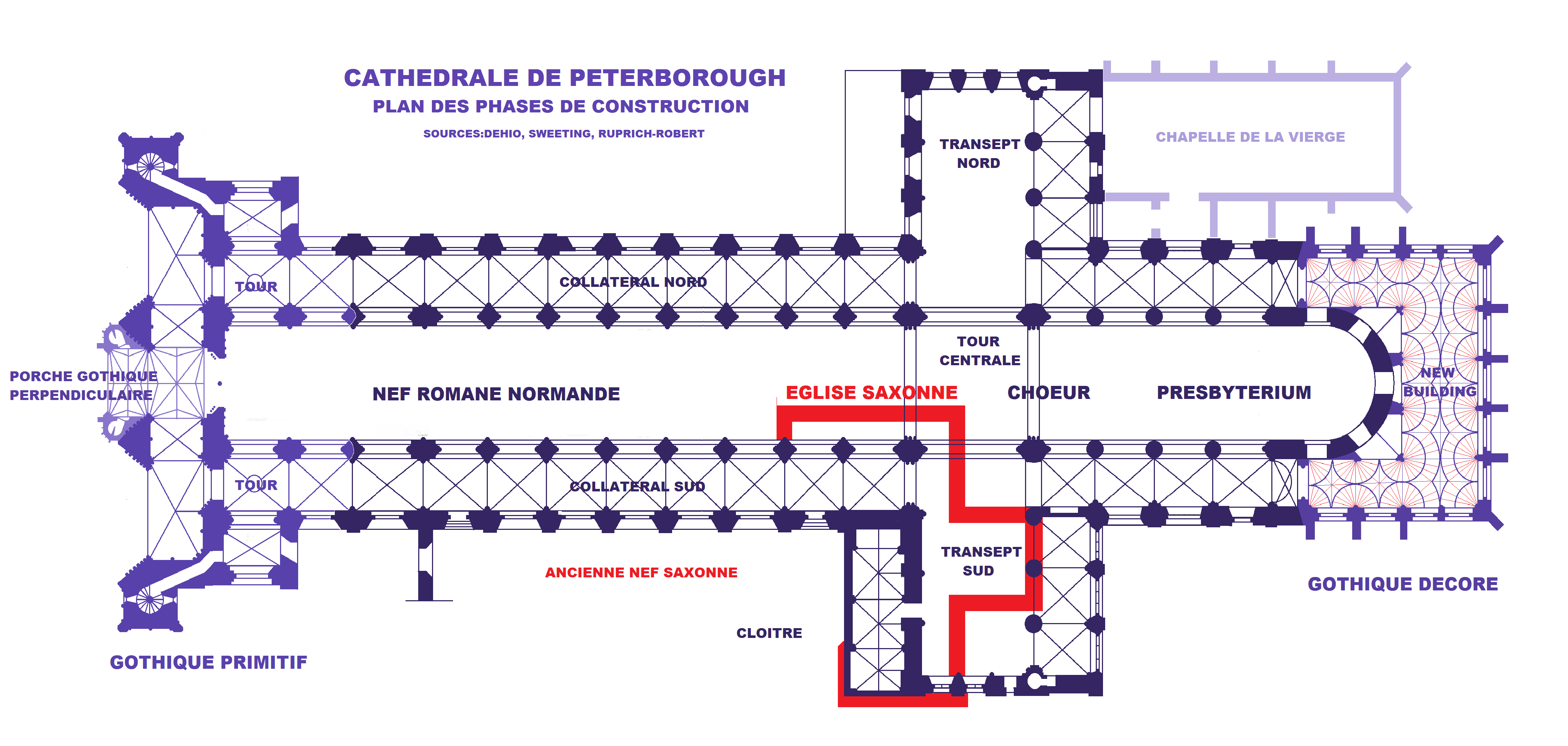
Cathédrale de Peterborough.

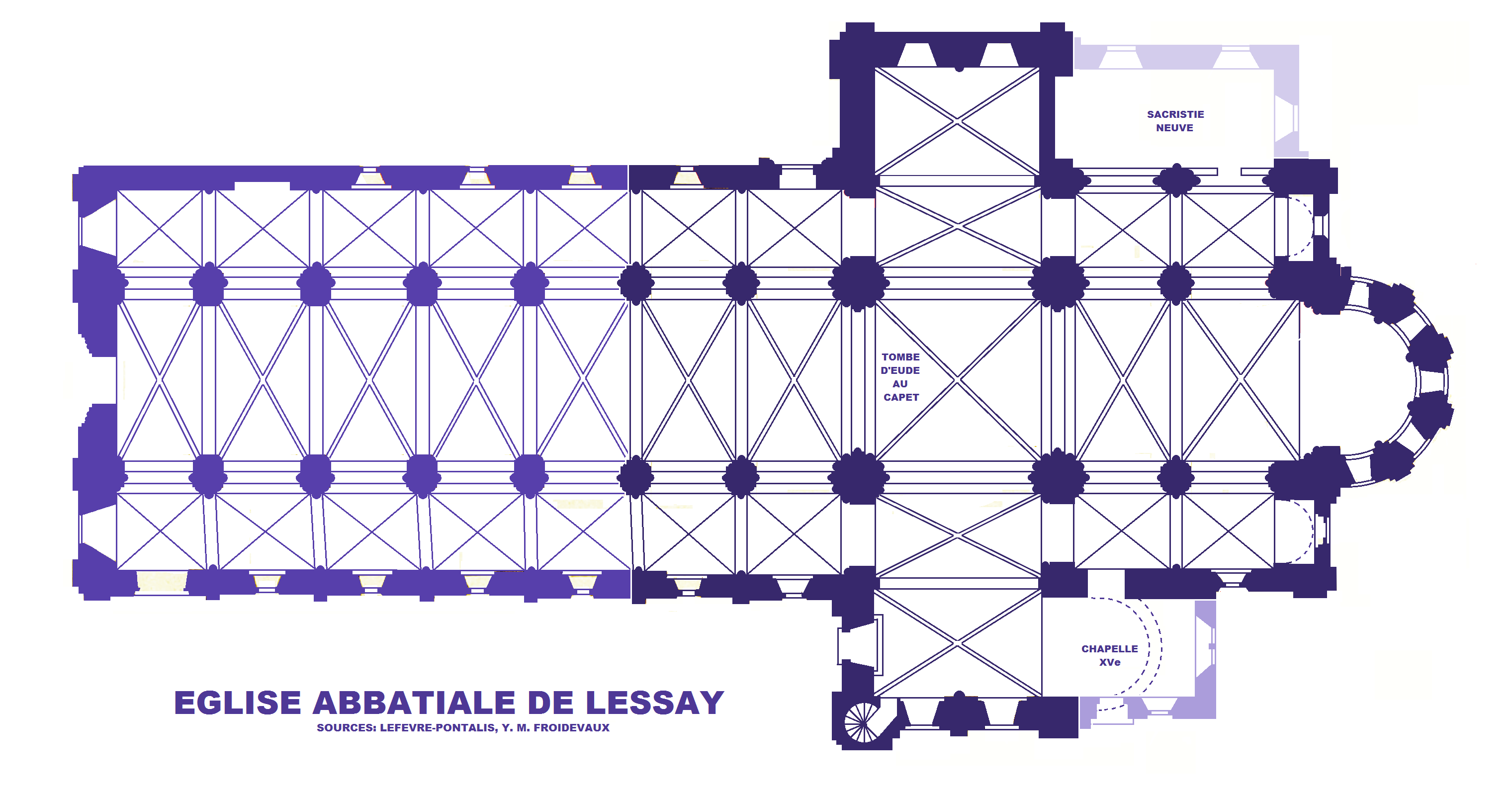
Abbaye de Lessay.

Les ducs de Normandie sont marqués par un profond besoin spirituel et il faut combler le vide laissé par les invasions des Vikings dans cette région où de nombreux établissements préromans n'ont pas survécu, et où les fondations nouvelles tardent à s'épanouir. Guillaume le Conquérant choisit Caen comme deuxième capitale de son duché. Il s'engage avec sa femme à y fonder deux monastères qui vont être déterminant pour l'architecture normande. À sa mort il a construit 17 couvents de moines et 6 de religieuses. Il veut que les édifices auxquels il attache son nom surpassent en magnificence ceux qui s'élèvent de tous côtés.
Le 25 décembre 1066, Guillaume le Conquérant est couronné roi d'Angleterre et l'extraordinaire réussite matérielle des Normands paraît dans l'église Saint-Étienne de Caen. Si le plan ambitieux a sans doute été conçu avant la conquête de l'Angleterre, le succès foudroyant de 1066 a permis son exécution rapide car Guillaume n'a pas hésité à spolier au profit des abbayes de Caen la principale fondation d'Harold, à Waltam (Essex).
Le duc confie en 1063 la construction à Lanfranc qui avait donné son avis au bienheureux Herluin pour la reconstruction de l'abbaye Notre-Dame du Bec puis le nomme abbé de Saint-Étienne de Caen en 1066 et archevêque de Canterbury en 1070 où il reconstruit la cathédrale de Canterbury détruite par un incendie trois ans auparavant.
En Angleterre, après 1066, la reconstruction complète des cathédrales saxonnes d'Angleterre par les Normands représente le plus important programme de constructions ecclésiastiques de l'Europe médiévale et les plus grandes structures érigées dans l'Europe chrétienne depuis la fin de l'Empire romain. Toutes les cathédrales médiévales d'Angleterre sauf Salisbury, Lichfied et Wells ont des traces d'architecture normande. La cathédrale de Peterborough, la cathédrale de Durham, et la cathédrale de Norwich sont presque entièrement normandes et dans les autres, il reste des parties importantes: les nefs de la cathédrale d'Ely, de la cathédrale de Gloucester et de Southwell Minster, le transept de la cathédrale de Winchester.

###### La façade harmonique
La façade de l'abbatiale Saint-Étienne de Caen qui frappe d'abord par son épure et sa rigueur, est le premier exemple d'une formule appelée à dominer la construction des plus grandes églises d'Occident : la façade harmonique normande. Celle-ci consiste en deux tours occidentales d'élévation identique plantées sur la première travée des collatéraux, alignées sur la porte principale de la nef, de sorte à créer une façade rectiligne.
Les trois niveaux inférieurs de la façade forment un bloc carré, contribuant à l'aspect massif de l'ensemble. Excepté quelques ornements géométriques aux voussures des trois portails et au pignon de la nef, la nudité de ce bloc est frappante : l'impression d'ensemble est soumise aux lignes architecturales, aux quatre contreforts massifs d'abord, qui accompagnent le regard du sol vers les tours ; aux dix grandes fenêtres ensuite, dont la base est prolongée par des cordons saillants.

###### La technique du mur épais
Initiée à l'abbaye de Bernay la technique normande du mur épais est développée à l'abbatiale Saint-Étienne de Caen dans les années 1070-1080. Elle bouleverse toutes les données traditionnelles et consiste à créer des passages à l'intérieur des murs au niveau des fenêtres de la nef, du transept, de la façade occidentale et même du chevet. Ces coursières qui facilitent les circulations permettent des effets de transparences inconnus dans l'architecture romane grâce au dédoublement des murs et à la multiplication des supports, colonnes et colonnettes engagées dans les piles composées. Dans le même temps, les architectes normands délaissent les élévations à deux niveaux pour celles à trois niveaux intégrant un niveau de tribunes charpentées ou voûtées. Avant l'architecture gothique, les recherches normandes portent plus sur les éléments de structure que sur les murs,,,.

##### Les premières croisées d'ogives
C'est dans le monde anglo-normand où les nefs sont traditionnellement charpentées et où existe une alternance des piliers forts et faibles depuis l'abbatiale Notre-Dame de Jumièges qu'apparaissent les premières voûtes d'ogives parfaitement constituées avec une disposition diagonale des nervures qui se croisent pour retomber aux angles des travées.
Les voûtes d'ogives de l'abbaye Sainte-Trinité de Lessay, en Normandie, dans le département de la Manche, que l'on peut dater avec certitude d'avant 1098 par l'inhumation dans le chœur de l'abbatiale d'Eudes au Capel fils du fondateur et sénéchal de Guillaume le Conquérant présentent des maladresses qui attestent des recherches un peu empiriques car c'est en cours de construction que la volonté de voûter le transept est prise en insérant très maladroitement la retombée des nervures.
La cathédrale de Durham en Angleterre construite vers 1093 par l'évêque Guillaume de Saint-Calais, ancien abbé de l'abbaye Saint-Vincent du Mans et conseiller des ducs de Normandie et rois d'Angleterre Guillaume le Conquérant et Guillaume le Roux offre des supports assez maladroitement conçus pour recevoir les nervures, mais la complexité des moulures et la perfection des formes montre qu'elle a bénéficié d'essais antérieurs. Ces deux chantiers ont dû s'inspirer de réalisations antérieures et sans doute bien différentes.

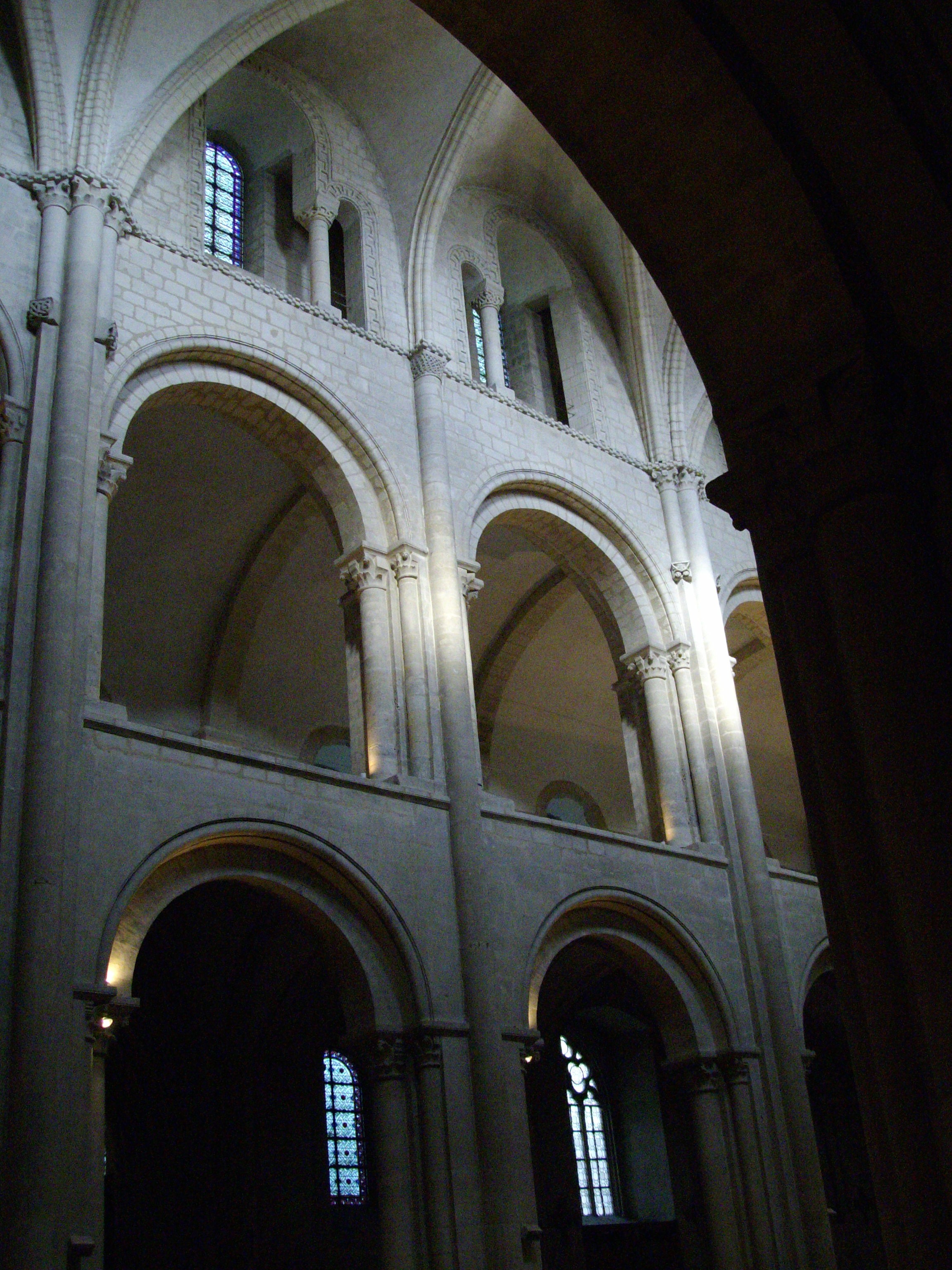
Église Saint-Étienne de Caen.
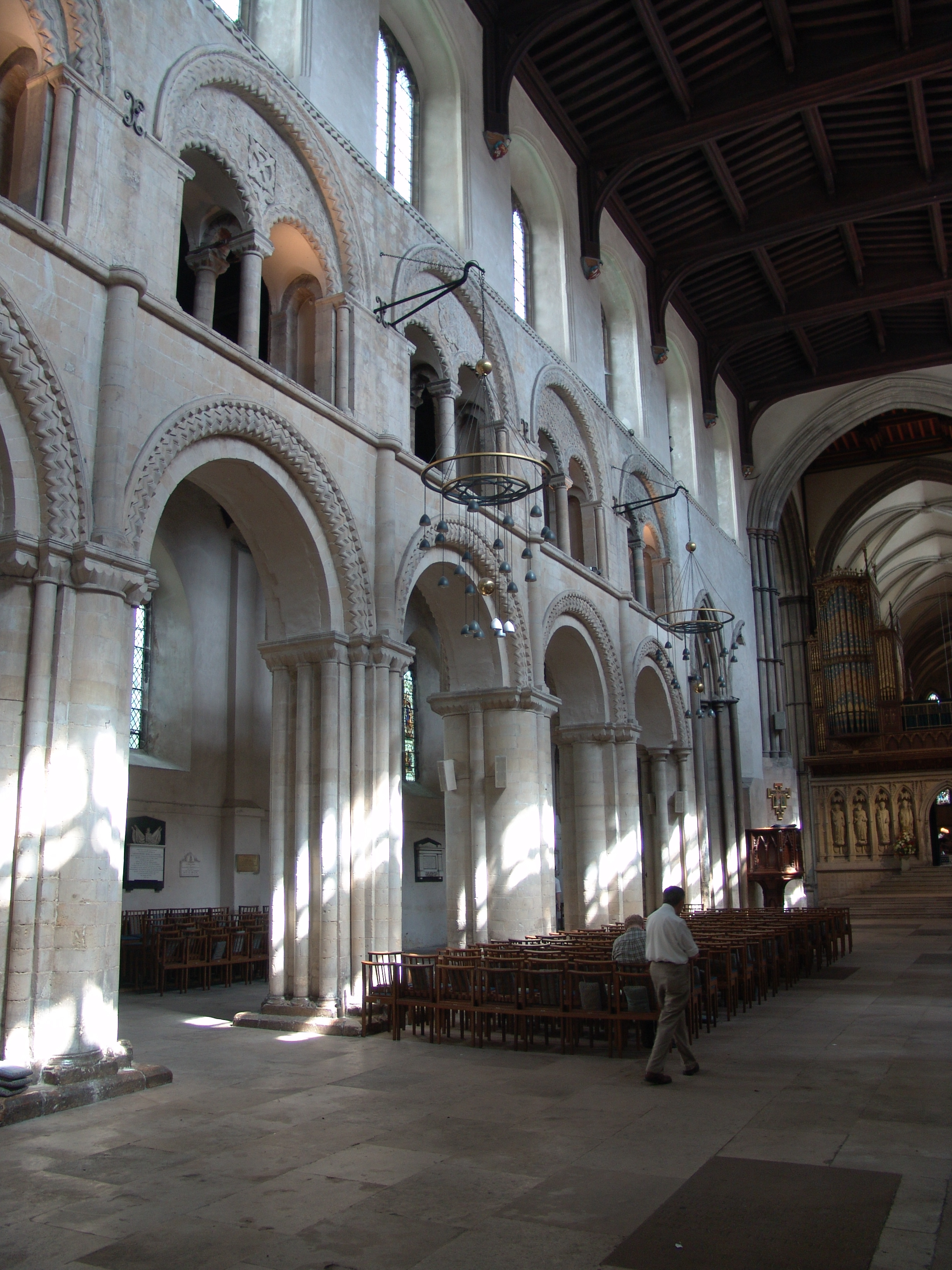
Cathédrale de Rochester.
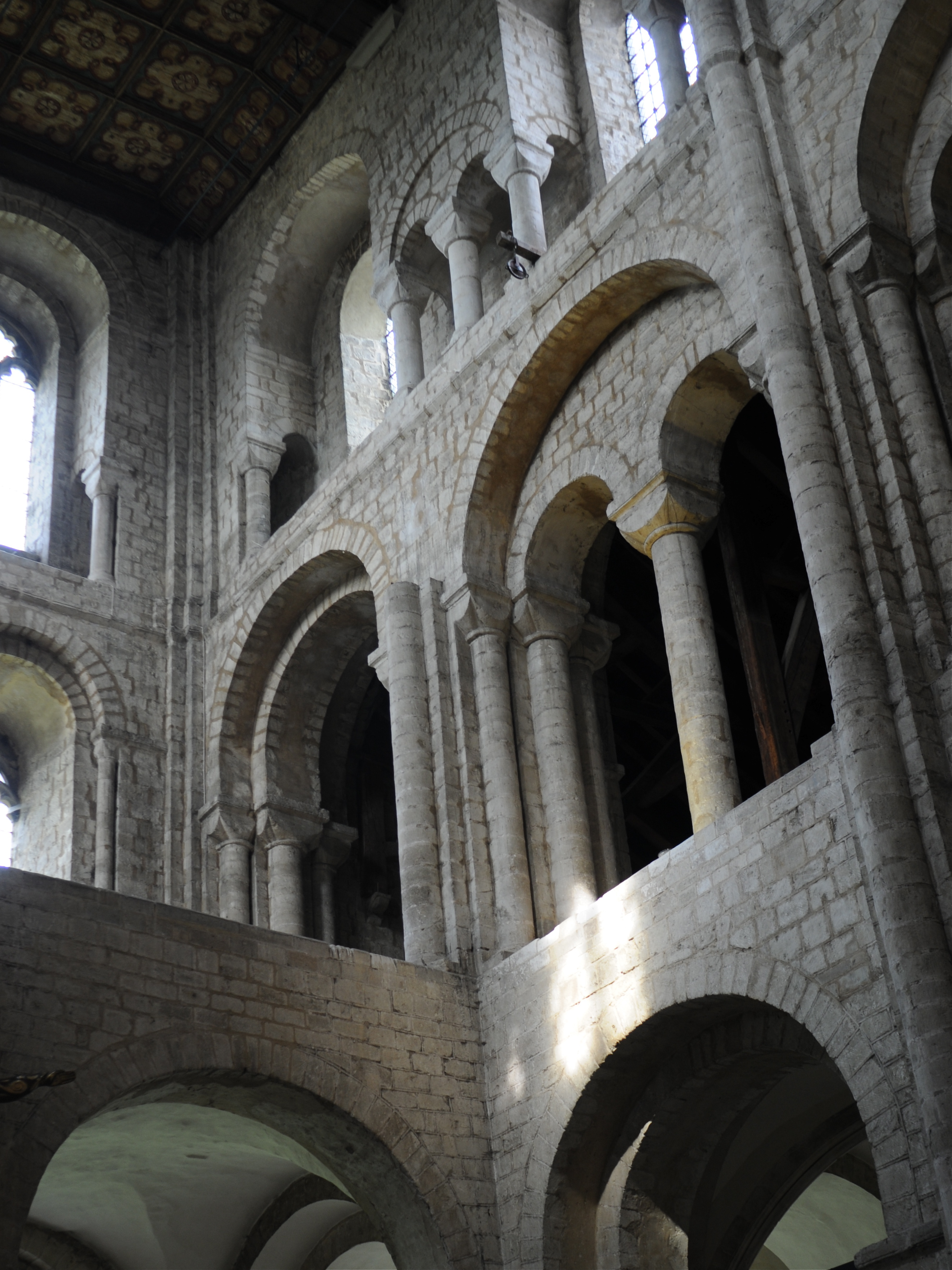
Cathédrale de Winchester.
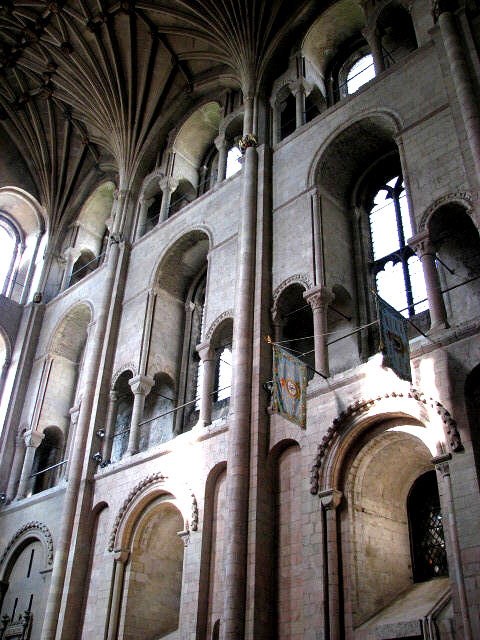
Cathédrale de Norwich.
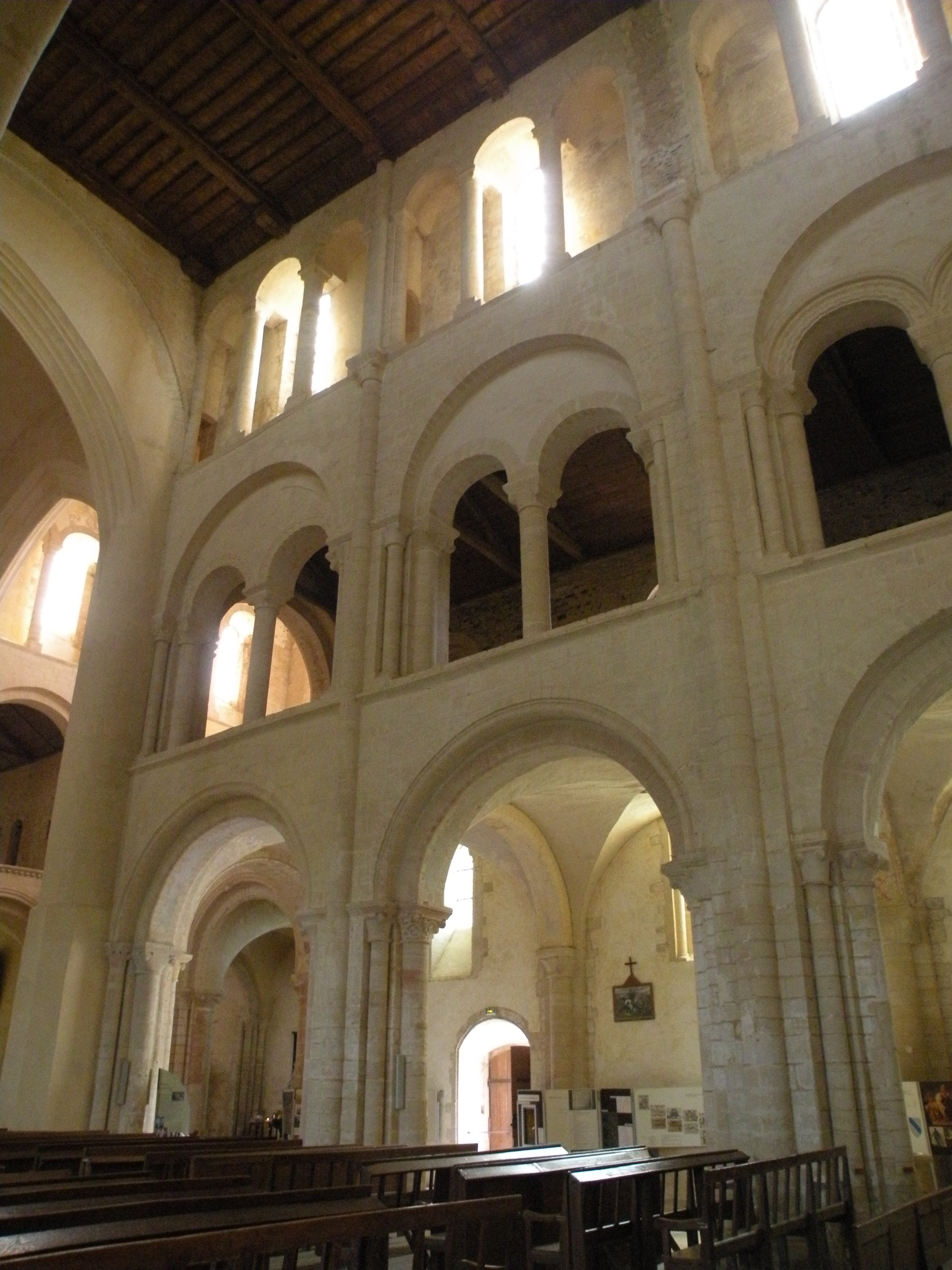
La coursière dans le mur, Cerisy-la-Forêt.
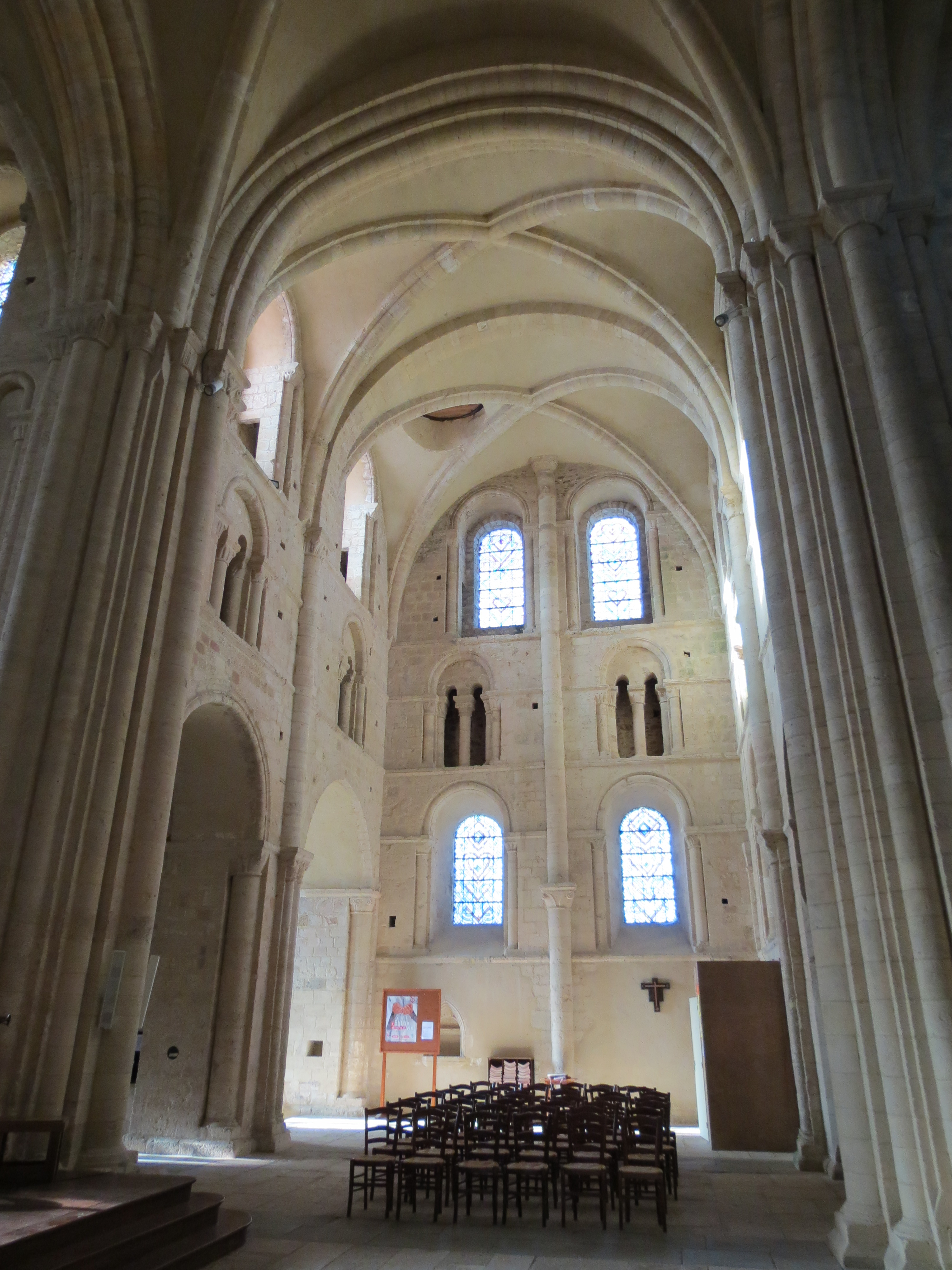
Abbaye Sainte-Trinité de Lessay, transept voûté d'ogives.
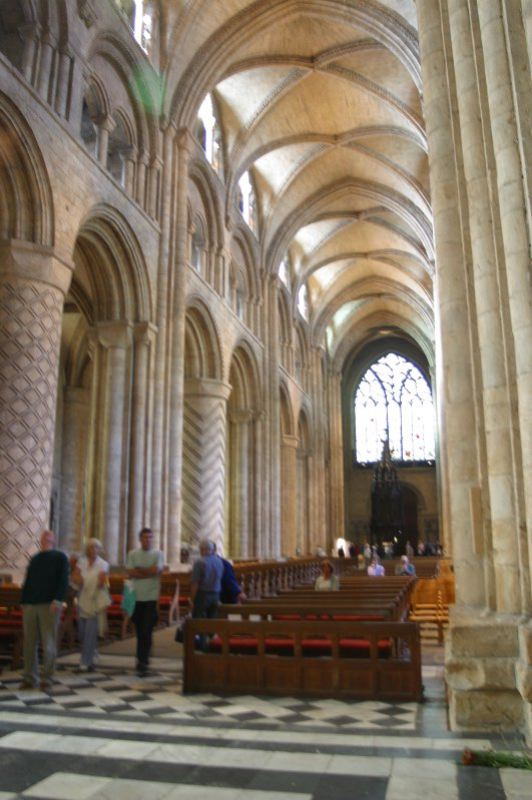
Cathédrale de Durham voûtée d'ogives.

#### L'architecture de voûtes et nouveaux chevets

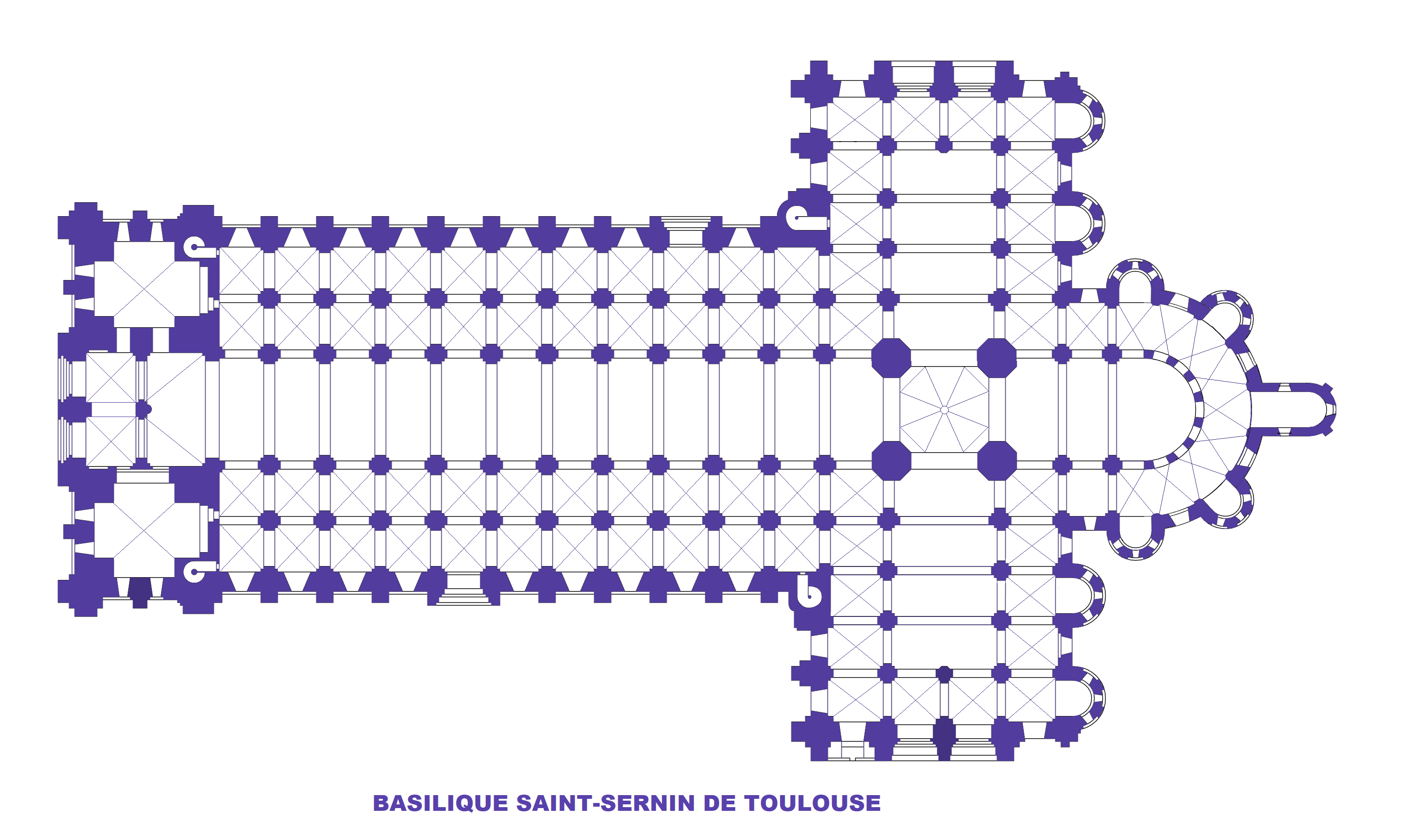
Saint-Sernin de Toulouse.

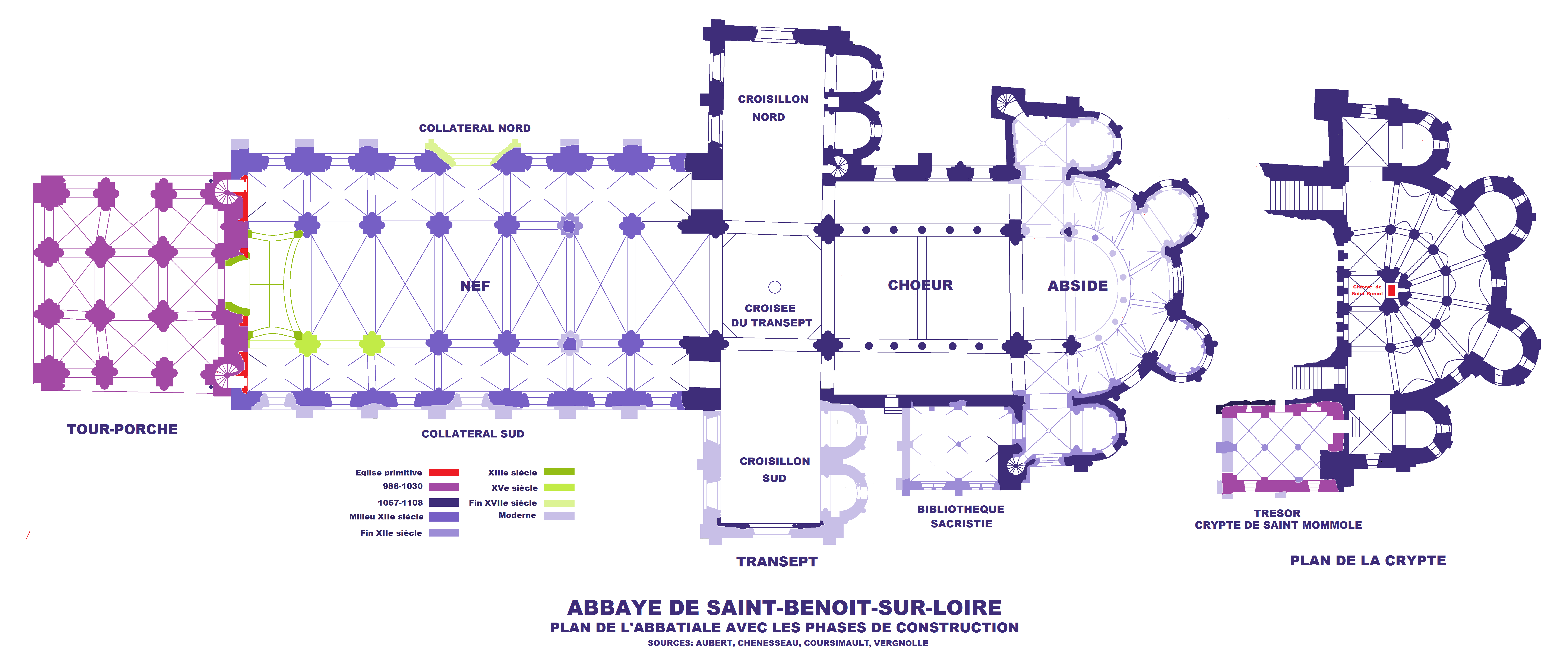
Saint-Benoît-sur-Loire.

##### L'architecture de voûtes
La volonté des architectes de construire des édifices voûtés plus importants est limitée par les efforts horizontaux engendrés par les voûtes. La solution passe par l'emploi de nouvelles techniques de contrebutement avec des collatéraux voûtés et des tribunes. Ces solutions éliminent les fenêtres hautes et l'éclairage direct de la nef. Pour assurer la stabilité du vaisseau central couvert d'une voûte en berceau, on utilise des collatéraux voûtés d'arêtes ou en demi-berceaux.
En ajoutant un niveau à l'élévation de la nef centrale et en superposant une tribune voûtée en demi-berceau, qui permet d'améliorer les circulations et peut avoir une fonction liturgique, sur un collatéral voûté d'arêtes parfaitement stable, on assure la stabilité de la voûte centrale. Des collatéraux de grande hauteur permettent d'augmenter considérablement la hauteur des nefs centrales et on peut aussi doubler les collatéraux comme à la basilique Saint-Sernin de Toulouse. À Saint-Philibert de Tournus, on trouve une variante originale où le vaisseau central est couvert de voûtes en berceaux transversaux avec des collatéraux voûtés d'arêtes.

##### Les nouveaux chevets
Les constructions des architectes sont de plus en plus variées et particulièrement les chevets dans les plans, élévations, espaces internes, passages visuels et la lumière. Le chevet de Saint-Benoît-sur-Loire offre une interprétation originale du plan à déambulatoire avec un allongement important du sanctuaire. Il est probablement justifié par la volonté de construire un chevet-reliquaire autour de la châsse de saint Benoît fondateur du monachisme occidental. Les colonnes de l'hémicycle et les travées du déambulatoires ont des intervalles réglés sur les ouvertures et en particulier la fenêtre axiale,.

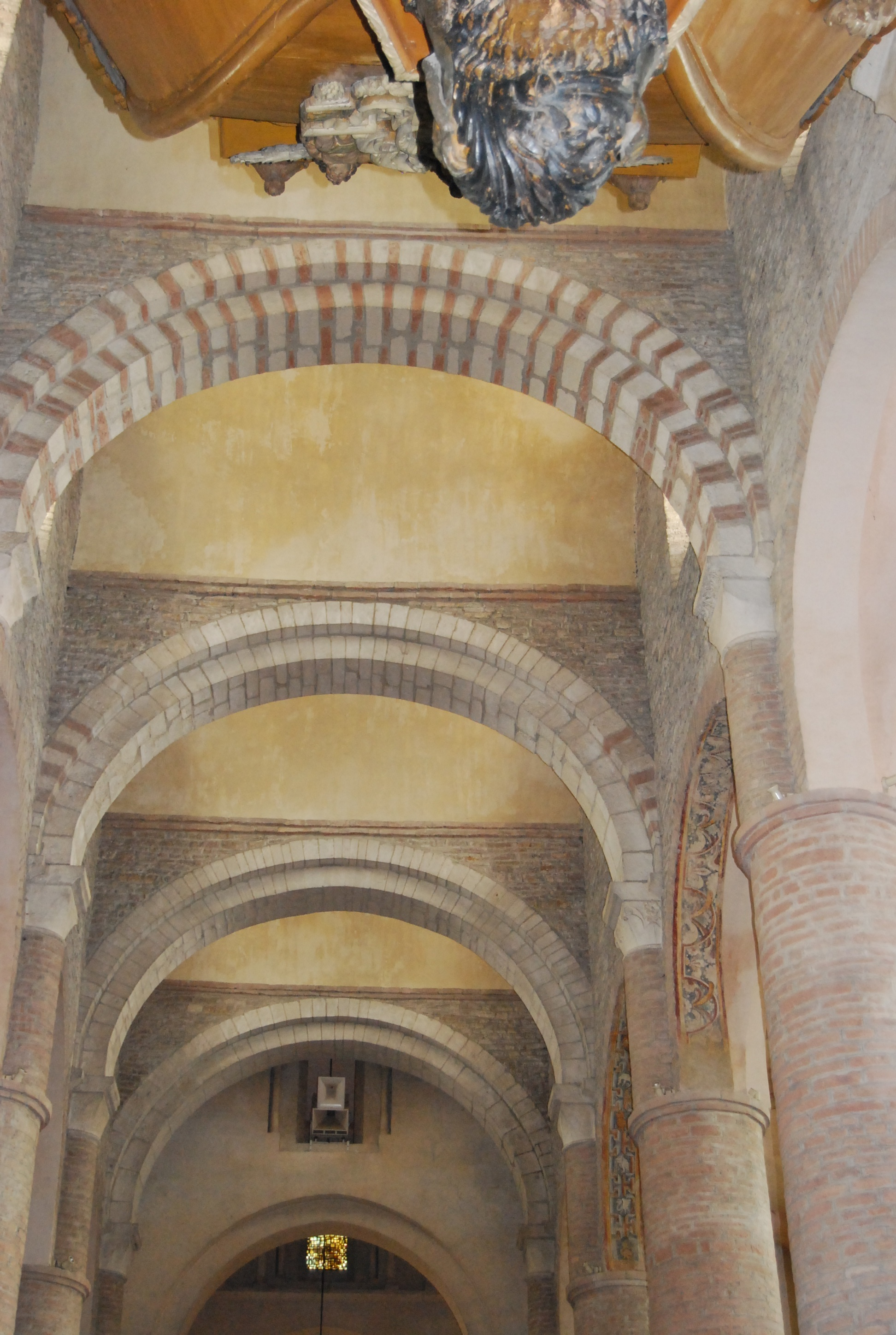
Tournus.
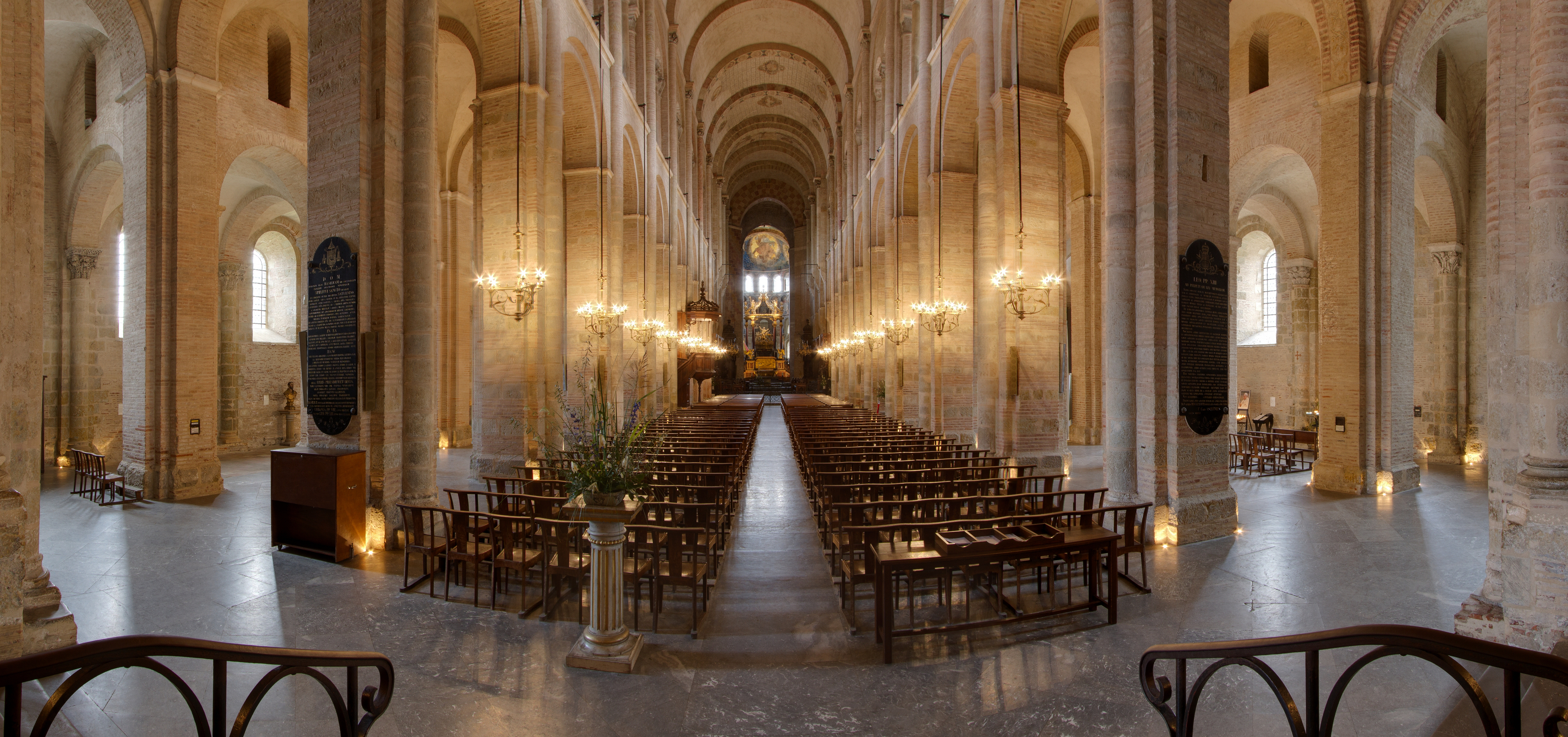
Basilique Saint-Sernin de Toulouse.
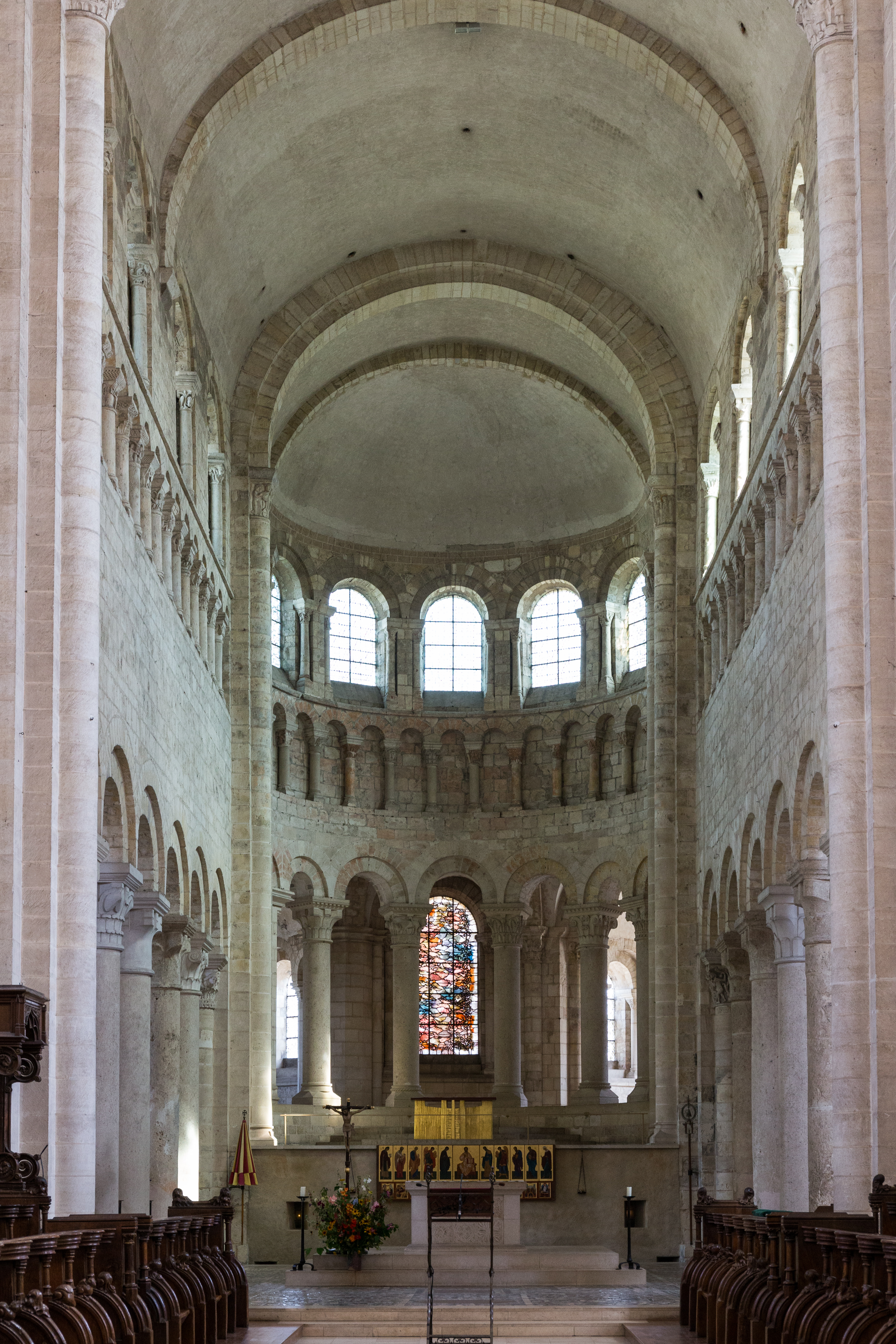
St-Benoît-sur-Loire.

### Le temps de la maturité

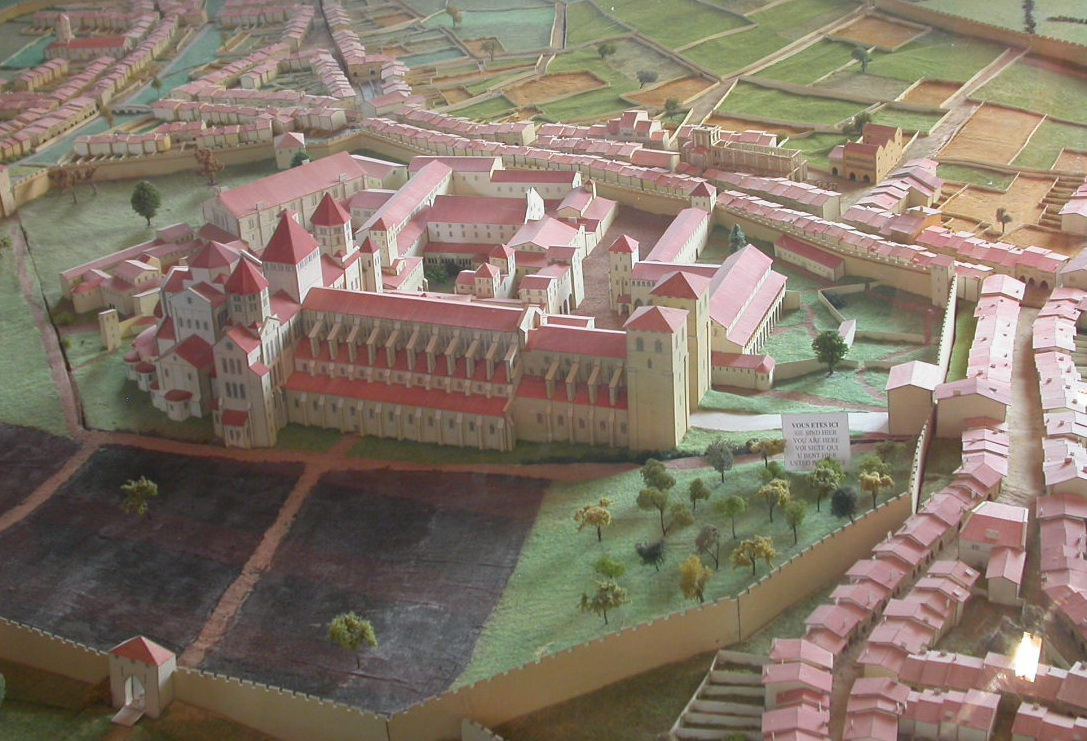
Maquette de Cluny III.

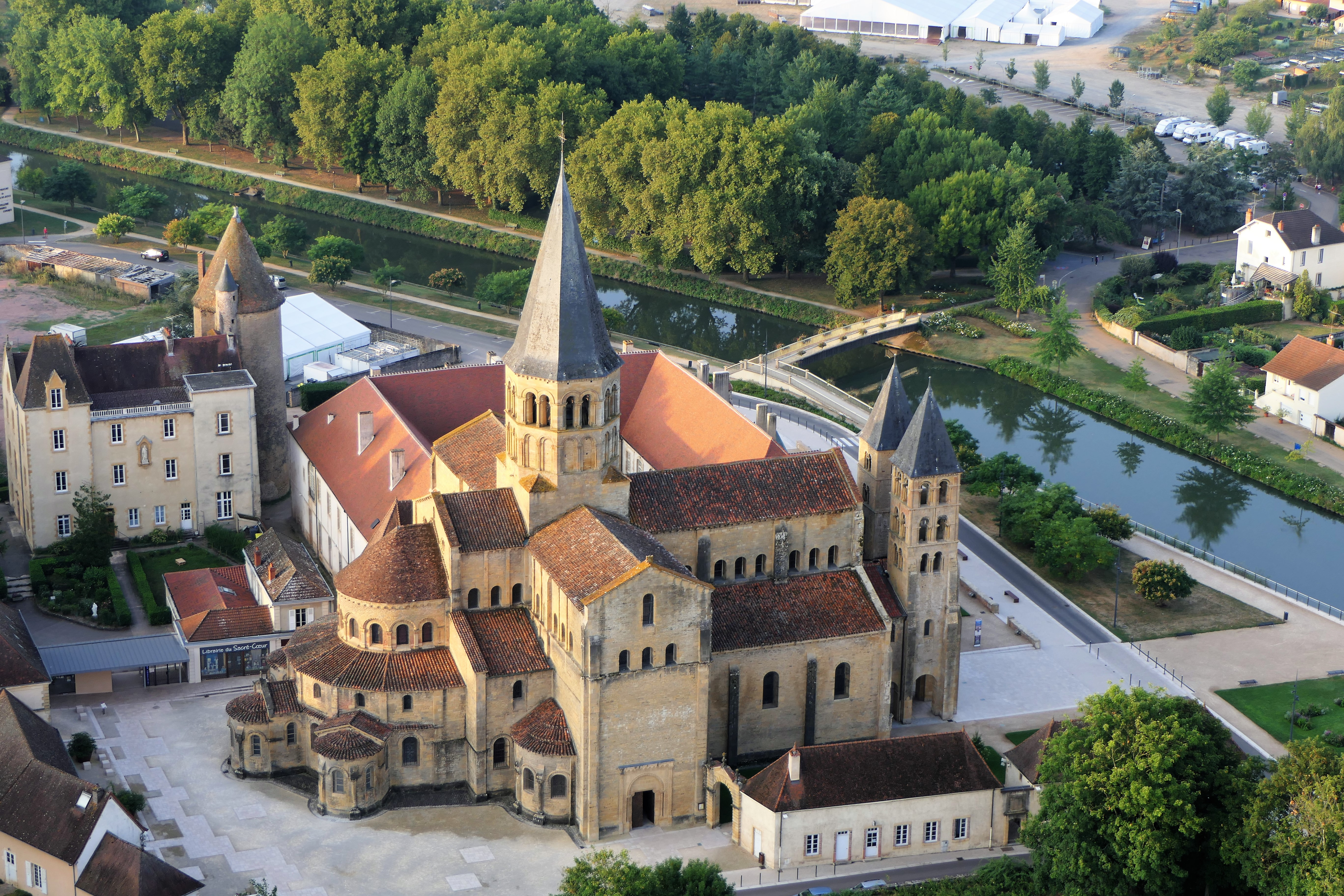
Paray-le-Monial.

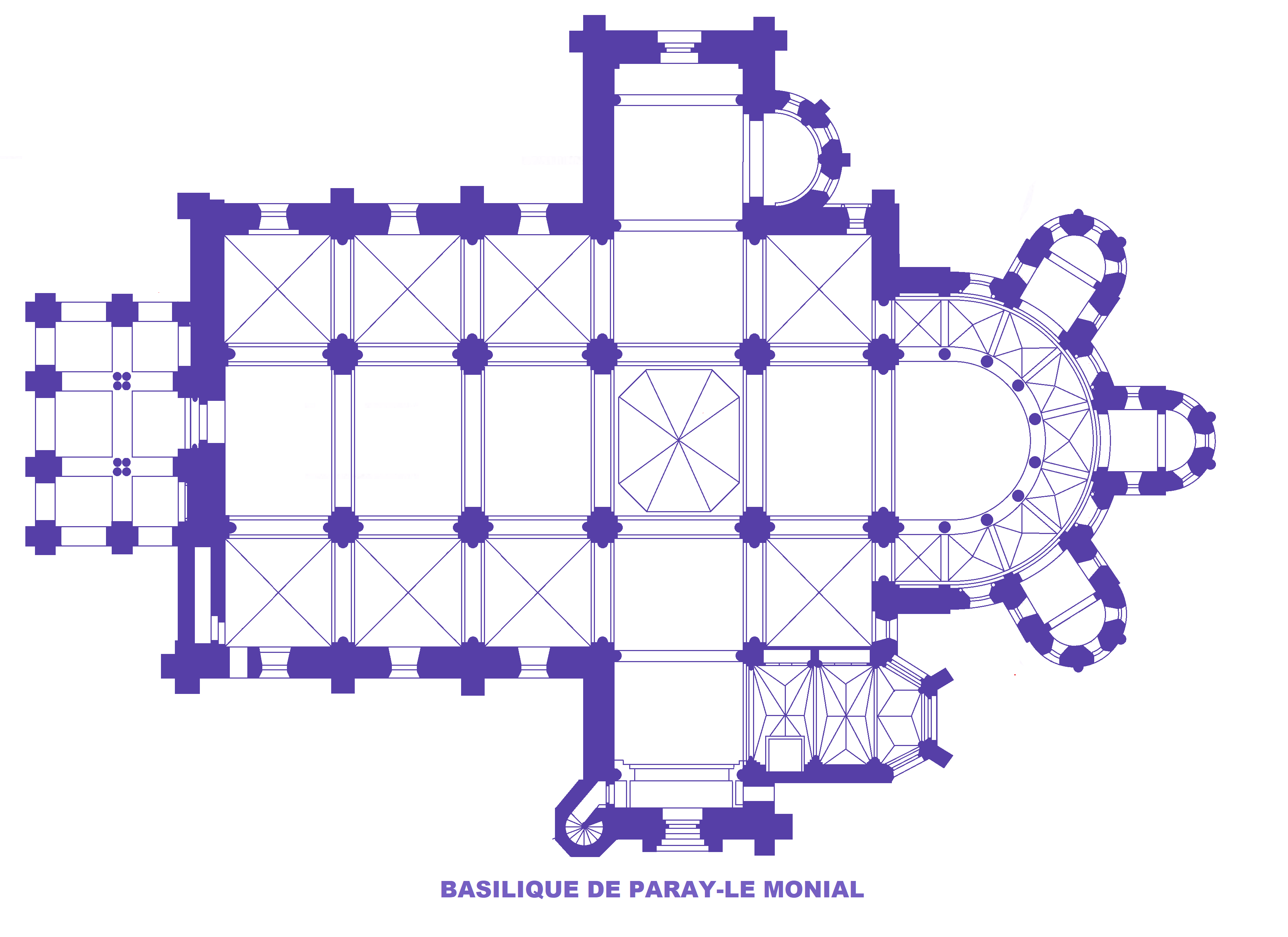
Paray-le-Monial.

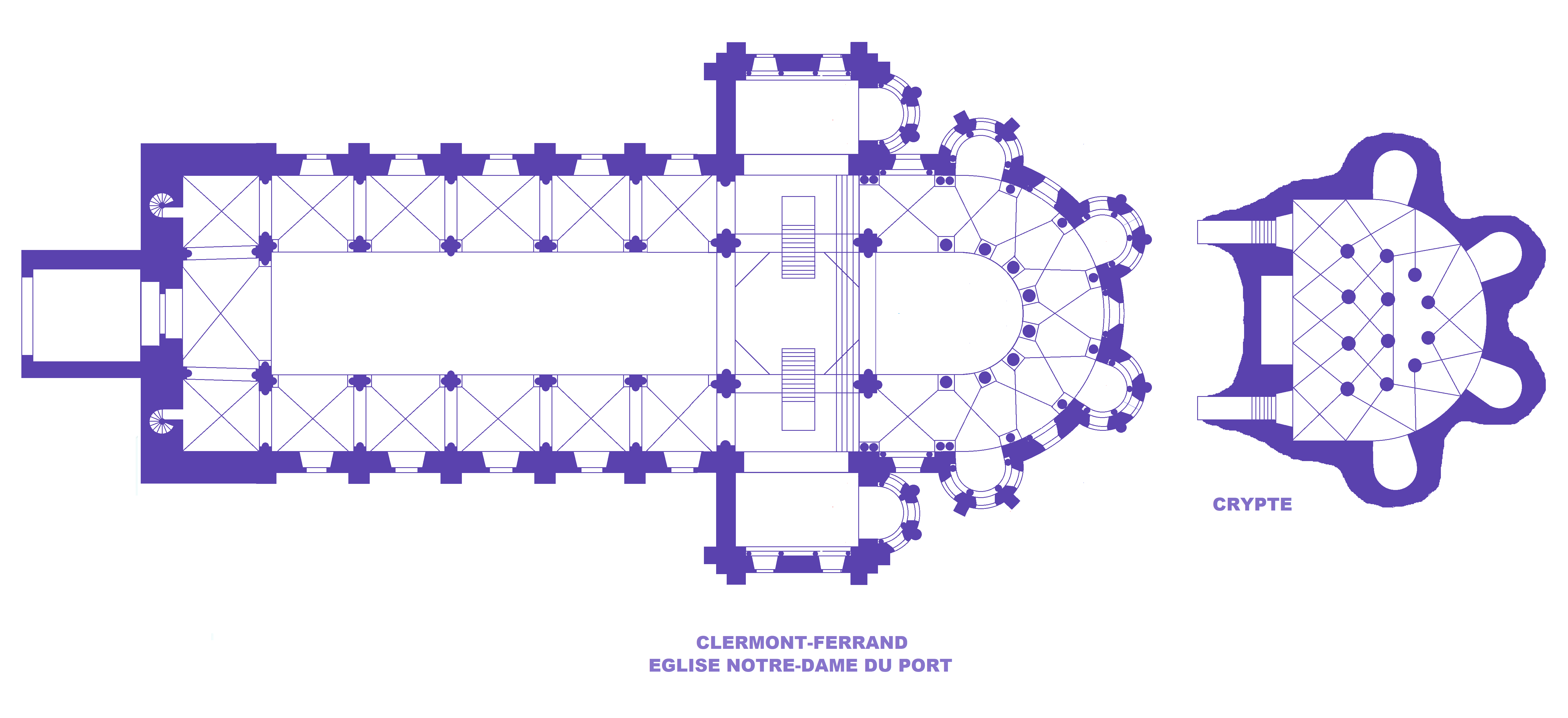
Notre-Dame-du-Port de Clermont-Ferrand.

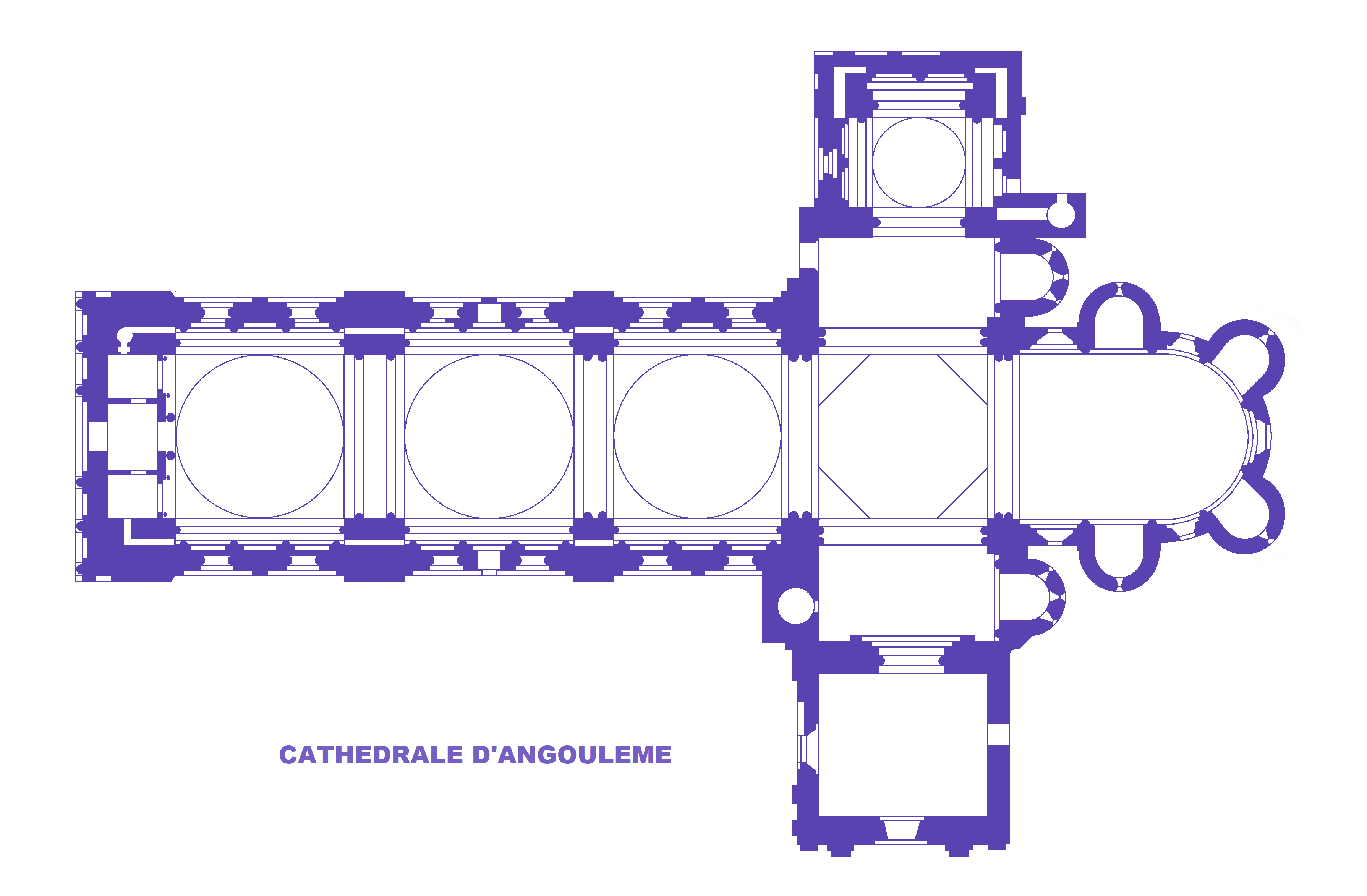
Cathédrale Saint-Pierre d'Angoulême.

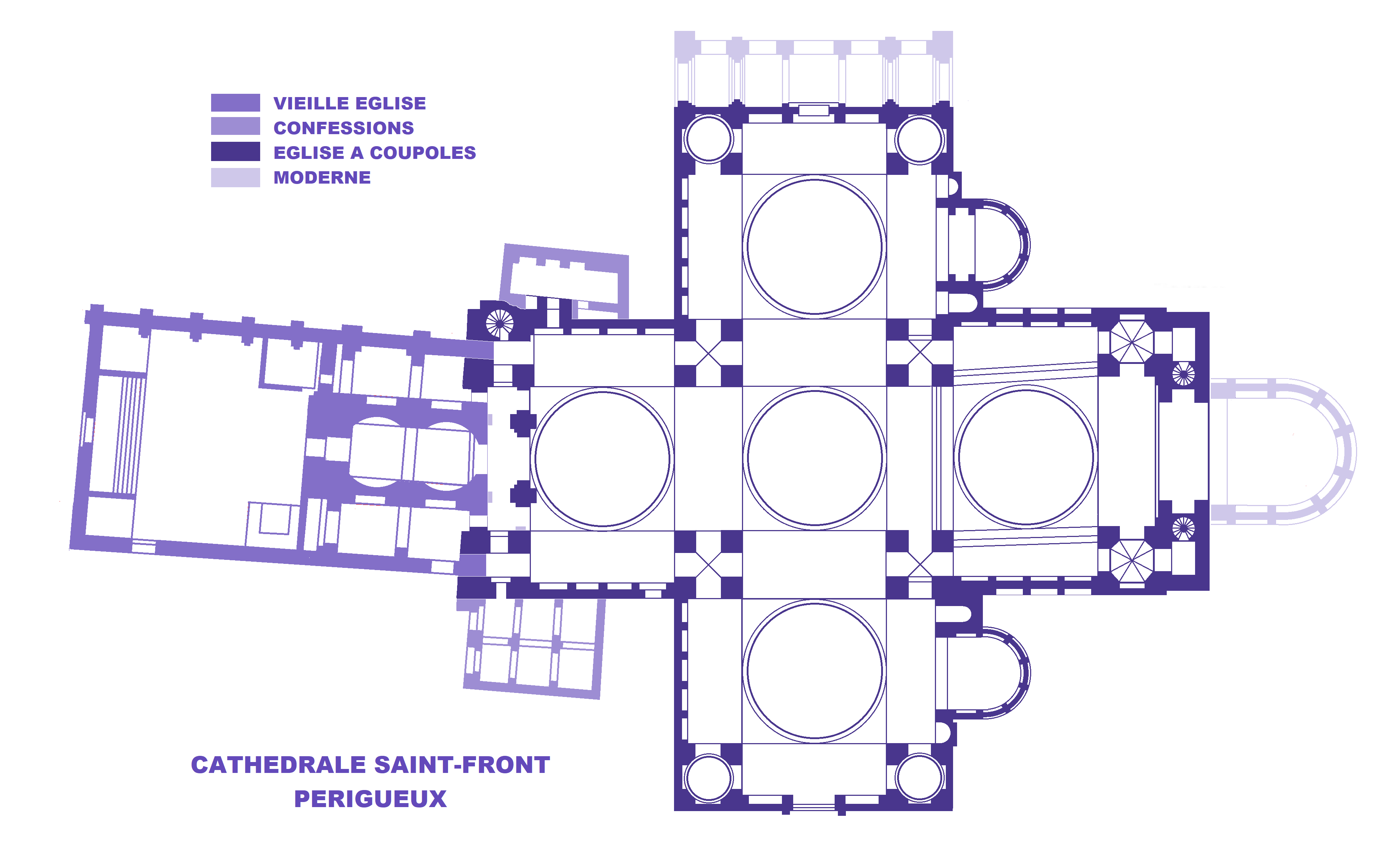
Saint-Front de Périgueux.

La fin du XIe siècle est marquée par l'apogée de la puissance de l'abbaye de Cluny qui atteint vers l'an mil un millier de prieurés répartis dans toute l'Europe avec dix mille religieux : rien n'est trop beau pour magnifier la maison de Dieu. En réaction à cette débauche de moyens, une crise traverse le monachisme avec la création de nouveaux ordres souhaitant renoncer aux biens de ce monde par des constructions d'une grande pauvreté. Ce nouvel état d'esprit a une grande importance sur la création artistique et vers 1130-1140, un nouvel idéal esthétique prend forme dans ces communautés.

#### Abbaye de Cluny
L'abbaye de Cluny III est à l'échelle et à l'image de la puissance de l'ordre. Elle doit pouvoir accueillir les deux à trois cents moines résidents, les convers, le personnel et les visiteurs. S'il ne reste aujourd'hui que le bras sud du grand transept, trois travées du collatéral et deux chapelles, des plans et des fouilles nous montre une église de 187 mètres de longueur avec l'avant nef. Le parti architectural est d'une grande ambition avec un chevet à déambulatoire et cinq chapelles rayonnantes, double transept dominé par quatre tours, nef et chœur à cinq vaisseaux comme à Saint-Pierre de Rome. C'était le plus vaste édifice de l'Occident et son abbé qui dépendait uniquement du pape était un des plus importants personnages de la chrétienté.

#### Paray-le-Monial, une réplique de Cluny
La basilique du Sacré-Cœur de Paray-le-Monial est une réplique relativement fidèle de l'abbaye de Cluny avec des dimensions réduites et un parti architectural moins ambitieux. Comme à Cluny, son déambulatoire est plus étroit que le collatéral correspondant et il existe une forte dénivellation avec l'abside. Les voûtes du chœur et des bas-côté ont une hauteur identique à celle de la nef et du transept. L'hémicycle reprend le type de hautes colonnes de Cluny, les deux niveaux de fenêtres, les arcatures et les colonnes engagées. Paray-le-Monial comme Cluny est caractérisé par son austérité extérieure en opposition avec une recherche plastique intérieure d'une grande richesse.
Une différence importante apparaît avec Cluny où l'architecte a la volonté de réduire la portée du vaisseau central d'une hauteur sans précédent dans l'architecture romane. Il crée un porte-à-faux par des cordons en forte saillie à chaque niveau de l'élévation et emploie des ordres superposés avec des pilastres cannelés. Cette superposition des ordres que l'on retrouve à Paray-le-Monial sans avoir le souci du porte-à-faux est souvent reprise en Bourgogne et au-delà.

#### Les églises d'Auvergne
En Auvergne, les architectes restent fidèles à la voûte en berceau avec un intérêt particulier pour les surfaces murales inarticulées et les arcs diaphragmes séparant la nef du transept ajourés de baies. La crypte qui tend à disparaître reste présente dans certains édifices auvergnats. La diffusion de la lumière est particulièrement élaborée comme la décoration extérieure avec l'assemblage de pierres différentes et des jeux d'appareils empruntés au haut Moyen Âge. La basilique Notre-Dame-du-Port de Clermont-Ferrand possède une crypte et un chevet avec un décor de pierres polychromes.

#### La voûte en berceau brisé
Au début du XIIe siècle, les architectes utilisent dans plusieurs édifices de Bourgogne, du Berry, du Sud-Ouest à Saint-Pierre de Chauvigny et d'Auvergne la couverture de transepts puis de nefs par des voûtes en berceaux brisés. Constitués de deux arcs de cercle qui se rejoignent sur une clé, ils réduisent les efforts horizontaux et sont donc plus faciles à contrebuter tout en permettant de créer des ouvertures plus importantes dans les murs. Ils remplacent rapidement la voûte sur berceau en plein cintre. L'arc brisé s'impose aussi pour les arcades et les arcs doubleaux. Cette nouvelle technique marque un tournant important dans l'architecture médiévale. Elle entraîne l'abandon des tribunes de contreventement et le succès des églises à trois vaisseaux de hauteurs presque identiques avec des collatéraux voûtés d'arêtes qui reprennent les efforts horizontaux de la nef centrale au pied des berceaux brisés comme à Notre-Dame de Cunault en Anjou.

#### Voûtes d'arêtes de grande portée, Vézelay
Pour couvrir la nef de la basilique Sainte-Marie-Madeleine de Vézelay d'une hauteur de 18,50 m et de 10,00 m de largeur sans la contrebutée par des collatéraux élevés et pour pouvoir obtenir un éclairage haut direct de la nef, l'architecte fait un choix ingénieux. Il construit une voûte d'arêtes en matériaux légers, des pierres factices moulées constituées d'un mélange de chaux, de débris calcaires pulvérisés et de bruyère. La partie centrale des voûtes d'arêtes est réalisée avec des éléments concentriques et les retombées sont renforcées par de profonds arrachements. Les arcs doubleaux sont doublés sur les murs gouttereaux par des arcs formerets et des tirants reprennent les efforts horizontaux. Ils ont été supprimés lors de la construction des arcs-boutants .

#### Les coupoles
À partir de 1100-1110 se développent en Aquitaine des édifices à files de coupoles. Elles permettent de couvrir de grandes surfaces pour rassembler et visualiser une foule dans une région traversée par des mouvements hérétiques. Ce type de voûtes engendre peu d'efforts horizontaux, est juxtaposable et en dehors des importants massifs d'angles les parois extérieures ne participent pas à la structure portante. Les caractéristiques du premier édifice roman couvert de coupoles, l'église Saint-Étienne de Périgueux, sont reprises à la cathédrale de Cahors avec une coupole plus importante d'un diamètre de dix-huit mètres et de trente-deux mètres de hauteur. À la cathédrale Saint-Pierre d'Angoulême, les coupoles sont organisées sur une croix latine. La nef de quinze mètres de largeur est composée de quatre coupoles de dix mètres de diamètre, un transept très saillant à absidioles orientées et un sanctuaire très profond avec quatre absidioles rayonnantes. Saint-Front de Périgueux construite à partir de 1120 avec son caractère byzantin prend modèle sur la basilique Saint-Marc de Venise.

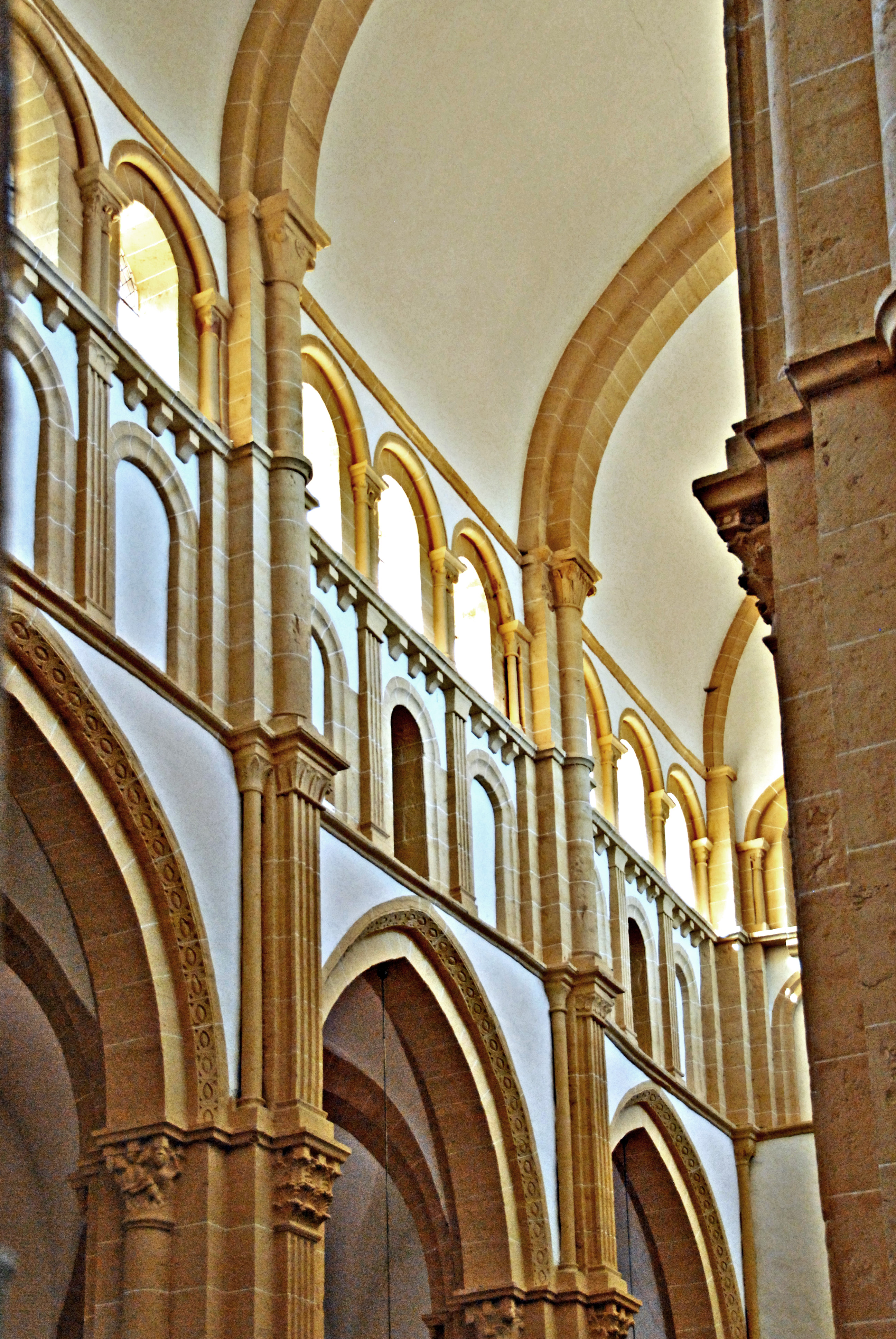
Ordres superposés, Paray-le-Monial.
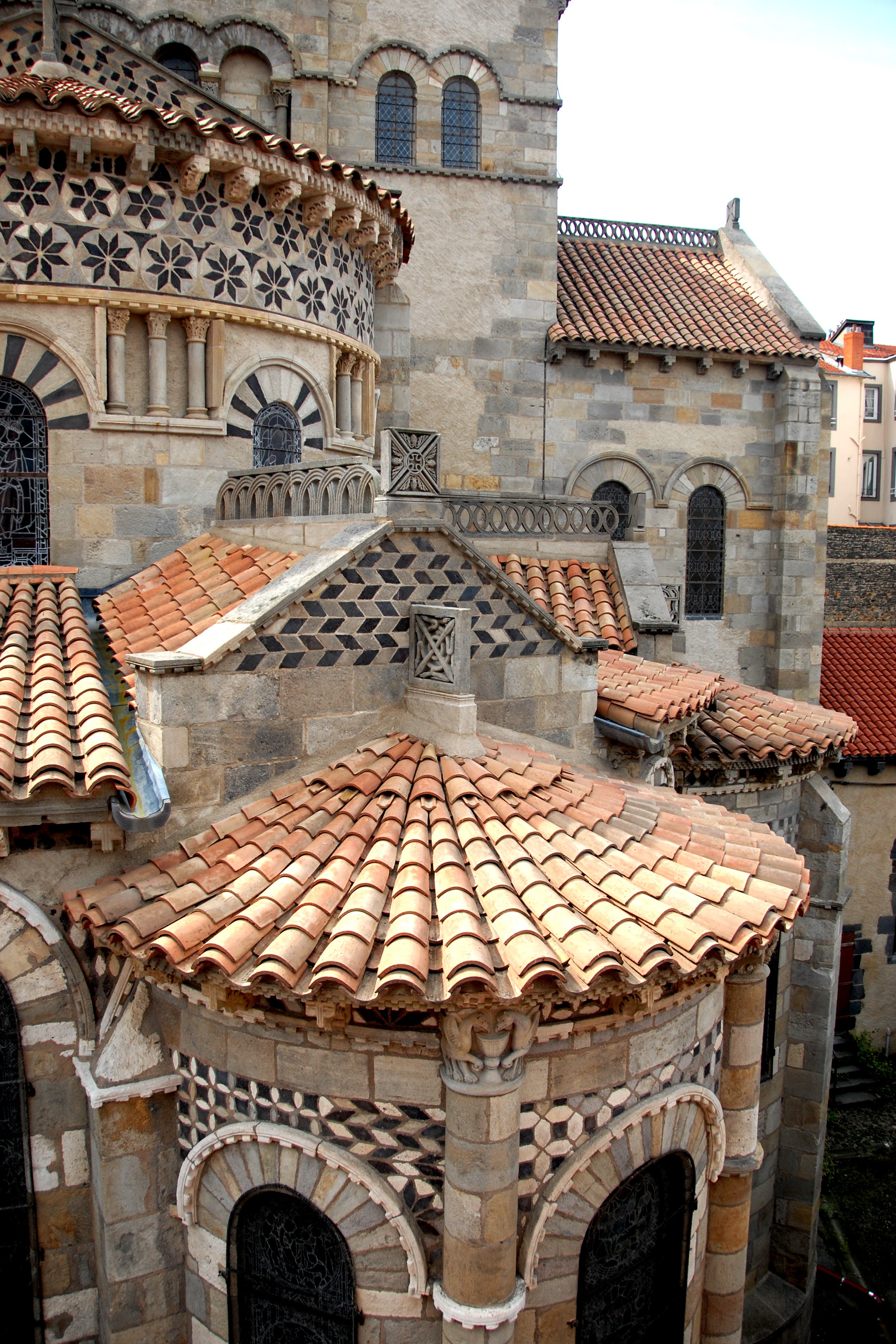
Décor, N-D-du-Port, Clermont-Ferrand.
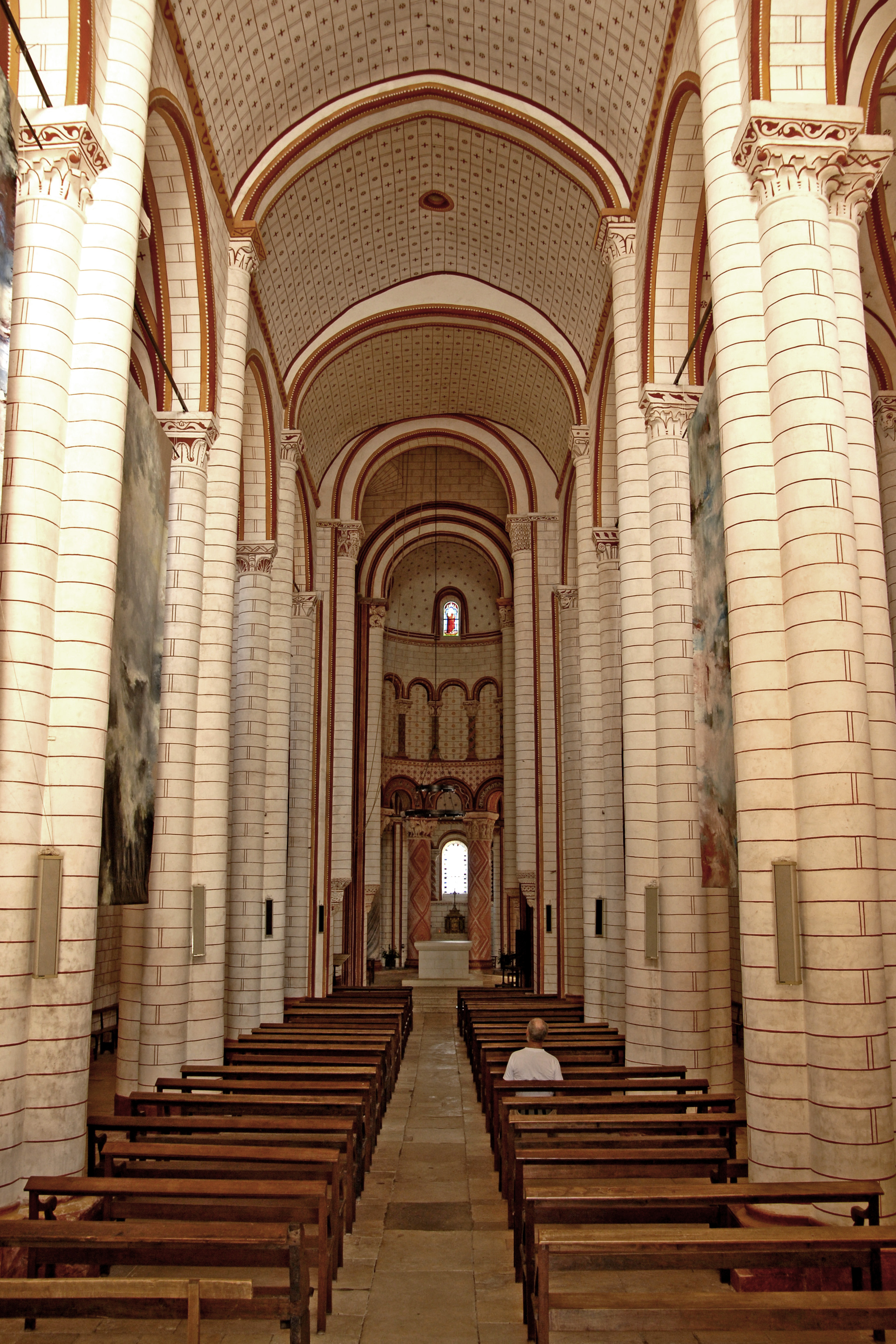
Voûte en berceau brisé, Chauvigny.
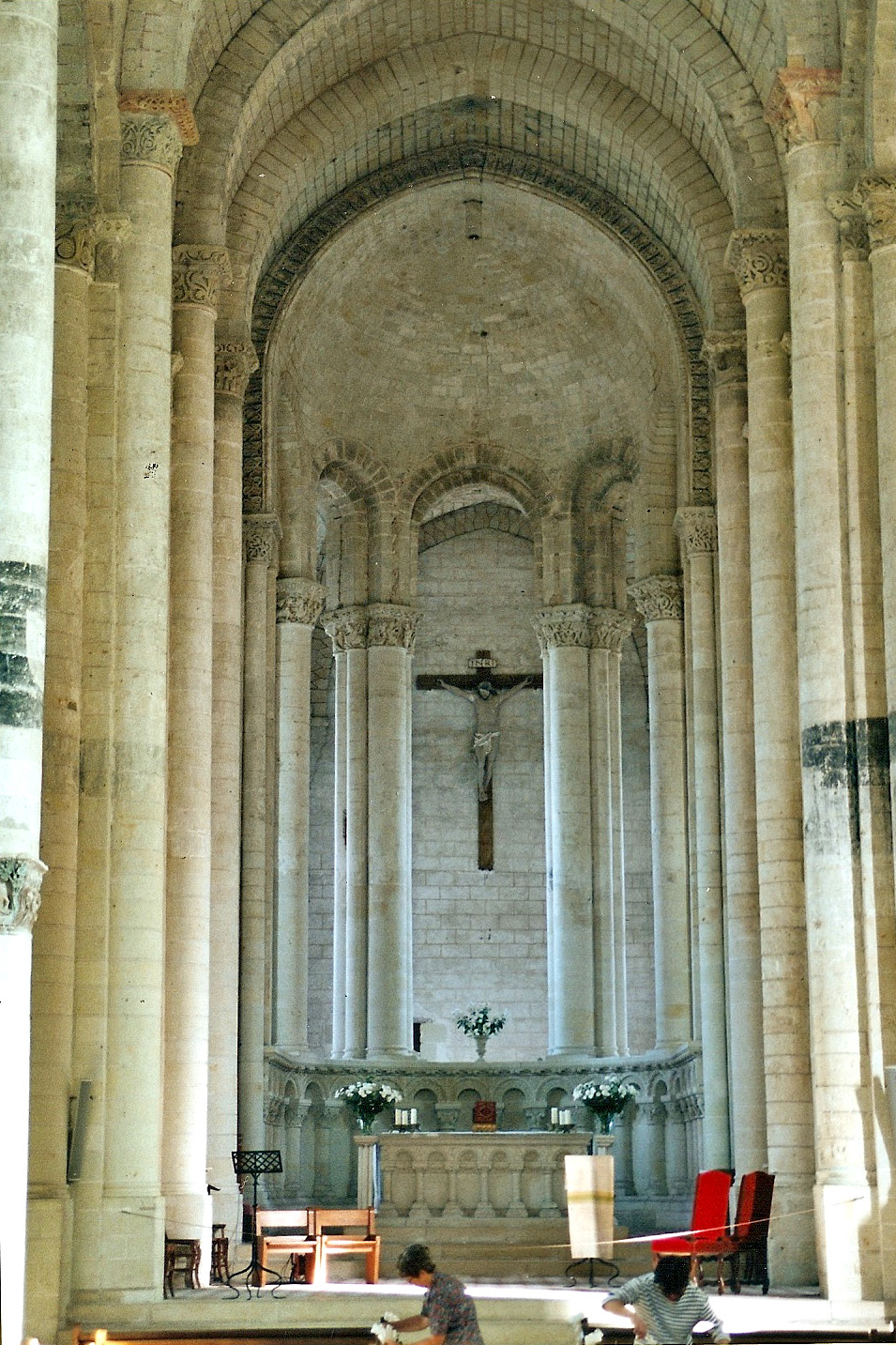
Nef de Cunault.
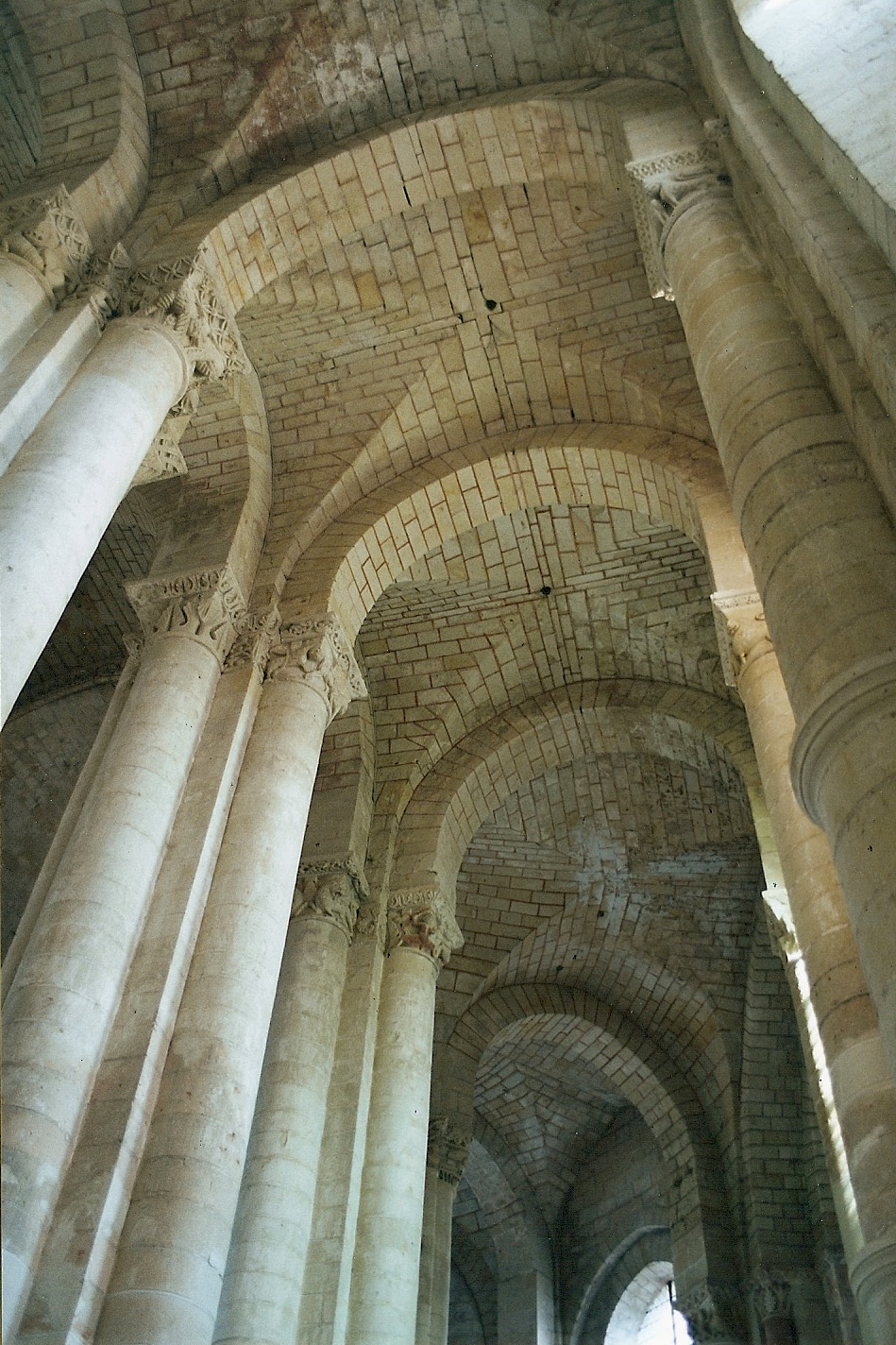
Collatéral de Cunault.
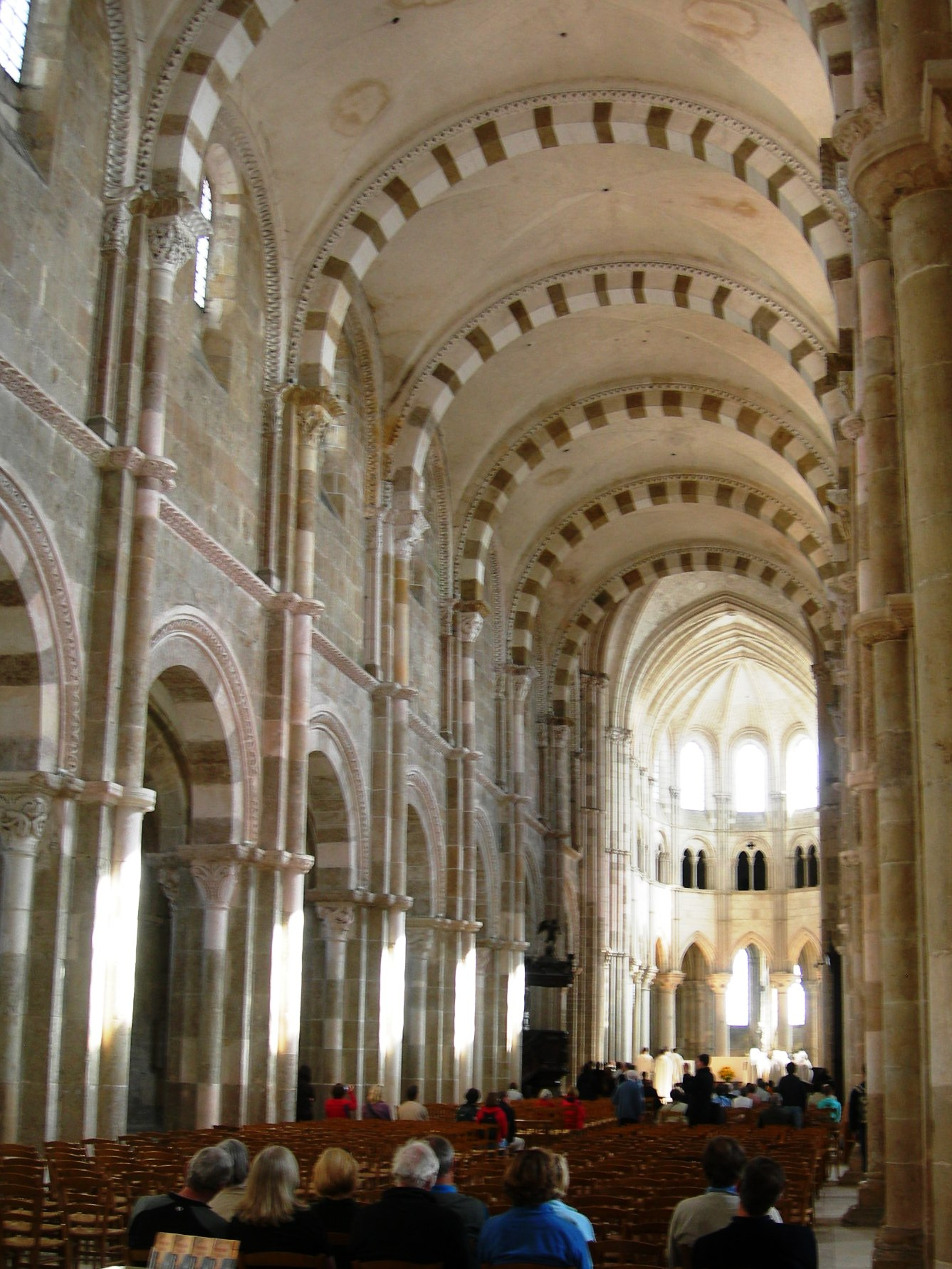
Voûtes d'arêtes, Vézelay.
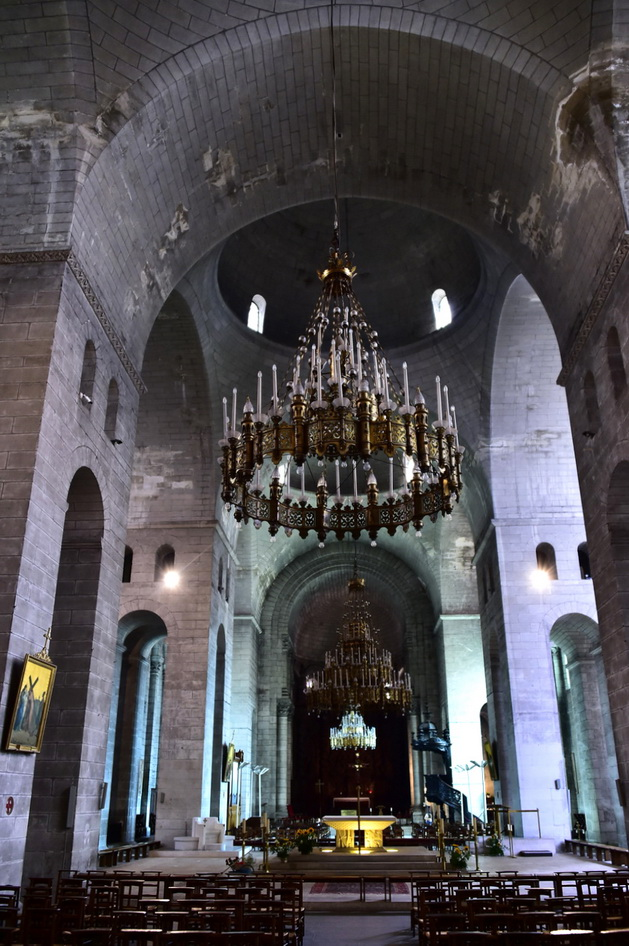
Coupoles, Saint-Front, Périgueux.

### Du roman au gothique

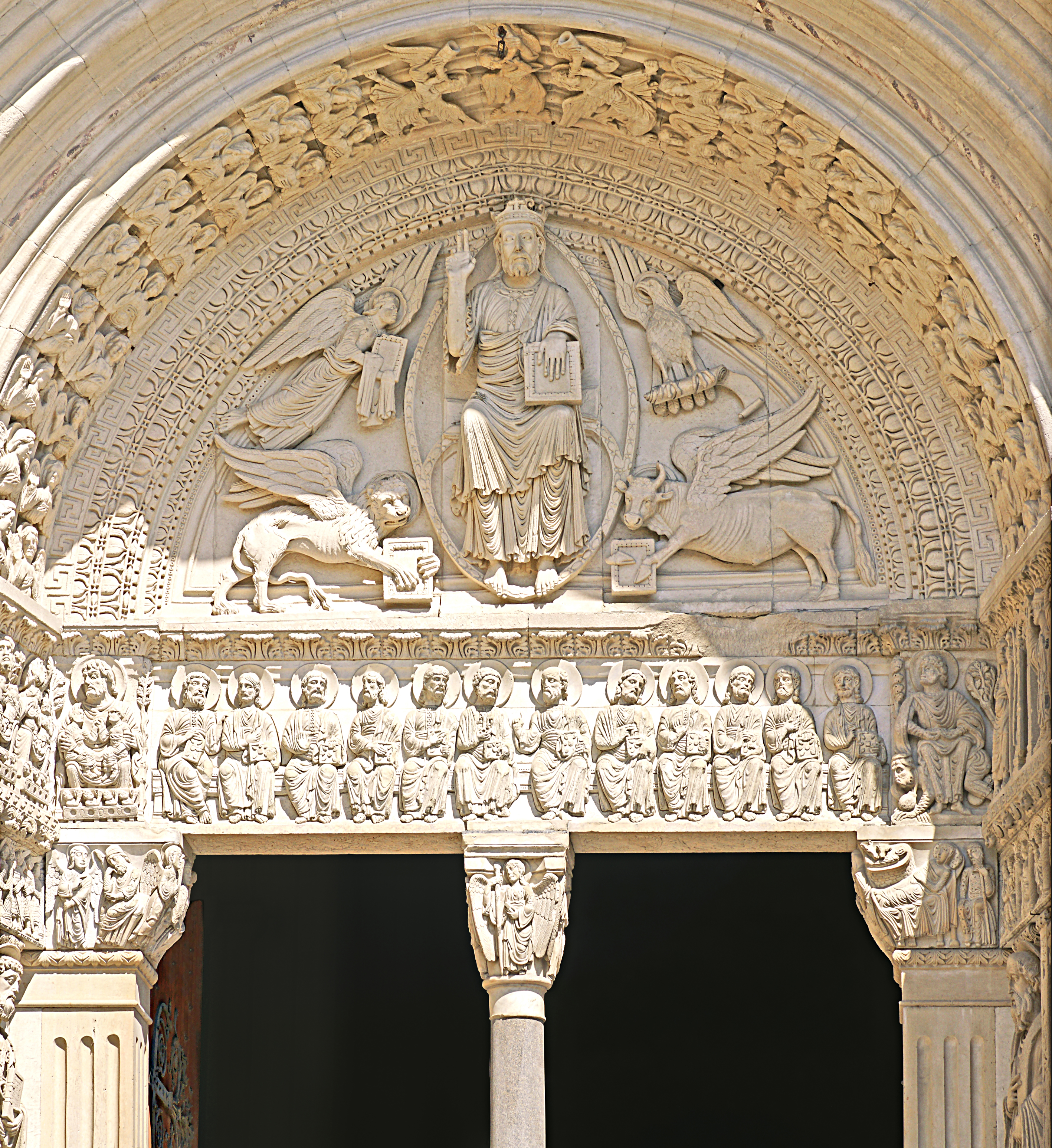
Portail de Saint-Trophime d'Arles.

Au XIIe siècle commence la fin de l'art roman dans les régions où il ne s'est pas vraiment développé. En Île-de-France et dans le Val de Loire, on ne construit plus dans ce style après les années 1140-1160. On y voit l'émergence d'un nouveau style. Les maîtres maçons d'Île-de-France donnent à la croisée d'ogives son rôle véritable, tirent les conséquences logiques et portent à sa perfection des voûtes qu'ils lancent sur les nefs de plus en plus hautes, de plus en plus légères, de plus en plus claires des grandes cathédrales.
La zone de développement de cette nouvelle architecture gothique suit à peu près le domaine royal passant par Reims, Provins, Sens, Étampes, Mantes, Gournay, Amiens et Saint-Quentin. Les plus anciennes voûtes à croisées d'ogives se trouvent vers 1125, dans le déambulatoire de l'église de l'abbaye Notre-Dame de Morienval, les collatéraux de l'église Saint-Étienne de Beauvais, le porche de l'église prieurale de Saint-Leu-d'Esserent, la travée droite du chœur de Saint-Pierre de Montmartre à Paris, dans la salle basse et la chapelle de l'évêché de Meaux et sur le chœur de l'église de Lucheux dans la Somme.
La basilique Saint-Denis, une des premières cathédrales gothiques avec la cathédrale de Sens, conserve certains éléments caractéristiques de l'architecture romane, qui révèlent une époque de transition : c'est le cas du plein cintre des porches et des arcades de la façade.
L'art roman résiste mieux en Normandie, Bourgogne et Languedoc. Mais c'est dans les régions du sud marquées par des capacités économiques plus faibles et des raisons culturelles liées à une romanisation ancienne, où l'antiquité a fortement marqué le paysage que l'architecture romane est encore utilisée à la fin du XIIe siècle, voire au milieu du XIIIe. La cathédrale Saint-Trophime d'Arles et l'église abbatiale de Saint-Gilles du Gard sont de remarquables exemples de la sculpture romane de cette période.

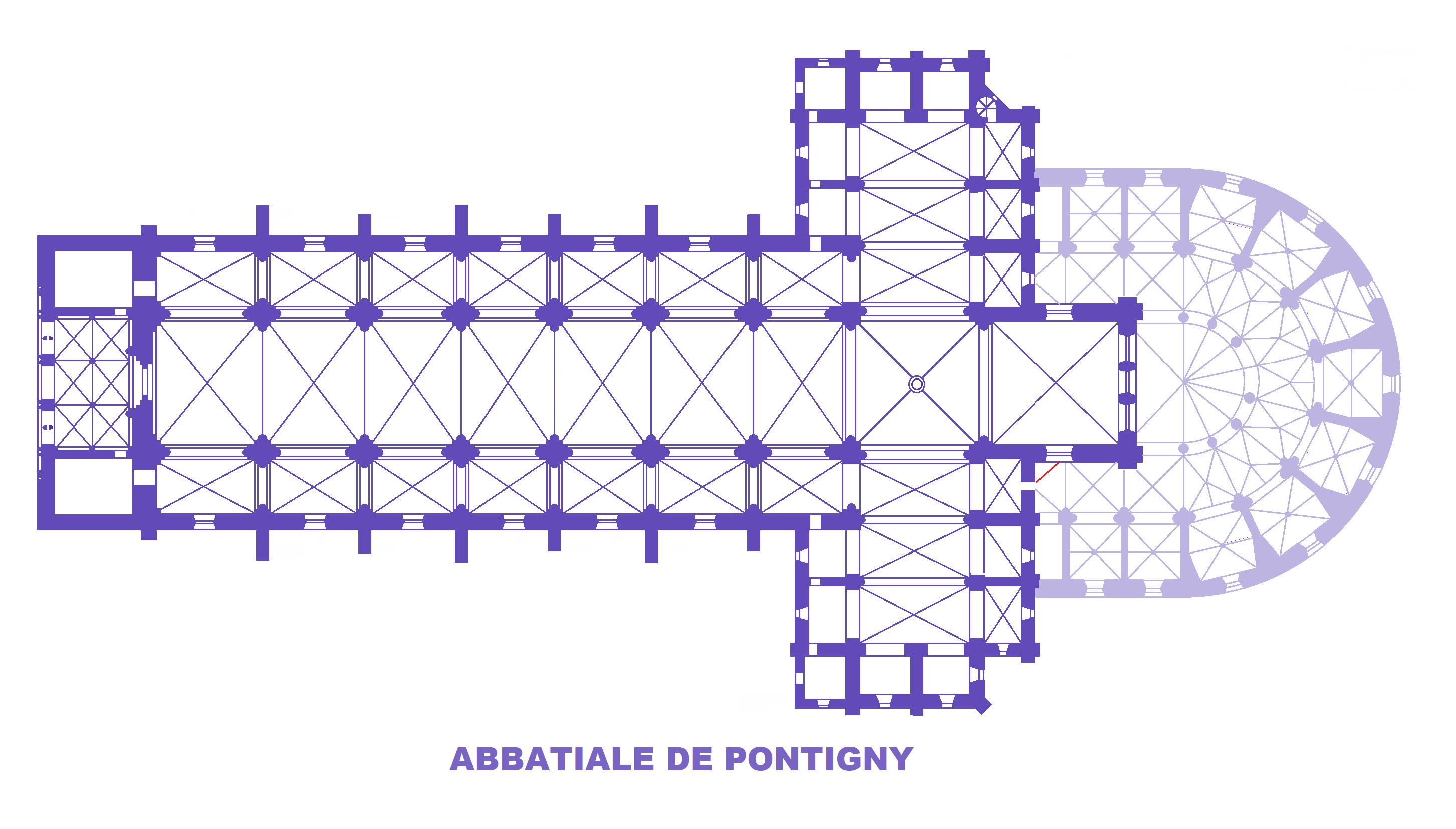
Abbaye de Pontigny.

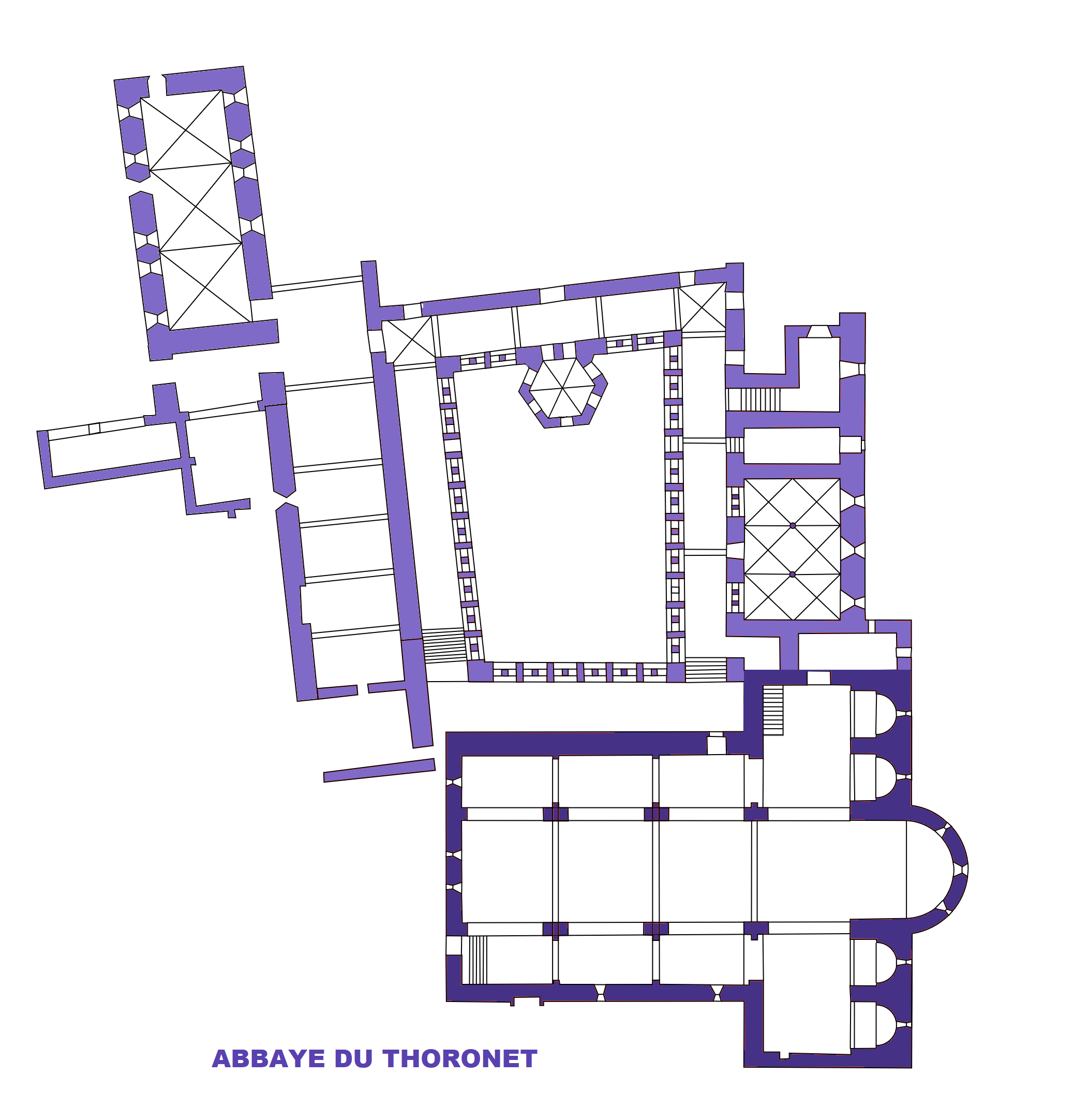
Abbaye du Thoronet.

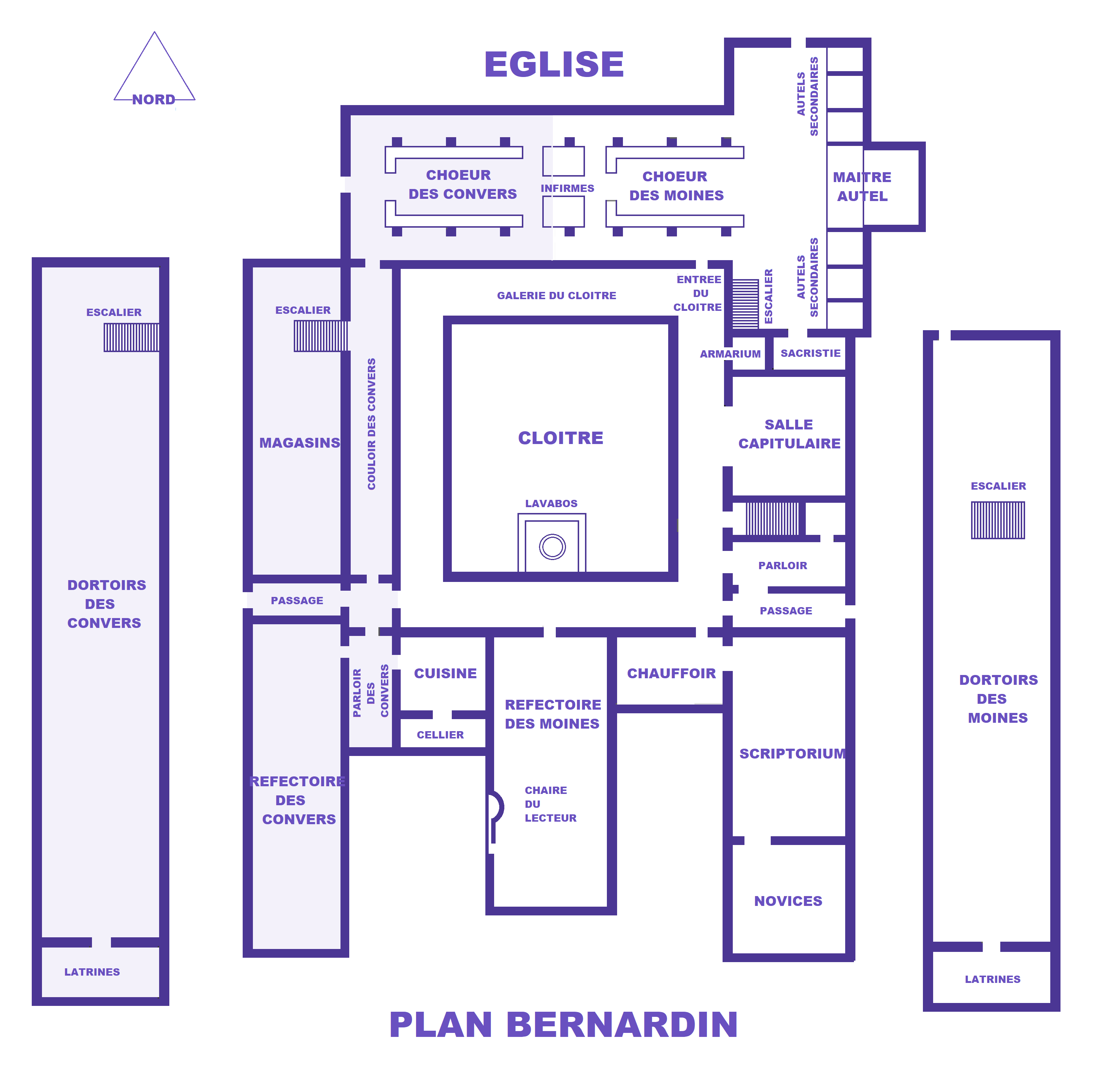
Plan Bernardin.

Parallèlement, les nouveaux ordres monastiques cisterciens, grandmontains et chalaisiens définissent une architecture idéale aux formes épurées avec une attention particulière portée sur la qualité de la maçonnerie de pierre. Ils diffusent dans leurs réseaux d'abbayes ces principes indépendants des modes locales et créent une architecture romane intemporelle défiant le temps par sa qualité de construction.
Mais la simplicité voulue à l'origine de la création des ordres est vite adaptée à de nouvelles réalités. Seuls les Chartreux respectent l'idéal originel et conçoivent un plan type pour leur vie de cénobites et d'ermites. Les cellules indépendantes des moines sont constituées de trois pièces : l'Ave Maria; l'oratoire avec une stalle, un bureau et un lit dans une alcôve; un atelier avec un jardin. Ces cellules sont distribuées par le cloître de la maison haute. La deuxième partie du monastère est réservée à la vie commune des religieux avec l'église, un petit cloître, la salle capitulaire, le réfectoire et sa cuisine. Les bâtiments des convers et les annexes de fonctionnement sont assez éloignés.

#### L'idéal cistercien
Robert de Molesme décide en 1098 de fonder un nouveau monastère qui prend le nom de Cîteaux. Le succès entraîne la création de nouvelles abbayes qui sont réglées par une charte définissant les buts du nouvel ordre cistercien qui devient un des rameaux de la Réforme grégorienne. Les cisterciens vivent au désert, assurent leur subsistance par le travail et refusent le superflu. Au début, ils se contentent de vivre dans des bâtiments en bois puis saint Bernard de Clairvaux imagine une organisation suffisamment souple pour s'adapter aux contraintes locales mais si les édifices ont des caractéristiques communes, il n'existe pas de plan type.
Dans le monastère cistercien vivent dans la simplicité et le confort, deux communautés humaines, les moines de chœur qui ne sortent pas de l'abbaye et les convers. Ils se réunissent dans l'église séparée en trois parties, le sanctuaire, le chœur des moines et les travées occidentales des convers. L'abbaye est organisée autour d'un cloître avec à l'ouest le bâtiment des convers. L'abbaye cistercienne ne possède pas de reliques et ne reçoit pas de laïcs.
Dès 1130-1140, les premiers cisterciens construisent des bâtiments en dur avec une sobriété poussée à l'extrême, refusant la courbe, recherchant la pureté de la ligne sur laquelle la pensée glisse mais avec une qualité extraordinaire de la pierre. À part un crucifix de bois peint, il ne doit y avoir dans l'église ni peinture ni sculpture et les vitraux doivent être incolores et non figuratifs. Les clochers en pierre sont interdits.
L'abbaye de Fontenay est construite en 1139-1147 et celle du Thoronet en 1160-1175. Elles utilisent des formes romanes et le berceau brisé sur arcs doubleaux. Entre les deux abbayes on passe d'une église à chevet plat avec une abside et des chapelles quadrangulaires alignées à des chapelles hémisphériques alignées dans un chevet plat avec une abside semi-circulaire.
Après la mort de saint Bernard en 1153, des modifications sont apportées au schéma initial : le sanctuaire semi-circulaire ou rectangulaire est remplacé par un chevet à déambulatoire et chapelles comme à Claivaux et à Pontigny. Les abbayes cisterciennes en Europe sont filles de Cîteaux, Clairvaux, Morimond, Pontigny et La Ferté,,,,.

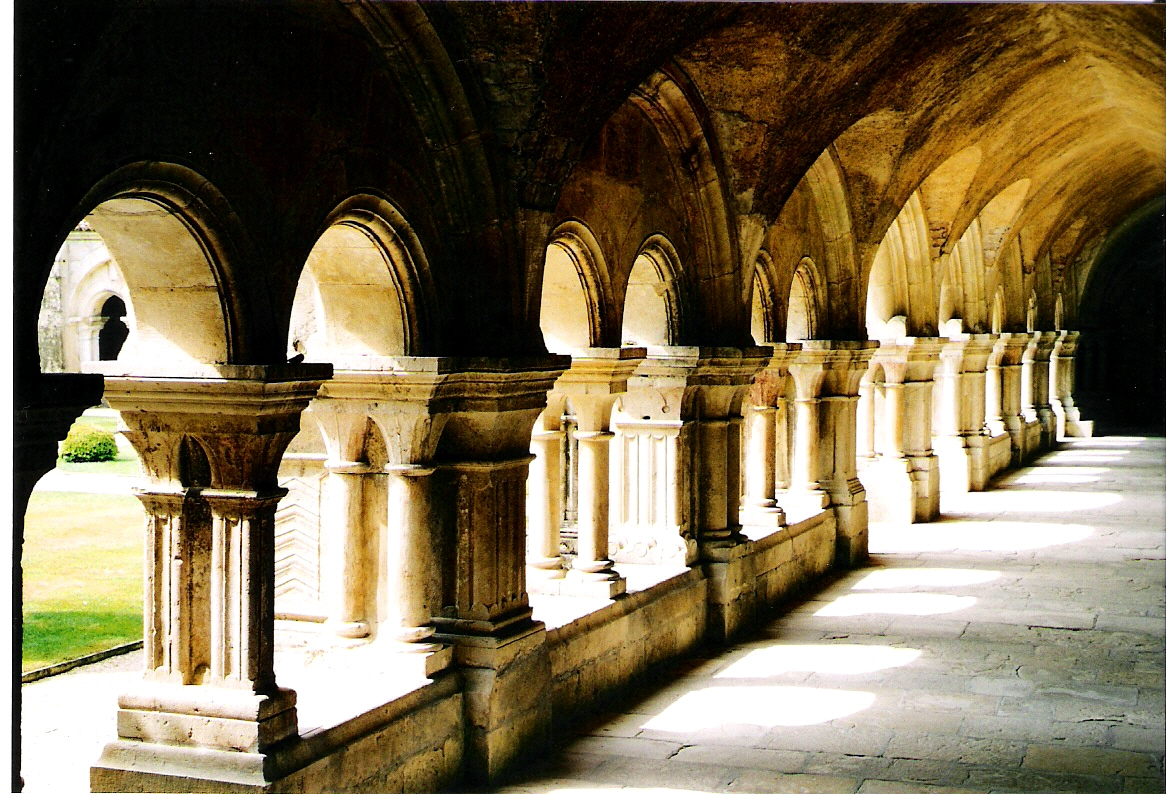
Cloître de l'abbaye de Fontenay.
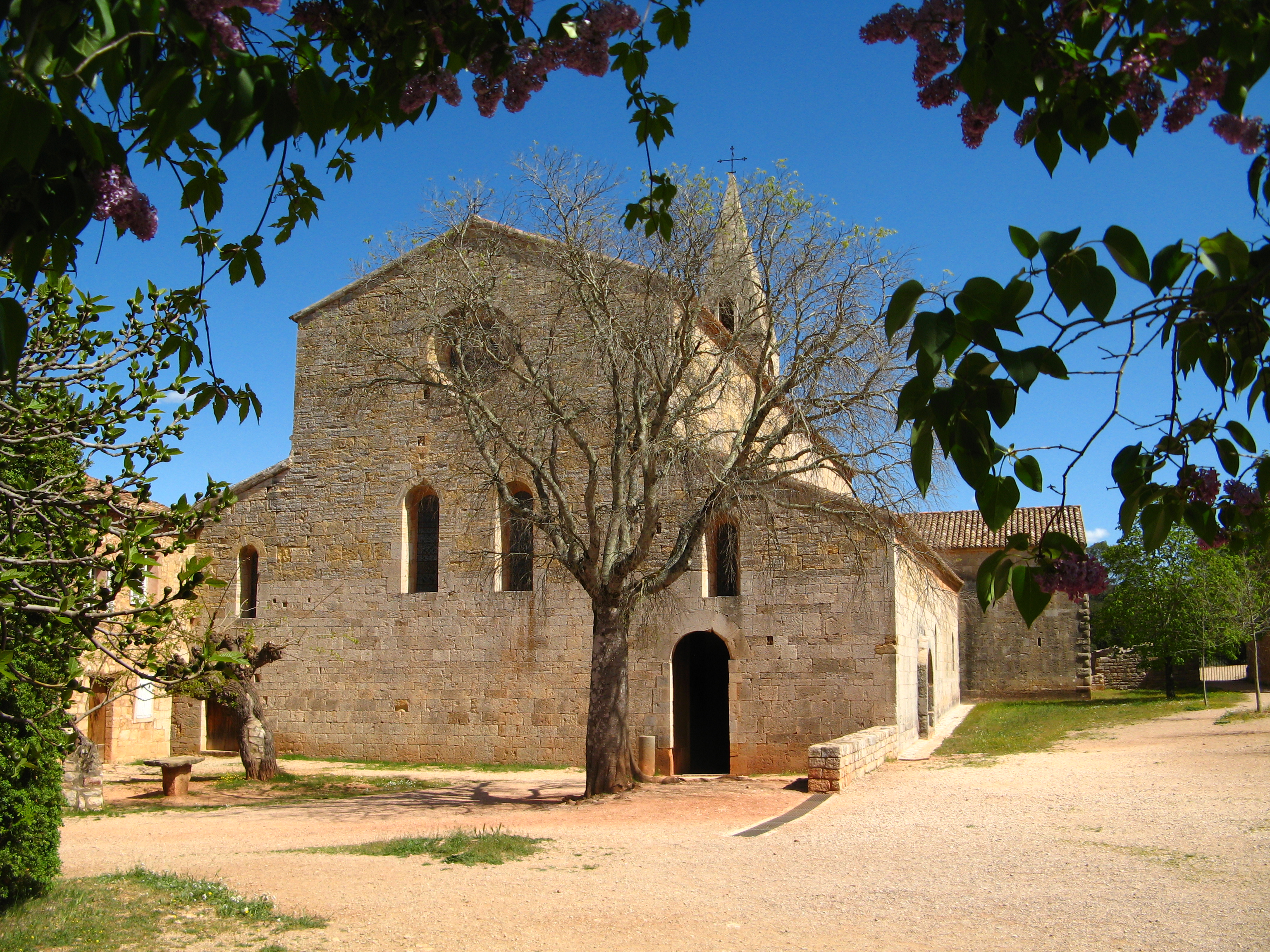
Église de l'abbaye du Thoronet.
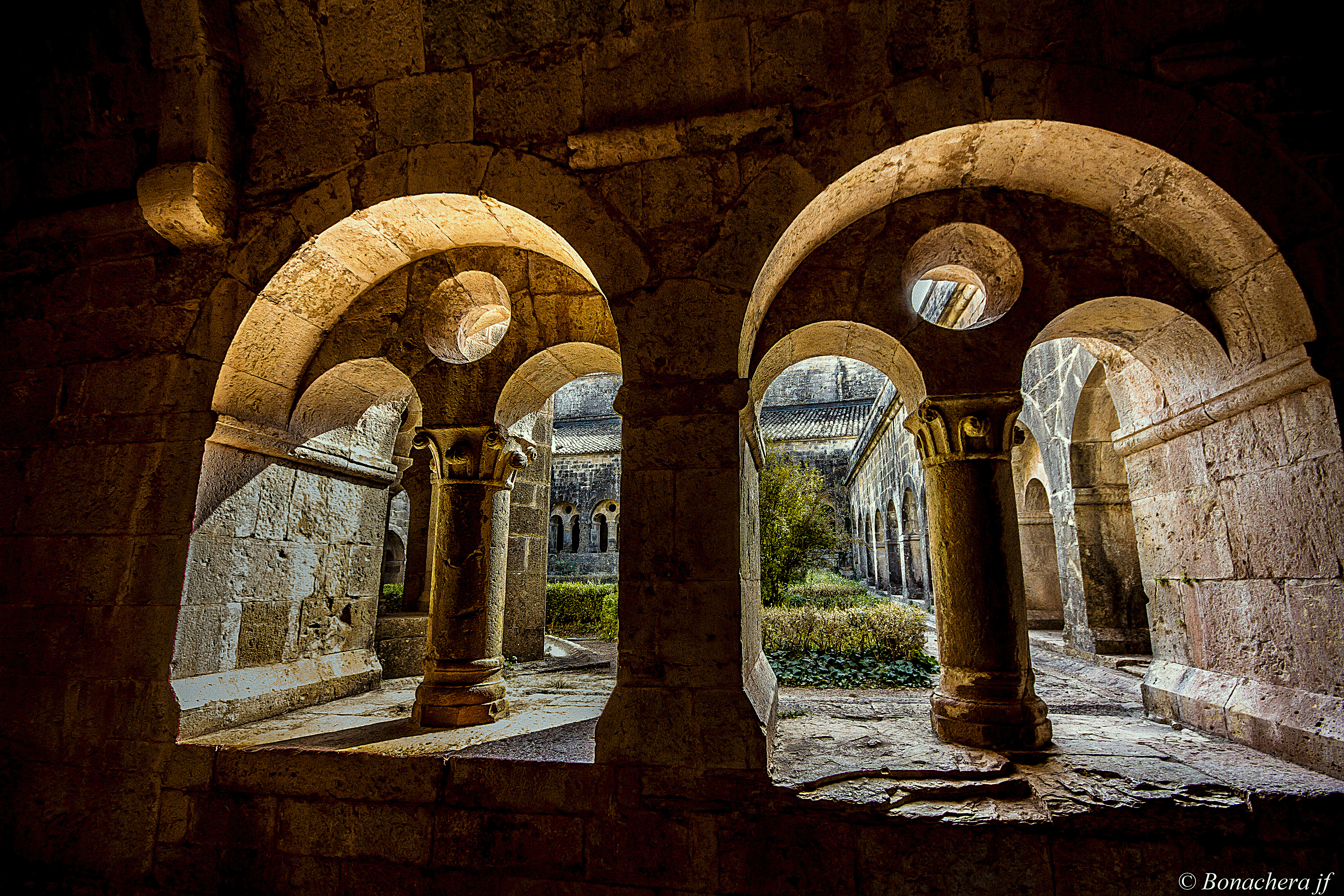
Cloître de l'abbaye du Thoronet.
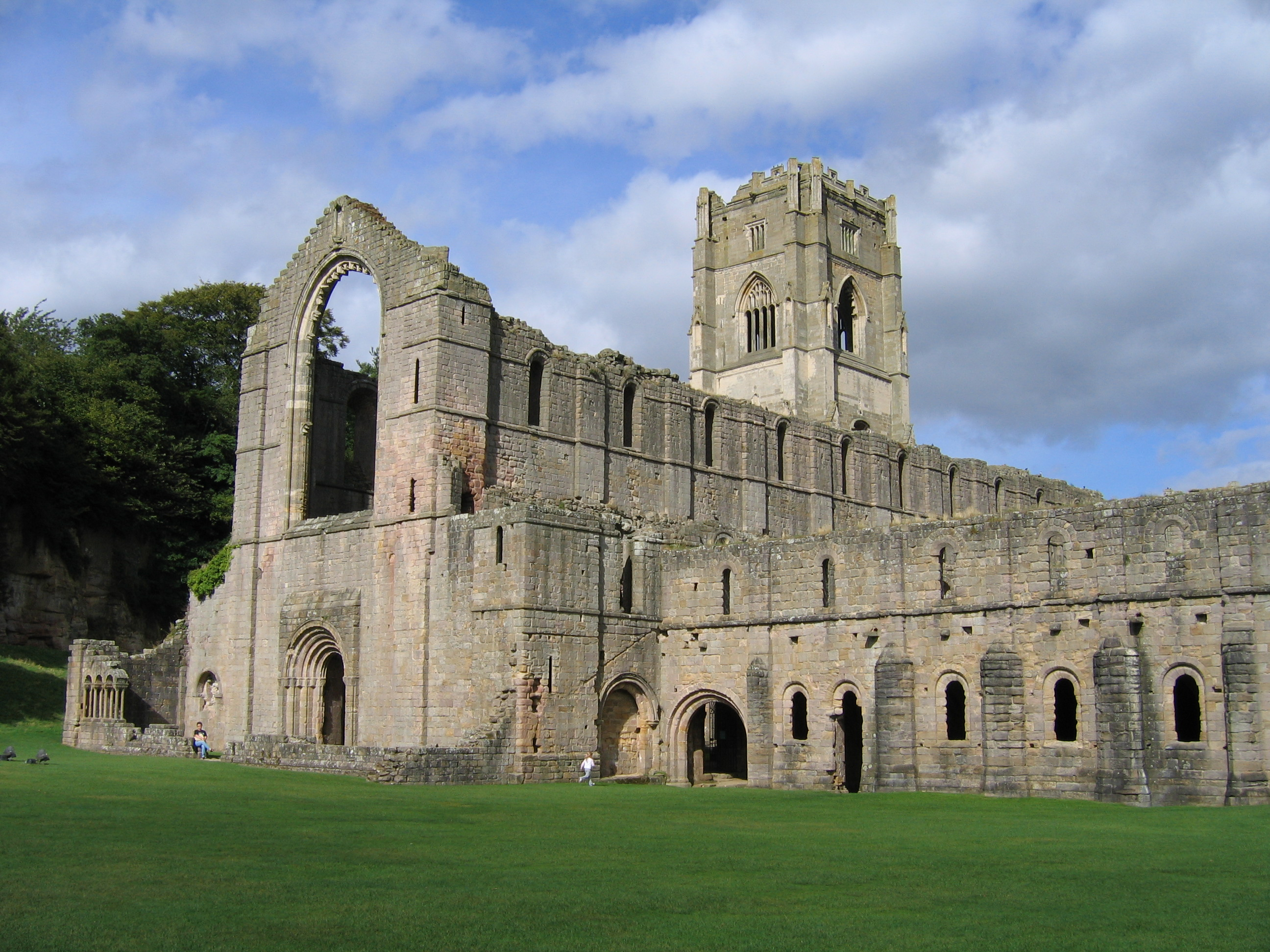
Abbaye de Fountains.

Pendant un siècle et demi d'architecture romane chaque génération d'architectes et de commanditaires invente sans aucune barrière ni limite dans un monde où règne une grande liberté d'imaginer, d'innover et de créer. Tout est mis au service de l'idée, les techniques, les formes et les moyens. L'architecture romane exprime son époque et n'est que la partie visible de la société tout entière.
Elle reste fidèle au mur comme l'architecture romaine mais travaille sur les rythmes, les articulations, les espaces, les passages visuels et lumineux, l'appareil de pierre. Ces développements conduisent à l'architecture gothique et la disparition du mur. Ils traduisent un profond changement sociétal et une nouvelle manière d'appréhender le bâti.
Prisonniers de leurs interdits, les moines laissent aux évêques et aux chapitres des cathédrales la responsabilité des innovations dans le domaine architectural dans un monde profondément différent de celui des monastères: celui des villes. Le rationalisme de la scolastique qui cherche à appréhender les mystères divins par les seules ressources de l'intelligence constitue le système de pensée dans lequel se forme le style gothique appelé à se substituer au style roman.

### L'architecture et son décor

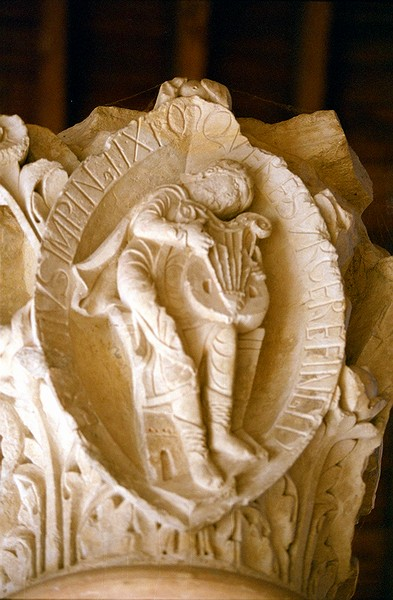
Abbaye de Cluny.

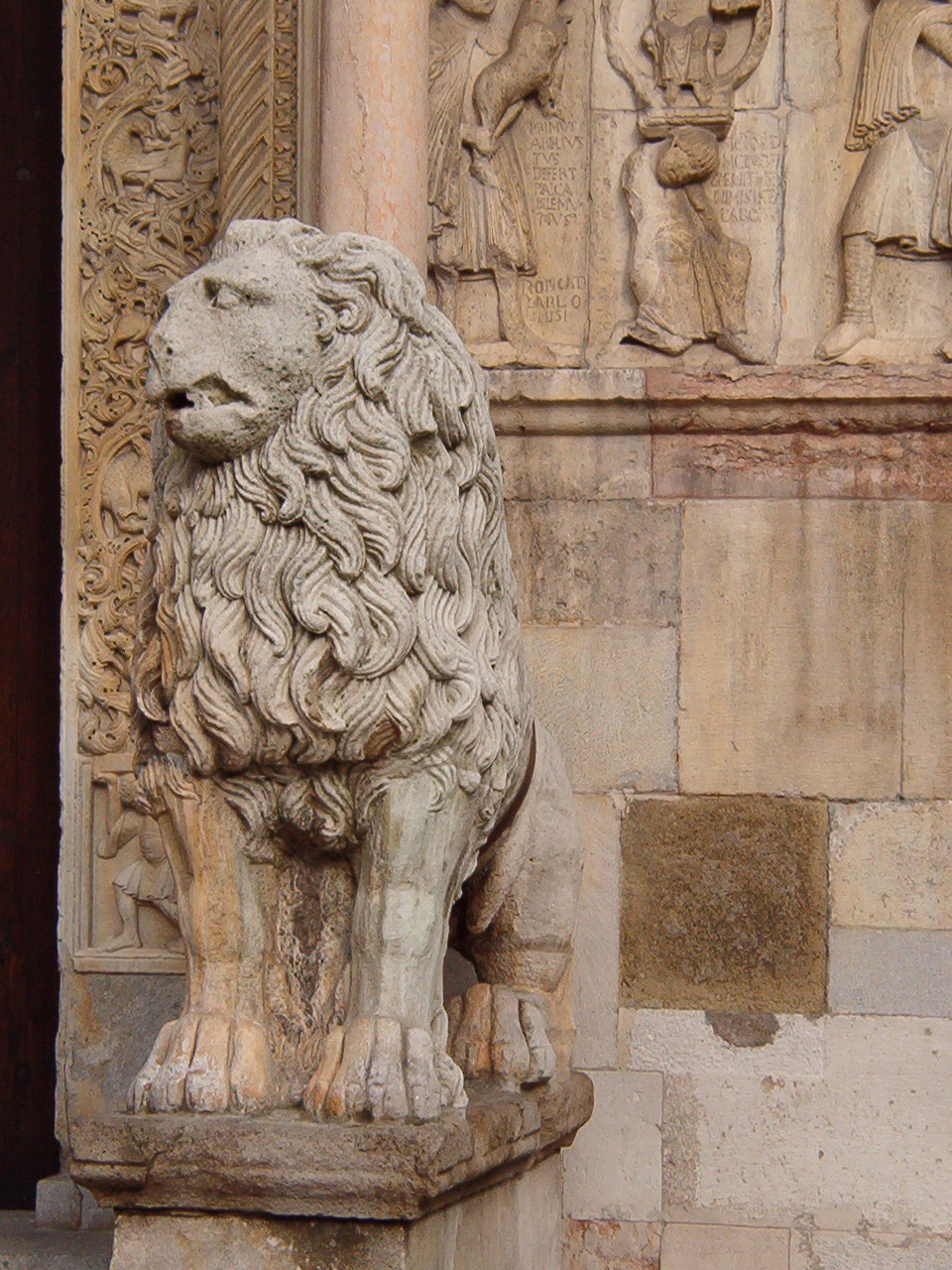
Lion de Wiligelmo cathédrale de Modène.

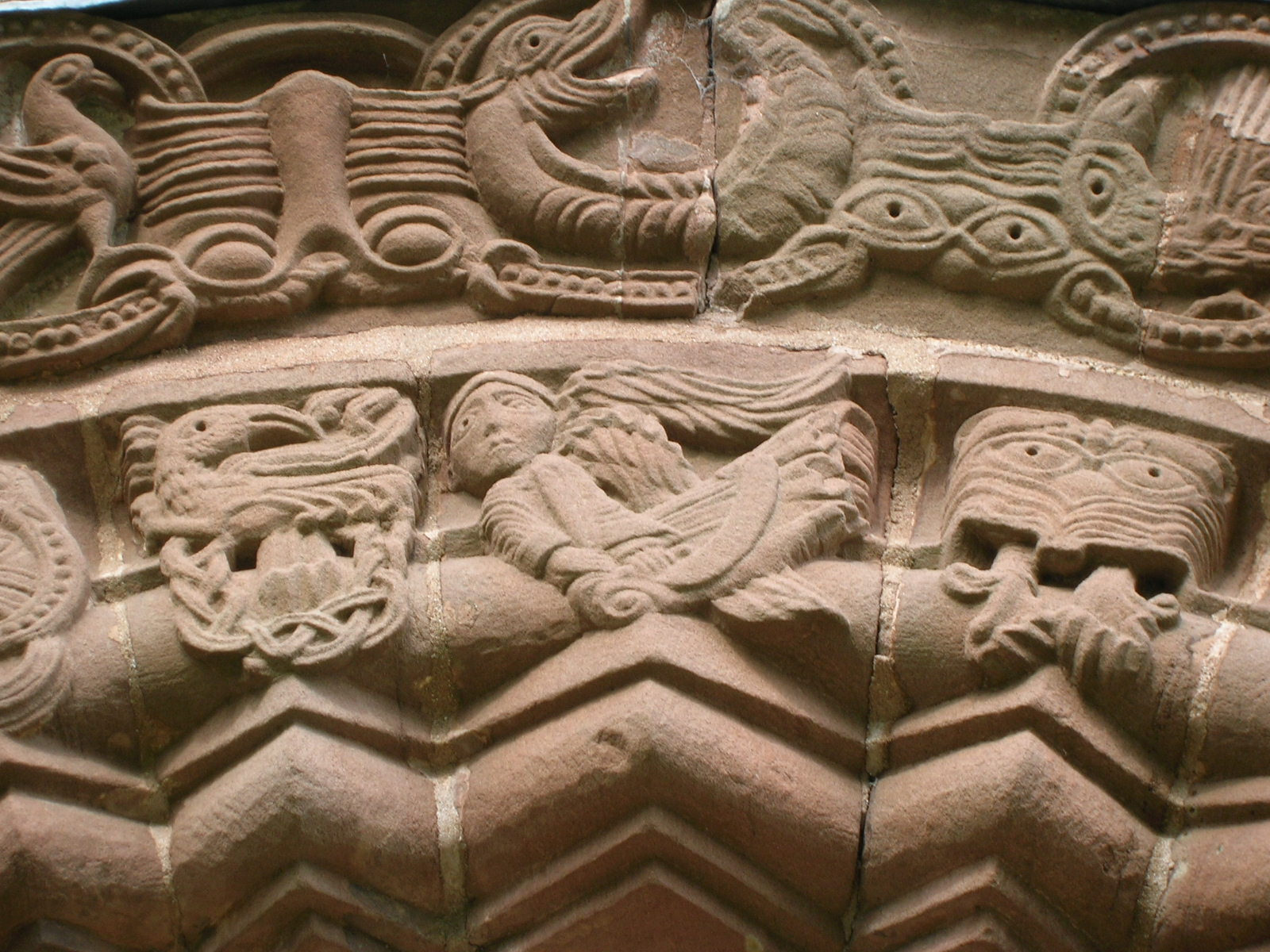
Église de Kilpeck, Angleterre.

L'essor du décor de l'architecture romane commence à la fin du XIe siècle quand d'une manière brutale l'image envahit les abbayes clunisiennes. Les décideurs religieux qui participent à la réforme grégorienne lui accordent ce qui a longtemps été refusé et reconnaissent qu'une image peut être porteuse d'un message aussi pertinent qu'un discours écrit pour une meilleure compréhension des mystères de la foi par les fidèles.
Cet intérêt pour l'image évoque le temps des premiers chrétiens avec une grande différence, c'est qu'elle sort du lieu de culte pour s'affirmer à l'extérieur. Avant cette explosion, le décor peint ou sculpté est réservé aux espaces les plus sacrés des édifices mais sa grande diversité impose une certaine prudence dans l'interprétation. Les fresques de Saint-Savin-sur-Gartempe unifient l'espace intérieur, les mosaïques de la cathédrale de Cefalù ou de la Basilique Saint-Marc de Venise tentent de renouer avec l'architecture paléochrétienne et la cathédrale de Monreale en est l'exemple le plus abouti.
À la fin du XIe siècle, la réforme grégorienne avec ses modifications liturgiques transforme profondément l'autel et son environnement. Des antependium deviennent des retables avec la nouvelle position de l'officiant. L'alliance des retables et des reliques trouve un prolongement dans les autels-tombeaux. Les réceptacles des restes saints deviennent parfois des statues-reliquaires à l'image du saint, souvent posés à côté de l'autel. Cette nouvelle position du prêtre impose une réorganisation du chœur avec un déplacement des moines dans les travées orientales de la nef et la création de stalles. Cette séparation entre les religieux et les fidèles entraîne la construction d'ambons et de chancels.
Si le décor intérieur renoue avec la tradition des premiers lieux de culte chrétiens, la réforme grégorienne donne une portée triomphale à l'image en l'inscrivant à l'entrée des édifices de culte. Le portail devient la porte du Ciel et la liaison avec le monde profane. Il n'est plus systématiquement à l'ouest de l'église mais peut aussi être dans l'axe d'une rue principale ou d'un accès privilégié. Pour les religieux à l'intérieur des monastères l'image est souvent limitée aux chapiteaux historiés et parfois sur des piliers dans les cloîtres et les salles capitulaires.

#### Les foyers de création
Les principaux créateurs exercent dans des centres privilégiés. Le sud-ouest de la France et le nord-ouest de l'Espagne sont marqués par deux générations d'artistes dont la première s'inspire des arts mineurs, les ivoires et enluminures et des motifs paléochrétiens et même païens de sarcophages. L'artiste est à la recherche de gestes et d'une attitude expressive pour définir la figure romane et les chapiteaux historiés. La deuxième génération fait la synthèse des centres artistiques importants entre Moissac et Saint-Jacques de Compostelle en passant par Toulouse et León. Ils définissent un type de portails porteurs de l'iconographie souhaitée à l'époque et apportent un nouveau style aux sculptures des cloîtres. Le maître du portail de Moissac a une influence importante dans le Quercy, Cahors, Souillac et dans le Limousin à Beaulieu et Ydes. Le travail du maître de l'abbaye de Silos en Espagne est remarquable.
La Bourgogne est marquée par l'auteur des chapiteaux de Cluny. Il emprunte à l'Antiquité le nu et l'acanthe, rejette les contraintes du cadre architectural et son style est caractérisé par des étoffes qui se retroussent et s'envolent. Cette agitation est un des traits de la sculpture bourguignonne. L'iconographie reprend le symbolisme de la culture monastique clunisienne.
Jusqu'au dernier quart du XIIe siècle, l'Italie du Nord est le troisième grand centre de création avant de relever les défis de la sculpture gothique. Deux grands artistes, peut-être le maître et l'élève semblent avoir orienté la production sculptée. Vers 1110-1120, le premier Wiligelmo offre à la cathédrale de Modène un programme de façade avec un portail précédé d'une sorte de baldaquin d'un aspect très léger qui s'oppose aux porches massifs des églises languedociennes. Son disciple Nicoló que l'on peut suivre à la Sacra di San Michel de Plaisance et de Ferrare à Vérone respecte l'enseignement de son maître mais charge les portails et les porches de sculptures. Pour la première fois en Italie, il décore les tympans.
À côté du style de ces artistes, la sculpture romane italienne offre une autre orientation qui prolonge la tradition lombarde depuis le VIIe siècle. Le métier reste artisanal avec une répétition des motifs et une difficultés à représenter la figure humaine. Elle est régénérée par les apports orientaux à travers Venise et se développe à Pavie qui devient à la fin du XIe siècle et au début du XIIe siècle l'un des plus grands centres de création de l'Occident. Les motifs dominants sont les entrelacs, les animaux fantastiques et quelques thèmes religieux. Ce style de sculpture se répand en Allemagne dans la vallée du Rhin, la Bavière et la Hesse, en Pologne, en Angleterre, au Danemark à la cathédrale de Lund.

#### Les tympans et portails sculptés
Le début du XIIe voit apparaître les premiers programmes de sculpture sur des portails. Des sculpteurs fascinés par la figure humaine sont réunis dans un milieu homogène et relativement stable dans des ateliers travaillant pour des chantiers locaux. L'essor de ces programmes est fulgurant et à peine plus d'une génération sépare les premiers portails comme celui de l'abbaye de Charlieu des grandes réalisations des années 1120-1130, la basilique de Vézelay, la cathédrale Saint-Lazare d'Autun, l'abbatiale Sainte-Foy de Conques, l'abbaye de Moissac, l'abbaye Saint-Pierre de Beaulieu-sur-Dordogne, l'église Saint-Pierre de Carennac…
Le portail marque le passage entre le profane et le sacré et porte la symbolique de la porte du Ciel. Pour l'exprimer, les sculpteurs des années 1100 explorent les possibilités offertes par le tympan sculpté sur toute sa surface. Un des plus anciens témoignages de ce travail en France est le tympan du portail occidental de l'église de Beaulieu-sur-Dordogne. C'est une dalle monolithique semi-circulaire de 3,12 m de diamètre avec un Christ dans une mandorle accompagné de deux anges posée sur un linteau avec les douze apôtres. Cette composition harmonieuse d'une mandorle dans l'espace semi-circulaire du tympan sera reprise dans un grand nombre de portails bourguignons jusqu'à la fin de l'architecture romane.
À partir de 1120, pour pallier les limites imposées par la portée des linteaux, on installe au centre de l'ouverture du portail un trumeau qui permet de doubler la largeur du tympan et atteindre une largeur pouvant aller jusqu'à 6,80 m à Vézelay. Pour garder des proportions correctes, ce changement d'échelle entraîne une plus grande hauteur des trumeaux et des piédroits et un champ plus important utilisable par les sculpteurs. Les programmes iconographiques s'enrichissent de nouveaux thèmes, de nouveaux personnages occupent complètement les surfaces disponibles.
En France méridionale, c'est à Saint-Sernin de Toulouse qu'est élaboré le premier tympan sculpté à programme iconographique, il illustre l'Ascension du Christ (vers 1115). Le principe est ensuite développé sur le tympan de l'Abbaye Saint-Pierre de Moissac (Apocalypse de Jean, le retour du Christ, 1130-1135) puis sur celui de Sainte-Foy de Conques (Jugement dernier, probablement après 1165). Ces trois églises romanes du sud-ouest ont été distinguées dans l'inscription en 1998 des « Chemins de Saint-Jacques-de-Compostelle en France » sur la liste du patrimoine mondial de l'Unesco.
À l'abbaye de Moissac le Christ est au milieu des Écritures, à Beaulieu c'est la Parousie du Christ à la fin des temps et Mâcon, l'abbaye de Conques et Autun proposent trois interprétations du Jugement dernier. À Vézelay le programme iconographique qui s'étend à trois portails est d'une grande cohérence, peut être à l'image de l'abbaye de Cluny dont il ne reste que quelques vestiges. Le thème retenu de la Pentecôte est fourni par le tympan central. Le portail sud représente des scènes précédant la naissance du Christ, l'Annonciation, la Visitation, la Nativité, l'Adoration des mages et au nord, les scènes précédant son Ascension, les pèlerins d'Emmaüs sur le linteau et l'apparition aux Apôtres sur le tympan.
Les scènes sculptées ne se limitent pas aux tympans mais s'étendent aussi aux voussures et dans l'ouest aux façades comme à la cathédrale d'Angoulême et l'église Notre-Dame-la-Grande de Poitiers.

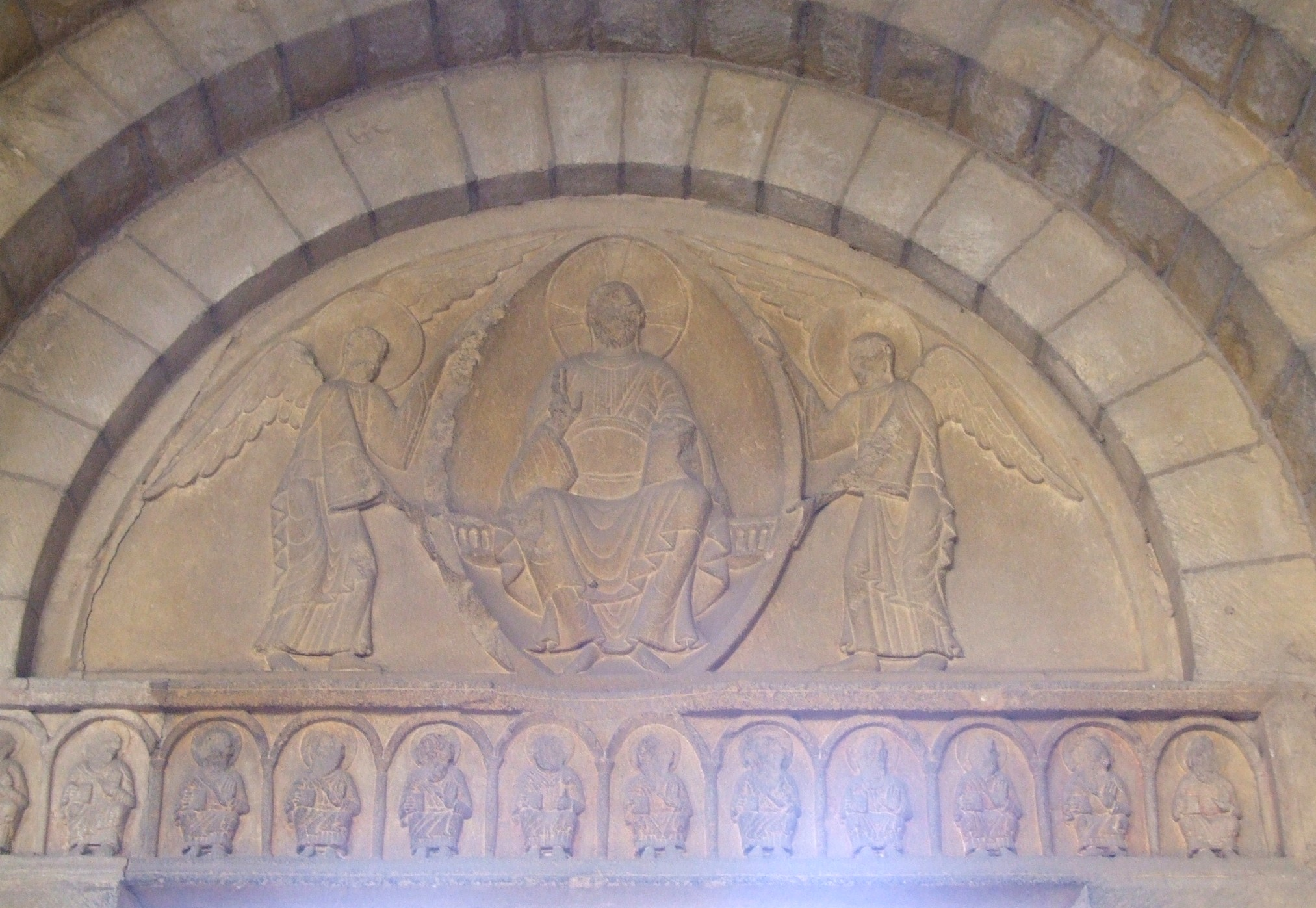
Tympan ouest de l'Abbaye de Charlieu.
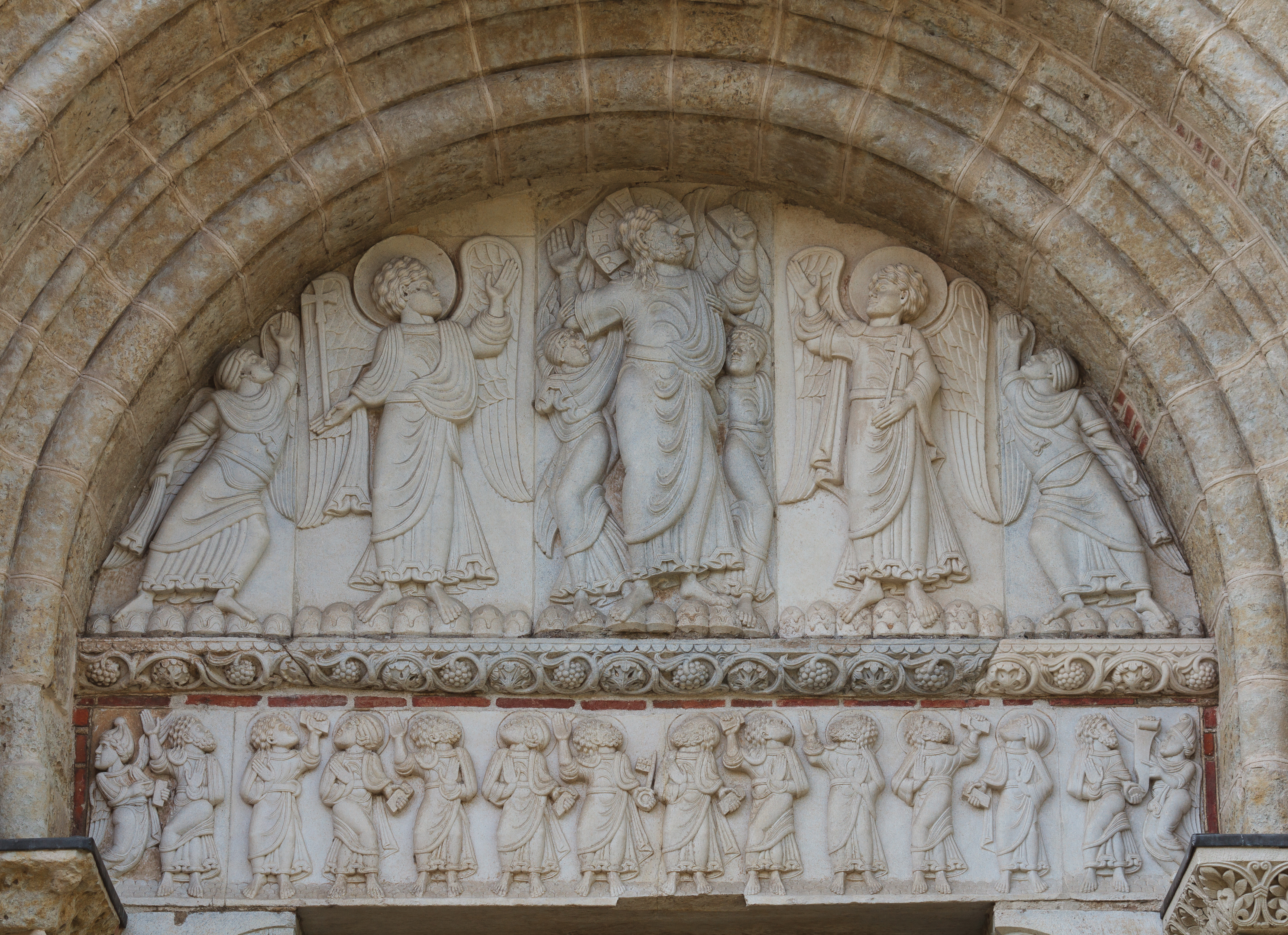
Tympan de la porte Miègeville à Saint-Sernin de Toulouse.
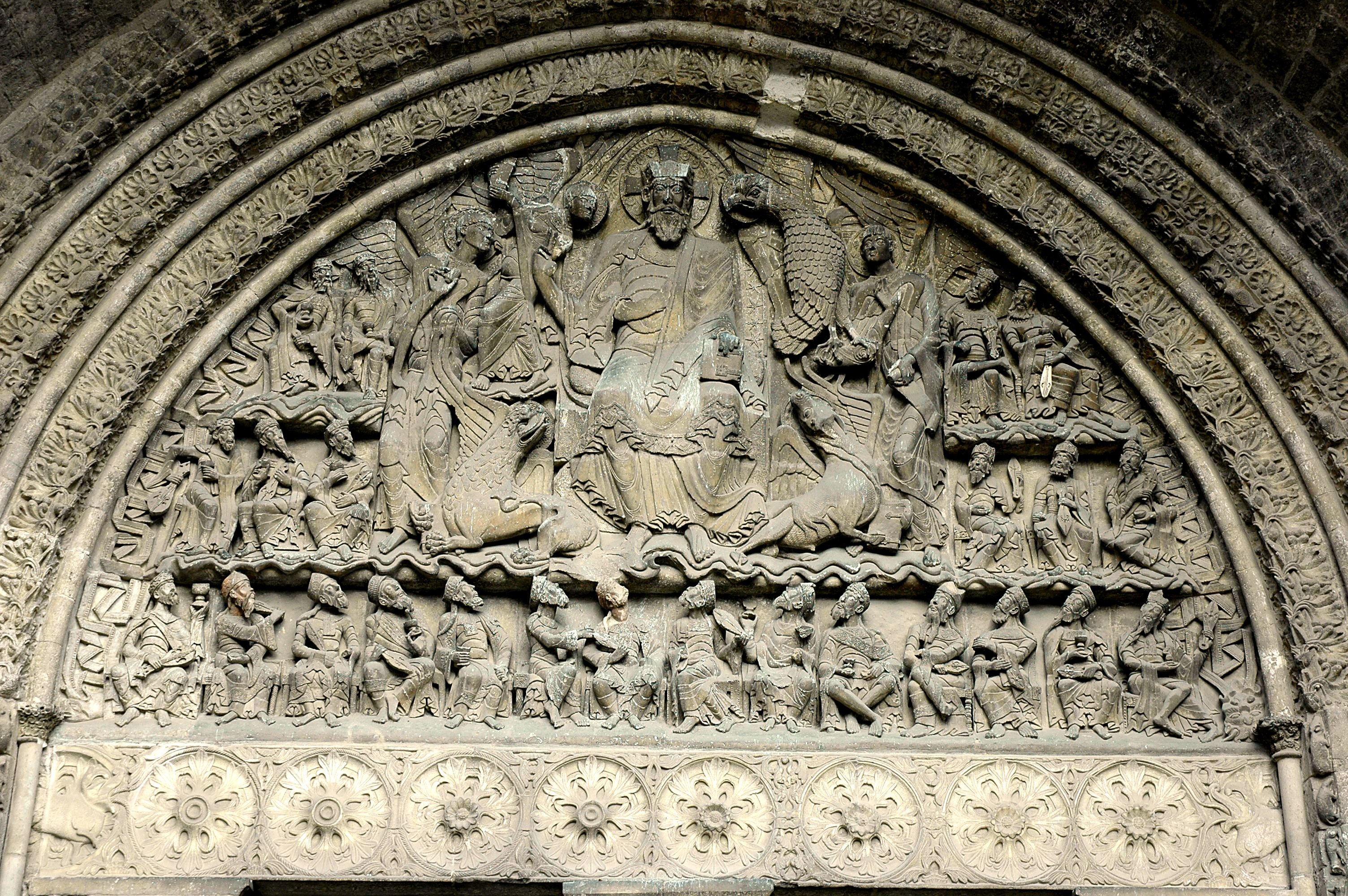
Tympan de l'Abbaye Saint-Pierre de Moissac.
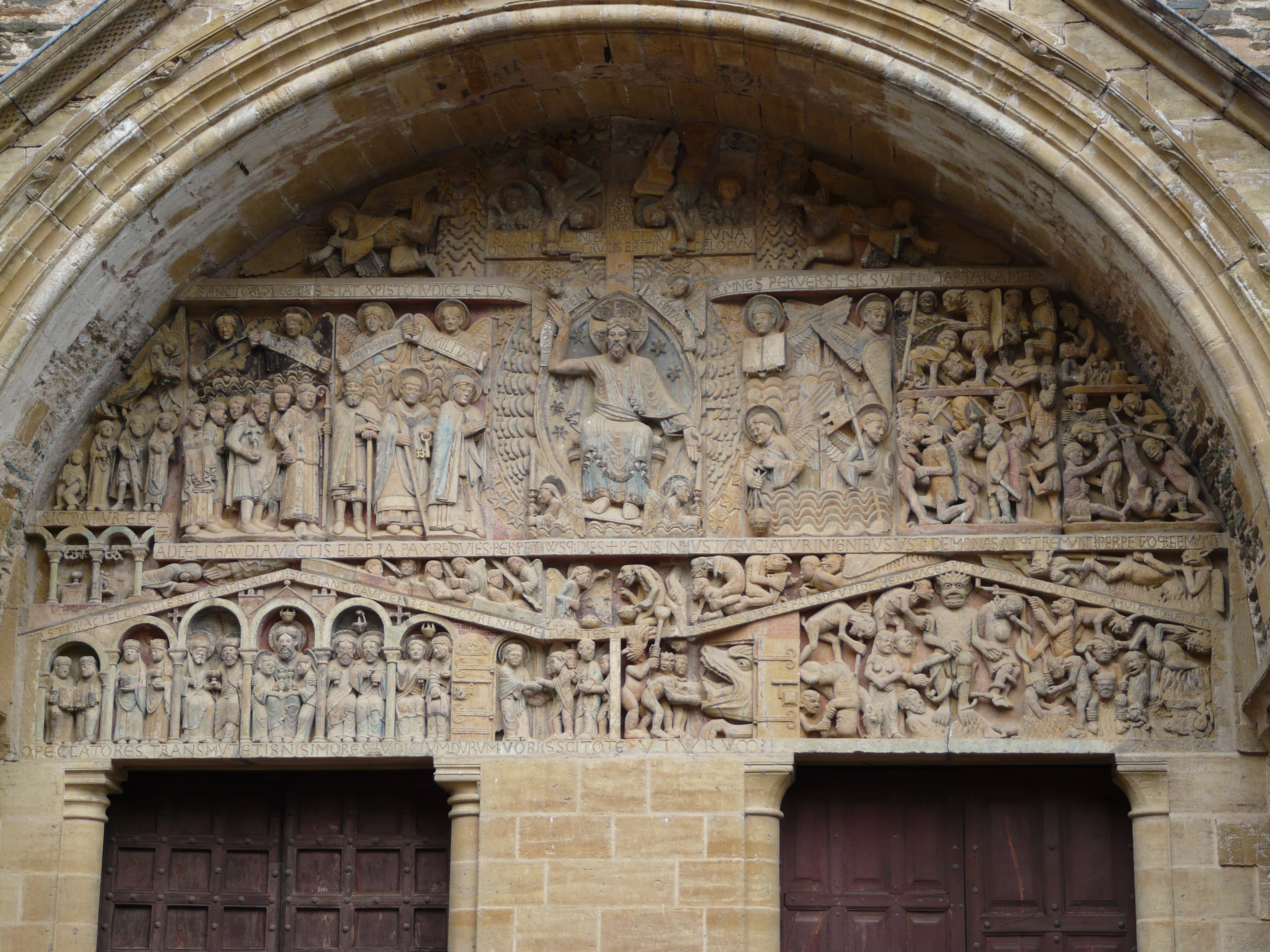
Le tympan de Sainte-Foy de Conques.
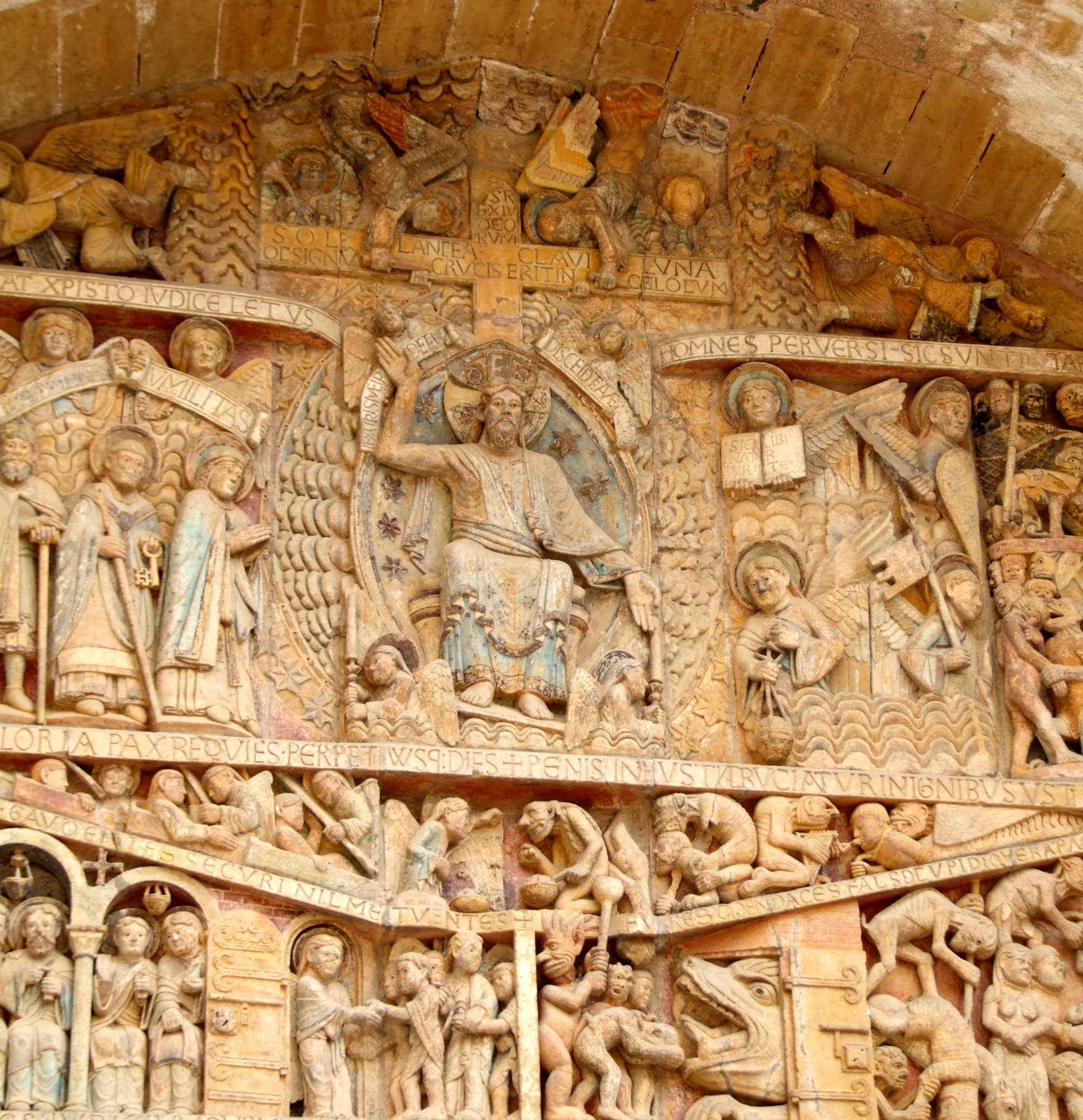
Détail du tympan de Conques.
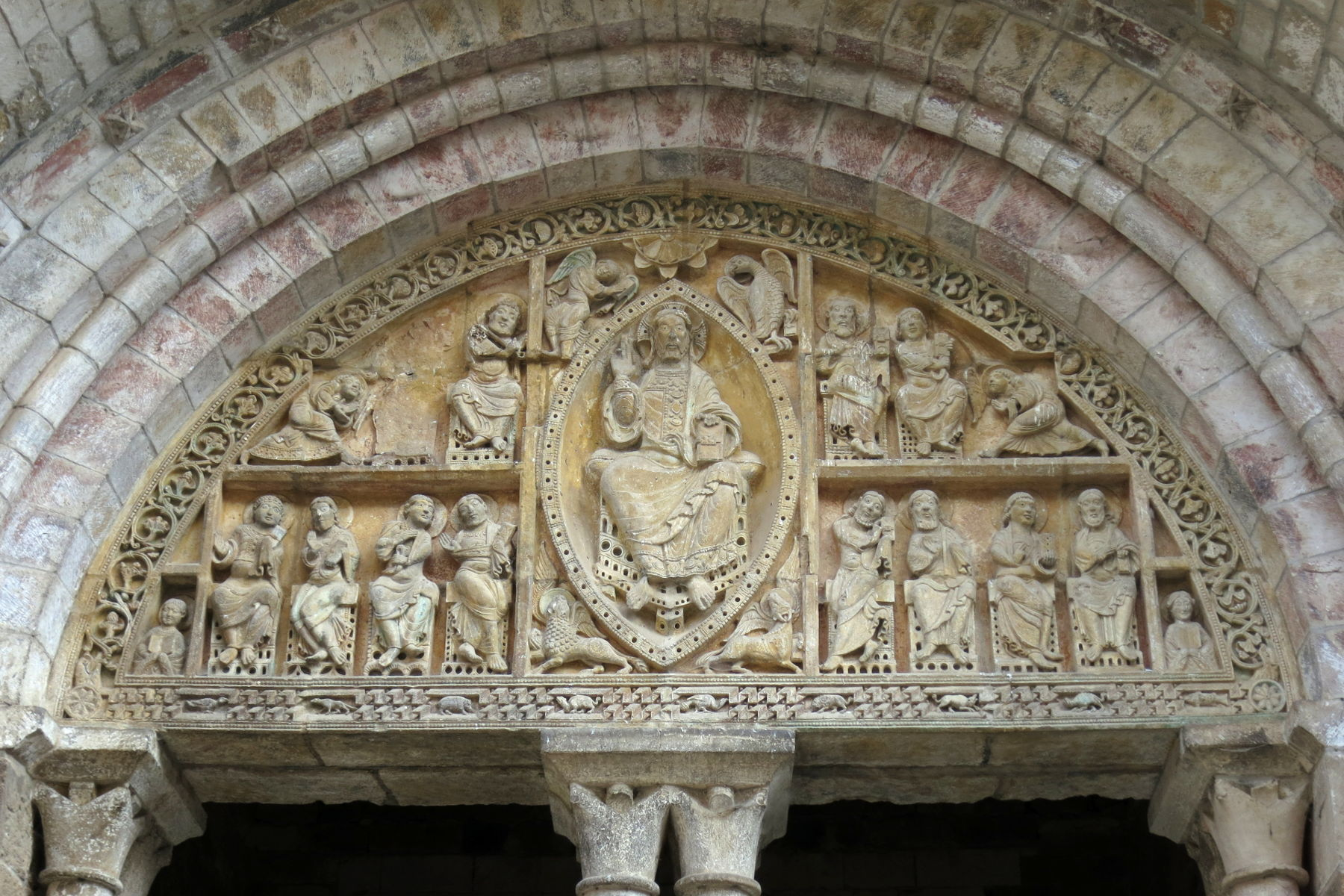
Tympan de Saint-Pierre de Carennac.
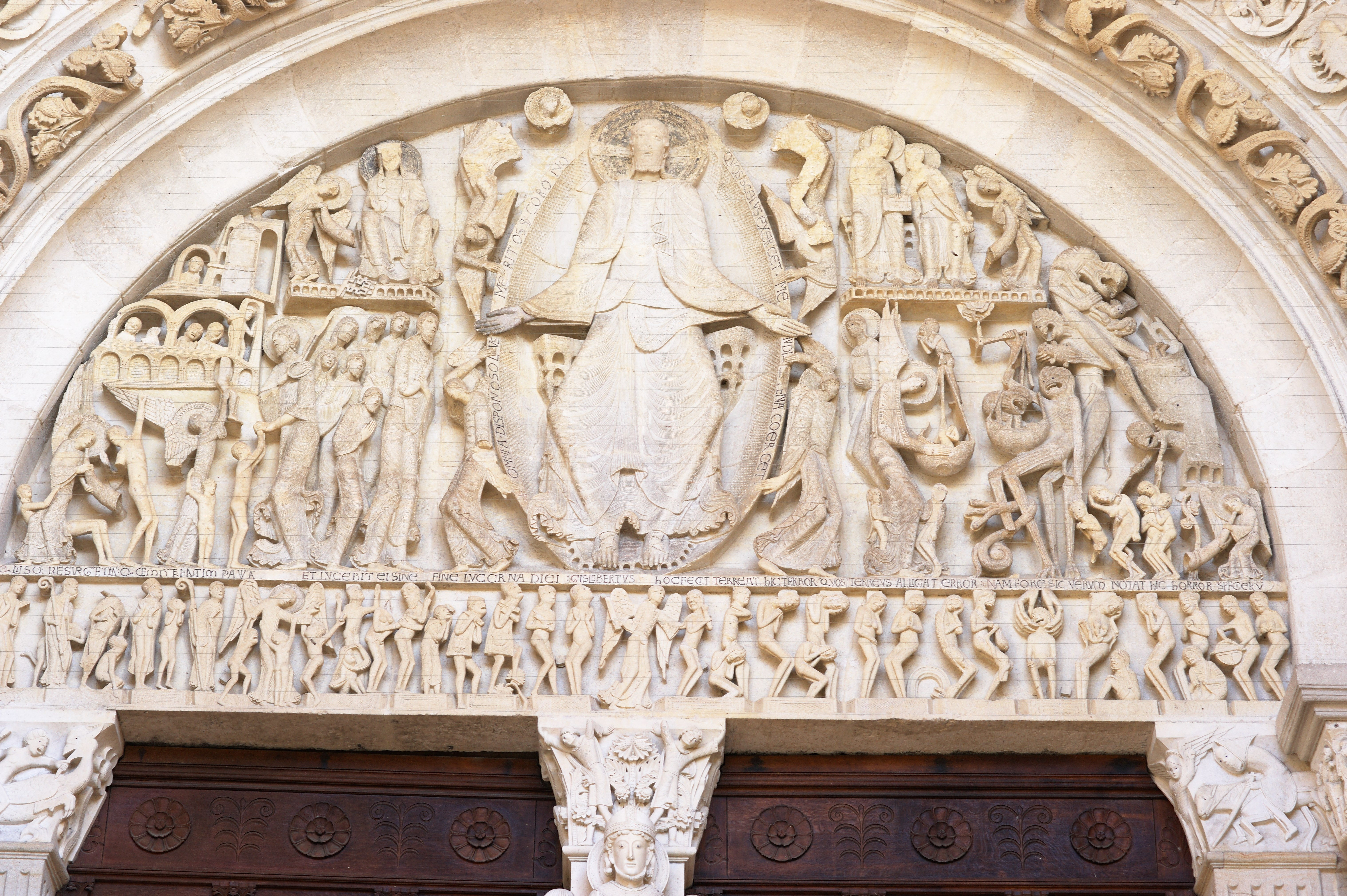
Le tympan de la cathédrale d'Autun.
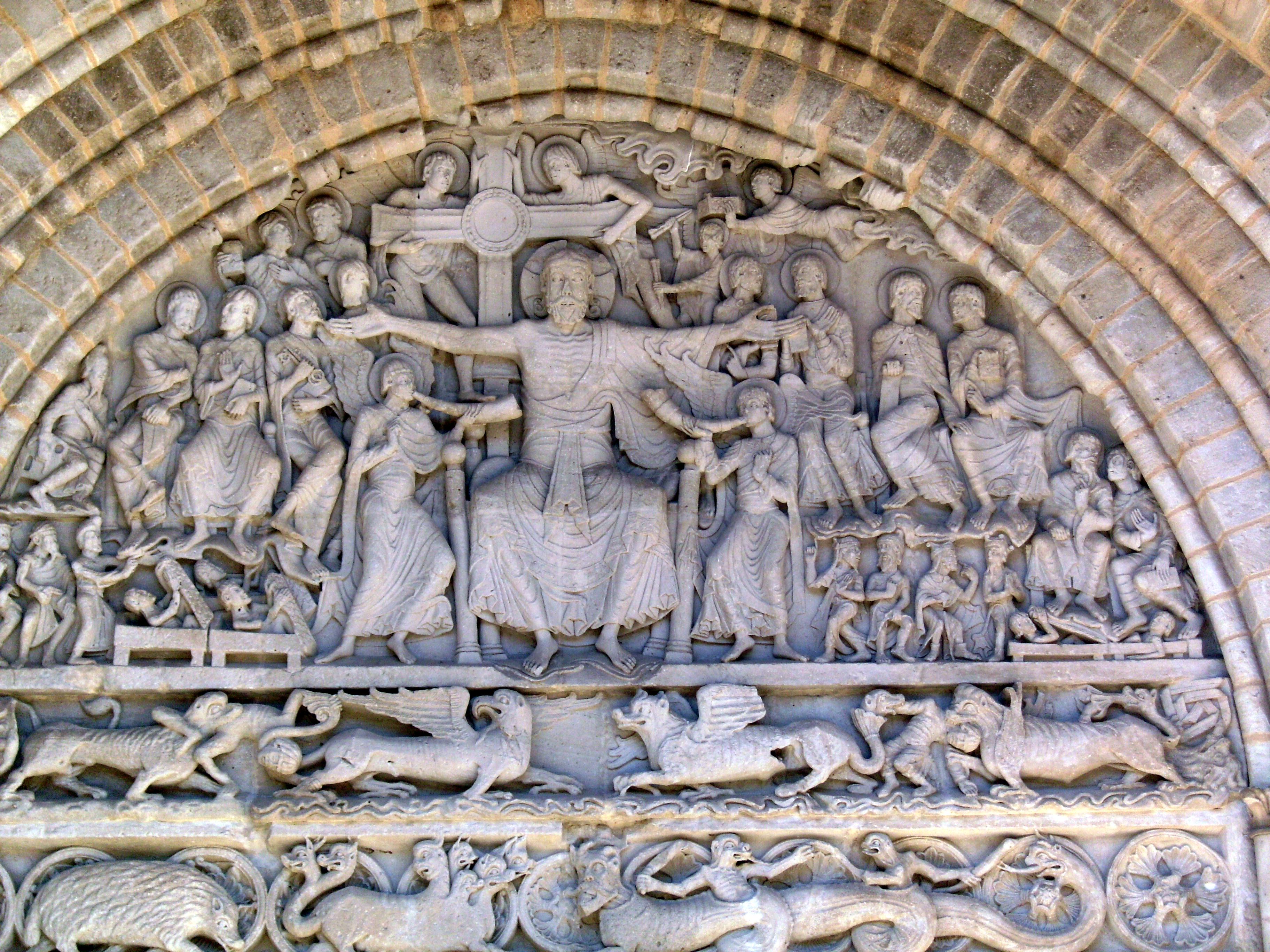
Tympan de l'abbaye de Beaulieu-sur-Dordogne.
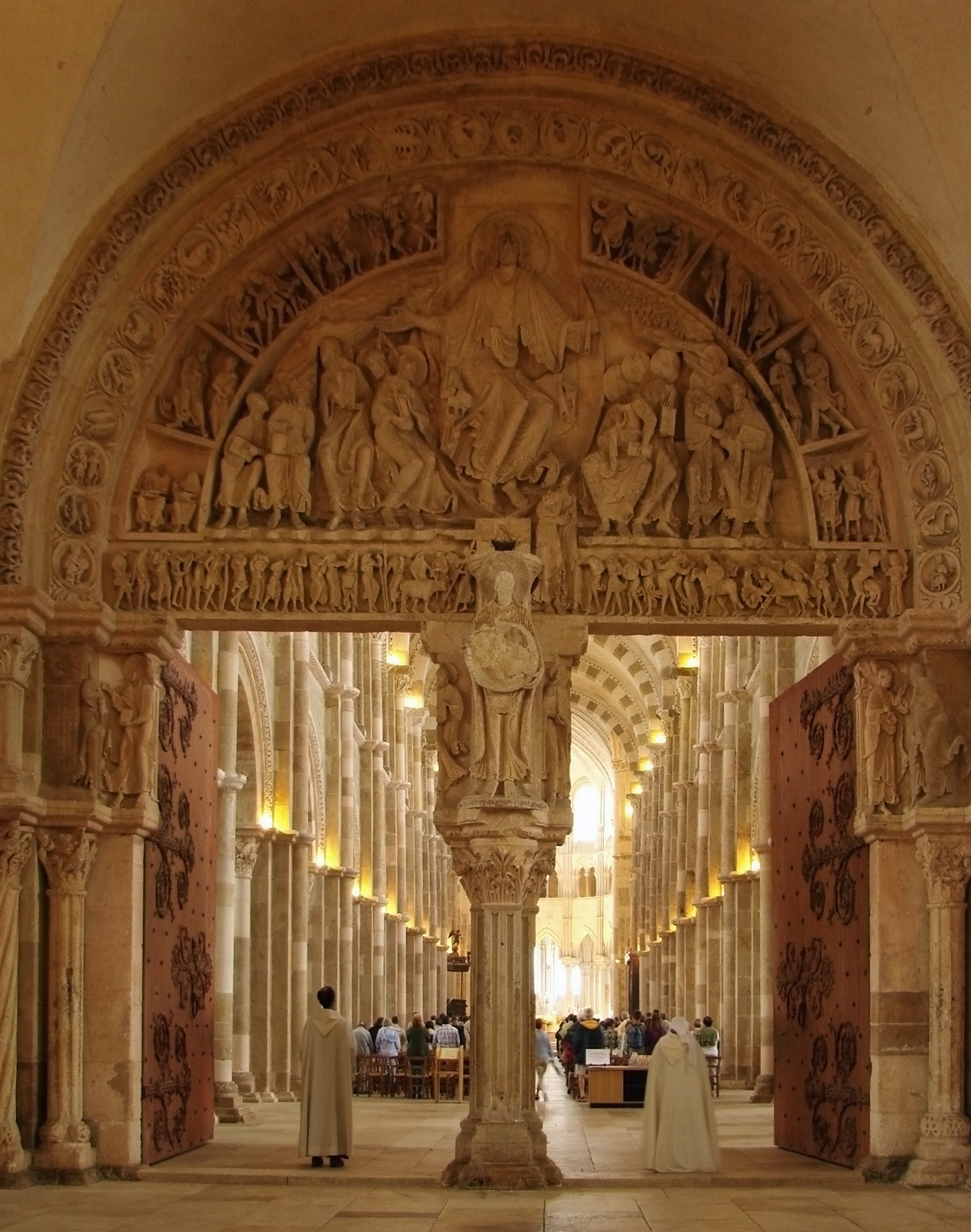
Le tympan du portail central à la Basilique de Vézelay.
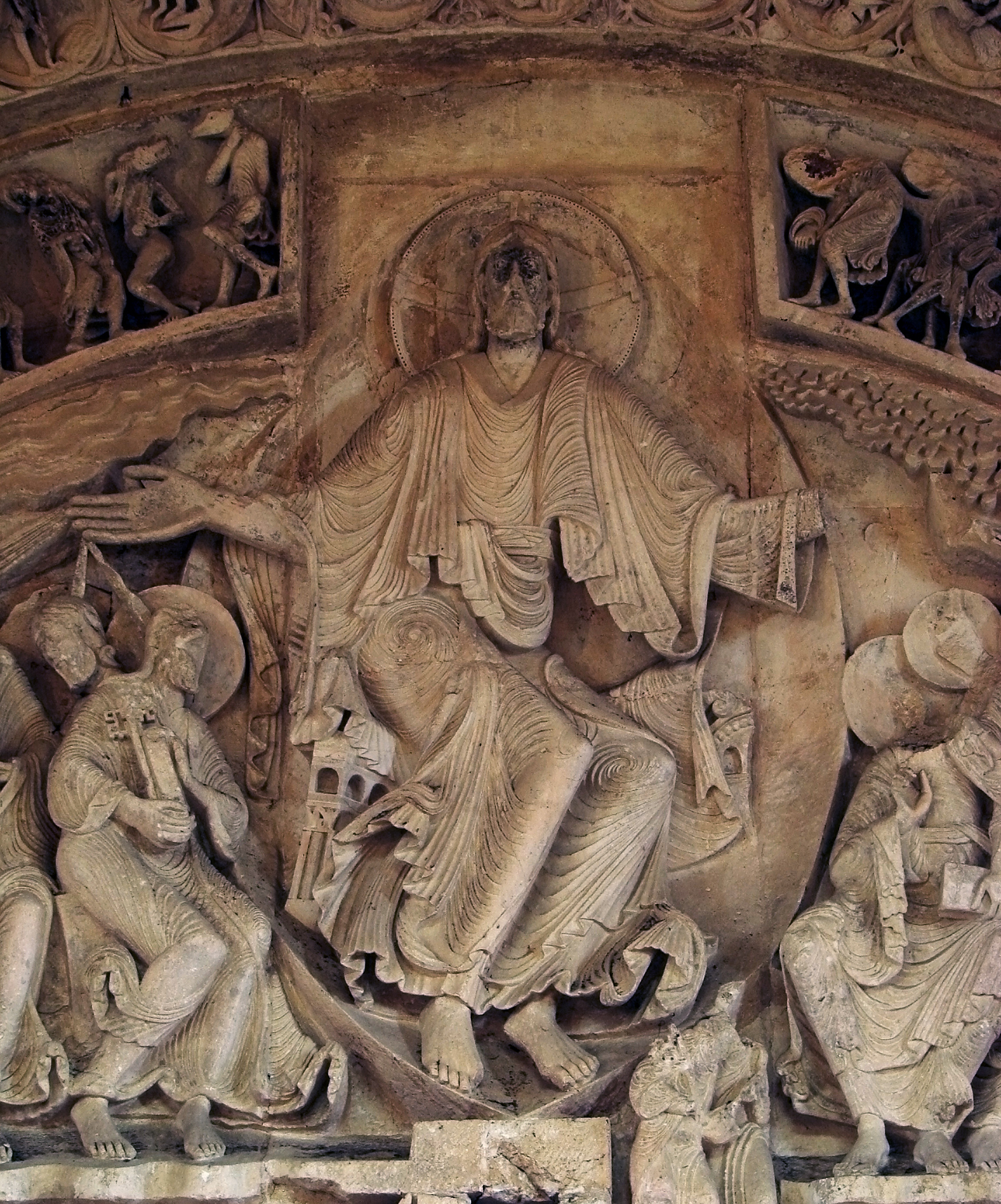
Détail du tympan de Vézelay.

#### La sculpture des cloîtres et les chapiteaux historiés

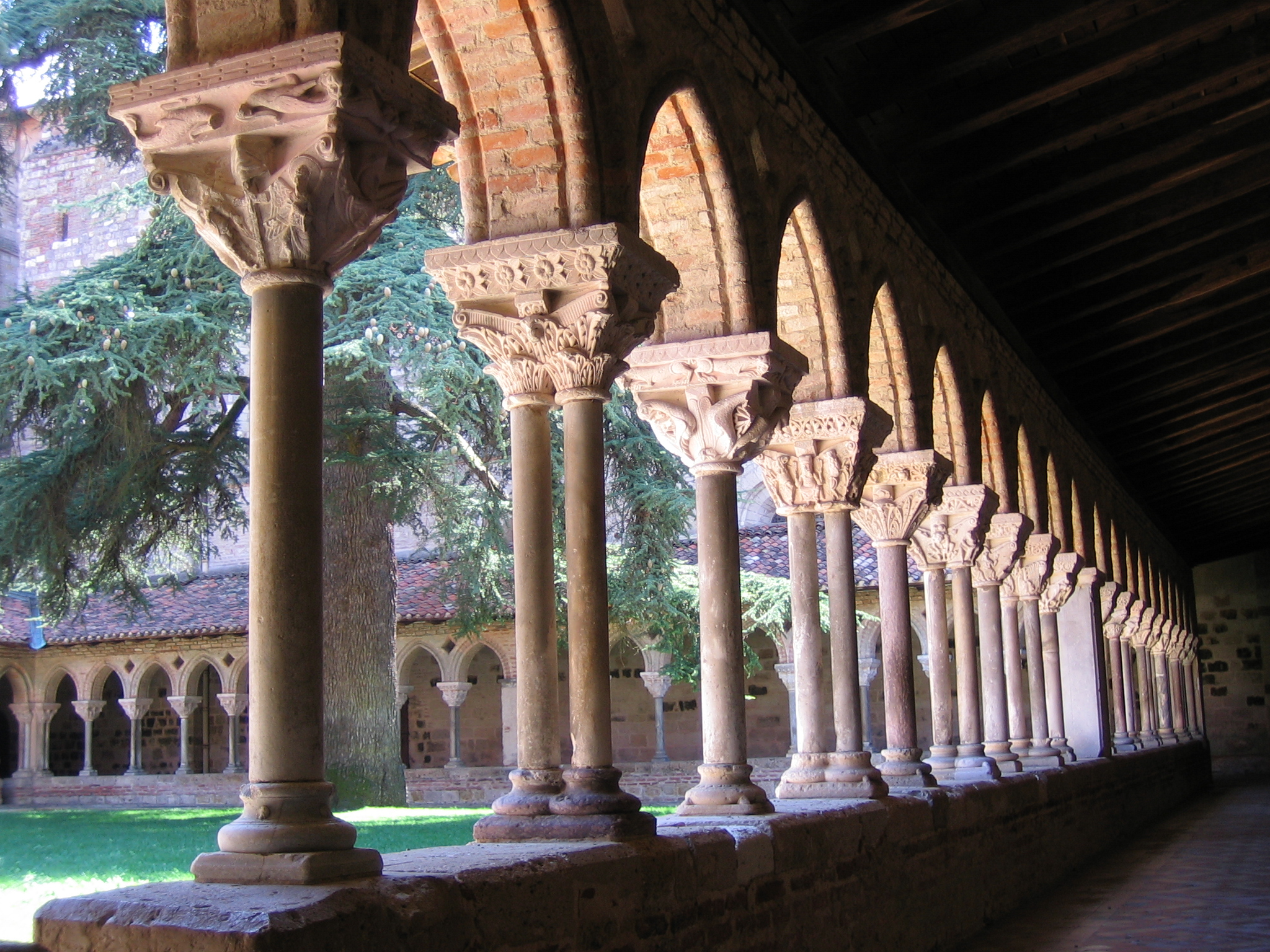
Abbaye de Moissac.

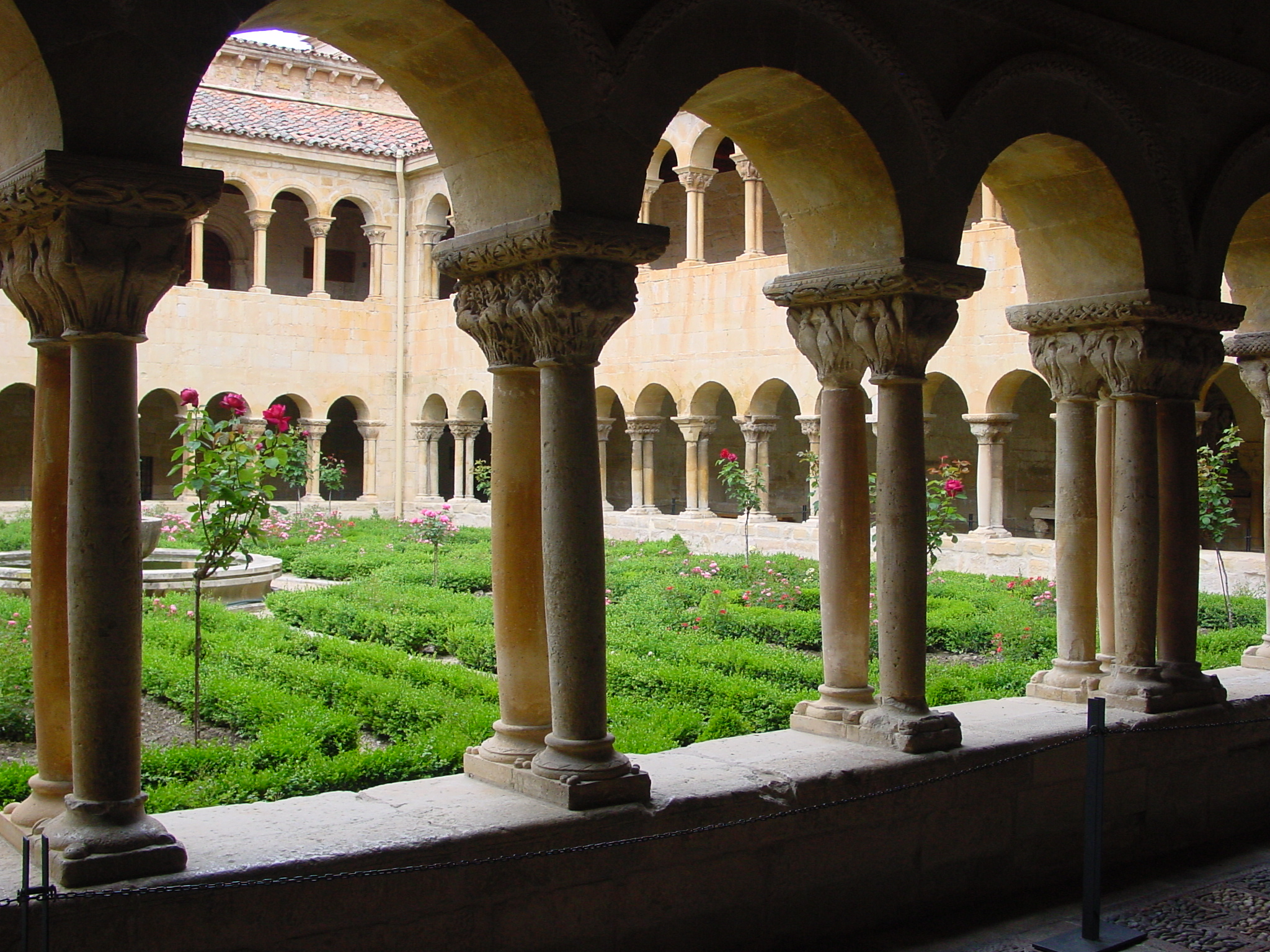
Abbaye Saint-Dominique de Silos.

Au cœur de la clôture monastique, le cloître est un lieu de prière, de méditation et de détente. C'est aussi un espace de liaison entre la salle capitulaire qui doit être ouverte sur le cloître pour que personne n'ignore une réunion, le réfectoire avec le lavabo, les dortoirs proches de l'église pour les offices de nuit, le chauffoir, la bibliothèque et les lieux d'études.
Des cloîtres du début du XIe siècle, il reste des vestiges de celui de l'abbaye Saint-Martin du Canigou montrant de simples arcades sur des piliers; à Saint-Philibert de Tournus vers 1050, les piliers sont doublés de colonnettes; et à la cathédrale de Besançon et Saint-Guilhem-le-Désert, les arcades reposent alternativement sur des piliers et des colonnettes. À cette époque, une certaine richesse dans les matériaux est recherchée avec parfois quelques chapiteaux sculptés de végétaux.
Le cloître historié de l'abbaye de Moissac daté de 1100 est le plus ancien exemple de cloître entièrement conservé. Les galeries sont appuyées aux angles et au milieu de chaque côté sur des piliers quadrangulaires reliés par des arcades soutenues alternativement par des colonnettes simples et doubles. Les piliers sont revêtus de plaques de marbre sculptées de grands personnages à l'effigie des Apôtres et d'un abbé du monastère, ce qui constitue une des grandes conquêtes de la sculpture de ce début de siècle. Les chapiteaux historiés sont associés à des chapiteaux ornementaux et figurés.
Les sculpteurs de l'abbaye ont aussi réalisé des chapiteaux pour un de ses prieurés, la Daurade à Toulouse. Dans les années 1130-1135, les travaux sont repris par un atelier très novateur avec des accents rappelant les arts précieux. Dans les premières décennies du XIIe siècle, les cloîtres historiés sont peu nombreux. On peut citer l'abbaye de Conques, Eschau, la salle capitulaire de Marcilhac-sur-Célé où des chapiteaux évoquent le Jugement dernier. À l'abbaye Saint-Sernin de Toulouse et Saint-Michel-de-Cuxa, les thèmes bibliques sont délaissés au profit d'animaux entrelacés dans des végétaux avec des monstres et des têtes grotesques.
Dans les églises, les chapiteaux historiés sont de plus en plus nombreux au début du XIIe siècle mais il est difficile d'y développer des thèmes sauf dans les édifices pourvus d'un déambulatoire comme à Notre-Dame-du-Port de Clermont-Ferrand, l'église de Saint-Nectaire ou Saint-Pierre de Chauvigny. Si les chapiteaux historiés se multiplient, certains sculpteurs s'inspirent des modèles de l'Antiquité pour les chapiteaux figurés. On voit aussi une renaissance du chapiteau corinthien utilisé à l'abbaye de Cluny III accompagné de pilastres cannelés faisant référence à l'art de la Rome antique.

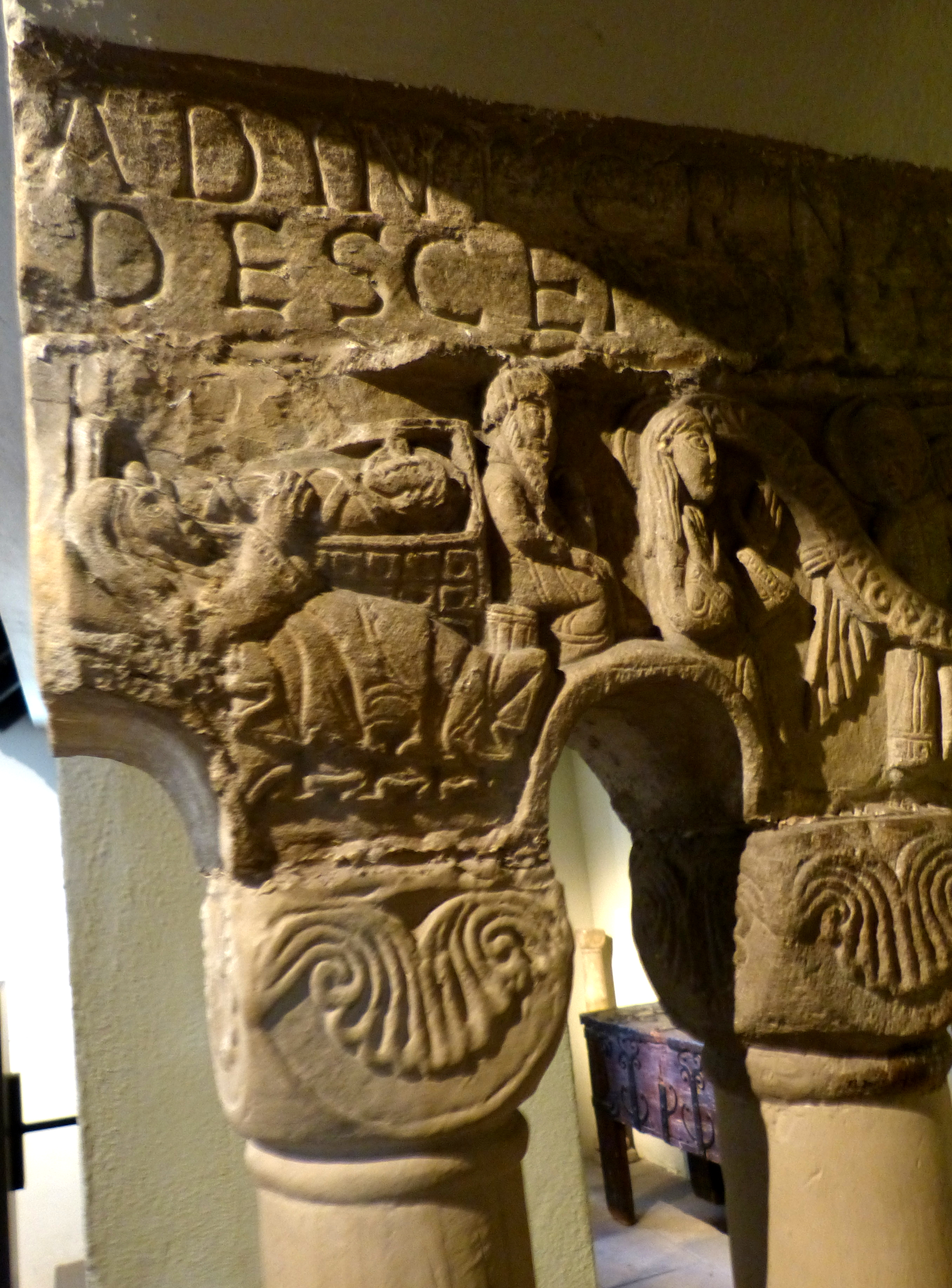
Église d'Eschau.
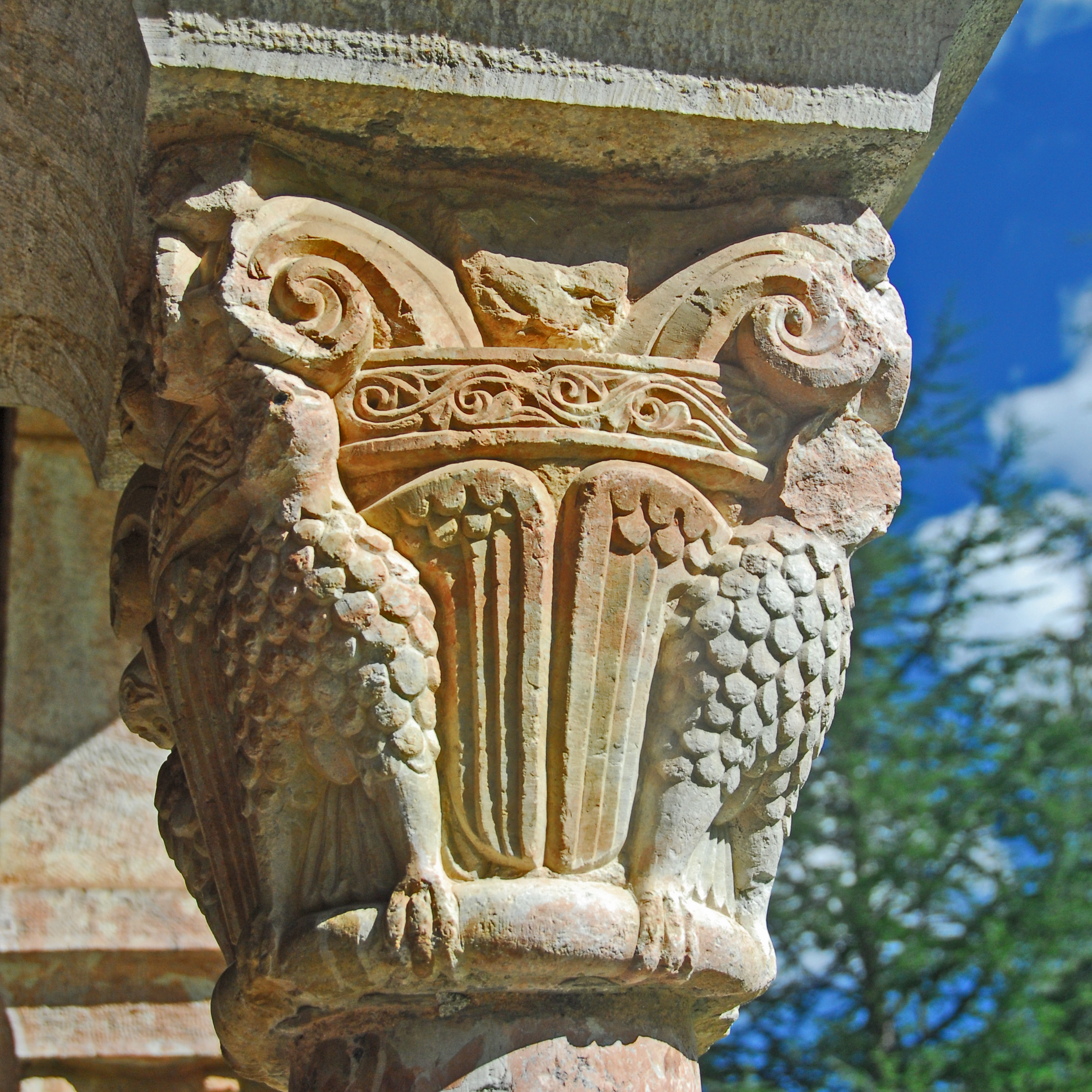
Abbaye de Cuxa.
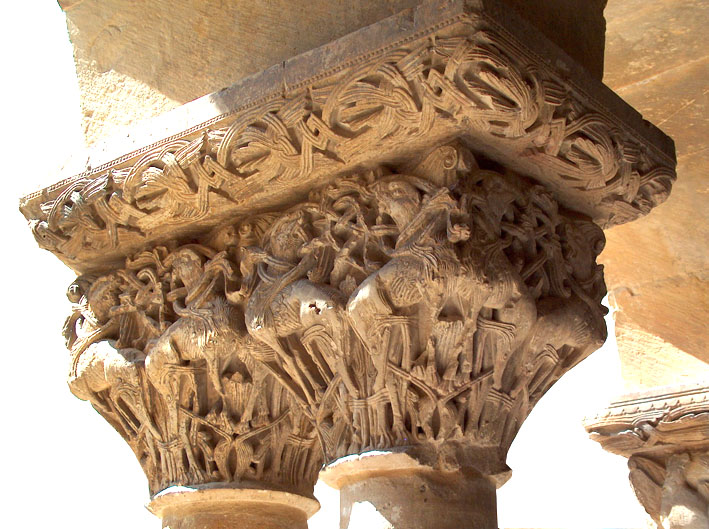
Abbaye de Silos.
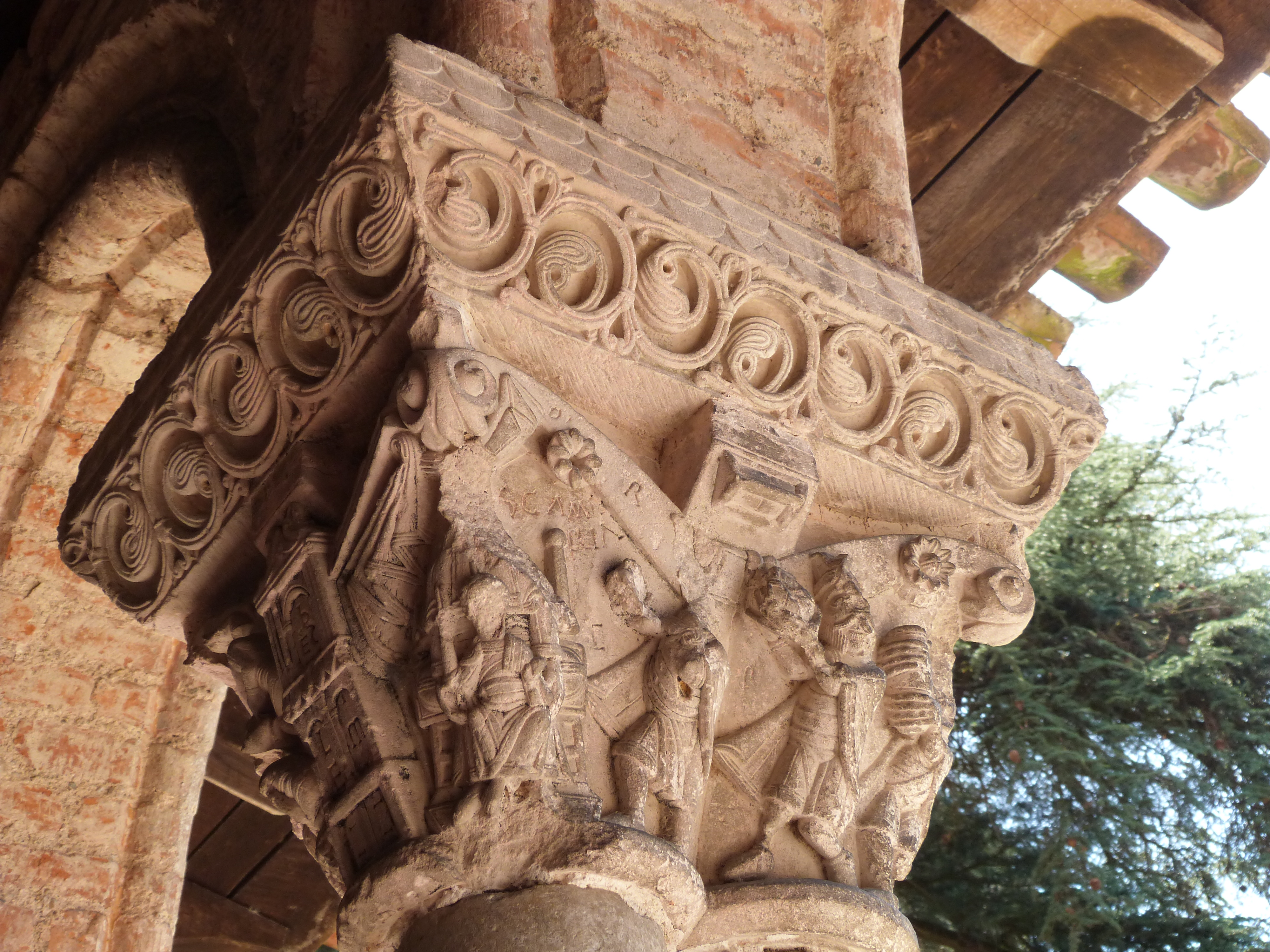
Abbaye de Moissac.
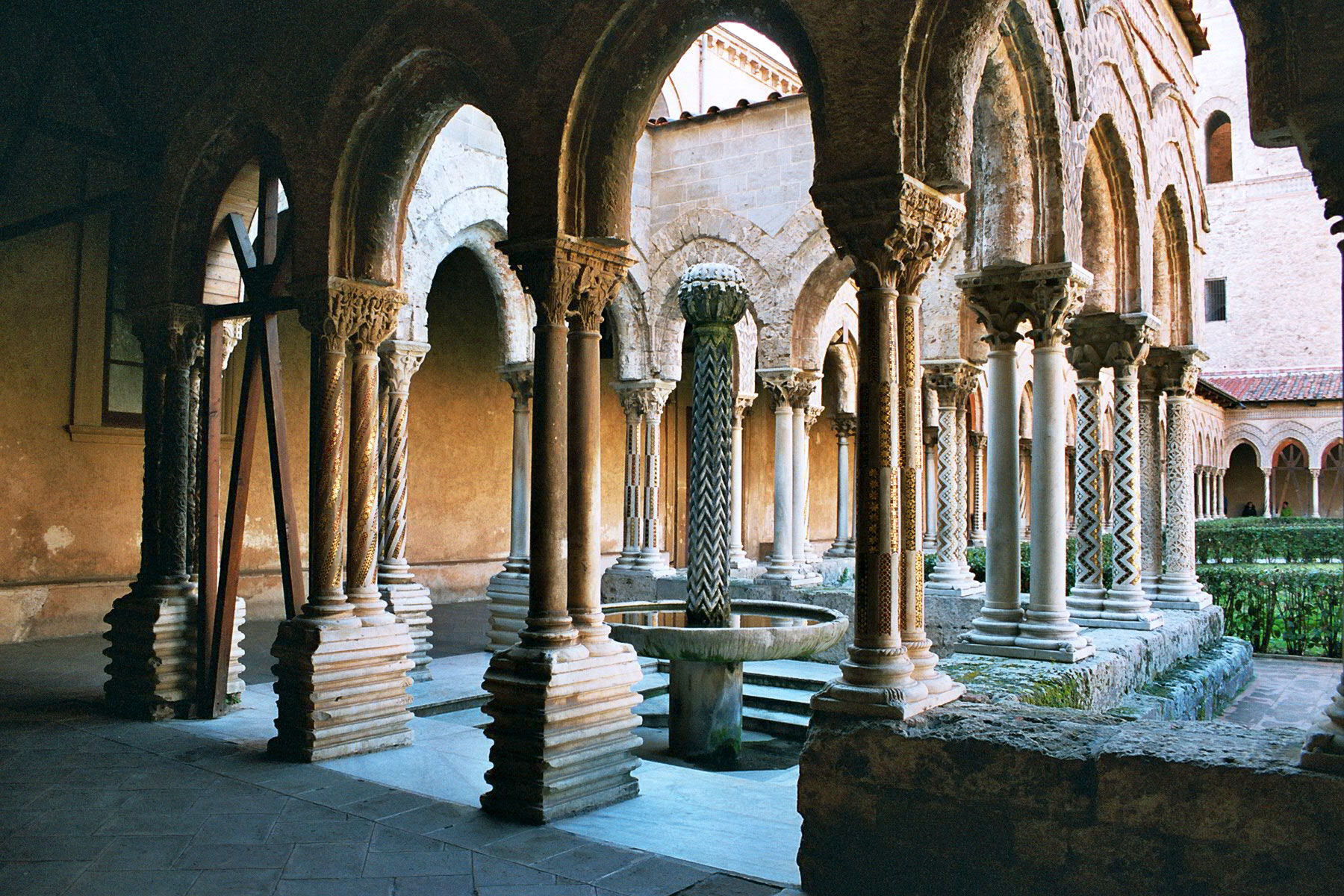
Cathédrale de Monreale.

#### La peinture murale et les vitraux

##### Peintures murales

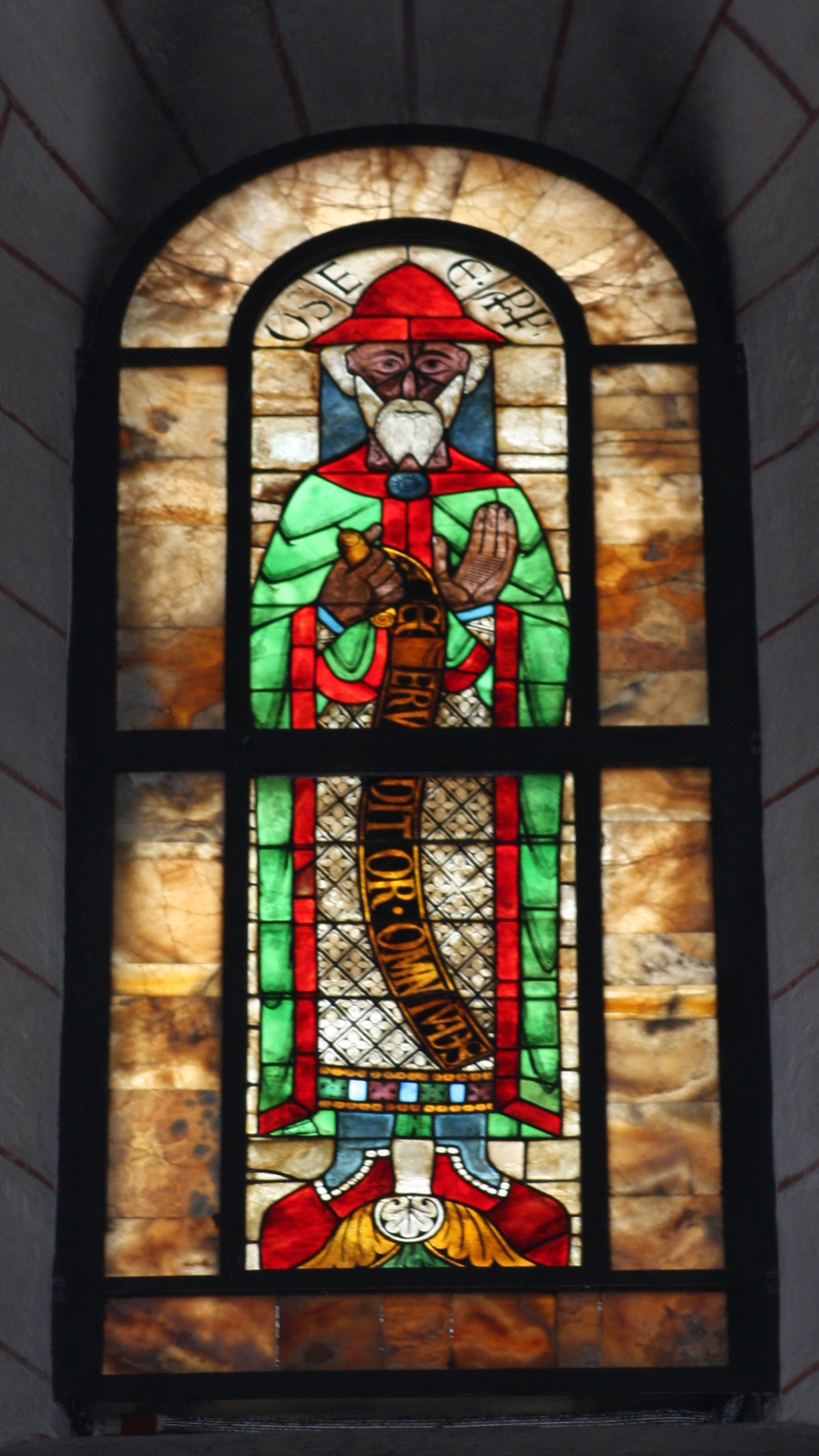
Osée, Augsbourg.

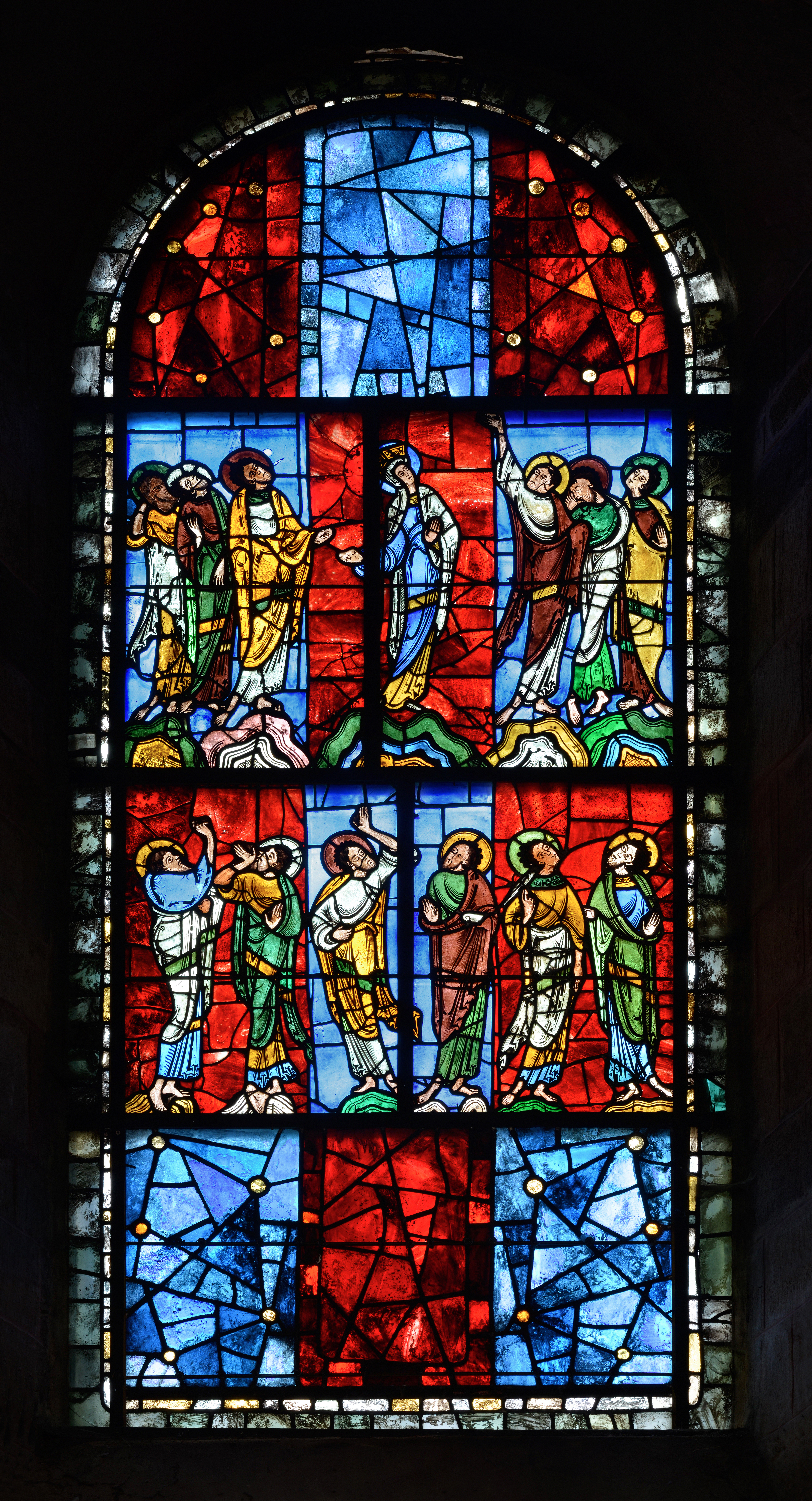
L'Ascension, Le Mans. Plus ancien vitrail sur site.

Dans l'architecture romane, la peinture est faite pour instruire et répondre à une certaine recherche de la beauté mais elle peut être aussi pour certains une injure au dénuement des pauvres et une source de divertissement. À l'époque romane l'attrait esthétique irrésistible de la couleur est justifiée par sa valeur symbolique et joue le rôle que prendra la lumière dans l'architecture gothique.
Les édifices romans offrent de vastes surfaces à la peinture qui est le plus souvent présente dans les lieux les plus sacrés, les chœurs et les absides avec le thème du Christ ressuscité. Les compositions en l'honneur des saints se développent près de leurs reliques, l'Ancien et le Nouveau testament décorent la nef, le Jugement dernier est souvent proche de la façade, à l'opposé des absides.
Les artistes se déplacent et on peut suivre un peintre par ses œuvres des deux côtés des Pyrénées ou par les textes, par exemple un artiste de Tours réalise deux cycles sur l'Apocalypse et le Jugement dernier à l'abbaye de Saint-Benoît-sur-Loire vers 1030. Les régions du Berry, du Poitou et de la Vallée du Loir ont recueilli l'héritage commun d'un certain art carolingien finissant et Poitiers autour de l'an 1100 devient un véritable foyer artistique avec une influence sur l'abbaye de Saint-Savin-sur-Gartempe et peut-être jusqu'en Haut-Aragon et en Catalogne. En Bourgogne, l'esprit clunisien et le raffinement de sa culture transparaît dans les réalisations picturales qui intègrent des apports artistiques divers et en particulier byzantins qui sont aussi présents dans des peintures du sud-est de la France.
En Italie du Nord, la décoration de l'abside de la basilique Saint-Vincent de Galliano est datée de 1007 avec des influences antiques, byzantines et ottoniennes. Vers 1100, San Pietro al Monte de l'abbaye de Civate présente des éléments byzantins très moderne et cette influence est encore plus visible à Sant'Angelo in Formis près de Capoue où un ensemble de fresques est le plus complet et le mieux conservé de l'Italie du Sud.
À Rome, vers 1100, les papes désirent faire passer leur message réformateur et exercent un mécénat important avec des artistes de haut niveau. Une iconographie riche, une palette claire et vive, une certaine typologie des visages et un goût minimum de l'ornementation caractérisent cette école qui existe encore en 1255 mais avec une altération liée au gothique.
La peinture romane est aussi visible sur des édifices non voûtés et il reste un seul plafond à figures dans la petite église de Zillis dans les Grisons. Cette iconographie du milieu ou troisième quart du XIIe siècle est consacrée au Christ et à saint Martin avec des bordures d'animaux marins fantastiques.

##### Vitraux
Le vitrail roman a des fonctions religieuses et spirituelles liées au verre qui laisse passer la lumière qui ne peut être qu'une manifestation divine. Dans l'architecture romane, les ouvertures sont rares et petites et on utilise du verre clair ou sans couleurs traité par de la grisaille. La préciosité de l'exécution rappelle les travaux d'orfèvrerie, les autels portatifs et les retables émaillés.
Les vitraux des pays germaniques sont différents dans leur style avec ceux de France et en particulier de ceux du nord du pays. Il reste seulement trois ensembles importants provenant de la cathédrale de Strasbourg, de la collégiale Saint-Patrocle de Soest et la série des panneaux du monastère d'Arnstein déposés au musée d'art et d'histoire culturelle de Westphalie à Münster. Les vitraux français du XIIe siècle du groupe de l'ouest sont très liés à l'art monumental et à la peinture romane du sud-ouest de la France. L'Ascension de la cathédrale du Mans est dans le même registre que la Vie de Noé de Saint-Savin-sur-Gartempe. À la cathédrale de Poitiers, dans un édifice commencé vers 1160, les vitraux du chevet plat sont pleinement romans et proches de l'Ascension du Mans.
Deux autres groupes indépendants ont reçu des apports byzantins dans la deuxième moitié du XIIe siècle. La région rhodanienne avec le prieuré clunisien du Champ-près-Forges possède des vitraux datés des années 1160-1170 et on peut noter en Angleterre, dans un style protogothique, les verrières de la cathédrale de Canterbury,,.

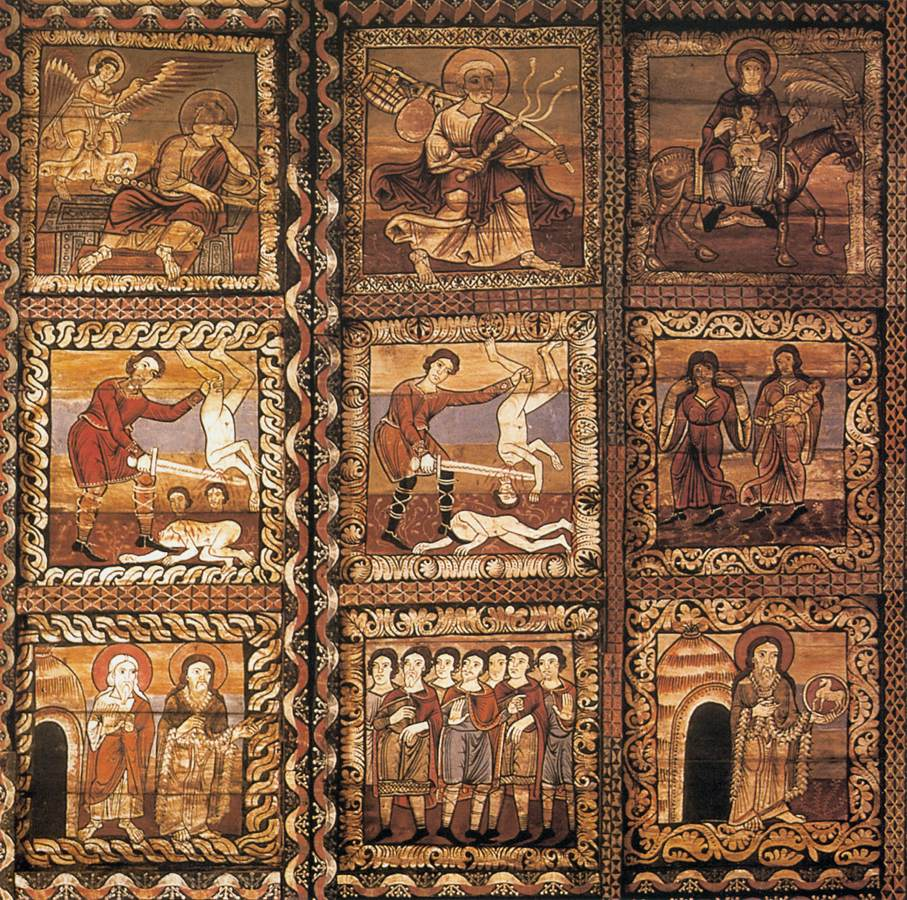
Le plafond peint de Zillis.
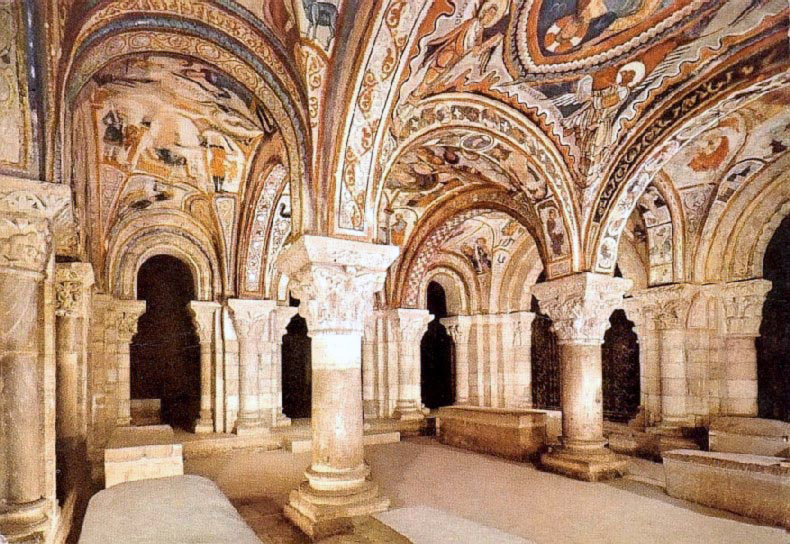
Panthéon de la Basilique Saint-Isidore de León.
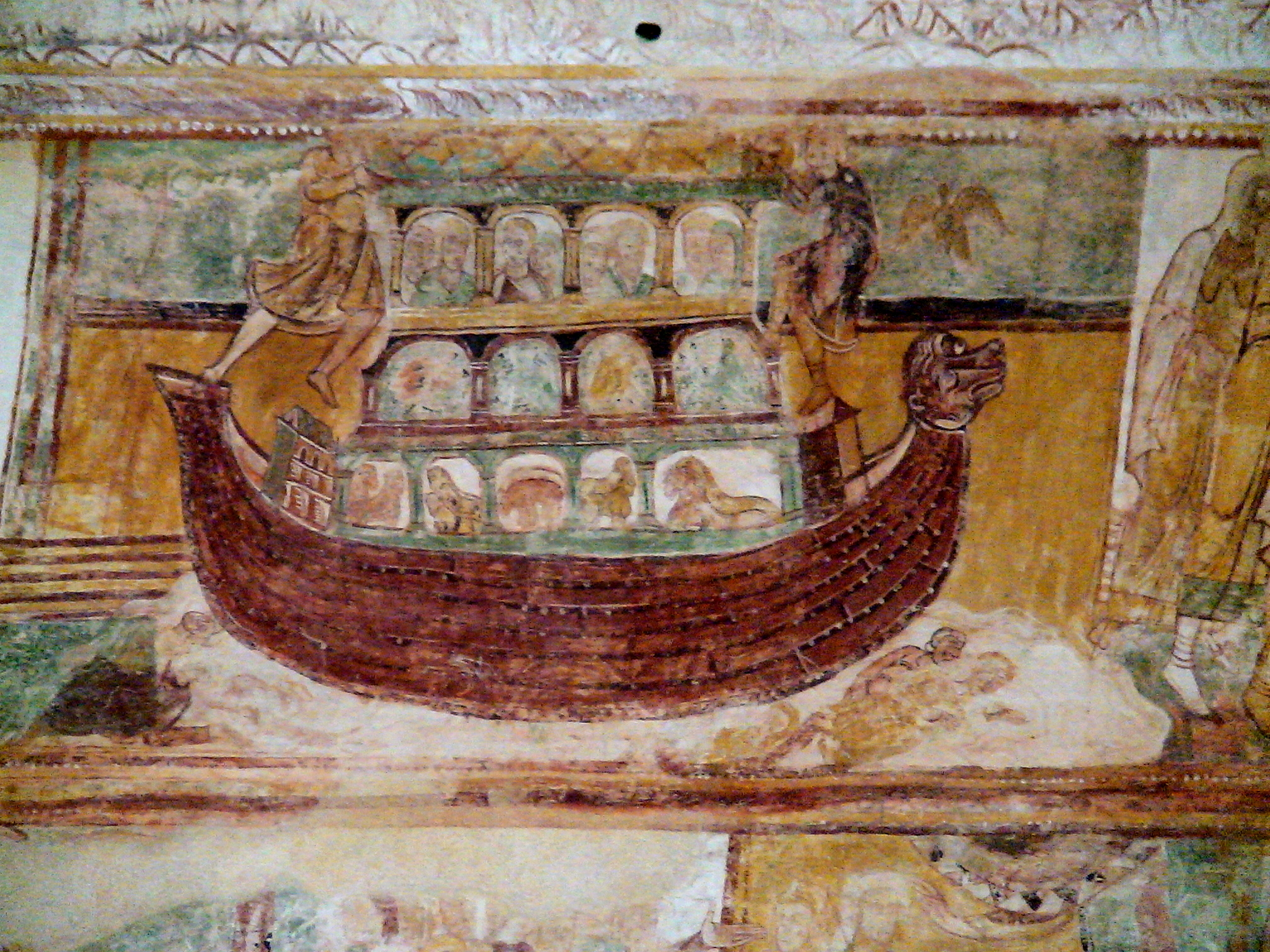
Abbaye de Saint-Savin-sur-Gartempe.
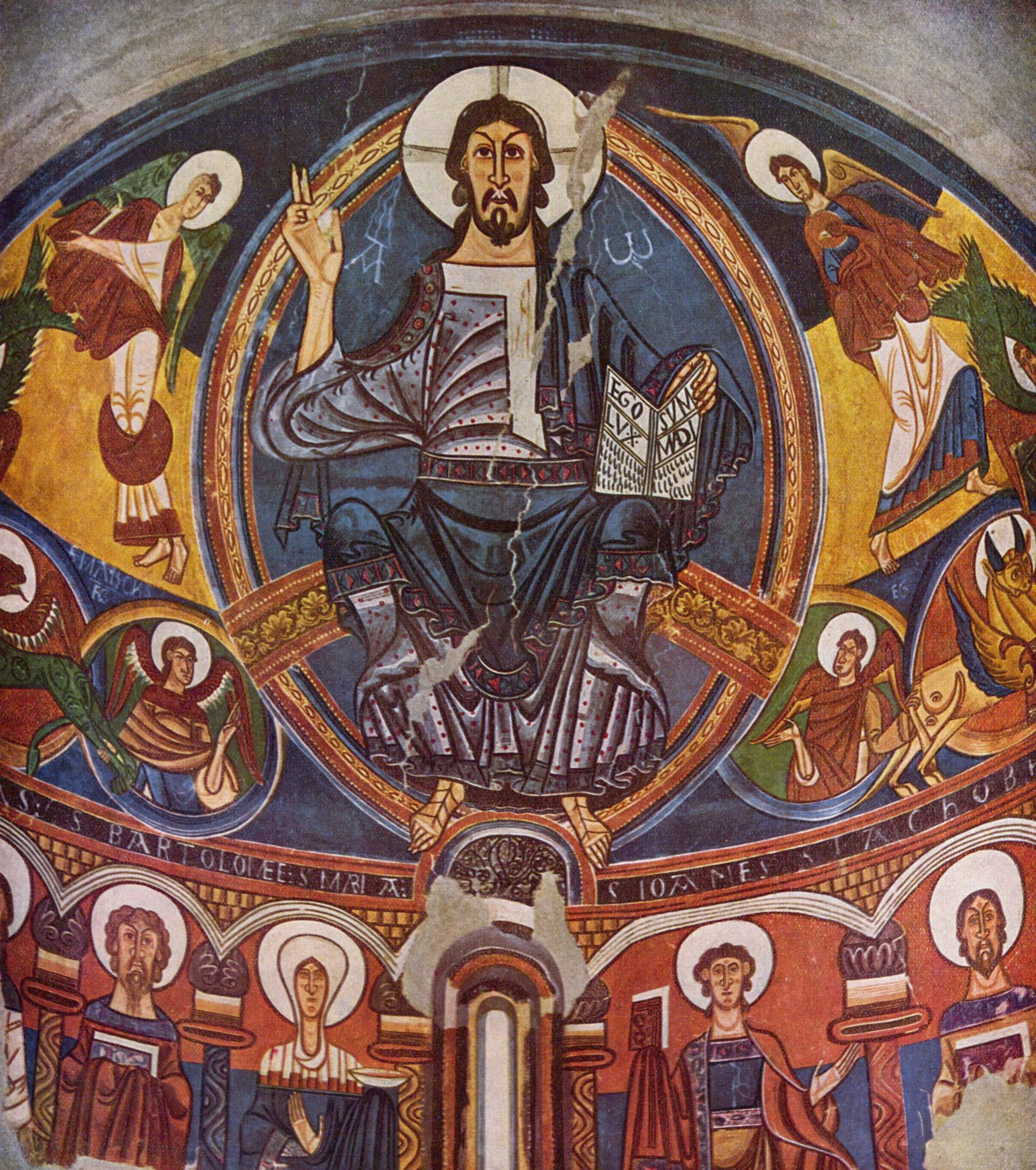
Basilique Sant'Angelo in Formis.
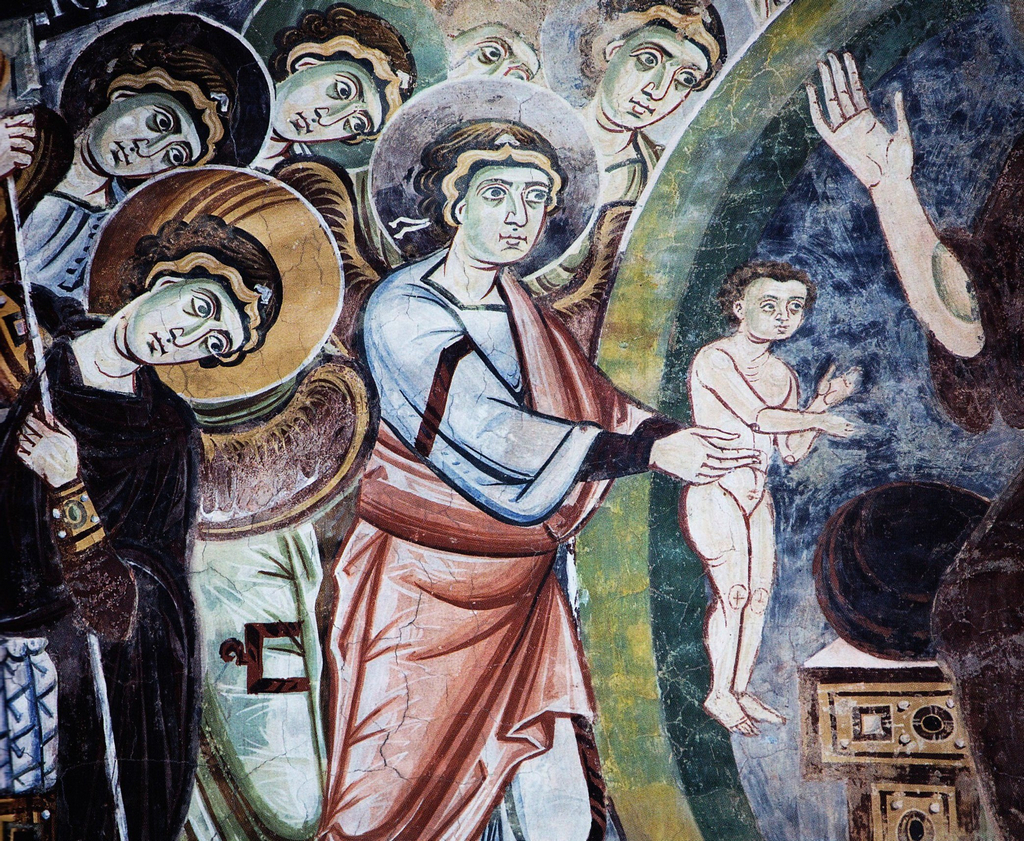
Abbaye de Civate.

### Synthèse des caractéristiques principales des édifices

#### Plan

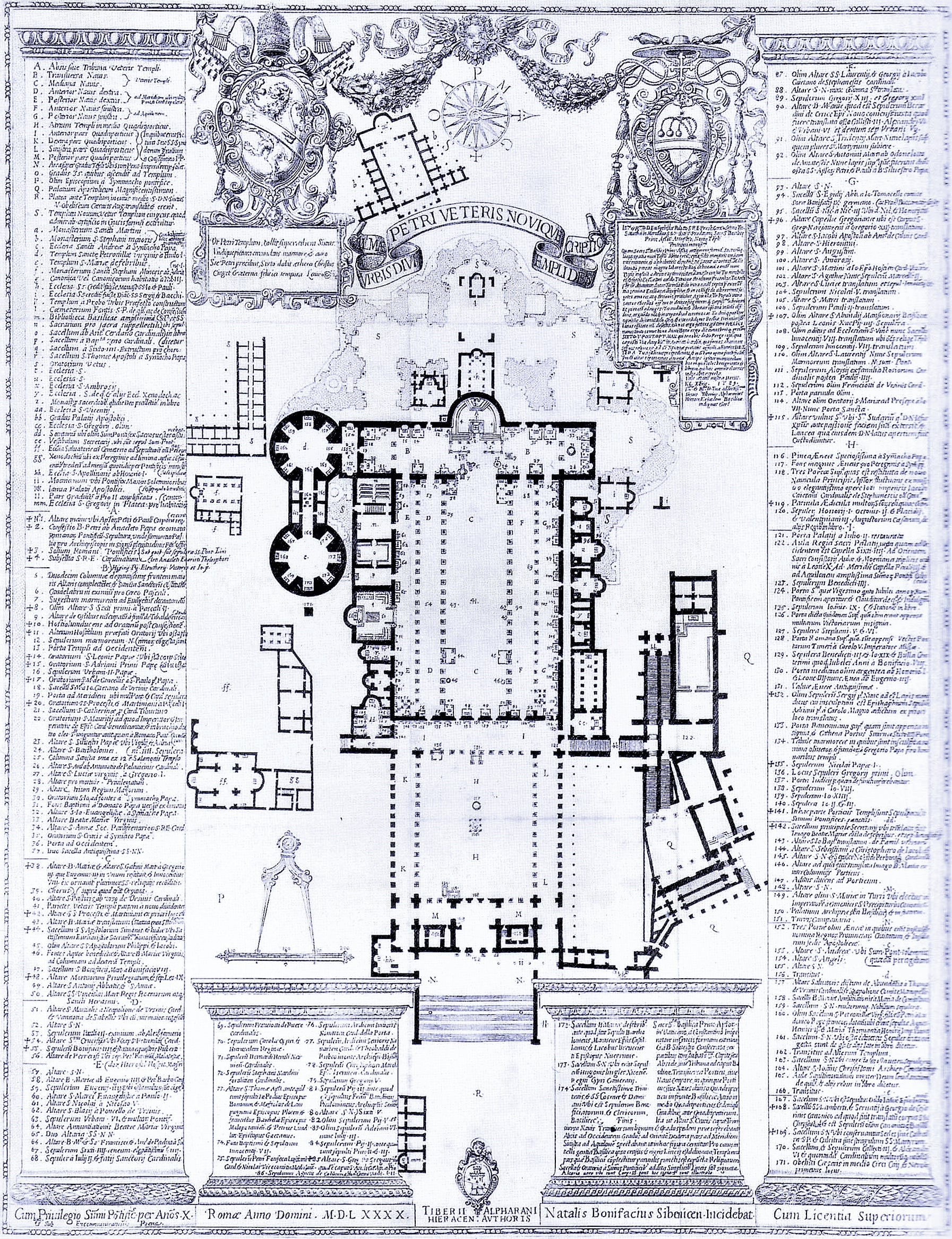
Saint-Pierre de Rome en 1540.

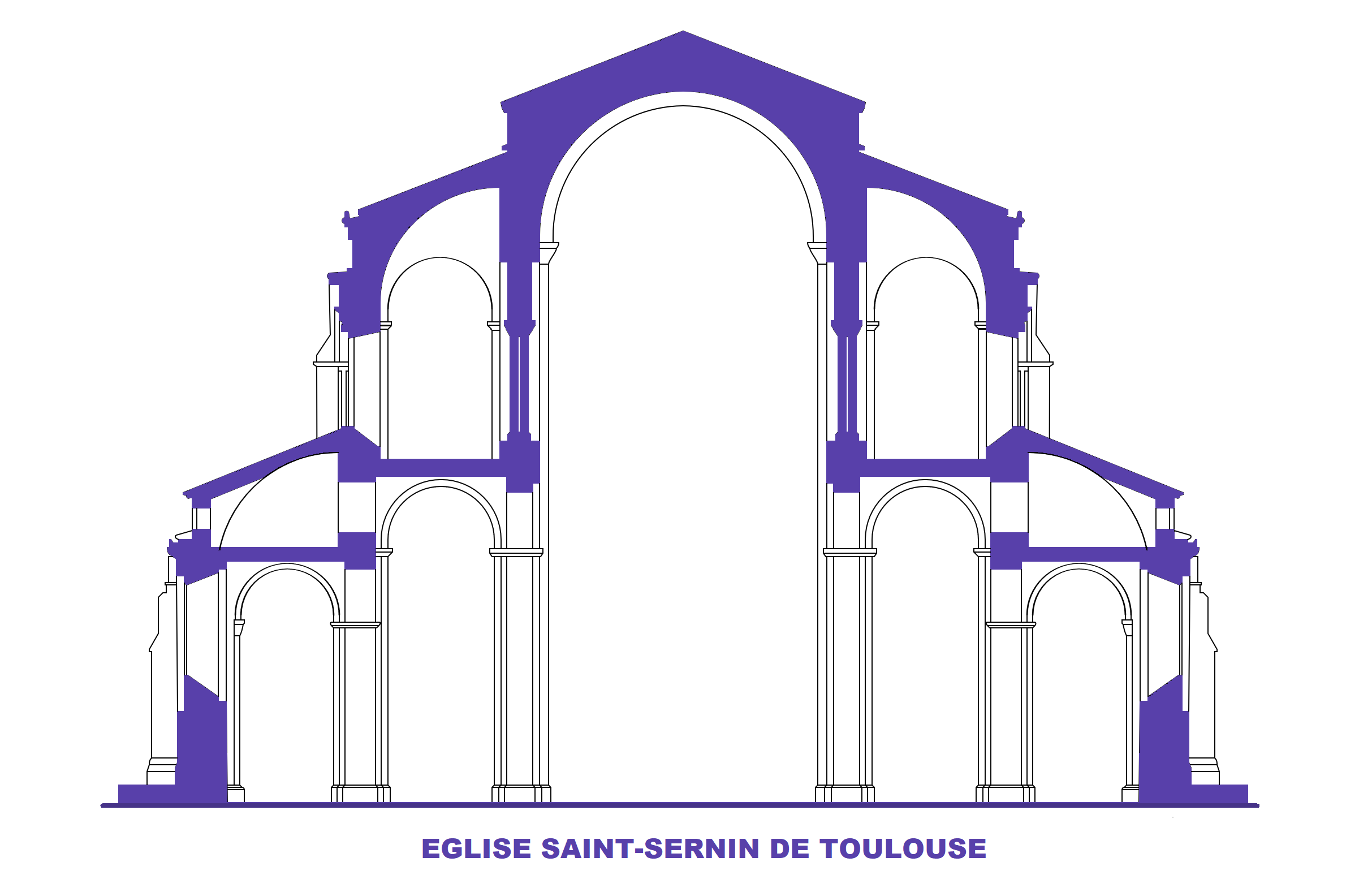
Église à cinq vaisseaux, Saint-Sernin de Toulouse.

Le plan des églises correspond à l'espace nécessaire aux différentes fonctions et aux différents groupes de personnes. Plusieurs solutions sont trouvées par les architectes romans afin de répondre, pour les églises les plus grandes, à deux contraintes : disposer les autels secondaires dans des chapelles dédiées et favoriser la circulation des fidèles et des officiants autour de ces autels et des reliques. Les principaux dispositifs retenus sont le plan basilical sans transept à une ou trois nefs (premier âge roman) ; le plan en croix latine avec la nef suivie par un transept saillant, un chœur à chapelles alignées ou à chapelles orientées et échelonnées (typique du plan bénédictin ; le plan en croix latine avec chœur à déambulatoire et à chapelles rayonnantes. C'est ce dernier dispositif, particulièrement adapté pour les églises de pèlerinages et favorisant la superposition harmonieuse de volumes depuis les absidioles jusqu'au chœur, qui aura la postérité la plus grande. « S'inspirant peut-être de certaines basiliques romaines, les constructeurs romans mettent au point un plan répondant à la fois aux nécessités de la liturgie et à des considérations pratiques de circulation ». Ce plan cruciforme avec un transept saillant est issu de lointains prototypes basilicaux de Rome (basilique Saint-Paul-hors-les-Murs et Saint-Pierre) ou de Thessalonique (Hagios Demetrios) qui disposent d'un transept dès le IVe siècle.

#### Élévation
Les édifices charpentés ont une élévation à un ou deux niveaux : le premier niveau correspond aux grandes arcades du vaisseau central qui ouvrent sur les collatéraux et qui sont surmontées par un deuxième niveau (tribunes apportant à la nef un éclairage indirect ou fenêtres hautes apportant un éclairage direct). 
Dans les églises voûtées en pierre, les architectes romans sont confrontés au poids important du couvrement qui développe une poussée oblique sur les murs, tendant à les écarter et compromettant sérieusement la stabilité de l'édifice. Ils adoptent d'abord un plan compact et simple avec des édifices bas aux ouvertures réduites pour ne pas fragiliser les murailles, des murs épais et raidis par les contreforts.
Les maîtres d'œuvre se résignent initialement à adopter des solutions pondérées, privilégiant la ligne horizontale par des développements en largeur, mais certains avec hardiesse prennent le parti de la verticalité et de la luminosité sans posséder encore les moyens techniques des architectes gothiques. Dans la seconde moitié du XIe siècle, la voûte de pierre est généralisée dans tous les édifices, et les problèmes d'équilibre globalement maîtrisés. Les bâtisseurs romans peuvent dès lors mettre au point différents partis permettant de maintenir la stabilité de la structure tout en assurant un éclairage périphérique ou supérieur qui assure par des jeux d'ombre et de lumière l'animation de l'édifice ou crée un équilibre visuel : élévation à deux, trois (arcades, tribunes ou faux triforium, fenêtres hautes) ou quatre niveaux (arcades, tribunes, triforium, fenêtres hautes). Un cas particulier concerne les nefs à séries de coupoles qui présentent au maximum le compartimentage du volume intérieur. Les maîtres d'œuvre peuvent aussi se consacrer à l'ornementation de leurs édifices au niveau des tympans, des voussures et chapiteaux.
Ces différentes types d'élévations permettent de nuancer la vision de l'église romane relativement sombre en raison de l'épaisseur de ses murailles percées d'étroites meurtrières et de la parcimonie de ses ouvertures, opposée à l'église gothique baignée de lumière.

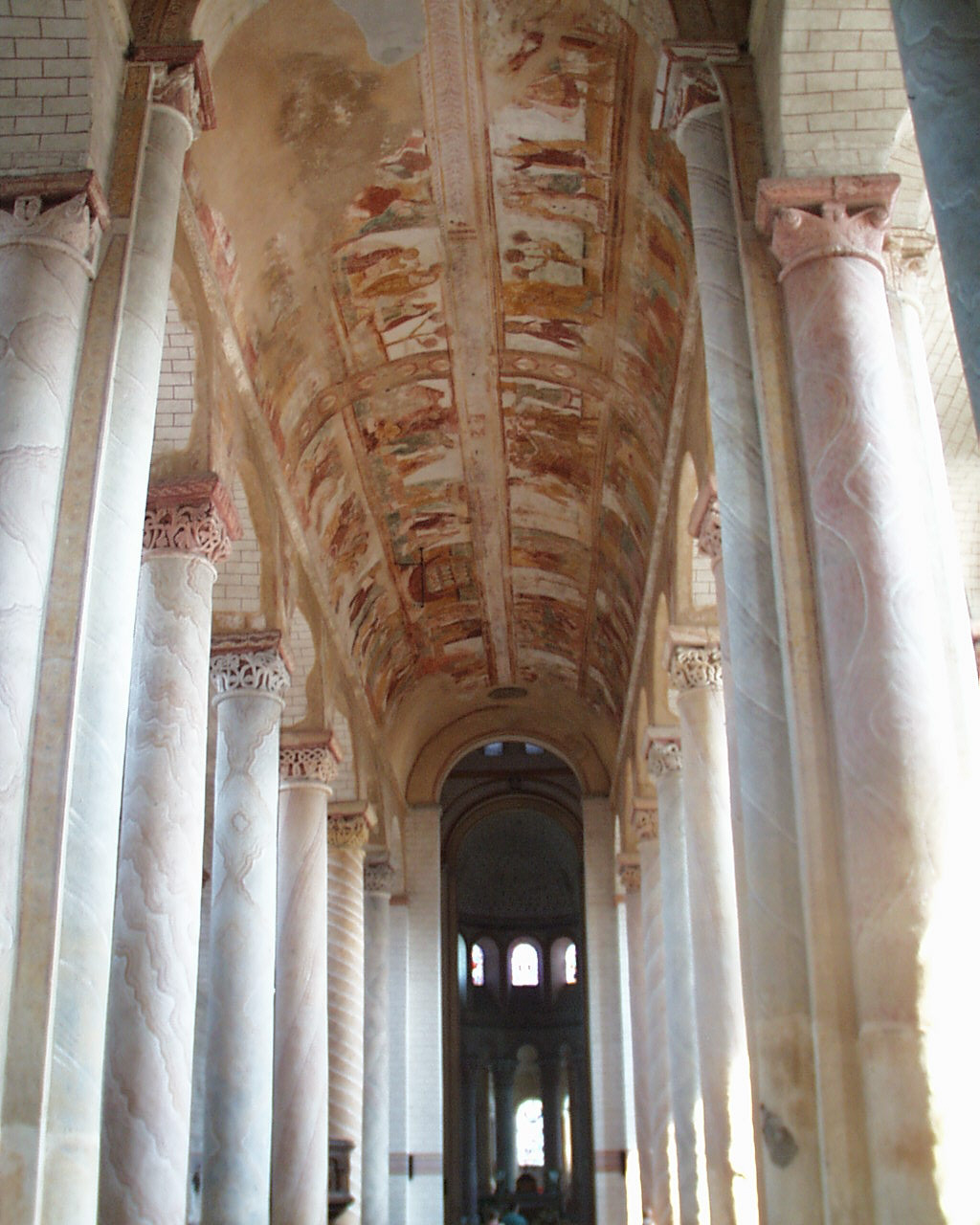
Élévation à un niveau, abbatiale de Saint-Savin-sur-Gartempe[62].
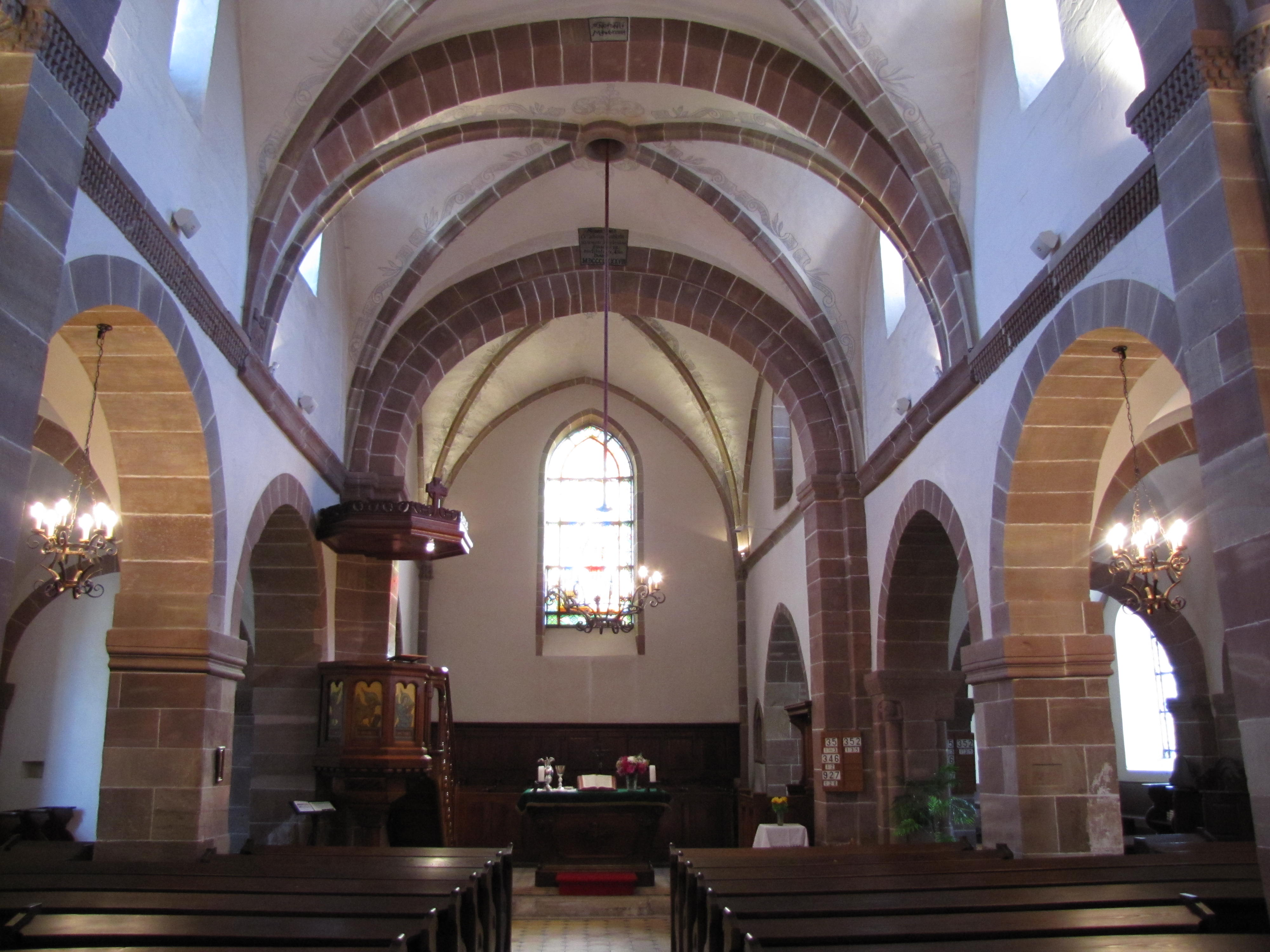
Élévation à deux niveaux séparés par un cordon, église de Dorlisheim[63].
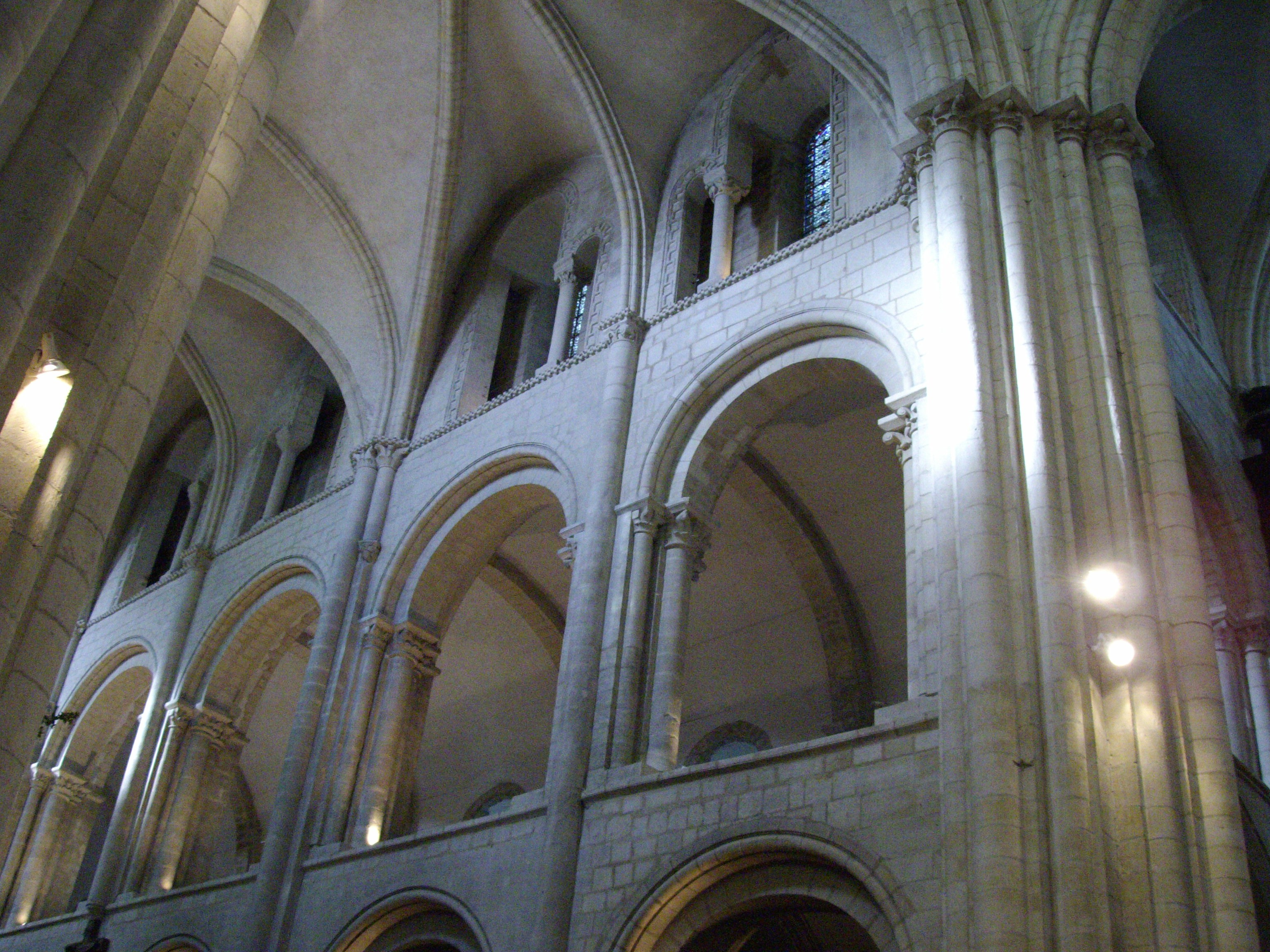
Élévation à trois niveaux avec coursive, Église Saint-Étienne de Caen.
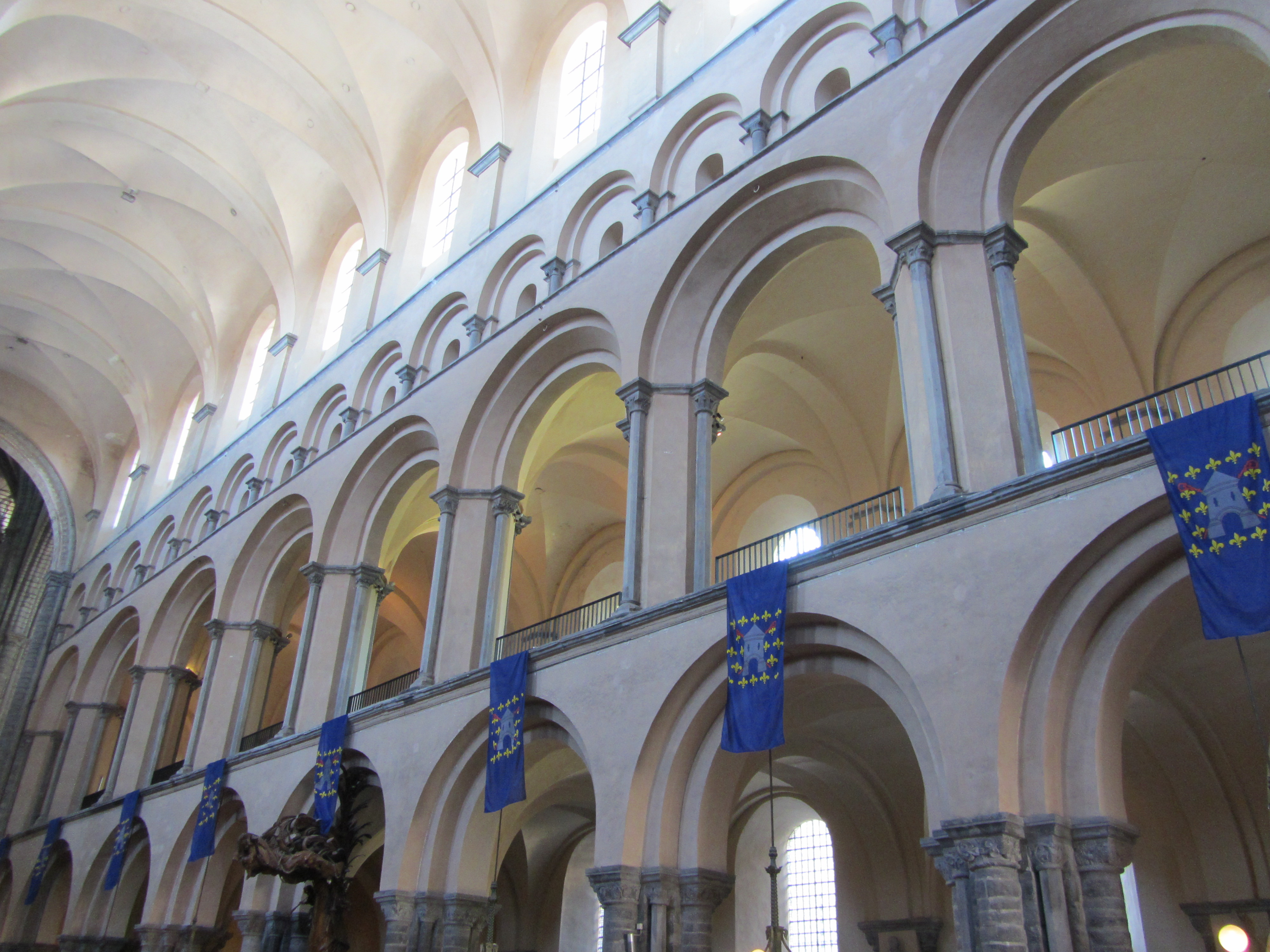
Élévation à quatre niveaux, cathédrale de Tournai.

#### Façade principale
La façade typique, occidentale, est du type façade à pignon avec une composition en quadrillage divisée en trois registres rythmés par des lignes horizontales (bandeaux, corniches, larmiers). Son registre inférieur s'ouvre sur un portail unique en plein cintre et à voussures. Le second registre est un mur percé d'ouvertures (oculus, fenêtre voire rosace polylobée ou à remplage rayonnant, ouverte dans l'axe de la nef) ou d'arcatures et amorti par un pignon qui forme le registre supérieur. La grande invention de l'architecture romane a consisté à animer le soubassement et le portail d'une importante décoration sculptée (linteau, trumeau pour donner à l'accès plus de largeur, tympan souvent historié). Les piédroits sont particulièrement sculptés et peuvent constituer à eux seuls les articulations de l'entrée solennelle. Les églises modestes ont un portail unique, les plus importantes l'encadrent par deux portails secondaires. Les architectes romans ont joué avec l'épaisseur du mur de la façade, pour repousser la porte à l'arrière-plan et créer des plans successifs afin d'obtenir des ébrasements. Dans le deuxième quart du XIIe siècle, les artistes romans substituer aux colonnes des ébrasements des statues. L'arc de décharge dont la fonction est de soulager le linteau est progressivement transformé en plusieurs arcs, les voussures de plus en plus larges vers l'extérieur et qui meublent les ébrasements. La multiplication des voussures fait saillir les portails au-devant des façades et aboutit au porche à ébrasement à ressauts. La sculpture, d'abord limitée aux chapiteaux des colonnes des ébrasements, envahit tout le portail à la fin du XIe siècle.
Dans la composition de ce quadrillage, interviennent les contreforts, éléments verticaux. Généralement massifs, ils peuvent être plats, saillants ou façonnés en forme de colonnes engagées simples ou couplées.
Les maîtres d'œuvre romans optent parfois pour le massif occidental, l'église-porche ou la façade harmonique (façade symétrique à trois portails, le central plus large, les deux latéraux surmontés de tours abritant les cloches) inventée par les architectes normands et qui sera reprise dans toutes les grandes cathédrales gothiques. Certains choisissent une façade-écran ou un clocher-porche.
Les fenêtres n'ont, en général, ni tympan, ni remplage. Les architectes utilisent le simple ou double ébrasement pour que la lumière pénètre davantage dans l'édifice. Elles sont fermées par des châssis de bois vitré ou des vitraux, parfois elles sont closes de simples dalles de pierre ajourées appelées transennes.

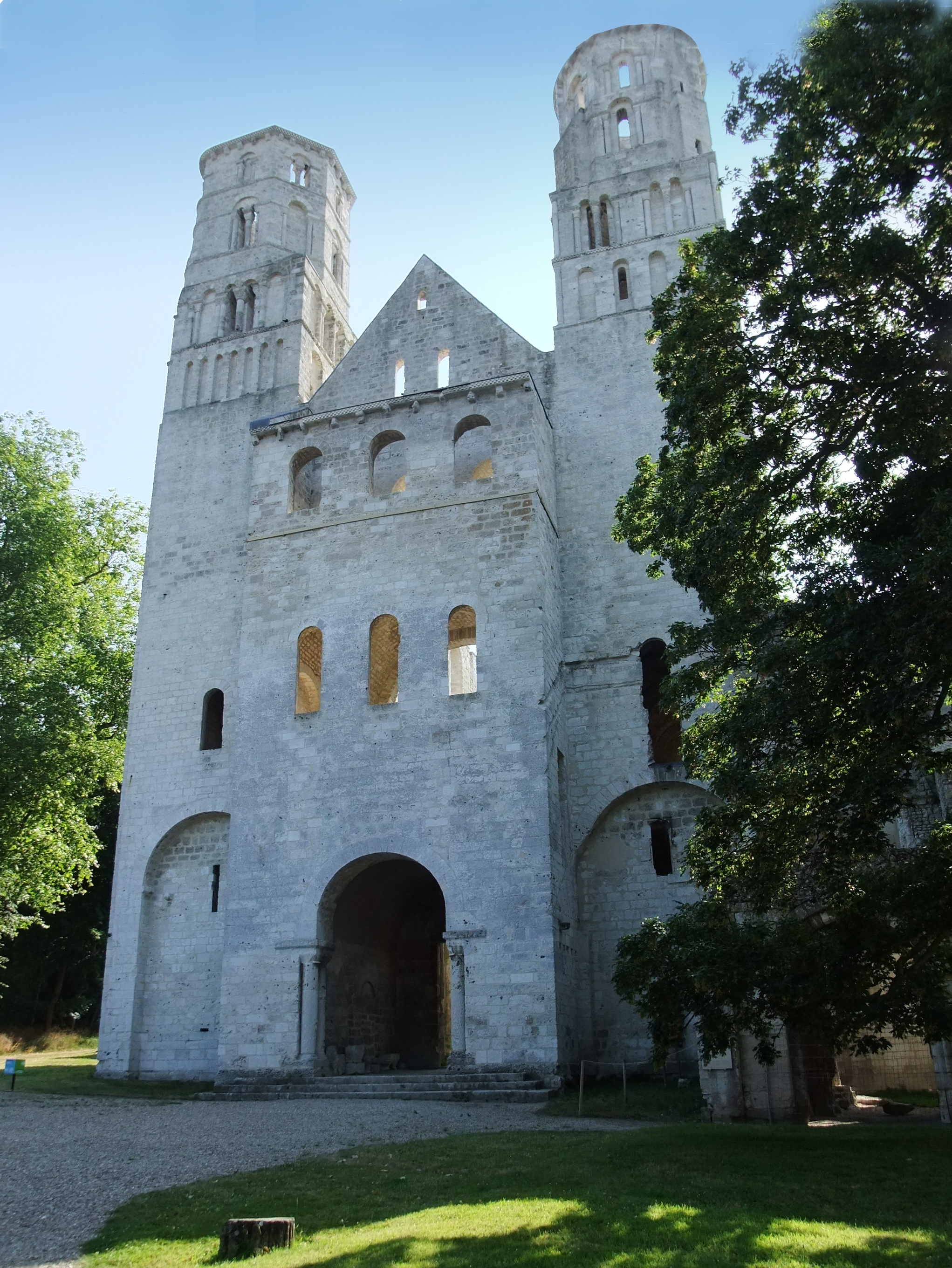
Massif occidental, abbaye de Jumièges.
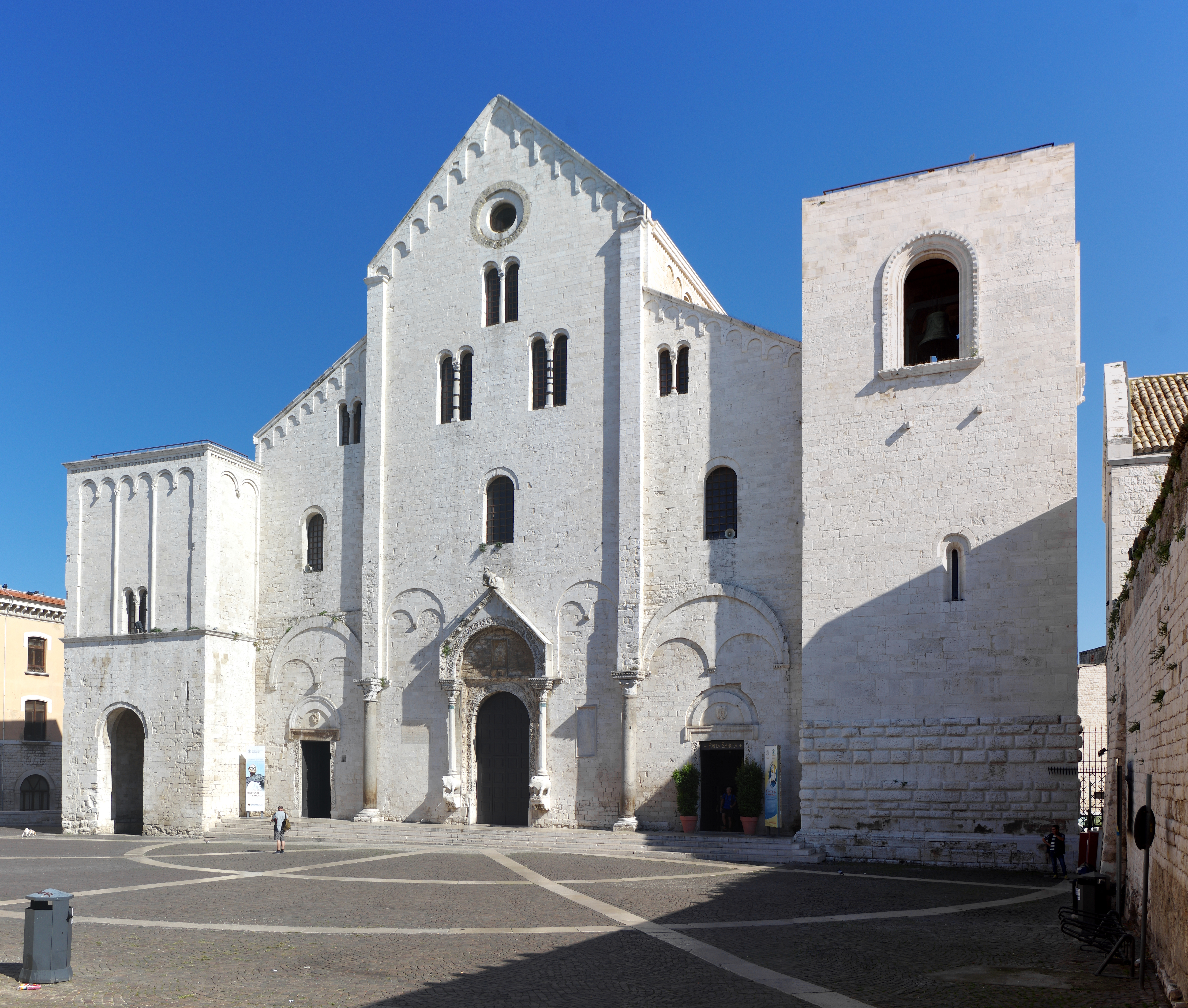
Façade d'aspect fortifiée, basilique de Bari.
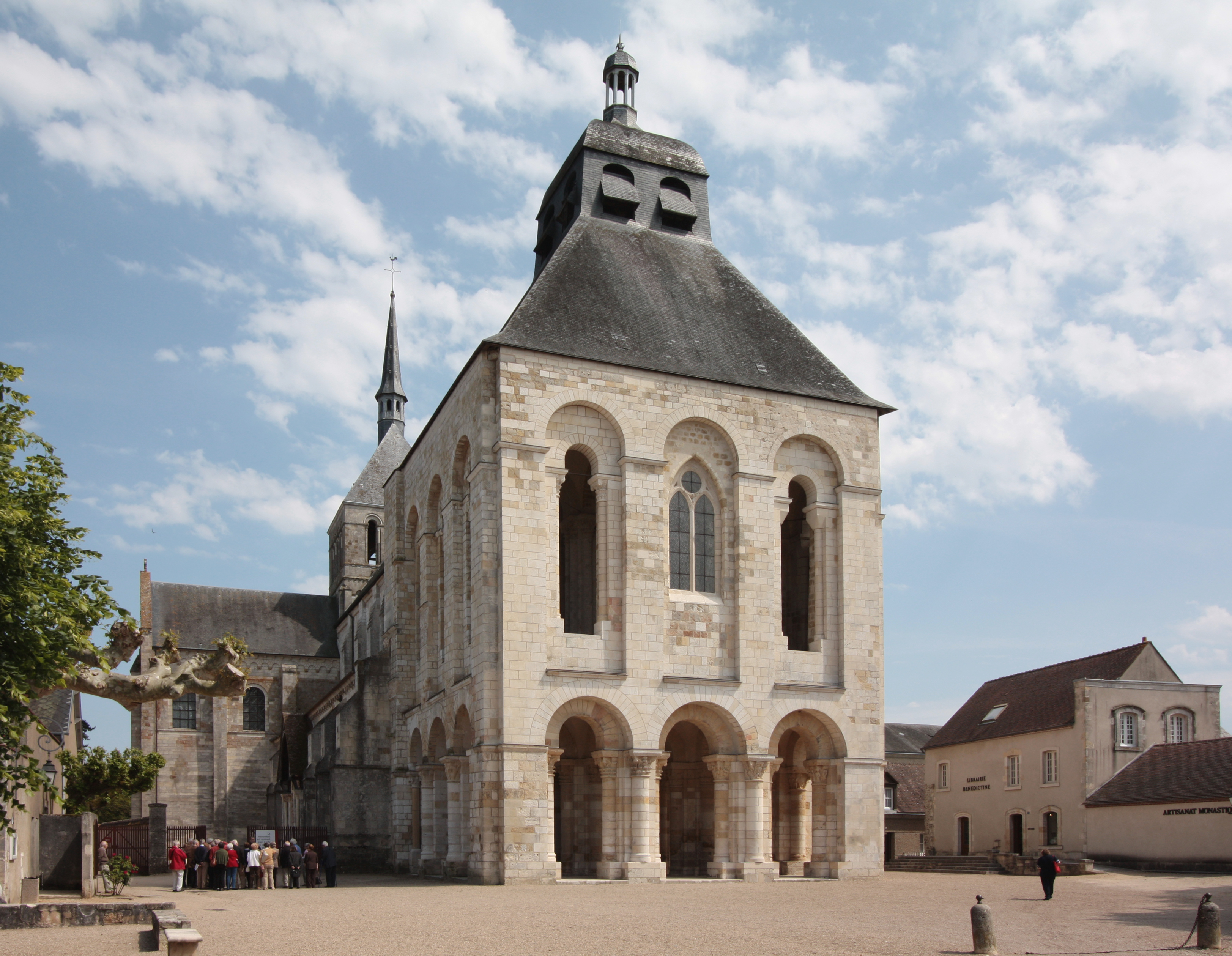
Tour-porche, abbaye de Fleury.
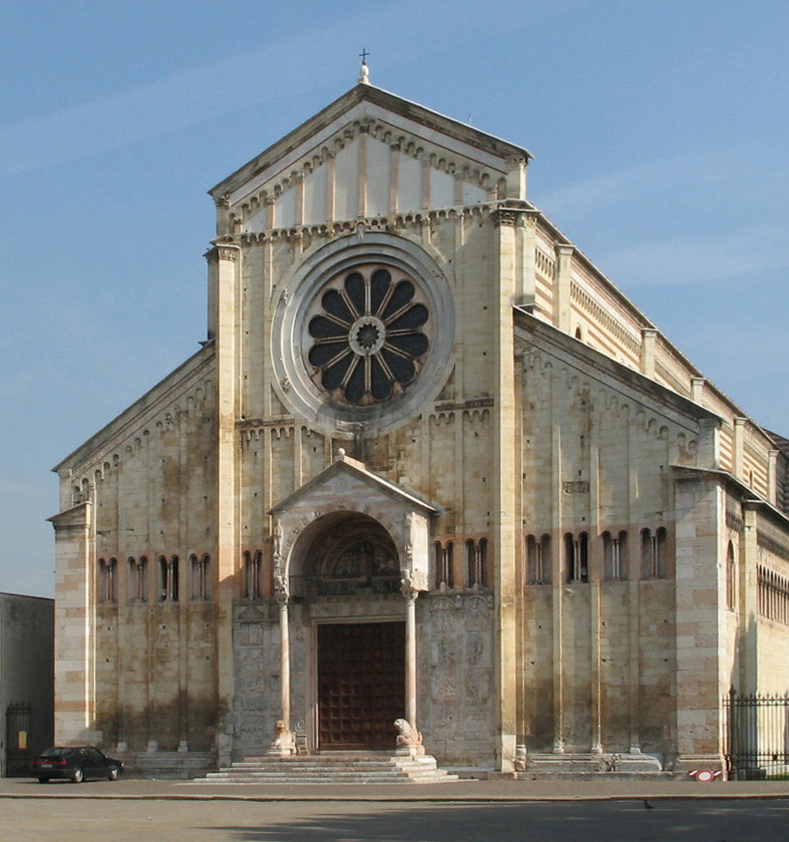
Façade harmonique, basilique de Vérone.
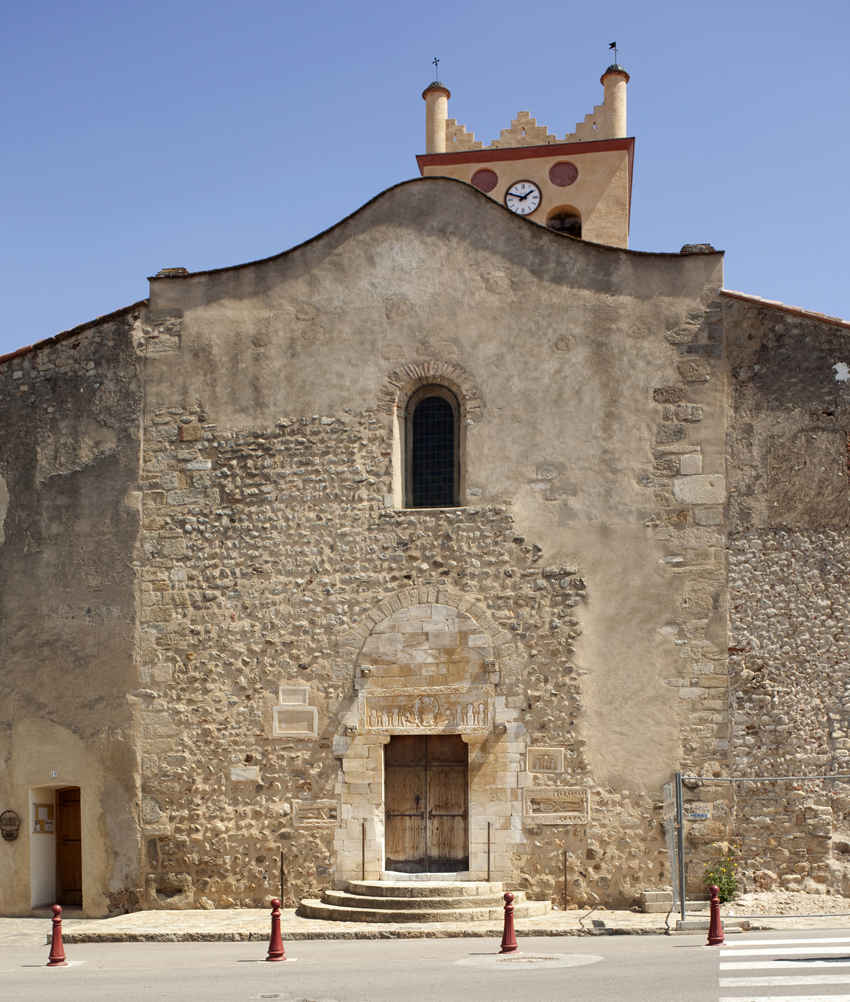
Façade à portail unique, abbaye de Saint-Génis-des-Fontaines.
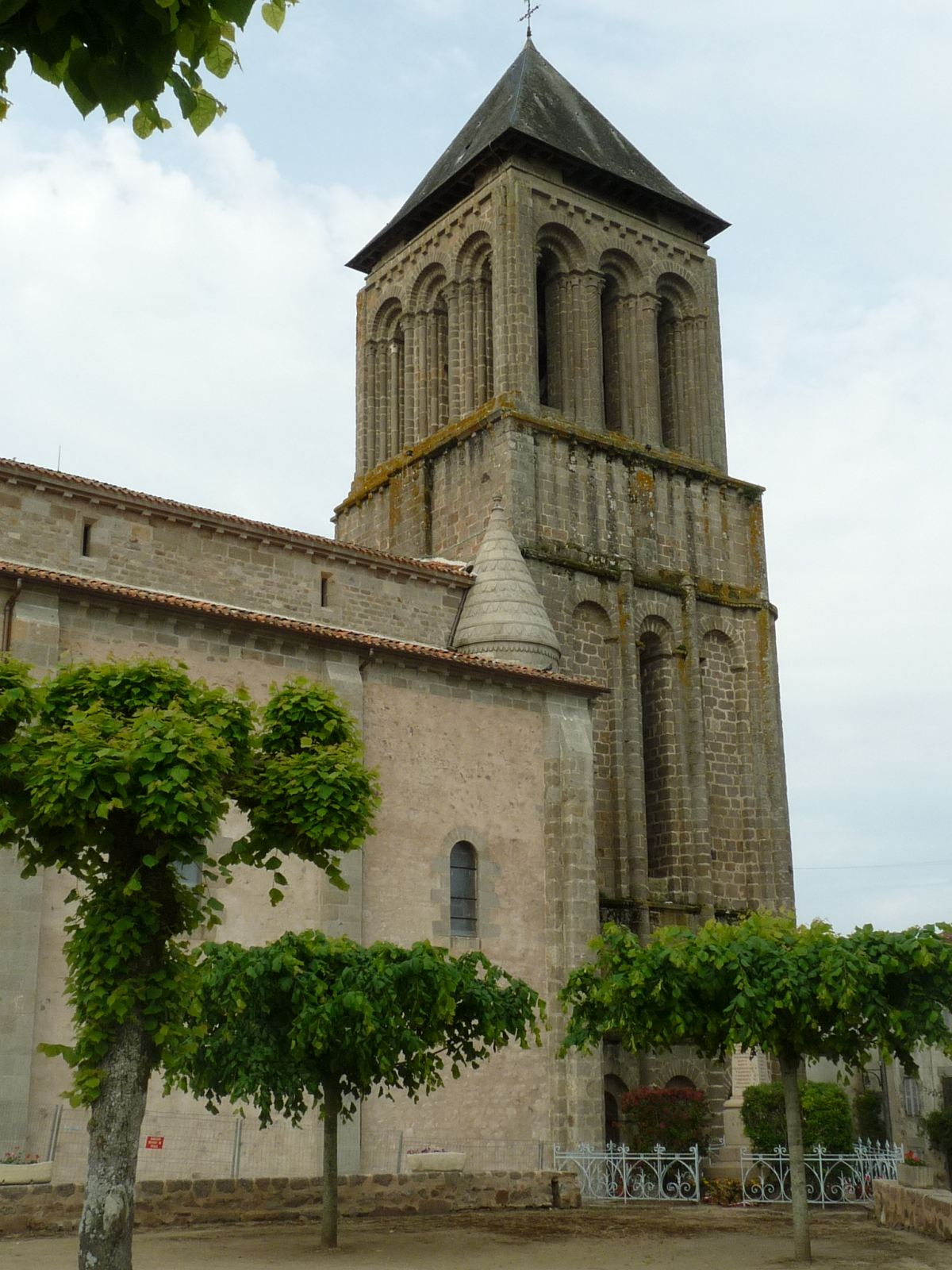
Clocher-porche, abbatiale de Lesterps.

## Architecture civile

### Allemagne
Il reste peu d'exemples d'architecture civile romane en Allemagne. La Grande Salle du palais impérial (Kaiserpfalz) de Goslar, en grande partie reconstruite au XIXe siècle, mais dont la structure d'origine date du XIe siècle est une rare exception. On peut également citer le palais (Palas en allemand) du château de la Wartbourg

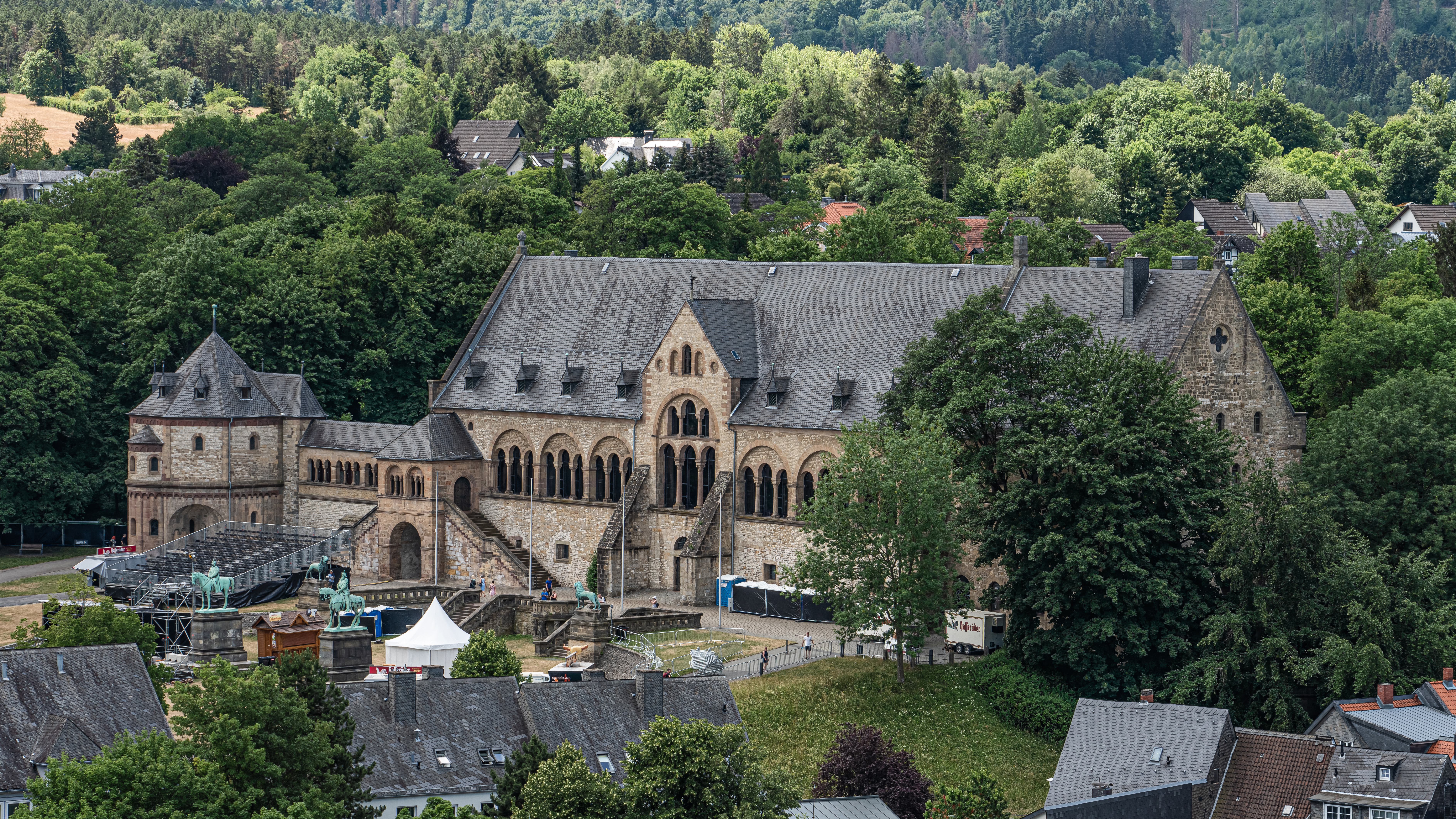
Palais impérial de Goslar.
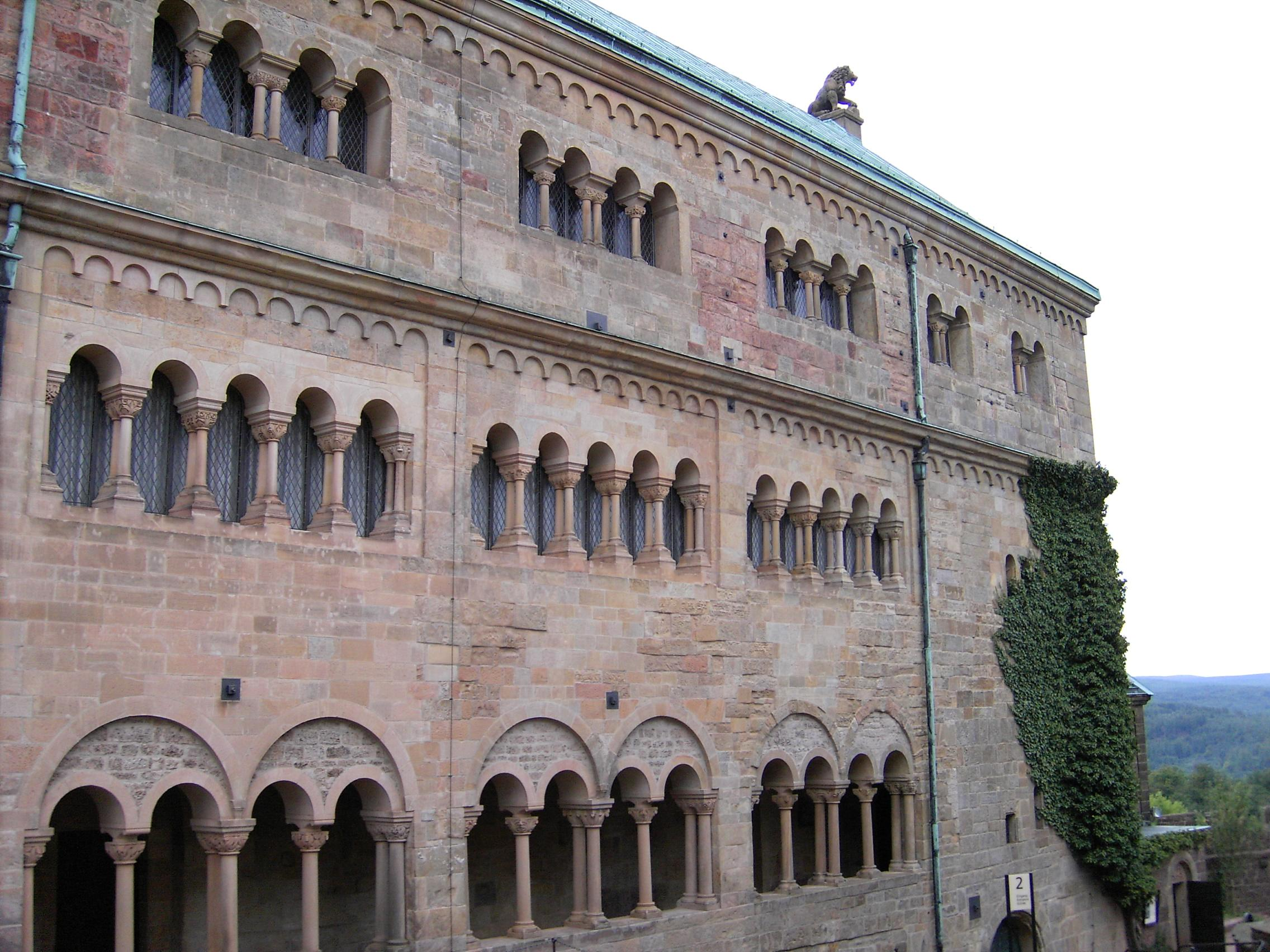
Palais de la Wartburg, du côté de la cour intérieure du château.

### Angleterre
En Angleterre les édifices existants sont rares mais il existe à Lincoln une ancienne maison du XIIe siècle Jew's House connue sous le nom de Maison au juif dont la porte supporte une cheminée au premier étage placée entre deux fenêtres.
L'escalier de la King's School de Canterbury est un des exemples les plus remarquables qui existent de cet art plein d'originalité. Il est précédé d'un porche carré et éclairé de chaque côté par une galerie de cinq arcatures posées sur le mur d'échiffre. Les profils des bases sont variés et d'une très grande finesse.
Le château d'Oakham dans le comté de Rutland, est construit entre 1180 et 1190. Le grand hall est la seule partie restante d'un manoir fortifié. Il comprend une nef et deux allées à arcades, chacune avec trois colonnes de pierre.

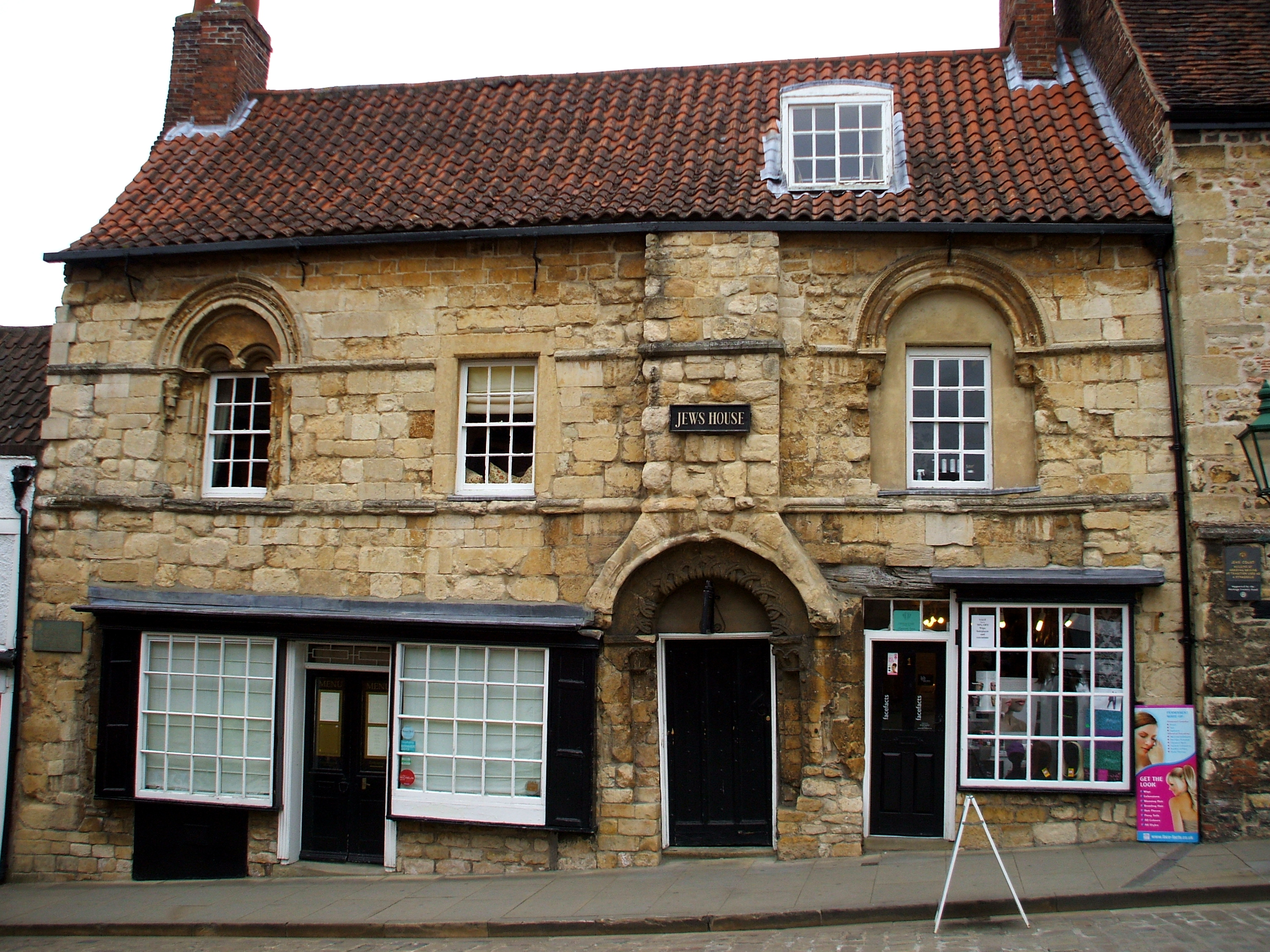
Jew's House, Lincoln.
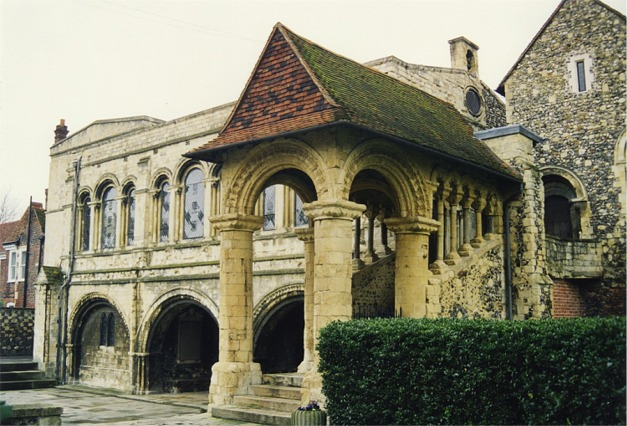
King's School, Canterbury.
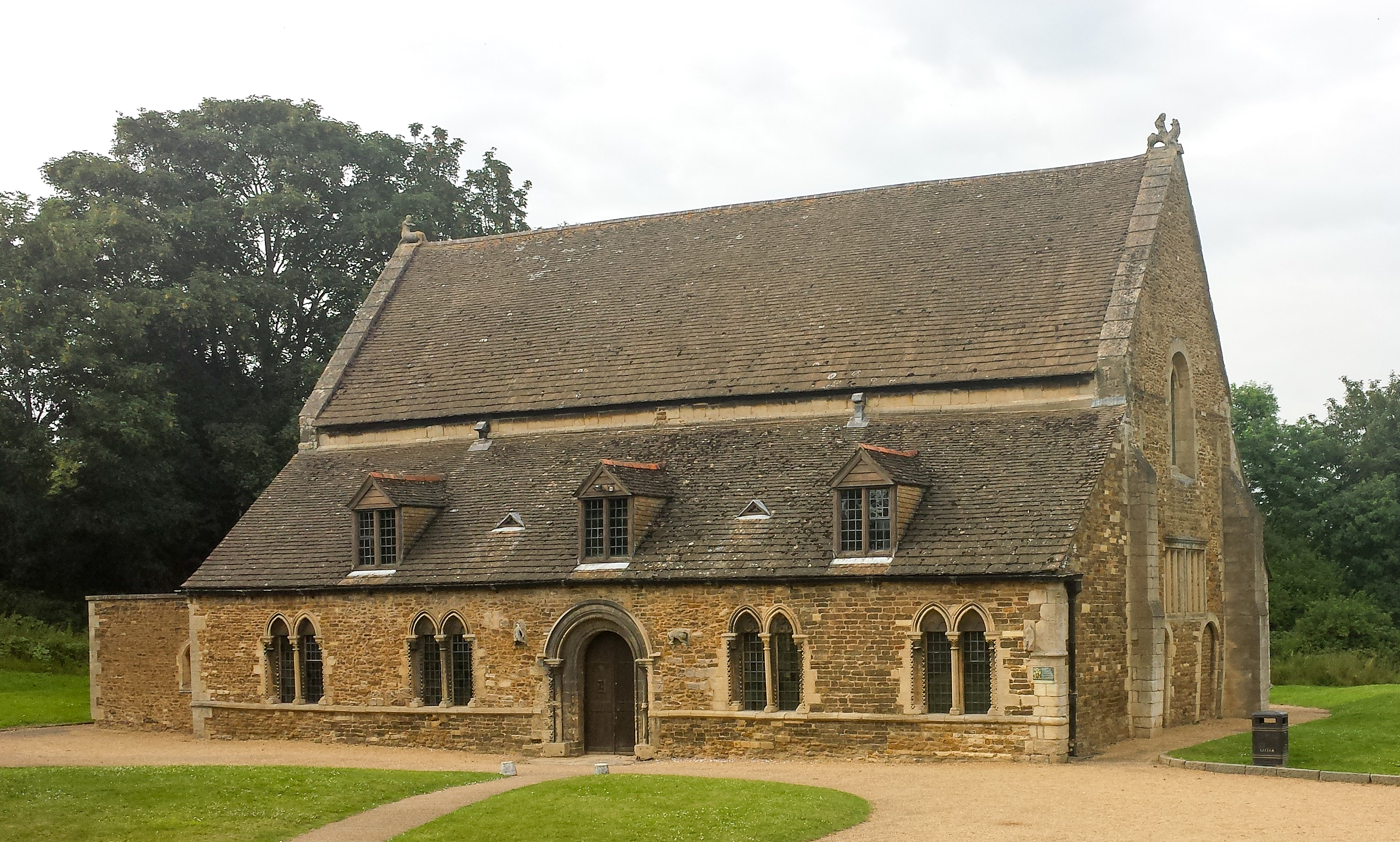
Château d'Oakham.

### France
En France, dans le sud du Rouergue, une maison romane du milieu du XIIe siècle puisqu'elle est qualifiée de neuve en 1155 est repérée et restaurée par Viollet-le-Duc à Saint-Antonin-Noble-Val en Tarn-et-Garonne. Sa destination est incertaine, maison bourgeoise ou consulaire, elle est dite Ancien Hotel de Ville.
La ville de Cluny, en Bourgogne conserve également un ensemble rare de maisons romanes dispersées dans la ville, dont certaines ont été restaurées, comme celle du 15, rue d'Avril.
Il reste peu de vestiges d'édifices palatiaux urbains datant de cette période, à l'exception notable du Palais épiscopal d'Angers, dit Palais du Tau, qui, malgré de nombreuses altérations lors de travaux de restauration et d'agrandissement au XIXe siècle, a conservé la totalité de ses volumes du XIIe siècle, ainsi que son décor intérieur et extérieur. La Salle de l'Échiquier du Château de Caen est également un très bel exemple d'architecture civile romane.

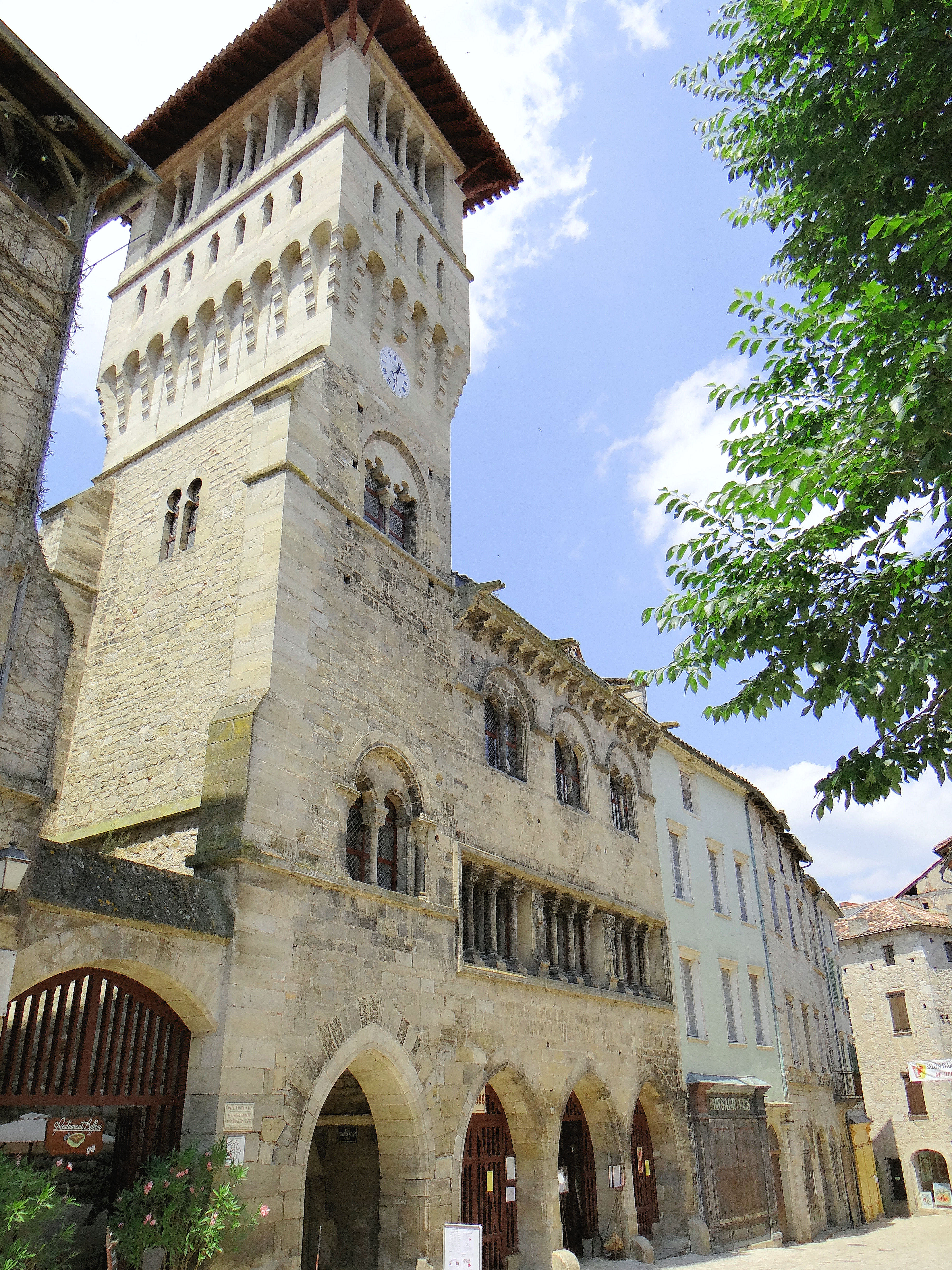
Ancienne maison consulaire, Saint-Antonin-Noble-Val.
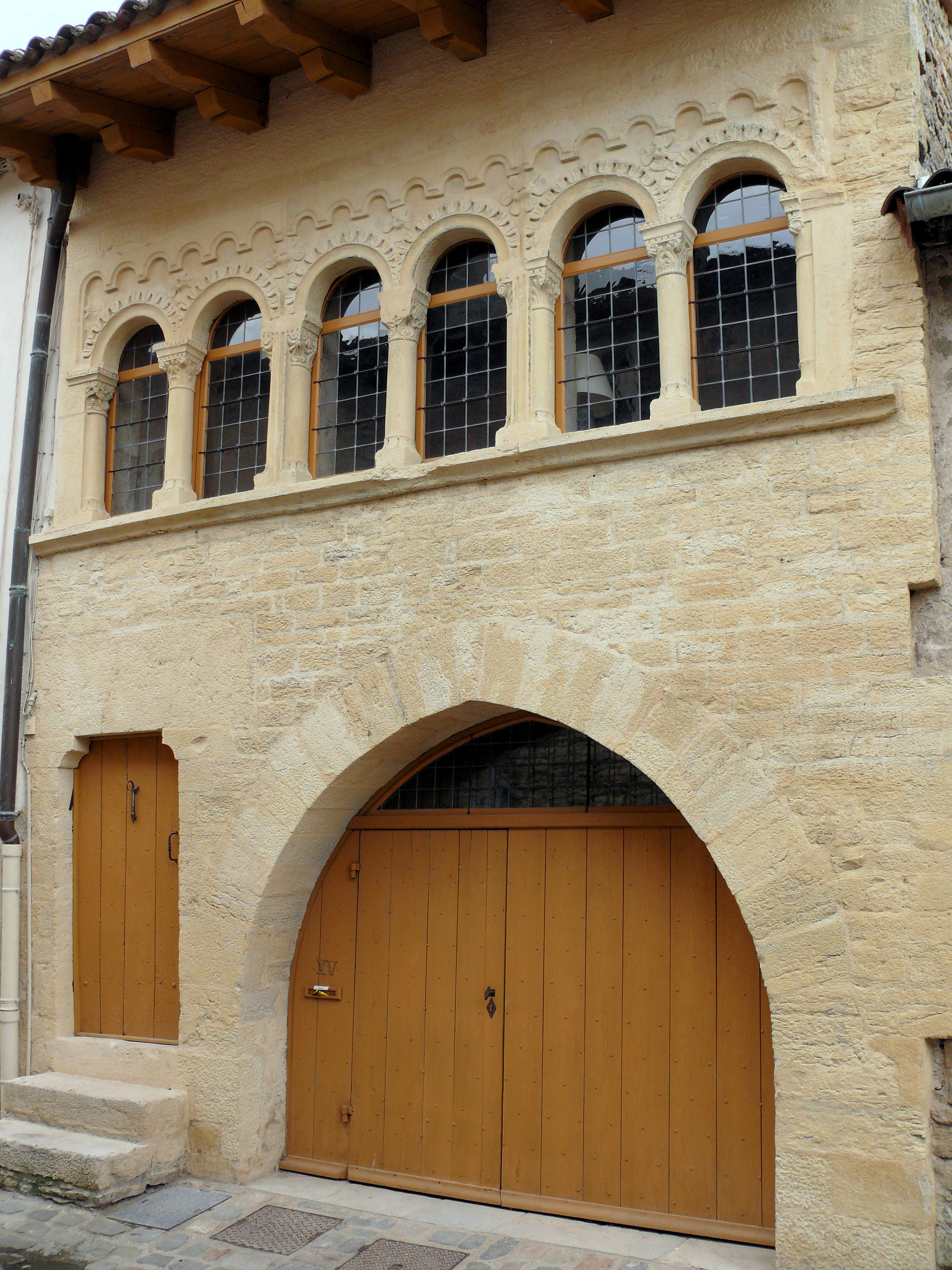
Maison romane du 15, rue d'Avril, Cluny.
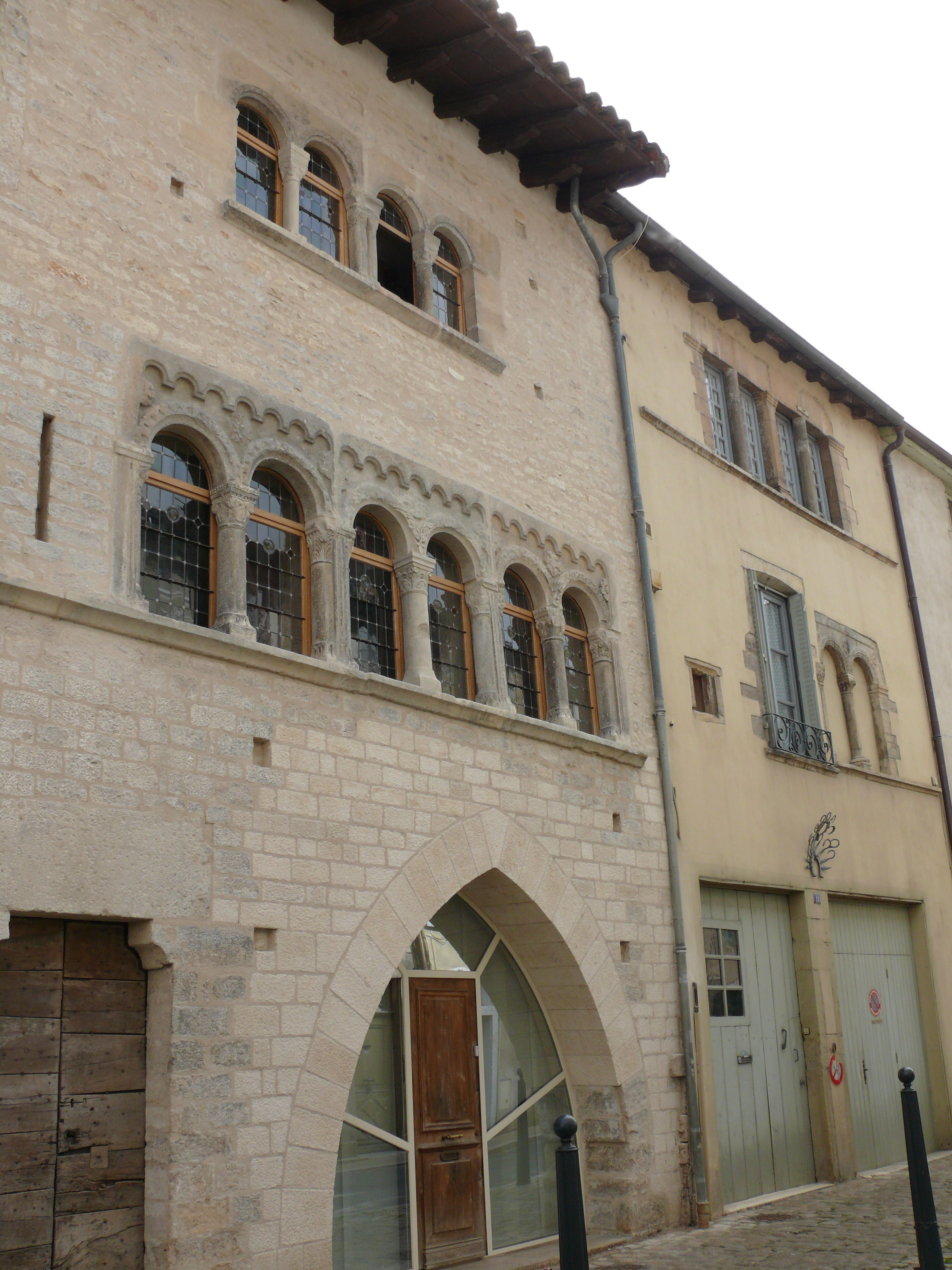
Maison romane du 9, rue du Merle, Cluny.
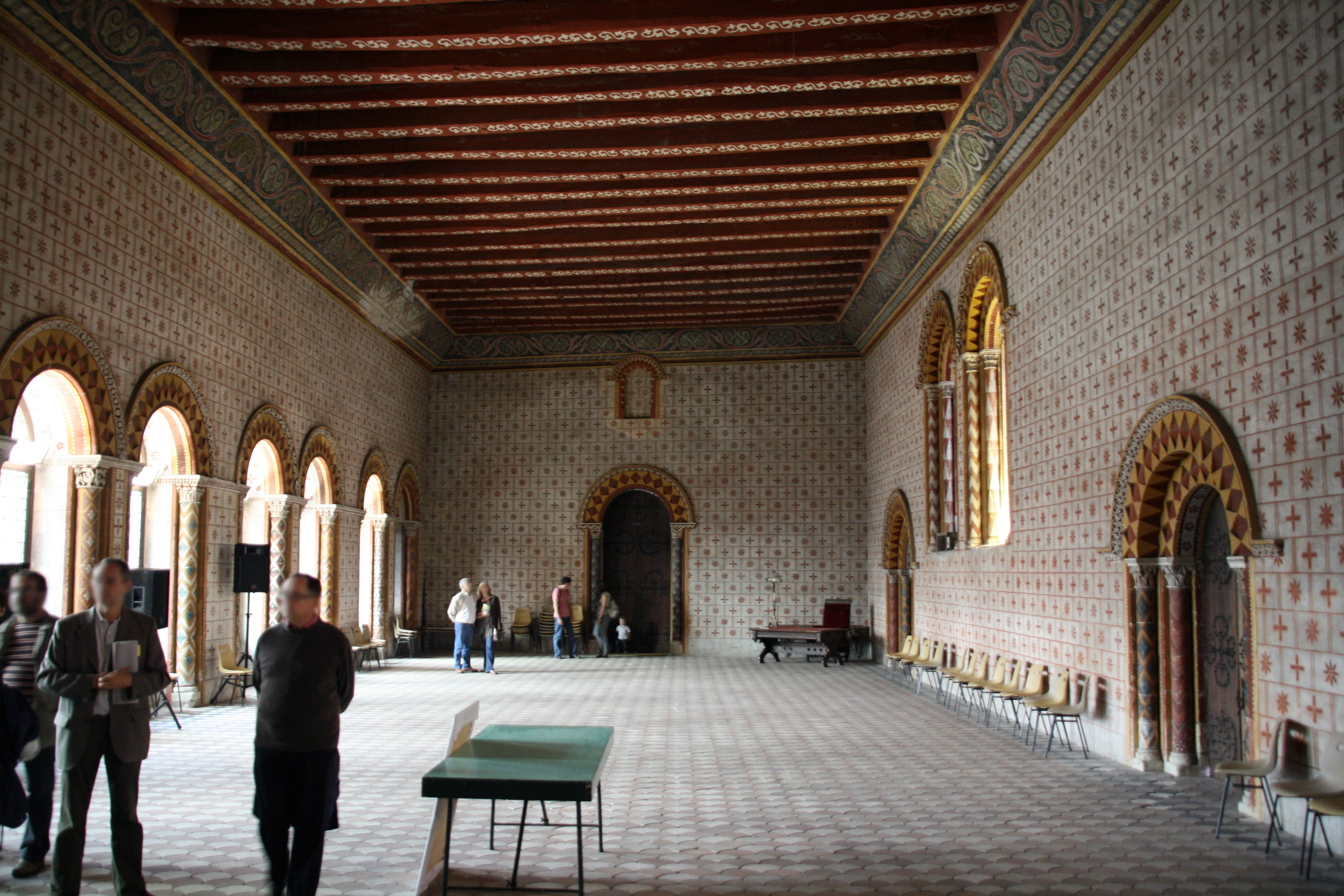
Salle synodale du Palais épiscopal d'Angers.
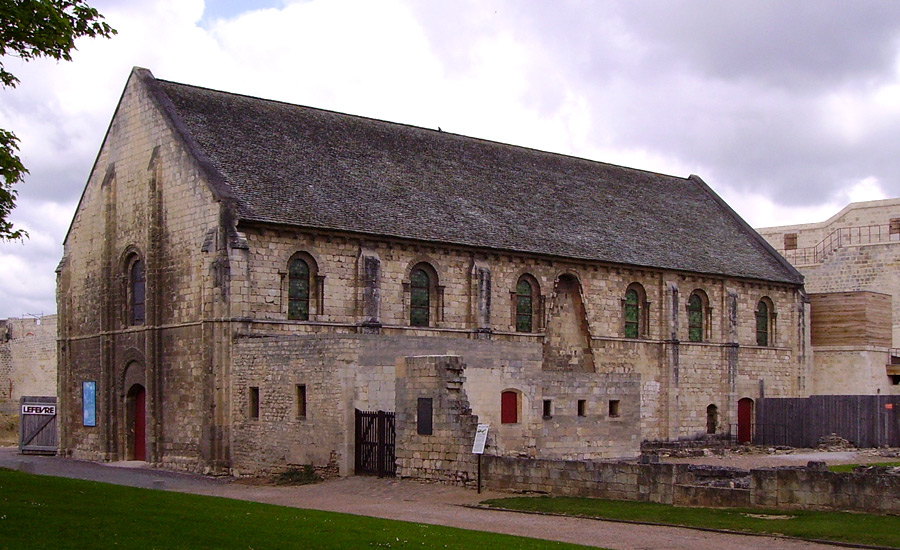
Salle de l'Échiquier, Château de Caen.

## Architecture militaire

### Croisades

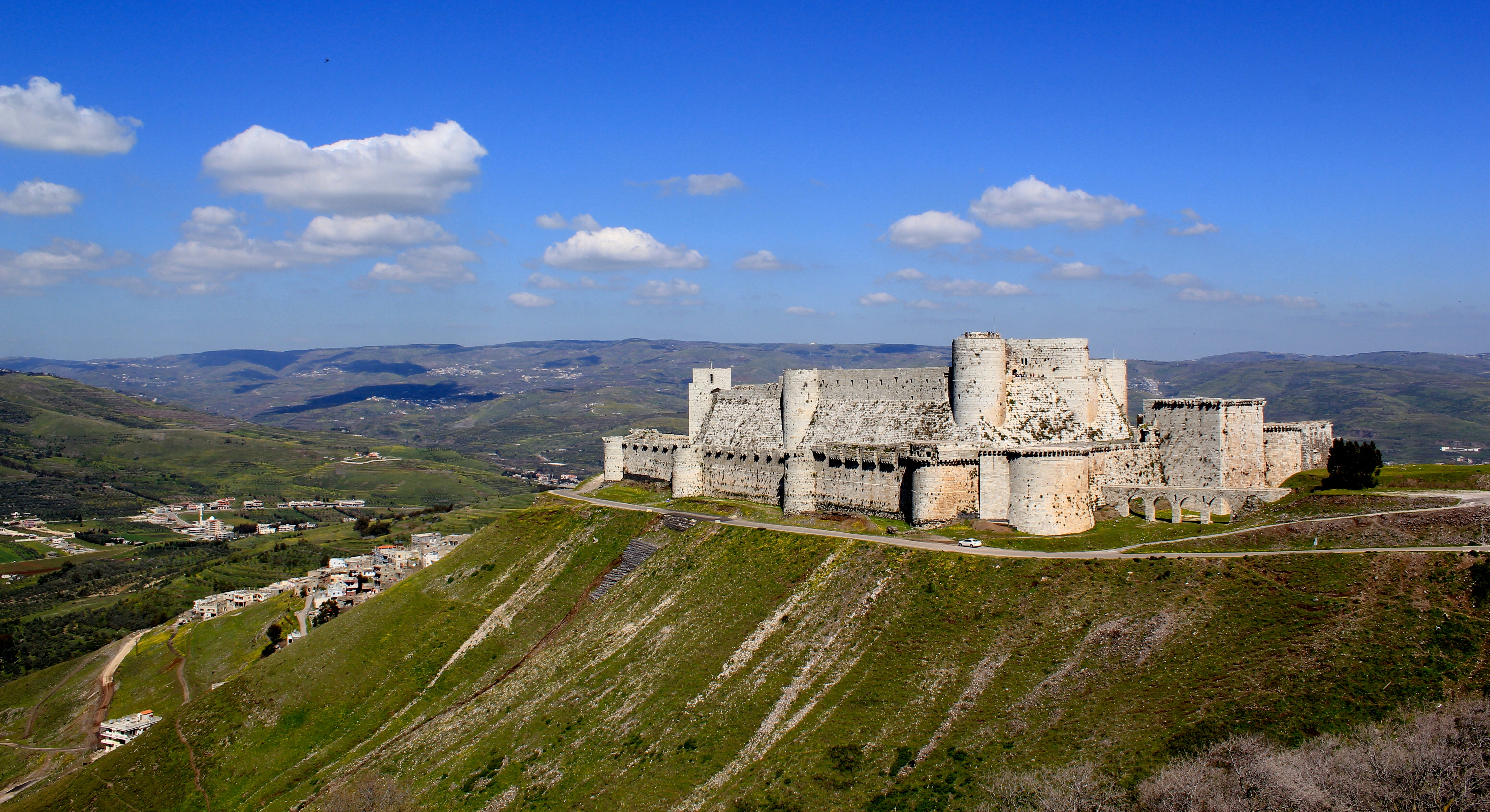
Krak des Chevaliers.

L'architecture militaire romane des croisades est représentée par le Krak des Chevaliers, les châteaux de Saône, Kerak de Moab et la forteresse de Margat.

### Belgique
La Belgique conserve deux édifices militaires en partie de la fin de l'architecture romane.

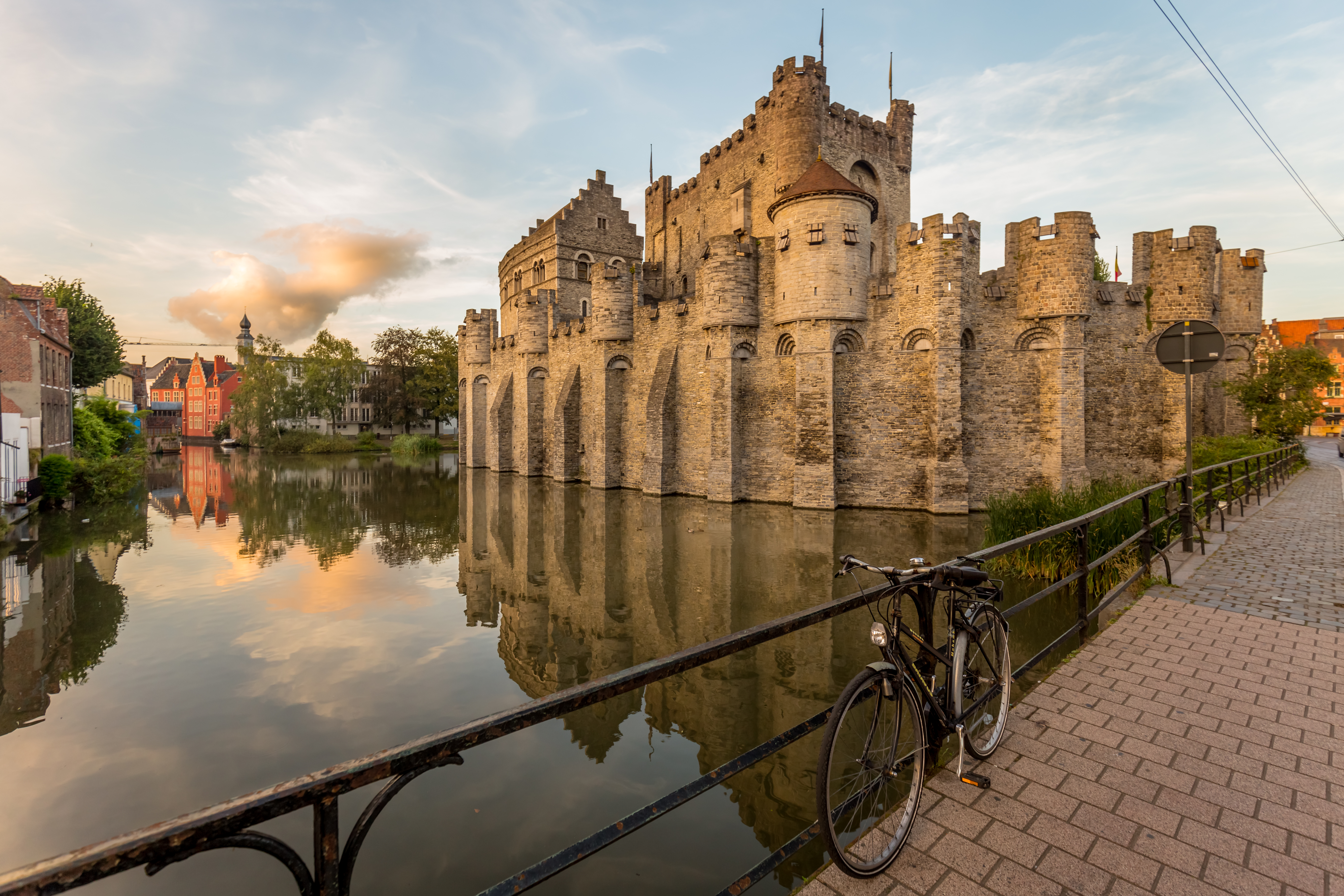
Château des comtes de Flandre.

La tour Burbant à Ath est construite vers 1166 par le comte de Hainaut, Baudouin IV, afin de servir de base pour défendre la frontière nord du Hainaut face à la Flandre et de surveiller la noblesse environnante. L'enceinte castrale, d'un périmètre de 150 mètres et d'une superficie de 20 ares, est établie vers 1185. Il ne subsiste que le donjon, une bonne partie du mur de la basse-cour, le départ et certains éléments de l'enceinte urbaine du XIVe siècle. Le bâtiment carré de 14 m de côté avec des murs épais de 4 m se présente comme un véritable donjon anglo-normand. Sur une base pleine se dégage une plinthe importante à partir de laquelle se développe la construction caractéristique du donjon à contreforts plats. Il s'élève encore à 20 m de hauteur et seul manque le crénelage.
Le château des comtes de Flandre à Gand est construit à la fin de l'époque romane en 1180. Un grand donjon en pierre de trois étages (33 mètres de haut) est érigé au centre de l'emplacement de l'ancien château et sert de résidence pour les comtes de Flandres jusqu'au XIVe siècle.

### Espagne

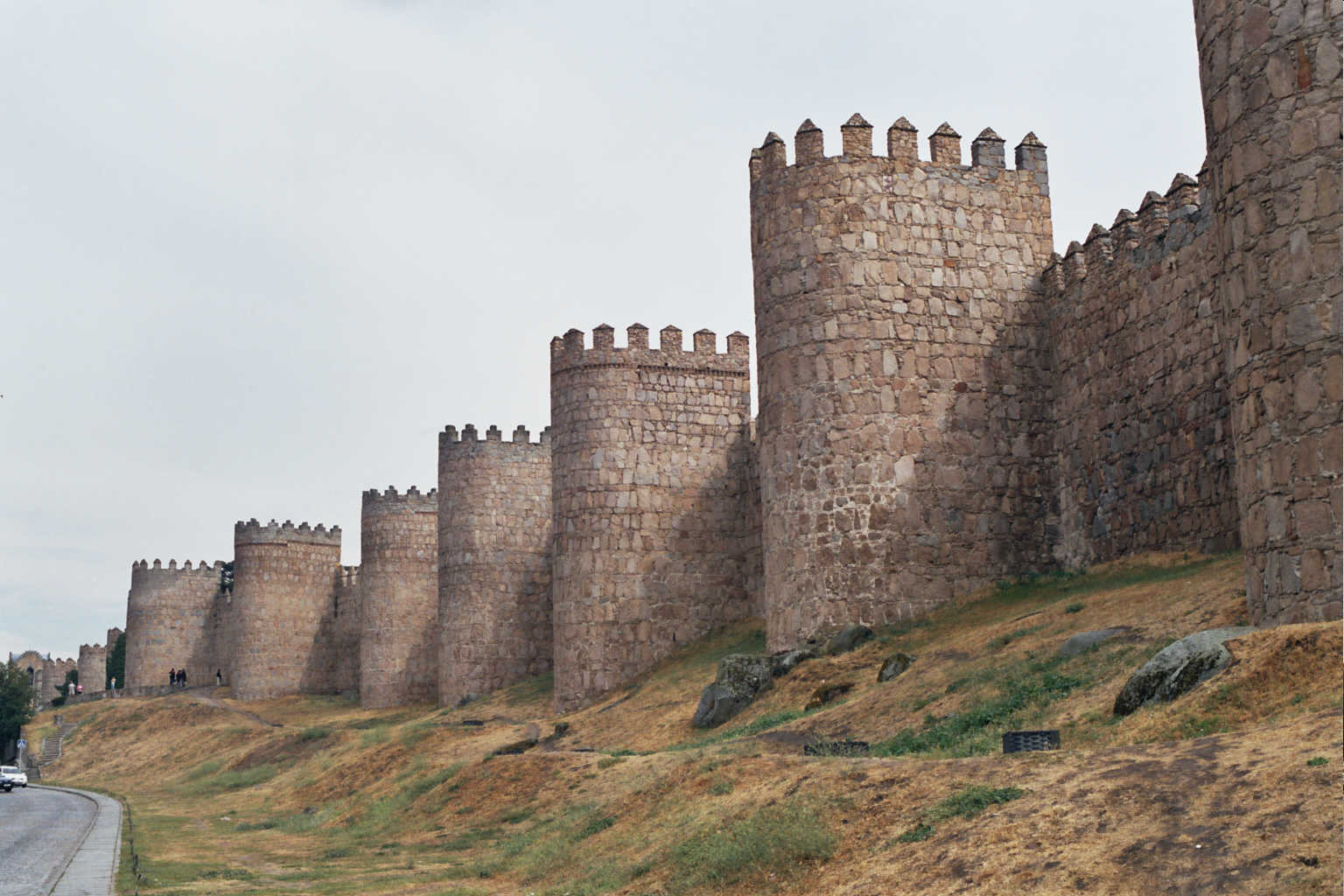
Muraille d'Ávila.

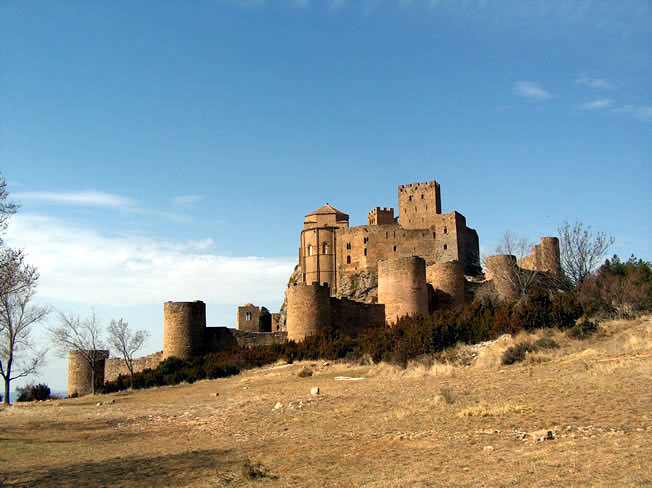
Château de Loarre.

En Espagne la Muraille d'Ávila est une enceinte militaire romane qui entoure le noyau ancien de la cité d'Ávila. Elle a 2 516 m de périmètre, 2 500 créneaux, 88 grosses tours et 9 portes avec ayant une superficie d'environ trente trois hectares. La hauteur moyenne des murs est de 12 mètres et leur épaisseur moyenne est de 3 mètres et toute l'enceinte est parcourue par un chemin de ronde.
Le château de Loarre est une forteresse assurant la défense aragonaise. La première enceinte est du milieu du XIe siècle avec un donjon, une chapelle et une maison dont les fenêtres géminées sont du premier art roman méridional. Vers la fin du XIe siècle avec la Reconquête, le Loarre sert de point de départ pour les offensives contre les musulmans, on l'agrandit et on construit une église romane.

### France

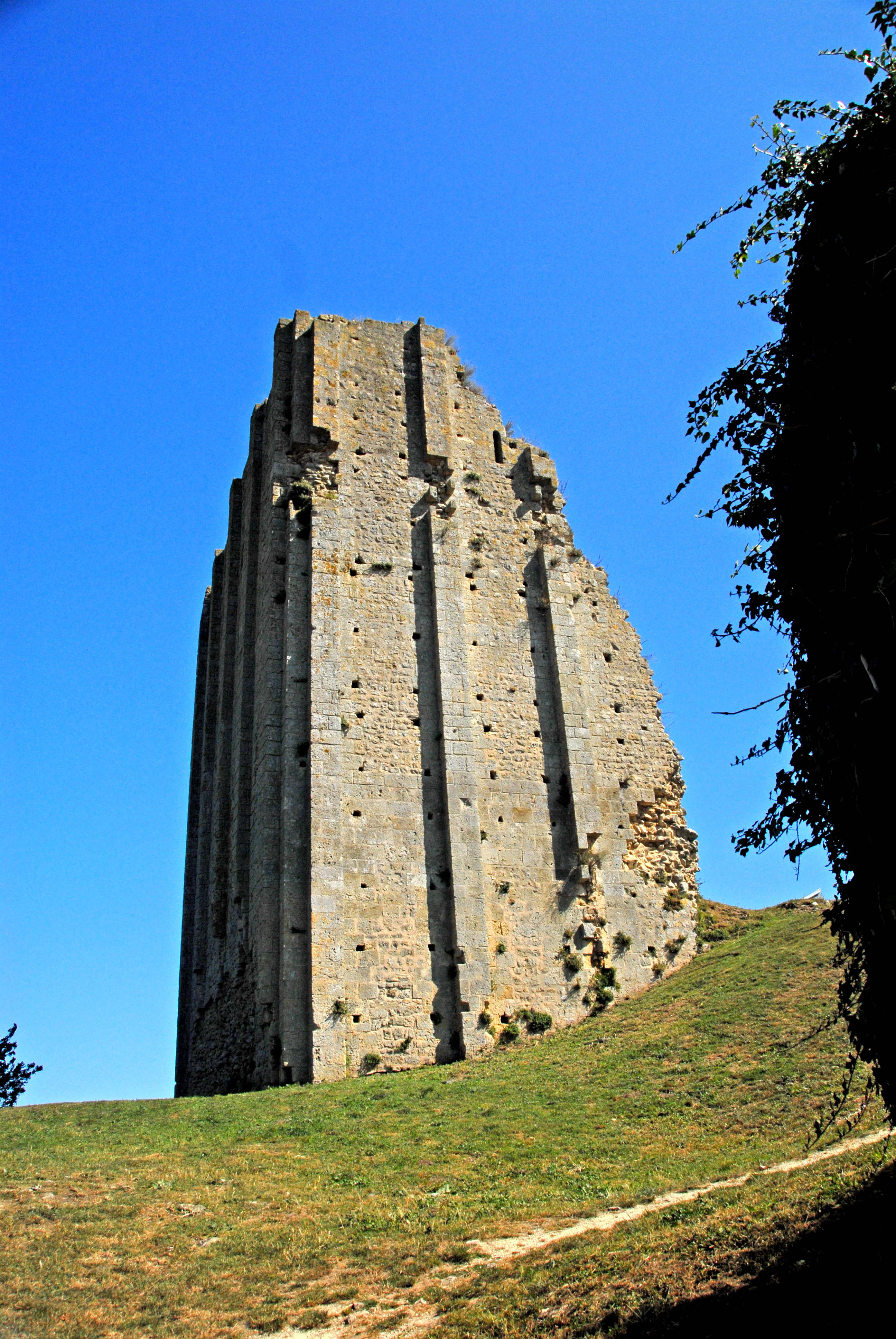
Tour de Broue.

Les premiers châteaux forts servent de refuges aux populations menacées et sont pourvus au départ d'une porte fortifiée et d'une enceinte doublée d'un fossé. Puis on érige une motte de terre surmontée d'une tour en bois pour surveiller et se réfugier. À la fin du Xe siècle, le bois est remplacé par la pierre. Le plus ancien est celui de Langeais érigé en 994. Pendant ce siècle, on recense quinze châteaux dans le Poitou et le Berry, treize dans la région chartraine, quarante en Champagne et quinze en Provence. À partir de 1106, le duc de Normandie et roi d'Angleterre Henri Ier Beauclerc établit onze châteaux en Normandie pour résister aux attaques du roi de France Louis VI.
Le château de Chambois en Normandie représente un modèle largement reproduit dans le monde anglo-normand. Le donjon commande les défenses du château et il est indépendant avec des issues masquées. En temps de paix, il renferme les trésors, les armes, les archives de la famille, mais le seigneur n'y loge pas. Il ne s'y tient que s'il faut appeler une garnison dans l'enceinte du château.
Le donjon du XIIe siècle est de plan rectangulaire avec quatre renforts carrés aux angles. Une tour carrée posée sur l'un de ses côtés contenait dans l'origine de petits cabinets et un escalier de bois couronné d'une défense et ne montant que jusqu'au troisième étage. On arrive à la défense du sommet par un escalier à vis prodigué dans un des contreforts d'angle. Sur les quatre contreforts d'angle, sont élevés des échauguettes avec l'étage supérieur crénelé. La particularité du donjon de Chambois est son chemin de ronde supérieur mettant les échauguettes et la petite tour en communication et formant une défense indépendante de la salle occupée par le commandant.

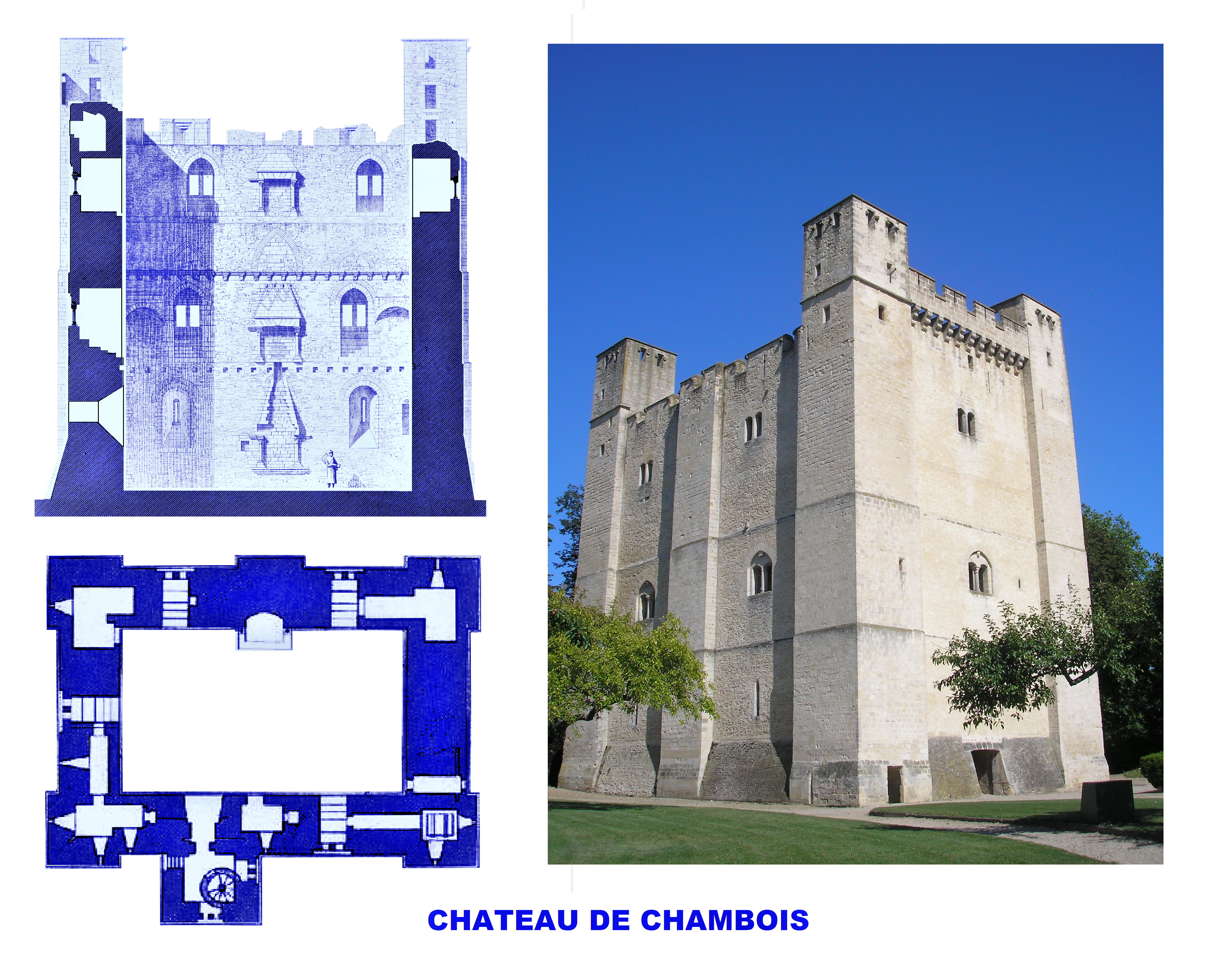
Château de Chambois.

Il assure des fonctions d'accueil. La porte haute située six mètres au-dessus du niveau du sol dans la tour de la façade sud était probablement desservie par une passerelle amovible aboutissant à une tour d'angle. Un vestibule étroit, éclairé par une fenêtre divisée en deux par un meneau succède à cette porte et précède un vaste appartement qui occupe tout le donjon au premier étage au-dessus du rez-de-chaussée. Une vaste cheminée dont le manteau est couvert de moulures en losanges, attire les regards au milieu de cette pièce. Les deux autres étages n'offrent pas les mêmes décors que dans la grande salle du premier étage qui était le lieu de réception. Dans les tourelles d'angles, un oratoire se trouvait dans celle du Nord-Est, un cachot dans celle du Sud-Est dans lequel on descendait par une trappe et la partie supérieures servait de colombier.

### Angleterre
En Angleterre après la conquête de 1066, et pendant les quinze années suivantes, c'est le plus grand partage de dépouilles du monde laïc que l'on ait vu au Moyen Âge Les grands barons sont installés par le roi, une grande majorité de Normands, mais aussi des Bretons, Flamands, Français et Picards. Il réintègre aussi l'Angleterre du Nord dans le giron de l'unité anglaise,.
Guillaume le Conquérant pourvoit 5 000 à 6 000 chevaliers de terres au détriment des traitres et profite des nombreuses révoltes pour annexer à la Couronne des territoires nouveaux. Il garde 1 422 manoirs pour lui et en donne 795 et 439 à ses demi-frères Robert de Mortain et Odon de Bayeux. Ces chevaliers forment la nouvelle noblesse anglaise. La terre concédée par le roi s'appelle l'honneur et en son centre est le château.
En Angleterre se sont succédé divers types de fortifications :
- motte avec tour de bois ;
- shell keep (structure en pierre entourant le sommet d'une motte) ;
- donjon rectangulaire ;
- donjon cylindrique.

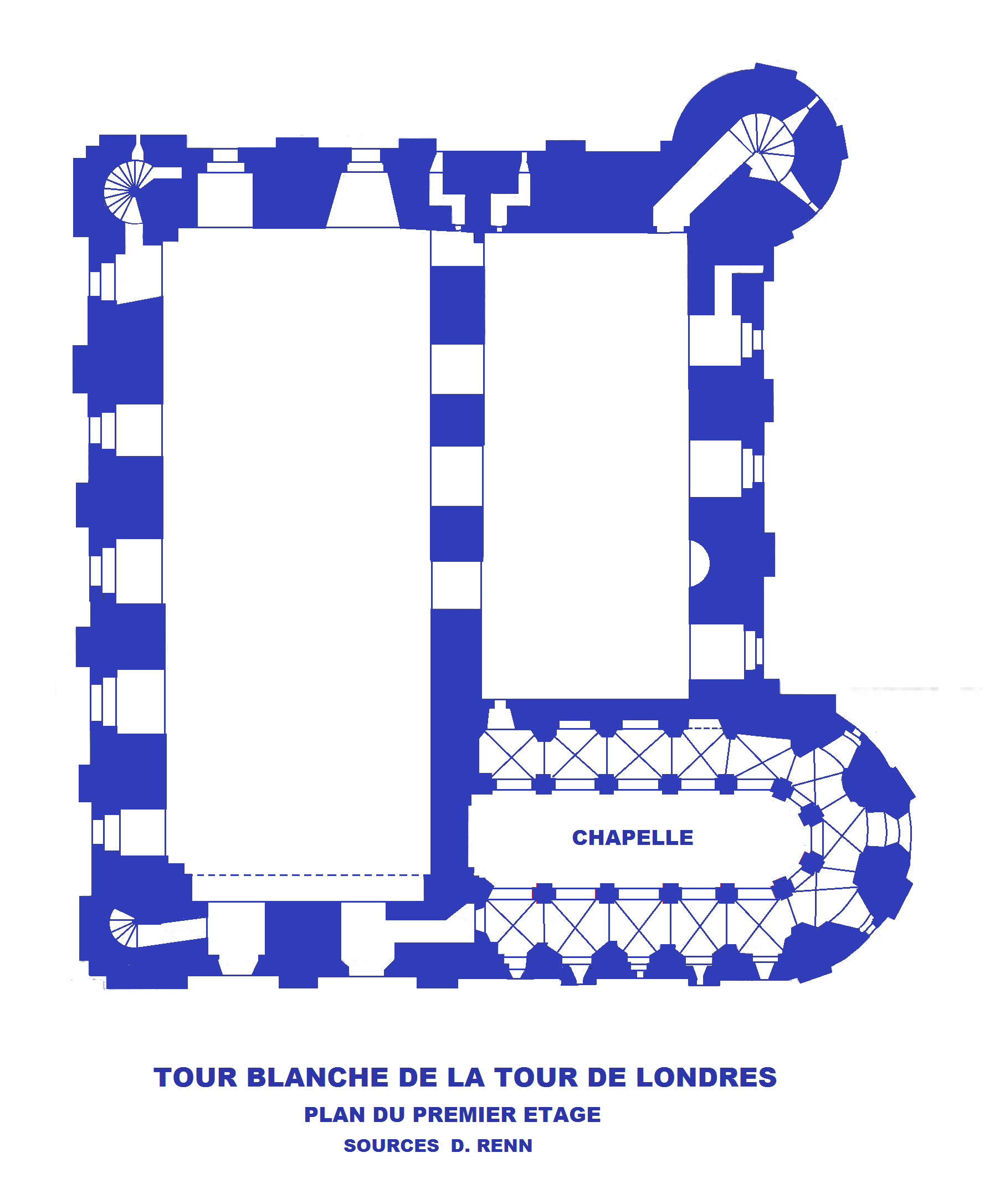
Plan de la Tour Blanche avec la chapelle.

Le bois a prévalu durant un demi-siècle après la conquête car l'insécurité demandait de faire vite et un donjon en bois sur motte avec sa basse-cour peut être construit en quelques semaines. Leur fonction est différente du donjon en pierre qui est autonome, capable d'abriter de fortes réserves et ses capacités de résistance sont sans communes mesures avec les tours en bois. Dans le périmètre d'un gros château de pierre est souvent basée une troupe de cavaliers capable de raids offensifs redoutables. Dans la stratégie et la tactique de Guillaume le Conquérant, le château de pierre est utilisé dans l'attaque et la défense. La construction de nombreux châteaux est l'effet d'un quadrillage systématique du territoire et de sa mise en surveillance.
Le château d'Oxford construit en 1074 comporte une motte avec une tour et une crypte reconstruite avec les piliers et chapiteaux normand.
La Tour Blanche érigée vers 1080-1090 par Guillaume le Conquérant en son château de la tour de Londres fait figure de prototype du donjon-palais. Dans sa jeunesse c'était une bâtisse trapue, massive et sévère aux murs nus et peu ajourés avec un rez-de-chaussée et deux étages de 35 m de long, 30 m de largeur et 27 m de hauteur pour le corps principal. Trois organes rappellent la destination palatine: la chapelle, la tourelle de l'escalier et le couloir périphérique dans l'épaisseur de la muraille au sommet et entourant les salles hautes. L'entrée au premier étage atteste le caractère guerrier. Vers 1085-1090, Guillaume et son successeur construisent une réplique de la Tour Blanche de Londres, le château de Colchester dans l'Essex mais plus grande: 45 m de longueur et 33 m de largeur. Ces deux donjons sont les prestigieux modèles des maîtres-maçons d'Outre-Manche qui les interprètent pendant une centaine d'années.

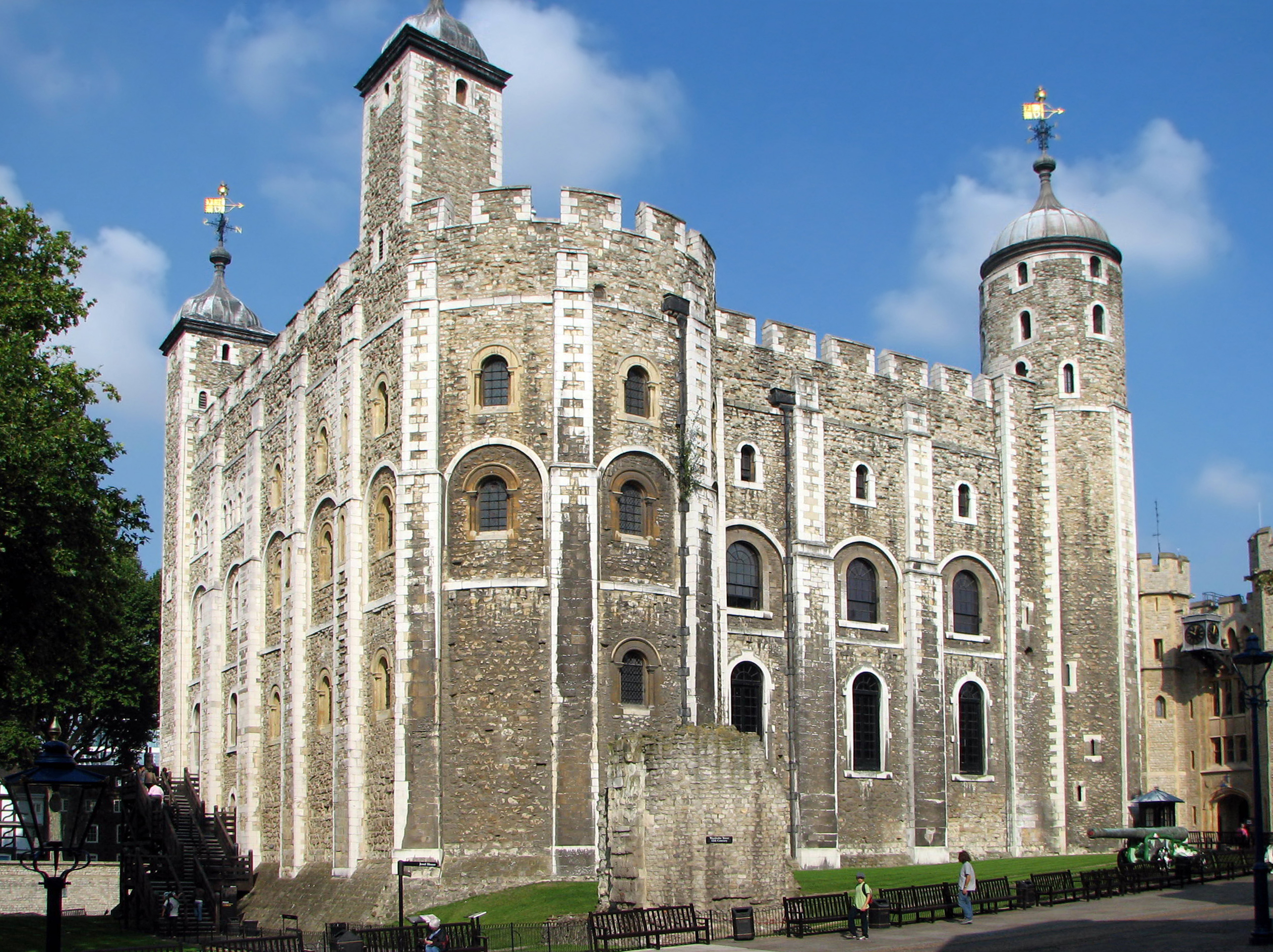
La tour Blanche de la tour de Londres.
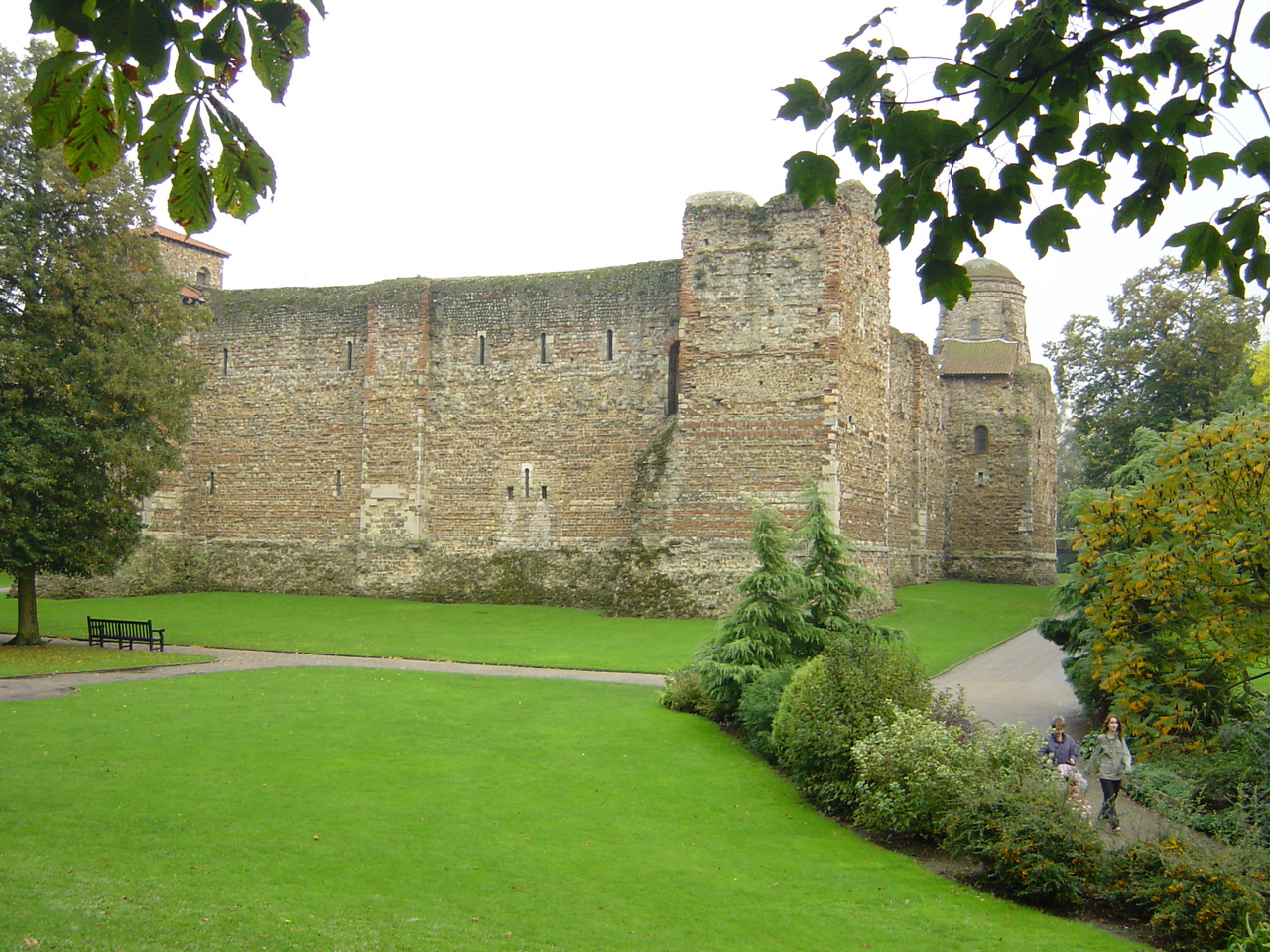
Château de Colchester.
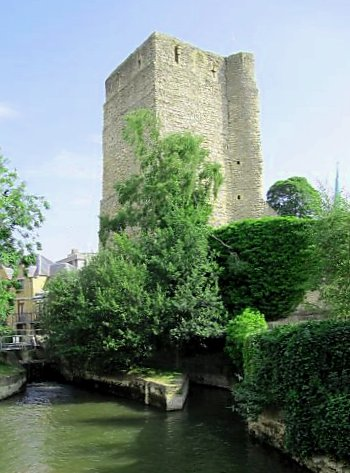
Tour du château d'Oxford.
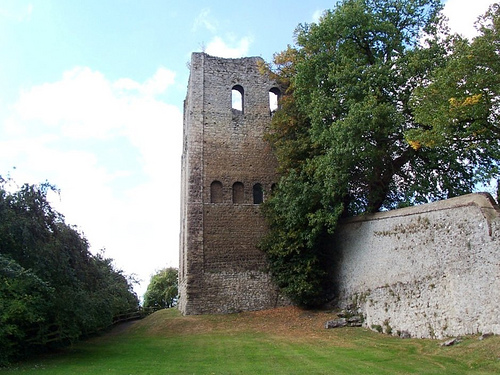
Tour St-Leonard -West Malling.

Les principaux donjons royaux de cette époque: le château de Norwich, bâti entre 1100 et 1135, le château de Rochester vers 1130, Scarborough dans le Yorkshire entre 1159 et 1168, Newcasthe entre 1172 et 1177, le château de Douvres 1180-1190.
Certains hauts barons rivalisent avec le souverain: le comte d'Oxford, le château de Hedingham dans l'Essex vers 1130-1140, le comte de Surrey, le château de Castle Rising dans le Norfolk, les Clinton, le château de Kenilworth dans le Warwickshire vers 1150-1175, un comte Huntingdon, le château de Bamburgh en Northumberland mis en chantier au milieu du XIIe siècle.
Les ouvrages ont des traits communs, ce sont des bâtisses dont les côtés inégaux ont 20 à 25 m de longueur et la hauteur ne dépassant pas 20 m voir 25 m pour le corps de bâtiments principal sans l'escalier d'accès au premier étage et la chapelle. Le caractère résidentiel s'exprime dans la parure des chapelles, dans de menues sculptures et les fenêtres.
La capacité de résistance de ces grosses tours suffit encore en 1150 mais s'affaiblit beaucoup à la fin du siècle en raison des progrès de l'art des sièges.

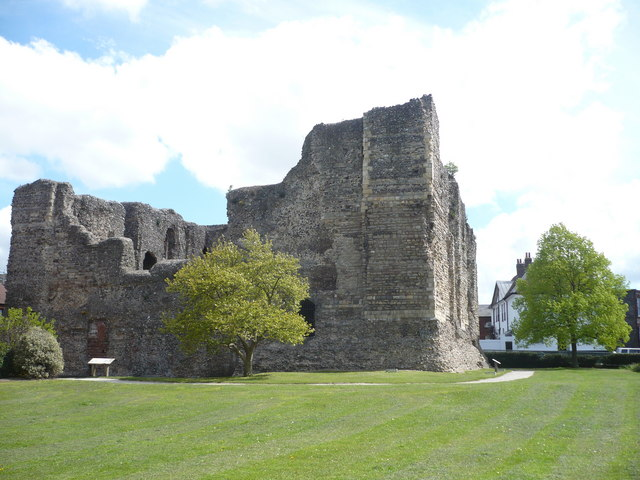
Château de Canterbury.
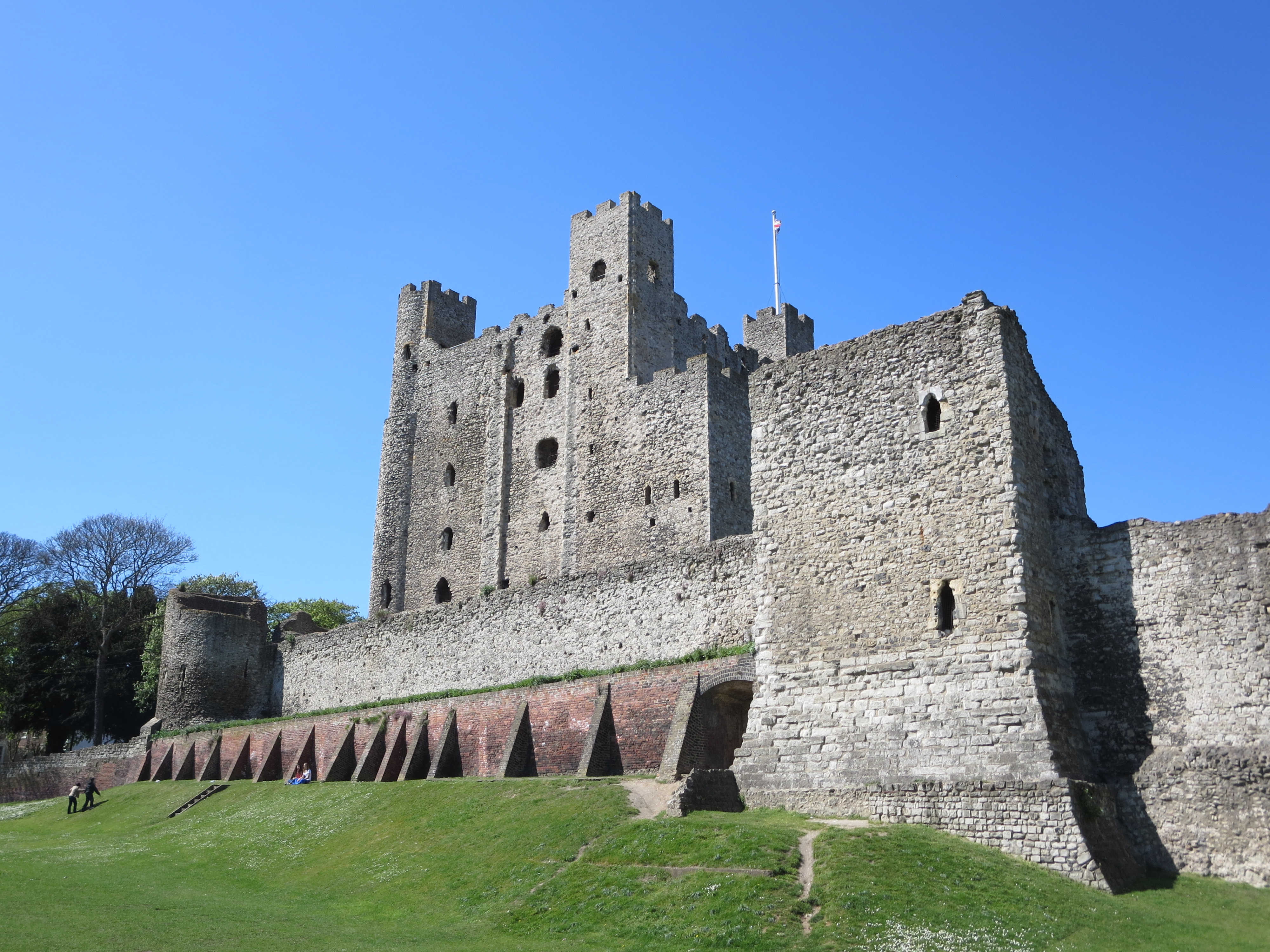
Château de Rochester.
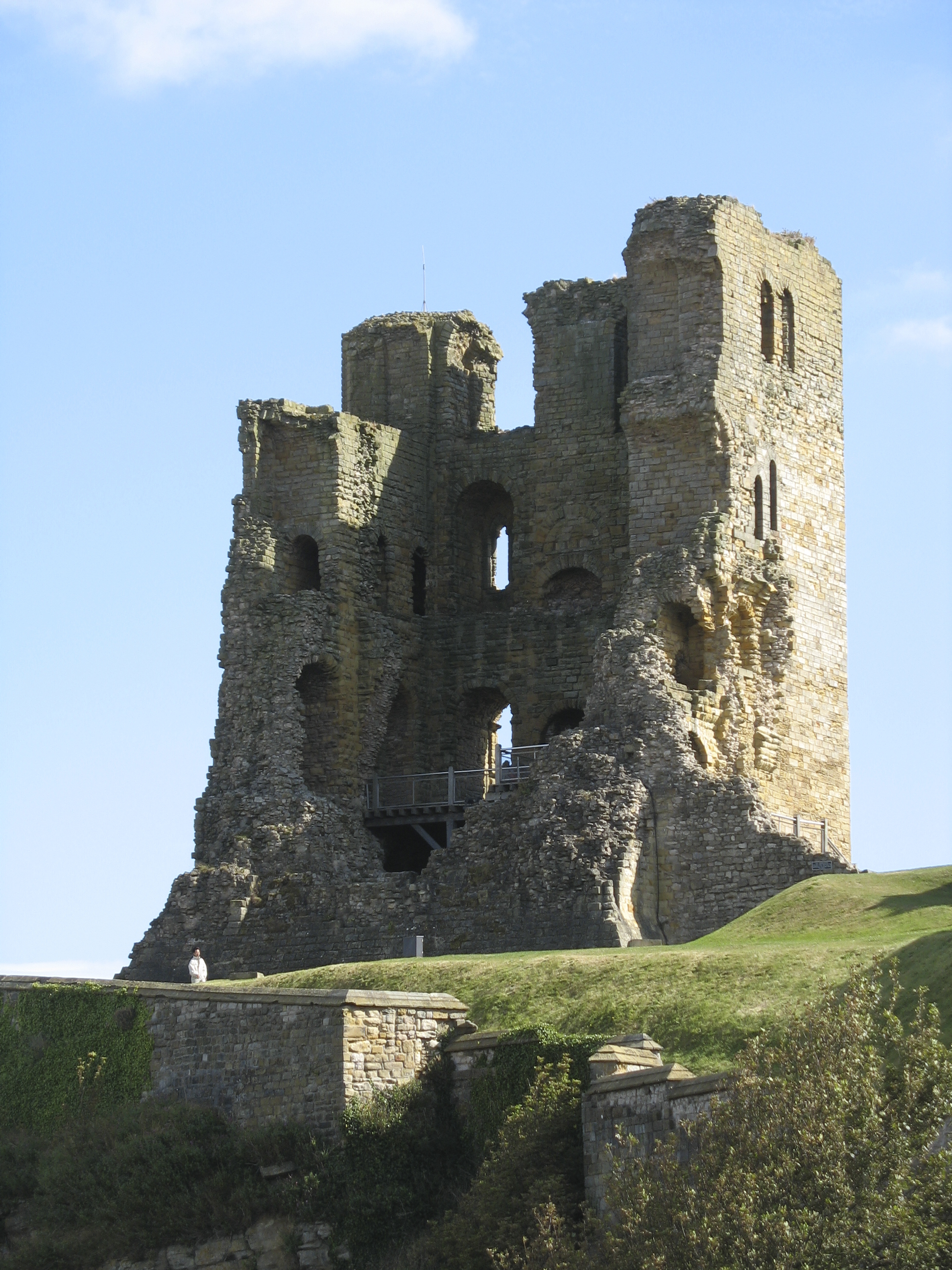
Château de Scarborough.
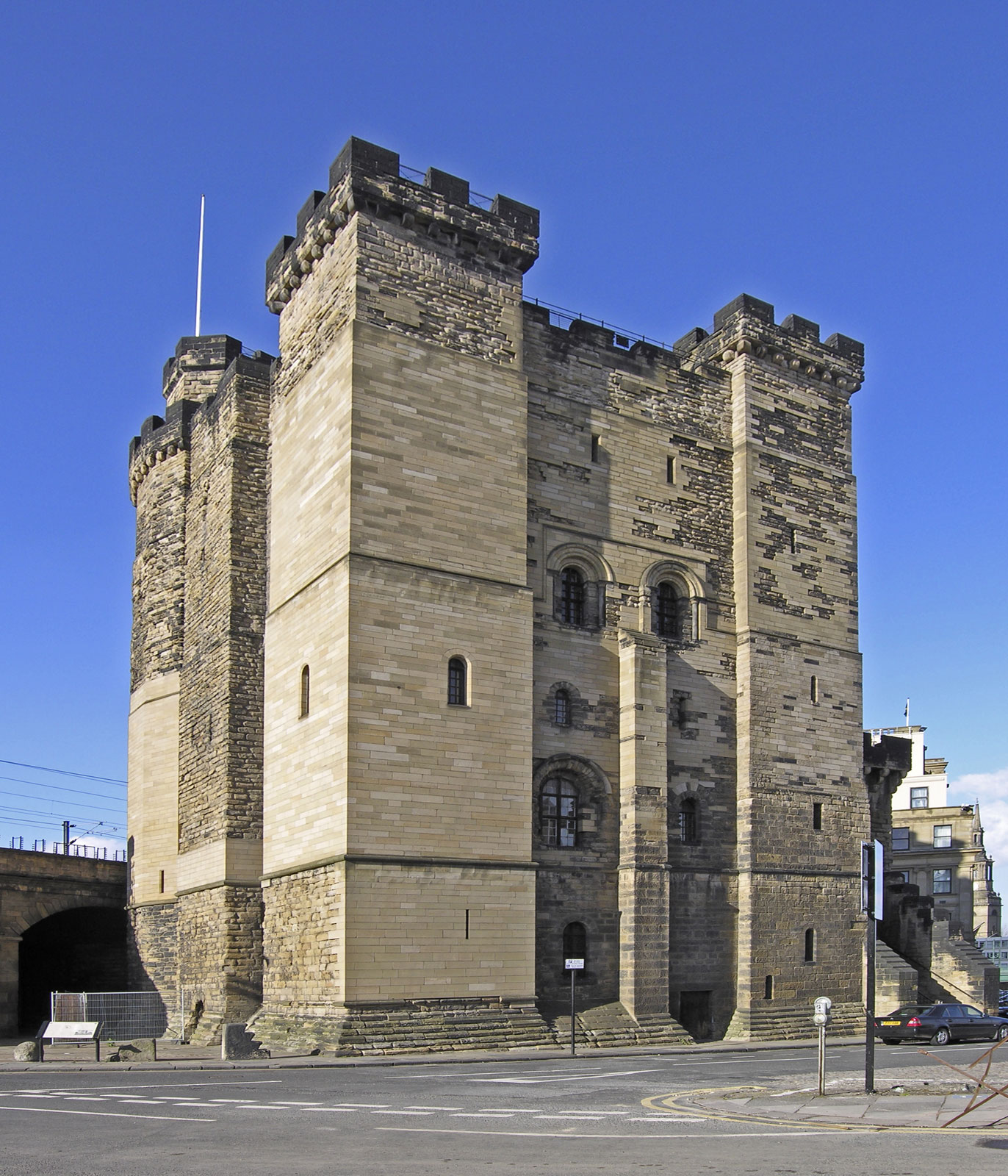
Château de Newcastle.
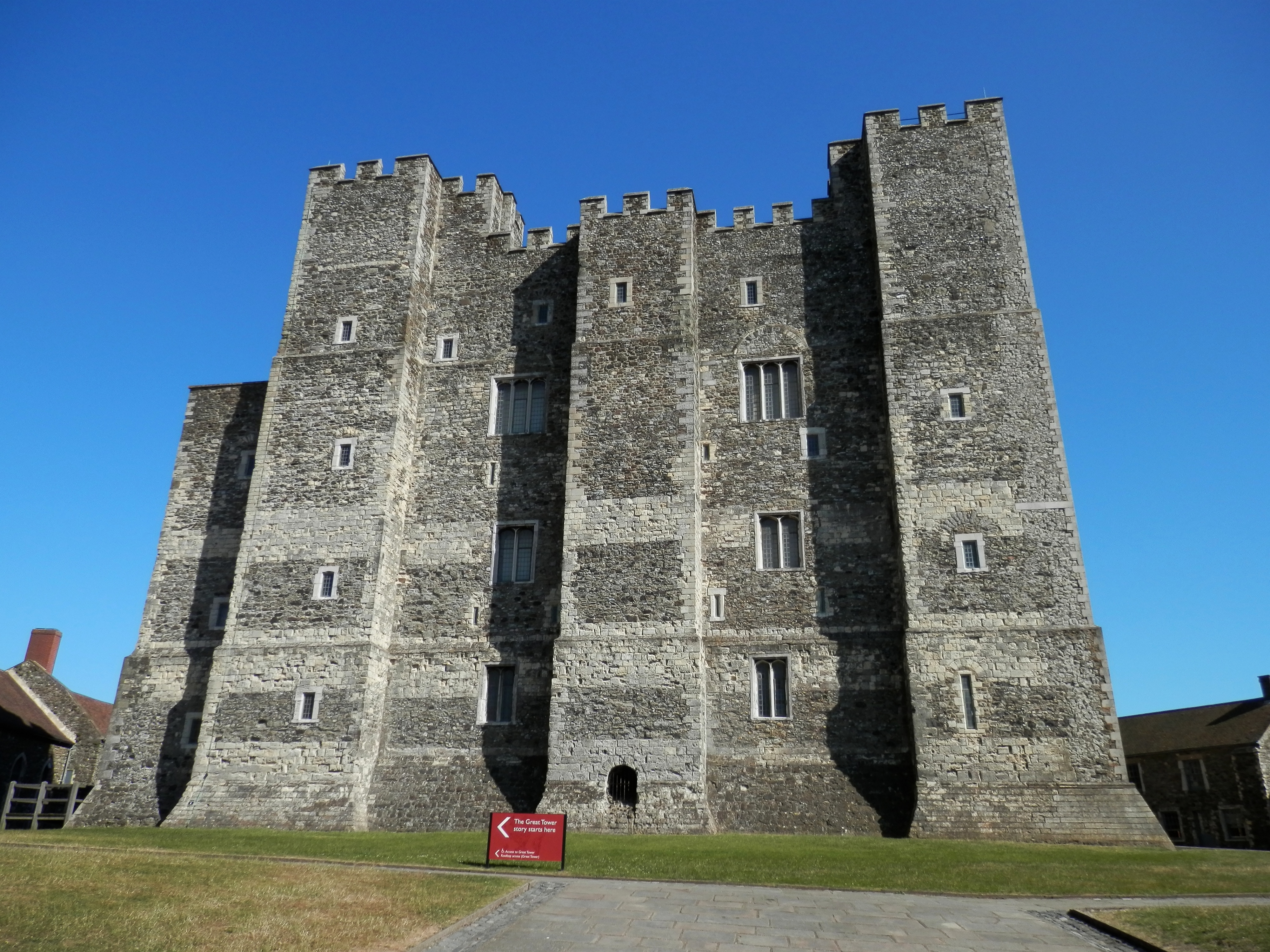
Château de Douvres.
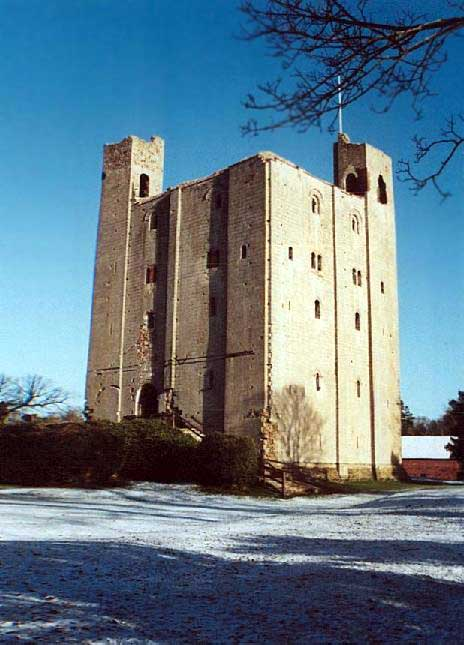
Château de Hedingham.
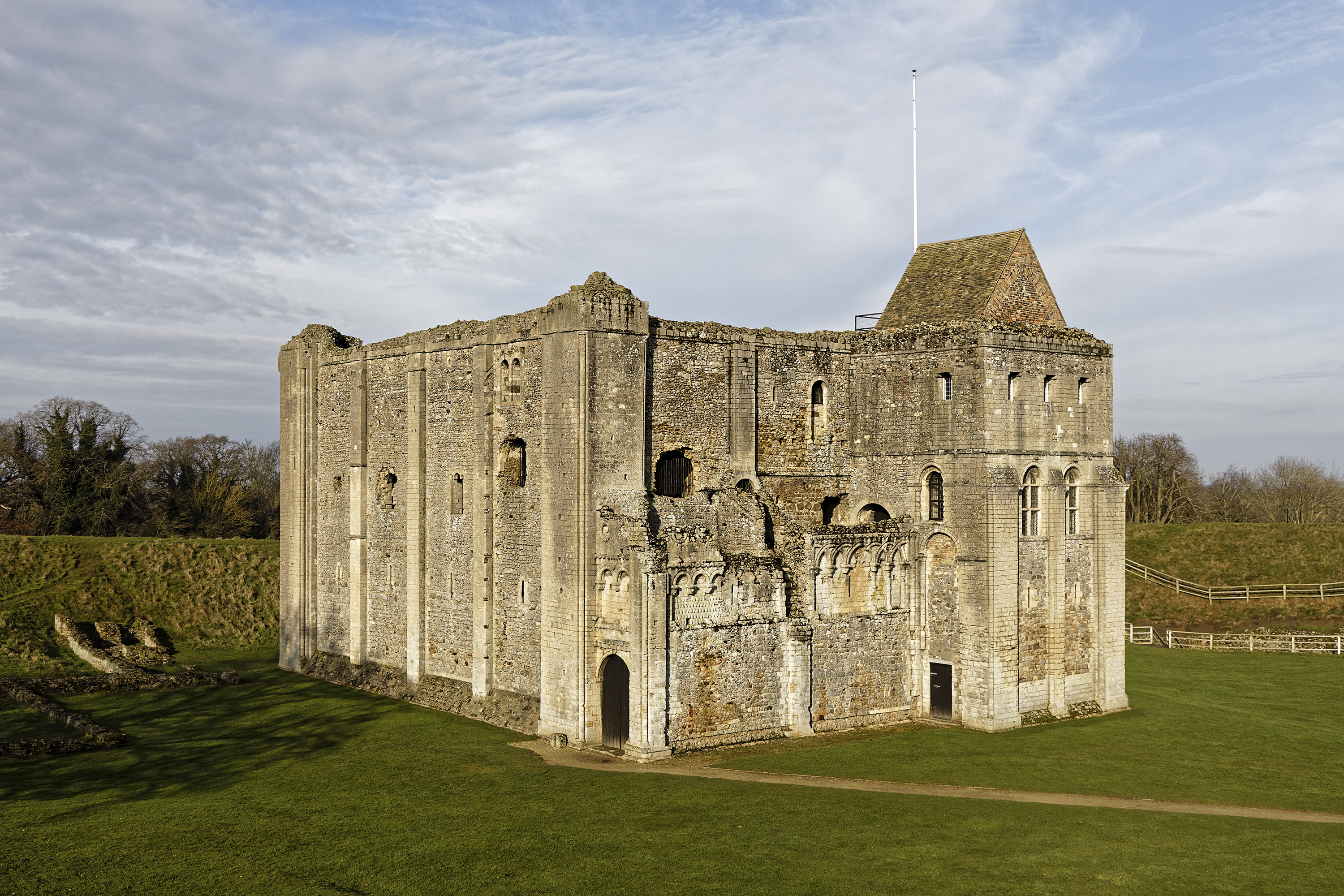
Château de Castle Rising.
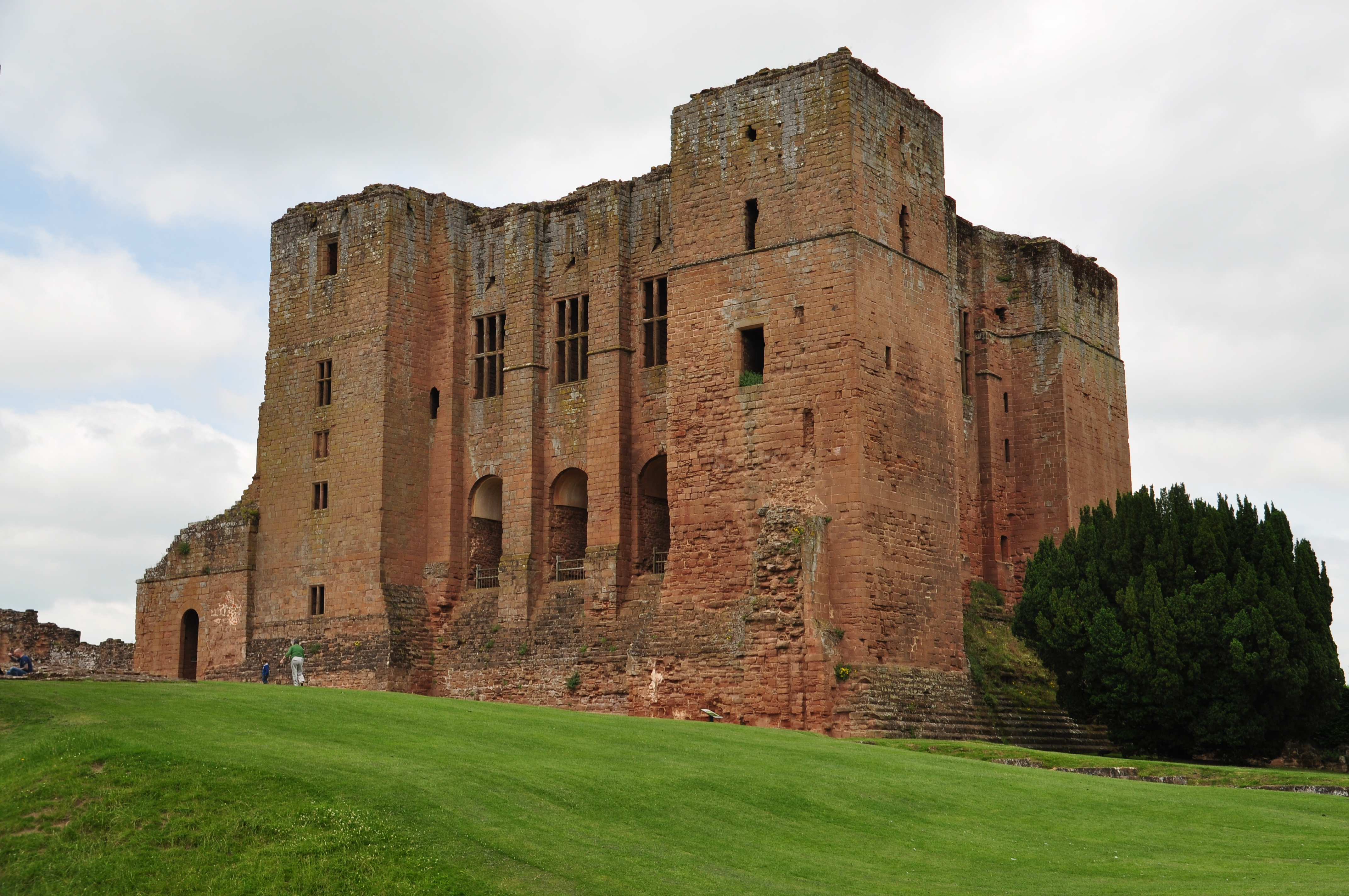
Château de Kenilworth.
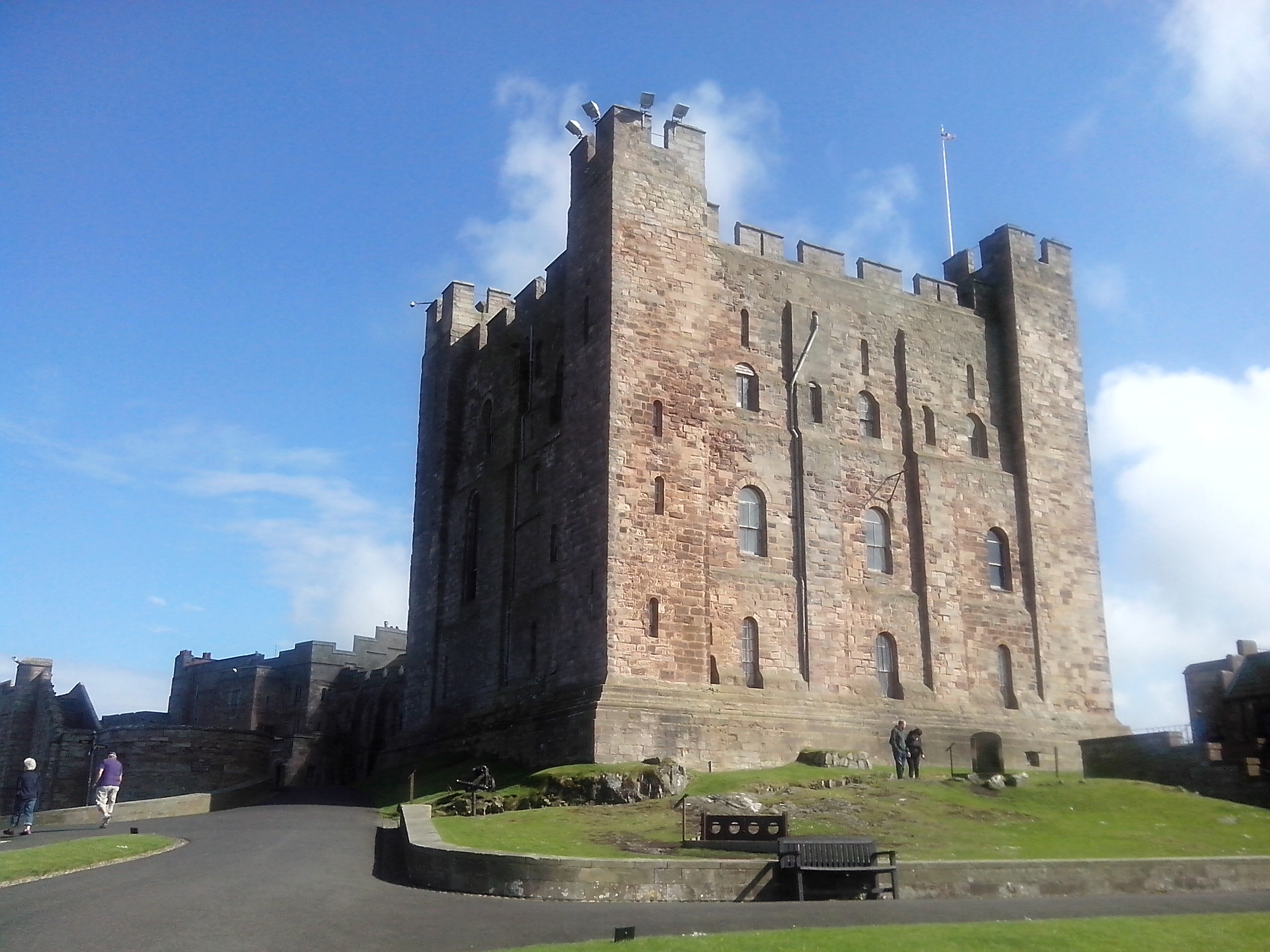
Château de Bamburgh.

## Géographie de l'architecture romane

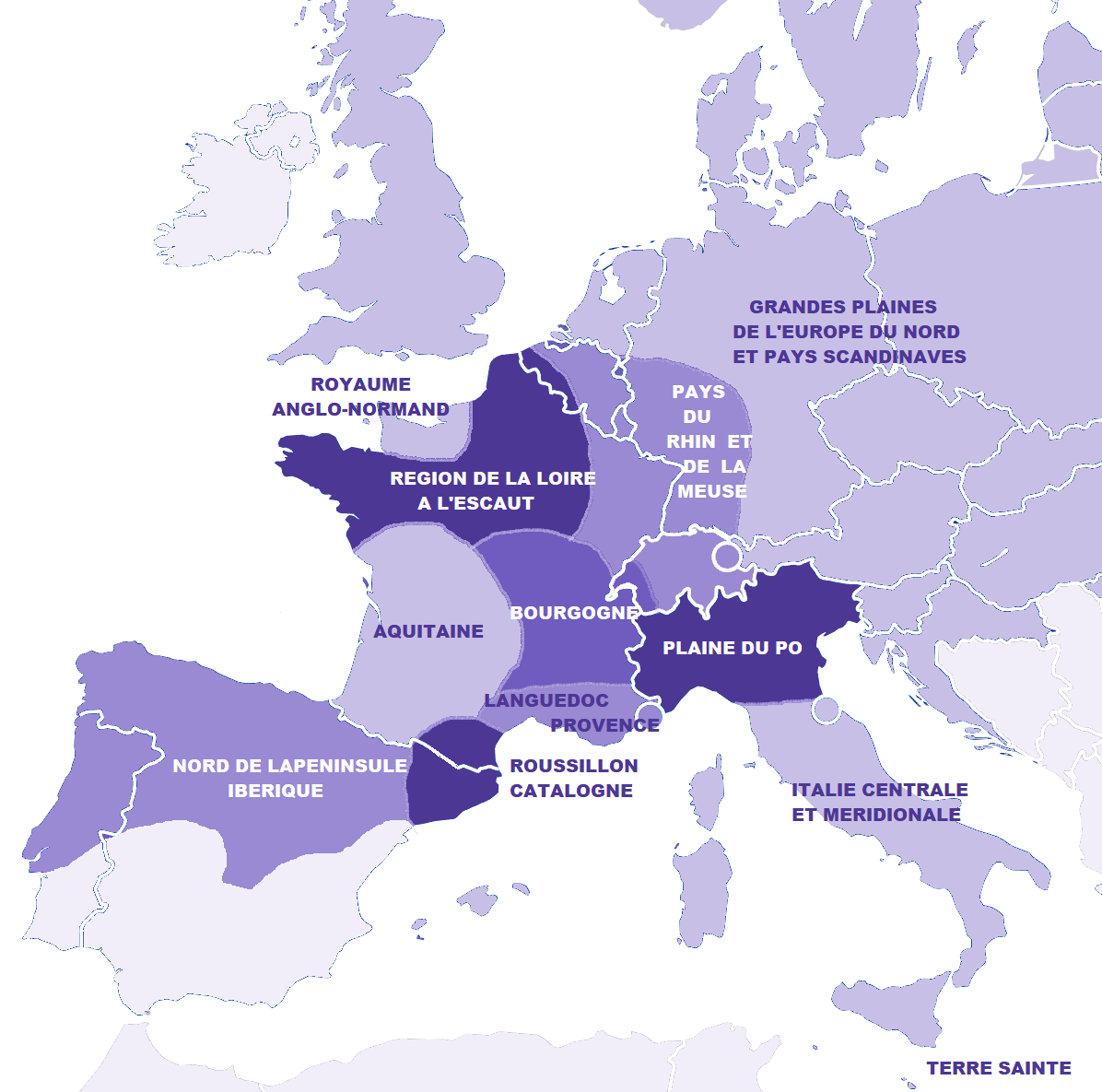
Les espaces romans.

L'esprit de l'architecture romane conçu par l'Église comme un moyen d'évangélisation mis au service de tous s'est diffusé dans l'Europe entière jusqu'au plus profondes campagnes. Les grands courants artistiques ont propagé très loin les principaux caractères architecturaux. L'extraordinaire liberté de création ignore l'imitation passive mais crée grâce aux diverses contraintes rencontrées des variantes infinies dans les milieux locaux les plus homogènes confrontés aux réalités artistiques qui traversent ces deux siècles romans.
Dans cette grande diversité, on peut trouver l'existence d'orientations régionales liées à un terroir ou un milieu particulier, un passé, des liens historiques, des différences sociales ou des espaces politiques plus ou moins stables mais on ne peut pas enfermer l'architecture romane dans des cadres trop rigides dans une histoire en devenir.
Le découpage proposé est celui qui correspond aux espaces les plus homogènes du XIe siècle avec les édifices les plus significatifs.

### L'Aquitaine

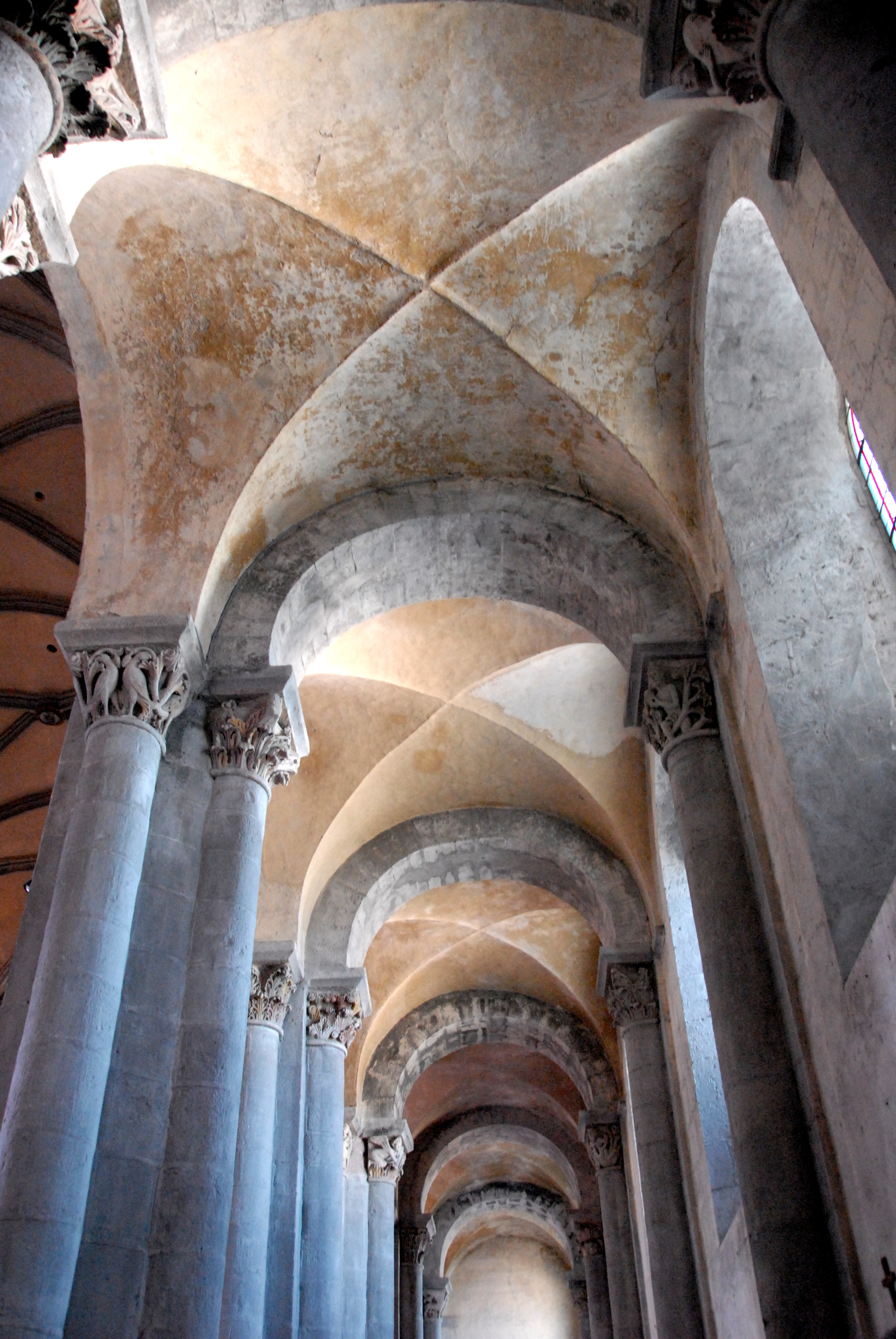
Abbatiale de Mozac.

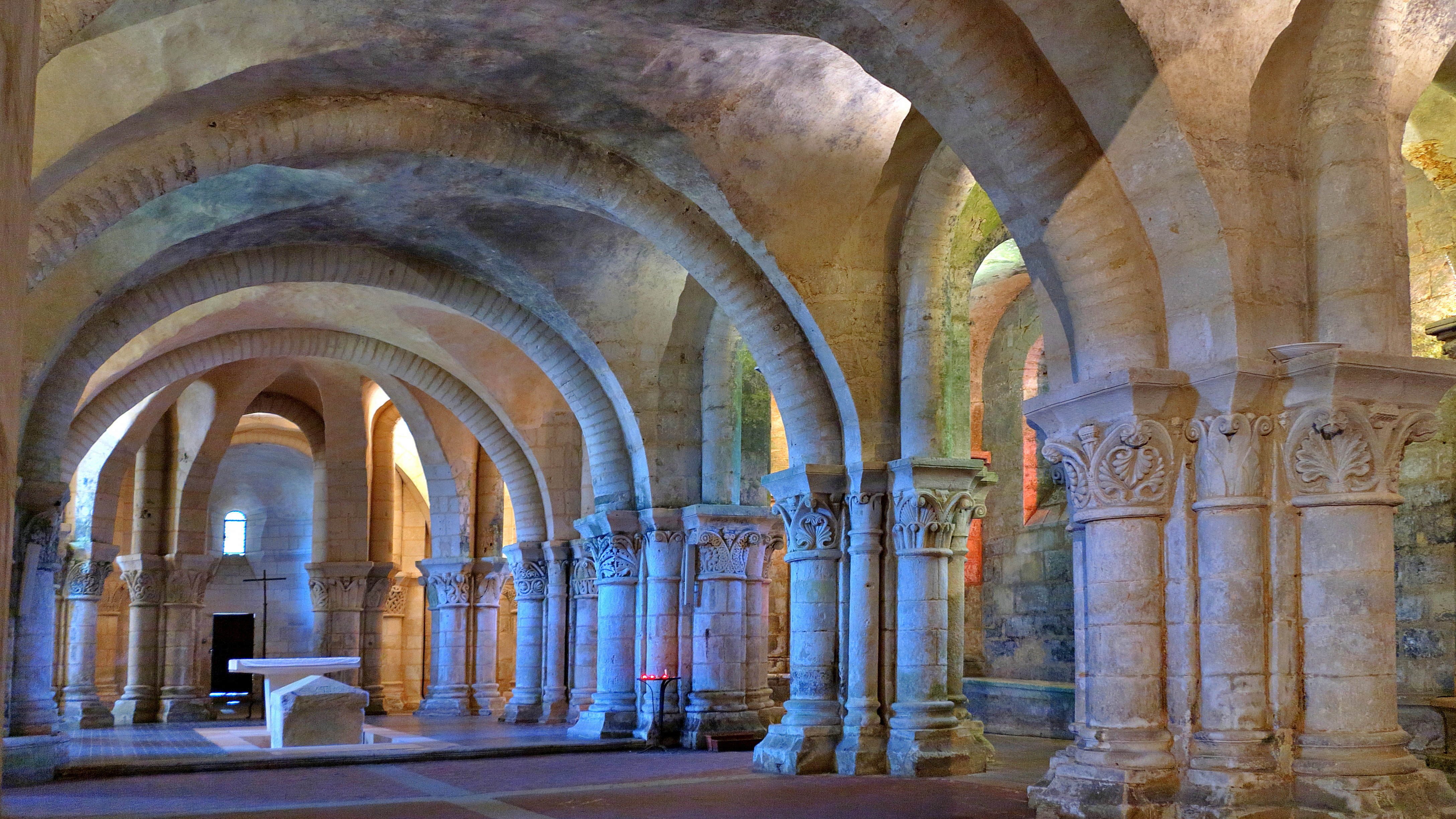
Crypte, Saint-Eutrope, Saintes.

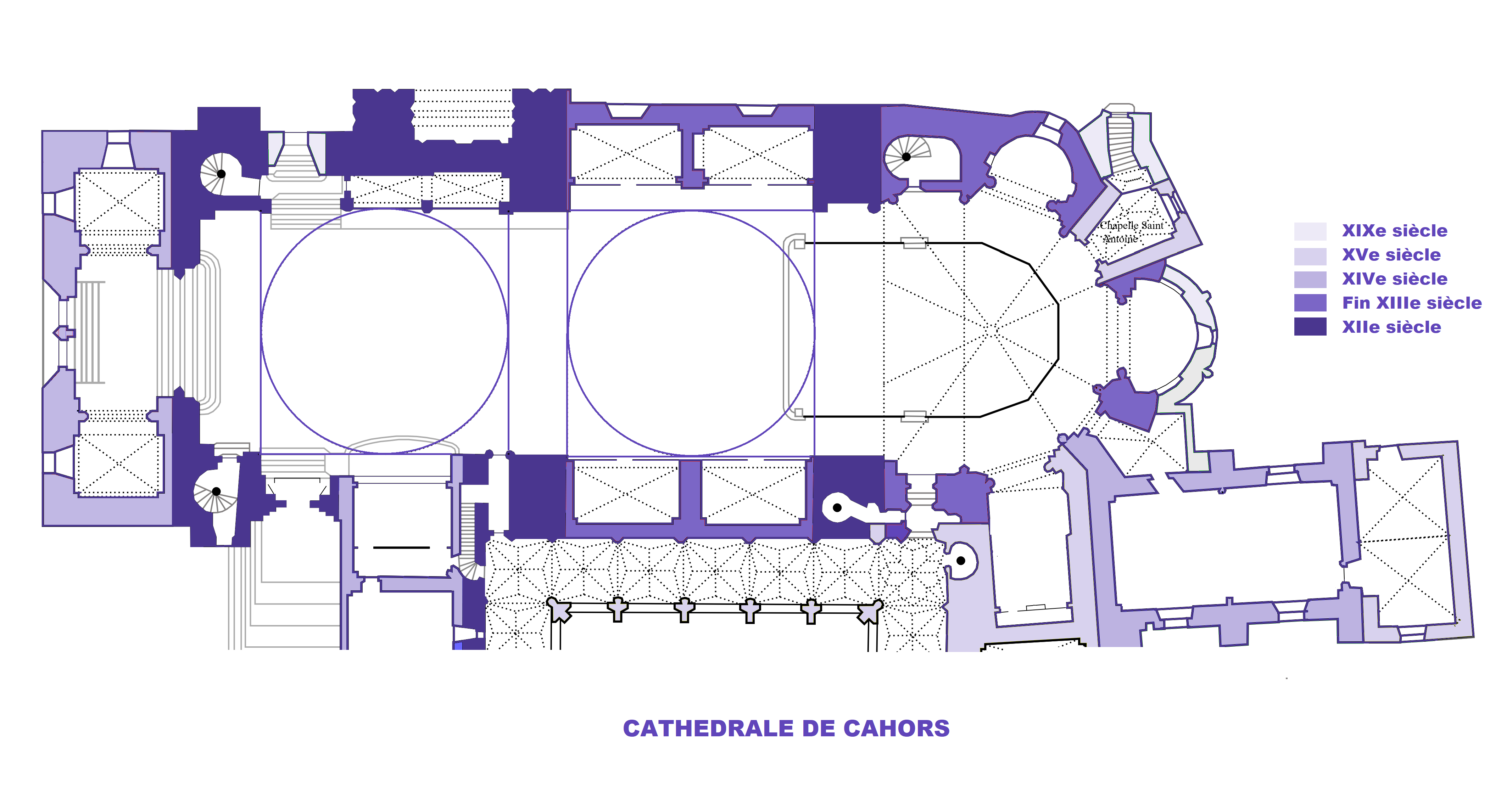
Cathédrale de Cahors.

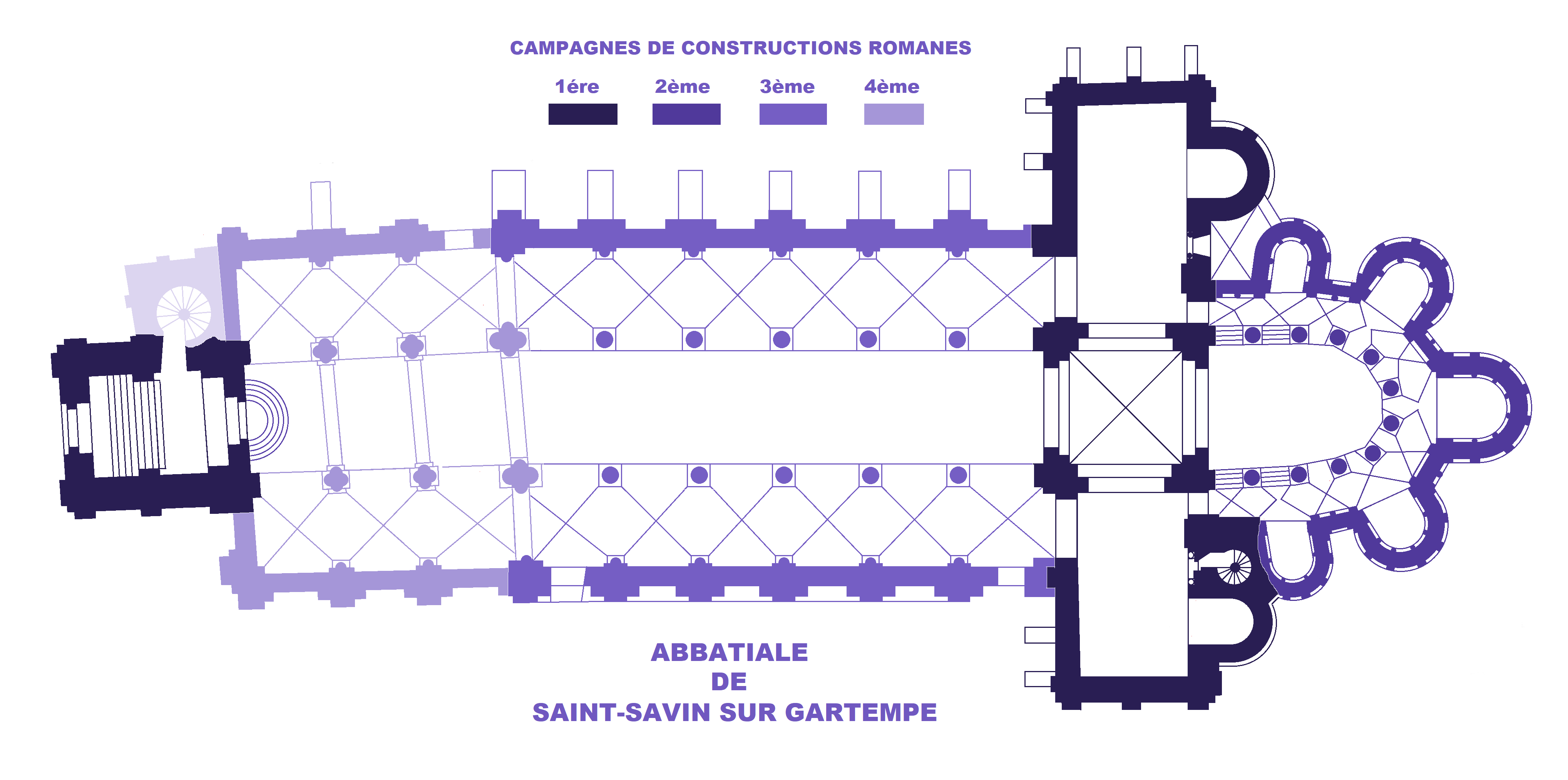
Abbaye de Saint-Savin-sur-Gartempe.

Au début du XIe siècle, l'Aquitaine est une grande principauté s'étendant sur les deux tiers du Massif central, la Gascogne, les régions du Centre-Ouest et, sous l'autorité du duc, les comtés d'Anjou, de Toulouse et d'Armagnac. Cet état féodal est au cœur de la civilisation romane où les architectes apportent aux problèmes de voûtement trois types de solutions. Ils utilisent le plan basilical à tribunes pour stabiliser le système de voûtes mais fractionnent l'espace ce qui est contraire au goût local qui préfère de grands espaces libres. Une des solutions avant la file de coupoles venue d'Orient vers 1100 passe par la diminution de la largeur du vaisseau central par une double colonnades et des collatéraux de même hauteur. De cette solution naît l'église poitevine classique avec une nef et des collatéraux de même hauteur voûtés de berceaux brisés.
L'église Saint-Hilaire-le-Grand de Poitiers est un édifice charpenté de tradition carolingienne remaniée au début du XIIe siècle pour le couvrir de voûtes. Dans la nef, l'architecte, pour réduire la portée, installe deux lignes de piles quadrilobées formant un collatéral intérieur entre la nef et les collatéraux extérieurs. L'organisation des volumes se retrouve à la basilique Saint-Eutrope de Saintes dont il ne reste que la partie orientale avec le chevet roman et la crypte où de gros boudins remplacent les arcs doubleaux et retombent sur de puissants chapiteaux.
L'abbatiale de l'abbaye de Saint-Savin-sur-Gartempe est une église-halle voûtée de type poitevin. Sa nef est marquée par un désaxement entre les travée orientale couverte par une voûte en berceau avec des collatéraux voûtés d'arêtes. Cette configuration permet un éclairage direct des fresques de la voûte. Les travées occidentales possèdent des arcs doubleaux fractionnant l'espace.
L'église Saint-Pierre d'Aulnay représente le type d'édifices à tribunes et trois berceaux se contrebutant mutuellement arrivé à sa parfaite maturité. Elle appartient au groupe des grandes églises d'Aquitaine richement ornées comme la collégiale Notre-Dame-la-Grande de Poitiers, Saint-Nicolas de Civray et l'abbaye Saint-Jouin de Marnes.
Sainte-Foy de Conques est une grande basilique du milieu du XIe siècle entièrement voûtée, à tribunes et déambulatoire. Son plan qui a conservé une grande unité est celui d'un certain nombre de grandes églises à reliques. Sa construction permet une bonne analyse de l'évolution de l'appareil et de la taille de pierre et son élévation est marquée par la présence de tribunes continues sur les collatéraux, dans le transept et le chœur mais avec une simple coursière au nord et au sud des croisillons.
Une version agrandie et plus tardive d'une église de pèlerinage, Saint-Sernin de Toulouse commencée en 1075, 25 ans après l'abbatiale Sainte-Foy de Conques, a des collatéraux doubles avec un collatéral dans le transept permettant une circulation périphérique au niveau des tribunes.
En Auvergne, le part architectural de la basilique voûtée, à tribunes et à déambulatoire avec des chapelles rayonnantes est reproduit avec une grande ferveur jusqu'à une cinquantaine de kilomètres autour de la basilique Notre-Dame-du-Port de Clermont-Ferrand. Les églises Saint-Austremoine d'Issoire, de Saint-Nectaire, la basilique Notre-Dame d'Orcival et l'abbatiale de Mozac dont le chevet a été détruit par des tremblements de terre au XVe siècle sont traitées avec les mêmes caractéristiques particulières. À Notre-Dame-du-Port, le chevet posé sur une crypte de même plan possède un déambulatoire entourant le chœur et l'abside avec quatre absidioles rayonnantes. Les arcades de l'hémicycle reposent sur des chapiteaux ornés d'un important programme iconographique. Le transept est inscrit dans un volume barlong surplombant les toitures dans lequel par une construction savante, une coupole est stabilisée par de hautes voûtes en quart de cercle. À l'extérieur, les volumes richement décorés s'organisent dans une harmonieuse progression jusqu'au transept et au massif de la coupole.
Le parti architectural des églises à files de coupole forme une grande famille en Aquitaine avec la cathédrale Saint-Pierre d'Angoulême, l'église Saint-Étienne-de-la-Cité de Périgueux, la cathédrale de Cahors et l'abbaye Sainte-Marie de Souillac. La cathédrale Saint-Front de Périgueux surprend par son plan exceptionnel qui est celui d'un véritable martyrium.
La cathédrale du Puy-en-Velay fait partie des églises à file de coupole mais est différente des précédentes car les coupoles ne sont pas montées sur pendentifs mais sur trompes et la nef est munie de collatéraux. Malheureusement, des restaurations lourdes du XIXe siècle perturbent l'aspect de ces édifices à files de coupoles.

### Le domaine anglo-normand

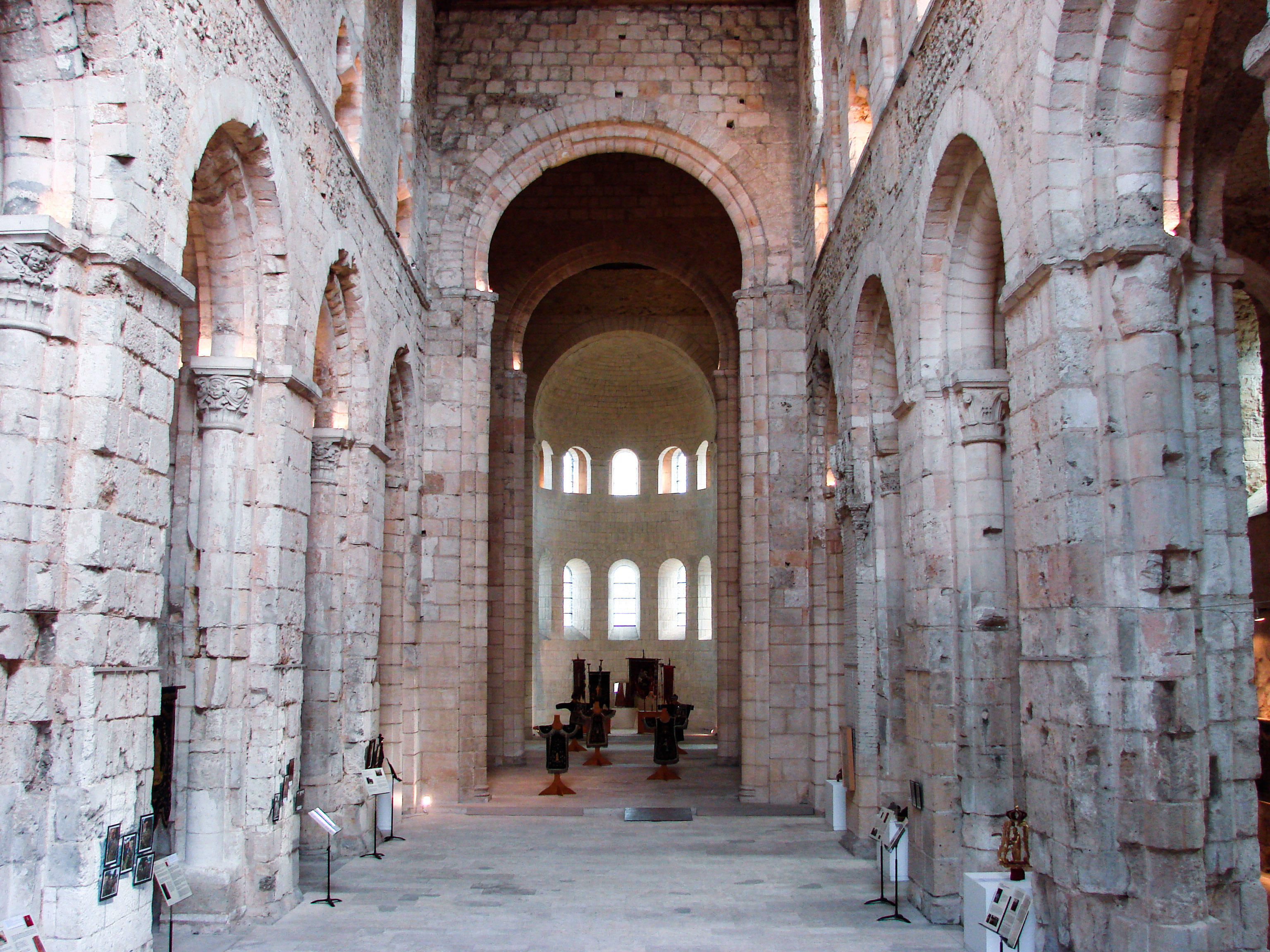
Abbaye Notre-Dame de Bernay.

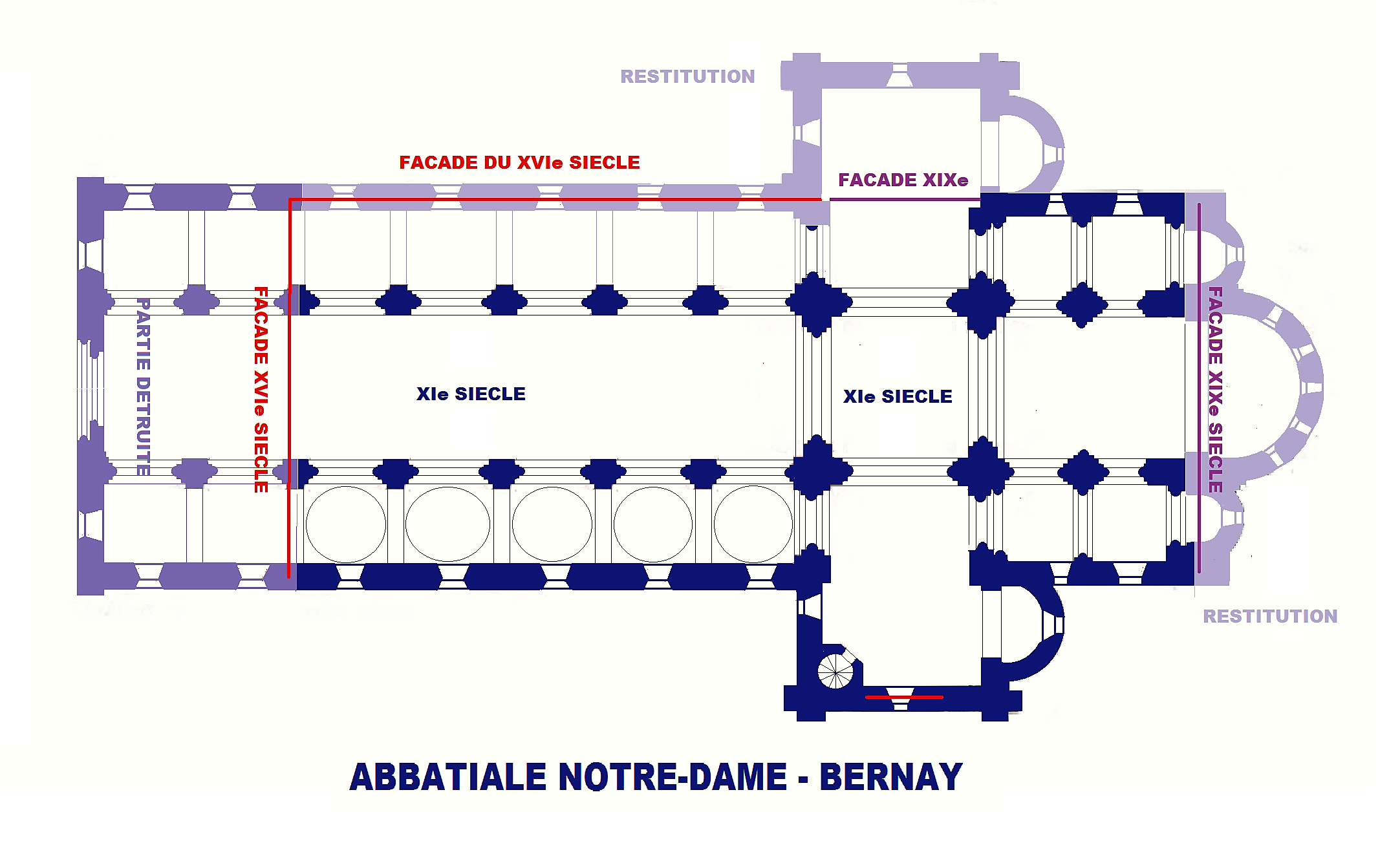
Abbaye Notre-Dame de Bernay.

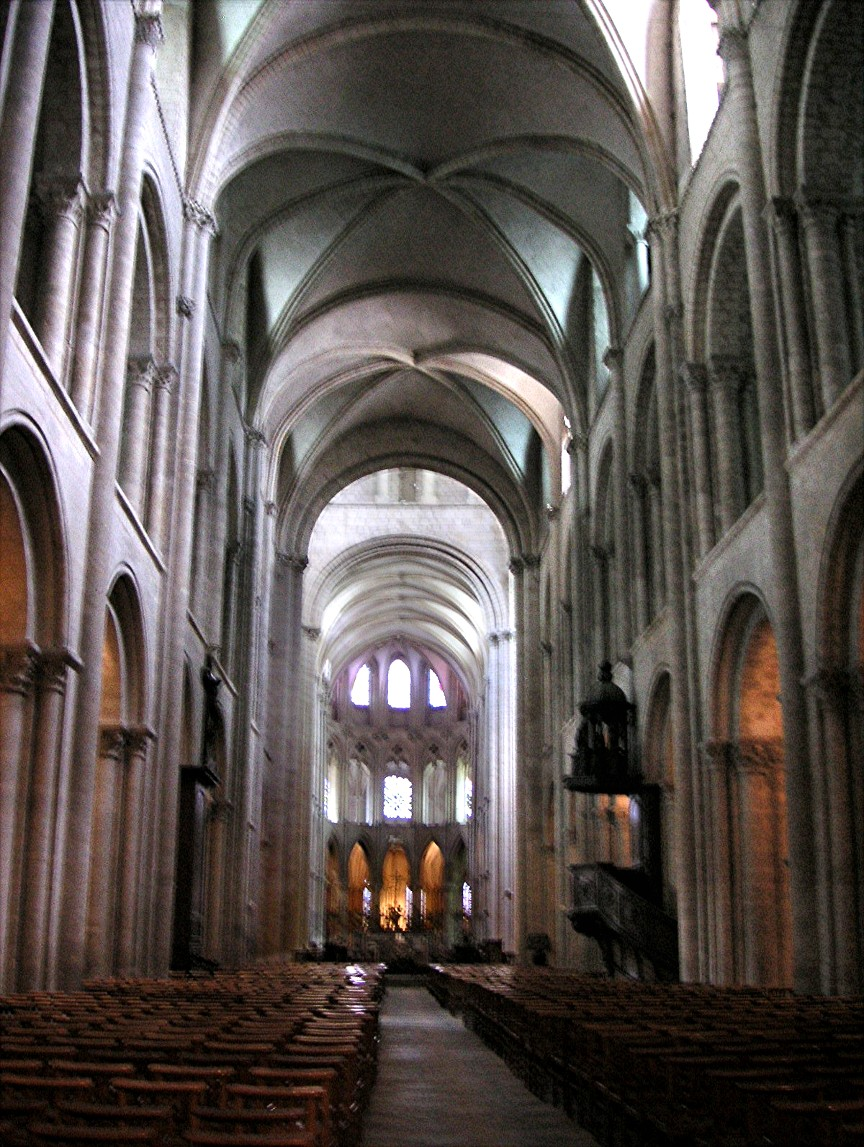
Église Saint-Étienne de Caen.

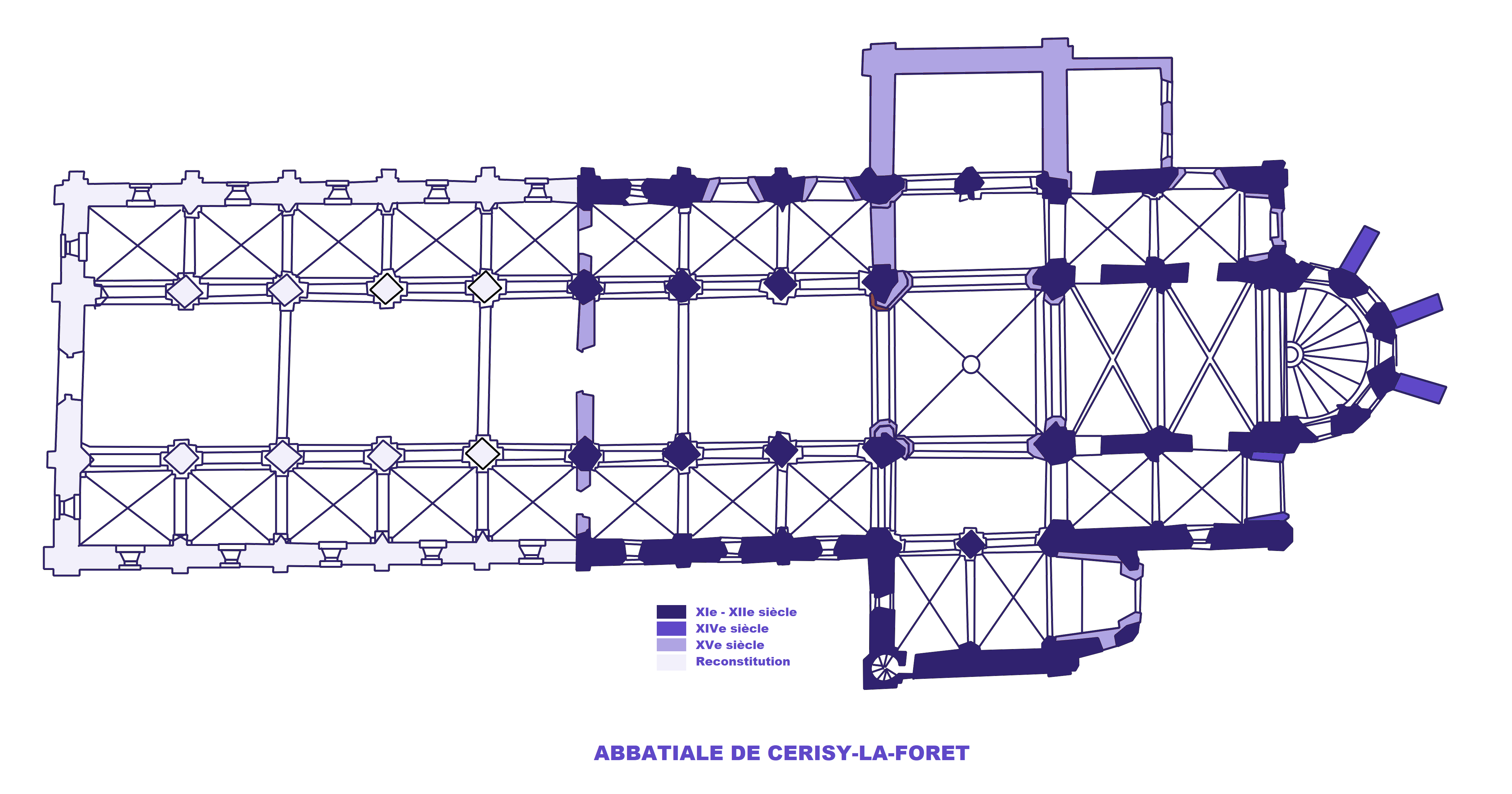
Abbaye de Cerisy-la-Forêt.

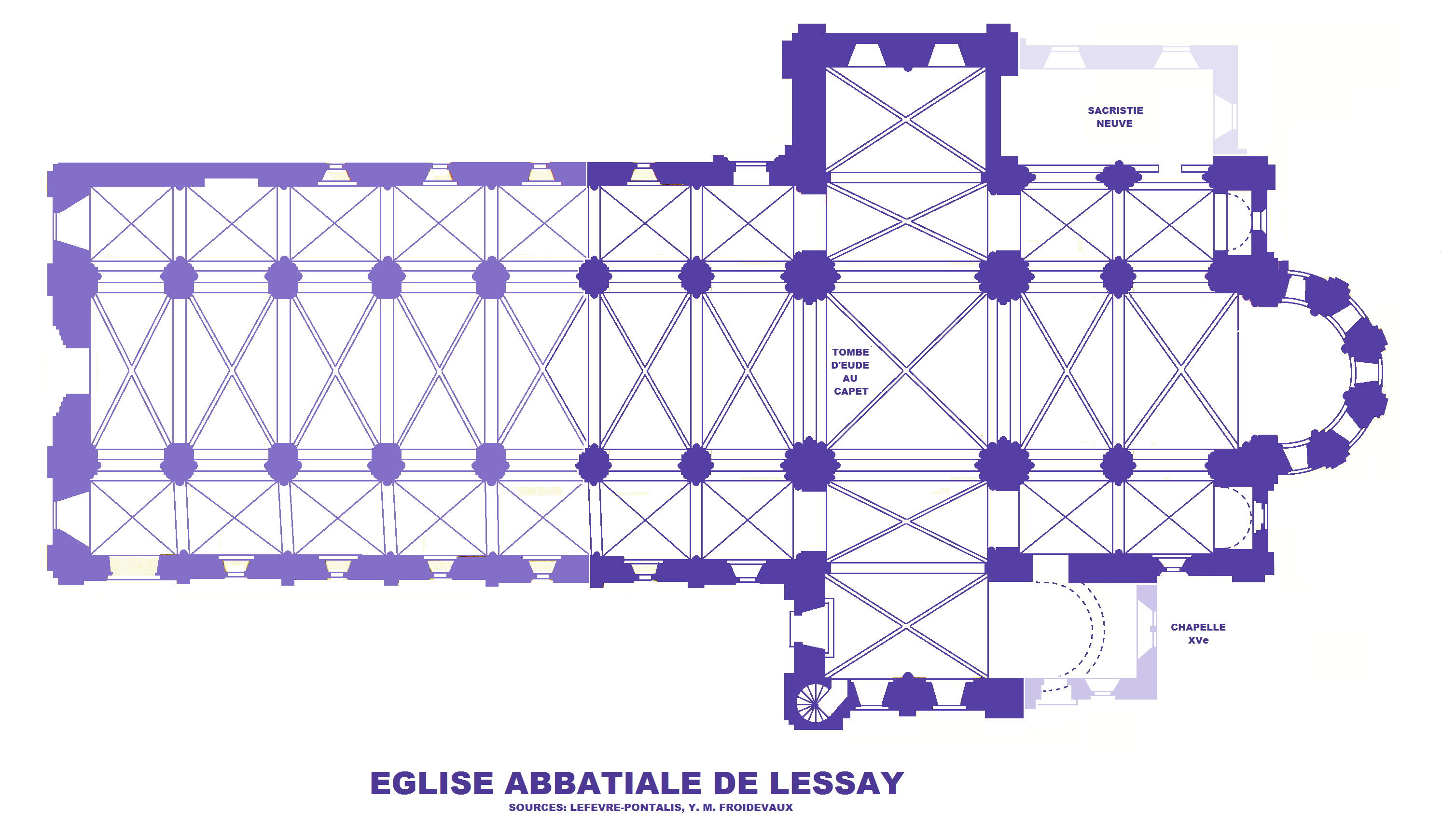
Abbaye Sainte-Trinité de Lessay.

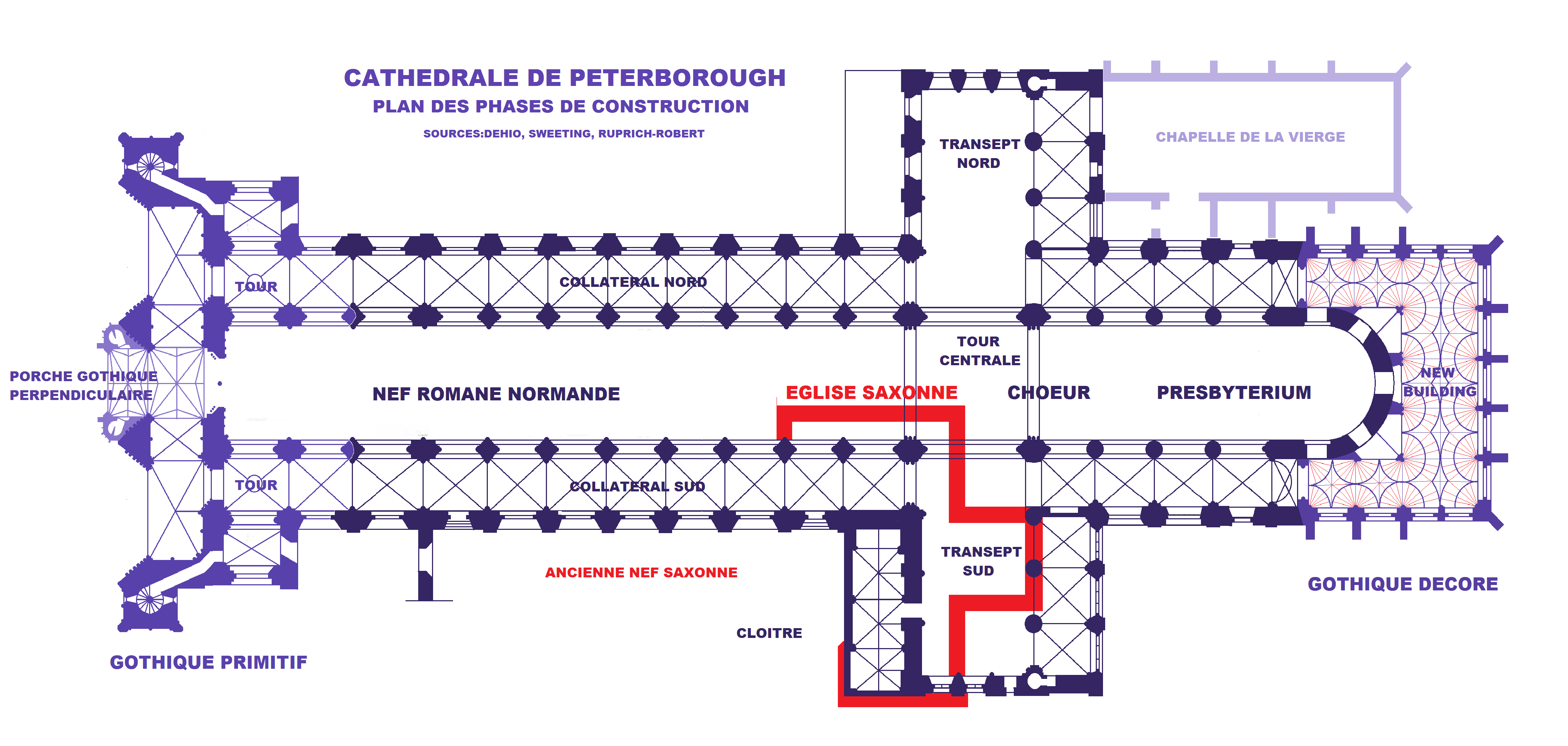
Cathédrale de Peterborough.

Une seule province française, la Normandie avec l'Angleterre soumise par Guillaume le Conquérant, correspond à peu près à une école régionale définie au XIXe siècle. La stabilité de l'État avec des limites fixes et un pouvoir fort favorise un exceptionnel dynamisme architectural. En un temps record et grâce au mécénat du duc-roi, les architectes normands et insulaires conduisent l'architecture romane jusqu'aux frontières du gothique.
Cette époque marque le sommet de l'histoire normande et à la différence des aspects régionaux de l'art est à un degré éminent l'art d'un état et seul l'art ottonien manifeste un lien quoique plus lâche avec un cadre politique. On y trouve la même volonté de faire exprimer par les grands monuments une conception idéologique fondée sur une étroite collaboration des cadres politiques et ecclésiastiques.
L'art roman normand dépasse les limites du duché et les aventuriers et bannis normands, à partir de 1020, s'emparent de l'Italie du Sud et de la Sicile et y emportent quelques traits de leur architecture qui sont associés aux apports byzantins et musulmans. Après 1066 et la conquête normande de l'Angleterre par Guillaume le Conquérant et jusqu'en 1204, c'est un va-et-vient constant d'hommes, d'argent et même de matériaux entre le royaume d'Angleterre et le duché de Normandie qui n'ont connu qu'un seul art normand,.

#### Le duché de Normandie
Dans le duché de Normandie, c'est à Notre-Dame de Bernay que l'on trouve les premières traces de l'architecture romane dans un monastère fondé quelques années avant 1017 par l'épouse du duc Richard II sous la protection de Guillaume de Volpiano et de l'abbaye de la Trinité de Fécamp. L'église comporte une nef charpentée de sept travées avec des collatéraux, un transept saillant à absidioles orientées, une tour lanterne à la croisée, un chœur de deux travées avec une abside et deux absidioles pour former un chevet échelonné et très développé. L'élévation est à trois niveaux avec des arcades sur des piles quadrangulaires, des baies géminées et des fenêtres hautes. Dans le croisillon sud apparaît une innovation, une circulation à l'intérieur du mur au niveau des fenêtres hautes que l'on peut voir à travers d'étroites arcades.
L'abbaye de Jumièges est un ancien monastère détruit par les Normands et relevé par leurs descendants. Le plus important des trois sanctuaires de l'ancienne abbaye, l'église Notre-Dame est reconstruite au début du XIe siècle à une époque où les reconstructions se multiplient en Normandie grâce aux ducs et aux principaux dignitaires. Commencée vers 1040-1052, Notre-Dame de Jumièges appartient à un type architectural plus élaboré que l'abbatiale de Bernay. Le chevet roman, le chœur et une partie du transept sont remplacés vers 1267-1270 mais des fouilles ont révélé le plan d'origine. L'église d'une longueur totale de 80 mètres avec une nef charpentée de 25 mètres de hauteur et des collatéraux voûtés d'arêtes, un transept saillant à deux absidioles orientée et une tour-lanterne à deux étages, présente un massif occidental rappelant l'architecture carolingienne et ottonienne. Cette partie en saillie qu'encadre deux grosses tours comporte un porche surmonté d'une tribune ouverte sur la nef. L'élévation à trois niveaux possède des piles alternativement fortes et faibles avec une colonne engagée montant sur toute la hauteur de la nef. Cette technique reprise dans de nombreux édifices normands facilitera la naissance de la croisée d'ogives.
À Caen, Guillaume le Conquérant et son épouse fondent pour des motifs religieux et politiques deux monastères avec à l'ouest l'église Saint-Étienne et à l'est l'église de la Trinité. Le duc confie en 1063 la construction de Saint-Étienne à Lanfranc puis le nomme abbé de Saint-Étienne en 1066 et archevêque de Canterbury en 1070 où il reconstruit la cathédrale de Canterbury. L'église Saint-Étienne est construite entre 1065 et 1083 et son influence est déterminante pour l'architecture du duché et du royaume d'Angleterre. Elle marque l'aboutissement des recherches régionales antérieures dont l'abbaye de Bernay et l'abbaye de Jumièges et les portions qui restent de l'église Saint-Étienne sont semblables en plan et en arrangement aux portions correspondantes de la cathédrale de Canterbury. Dans la nef des colonnes engagées assurent une division en huit travées avec en alternance des piles faibles et fortes par l'ajout d'un pilastre. L'élévation a trois niveaux avec des tribunes dont les baies occupent la largeur de la travée. À l'étage des fenêtres hautes, une coursive expérimentée à Bernay et Jumièges trouve un nouveau développement. Elle occupe le milieu du mur et s'ouvre sur la nef avec une grande légèreté. La nef charpentée est couverte de voûtes sexpartites sur croisées d'ogives vers 1125 et cette logique architecturale ouvre la voie vers l'architecture gothique. La façade occidentale austère mais d'une grande harmonie exprime la structure intérieure par de puissants contreforts et des ouvertures sur trois niveaux. La croisée centrale du transept portait une énorme tour-lanterne et les travées des croisillons ont des tribunes comme à l'église Saint-Nicolas de Caen et à l'abbaye Saint-Georges de Boscherville.
L'abbatiale de Cerisy-la-Forêt fondée en 1030 par le duc Robert le Magnifique pousse très loin l'allègement des murs par des ouvertures sur toutes les élévations et l'abbatiale de l'Abbaye Sainte-Trinité de Lessay renferme probablement dans le croisillon sud de son transept la première croisée d'ogives que l'architecture romane normande léguera au style gothique.

#### L'Angleterre
L'architecture romane en Angleterre est introduite par le roi Édouard le Confesseur à l'abbaye de Westminster consacrée en 1065. La conquête normande de l'Angleterre de 1066 et l'invasion entraînent la naissance d'un art roman anglais qu'il ne faut pas confondre avec celui s'épanouissant en Normandie continentale. Guillaume le Conquérant devenu roi d'Angleterre organise ce pays et en retire de grandes richesses qui financent de nombreux chantiers en Angleterre où de nombreux religieux normands sont mis à la tête d'importants diocèses. L'influence normande forte après l'invasion intègre progressivement la culture anglo-saxonne.
Après les invasions danoises de 1013 et les problèmes économiques, une vague de construction s'amorce entre 1042 et 1066 avec Édouard le Confesseur dont la mère est normande qui introduit l'art roman en Angleterre, les modestes églises en appareil réticulé sont remplacées par des édifices plus importants orientés vers l'Est. Le plus ancien monastère d'Angleterre, Canterbury est érigé en 1049 et est encore inachevé en 1059.
Après 1066, la reconstruction complète des cathédrales saxonnes d'Angleterre par les Normands représente le plus important programme de constructions ecclésiastiques de l'Europe médiévale et les plus grandes structures érigées dans l'Europe chrétienne depuis la fin de l'Empire romain. Toutes les cathédrales médiévales d'Angleterre sauf Salisbury, Lichfied et Wells ont des traces d'architecture normande. La cathédrale de Peterborough, la cathédrale de Durham, et la cathédrale de Norwich sont presque entièrement romanes et dans les autres, il reste des parties importantes: les nefs de la cathédrale d'Ely, de la cathédrale de Gloucester et de Southwell Minster, le transept de la cathédrale de Winchester,,,,,,,.

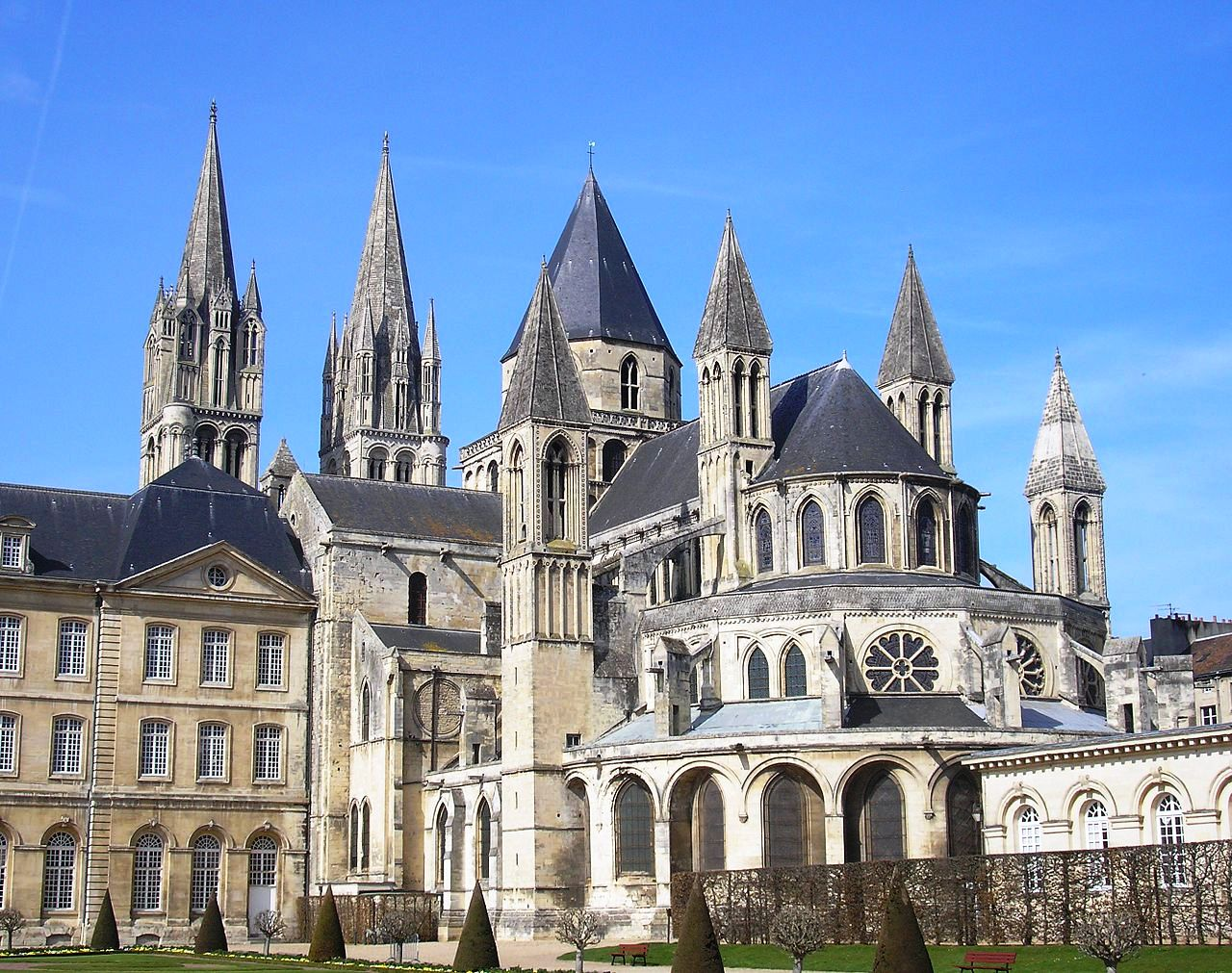
Église Saint-Étienne de Caen.
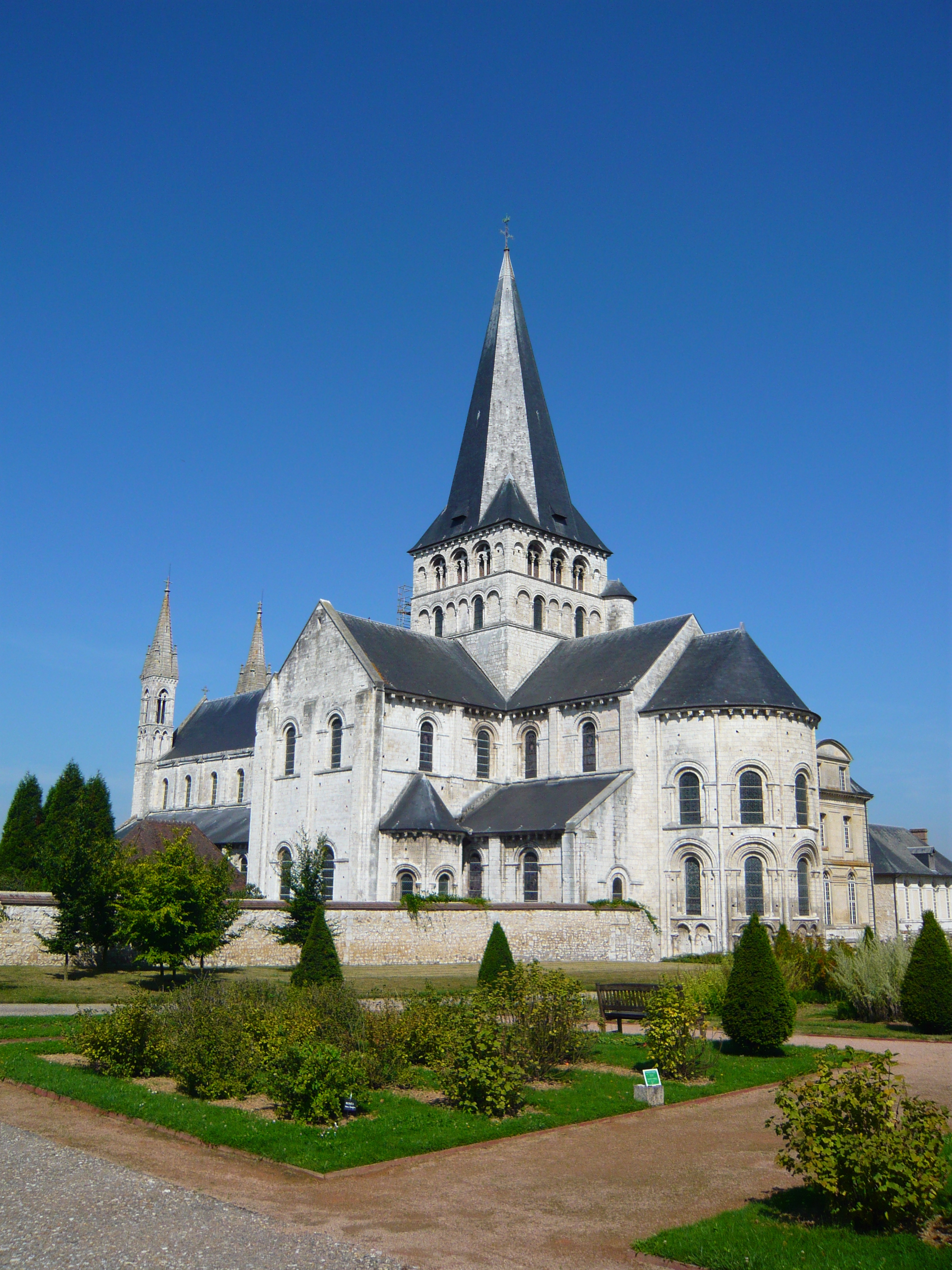
Boscherville.
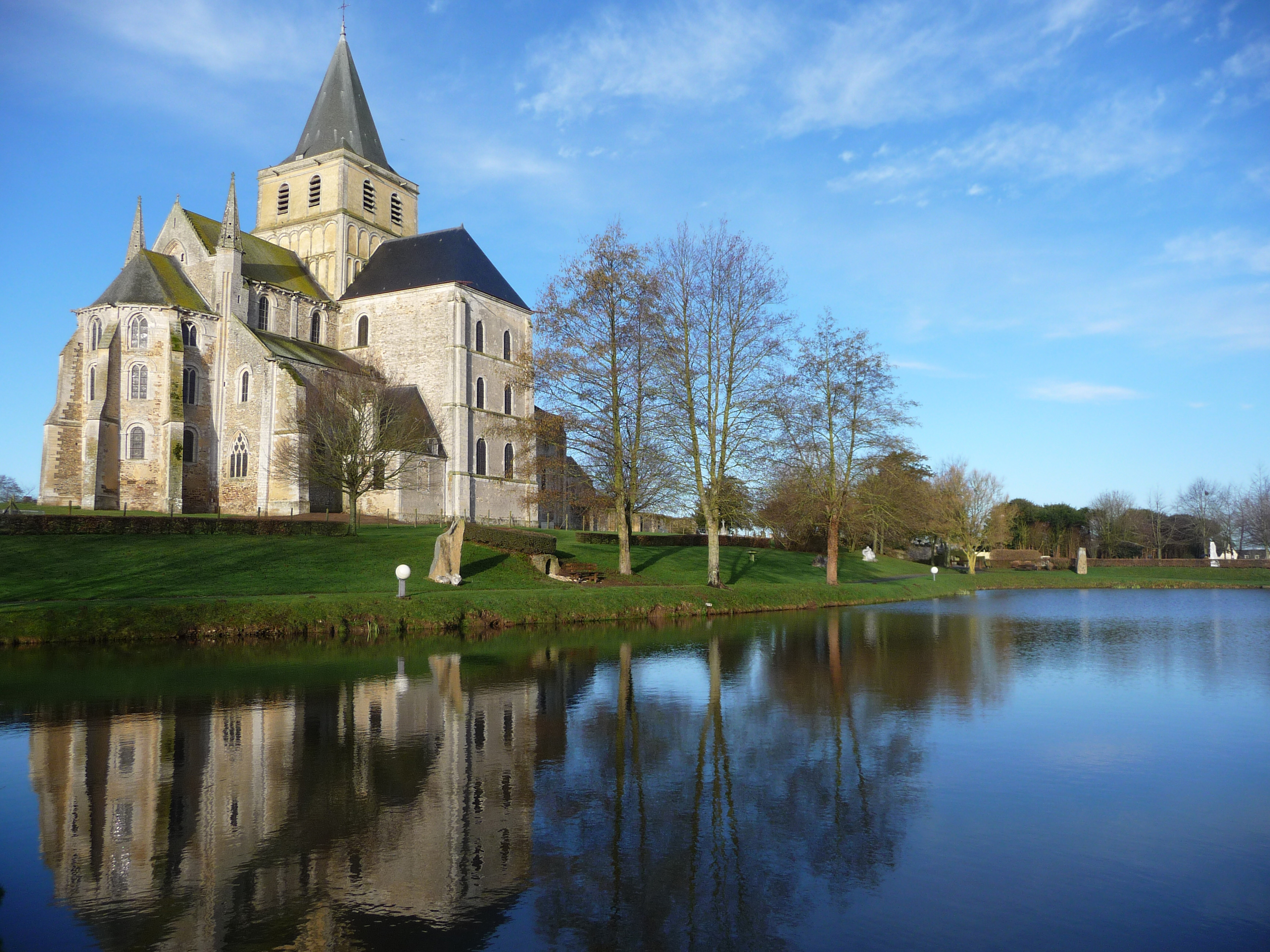
Abbaye de Cerisy-la-Forêt.
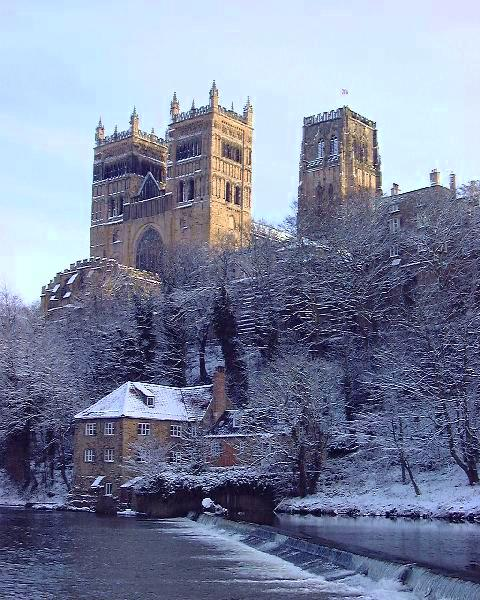
Cathédrale de Durham.
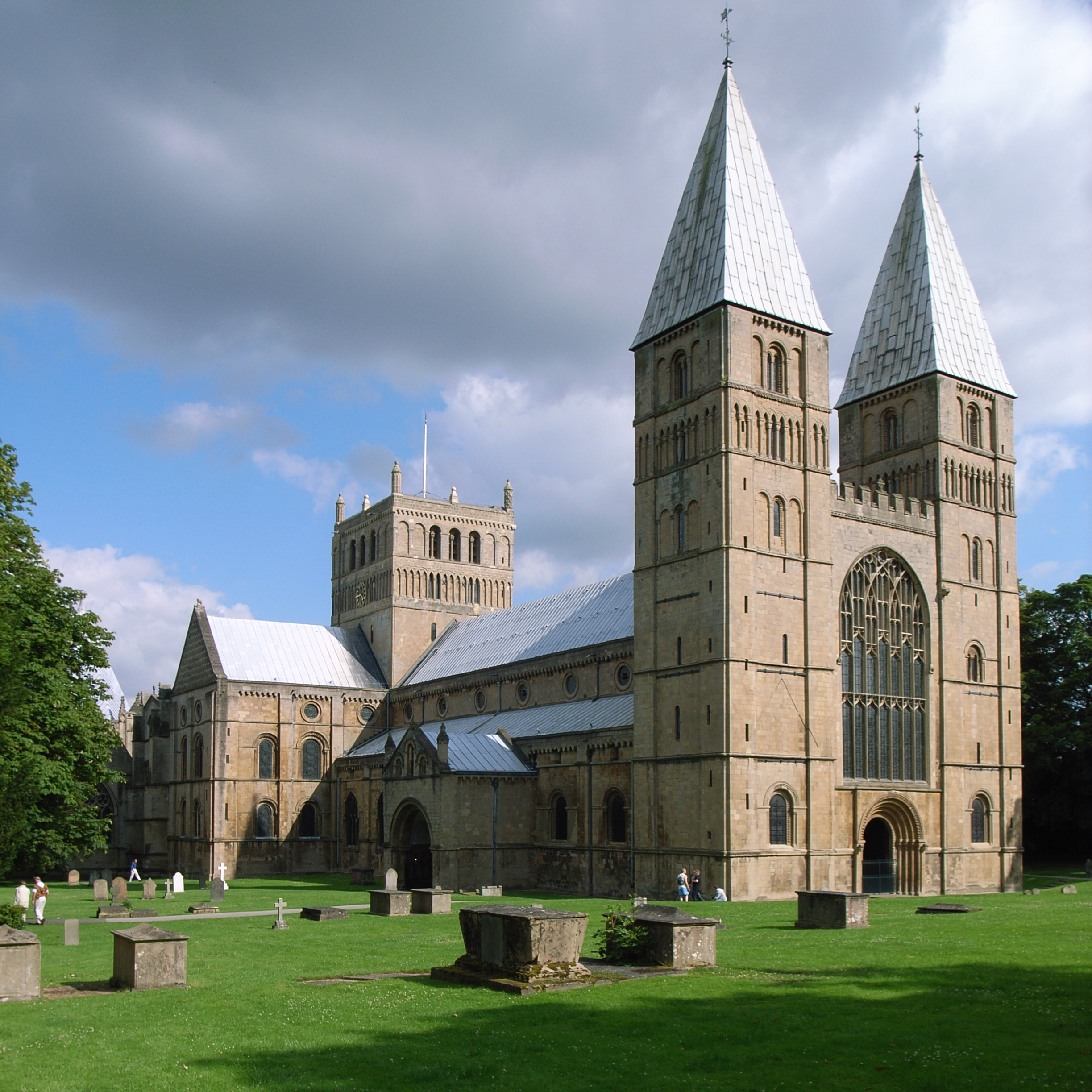
Southwell Minster.

### De la Loire à l'Escaut

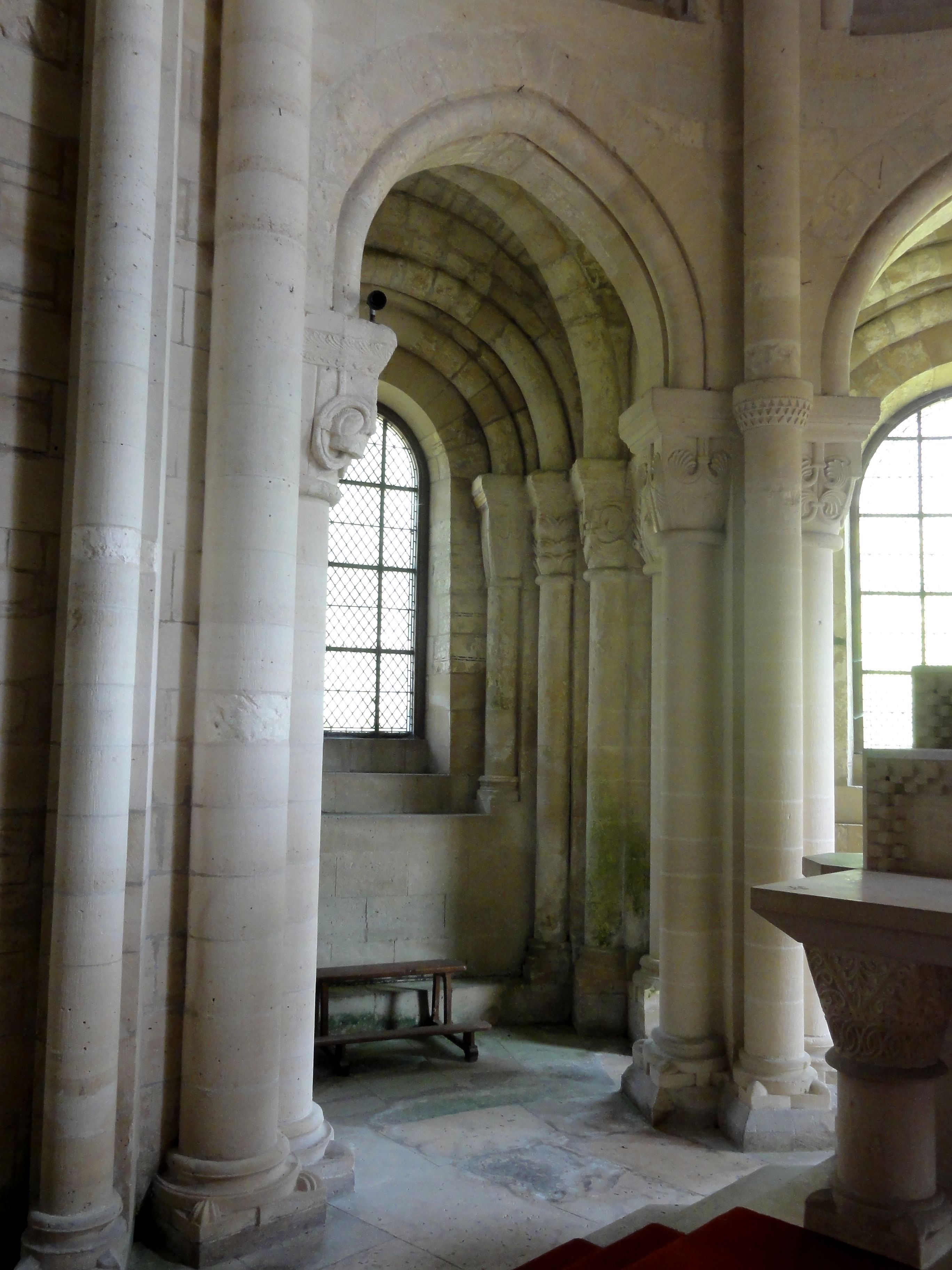
Morienval.

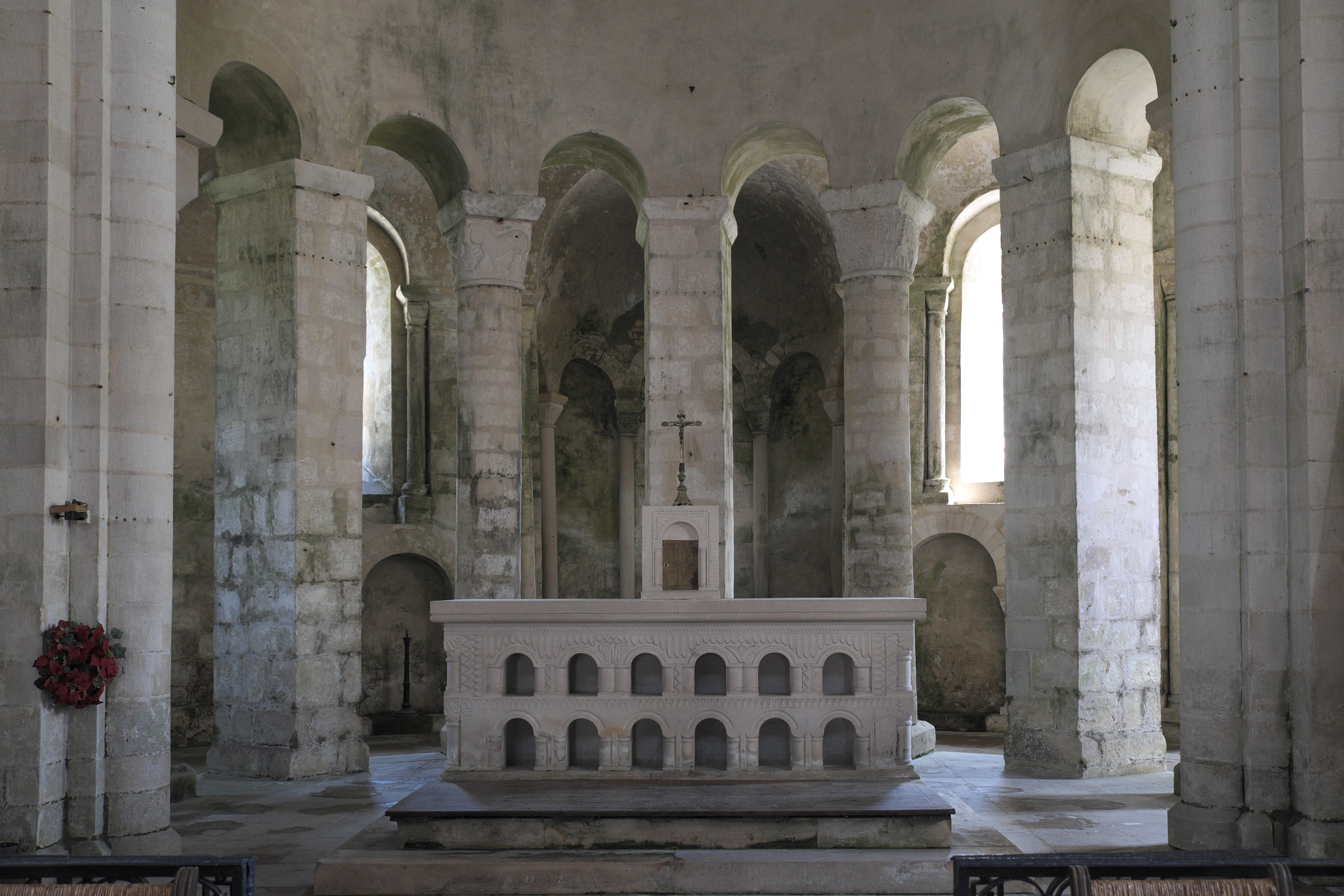
Déambulatoire de Vignory.

Au cœur du domaine capétien où naîtra plus tard l'architecture gothique, dont la diffusion ira de pair avec la croissance du pouvoir royal, la créativité à l'époque romane est réservée à des monuments relativement éloignés comme l'abbaye de Saint-Benoît-sur-Loire près d'Orléans dont le rayonnement spirituel est lié aux reliques de saint Benoît, le père des moines d'Occident. Sa tour-porche dérivée des massifs occidentaux carolingiens avec une chapelle à l'étage est massive et plus importante que ceux de l'abbaye Saint-Paul de Cormery, l'église Saint-Ours de Loches, Saint-Hilaire le Grand de Poitiers, l'abbaye de Lesterps, l'abbatiale de Saint-Savin-sur-Gartempe, l'église Saint-Léger d'Ébreuil. L'ensemble sculpté du XIe siècle est un des plus célèbres de la sculpture européenne.
L'église Saint-Étienne de Vignory à l'est de la Champagne tient une place importante dans le développement de l'église à déambulatoire. Son chevet construit vers 1051-1057 est marqué par de nombreuses hésitations sur le parti architectural à tenir. Le déambulatoire avec trois chapelles rayonnantes est très archaïque.L'hémicycle est composé alternativement de colonnes et de piles carrées surmontées de chapiteaux décorés de quadrupèdes d'allure romane.
L'église Notre-Dame de Morienval dans l'Oise est célèbre pour ses voûtes d'ogives archaïques qui se comportent encore comme des voûtes d'arêtes et montrent surtout la rusticité des techniques en Île-de-France avant l'ouverture du chantier de Saint-Denis.
Aux limites du royaume de France, la cathédrale de Tournai, participe à la découverte d'une nouvelle esthétique et sa nef est une des plus grandioses de l'architecture romane. Son élévation est à quatre niveaux avec une volonté de souligner l'horizontalité, sans éléments verticaux rompant ce parti où la travée devient inutile. Ces tribunes avec des baies non recoupées reprennent les recherches effectuées dans le monde anglo-normand. À l'extérieur, on retrouve la prédominance des horizontales avec trois rangées de fenêtres et des contreforts larges et peu saillants. Cette réalisation reste un modèle pendant un demi-siècle.
À partir du XIIe siècle, les régions de l'Oise, de l'Aisne et de l'Escaut sont les plus novatrices dans le passage de l'architecture romane vers le gothique primitif. Les architectes donnent à la croisée d'ogives son rôle véritable, brisent les ogives à la clé pour leur donner une solidité plus grande encore et diminuer les poussées. En même temps, grâce à l'emploi de l'arc brisé utilisé par les architectes de Bourgogne au début du XIIe siècle, ils relèvent suffisamment la clé des arcs pour que la voûte soit plus bombée. L'emploi de l'arc-boutant à la fin du XIIe siècle permet aux constructeurs de porter à la perfection la voûte sur croisée d'ogives, et toutes les poussées sont ramenées sur les quatre points de retombée,.

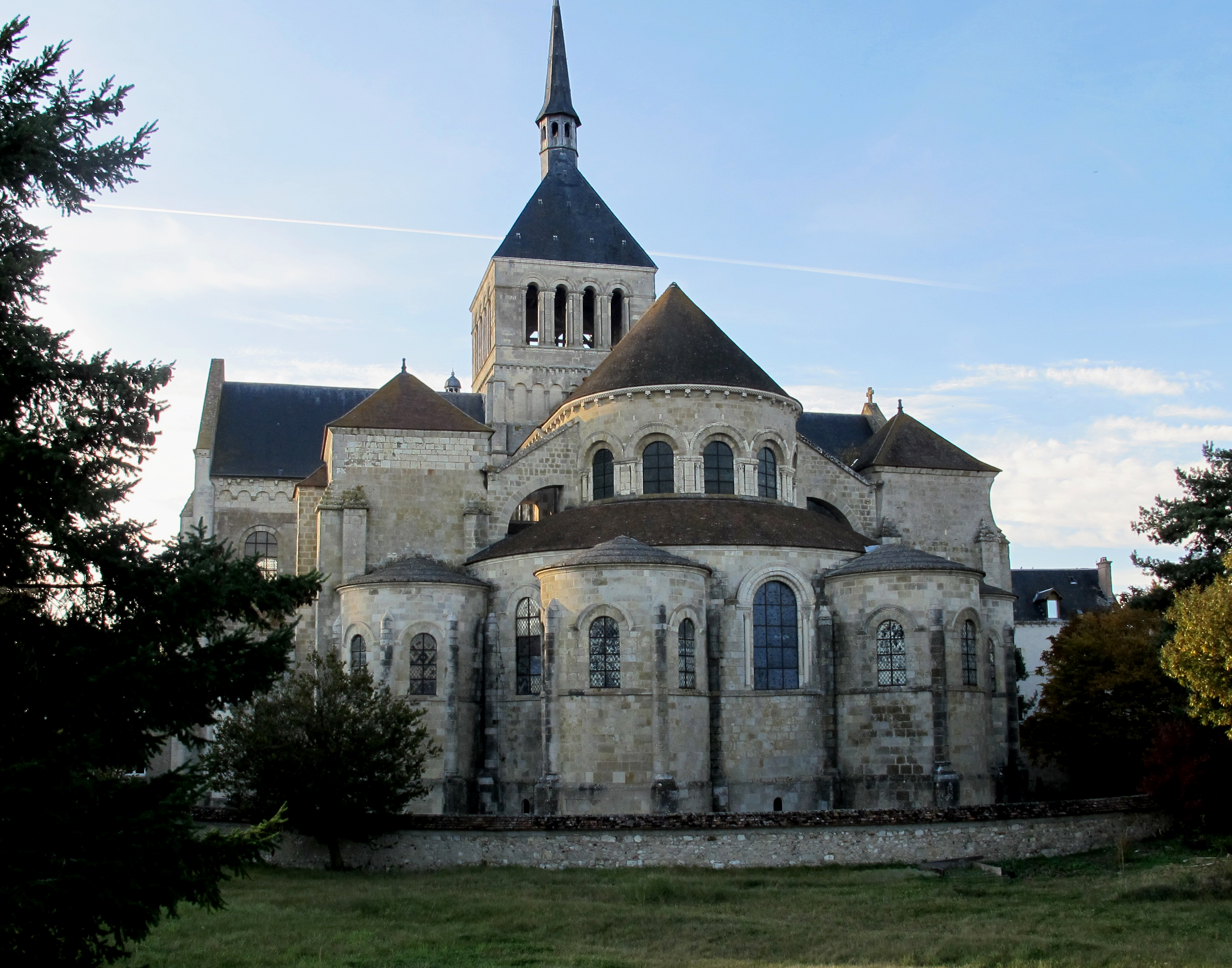
Saint-Benoît-sur-Loire.
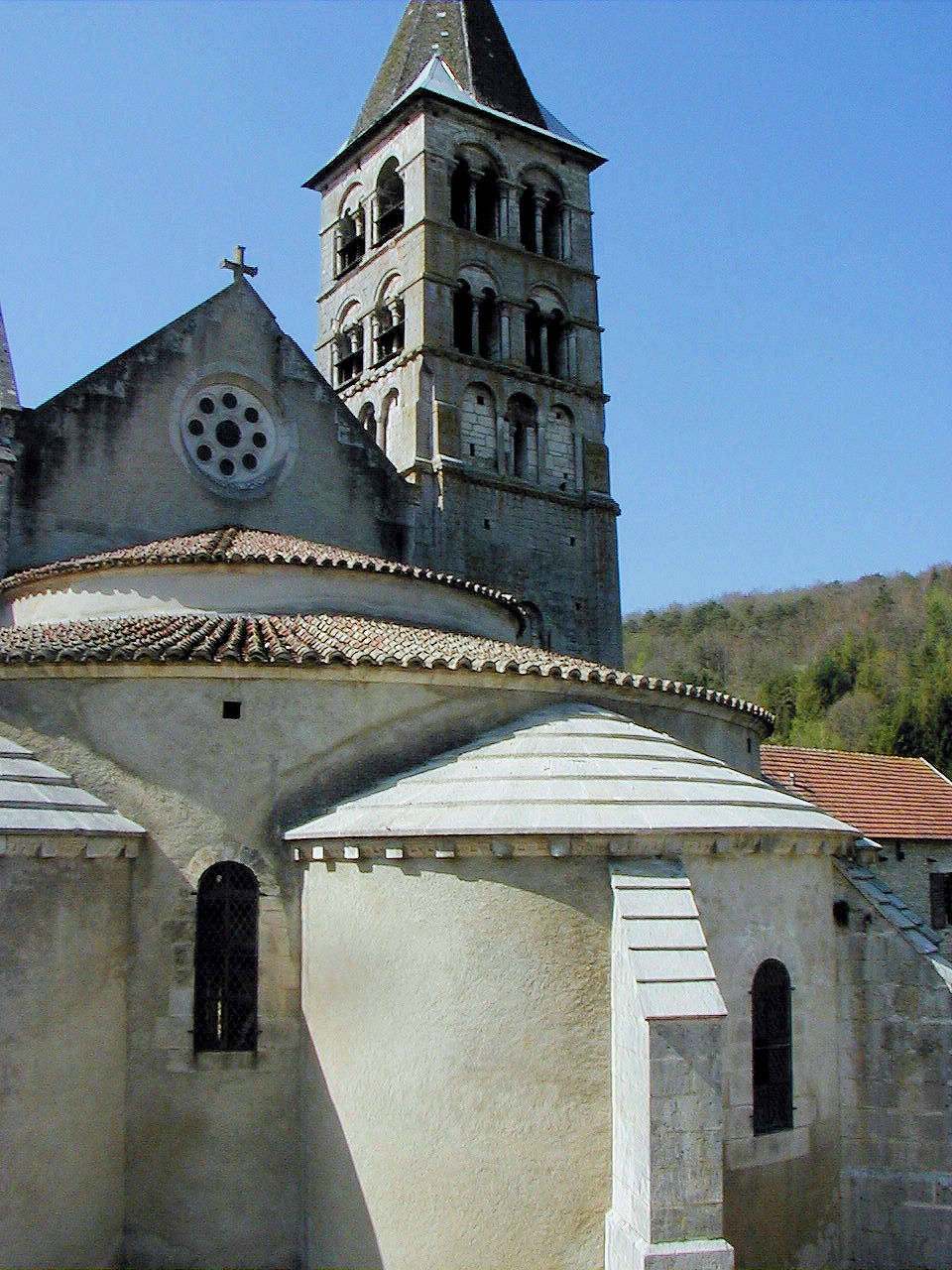
Vignory.
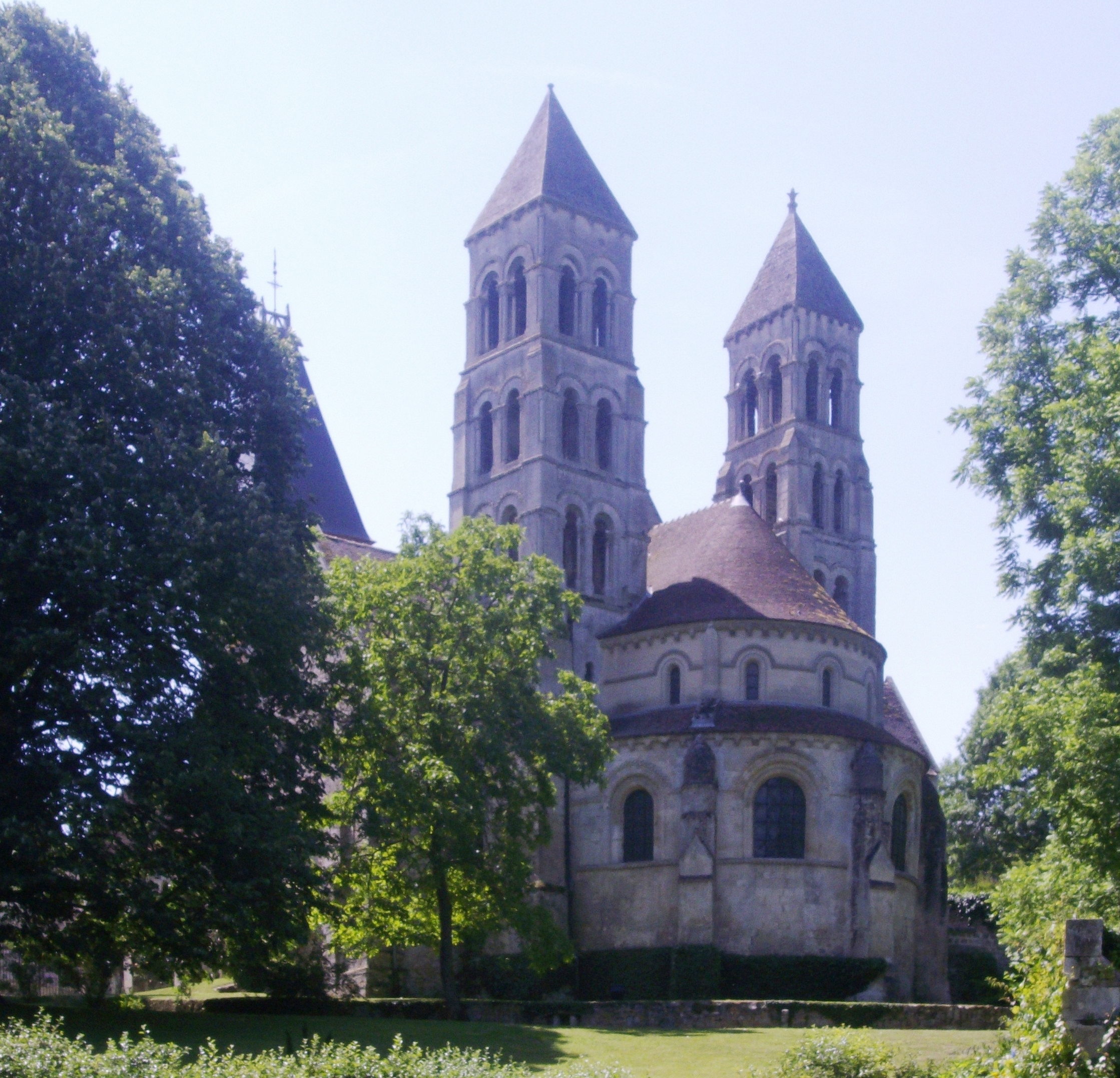
Morienval.

### Les régions du Rhin et de la Meuse

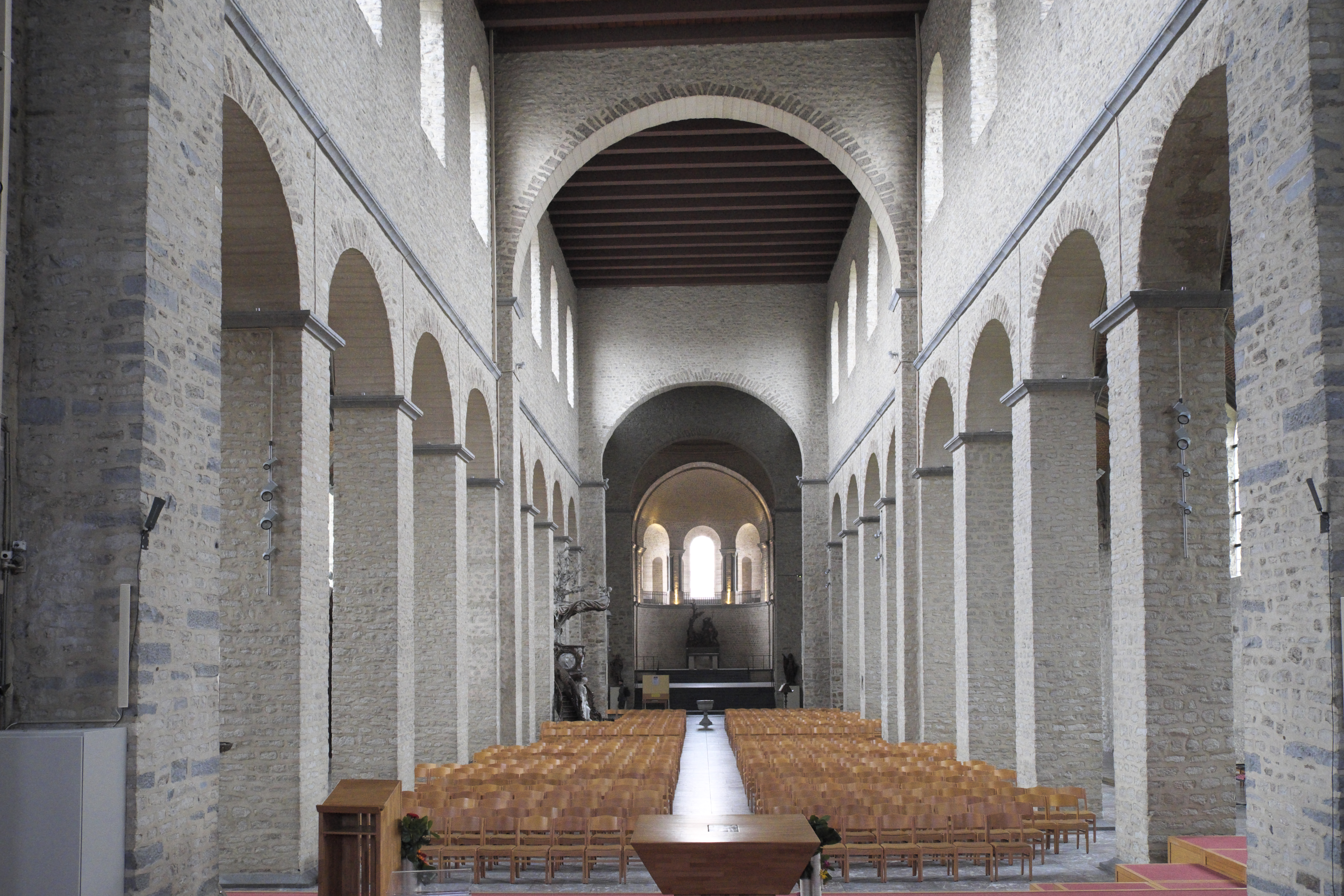
Collégiale Sainte-Gertrude de Nivelles.

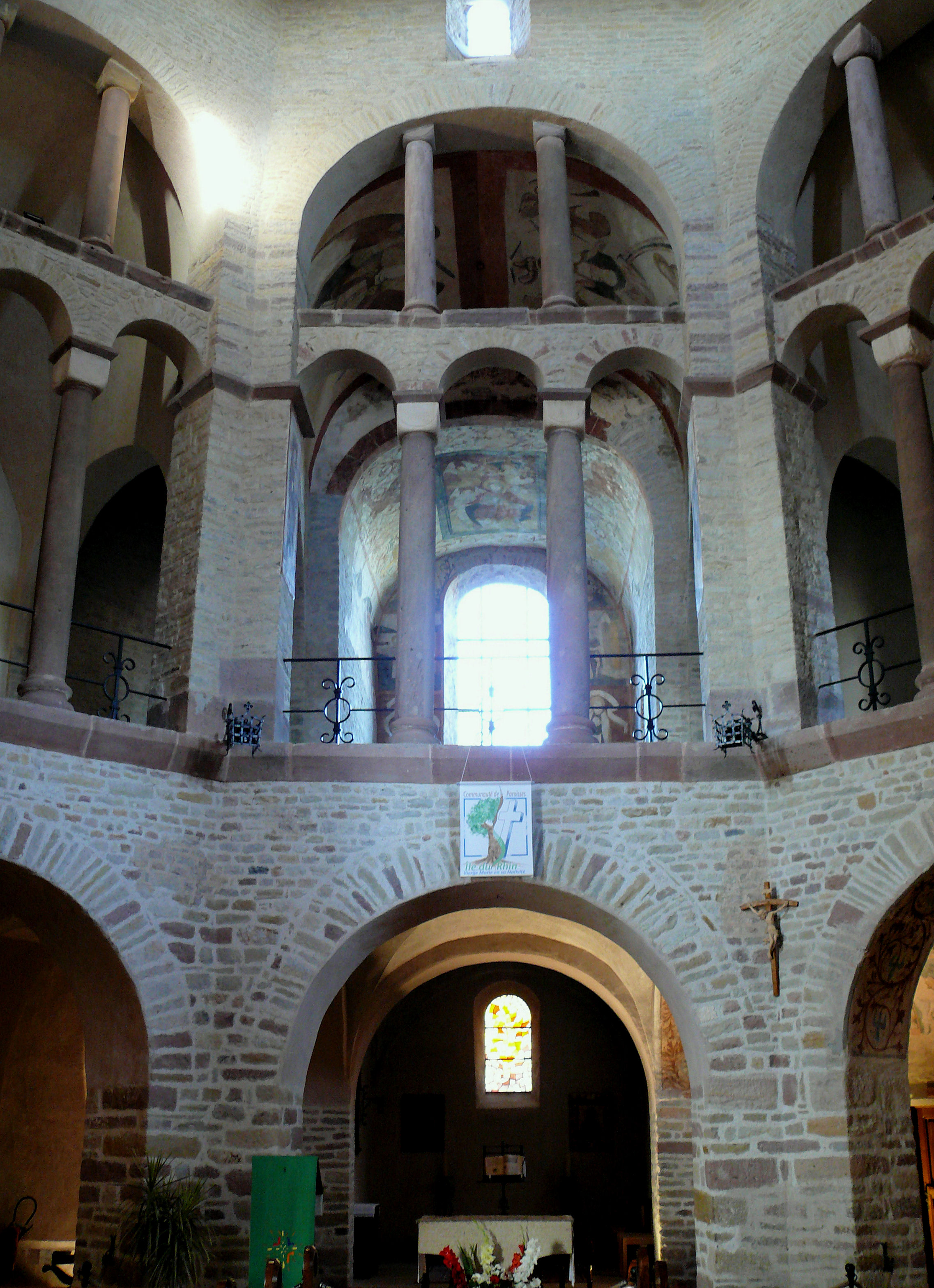
Ottmarsheim

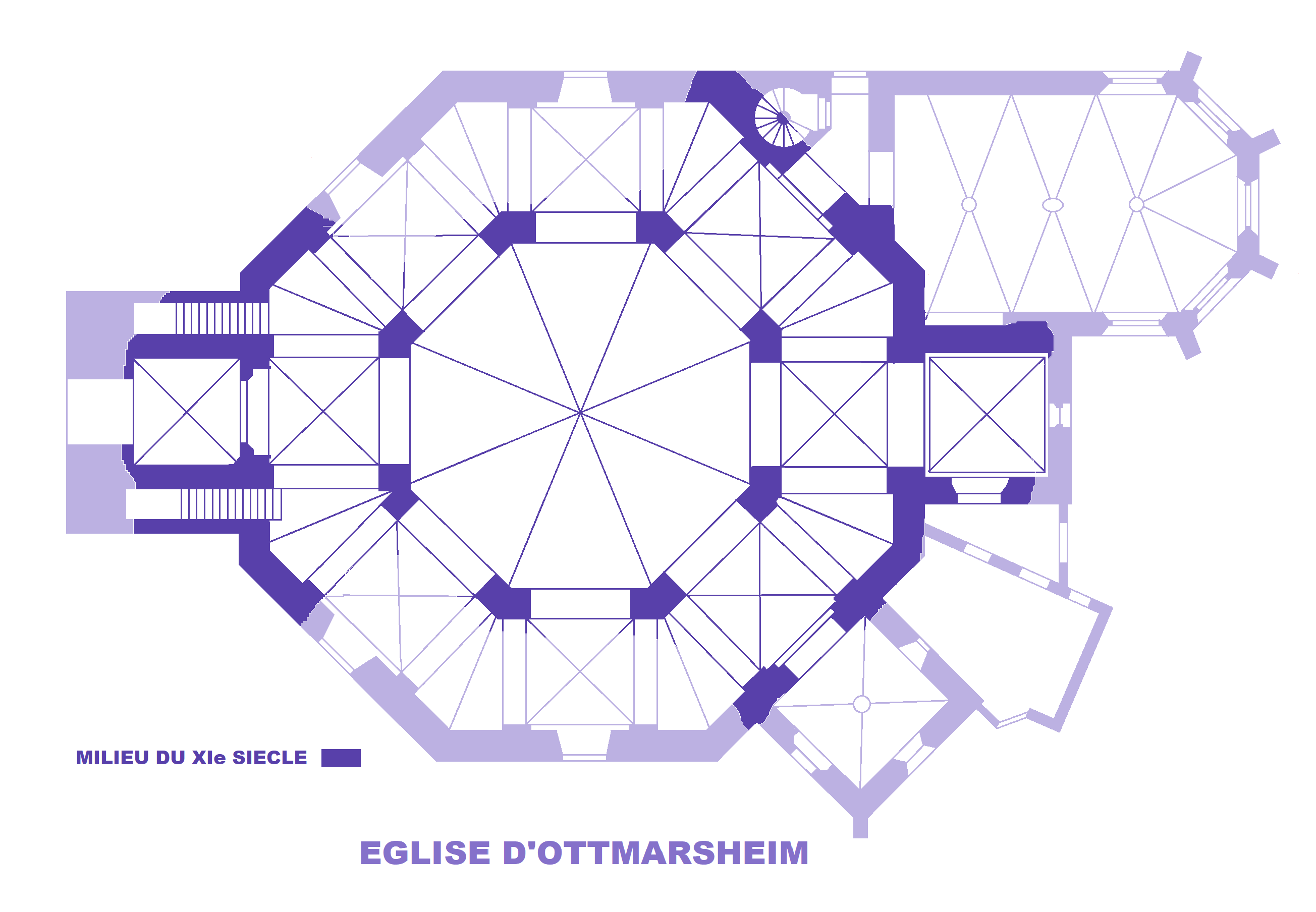
Église d'Ottmarsheim.

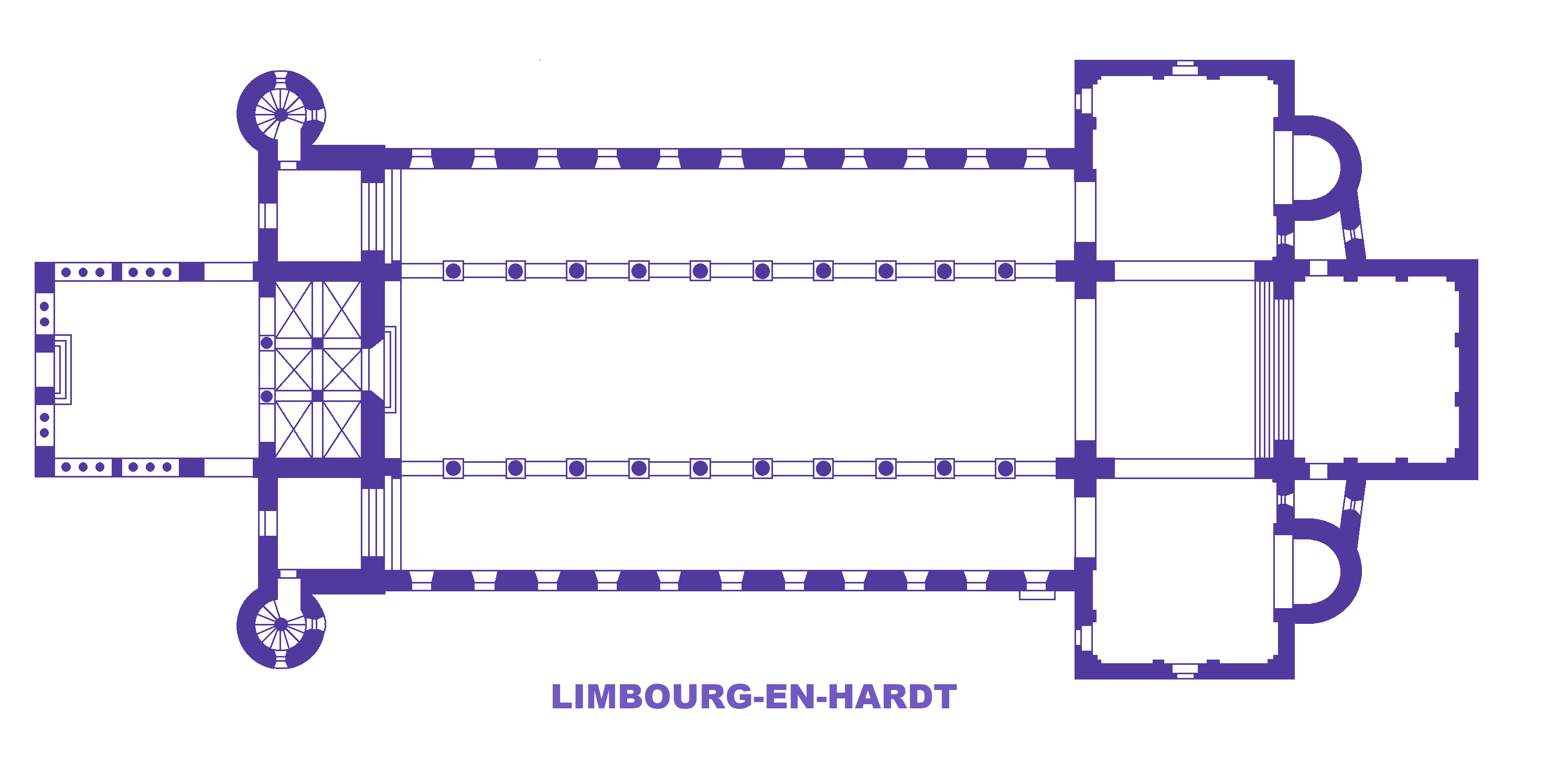
Église de Limbourg-en-Hardt.

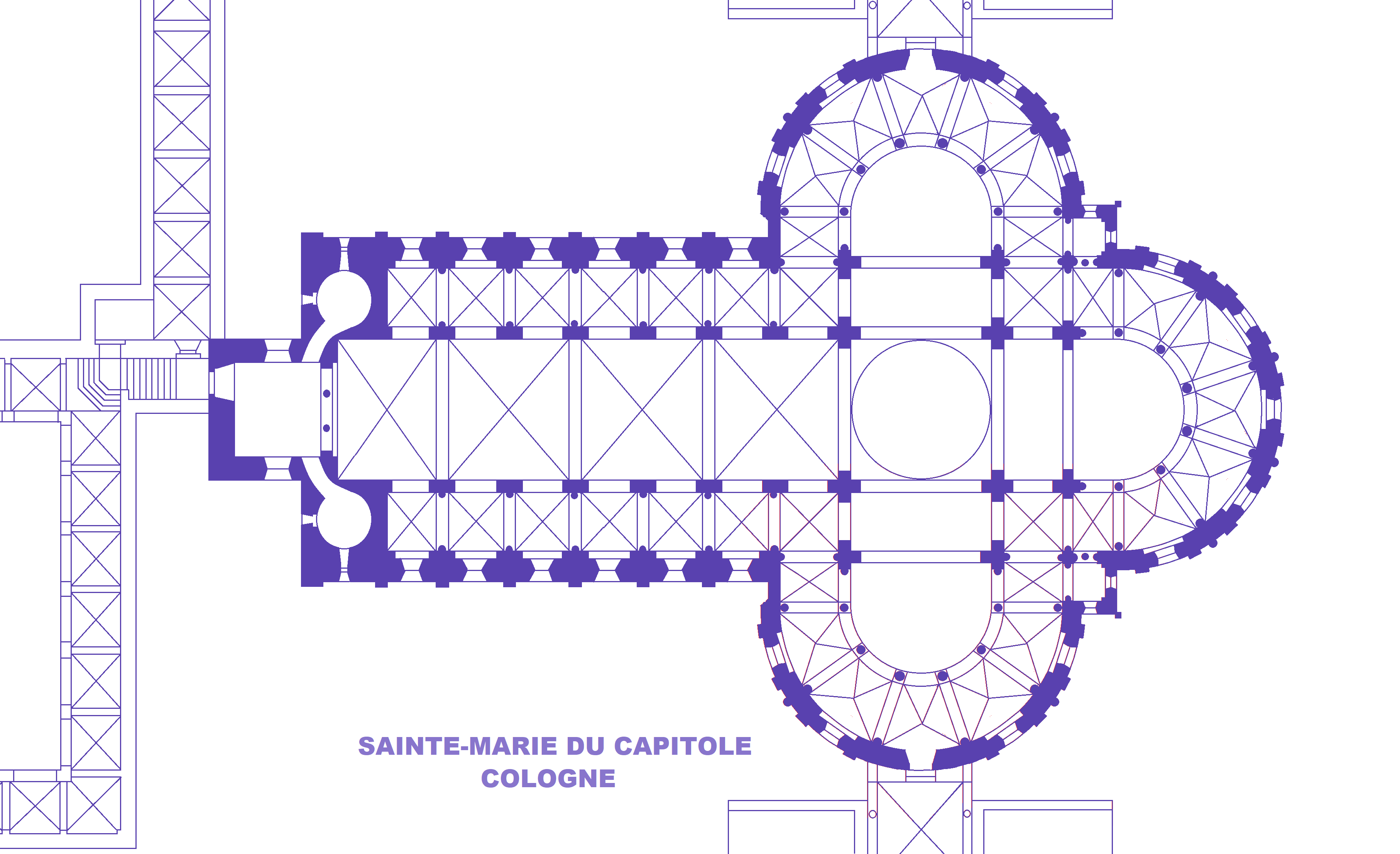
Sainte-Marie du Capitole, Cologne.

Dans le pays de la Meuse, berceau de la dynastie carolingienne et celle du Rhin, les invasions du IXe n'ont pas brisé la continuité de l'architecture carolingienne qui se prolonge dans celle des ottoniens. Cet art de l'époque romane, contrairement aux autres régions peut-être à l'exception du monde anglo-normand se développe dans un espace plus homogène que celui des espaces fracturés par les multiples décideurs de l'Europe romane.
Les historiens germaniques font remonter la naissance de l'art roman après l'art ottonien qui se développe dans un cadre politique impérial et réservent le terme style roman à la dernière phase de l'évolution architecturale. L'architecture ottonienne participe à une renaissance et la volonté des empereurs de la nouvelle dynastie ottonienne de restaurer le Saint-Empire romain germanique. Elle s'étend de la mer du Nord et de la Baltique aux régions alpines et de la Saône au-delà de l'Elbe et de Magdebourg. La frontière entre l'architecture ottonienne et l'art roman primitif est imprécise, située entre 1020 et le milieu du XIe siècle suivant les auteurs.
L'abbatiale de Morienval dans son état du XIe siècle peut être rattachée au même courant architectural que la collégiale Sainte-Gertrude de Nivelles dont le massif occidental du XIIe siècle remplace un autre chœur carolingien ou ottonien. On peut dater les débuts de construction vers l'an mil avec une consécration en 1046, le transept vers 1050 et le chœur oriental peu après. Son organisation reprend les caractéristiques de l'architecture carolingienne avec des volumes bien distincts aux extrémités Est et Ouest de l'édifice et l'absence d'entrée dans l'axe de la nef. Entre les deux chœurs, la nef est rythmée par des piles rectangulaires avec au milieu une rupture par un arc diaphragme sur des piliers cruciformes. Sous le sanctuaire une crypte-halle de six travées voûtée d'arêtes était entourée d'un déambulatoire. À l'église Saint-Pierre-et-Saint-Paul d'Ottmarsheim l'admiration pour l'ère carolingienne va jusqu'à reproduire au milieu du XIe siècle la chapelle palatine d'Aix-la-Chapelle de Charlemagne dans une version simplifiée avec le goût et le décor du premier art roman.
Dans la région du Rhin moyen, au milieu du XIe siècle s'opère le passage progressif de l'architecture ottonienne à l'art roman. Il est particulièrement visible à l'abbatiale de Limbourg-en-Hardt dans le Palatinat fondée en 1025 par Conrad II et consacrée en 1042 puis abandonnée en 1504 à la suite d'un incendie. Elle imagine l'ère romane et on peut y voir des influences du chantier de la cathédrale de Strasbourg et de Mersebourg. Elle est liée à la cathédrale de Spire fondée aussi par Conrad II. Ces églises appartiennent à la fin de l'époque ottonienne sous la dynastie franconienne. À Limbourg, le parti architectural d'ensemble reste celui de la basilique à transept charpentée avec des alignements de colonnes supportant de grandes arcades. L'innovation passe par la présence à la croisée du transept d'une tour-lanterne autour de laquelle s'organise le chevet, les croisillons et le sanctuaire de plan carré et de même hauteur.
Après l'abbatiale de Limbourg, Conrad II reconstruit la cathédrale de Spire dès 1030 avec des dimensions exceptionnelles d'une longueur de 133 mètres et un transept de 50 mètres. Son plan reprend les dispositions du chevet, du transept et probablement de la tour-lanterne de Limbourg. Le chœur d'une travée droite avec deux tours de part et d'autre adopte le parti du chevet harmonique et une vaste crypte-halle est destinée à la sépulture impériale. Le traitement de la nef où on cherche à créer un nouvel ordre colossal est scandé par des colonnes engagées dans des piliers rectangulaires recevant de grandes arcades. Cette impression de travées dans un bâtiment charpenté est contemporaine du développement des travées voûtées du premier art roman méridional.
L'église Sainte-Marie-du-Capitole de Cologne construite au milieu du XIe siècle présente un chevet original tiré des édifices antiques à plan centré, un triconque avec déambulatoire relié à une nef. Il implique un chœur en forme de trèfle de 49 mètres dans sa plus grande dimension avec au centre l'autel éclairé par l'abside, les croisillons et probablement une tour-lanterne. L'ouest de la nef est occupé par un massif avec un porche et une tribune entourée de deux tourelles d'escaliers. Une vaste crypte-halle de plan complexe occupe l'espace sous le chœur.
Dans cette même ville de Cologne, la belle composition de l'église Sainte-Marie-du-Capitole est reprise en 1172 pour reconstruire l'église Saint-Martin et au XIIIe siècle celle des Saints-Apôtres. Le rayonnement artistique de Cologne s'exerce hors de la ville et le plan tréflé à croisillons arrondis, porteur d'un certain état d'esprit alliant une grande sensibilité et un conservatisme rare se retrouve dans la chapelle du château de Schwarzrheindorf. Construite à partir de 1127 comme une chapelle castrale à plan centré, elle est prolongée par une nef pour devenir l'abbatiale d'un monastère de femmes.
Au XIIe siècle après la disparition de la dynastie franconienne les nouveaux mécènes, les nobles et les ecclésiastiques utilisent pour l'abbaye de Maria Laach les avancées techniques des l'époque impériale. Son plan est de type carolingien avec deux chœurs à transepts, celui de l'Est étant le chœur liturgique. Cette abbatiale de la fin de l'évolution de l'architecture romane surprend par son austérité qui se manifeste dans le plan, les élévations et le décor. Cet archaïsme peut marquer une fidélité au style primitif ou la recherche d'une dynamique entre le pittoresque des tours et des volumes simples et robustes.
La cathédrale de Mayence et celle de Worms prennent la suite de réalisations ottoniennes prestigieuses qui leur donnent une grande force d'attraction. Cette origine dicte leurs proportions, 112 mètres de longueur à Mayence et 132 mètres à Worms mais perturbe leurs reconstructions partielles avec des imprécisions, des hésitations et des contradictions. Le chœur de la cathédrale de Worms présente à l'extérieur avec son chevet plat une grande parenté avec l'église de l'abbaye de Murbach en Alsace. On retrouve le même dessin d'ensemble, la composition et le décor qui reprend le répertoire du premier art roman,,.

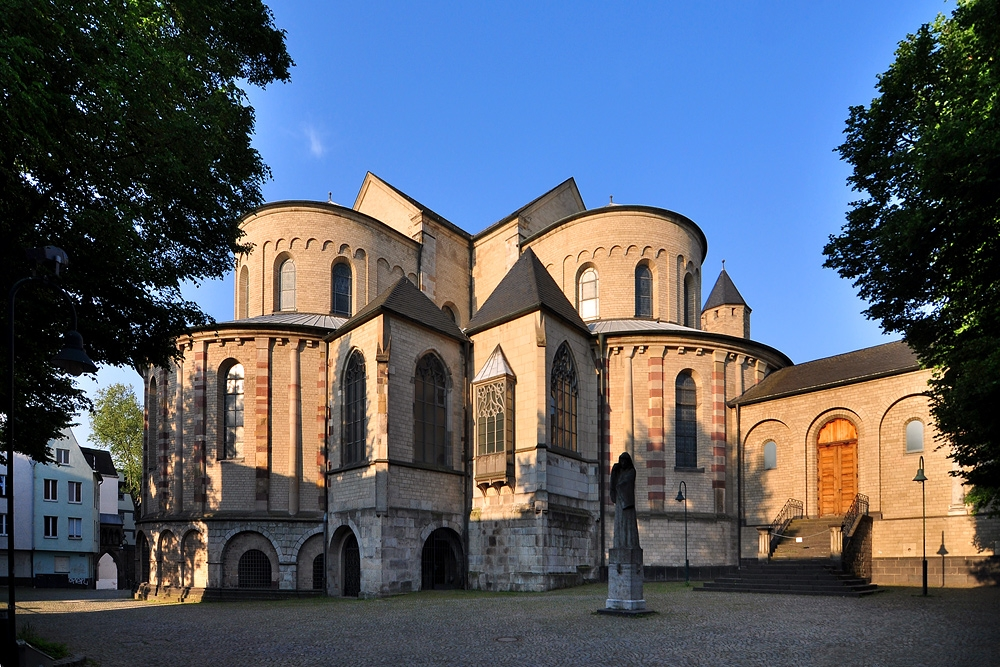
Chevet de l'église Sainte-Marie-du-Capitole, Cologne.
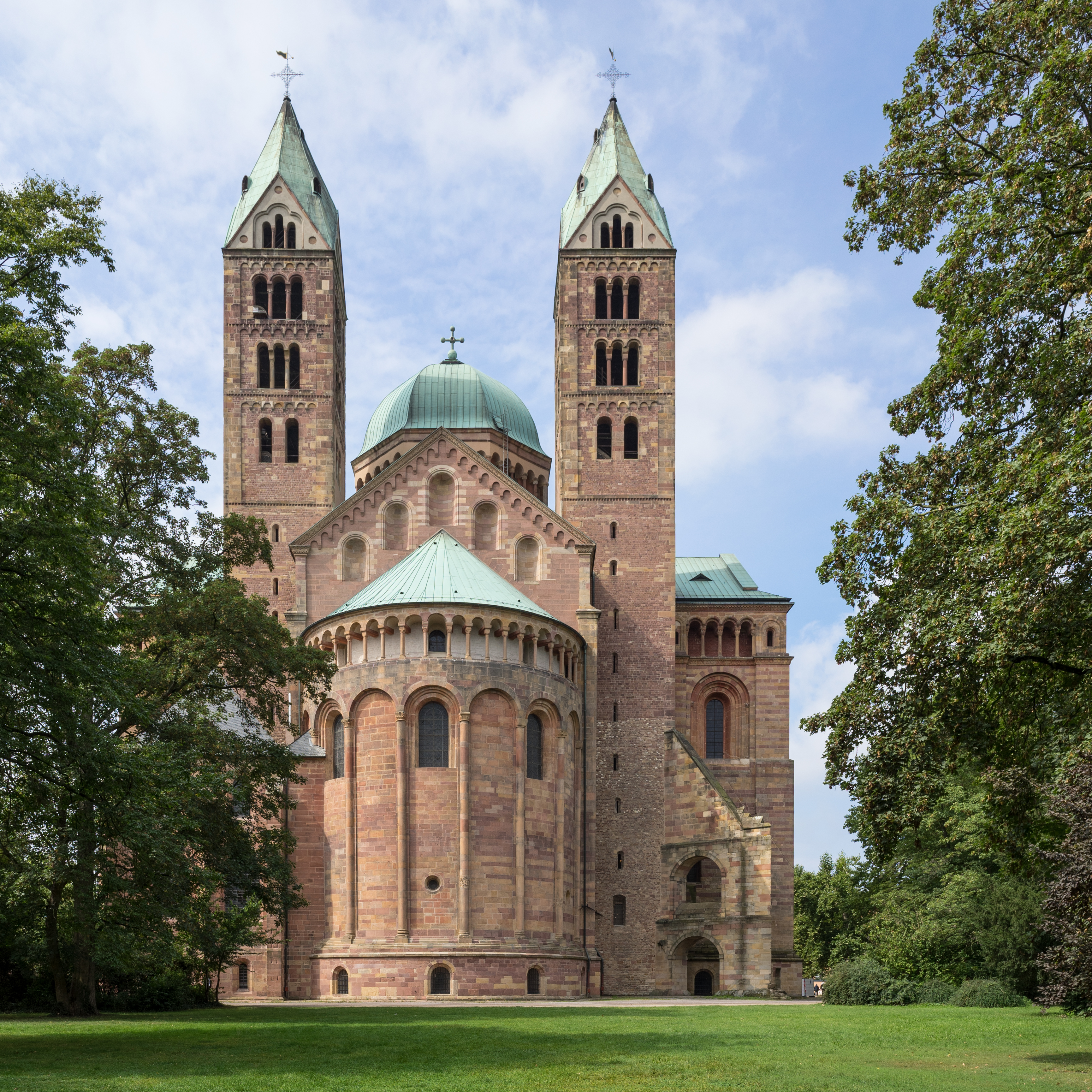
Chevet de Spire.
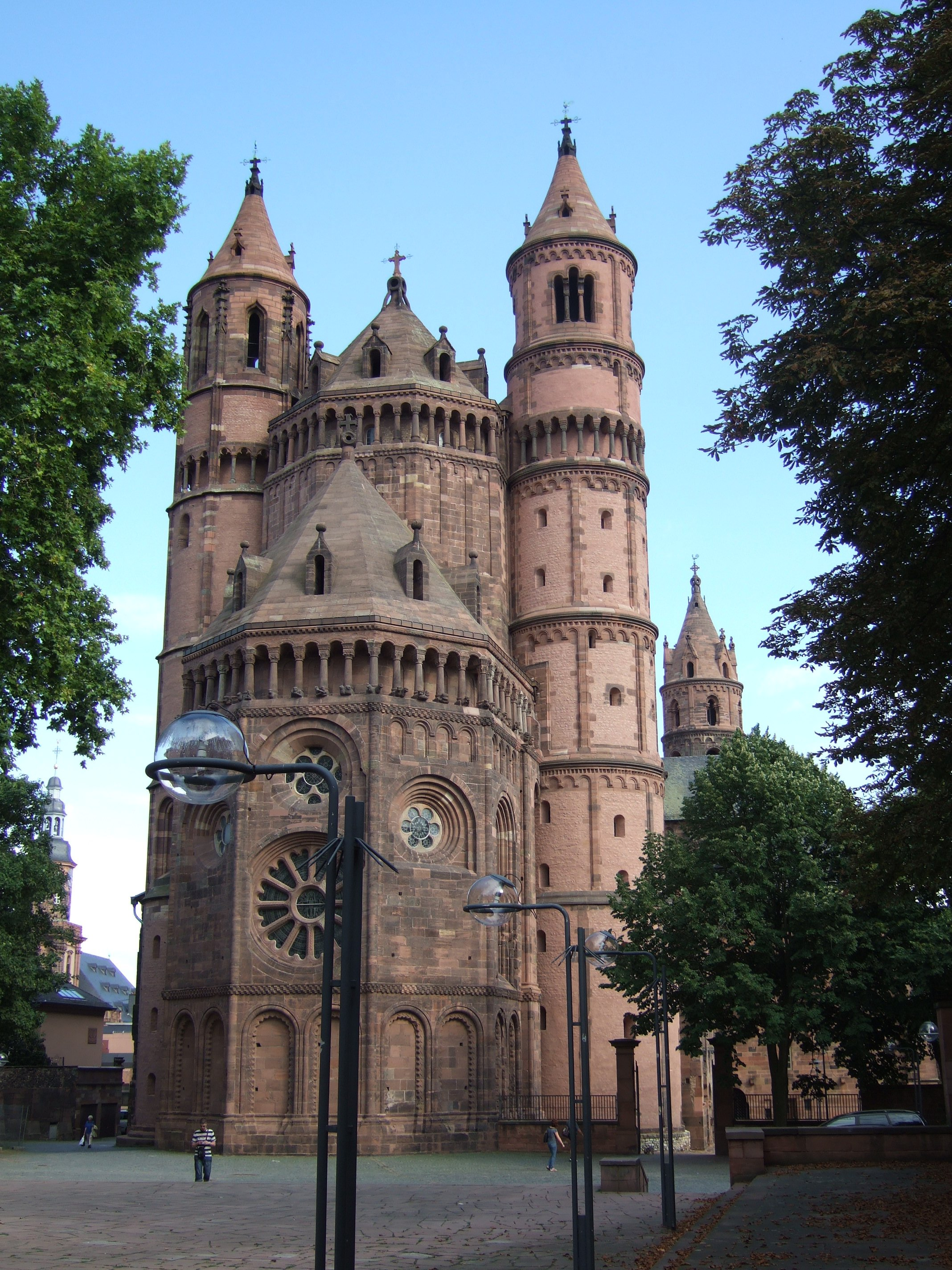
Worms.
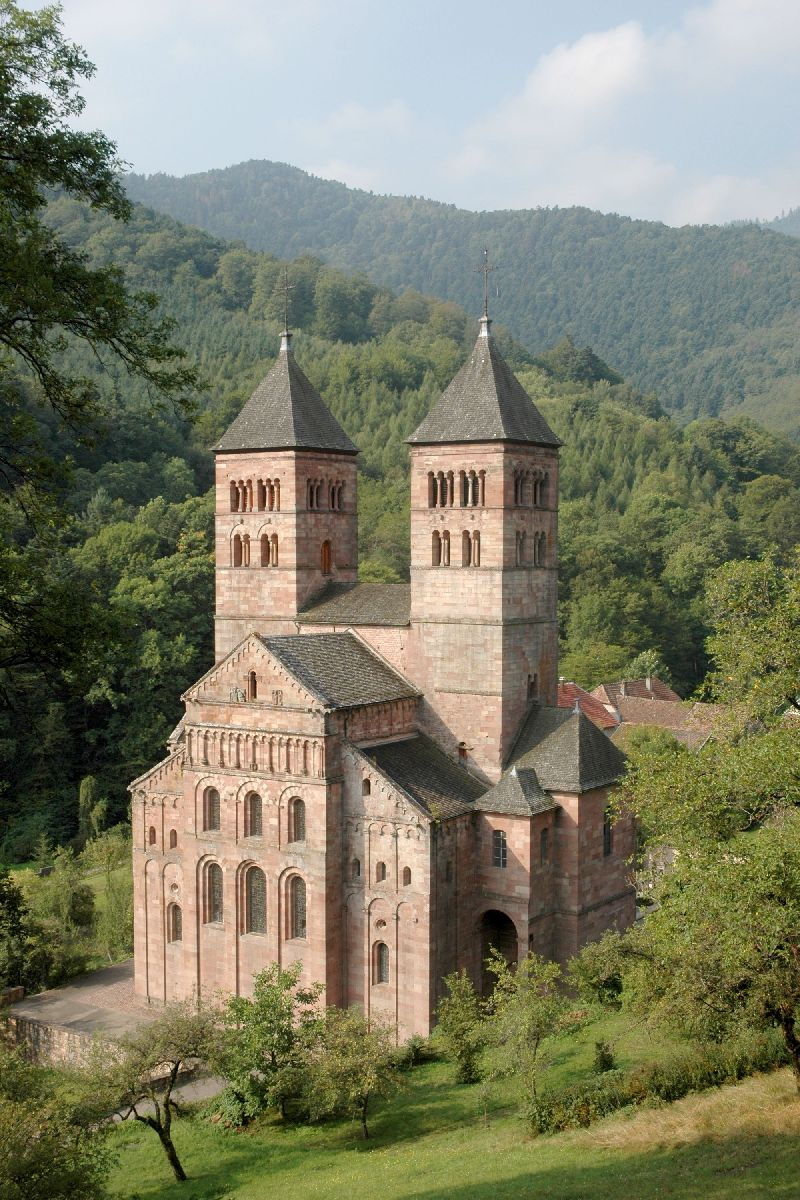
Abbaye de Murbach.
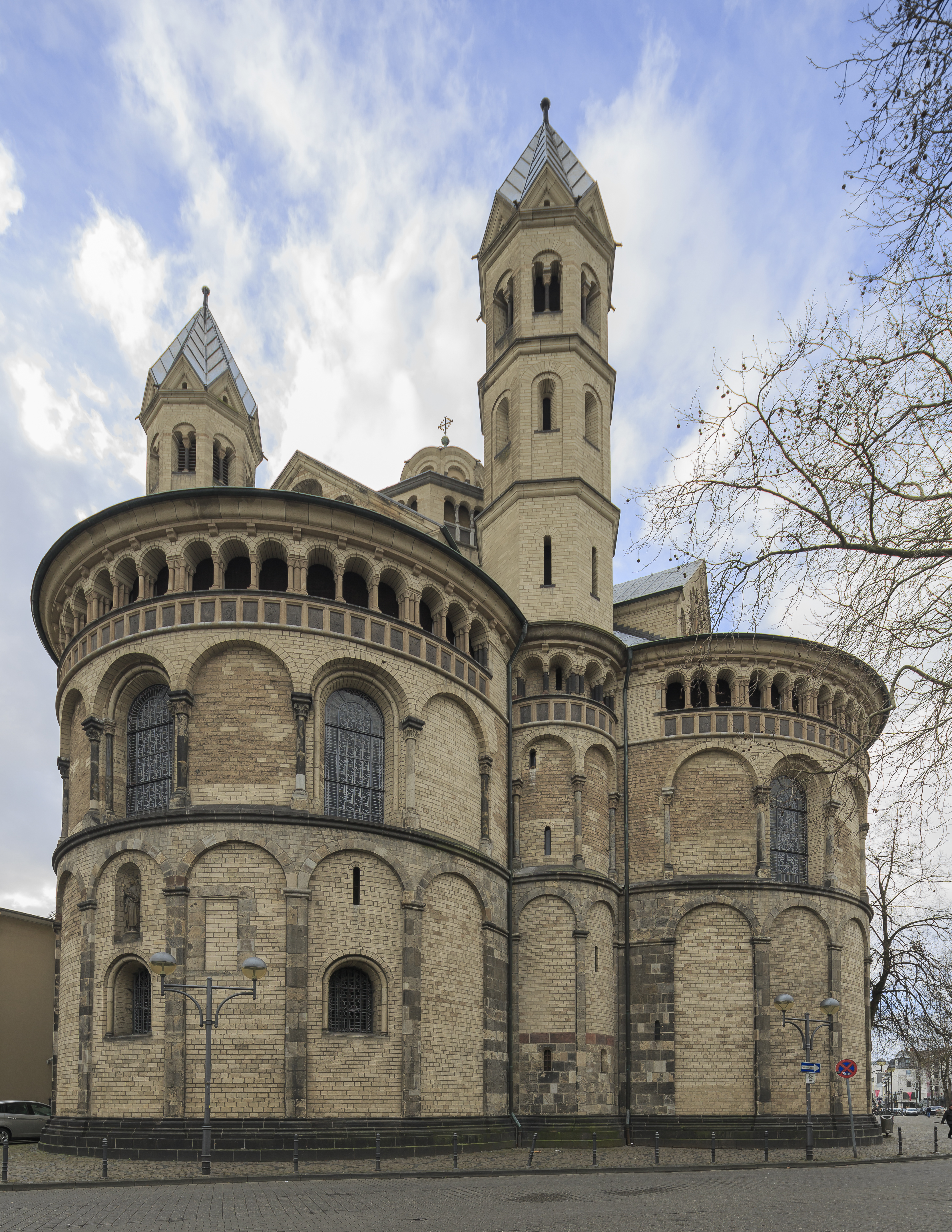
Saints-Apôtres de Cologne.

### La Plaine du nord de l'Europe et les Pays scandinaves

#### Allemagne

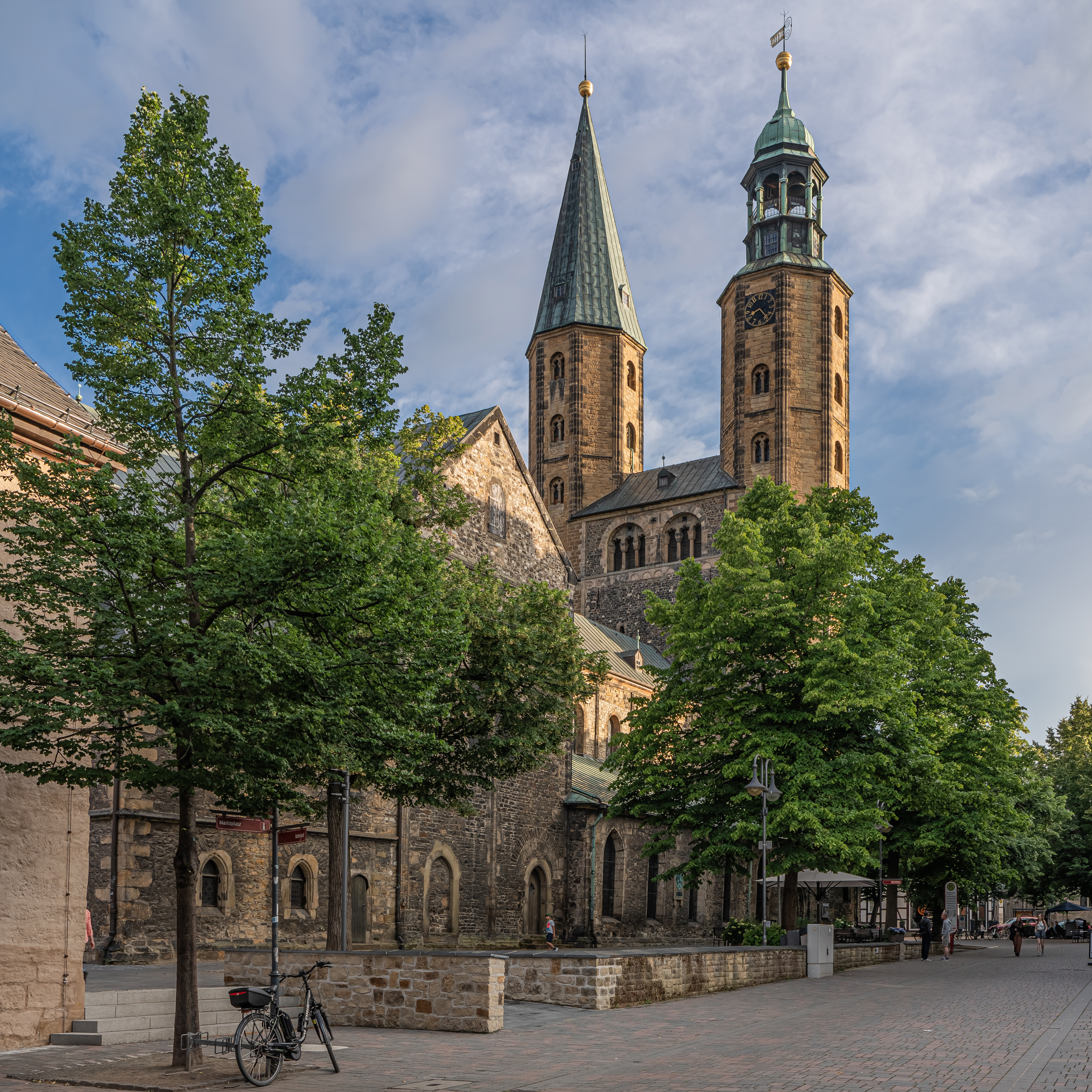
Église de Goslar.

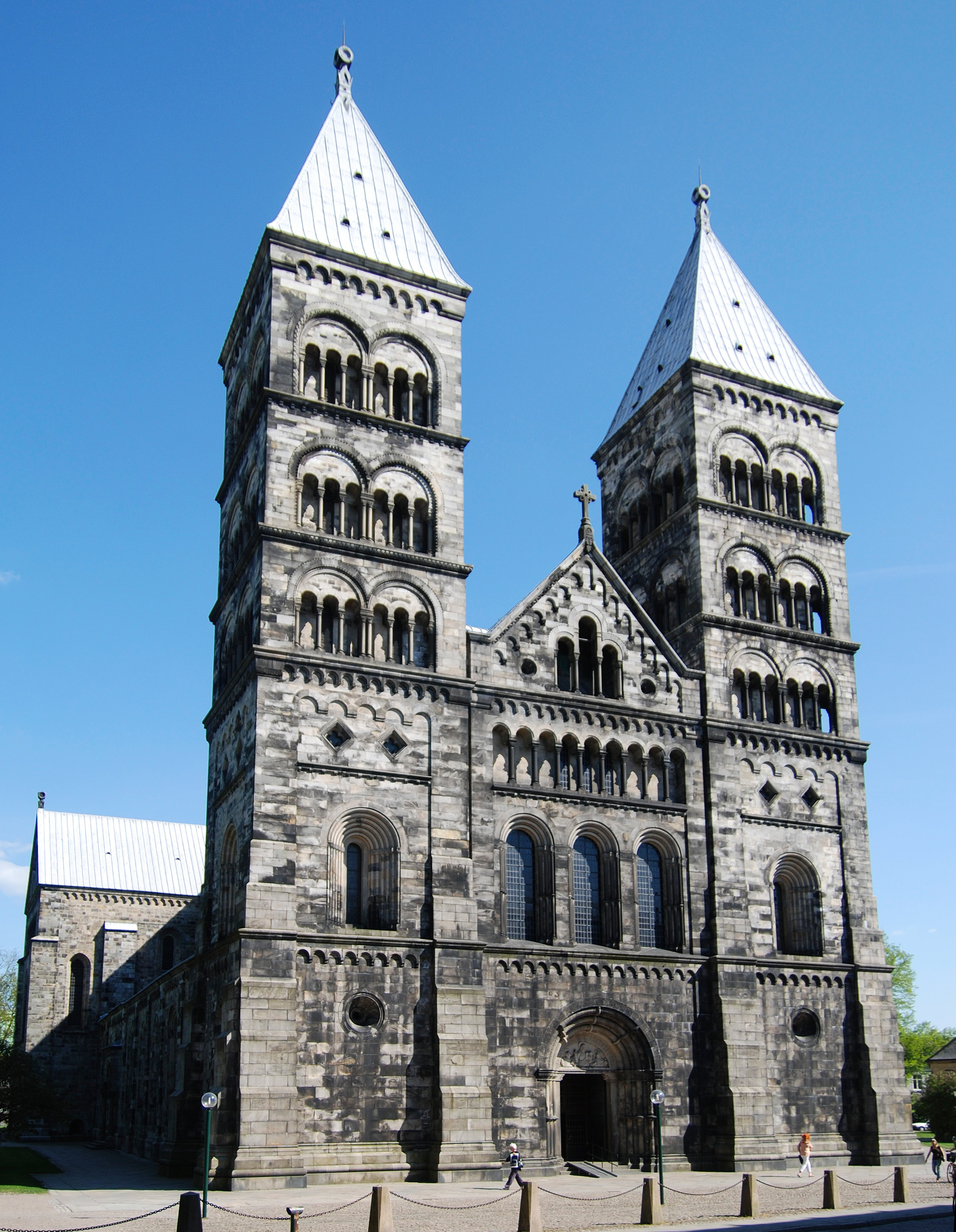
Cathédrale de Lund, Suède.

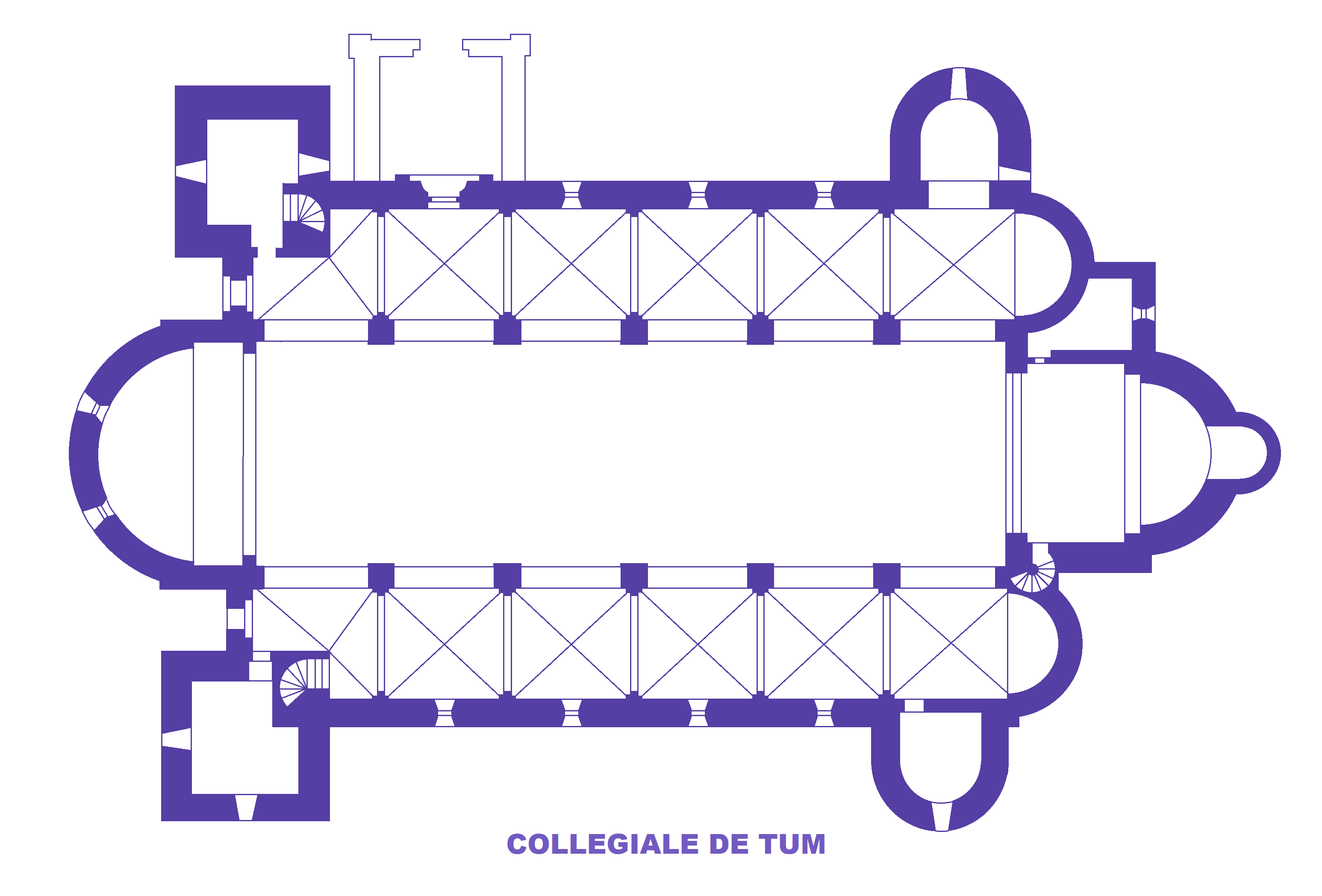
Collégiale de Tum, Pologne.

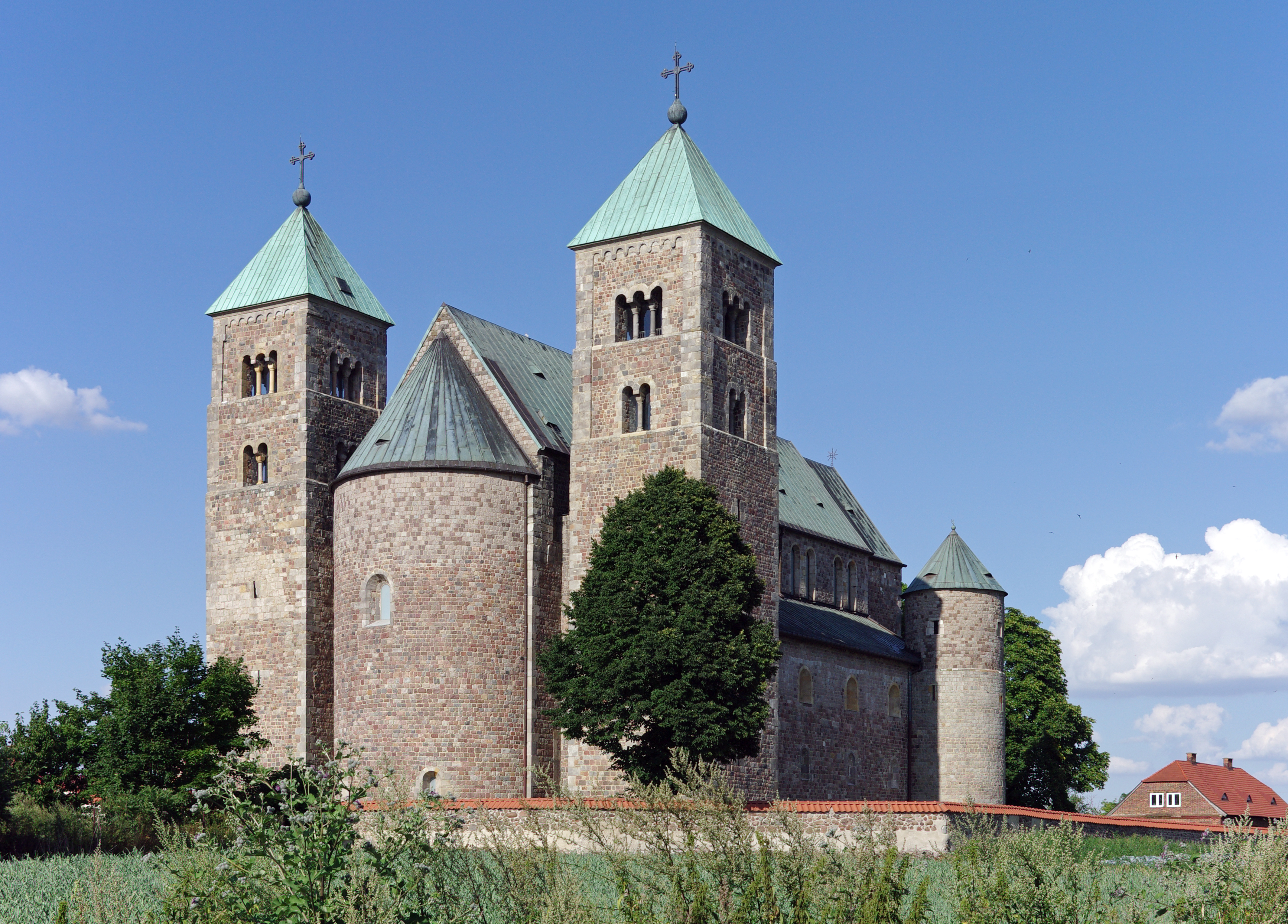
Collégiale de Tum, Pologne.

Dans les grandes plaines du Nord de l'Allemagne, l'influence de l'architecture ottonienne est très importante voire contraignante. Les variantes régionales de cet art et particulièrement celles de Saxe complétées par des apports italiens et byzantins nourrissent l'architecture romane de cette région. Au chœur de la patrie ottonienne l'école saxonne est la plus cohérente et probablement définie au Xe siècle avec Magdebourg et Gernrode qui vers 960 a des traits typiquement saxons. Au début du XIe siècle, on trouve l'église Saint-Michel de Hildesheim et Mersebourg où s'élabore un type d'église reproduit pendant deux siècles. Ce style se caractérise par un plan basilical à transept et travée régulière, un chœur allongé à absidioles orientées, une nef à trois travées, des supports alternés colonnes et massifs rectangulaires. Les proportions sont massives, carrées et le type de façade ne se retrouve qu'en Saxe.
La collégiale Saint-Servais de Quedlinbourg est l'exemple type du modèle de basilique charpentée romane qui se perpétue sans se renouveler pendant les XIe et XIIe siècles. D'origine impériale, le fondateur de la dynastie saxonne Henri Ier y est inhumé en 936. Elle est agrandie et reconstruite plusieurs fois. L'église de 1129 reprend les dimensions de l'édifice ottonien. C'est une basilique à collatéraux et transept peu saillant. Le rythme des supports de la nef est particulier et caractéristique de l'architecture ottonienne de la Saxe avec une alternance de piles carrées et de deux colonnes. Avec les fenêtres hautes, s'affirme la prédominance d'une certaine continuité murale et le décor sculpté développé sur des chapiteaux cubiques présente des affinités avec la sculpture de l'Italie du Nord. La crypte-halle comme à la cathédrale de Spire s'étend sous le chœur et le transept. La nef de Saint-Servais de Quedlinbourg renvoie à celle de l'abbaye prémontrée de Jerichow de la deuxième moitié du XIIe siècle.
De fondation impériale l'église de l'abbaye de Königslutter am Elm est reconstruite à partir de 1135 pour devenir le lieu de sépulture du nouvel empereur. Cette construction comporte deux parties bien différentes. À l'Est le chœur monastique de tradition clunisienne avec un large transept divisé en trois carrés égaux. Ce carré sert de base au tracé régulateur de l'ensemble du plan. À l'extérieur le chevet échelonné reçoit un décor de petits arcs d'inspiration italienne dans le goût du premier art roman méridional. Le massif occidental contient une chapelle basse et une tribune ouverte sur la nef dont l'accès n'est pas axial mais sur le collatéral et le croisillon nord. Le cloître garde des chapiteaux dérivés du corinthien que l'on trouve dans les cathédrales italiennes de Ferrare, Modène et Vérone.
Le monastère Saint-Boniface de Freckenhorst est fondé au IXe siècle. L'abbatiale est restaurée après un incendie en 1116 puis largement modifiée. L'intérêt du chevet réside dans la présence dans cet édifice de Westphalie de deux tours carrées, éléments romans développés surtout dans la vallée du Rhin. Le massif occidental montre l'évolution du Westwerk carolingien à l'époque romane. À la fin de cette époque, la cathédrale de Brunswick possède une structure complètement voûtée. La nef reçoit une voûte en berceau à pénétrations qui n'est pas dans l'esprit de l'architecture romane. Ses appuis sont originaux, constitués par des piles carrées aux angles adoucis à cause de petites colonnes engagées permettant l'alternance des piles faibles et fortes. Le massif occidental avec tribune et deux tours octogonales est d'un type fréquent en Basse-Saxe où on le retrouve à l'abbaye de Gandersheim, Königslutter, Goslar d'où il rayonne vers l'est et le nord.

#### Suède
En Suède comme en Rhénanie et dans les grandes plaines du nord, on retrouve la présence d'architectes et de sculpteurs italiens qui ont contribué au développement de l'architecture romane germanique. Dans l'archevêché de Lund qui est le premier des pays nordiques à être créé vers 1103, l'octroi de cette dignité entraîne une reconstruction de la cathédrale de Lund avec une consécration en 1145. Comme à la cathédrale de Spire, une vaste crypte s'étend sous le chœur et le transept avec une belle abside semi-circulaire et des absidioles rectangulaires. Le tracé régulateur est donné par la crypte et le transept divisés en carrés égaux, principe qui se prolonge dans la nef. Le décor italien est présent des portails aux chapiteaux avec la marque des maîtres de la sculpture romane de Ferrare et de Vérone.

#### Pologne
En Pologne, l'art roman est la première manifestation de sa conversion au catholicisme. Les Polonais ont développé entre 1050 1250 entre l'Oder et la Vistule une architecture romane polonaise avec des apports de Moravie et de Bohême. La rotonde est très fréquente dès le XIe siècle avec les exemples de Cieszyn et de Płock. La collégiale de Kruszwica et l'église prémontrée de Strzelno construites vers 1140 et 1220-1230 ont un transept avec un chœur très développé. Plus tardive l'église de Strzelno a une sculpture particulièrement riche. La collégiale de Tum consacrée en 1146 a bénéficié d'apports rhénans avec une contre-abside encadrée par des tours carrées. L'abbaye cistercienne de Wachock exprime des idées françaises et italiennes car son fondateur fait venir en 1179 des religieux de l'abbaye de Morimond. Sa position aux frontières russes marque une volonté d'expansion du catholicisme en Europe centrale voulu par le pape avec l'accord de saint Bernard. Les constructions du début du XIIIe siècle respectent l'esprit de l'organisation cistercienne. Le plan de l'église conserve la simplicité des origines de l'ordre avec une nef à bas-côtés, un chevet plat et des chapelles rectangulaires. L'édifice est entièrement voûté de croisées d'ogives sur plan barlong portées par des culots à la retombée des arcs doubleaux. La salle capitulaire romane est voûtée de croisées d'ogives portées par quatre colonnes à chapiteaux sculptés d'inspiration italienne et des culots. À l'extérieur, l'appareil est constitué d'assises de grès rose et gris,,.

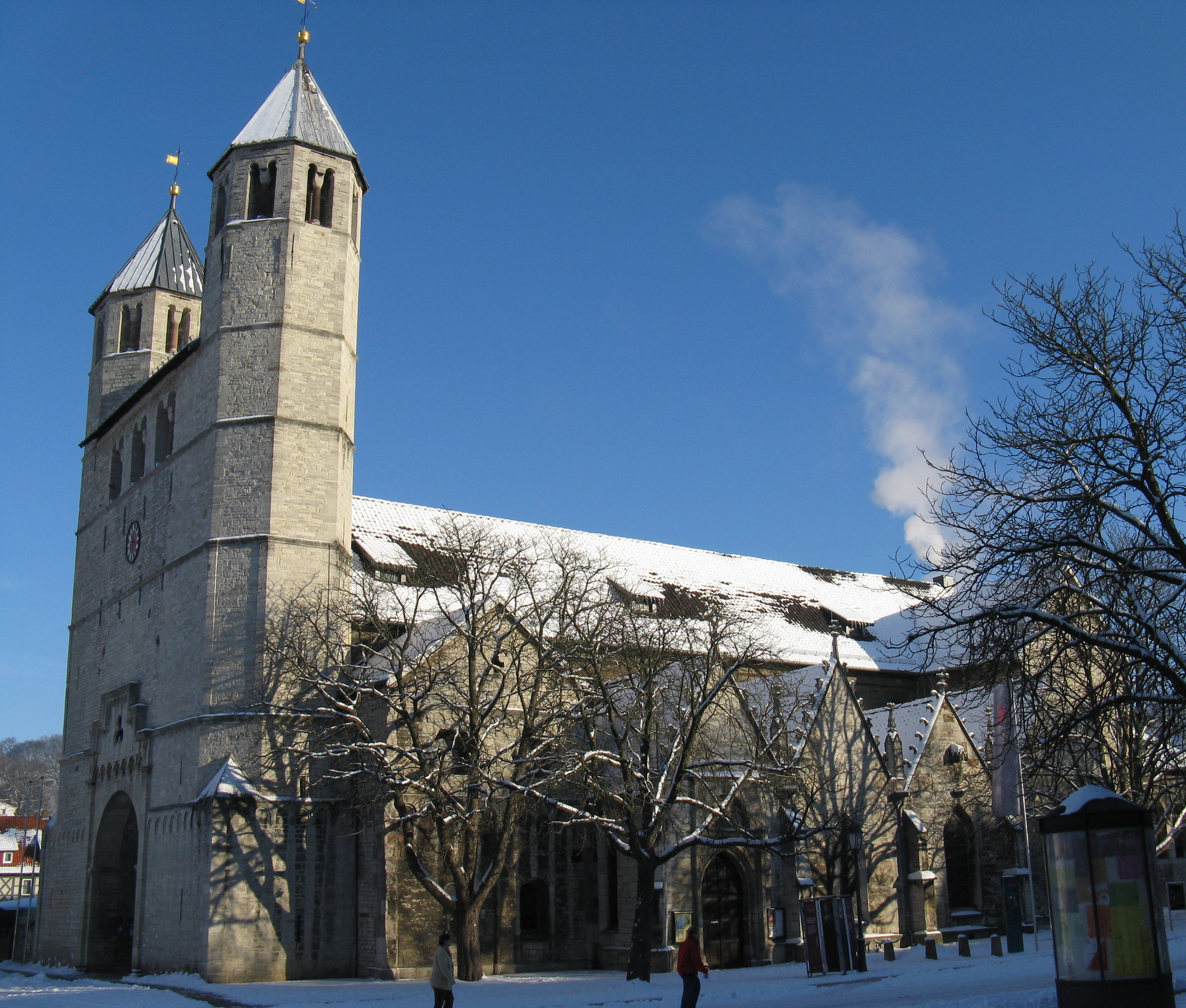
Gandersheim.
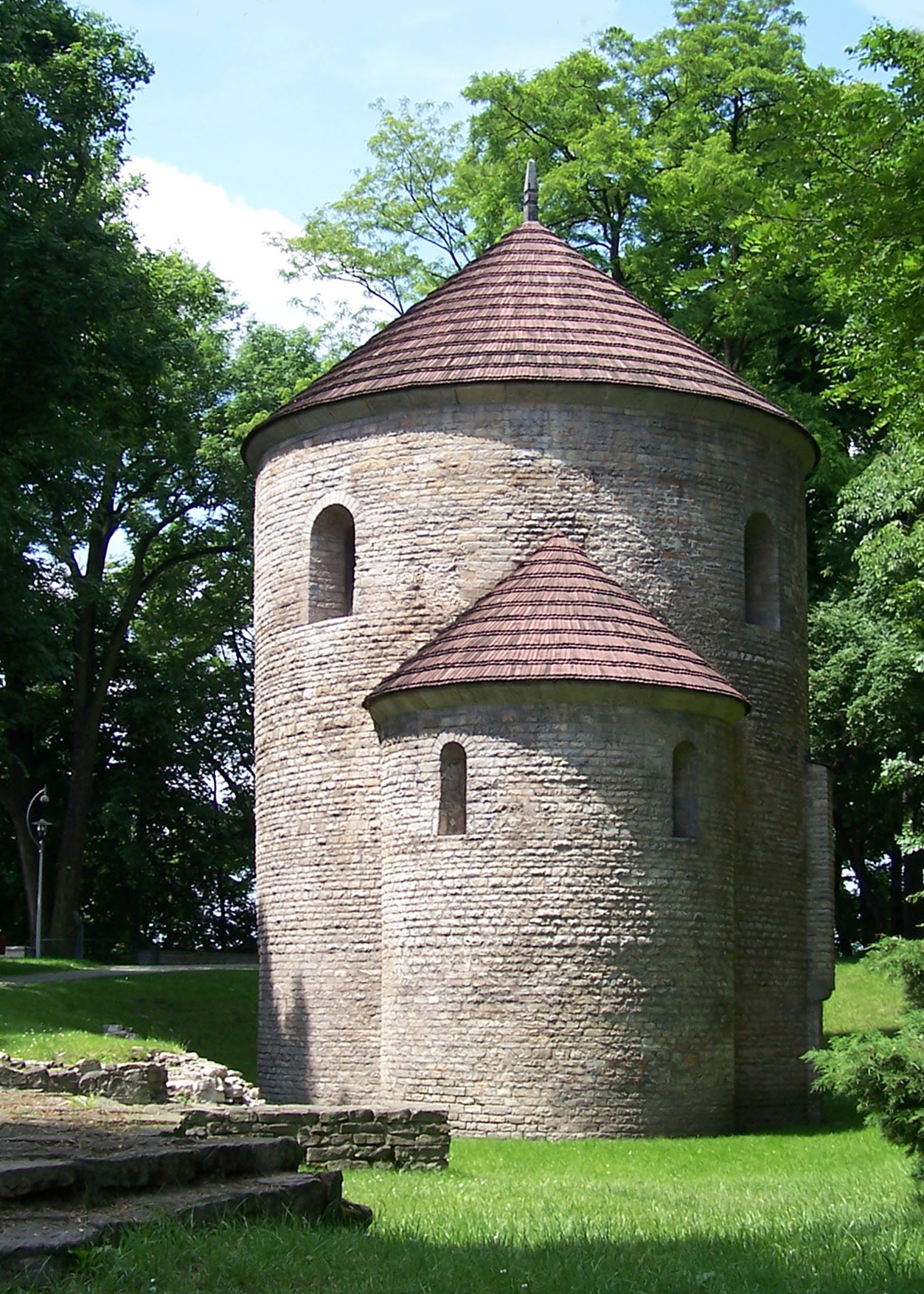
Cieszyn.
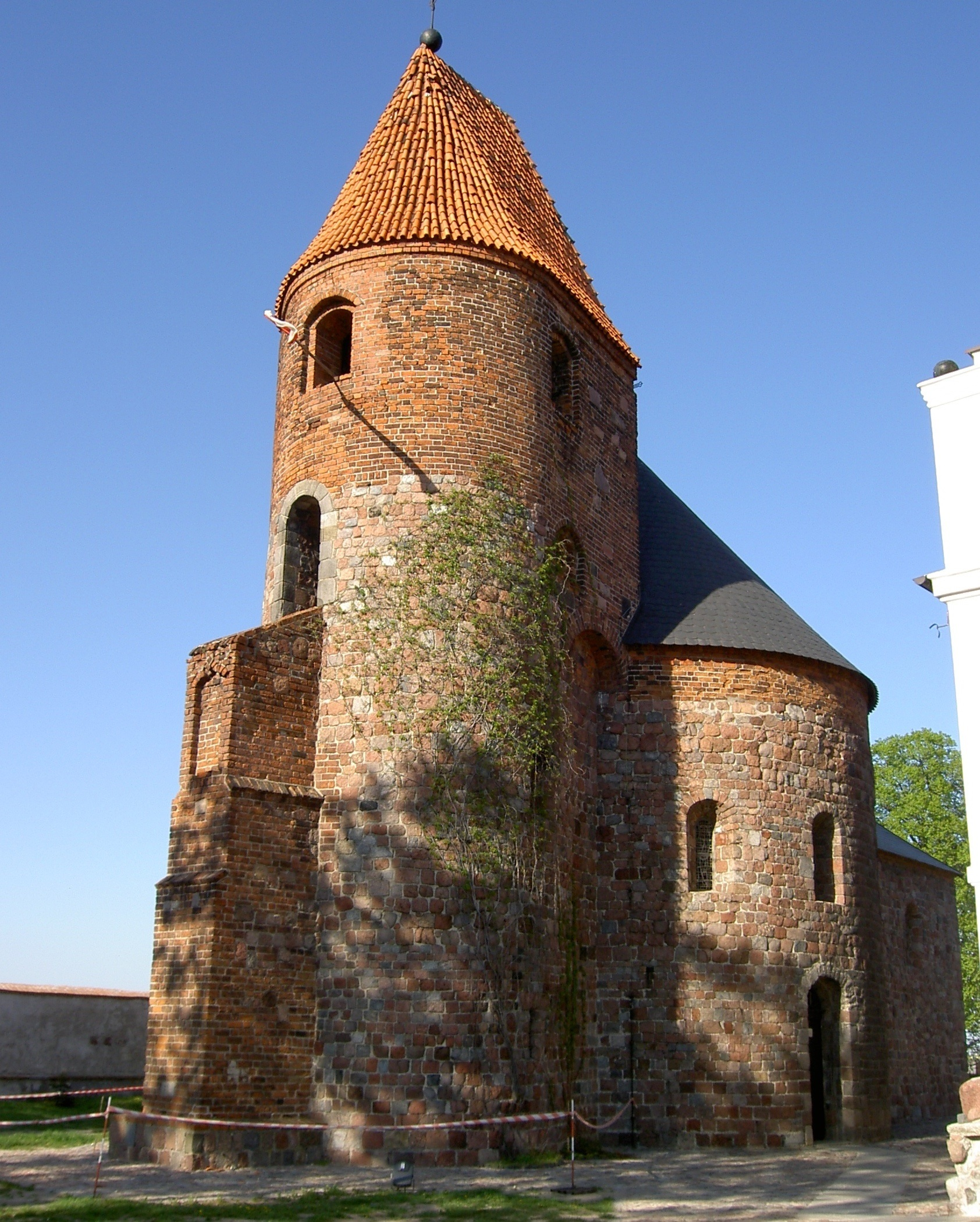
Strzelno.
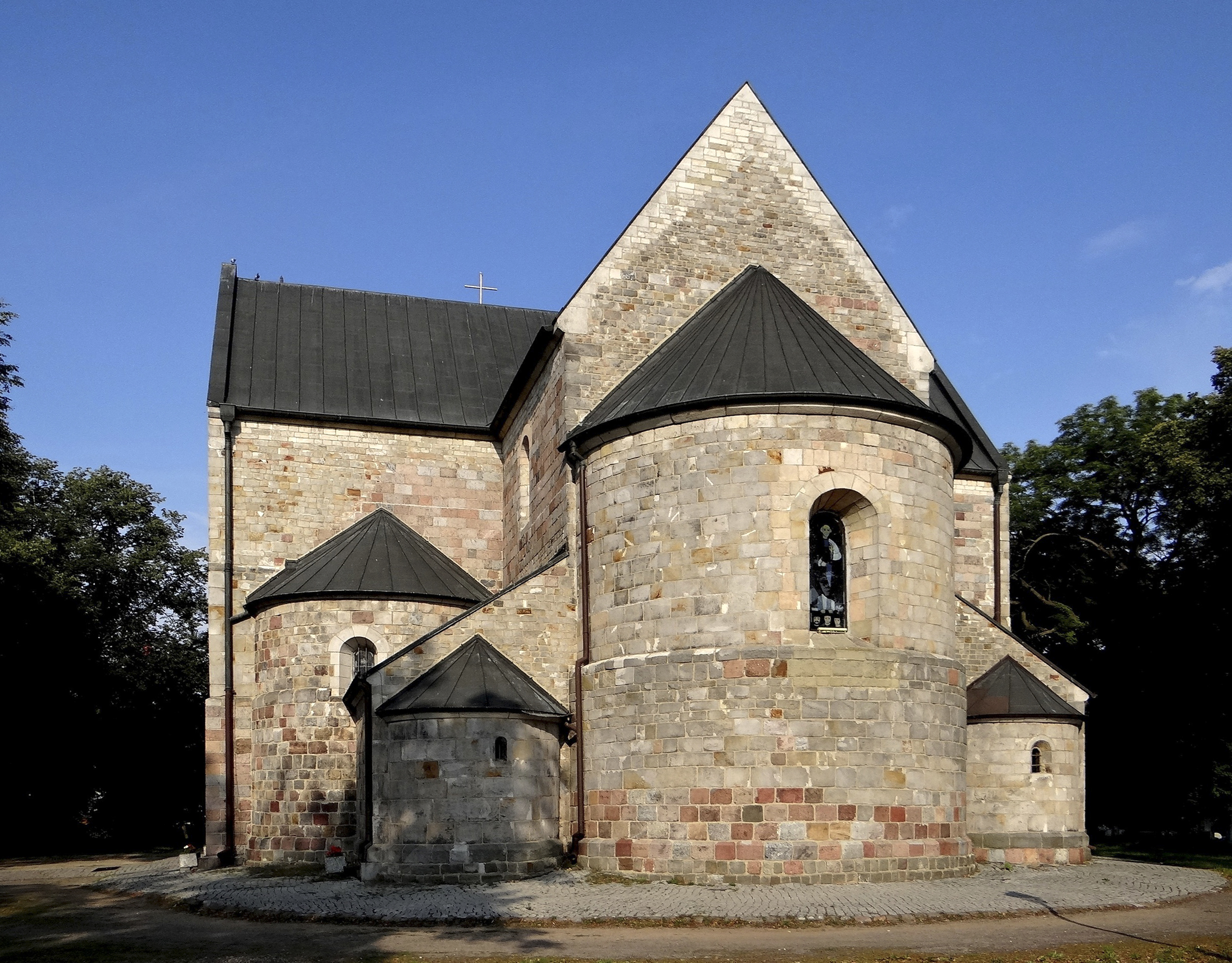
Kruszwica.

#### Lesstavkirkerde Norvège

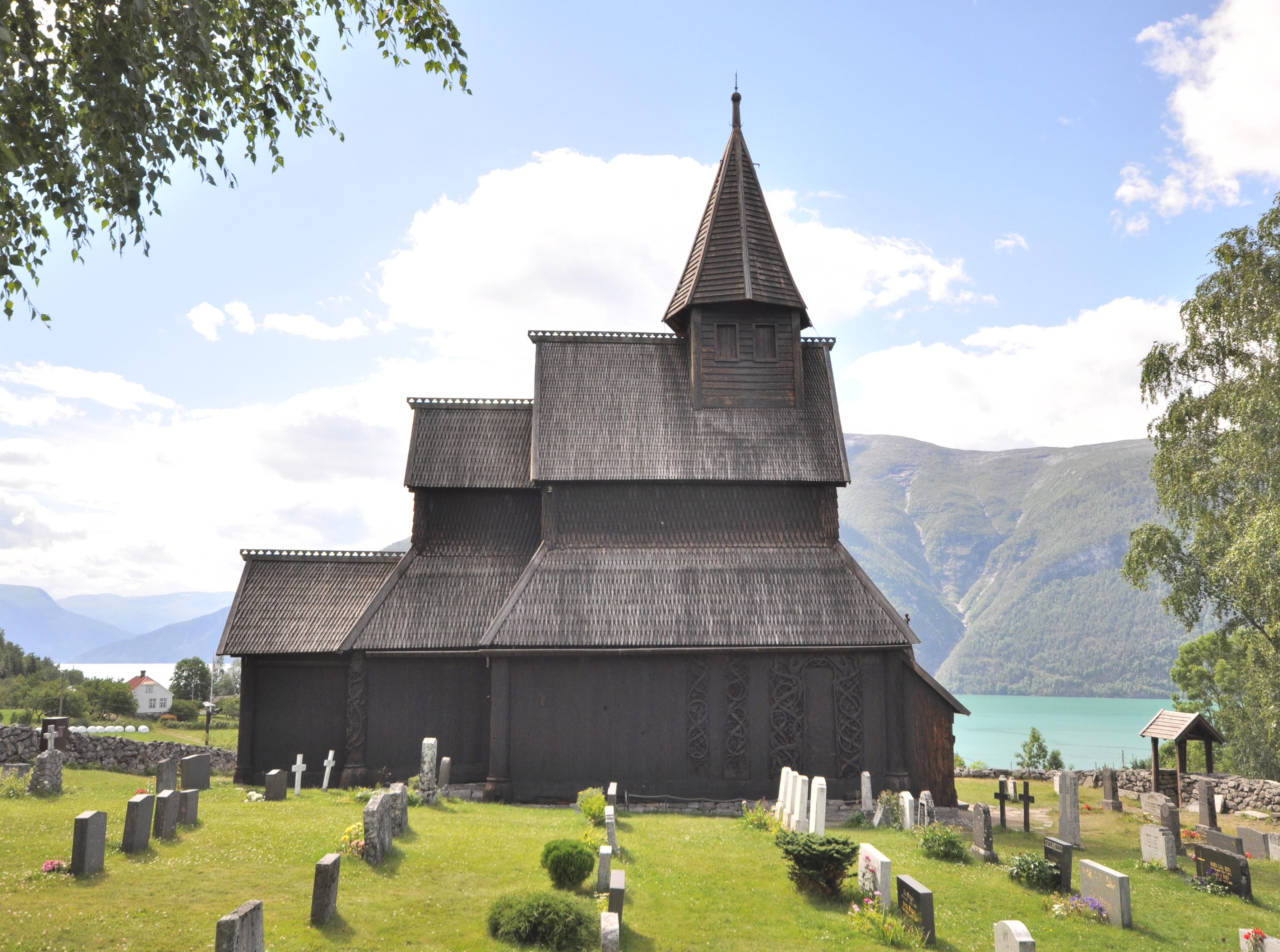
Stavkirke d'Urnes.

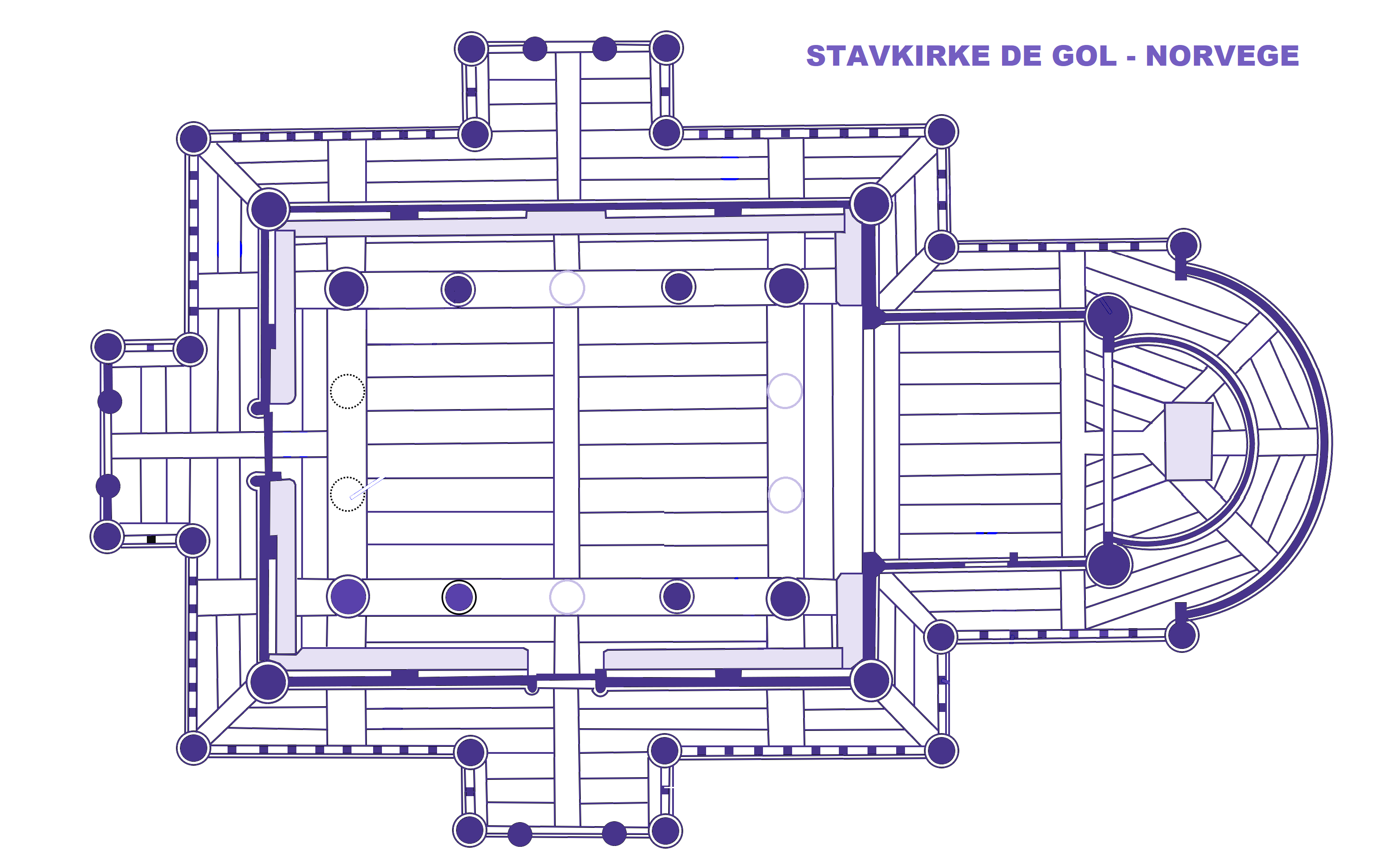
.Stavkirke de Gol.

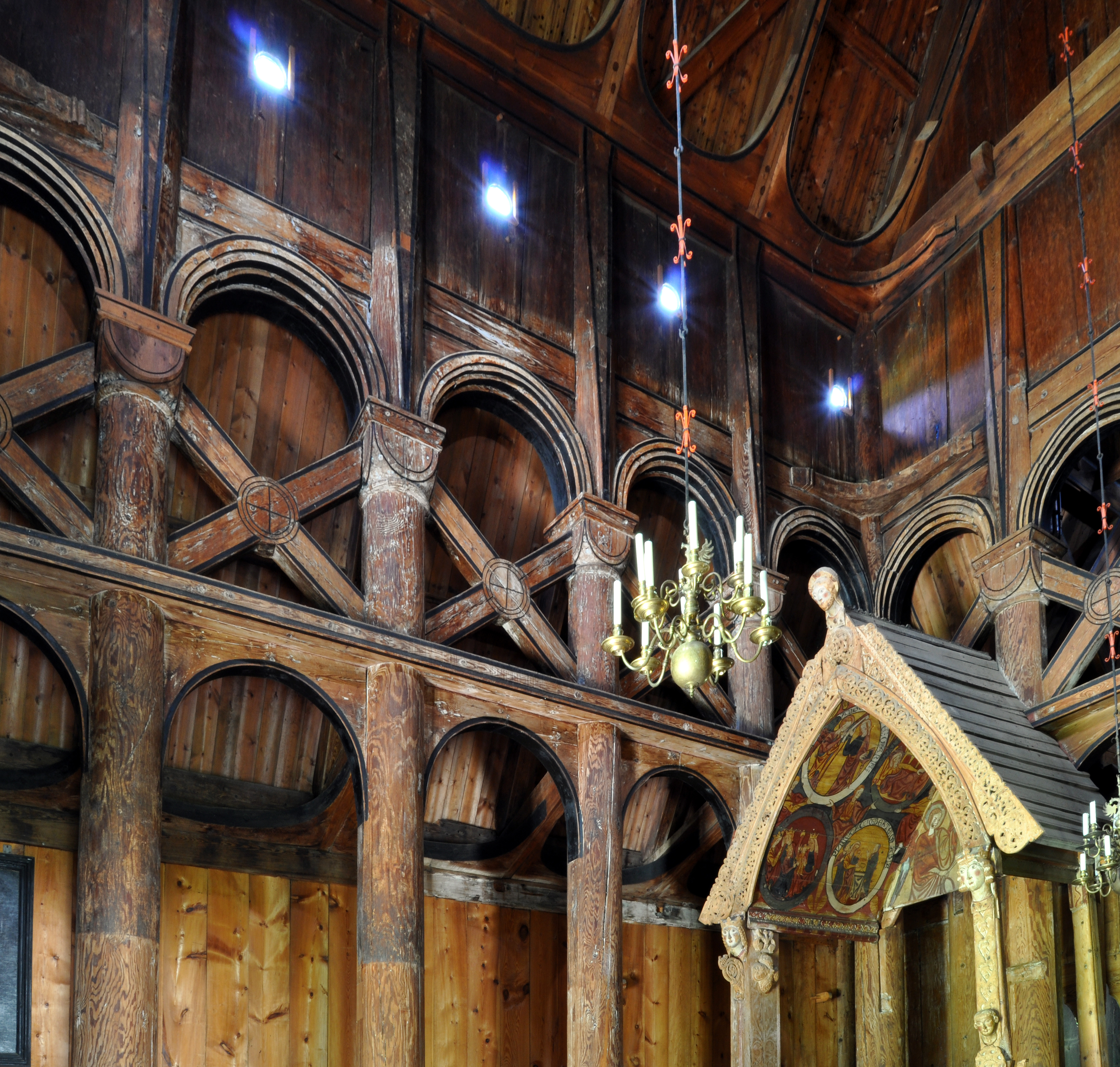
Stavkirke de Hopperstad.

Le plus souvent en Europe, c'est l'architecture de pierre qui prévaut dans les constructions religieuses. La technique du bois debout est utilisée, au nord du continent, dans les îles britanniques, la Normandie, la Hollande, le Danemark et le long de la mer Baltique jusqu'à Stockholm. Le caractère dominant de ces régions est l'absence d'arbres droits de grandes tailles les forêts étant essentiellement composées de feuillus, un climat assez doux mais venteux qui fait que l'on s'abrite plus de la pluie et des orages que du froid. Ces pays bénéficient de l'expérience des charpentiers et des sculpteurs dans l'édification des habitations et la construction navale. En Norvège, cette technique devient très élaborée dans la construction des églises dont 1 300 sont connues et encore 25 existantes, la plupart édifiées entre 1150 et 1350.
Les origines des stavkirker sont largement controversées. Elles sont un mélange compliqué de différentes traditions européenne et du Moyen-Orient ainsi que des anciennes pratiques locales de la Norvège. Lorentz Dietrichson soutient que l'église en bois debout est la traduction ingénieuse de la basilique romane en pierre, l'église à nef avec des influences paléochrétiennes et romanes anglo-saxonnes, surtout normandes romanes et irlandaises avec des toits représentant les traditions locales. En 1854, N. Nicolayen dans son ouvrage sur l'art médiéval en Norvège y trouve des influences de l'architecture byzantine. Peter Anker pense que l'influence de l'architecture étrangère en pierre se retrouve plutôt dans les détails décoratifs. Pour Anders. Bugge, les églises en bois ont suivi le développement des églises en pierre.
La tradition dans ces lieux de culte tant sur le plan spirituel que liturgique de l'élévation vers le ciel implique une augmentation de la hauteur de la partie centrale formant ainsi une surélévation semblable à la nef des basiliques. La caractéristique des églises avec centre surélevé est la présence d'une galerie périphérique contrairement aux seuls bas-côtés et au déambulatoire d'une église de type basilical. Sur une fondation en pierre est posé un cadre rigide fait de solives qui dépassent aux quatre coins d'un à deux mètres où reposent les murs de la galerie. Les mats centraux portent le toit et les efforts horizontaux sont repris à mi-hauteur par cette structure. Un grand principe qui se dégage de ces constructions est l'emploi de cadres rectangulaires horizontaux ou verticaux qui sont assemblés de façon à former une structure cubique dont les différents éléments s'étayent les uns les autres.
Le défi pour les constructeurs de stavkirker est de réaliser des bâtiments élevés capables de résister aux tempêtes. Une construction de cette hauteur est exposée aux vents violents, la stabilité du bâtiment est précaire même muni d'une charpente de comble élaborée. Il faut donc avoir recours à certaines techniques de la construction navale comme le « Kne » ou coude joignant les chevrons et les assises. Pour résister aux tempêtes, il reste certains éléments de renfort de toit à mi-hauteur des mats. En les liant les uns aux autres, sur tout le périmètre de la construction, on obtient une rigidité suffisante pour résister aux vents les plus forts.
Le chapiteau le plus courant est le chapiteau roman rhénan, une portion de sphère pénétrée par un cube. Il est employé dans la région germanique et par les normands en Normandie et en Angleterre. Dans les stavkirker ils sont reliés par des archivoltes formées de deux corbeaux 1/4 de rond adjacents. À la stavkirke d'Urnes ils sont décorés d'animaux distordus et d'un centaure,,,.

### La Bourgogne

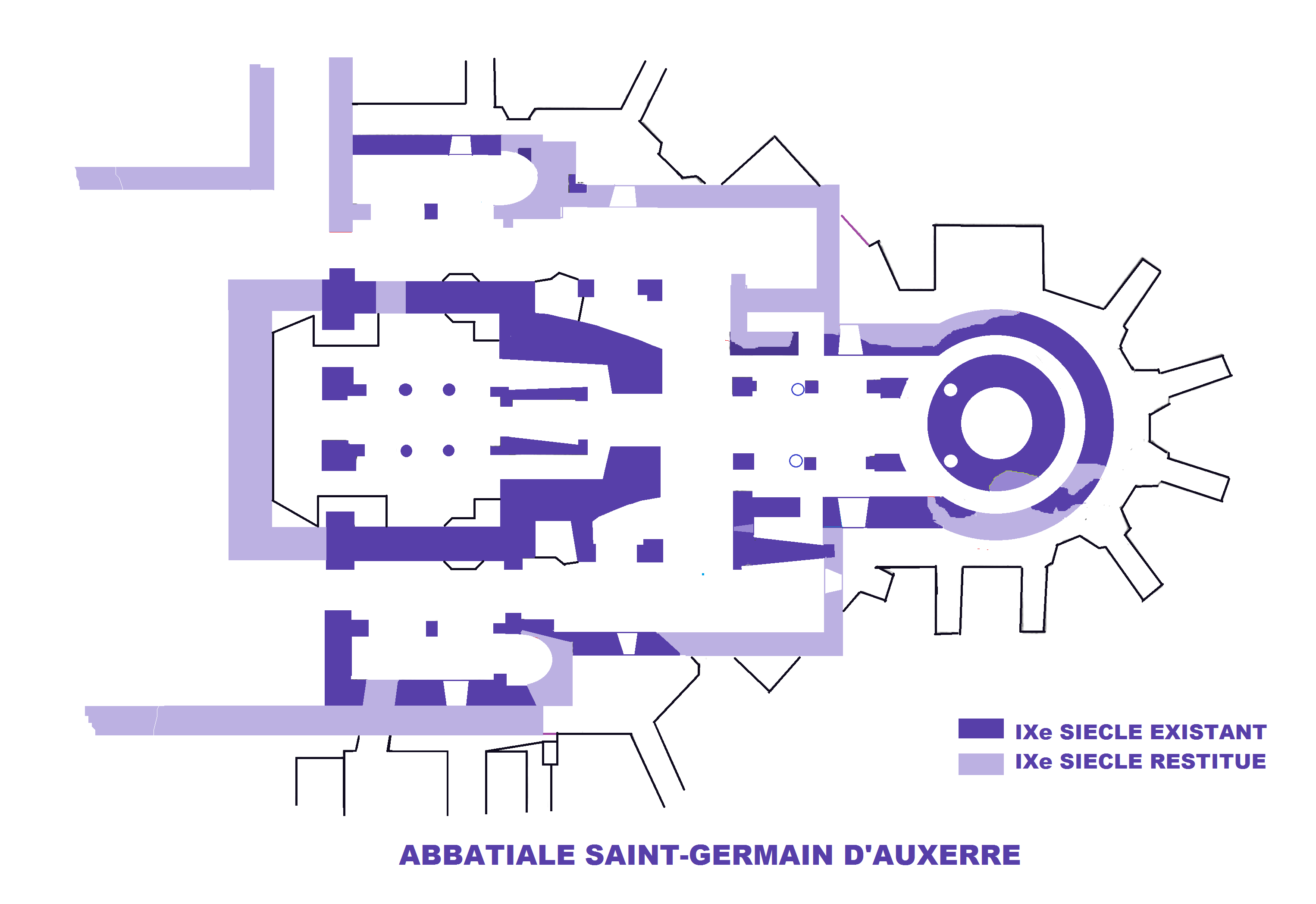
Cryptes d'Auxerre.

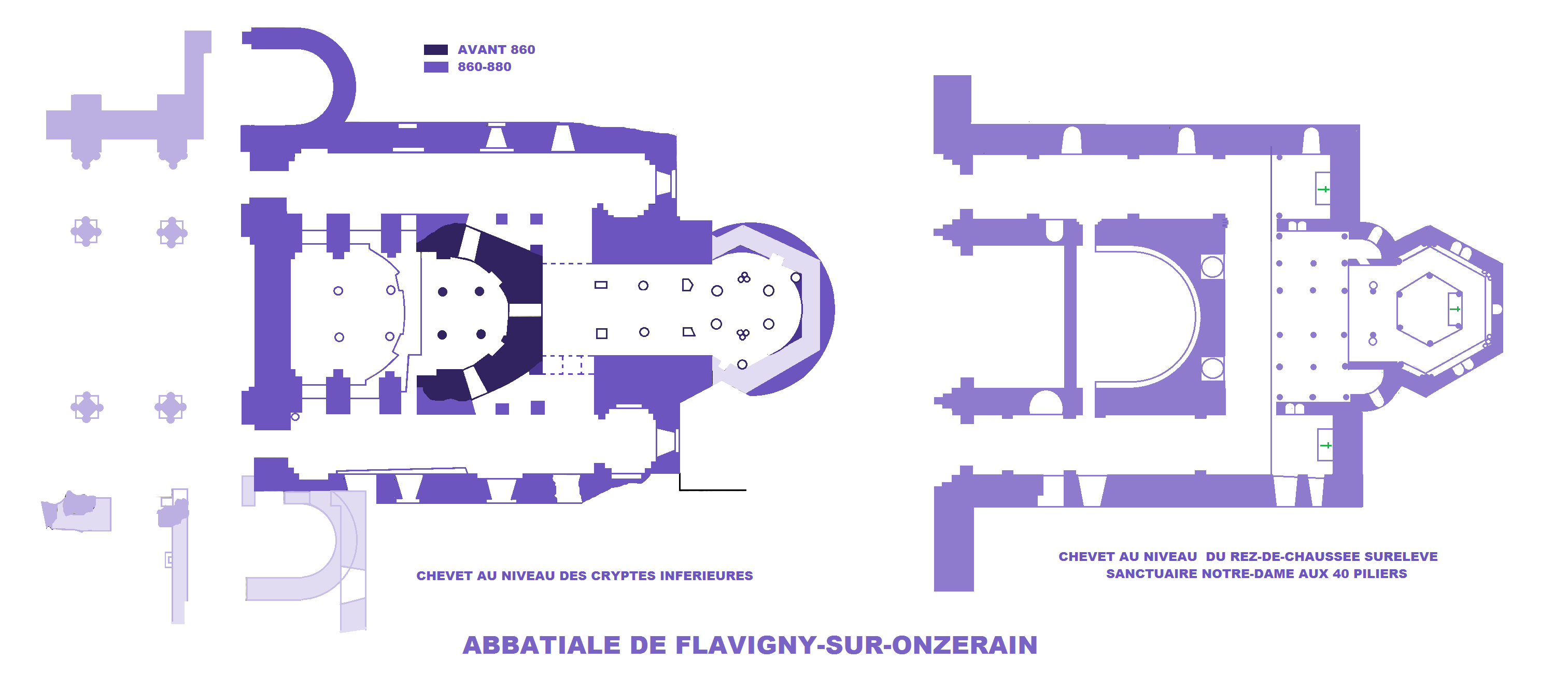
Cryptes de Flavigny.

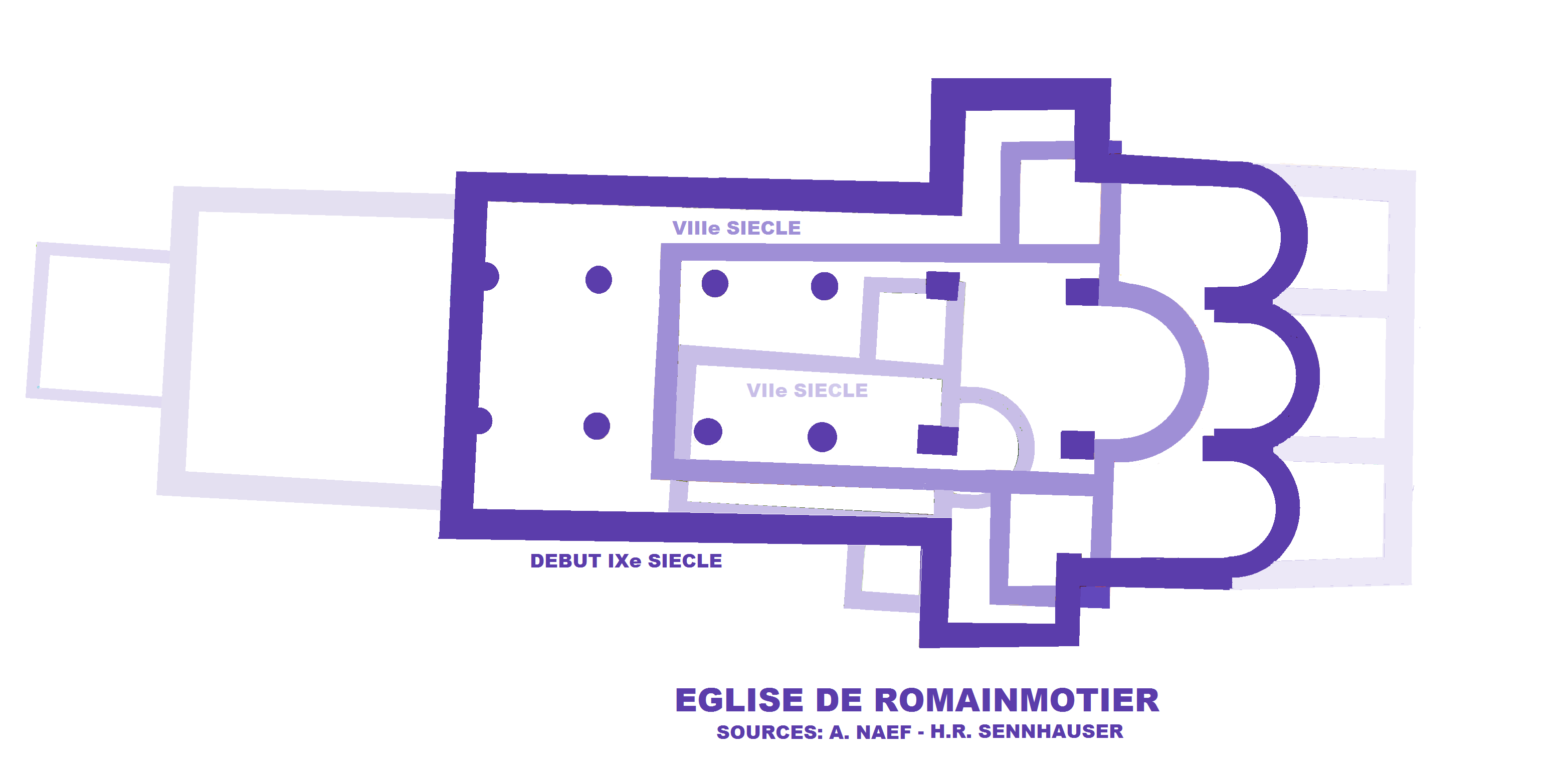
Abbatiale de Romainmôtier.

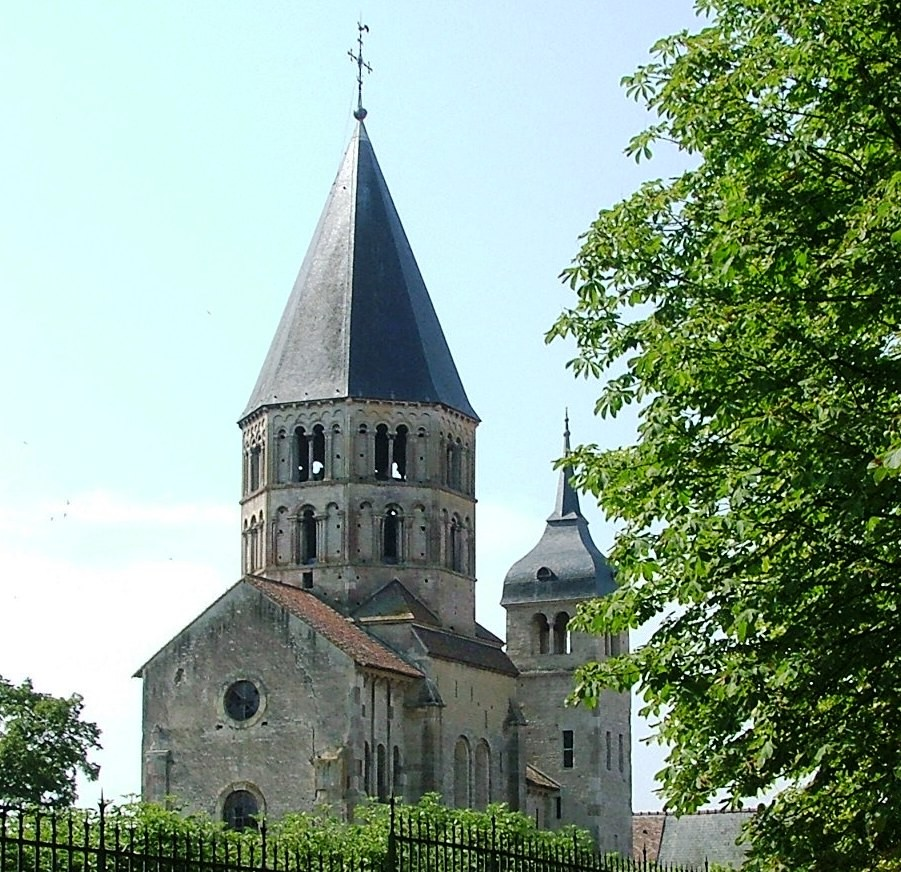
Abbaye de Cluny, vestiges romans.

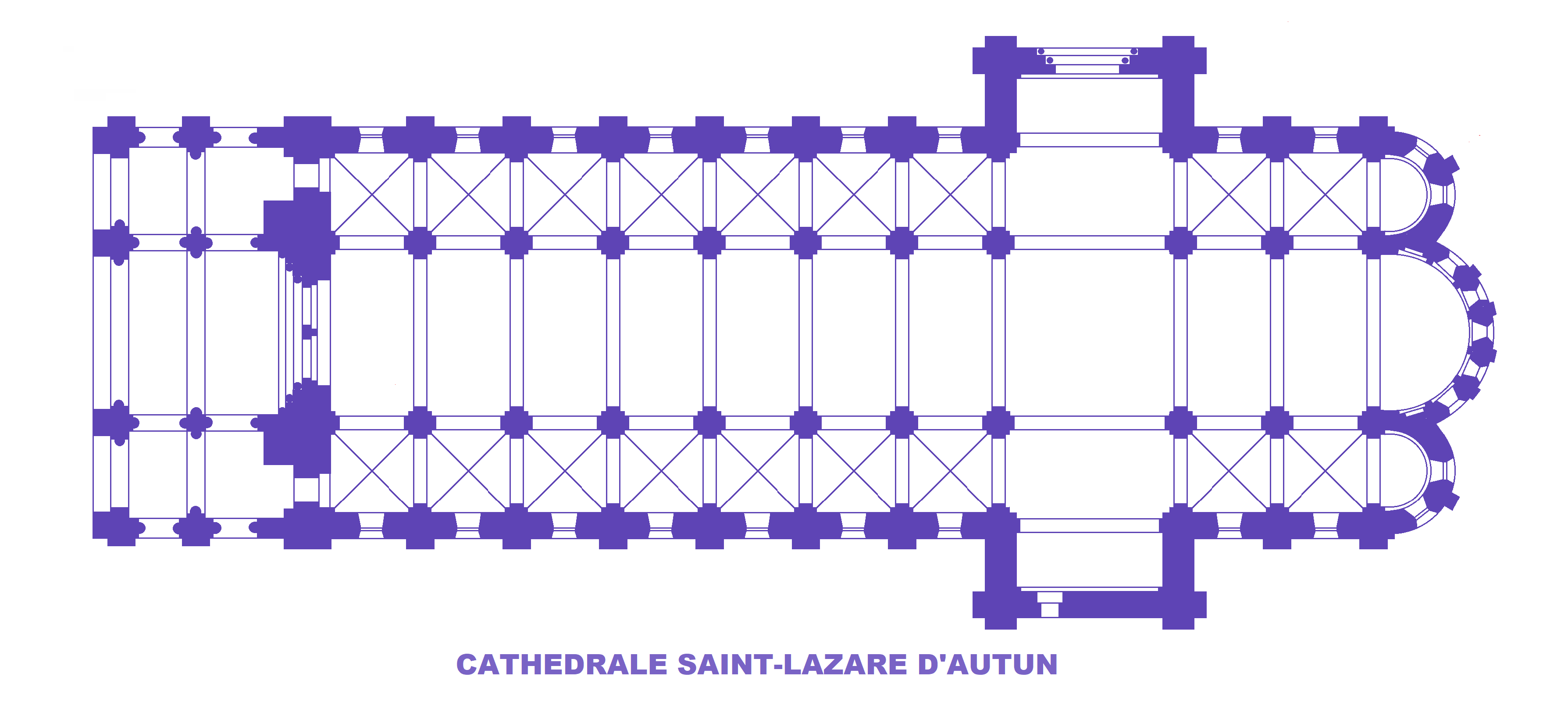
Cathédrale Saint-Lazare d'Autun.

L'espace bourguignon du début du XIe siècle pris en compte correspond au second royaume de Bourgogne issu des démembrements de la Lotharingie carolingienne avec le duché, la comté et les régions transjurassiennes. À l'époque romane, il voit grandir deux ordres monastiques très importants et influant pour le développement des constructions romanes, les clunisiens et les cisterciens. À l'expansion de Cluny est lié Guillaume de Volpiano (962-1031) un des plus importants réformateurs monastiques. D'origine italienne, il intervient à l'abbaye Saint-Bénigne de Dijon, en Lorraine, dans le Saint-Empire romain germanique, et surtout en Normandie à l'abbaye de la Trinité de Fécamp.
L'abbaye Saint-Bénigne de Dijon est reconstruite à partir de 1001 avec la consécration en 1016 d'un édifice en travaux par Guillaume de Volpiano. Passé par l'abbaye de Cluny en 987, il est appelé à Dijon pour y rétablir la stricte observance de la règle de saint Benoît en 990. Cette abbatiale est une des réalisations majeures du début du XIe siècle mais ce qui en reste est détruit en 1792. Des fouilles et des recherches permettent de mieux connaître en particulier la rotonde haute de trois étages. Les proportions sont très importantes avec un diamètre de 18 mètres avec un volume central ceint d'un double déambulatoire avec des arcades portées par des colonnes. L'étage inférieur communique avec la crypte et avec deux étages de tribunes. On évoque des influences avec le Saint-Sépulcre ou le Panthéon de Rome, un décor italien mais sa crypte s'inscrit surtout dans les traditions locales de l'architecture carolingienne. À Dijon on a transposé le principe des cryptes hors-œuvres carolingiennes à deux étages que l'on trouve à l'abbaye Saint-Germain d'Auxerre et celle de Flavigny-sur-Ozerain en une rotonde à trois niveaux.
L'abbaye Saint-Philibert de Tournus est reconstruite à la suite d'un incendie en 1008 et consacrée en 1019 avec des apports méridionaux. Sur le modèle des églises-porches carolingiennes à deux niveaux, on élève un narthex d'aspect roman voûté à l'intérieur et décoré de bandes lombardes à l'extérieur. À l'étage, le vaisseau central de grande hauteur engendre des problèmes de stabilité résolus avec les hésitations qui marquent les débuts de l'architecture romane. Les difficultés rencontrées pour voûter la nef de grande hauteur entraîne une diminution de l'échelle sur la partie Est de l'église. Le chevet typiquement roman est construit sur une crypte avec un étroit déambulatoire et des chapelles rayonnantes rectangulaires de plans complexes. Le chevet du troisième quart du XIe siècle ne reprend pas exactement le plan de la crypte et présente des évolutions sur les liaisons entre les chapelles rayonnantes et le déambulatoire. L'évolution de la sculpture est marquée par des influences méditerranéennes que l'on retrouve aussi dans la vallée du Rhône.
Une autre église, l'abbatiale de Romainmôtier a bénéficié de l'influence du premier art roman méridional qui s'est propagé du duché de Bourgogne vers le Jura et la Suisse. Des fouilles ont montré dans cette abbaye clunisienne l'existence d'édifices des VIIe et VIIIe siècles puis une reconstruction complète sous l'abbatiat d'Odilon de Cluny (994-1049). C'est une église à trois nefs, à transept bas saillant et un chœur profond terminé par trois absidioles semi-circulaires. Après 1049, l'ensemble est voûté en utilisant des pénétrations pour conserver les ouvertures, une coupole sur trompes couvre la croisée du transept et à l'Ouest une galilée est élevée. Des modifications sont effectuées à l'époque gothique.
L'abbaye de Cluny III est détruite entre 1798 et 1816 et il n'en reste que le croisillon sud du transept et les chapiteaux de l'hémicycle. Elle est connue par quelques descriptions et dessins des XVIIe et XVIIIe siècles. Son rayonnement et l'importance qu'elle accorde à l'art se retrouve dans les églises de Bourgogne imitant sa structure, son décor et certaines particularités comme le prieuré Notre-Dame de La Charité-sur-Loire, la basilique du Sacré-Cœur de Paray-le-Monial ou la cathédrale Saint-Lazare d'Autun.
Tout oppose la basilique Sainte-Marie-Madeleine de Vézelay à Cluny III considérée comme le pôle méridional de la Bourgogne romane alors que Vézelay en serait l'expression septentrionale. Le développement rapide de cet important centre de pèlerinage impose une reconstruction à la fin du XIe siècle avec une dédicace en 1104. Le parti retenu est un large volume avec une nef à deux niveaux voûtées d'arêtes sur doubleaux avec l'utilisation de matériaux légers dans la construction des voûtes. Vers 1140-1150, la nef est prolongée à l'Ouest par un narthex à l'image de ceux de Tournus et de Cluny III mais avec la présence de tribunes sur les bas-côtés comme un fer à cheval. Ce parti architecture modéré et pondéré par rapport à l'élan vertical de Cluny III est compensée par la grande qualité de la sculpture des chapiteaux et des portails.
Après les débordements de luxe et de richesse des clunisiens, le besoin de retour aux origines de simplicité et d'austérité dans la construction des édifices religieux déjà visible à Vézelay est conduit jusqu'au dépouillement par les cisterciens à l'abbaye de Fontenay. La construction débute en 1139 avec une consécration en 1147 en présence de saint Bernard. Son plan a la forme d'une croix latine avec une nef, des collatéraux et un vaste transept avec dans chaque croisillons deux chapelles à font plat. Un sanctuaire rectangulaire remplace le chœur et l'abside devenus inutiles par le déplacement des moines dans la partie Est de la nef, (l'Ouest étant réservée aux convers. L'ensemble est voûté, la nef par un berceau sur doubleaux contrebuté par des berceaux transversaux. Ce procédé est repris par les cisterciens dans toute l'Europe. Dans les autres bâtiments monastiques plus tardifs, l’austérité est moins rigoureuse et la croisée d'ogives apparaît.

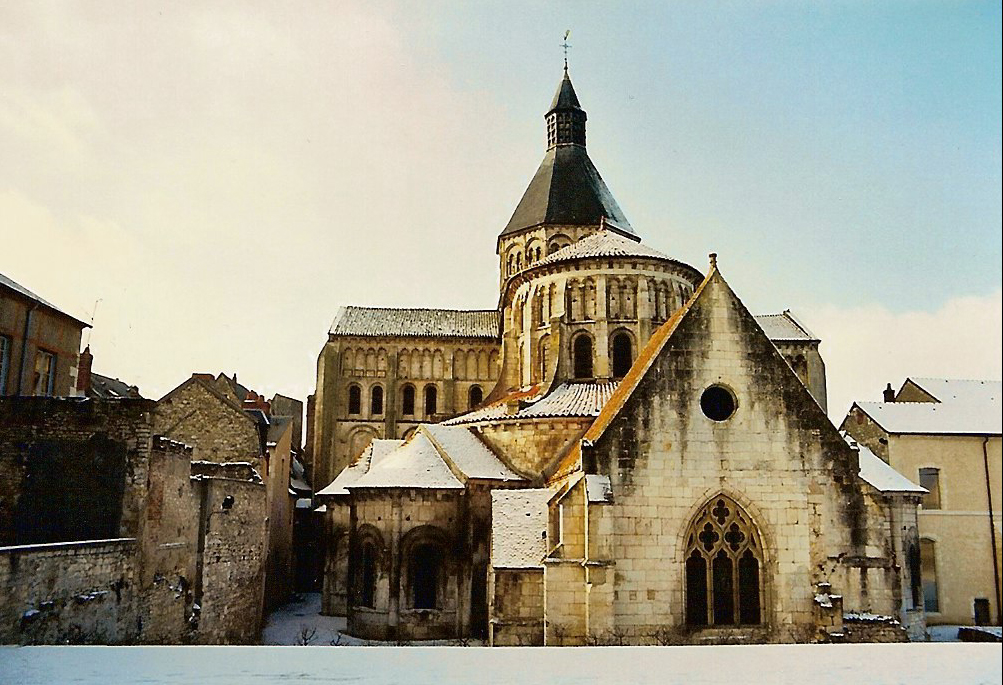
Prieuré Notre-Dame de La Charité-sur-Loire.
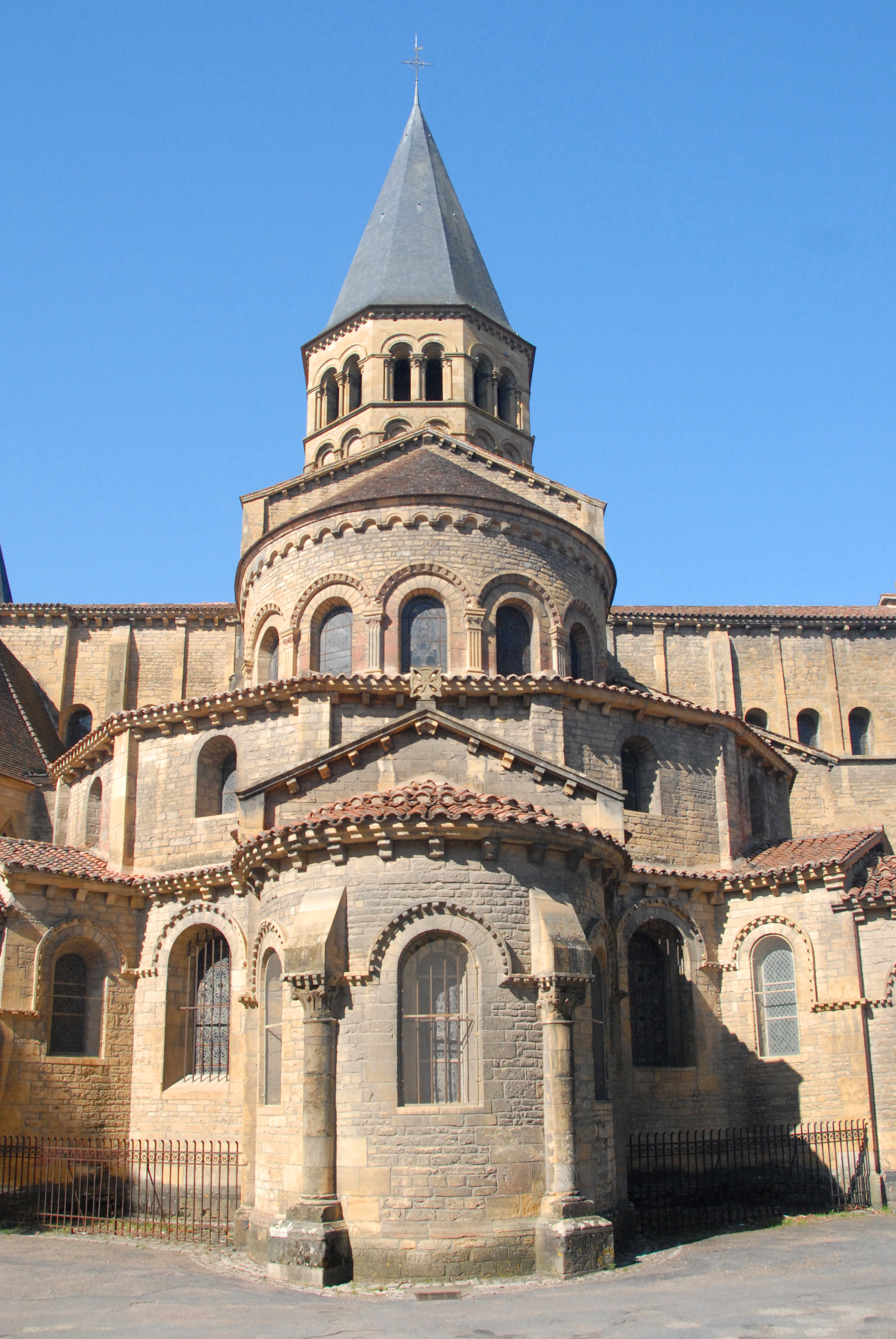
Paray-le-Monial.
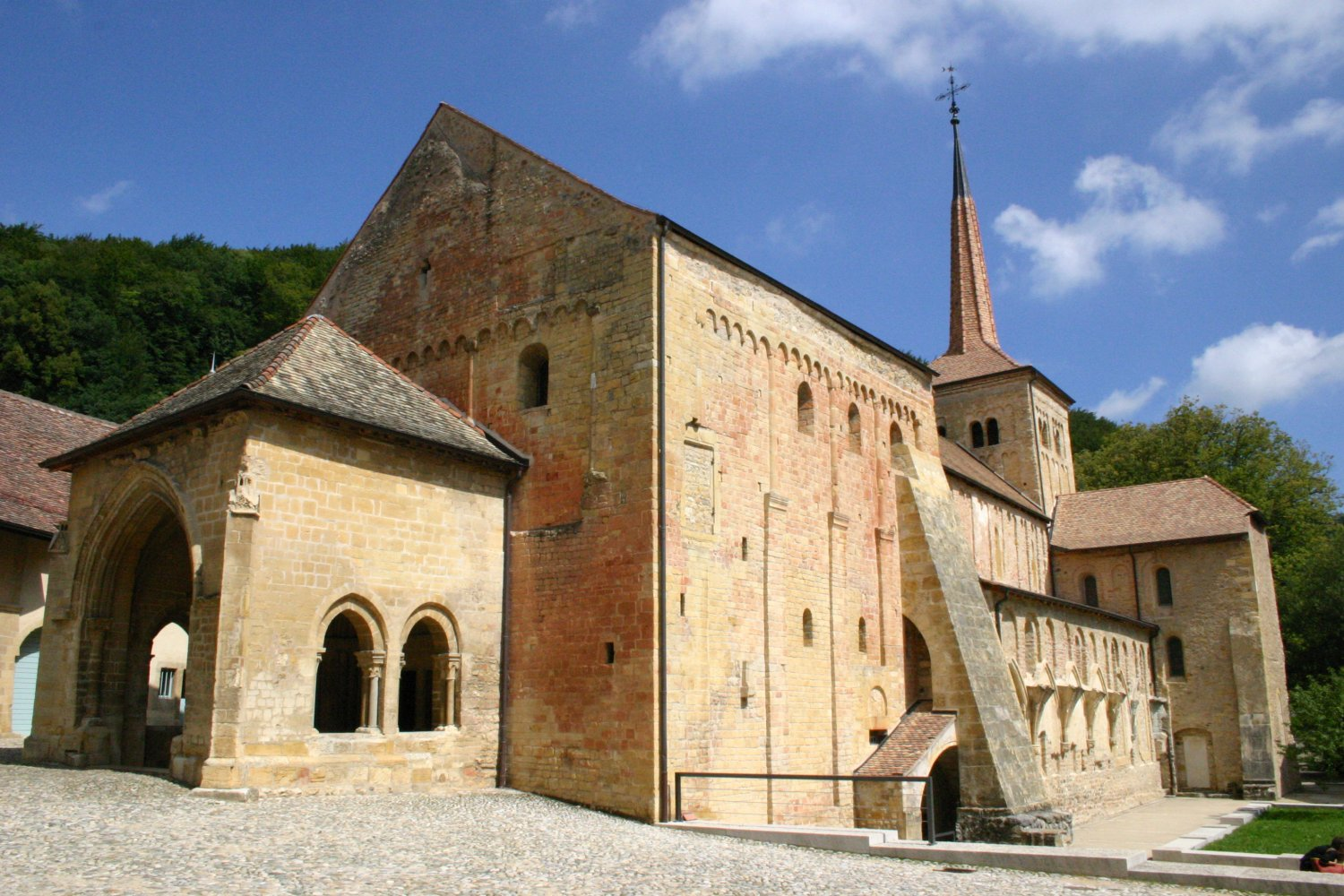
Abbatiale de Romainmôtier.
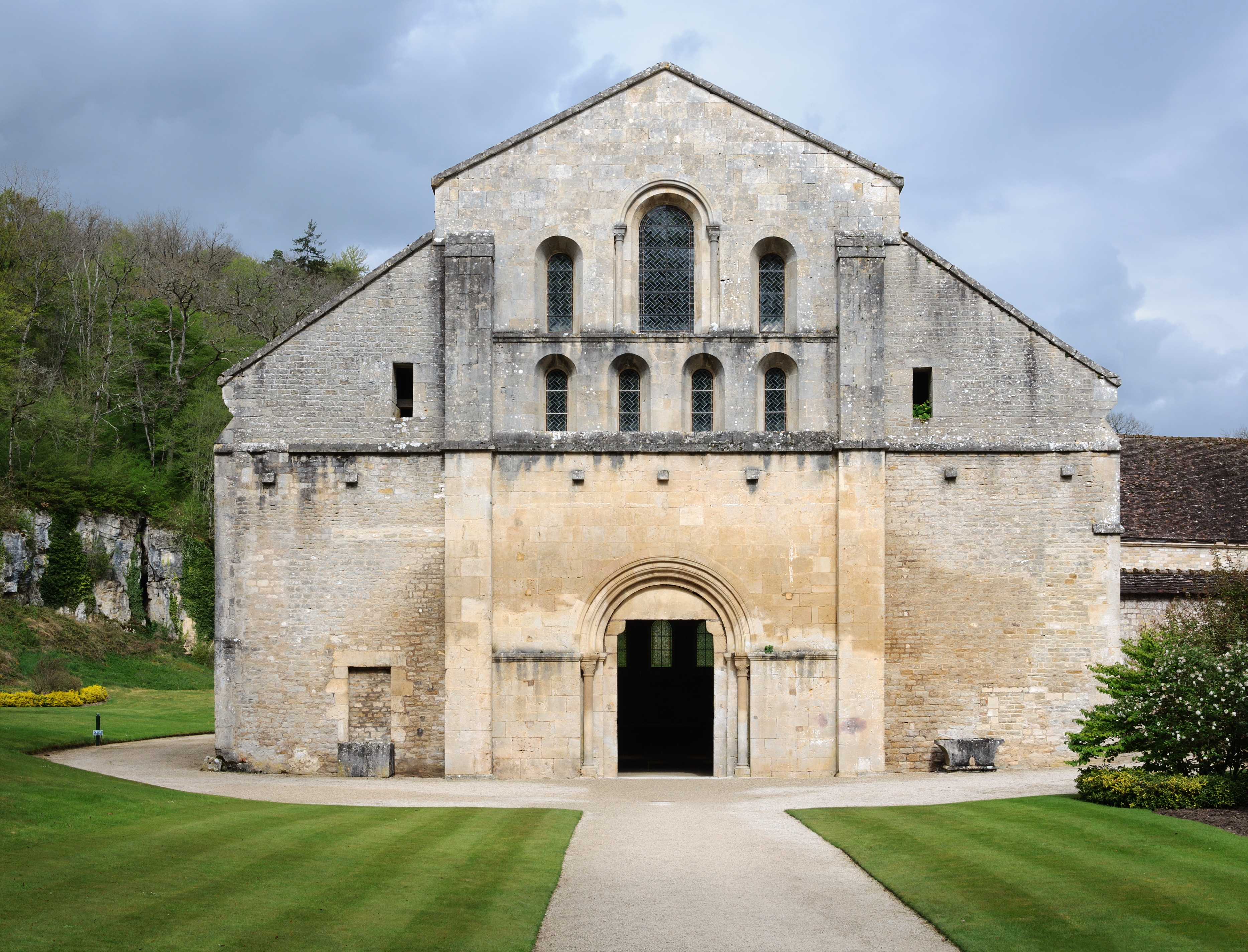
Abbaye de Fontenay.

### L'Auvergne

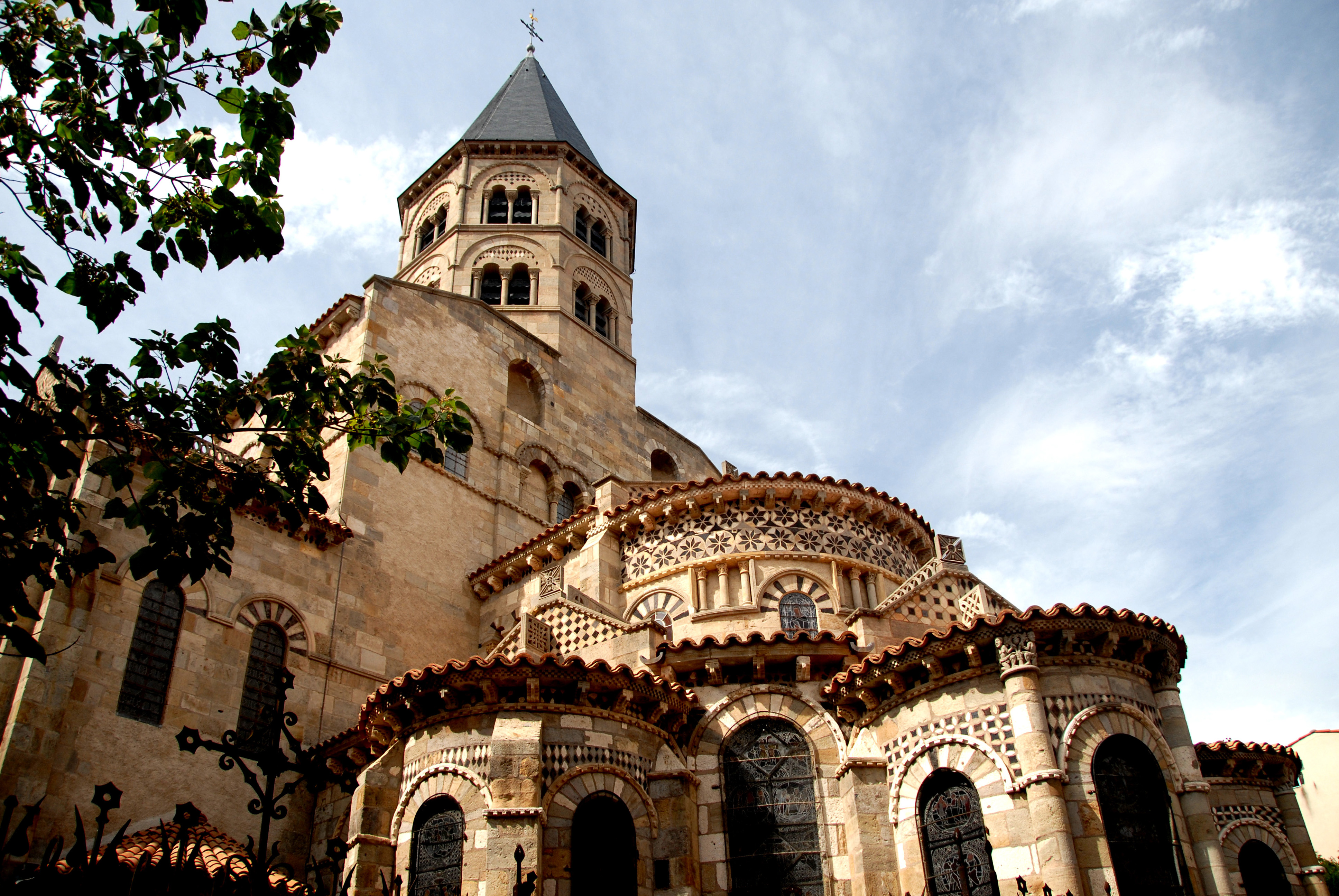
Notre-Dame-du-Port à Clermont-Ferrand.

Dans la région auvergnate, dix églises du Puy-de-Dôme permettent de définir l'architecture romane auvergnate. Construites par les moines bénédictins de La Chaise-Dieu ou dans un style défini par eux, elles semblent avoir pris pour modèle l'ancienne cathédrale romane de Clermont-Ferrand, aujourd'hui remplacée par un édifice gothique. Ces églises se caractérisent par une façade occidentale peu soignée, car soumise aux intempéries avec une entrée petite et peu décorée. Le chevet est constitué par la juxtaposition de plusieurs volumes, les chapelles rayonnantes, le déambulatoire, un massif barlong (surmontant le transept et assurant la stabilité de l'édifice) et le clocher octogonal. La décoration extérieure élégante, mais discrète, souvent d'inspiration byzantine avec une polychromie des matériaux. L'intérieur est sobre et invite à la méditation spirituelle : le fidèle est conduit de l'obscurité de la nef vers la clarté et la splendeur du chœur, de la misère du monde vers la vie éternelle. les chapiteaux historiés sont soumis à des conventions de représentation particulières.
Les cinq églises majeures de type complet qui subsistent sont la basilique Notre-Dame-du-Port de Clermont-Ferrand, l'église Saint-Austremoine d'Issoire, l'église Notre-Dame de Saint-Saturnin, l'église de Saint-Nectaire et la basilique Saint-Julien de Brioude,
Cinq autres églises majeures de type incomplet s'y ajoutent, la collégiale Saint-Victor et Sainte-Couronne d'Ennezat, l'église Saint-Julien de Chauriat, l'église Saint-Martin de Cournon, la Basilique Saint-Amable de Riom et l'église Saint-Pierre de Mozac,.

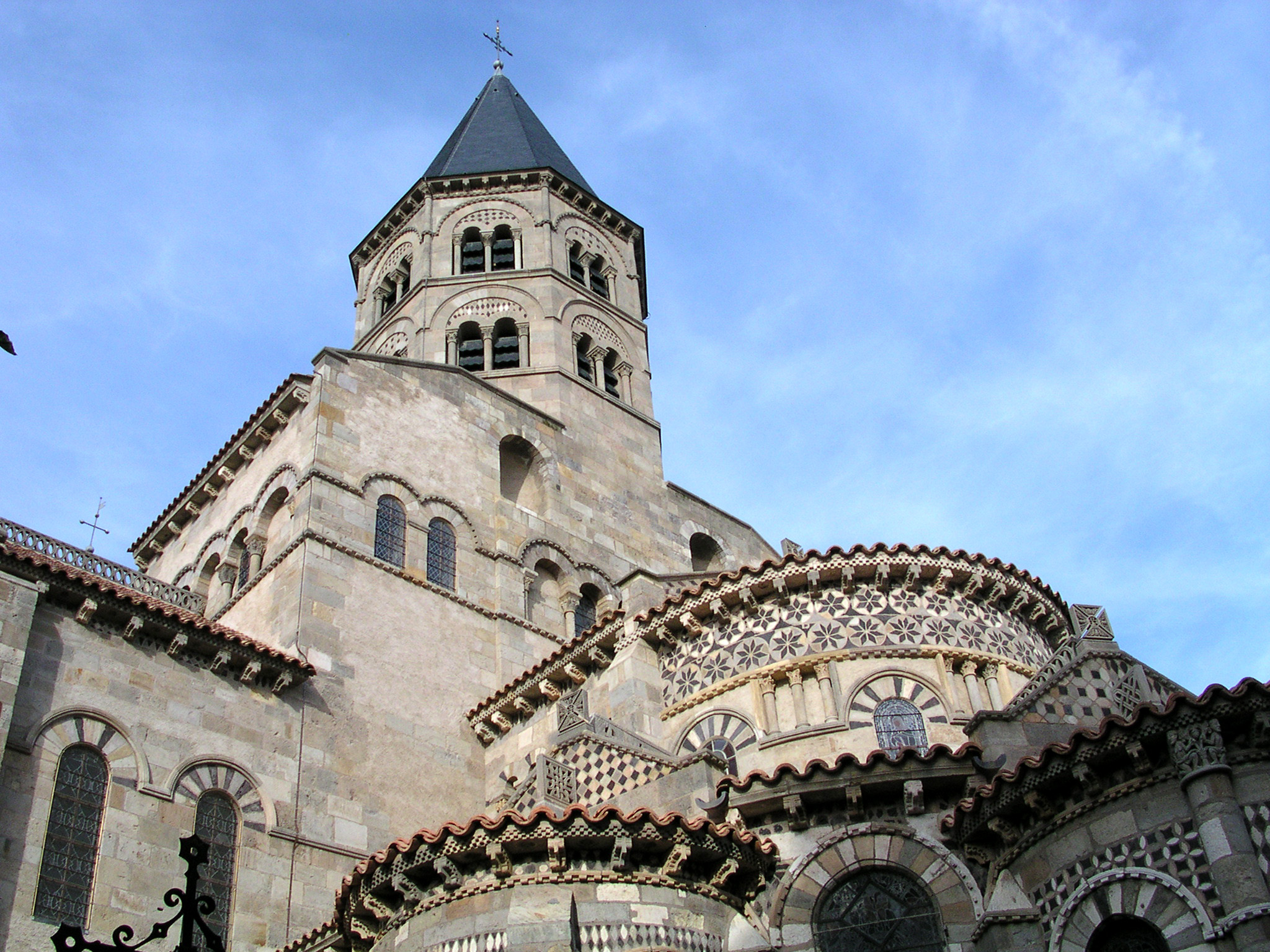
Notre-Dame-du-Port (Clermont-Ferrand).
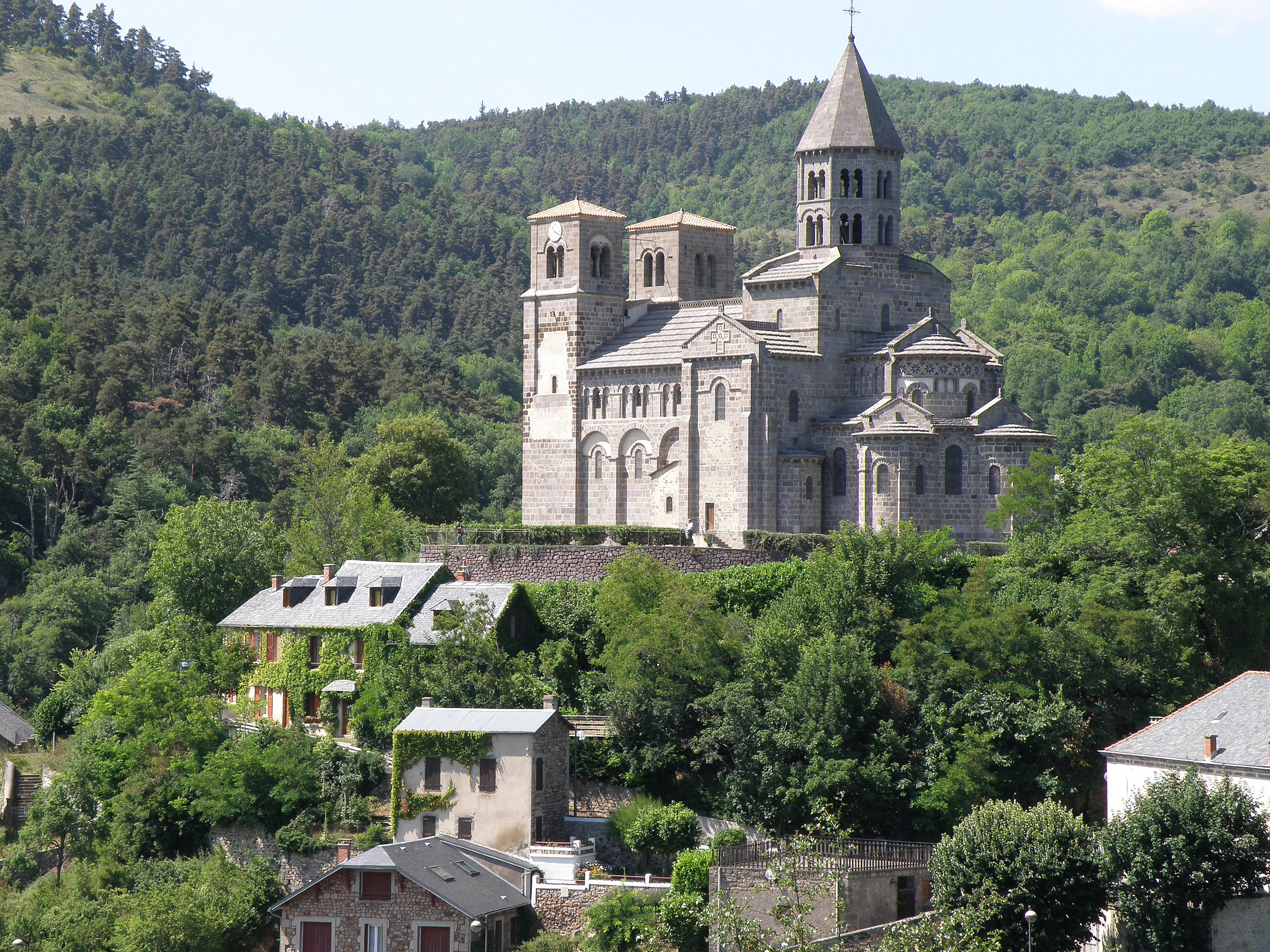
Saint-Nectaire.
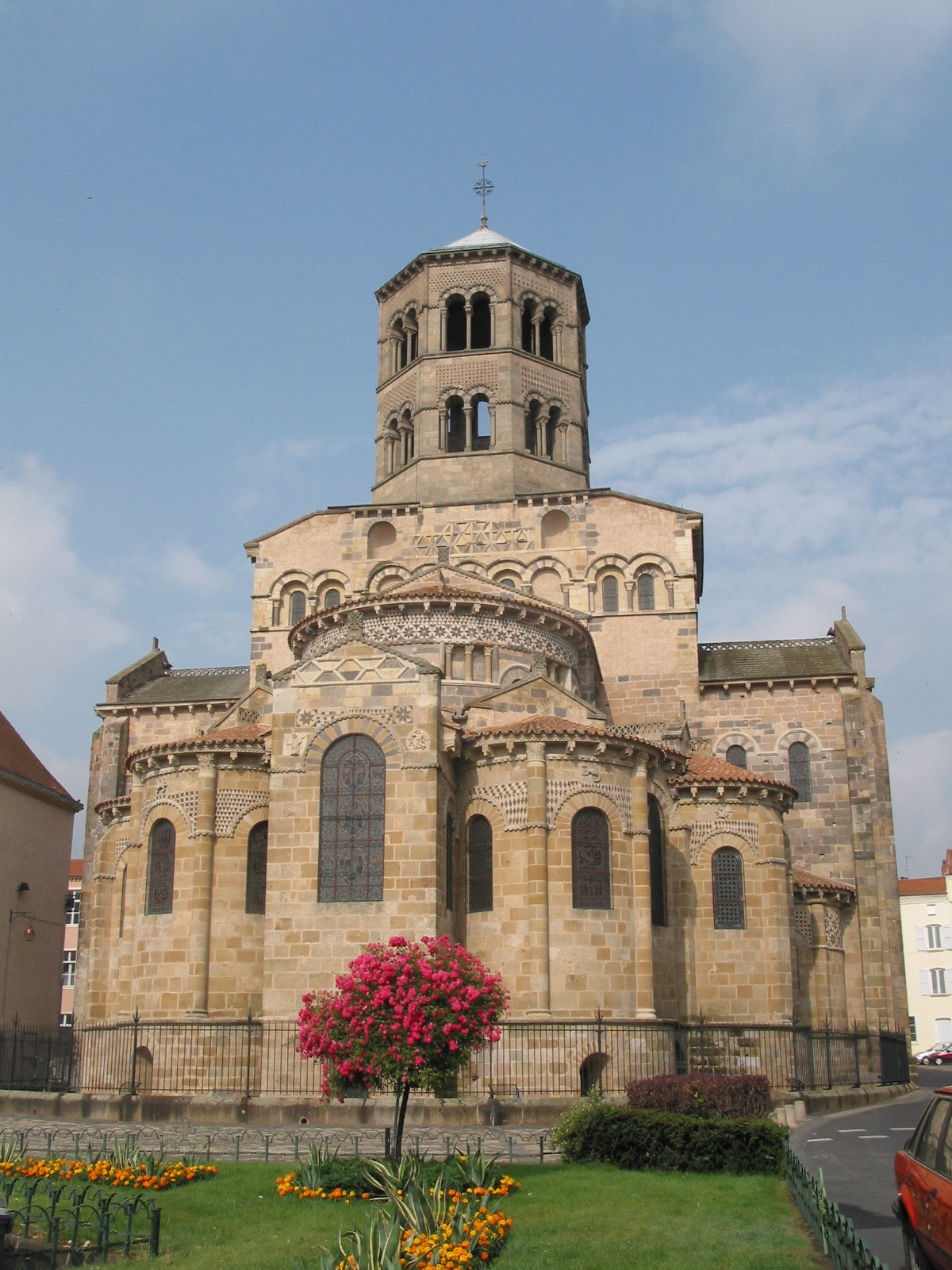
Saint-Austremoine d'Issoire.
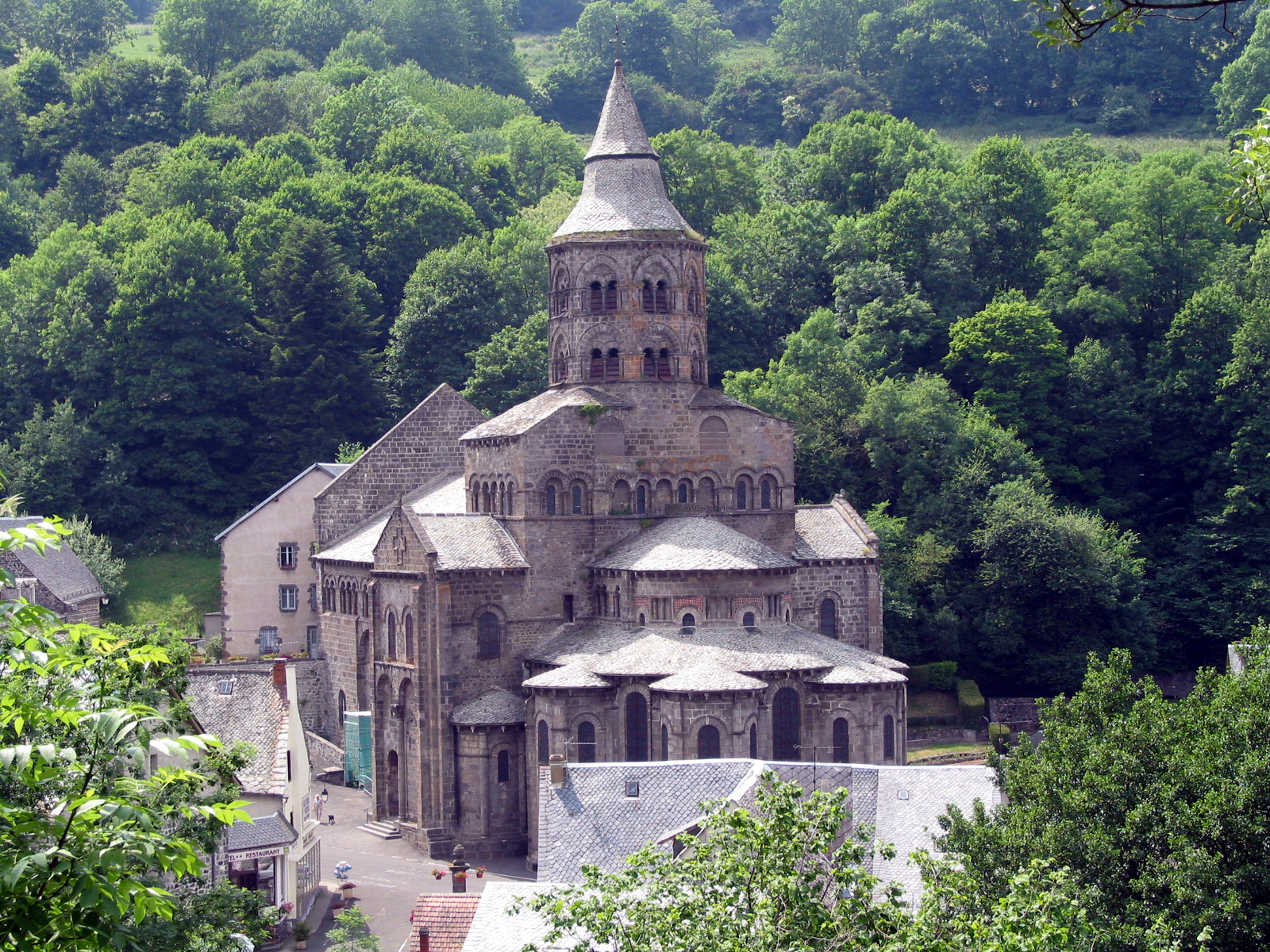
Notre-Dame d'Orcival.
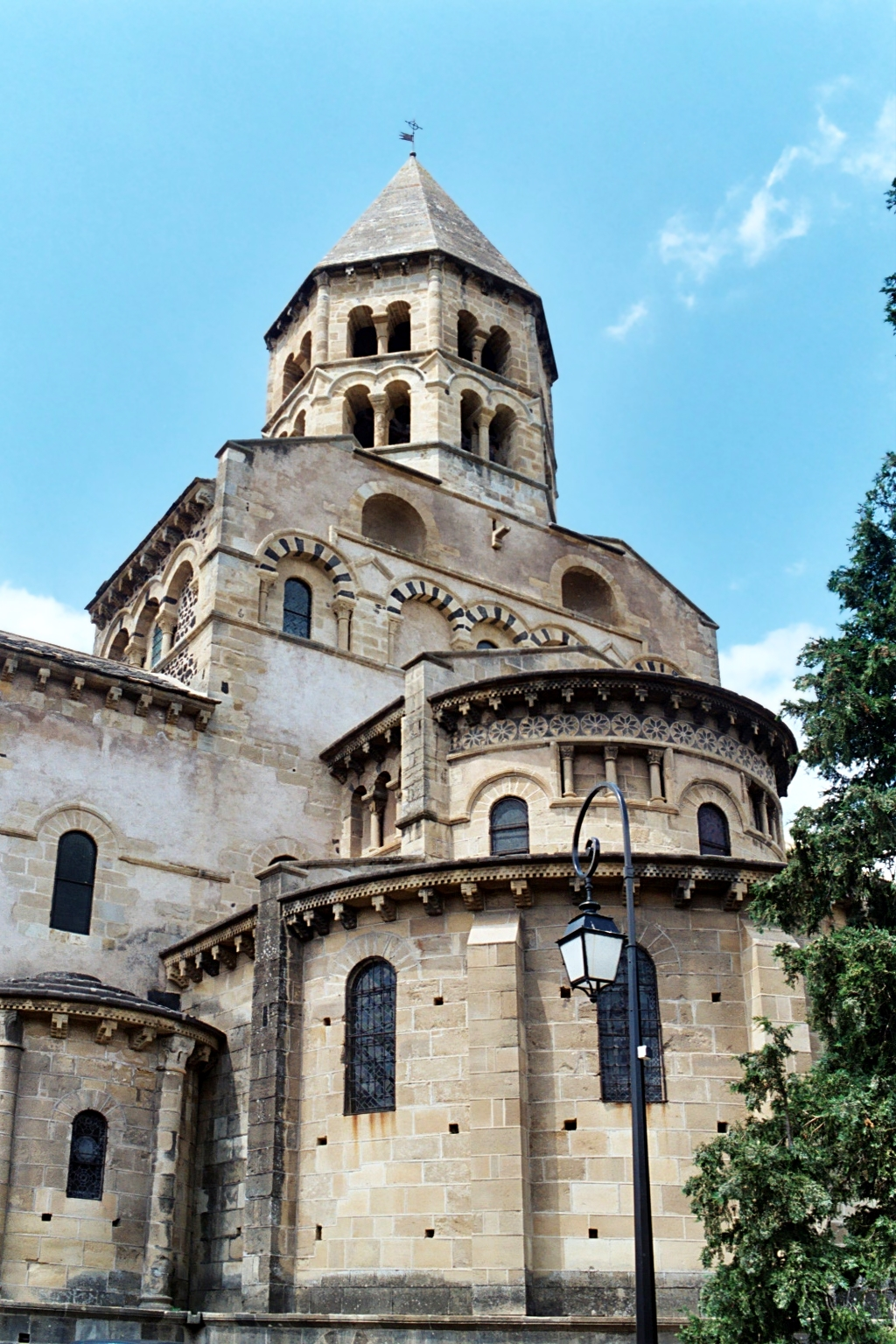
Notre-Dame de Saint-Saturnin.

### La Catalogne et le Roussillon

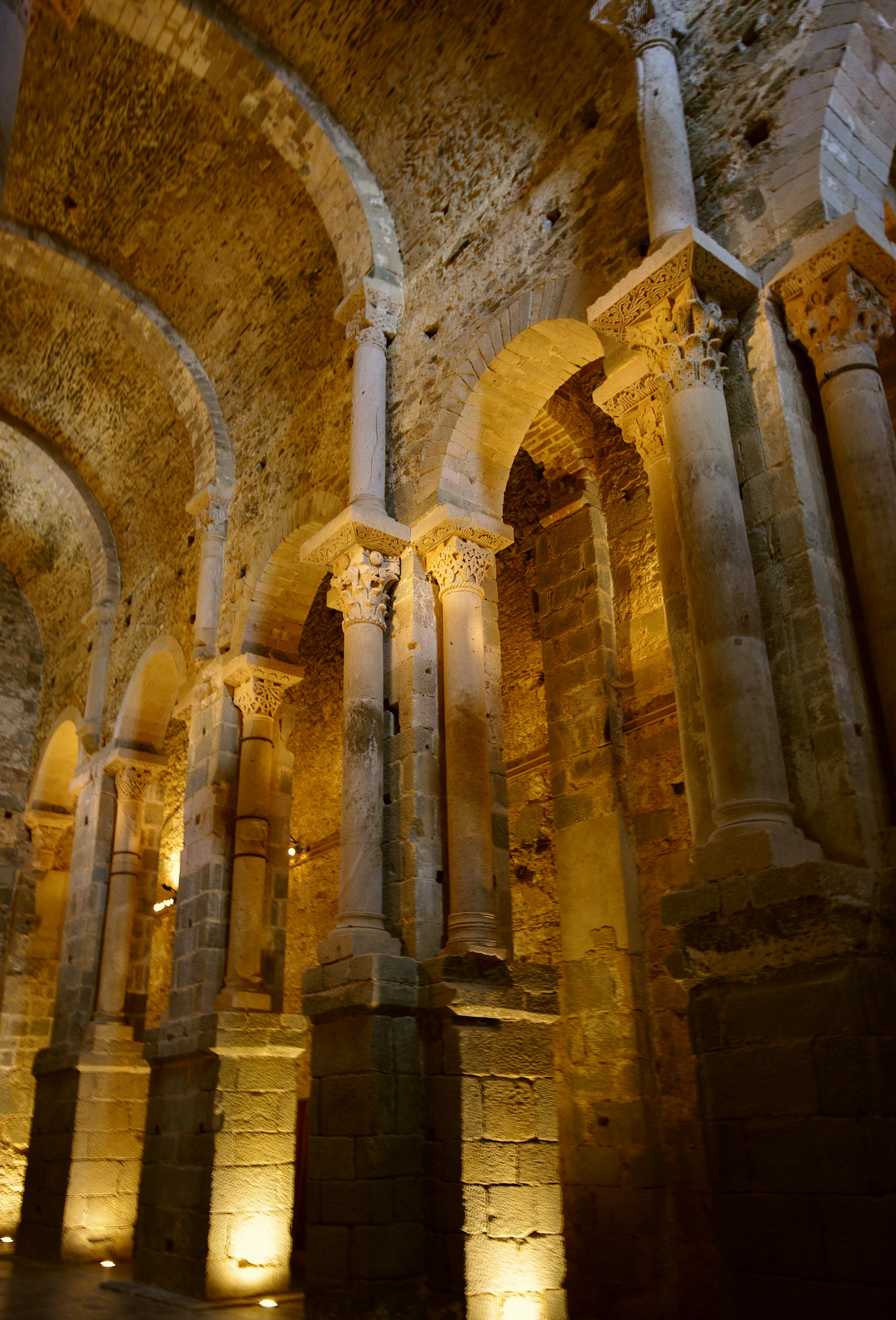
Nef de Sant Pere de Rodes.

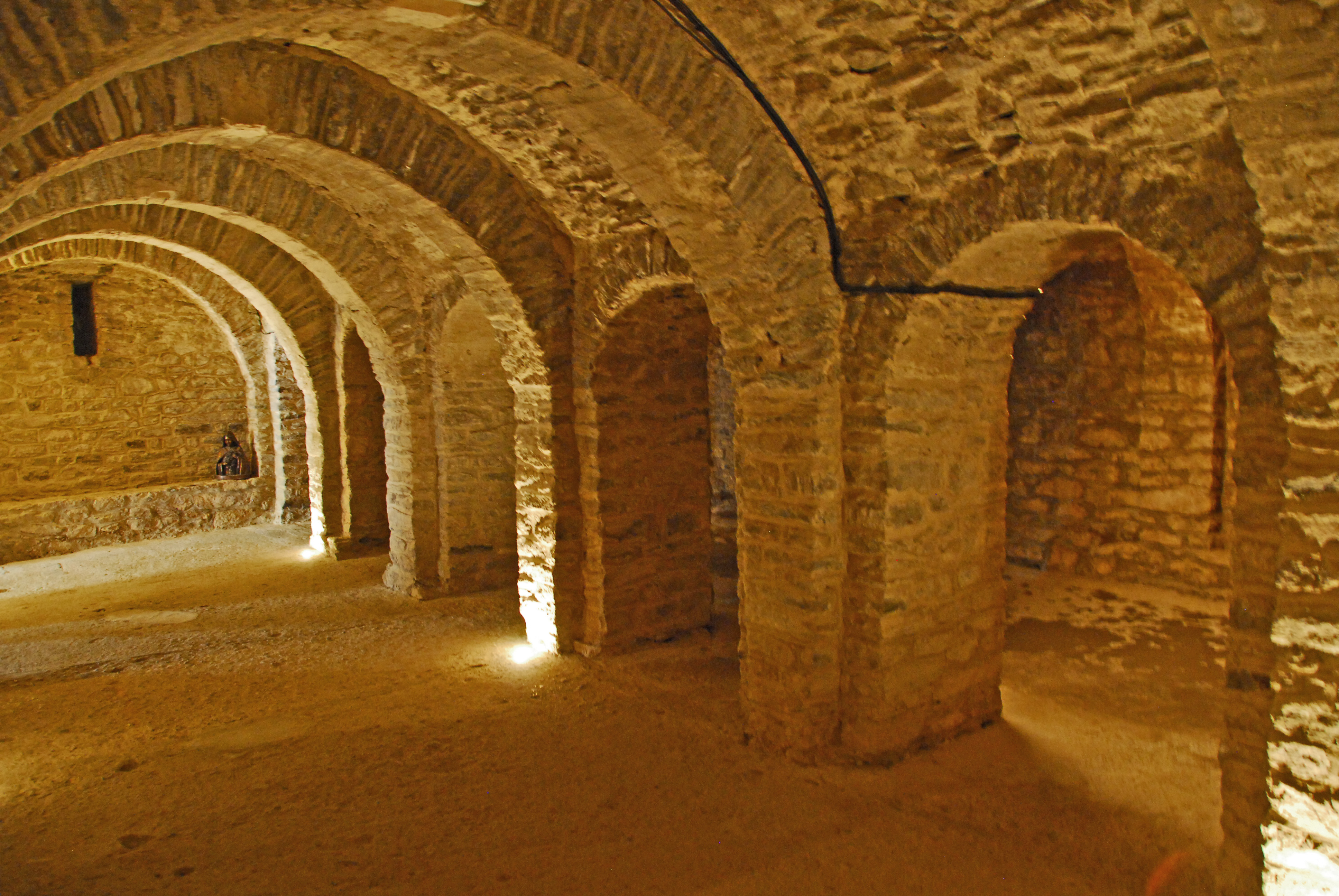
Arcs doubleaux de Saint-Martin du Canigou.

À l'époque romane il n'y a pas de frontière entre la population, la langue et la culture du Roussillon et de la Catalogne au nord et au sud des Pyrénées mais un seul pays catalan. Il possède des traditions architecturales propres avec au début de l'architecture romane un courant artistique que l'on retrouve dans l'abbatiale du monastère de Sant Pere de Rodes. Ce pays catalan est certainement celui qui en Europe fait le meilleur accueil au premier art roman méridional venu d'Italie du Nord et étouffe les recherches locales.
Le premier art roman méridional nourri de nouveaux apports de son pays d'origine est absolu et durable. Il développe en Catalogne de nouvelles techniques et enrichit son décor mais sans intégrer les innovations du Nord comme le chevet à déambulatoire et les chapelles rayonnantes dont les exemples dans le pays sont rarissimes. Sa fidélité à l'esprit de l'architecture romane est particulièrement longue et résiste jusqu'à la deuxième moitié du XIIIe siècle et l'on reste fidèle aux voûtes stabilisées par d'énormes piles alors qu'ailleurs on exploite les possibilités ouvertes par l'utilisation des croisées d'ogives.

#### Monastère de Sant Pere de Rodes
Sur une ancienne église préromane, l'abbatiale du monastère de Sant Pere de Rodes consacrée en 1022 possède un chevet archaïque avec crypte et déambulatoire sans chapelles rayonnantes, séparé du chœur par un mur percé d'ouvertures. La forme du chœur et de l'abside est évasée. Le transept sans véritable croisée a des croisillons avec des chapelles orientées. Dans un premier temps la courte nef devait être charpentée puis est voûtée en berceau avec des demi-berceaux sur les collatéraux. Pour réduire la portée du vaisseau central, l'architecte construit de fortes piles avec un haut piédestal en saillie porté par des colonnes superposées. Les sculptures des chapiteaux sont rares en Catalogne avec une série se rattachant au corinthien et une autre aux chapiteaux cubiques couverts d'entrelacs et de rinceaux.

#### Abbaye Saint-Martin du Canigou
L'abbaye Saint-Martin du Canigou marque le début du premier art roman méridional en Roussillon où il offre tous les caractères d'une expérience et renseigne avec précision sur l'état de l'architecture à cette époque dans cette région.
Si son plan reste archaïque, des changements de structures s'imposent par la volonté de couvrir de pierre l'ensemble de l'édifice. À diverses reprises dans l'église inférieure de la Vierge et une fois dans l'église supérieure de Saint-Martin, les supports deviennent cruciformes pour recevoir correctement les arcs doubleaux. Cette évolution entraîne la division de la nef en travées et permet de nouvelles avancées dans la hauteur et l'éclairage des bâtiments. L'architecte de Saint-Martin du Canigou n'emploie pas encore la totalité des nouvelles connaissances architecturales mais il suffira de quelques années pour que dans la région catalane on réalise des constructions romanes parfaites avec une liaison intime du plan et de son système de couvrement. Un acte de consécration de 1009 mentionne les trois églises de la Vierge, saint Martin et saint Michel. La datation est controversée : 1009 peut correspondre à la construction de la partie Est sur les deux niveaux avec la suite des travaux avant 1014 ou 1026,,.

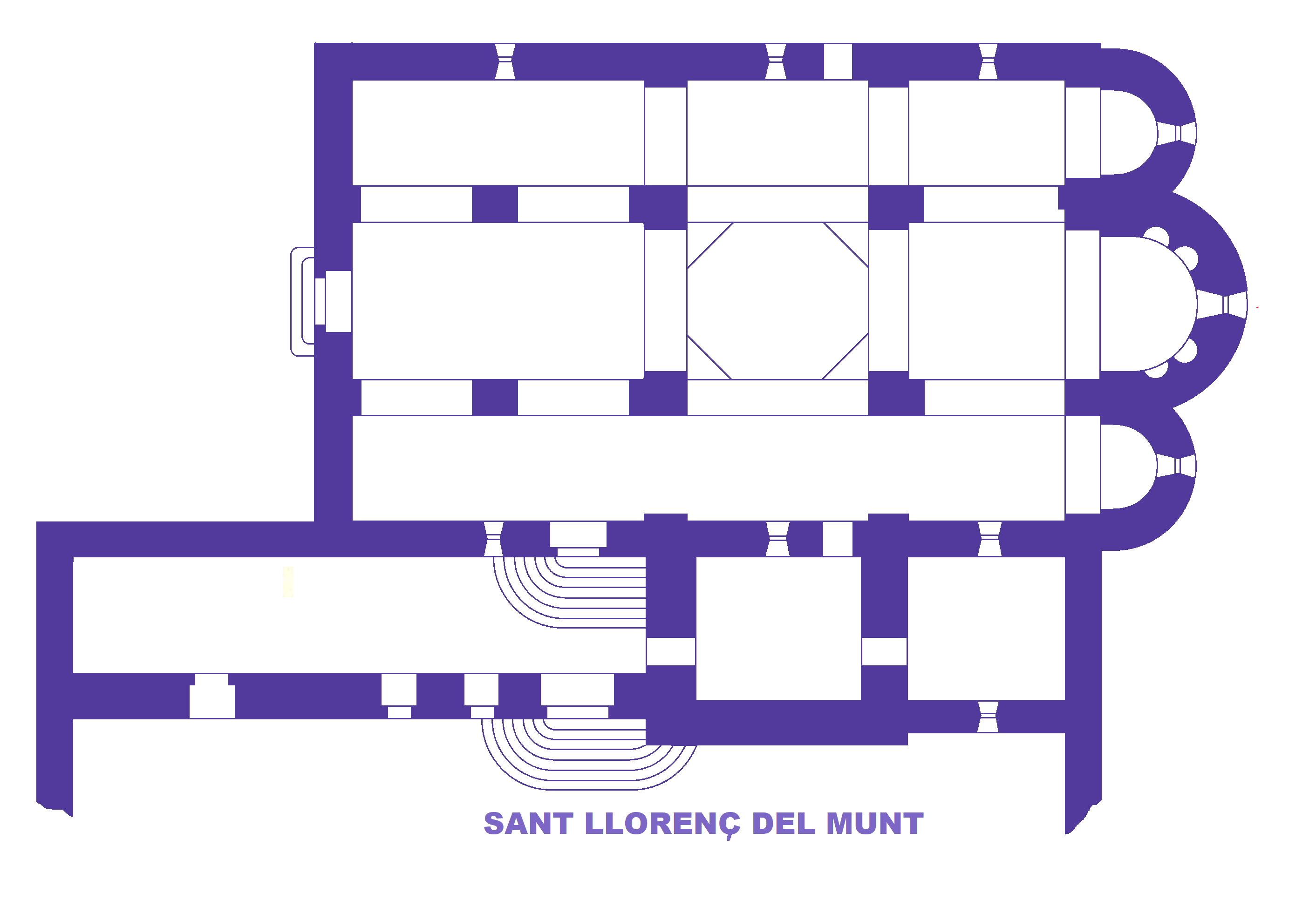
Sant Llorenç del Munt.

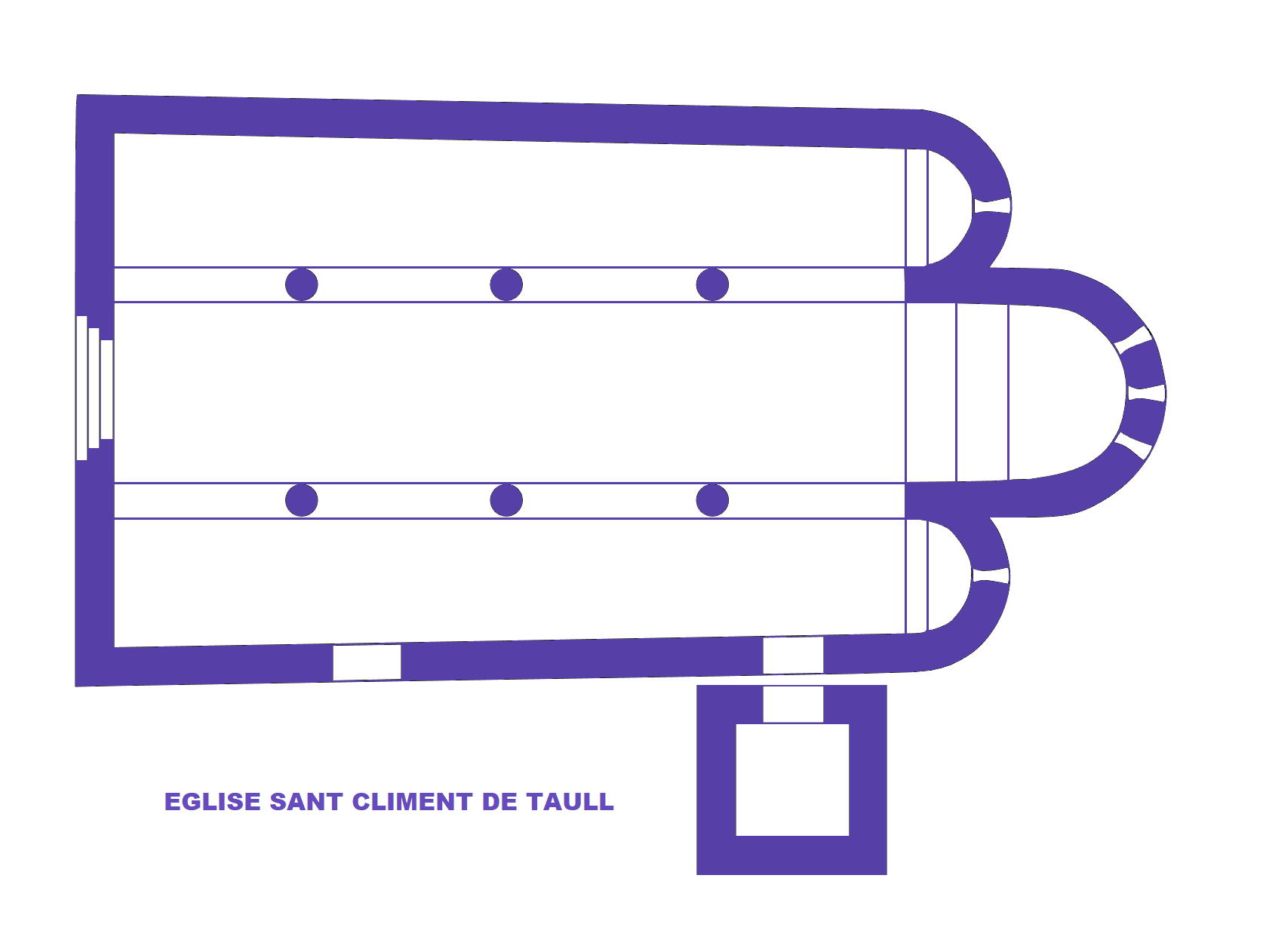
Église Saint-Clément de Taüll.

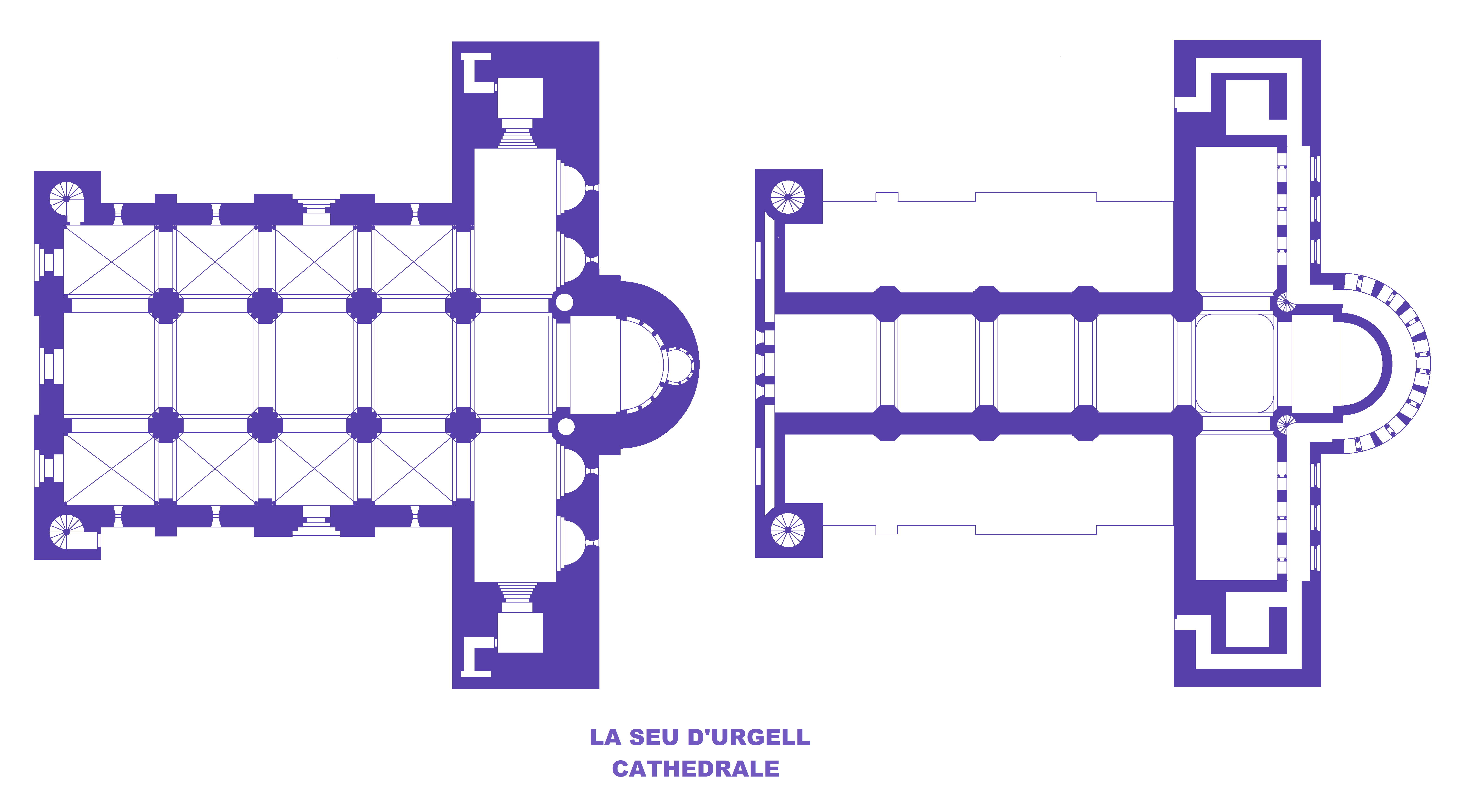
Cathédrale Sainte-Marie d'Urgell.

L'église de la Vierge en partie souterraine ne dépasse pas les trois mètres de hauteur avec un vaisseau central de 3,10 m de largeur et des collatéraux de 2,20 m. Sa construction fait l'objet d'une première campagne rapide à l'Est entre 997 et 1009 avec une structure de colonnes portant des voûtes d'arêtes, technique employée dans les cryptes et trois petites absides. Les colonnes ont reçu un renfort de maçonnerie et on peut penser qu'un mur fermait cette partie à l'Ouest. On remarque comme à Saint-Michel de Cuxa les marques de coffrage dans la construction des voûtes d'arêtes. La deuxième campagne de construction vers l'Ouest témoigne des progrès de l'architecture romane au début du XIe siècle par le passage de la colonne à la pile composée. Les six travées égales et juxtaposées sont couvertes en berceau avec des arcs doubleaux sur des piliers cruciformes. Cet espace modulaire se répétant autant de fois qu'il y a de travées dans l'édifice va être la base de la réflexion des architectes des XIe et XIIe siècles.

#### Collégiale Saint-Vincent de Cardona
La collégiale Saint-Vincent de Cardona comme Saint-Martin du Canigou bénéficie de recherches comparables mais plus hardies du premier art roman de Catalogne et en est l'expression la plus aboutie. Elle offre une grande cohérence d'ensemble sur un plan probablement de 1030 avec une consécration en 1040. Le parti architectural est lié aux besoins liturgiques des chanoines. Le chœur surélevé sur une crypte utile à la pompe liturgique que l'on trouve en Italie du Nord est constitué d'une abside et d'une partie droite. Le transept peu saillant accueille deux chapelles orientées et une croisée couverte d'une coupole basse prolongeant visuellement le chœur. La nef couverte en berceau avec des arcs doubleaux repris par d'énormes piles a des collatéraux bas, voûtés d'arêtes qui permettent au vaisseau central d'être éclairé par des fenêtres hautes.
Le monastère de Sant Llorenç del Munt dont l'abbatiale est consacrée en 1064 possède une coupole sur la travée centrale de la nef et son plan est un compromis entre le type basilical et un plan centré à coupole que l'on trouve dans les églises orientales. Sa façade n'est pas encore travaillée comme celle de l'église du monastère de Sant Jaume de Frontanyà. La fidélité dans cette région catalane aux principes du premier art roman méridional s'étend jusqu'au début du XIIe siècle et en particulier à l'église Sant Climent de Taüll consacrée en 1123.

#### Cathédrale Sainte-Marie d'Urgell
La reconstruction de la cathédrale Sainte-Marie d'Urgell à partir de 1116 nous a laissé un document de 1175 où le commanditaire de l'œuvre passe un marché pour couvrir la coupole et élever les clochers à un maître d'œuvre aidé de quatre maçons lombards. Ce document confirme l'importance des maçons italiens dans l'énorme effort de construction en Catalogne à l'époque romane. Son plan est caractérisé par un long transept avec deux chapelles orientées sans saillie sur l'extérieur dans chaque croisillon. Dans la partie haute du chevet, une circulation à l'intérieur du mur permet d'installer une galerie comme celles que l'on retrouve en Italie du Nord à Saint-Michel de Pavie et à la basilique Santa Maria Maggiore de Bergame.

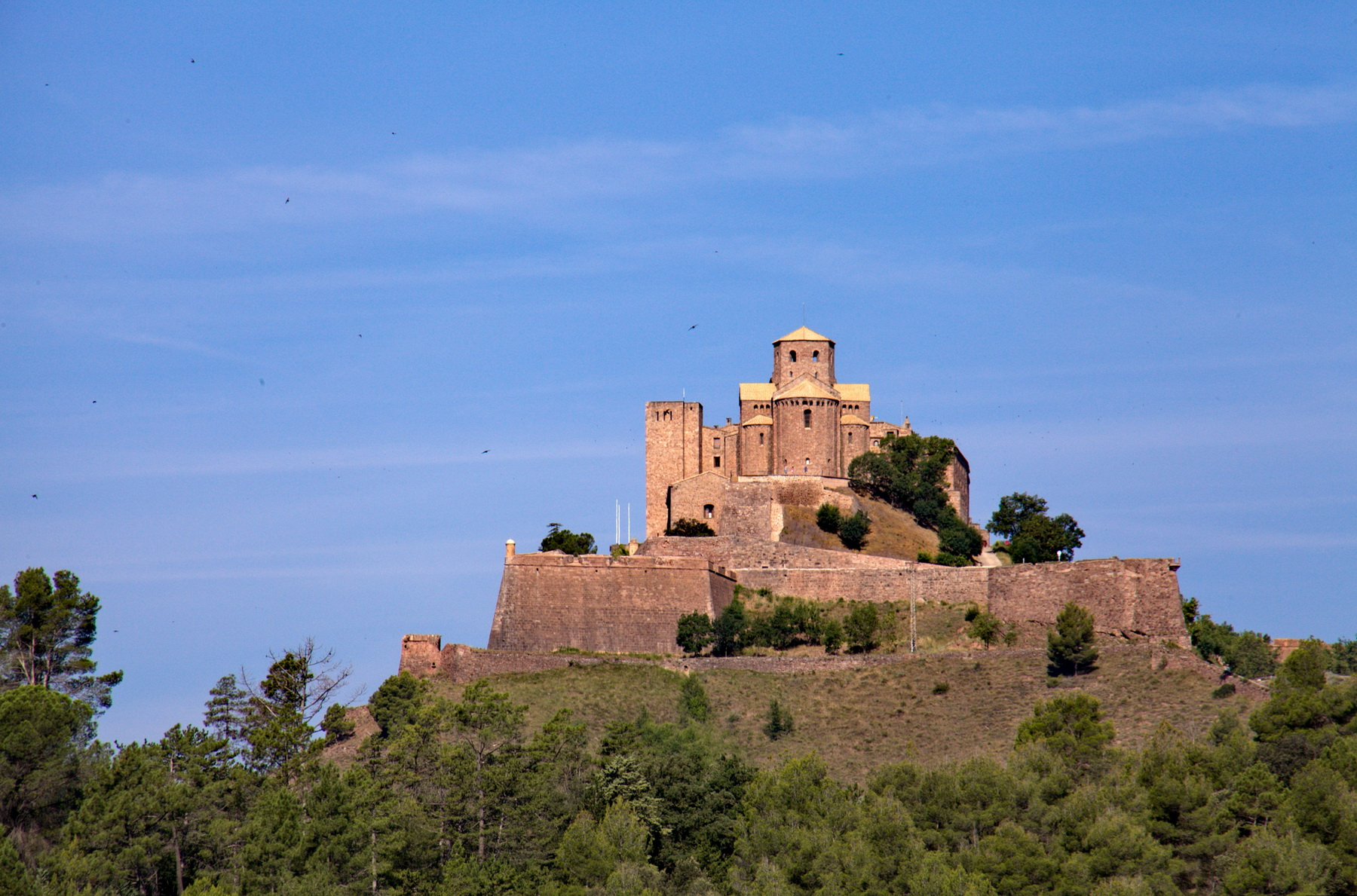
Collégiale de Saint-Vincent de Cardona.
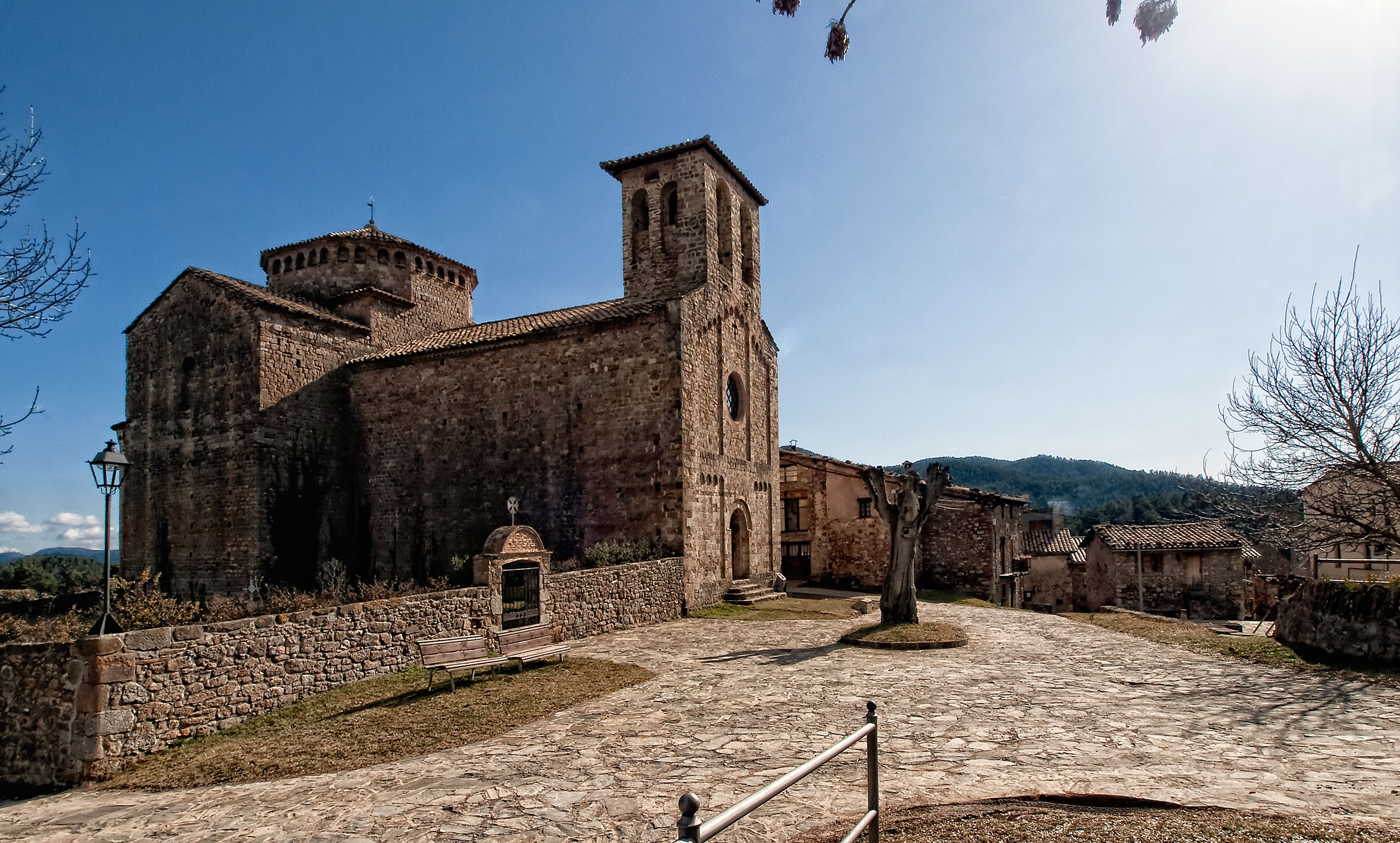
Sant Jaume de Frontanyà.
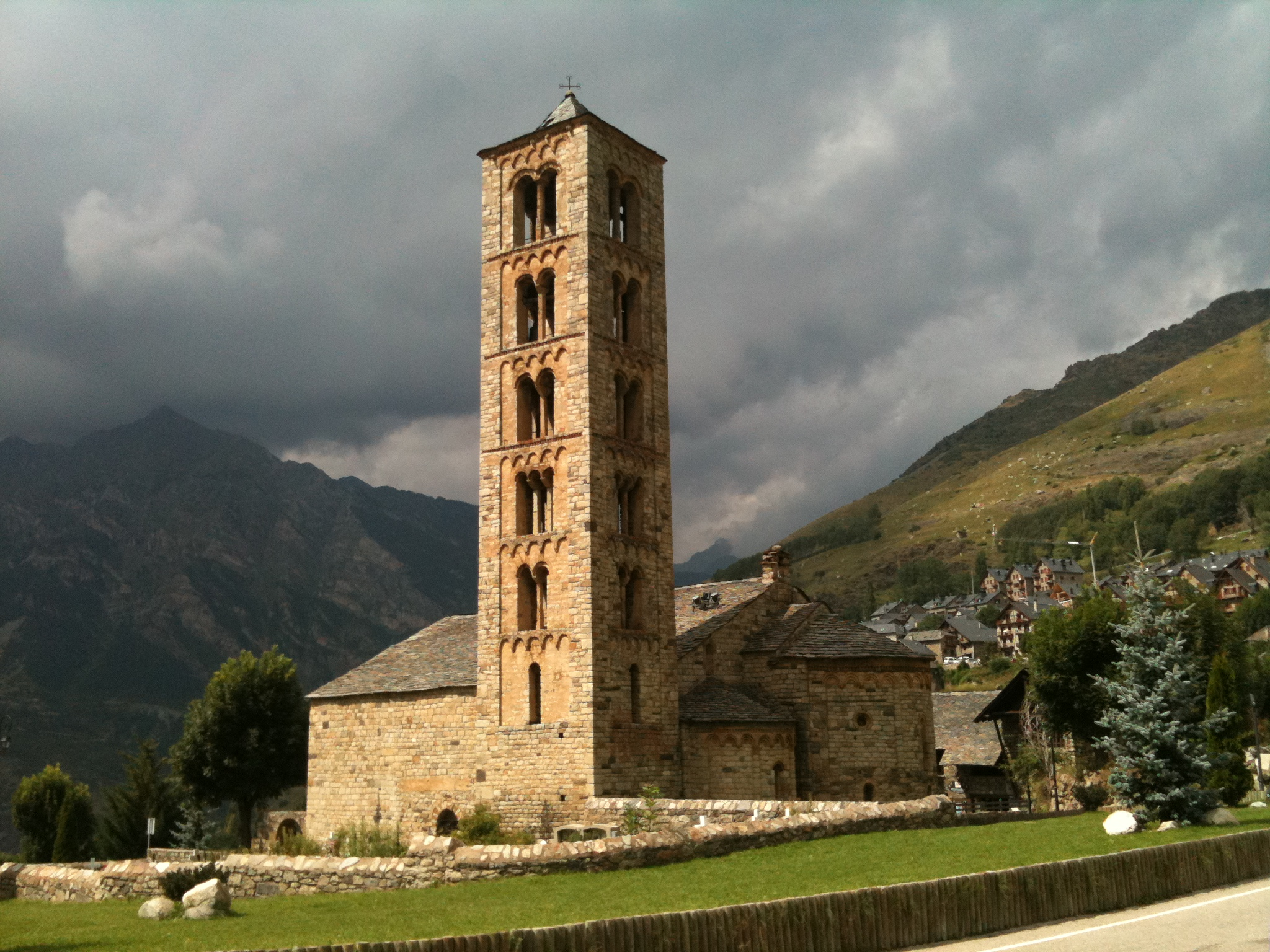
Église Sant Climent de Taüll.
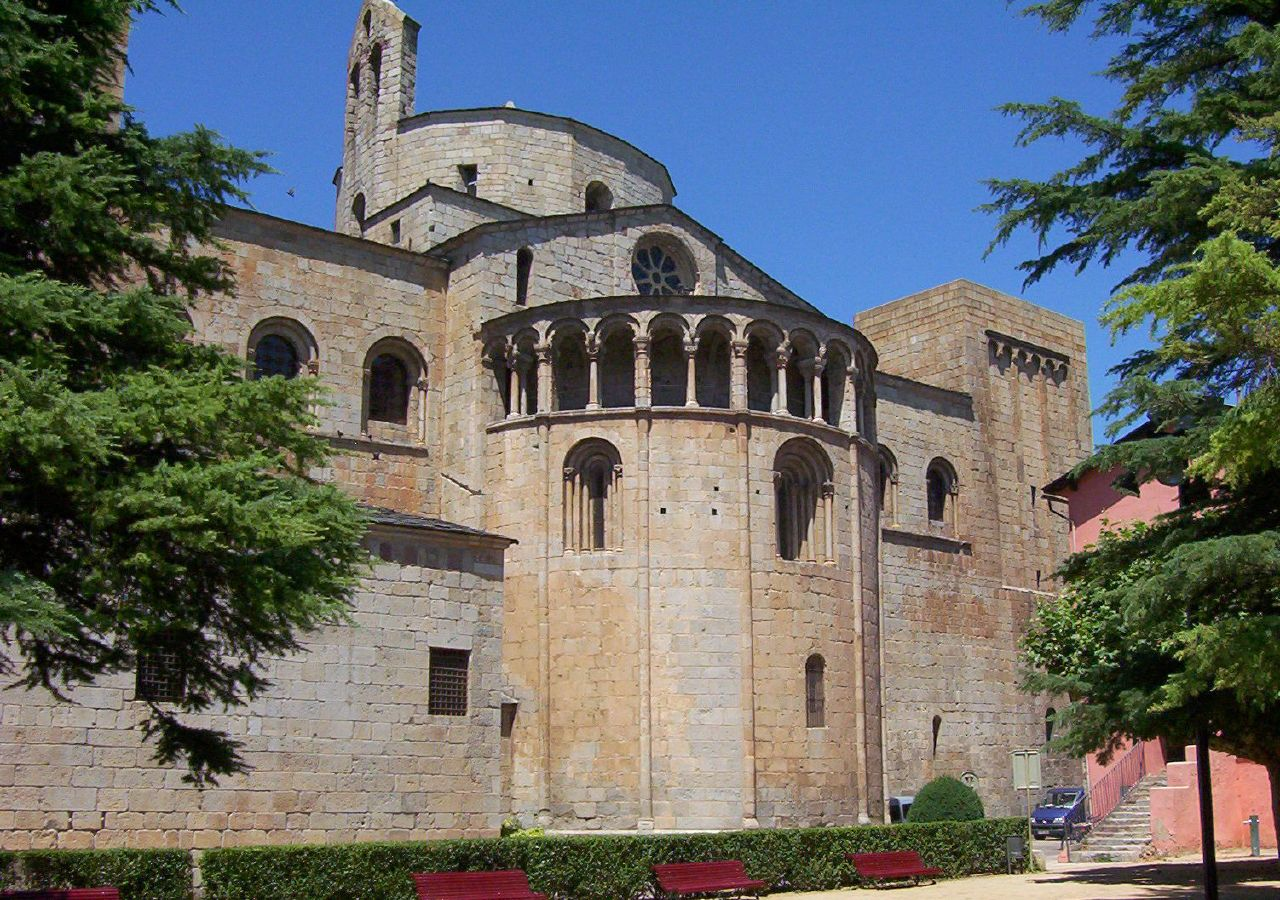
Cathédrale Sainte-Marie d'Urgell.

### Le nord de la péninsule ibérique

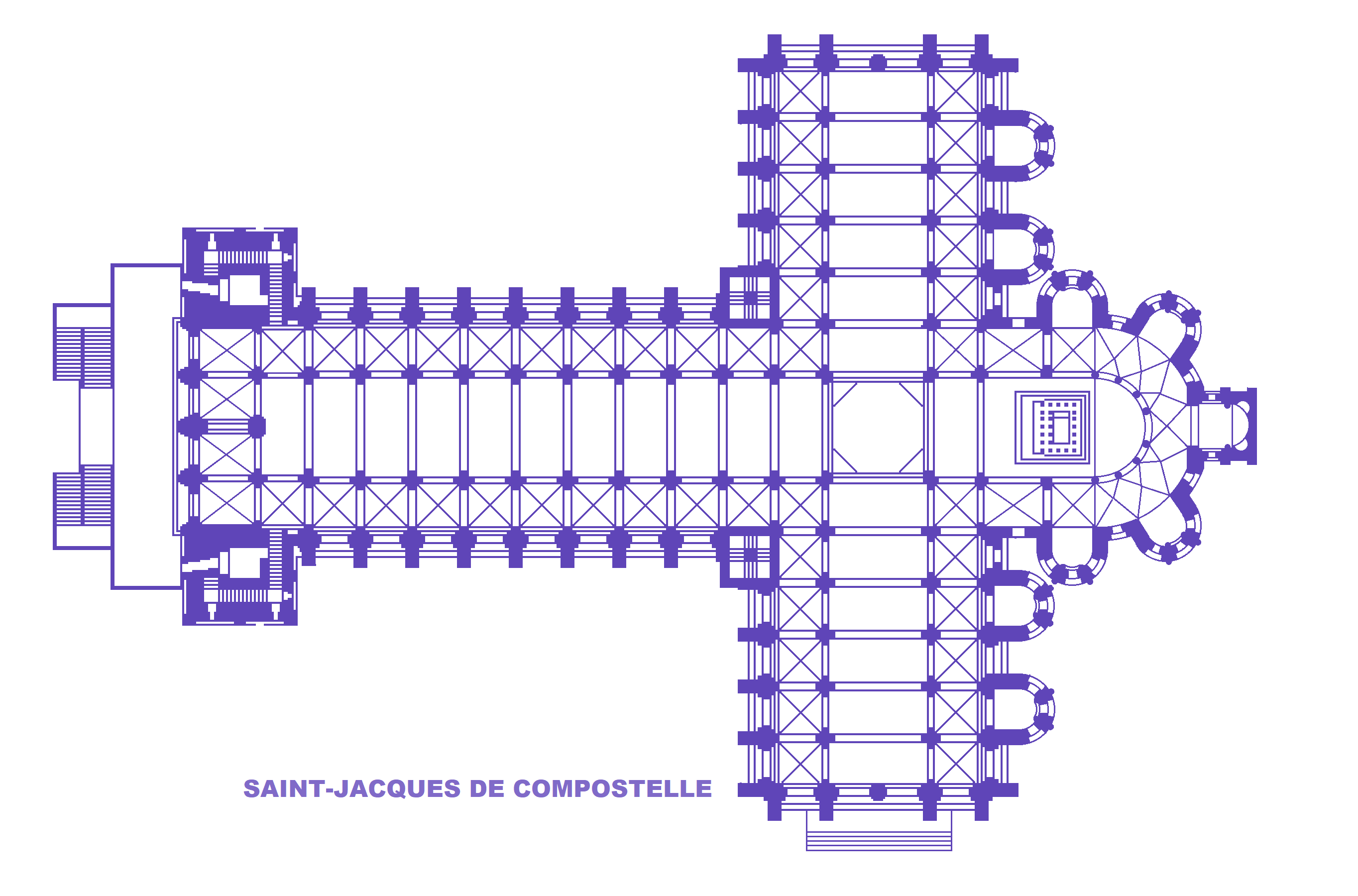
Cathédrale de Saint-Jacques-de-Compostelle.

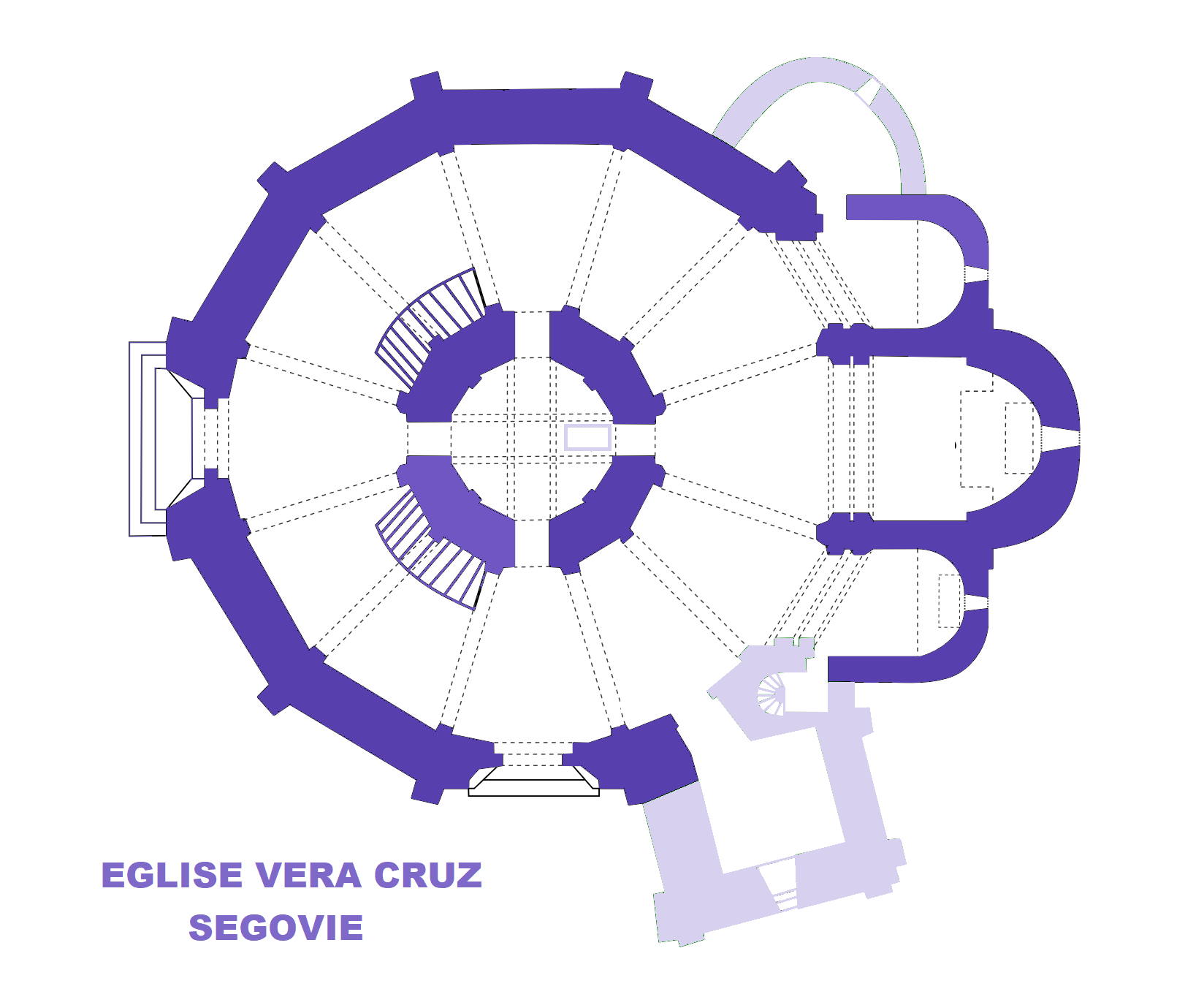
Vera Cruz de Ségovie.

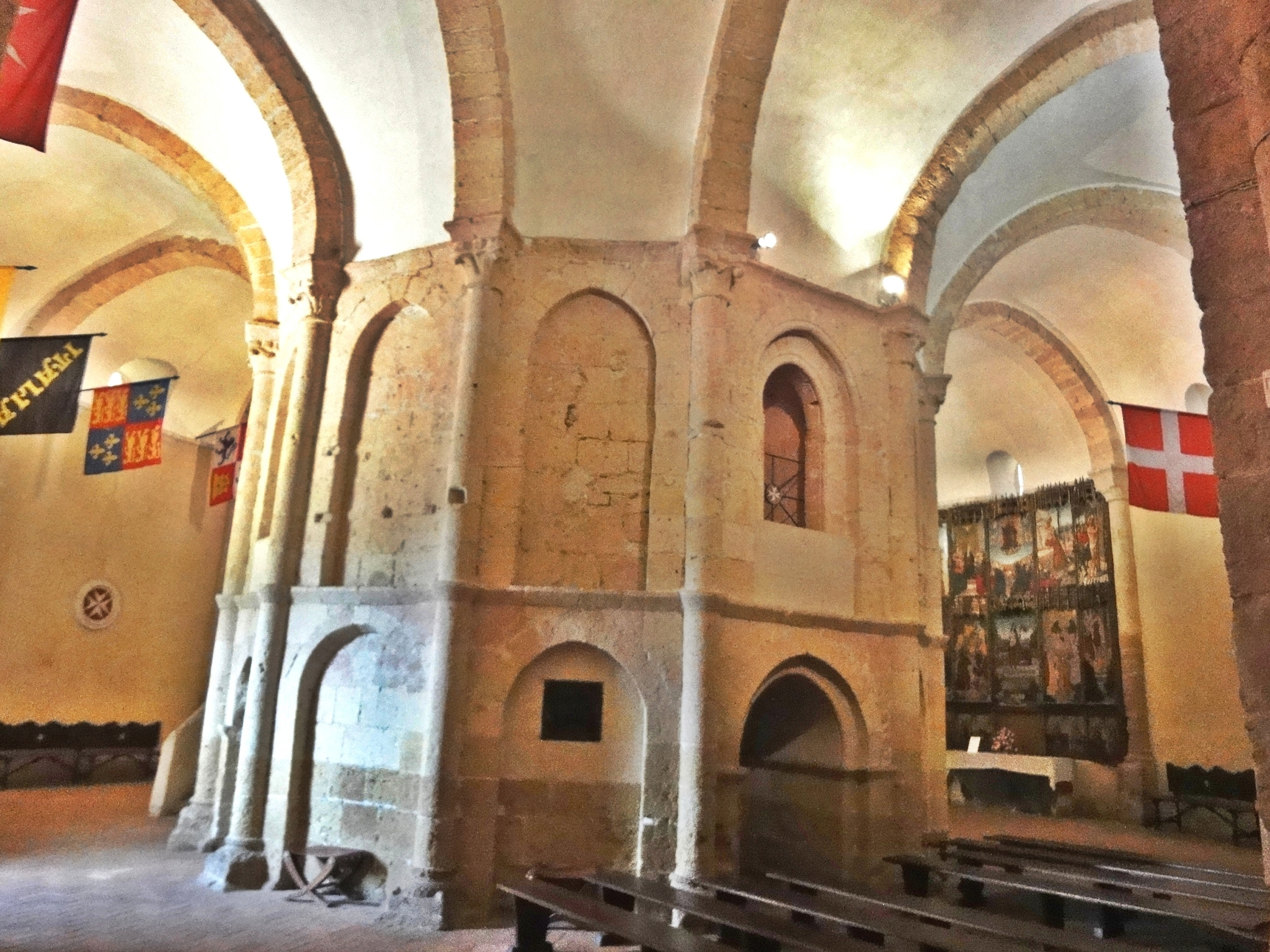
Vera Cruz de Ségovie.

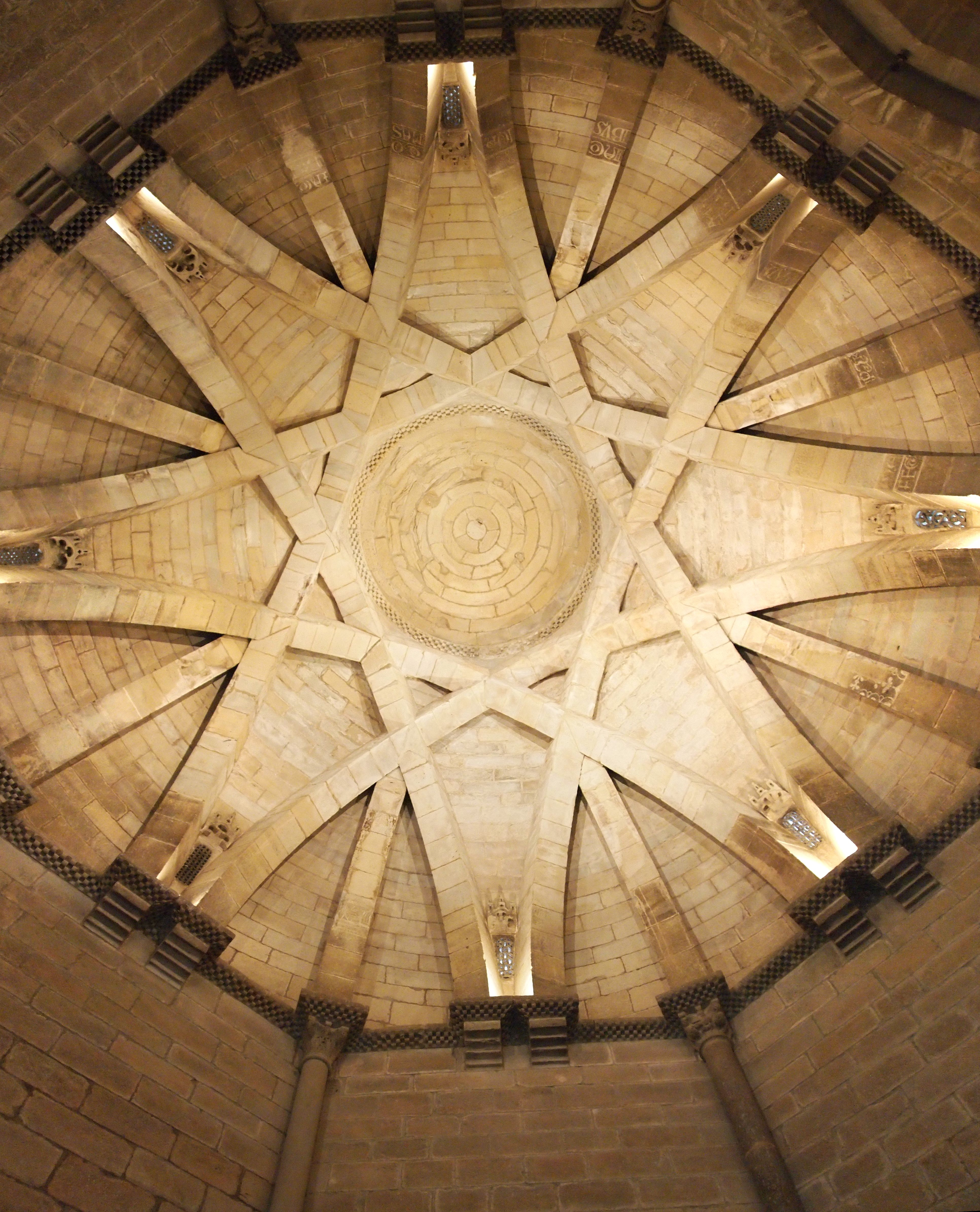
Coupole de Torres del Río.

Avant de s'ouvrir au premier art roman méridional qui n'a d'influence qu'à l'Est, aux limites de la Catalogne, cette région doit abandonner sa vieille liturgie et adopter le rite romain utilisé par l'ensemble de la chrétienté. Le roi d'Aragon en 1071, par une cérémonie donne le signal de cette mutation et malgré des réticences, l'ancienne liturgie est abolie dans toute l'Espagne en 1080.
Le pèlerinage de Saint-Jacques de Compostelle, grâce à un important travail d'organisation et de propagande transforme un modeste sanctuaire éloigné en lieu de rassemblement majeur de la chrétienté. Sa portée est sociale et religieuse, vecteurs de communication, les routes et plus particulièrement le Camino francés sont porteurs d'échanges artistiques. Par ces chemins et ces cols, le premier art roman méridional s'étend sur l'ensemble de l'espace chrétien du nord de la péninsule.

#### Cathédrale Saint-Jacques de Compostelle
La cathédrale de Saint-Jacques-de-Compostelle avec le début des travaux en 1079 est une des plus précoces et des plus européennes par ses origines de l'architecture romane ibérique. Après plusieurs campagnes de construction, les travaux prennent fin vers 1124 avec une nef inachevée puis le cloître est commencé. La cathédrale est terminée dans le dernier tiers du XIIe siècle. Le style roman de cette région doit beaucoup aux concepteurs des églises à déambulatoires et tribunes de Saintes-Foy de Conques, Saint-Martial de Limoges, Saint-Sernin de Toulouse et Saint-Martin de Tours. La couverture voûtée très complexe utilise de nombreuses solutions techniques. Elle est peu imitée et son caractère exceptionnel écrase les autres édifices du Camino francés.

#### Basilique Saint-Isidore de León
La basilique Saint-Isidore de León commencée à la fin du XIe siècle pour remplacer des édifices prestigieux confirme la percée de l'architecture romane à León caractérisée par ses trois nefs terminées par des absides en hémicycle. Dans le dernier quart du XIe siècle, le parti architectural retenu pour cette basilique est repris dans les principales églises romanes de Castille et d'Aragon comme à Saint-Pierre d'Arlanza dans la province de Burgos, au monastère de Frómista et à la cathédrale San Pedro de Jaca. La cathédrale de Saint-Jacques-de-Compostelle, la basilique Saint-Isidore de León, le monastère de Frómista et la cathédrale San Pedro de Jaca font partie de l'histoire de la grande sculpture monumentale romane.

#### Influences françaises
À Ávila, la cathédrale et l'abbatiale Saint-Vincent sont largement influencées par l'architecture romane bourguignonne. Les travaux de l'abbatiale débutent dans le premier quart du XIIe siècle suivant un parti voisin de celui de la basilique Saint-Isidore de León avec trois absides dans le prolongement des nefs et un transept saillant. Les quatre dernières travées font partie d'une deuxième campagne de travaux. Puis deux travées occidentales sont élevées par un architecte probablement venu de Bourgogne à une époque où commence la construction de la cathédrale dans le dernier quart du XIIe siècle dans un style roman de transition. Il ajoute à Saint-Vincent des tribunes sur les collatéraux, couvre le vaisseau central de voûtes d'ogives et construit une la largeur d'une travée, un porche entouré de deux tours avec un portail sculpté.
L'Aquitaine, entre l'architecture romane et le gothique primitif a inspiré les concepteurs pour la réalisation de créations très originales, les tours-lanternes de la vieille cathédrale de Salamanque, de la collégiale de Toro (Zamora) et de la cathédrale de Zamora.

#### Les plans centrés
La chapelle Sainte-Marie d'Eunate est un monument funéraire sur le camino francés. Son plan octogonal est couvert d'une coupole à grosses nervures avec une abside en cul-de-four également nervée. Un portique en partie du XIIe siècle l'entoure.
Toujours sur le même chemin, la chapelle du Saint-Sépulcre de Torres del Río montre sur un plan octogonal des influences musulmanes avec la présence de nervures s'entrecroisant sous la coupole.
La chapelle Vera Cruz de Ségovie est un édifice très particulier. Le plan centré est prolongé vers l'Est par trois absides. Le noyau central a douze côtés, deux niveaux dont l'étage est occupé par un sanctuaire et une crypte. On y accède par quatre portes desservies par un déambulatoire.

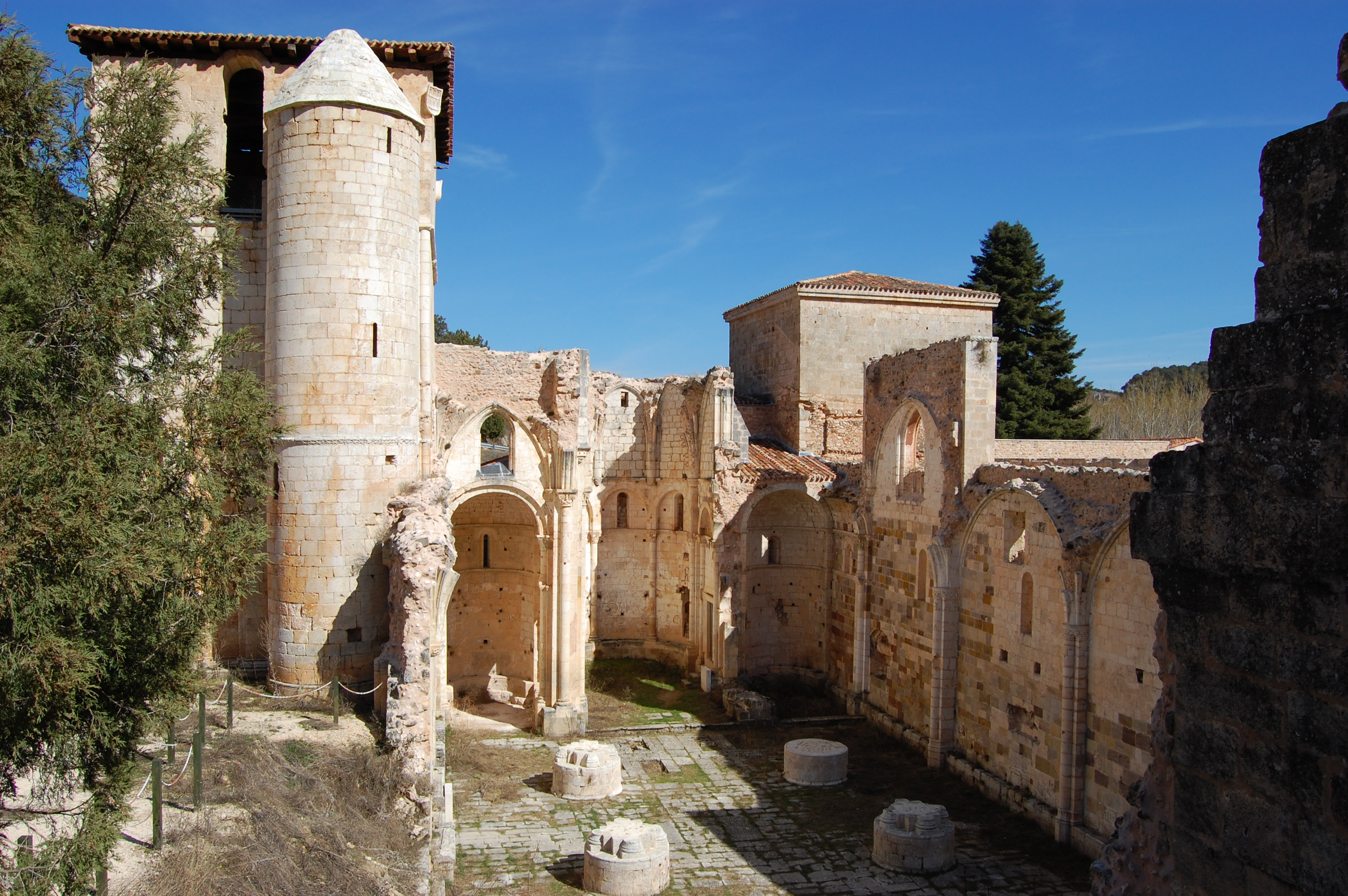
Église Saint-Pierre d'Arlanza.
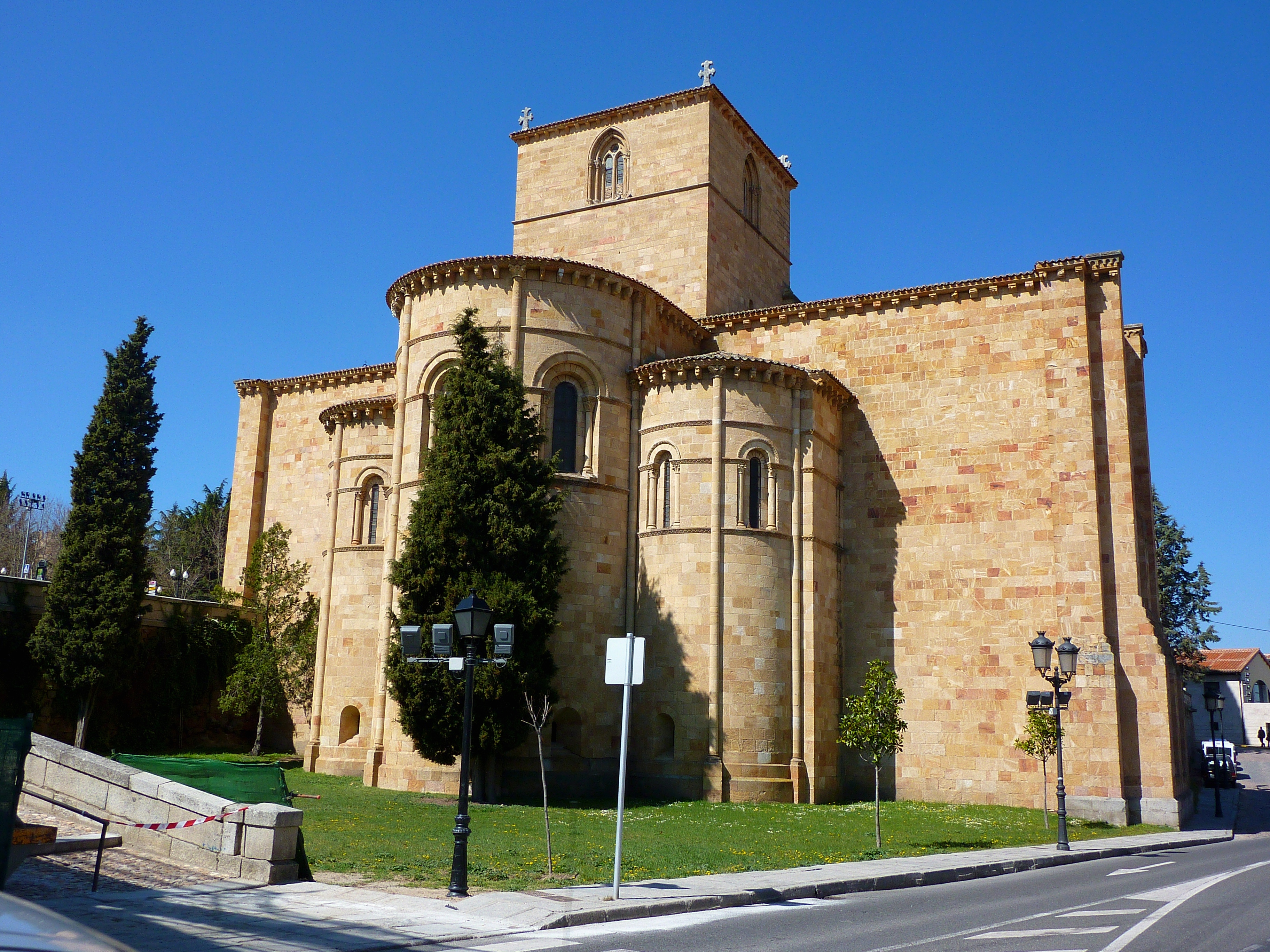
Abbatiale Saint-Vincent d'Avila.
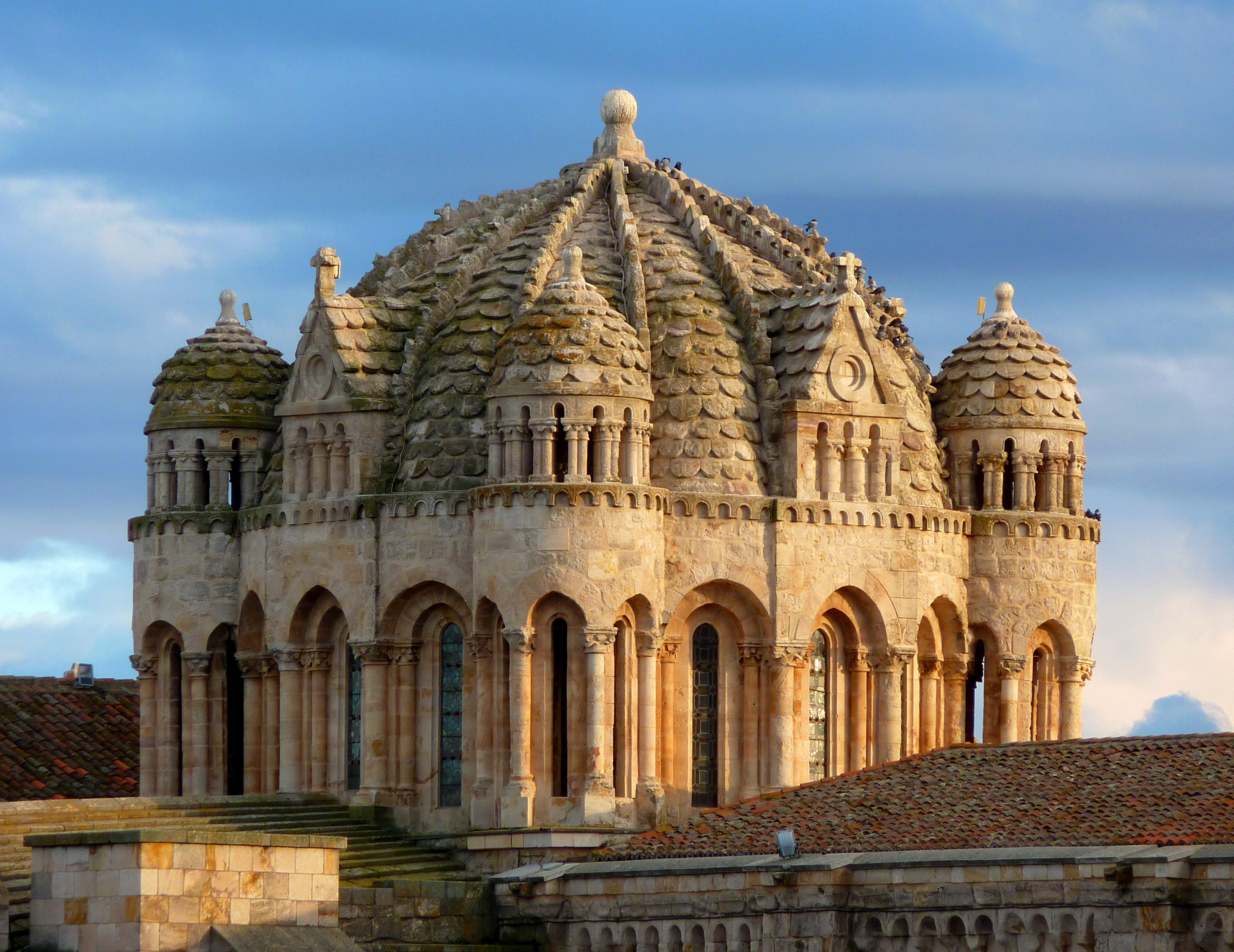
Cathédrale de Zamora.
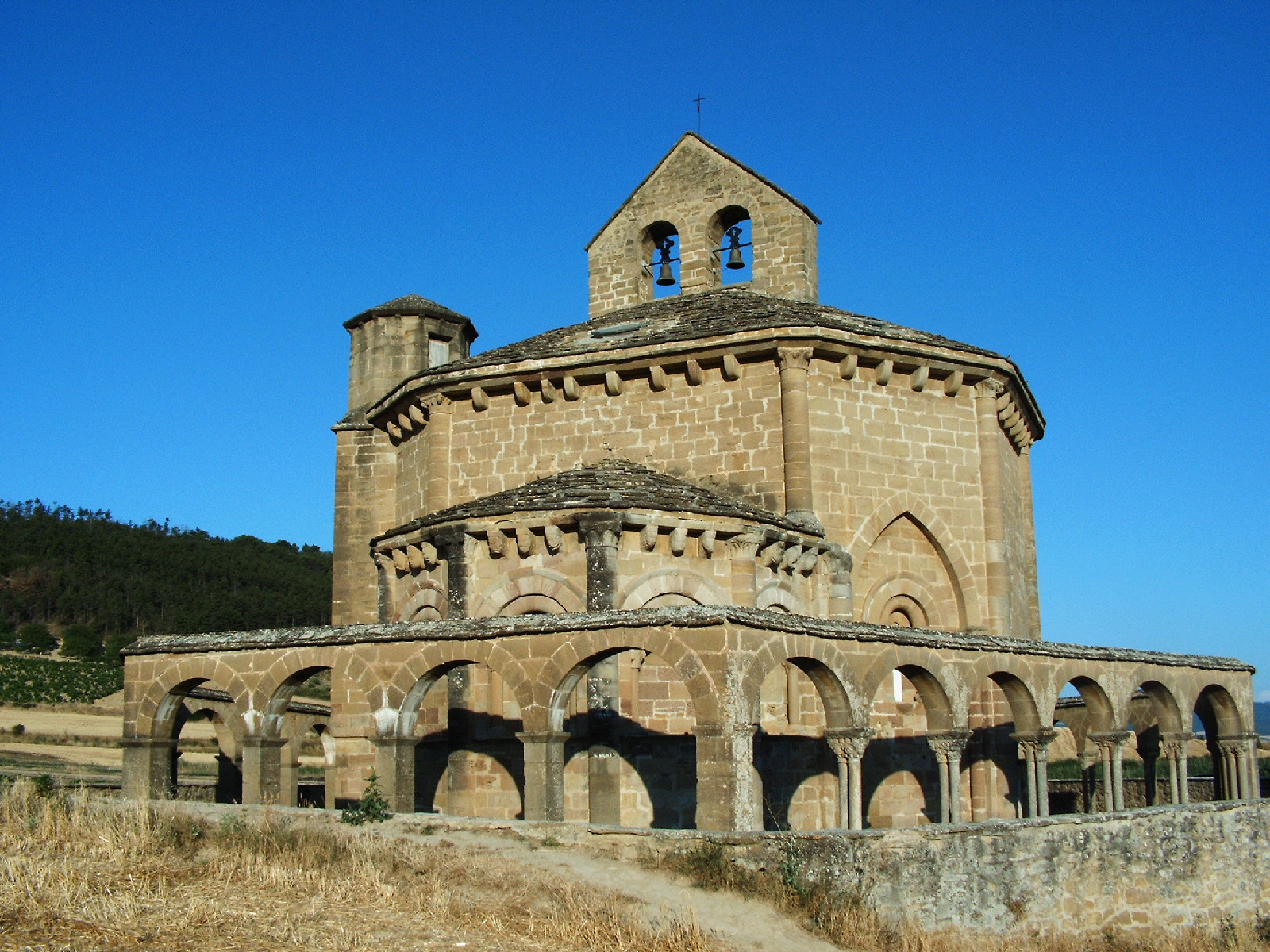
Chapelle Sainte-Marie d'Eunate.

### Le Languedoc et la Provence

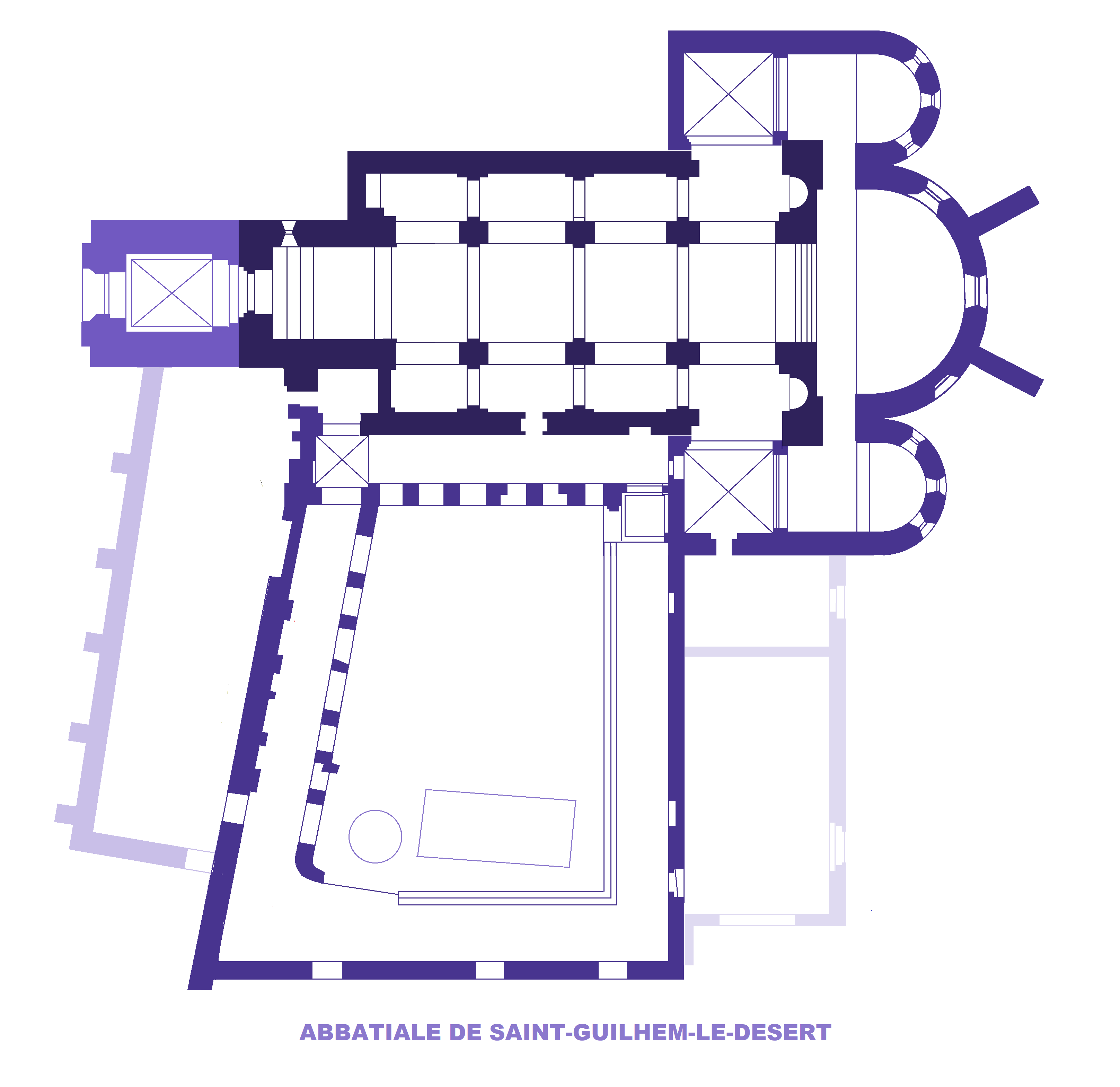
Abbaye de Saint-Guilhem-le-Désert.

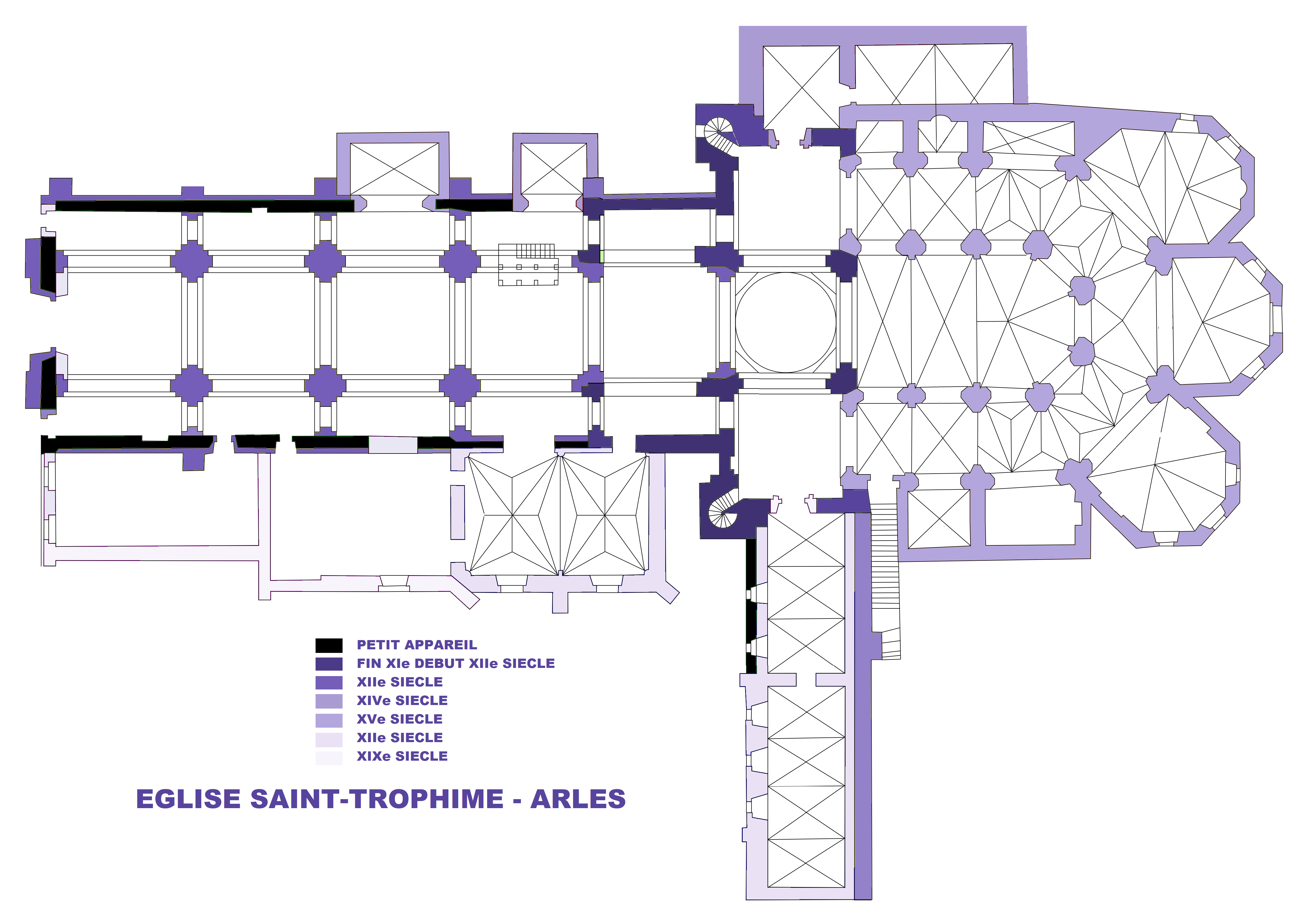
Cathédrale Saint-Trophime d'Arles.

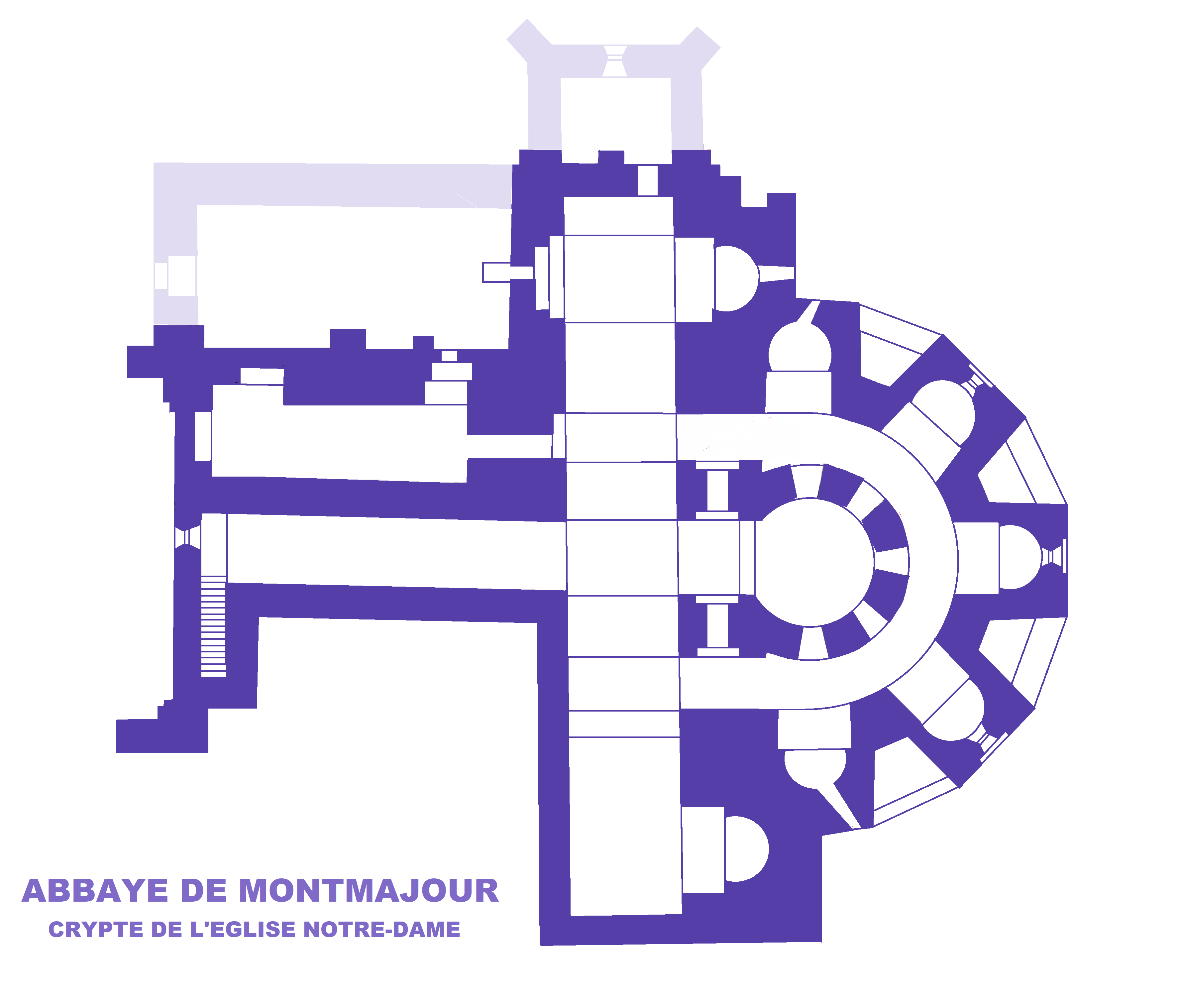
Crypte de Notre-Dame de Montmajour.

Les régions du Languedoc et de la Provence n'ont en commun sur le plan de la sensibilité artistique que leurs liens avec la Méditerranée. Le Rhône a longtemps été une frontière et les différences de la structure morphologique de l'arrière-pays est visible par le dessin de la côte, basse et bordée d'étangs à l'Ouest, très contrastée à l'Est. Au XIe siècle, la Provence ignore le premier art roman méridional sauf aux abords immédiats de l'Italie du Nord alors que le Languedoc fait preuve d'un grand intérêt pour cette nouvelle architecture.
L'art roman languedocien reflète de nombreuses influences dues à la position de carrefour du Languedoc : l'influence de l'antiquité romaine, l'influence de l'architecture wisigothique, l'influence de l'art roman lombard et l'influence de l'architecture hispano-mauresque. Il manifeste également certaines caractéristiques spécifiques comme un type d'appareil particulier appelé opus monspeliensis, l'utilisation ornementale de cordons de basalte noir ou encore l'abondance des églises fortifiées,.

#### Languedoc
À l'abbaye de Saint-Guilhem-le-Désert en Languedoc, l'architecture romane est fortement influencée par celle de Catalogne qui trouve son origine dans le premier art roman méridional. Sur un édifice existant, on construit au XIe siècle en deux campagnes de travaux avec l'aide de maçons lombards un vaisseau central couvert en berceau et des collatéraux bas terminés vers l'Est par de très petites absidioles. La nef est éclairée par des fenêtres hautes et la construction est en petit appareil régulier de pierres éclatées au marteau. Des bandes lombardes décorent les parois extérieures. Dans un deuxième temps, on prolonge un transept peu saillant terminé par des absidioles de part et d'autre d'une vaste abside. Ce chevet terminé, le cloître est construit puis en 1165 le vestibule d'entrée.
Les ruines de l'abbaye d'Alet-les-Bains restent mystérieuses. L'emploi du petit appareil fait croire à la construction vers 1100 d'une nef avec des collatéraux voûtés d'arêtes sur des supports alternativement rectangulaires et circulaires. Une deuxième campagne en moyen appareil concerne un transept étroit, peu saillant et une abside remarquable avec une ressemblance étonnante avec celle de l'église Saint-Jacques de Béziers.

#### Provence
En Provence, la cathédrale Saint-Trophime d'Arles marque le passage entre le premier art roman méridional et une architecture romane parfaitement aboutie. Au XIIe siècle, Arles est une étape importante sur le chemin de Saint-Jacques et pendant ce siècle et le début du XIIIe siècle, de grands travaux d'architecture et de sculpture sont réalisés.
Sur un terrain difficile, l'église Notre-Dame de l'abbaye de Montmajour possède une crypte, véritable église inférieure comme celle que l'on trouve à l'abbaye Saint-Martin du Canigou ou Saint-Gilles du Gard. Son plan est constitué à partir d'une rotonde couverte d'une coupole avec une entrée et un déambulatoire voûté en berceau annulaire à absidioles rayonnantes à travée droite. Sur les croisillons d'un long transept étroit s'ouvrent des absidioles orientées. Au-dessus de cette crypte, l'église reproduit le type provençal du milieu du XIIe siècle.

#### Les cisterciens
L'art roman provençal par sa rigueur renouvelée par l'influence antique est en harmonie avec les recherches de simplicité et les grandes qualités de construction développées par l'Ordre cistercien. Les trois sœurs provençales, les abbayes du Thoronet, Sylvacane et de Sénanque en sont des réalisations les plus authentiques.

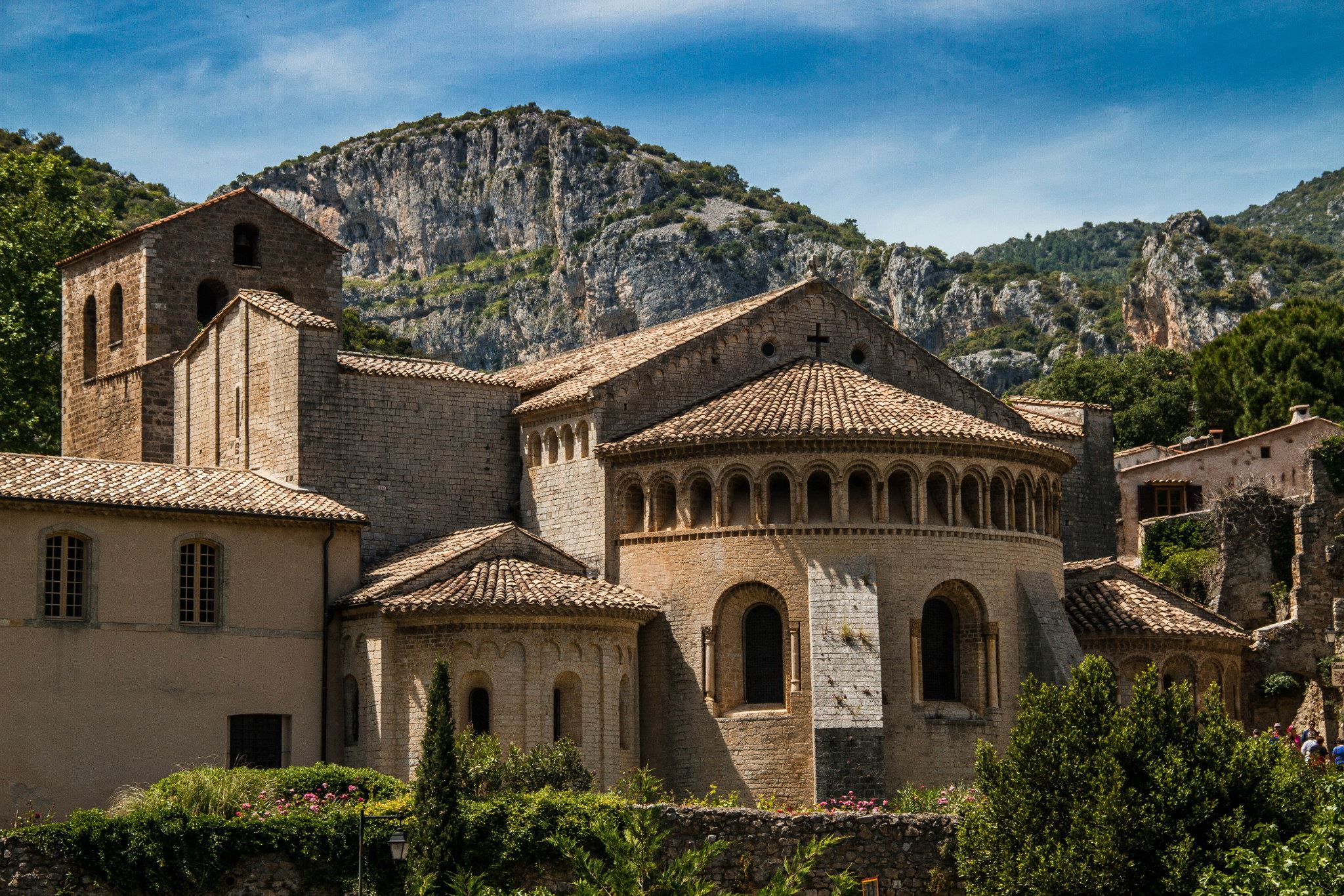
Abbaye de Saint-Guilhem-le-Désert.
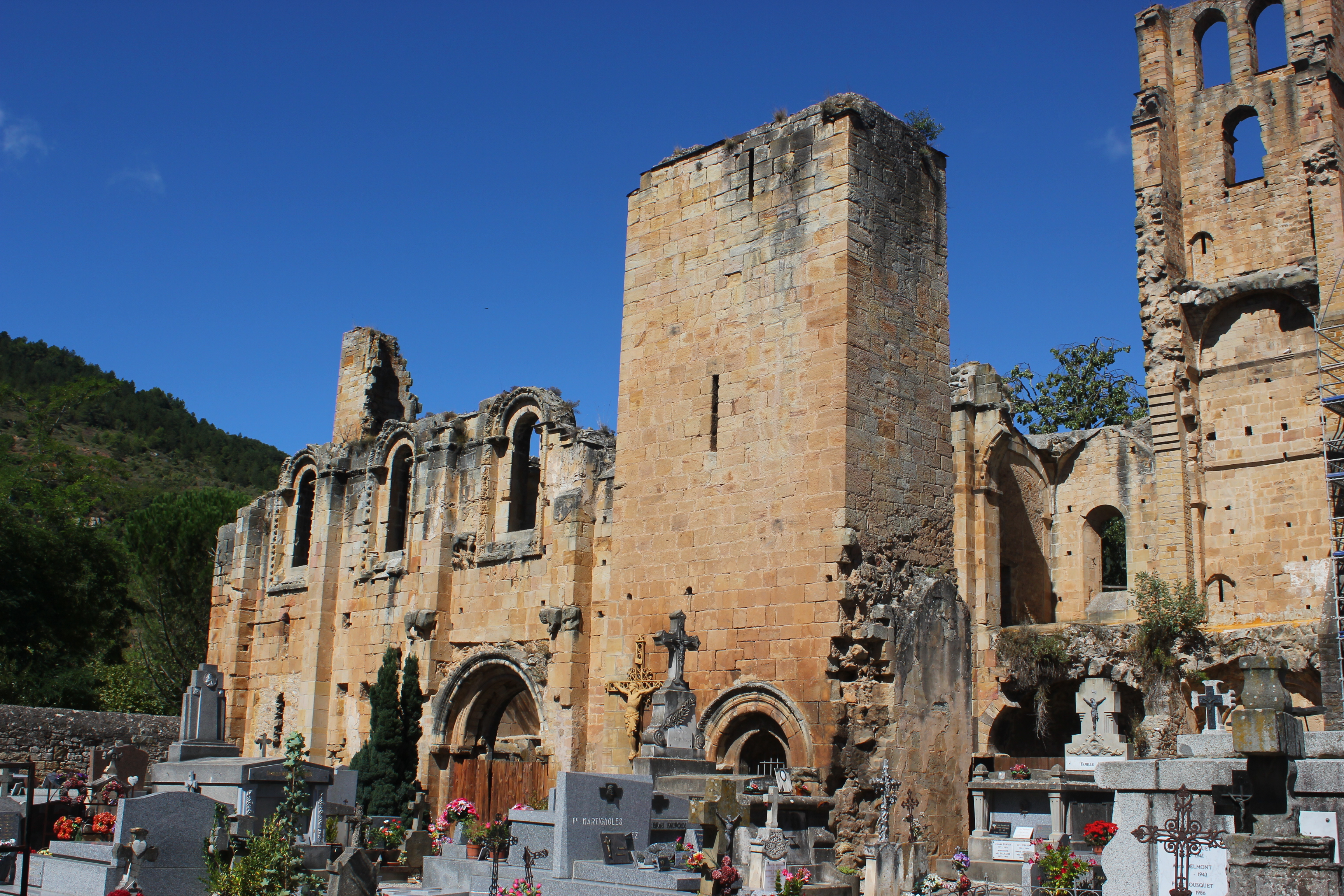
Abbaye d'Alet-les-Bains.
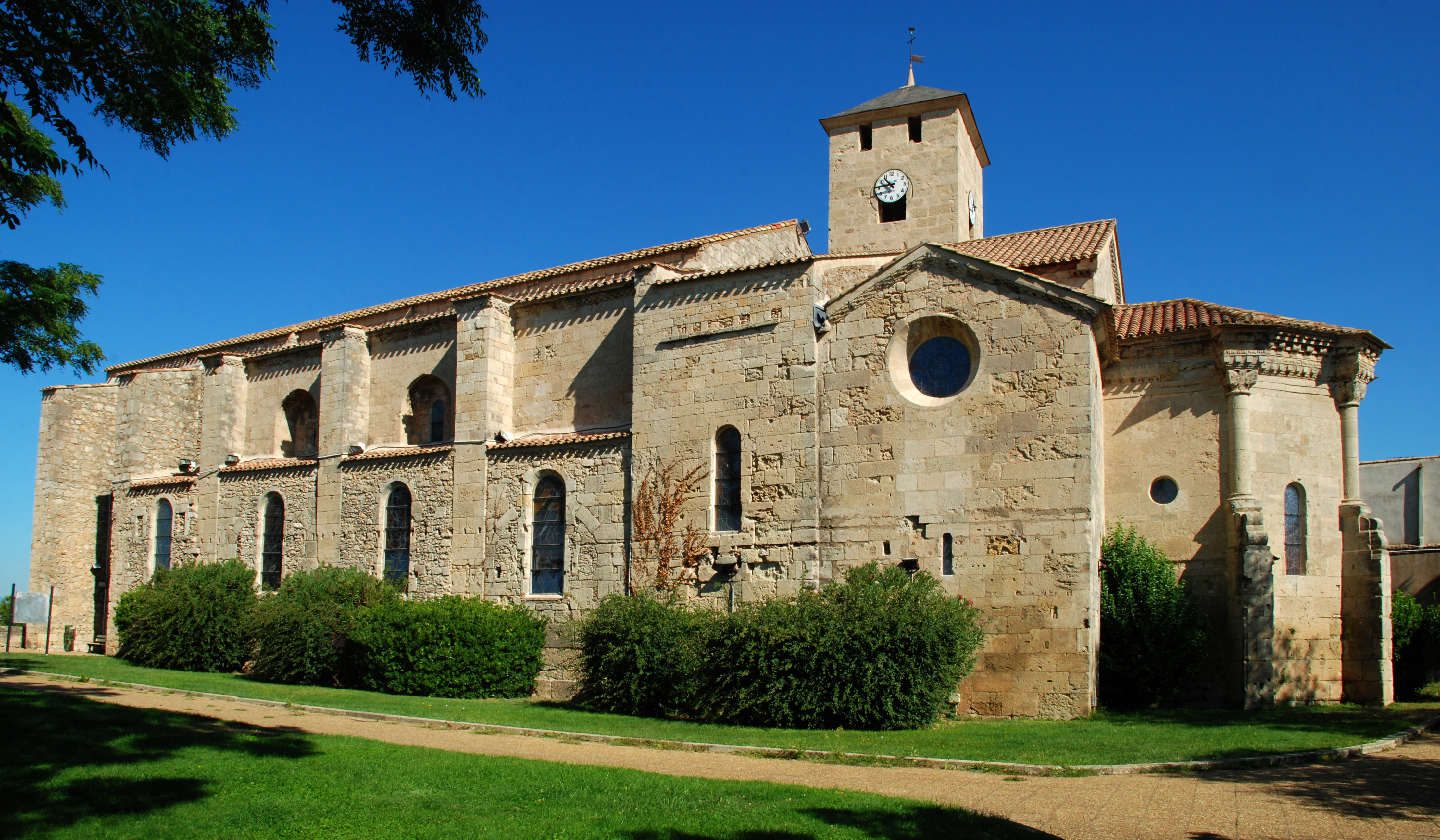
Église Saint-Jacques de Béziers.

### La plaine du Pô

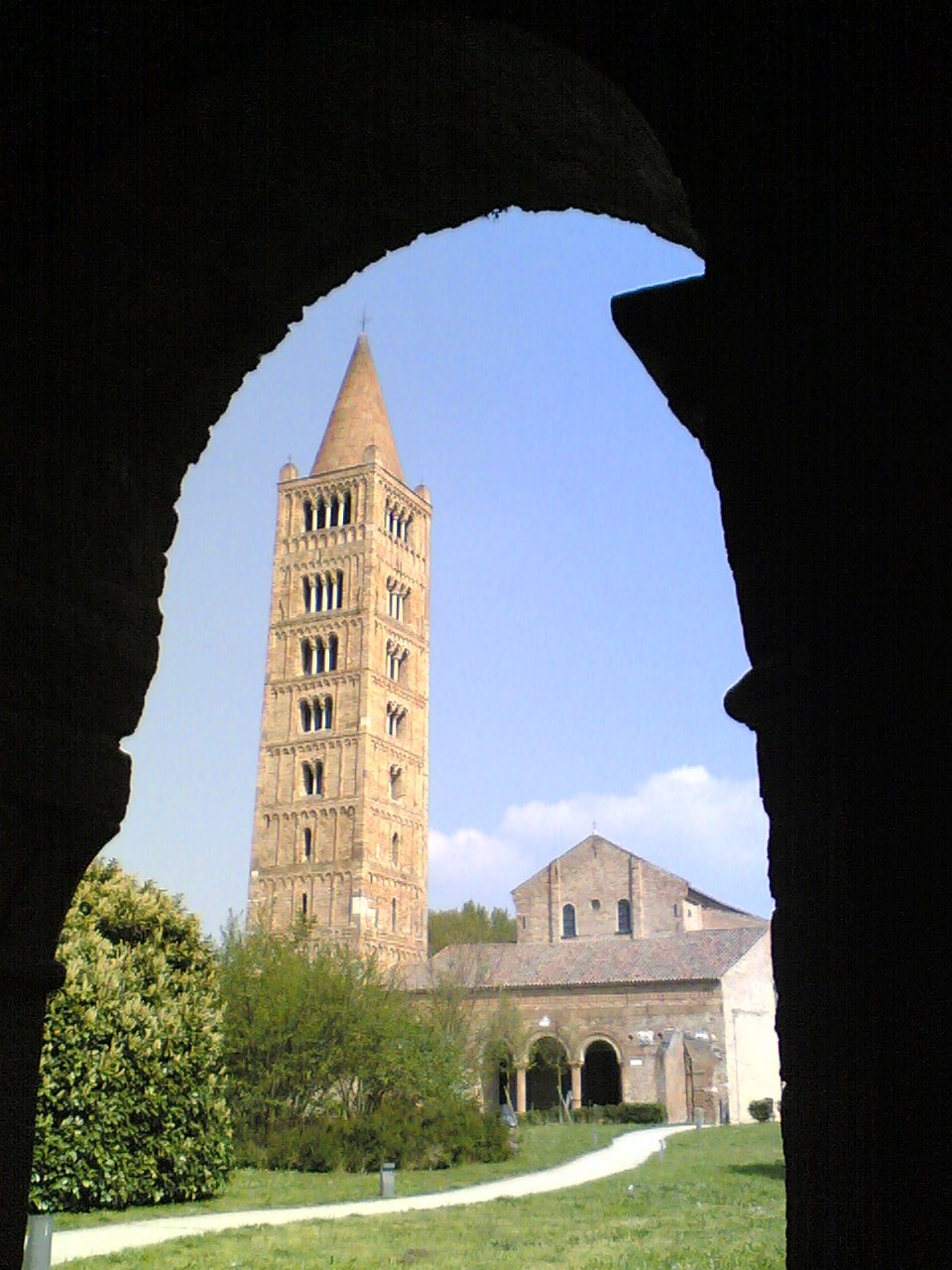
Campanile de l'abbaye de Pomposa.

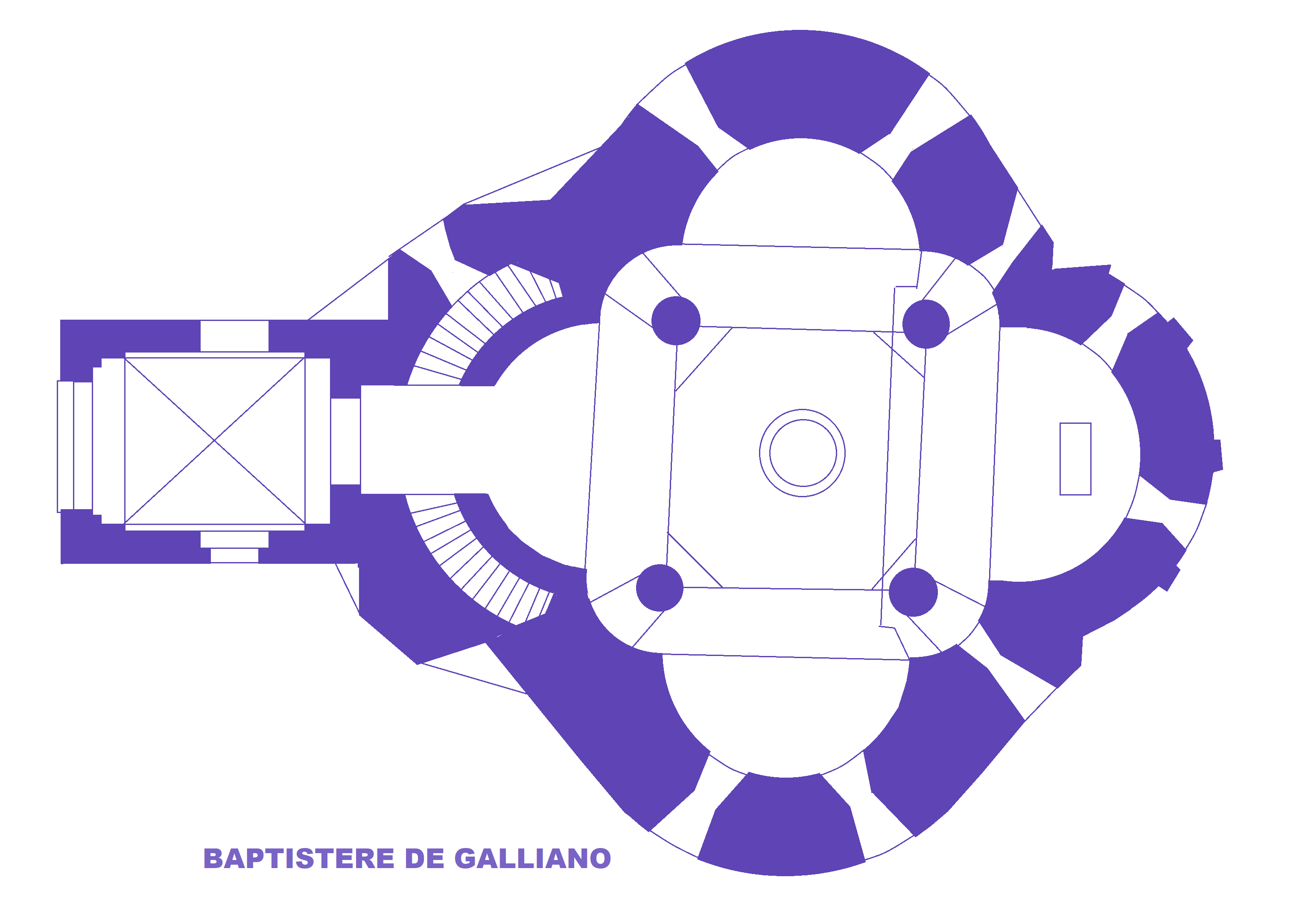
Baptistère de Galliano.

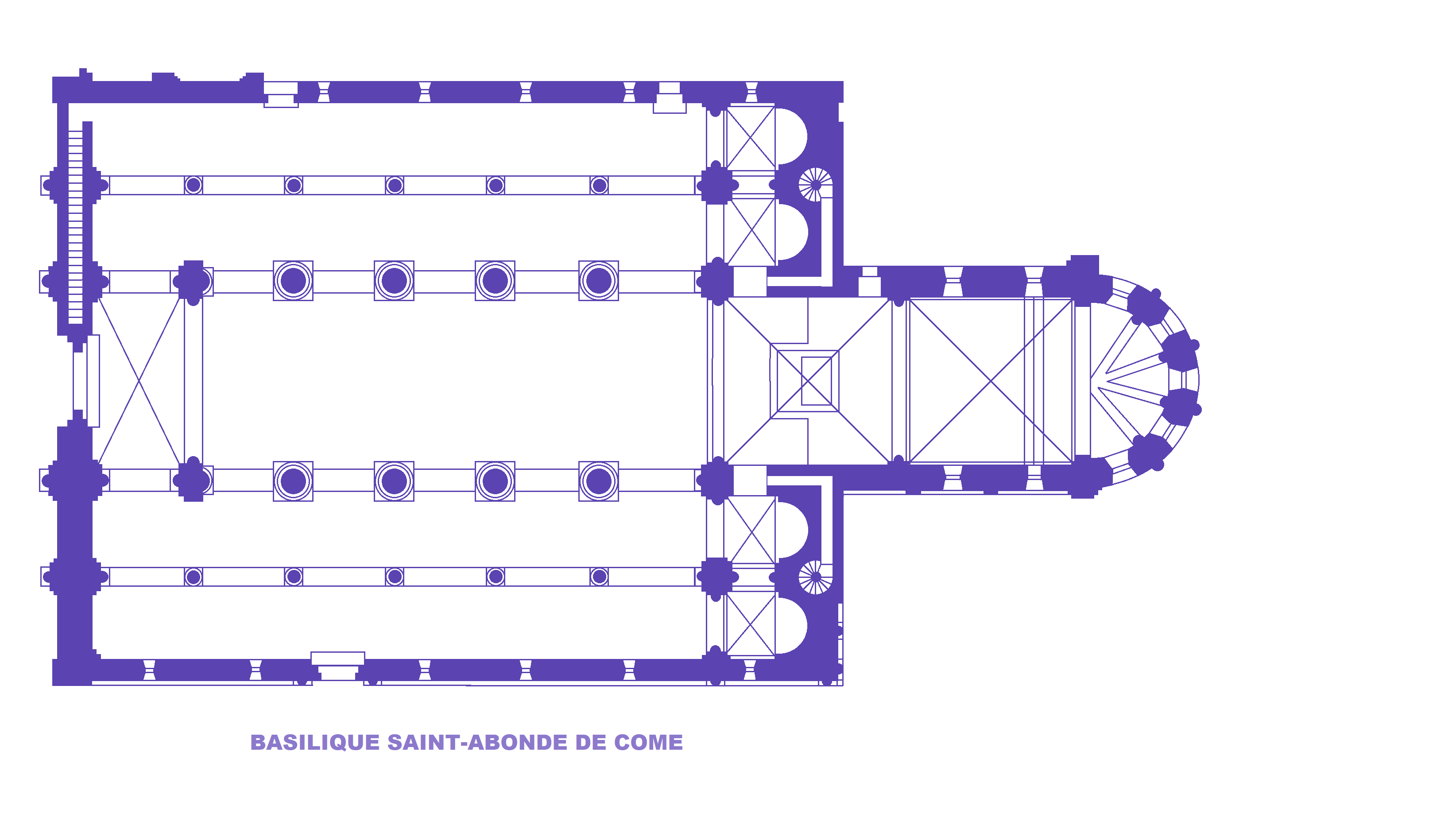
Basilique de Côme.

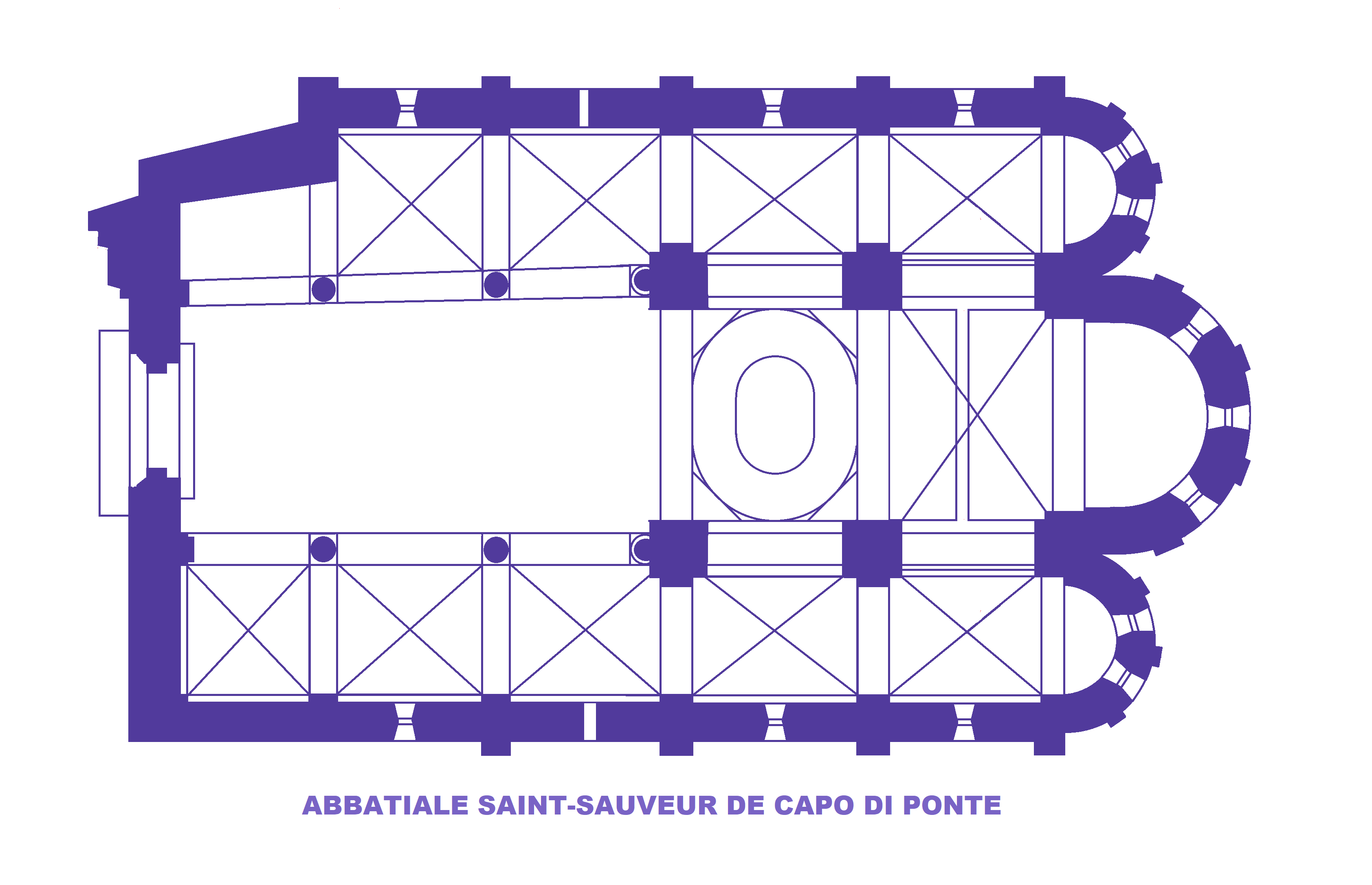
Abbatiale de Capo di Ponte.

La plaine du Pô avec ses affluents et les versants montagneux des Alpes au Nord et des Apennins au Sud forment un ensemble clos ouvert grâce aux cols sur la péninsule italienne, la Méditerranée orientale et l'Europe du Nord avec le Saint-Empire romain germanique. Cet espace où la création artistique s'accorde particulièrement bien avec les activités humaines et les traditions culturelles bénéficie jusqu'au début du XIVe siècle d'une poussée démographique et d'une grande activité commerciale. Le christianisme pénètre profondément dans les campagnes structurées par de très grandes paroisses et des monastères bénédictins organisant les déboisement, la mise en culture et la création des routes. Cette expansion et le commerce profitent surtout aux villes qui se libèrent des contraintes du Saint Empire romain germanique par une victoire en 1176 qui renforce leur autonomie puis développe un esprit de clocher avec des particularismes locaux.
Le site de Saint-Vincent de Galliano construit aux environs de l'an mil conserve une église mutilée consacrée en 1007 dotée de fresques remarquables et un baptistère. Ce baptistère est très caractéristique de cette architecture romane naissante avec de fortes influences carolingienne inspirées par la chapelle de la Piéta près de Saint-Satyre de Milan. Son plan s'articule à partir de quatre colonnes aux angles d'un carré dont les côtés règlent quatre hémicycles. L'élévation montre une tribune et une couverture avec une coupole sur trompes. Puis l'art roman méridional se développe très vite dans un ensemble constitué d'une église et d'une chapelle à l'abbaye de Civate ou à la grande basilique Saint-Marie Majeure de Lomello avec une nef à dix travées et un transept bas peu saillant.

#### Les campaniles
Un élément très important pour le parti architectural de cette région est apporté par le campanile dont l'origine et la datation sont fortement controversées mais que l'on peut peut-être trouver à la basilique Saint-Apollinaire in Classe de Ravenne. Souvent isolés, de plans circulaires ou carrés, leurs ouvertures sont de plus en plus importantes au fur et à mesure que l'on s'élève. On passe de baies en plein cintre aux fenêtres géminées puis aux triplets. Un décor de bandes lombardes et une justification des niveaux par des dents d'engrenages terminent le clocher type de cette architecture romane dont celui de l'abbaye de Pomposa est un des exemples le plus abouti. Le clocher à plan carré peut aussi avoir des bandes lombardes reposant sur des pilastres, des lésènes ou des colonnettes comme à Fruttuaria, Saint-Satyre de Milan, Saint-Abon de Côme, à la cathédrale d'Ivrée, l'église Saint-Côme de Rezzago, Torcello, Basilique Sainte-Marie-et-Saint-Donat de Murano, Saint-Samuel et Saint-Jacques dell'Orio à Venise.

#### Basilique de Côme
La basilique Sant'Abbondio de Côme reste attachée à la tradition à une époque où l'architecture romane est dans sa phase de maturité. La nef à doubles collatéraux est couverte d'un plafond, les parois sont nues. Le sanctuaire prolonge le vaisseau central par deux travées carrées voûtées et une abside semi-circulaire. Les collatéraux sont terminés à l'Est par des absidioles creusées dans le mur. Cet ensemble en forme de Tau montre la volonté de multiplier les autels et d'agrandir le chœur des églises. Deux petits clochers sur les absidioles des collatéraux donne au chevet un aspect rhénan. La façade exprime le plan, des contreforts marquent les espaces et un décor dérivant des bandes lombardes du premier art roman méridional l'anime. Dans le même esprit, l'abbatiale Saint-Sauveur de Capo di Ponte montre l'importance donnée à la liturgie. Dans une construction rustique, une nef charpentée met en valeur un sanctuaire avec une abside voûtée en cul de four et une coupole sur trompes épaulée par deux croisillons de transept et surmontée d'une tour octogonale. L'harmonie de ce chevet rappelle ceux de Catalogne du premier art roman méridional.

#### Les voûtes sur croisée d'ogives

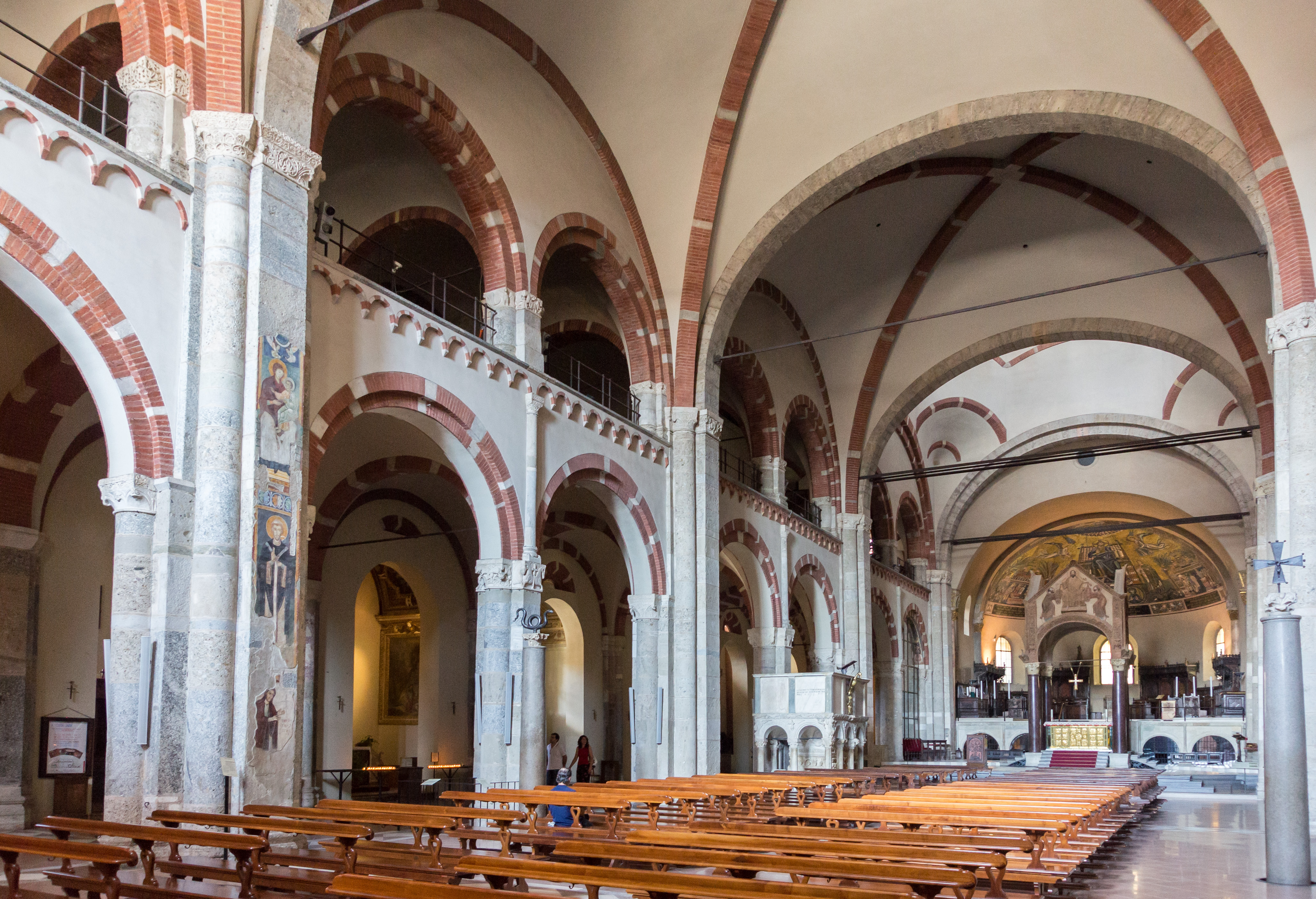
Nef de la basilique Saint-Ambroise de Milan.

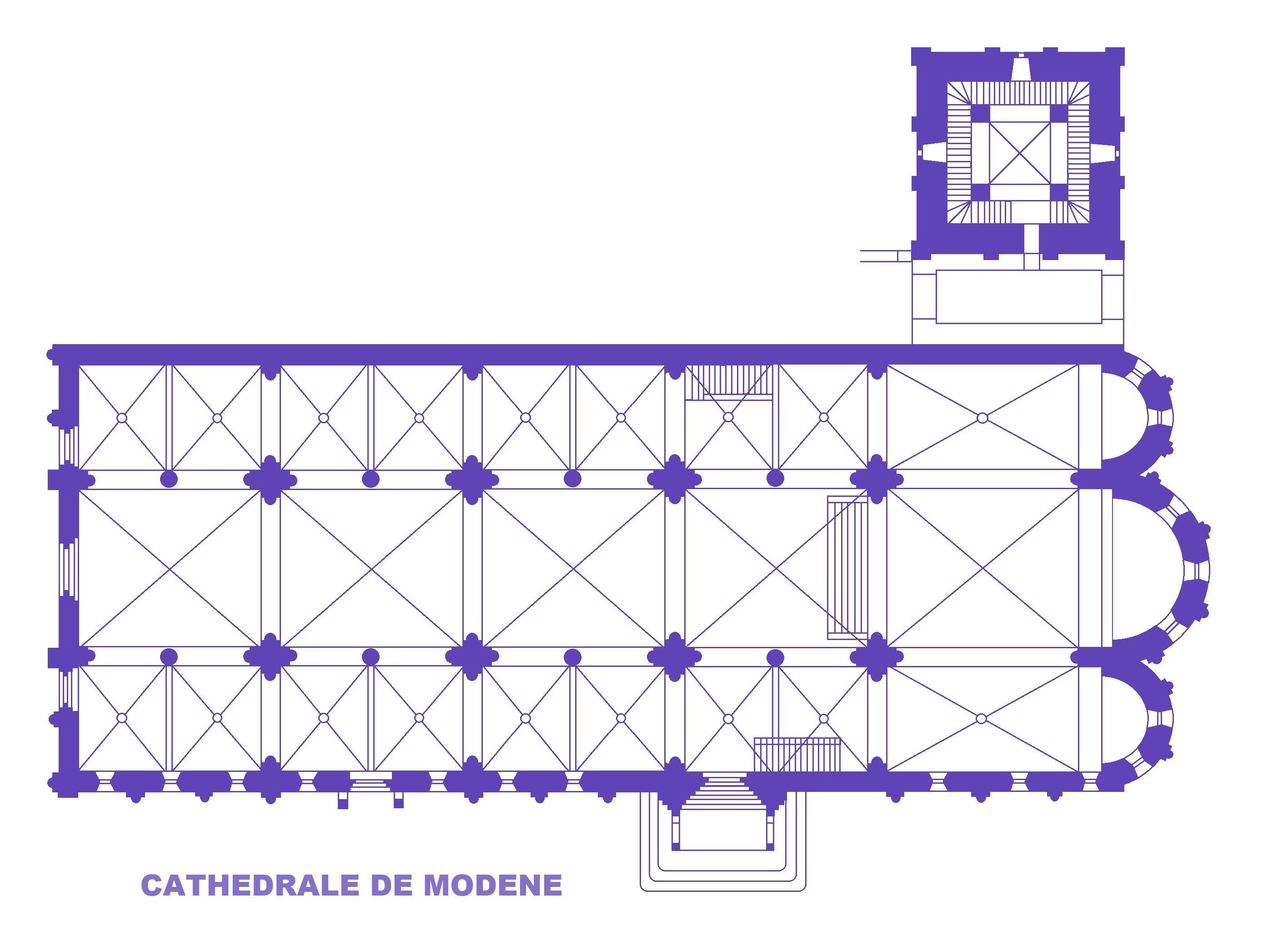
Cathédrale de Modène.

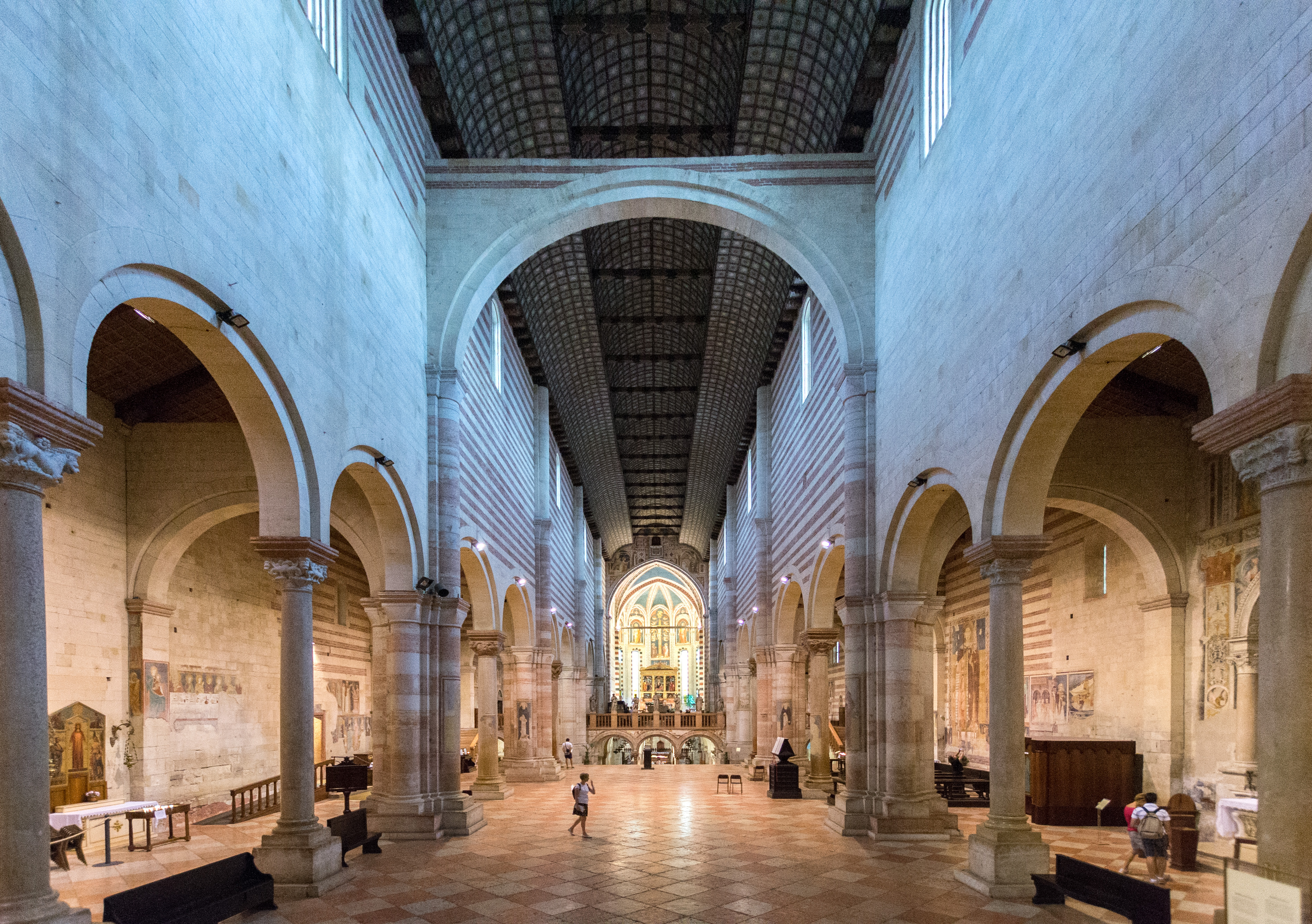
Basilique Saint-Zénon de Vérone.

Si les architectes lombards n'ont pas connu la véritable voûte d'ogive sur croisée d'ogive dont les arcs, ogives, doubleaux, formerets, composés de claveaux et indépendants de la voûte qu'ils renforcent, ont des clés sensiblement sur le même plan, ce qui ramène aux quatre points de retombée, les pressions que l'on pourra facilement épauler par des contreforts, des murs et des arcs-boutants permettant d'ouvrir de vastes intervalles entre les supports.
Il existe à la fin du XIe siècle et au début du XIIe siècle, un groupe d'églises situées presque toutes dans le Nord de l'Italie dont la nef est couverte de voûtes sur croisée d'ogives. Elles dessinent presque en coupe une coupole. Épaisses, lourdes, elles exercent une forte pression sur les arcs doubleaux et les murs gouttereaux qui sont très larges et sans ouvertures. Ces ogives retombent souvent gauchement sur des supports mal préparés, ne sont pas composées de claveaux juxtaposés mais de petits éléments maçonnés, parfois de brique et butent sans clé au sommet. Dans les exemples les plus anciens, les ogives de briques sont maçonnées avec la voûte. Elles sont compliquées à construire et nécessitent des cintres et des échafaudages coûteux. Ce type de voûte n'a pas fait école et est abandonné.
Les voûtes de la cathédrale d'Aversa antérieures à 1080 sont très intéressantes mais les nervures retombent sur des supports disposés diagonalement. Les premiers exemples lombards de voûtes sur croisée d'ogives: Rivolta d'Adda, Saint-Anastase d'Asti, Saint-Savin de Plaisance, San Giovanni in Borgo de Pavie, les églises de Milan Saint-Nazaire, Aurora, Saint-Ambroise, Saint-Eusteurge, sont nettement plus tardifs.

#### Pavie, Modène, Plaisance, Vérone

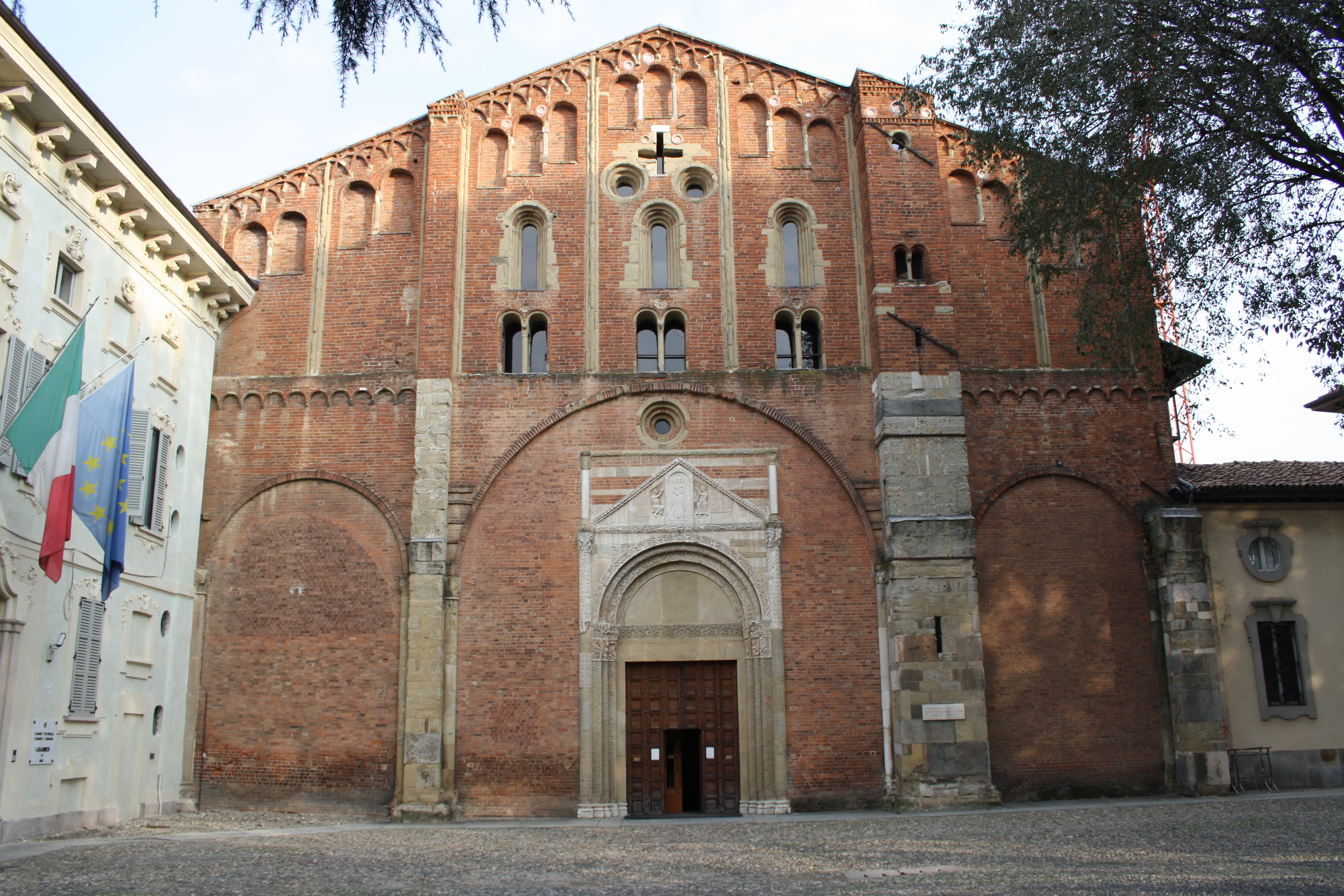
Basilique San Pietro in Ciel d'Oro de Pavie.

À Pavie capitale du royaume d'Italie, la basilique San Michele Maggiore est le lieu du couronnement des souverains. Le traitement de ses façades est particulièrement intéressant et on a souvent comparé les sculptures de sa façade occidentale avec celles de l'église arménienne Sainte-Croix d'Aghtamar. Les mêmes motifs décoratifs sont également présents dans la basilique San Pietro in Ciel d'Oro, construite entre les XIe et XIIe siècles et où sont conservées les reliques de saint Augustin.
La cathédrale de Modène reconstruite en 1099 par Lanfranc Beccari est un édifice charpenté à l'origine avec trois nefs et trois absides, une élévation à trois niveaux avec des arcades sur des supports alternativement forts et faibles, des baies tripartites ouvrant directement sur les collatéraux et des fenêtres hautes. La tour est de 1169 ou 1179.
La cathédrale de Plaisance est reconstruite après les tremblements de terre de 1117 avec un chœur très long et une abside très saillante. La nef reprend le principe de l'alternance des supports. Dans le troisième quart du XIIe siècle on élève un transept à trois vaisseaux et au début du XIIIe siècle à la croisée une tour-lanterne octogonale décorée d'une galerie à arcades. La nef est enfin couverte de voûtes sur croisées d'ogives sexpartites à une époque où l'influence de l'architecture gothique se fait sentir. La basilique Saint-Zénon de Vérone probablement restaurée vers 1138 possède un portail de maître Nicolò plaqué sur une façade décoré d'une galerie à arcades et de bandes lombardes.

#### Cathédrale de Parme
La cathédrale de Parme et son baptistère représentent un ensemble urbain dans une ville devenue indépendante. Elle est reconstruite après les tremblements de terre de 1117 avec un chevet très particulier et des influences transalpines. Les croisillons du transept sont des carrés de la même dimension que la croisée et sont pourvus chacun de deux absidioles. Le chœur rectangulaire prolonge la croisée et est terminé par une abside. Une vaste crypte voûtée d'arêtes s'étend sur toute la surface du chœur et du transept. Le plan du chevet crée des volumes harmonieux complétés par une tour-lanterne octogonale sur la croisée et un décor de galeries. Le baptistère est une grosse tour commencée en 1196 avec une élévation à trois niveaux couverts d'une coupole.

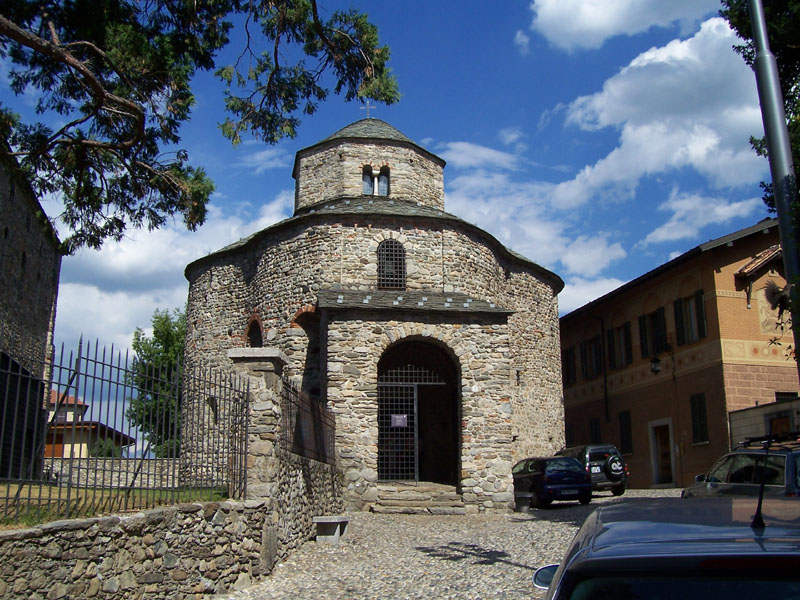
Baptistère de Galliano.
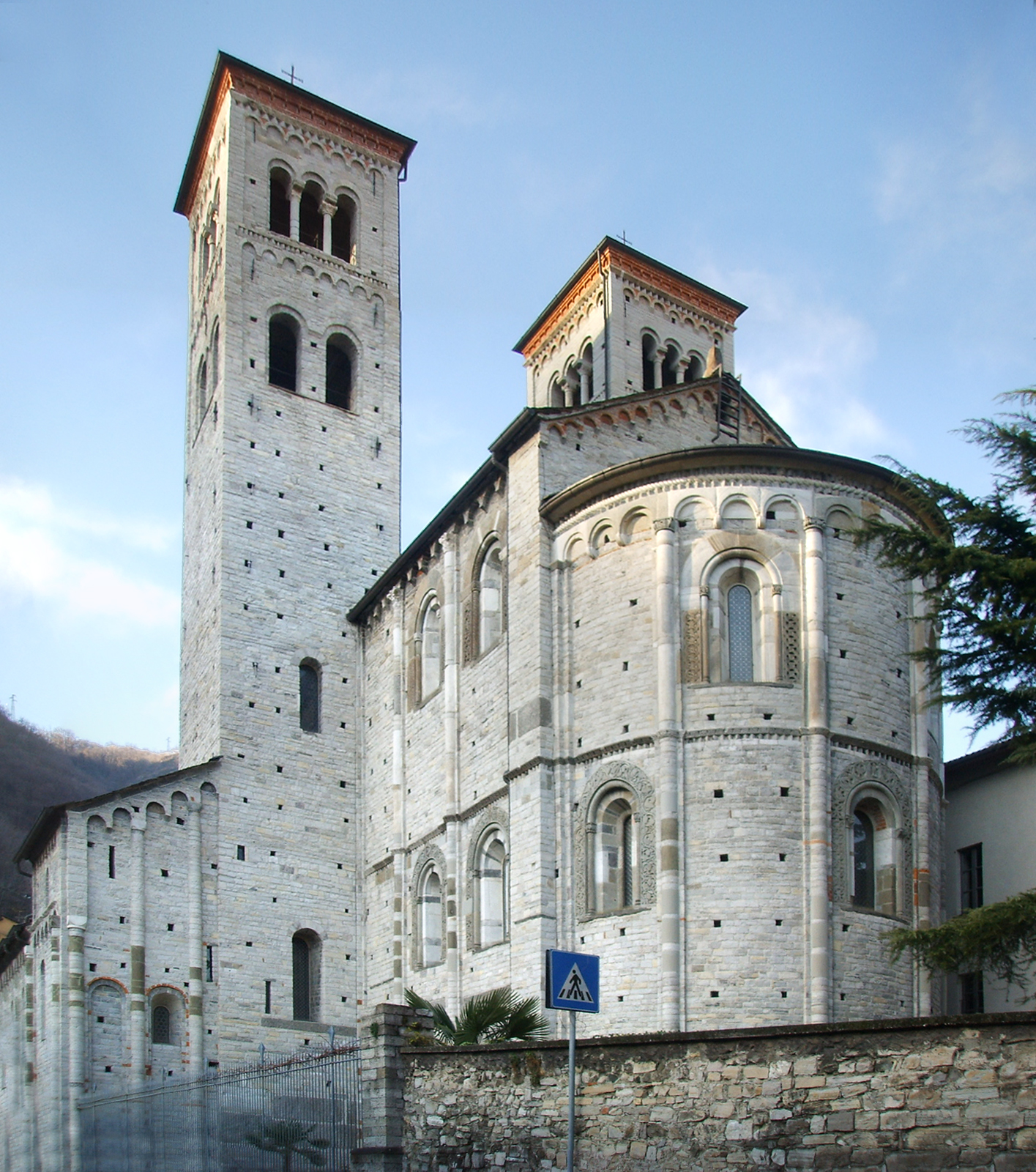
Basilique de Côme.
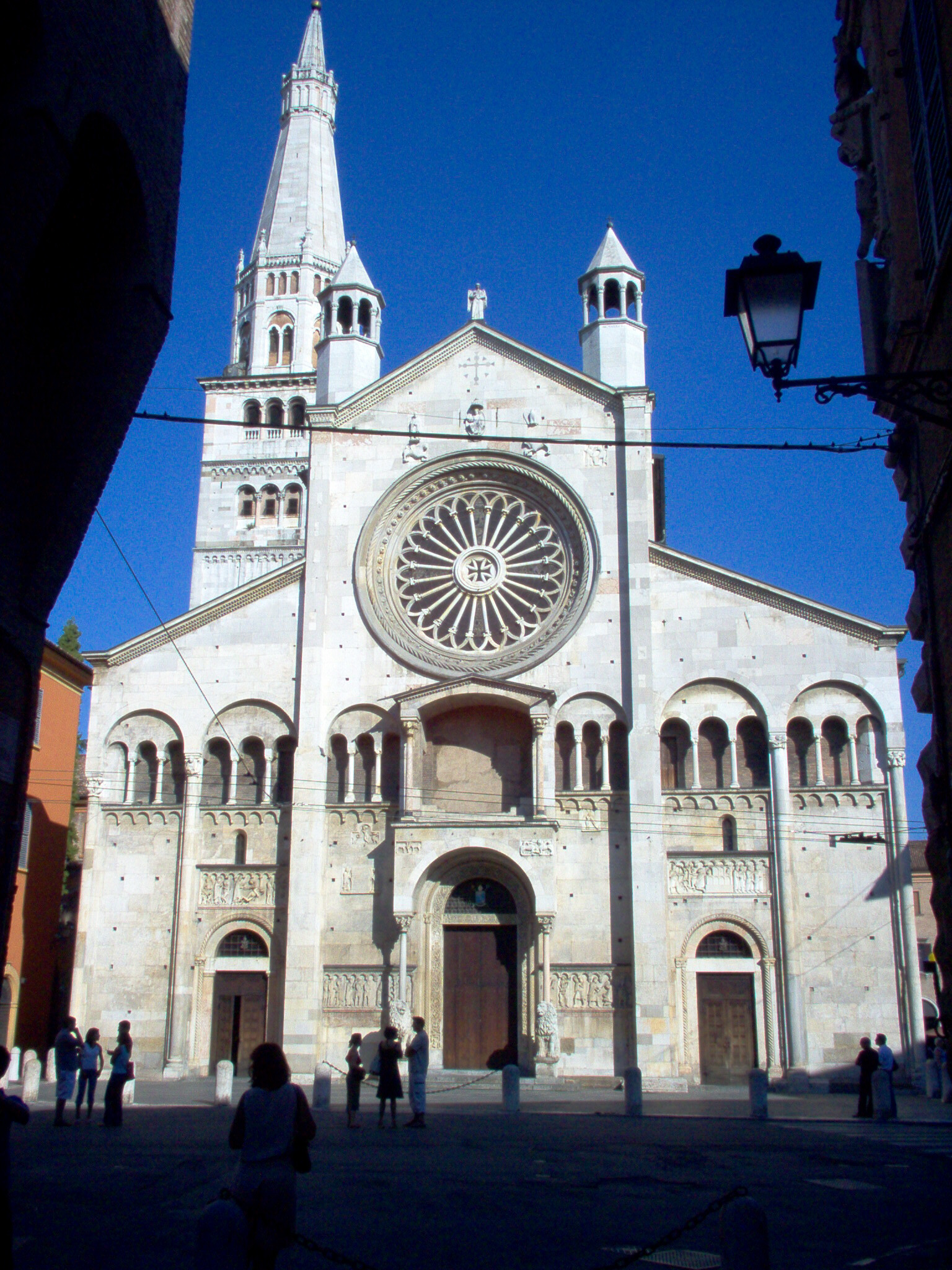
Cathédrale de Modène.
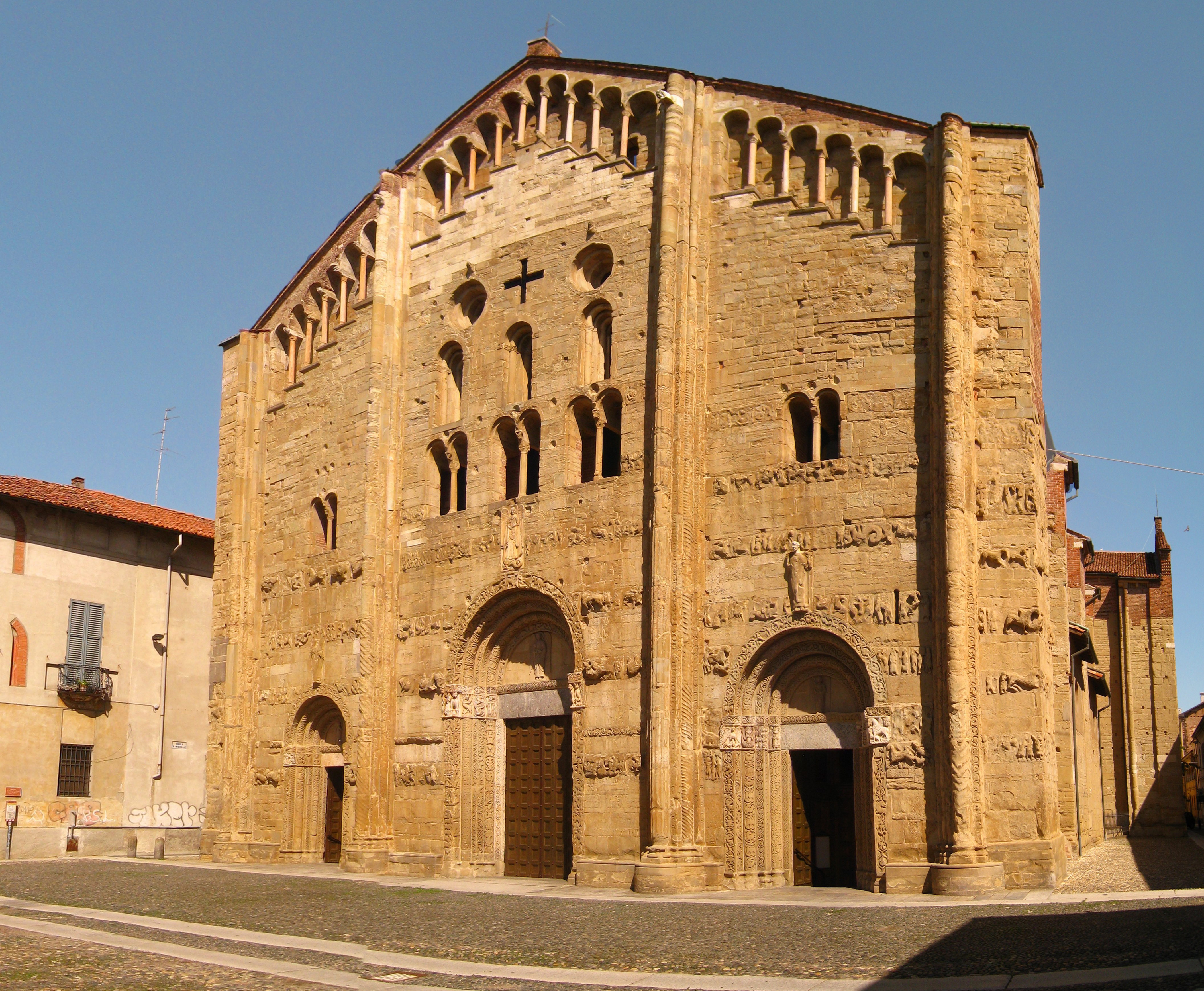
Basilique de Pavie.
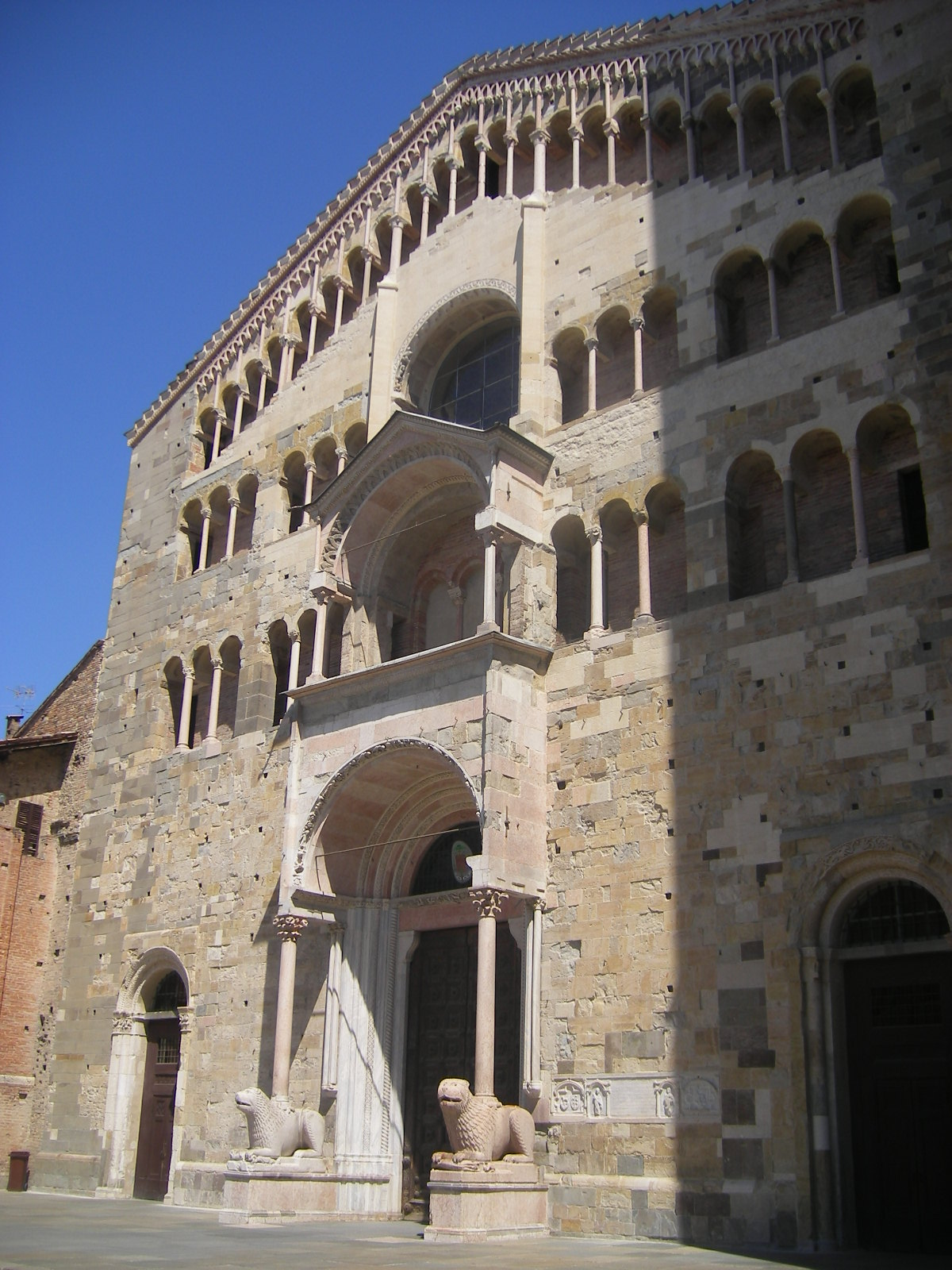
Cathédrale de Parme.

### L'Italie centrale et méridionale

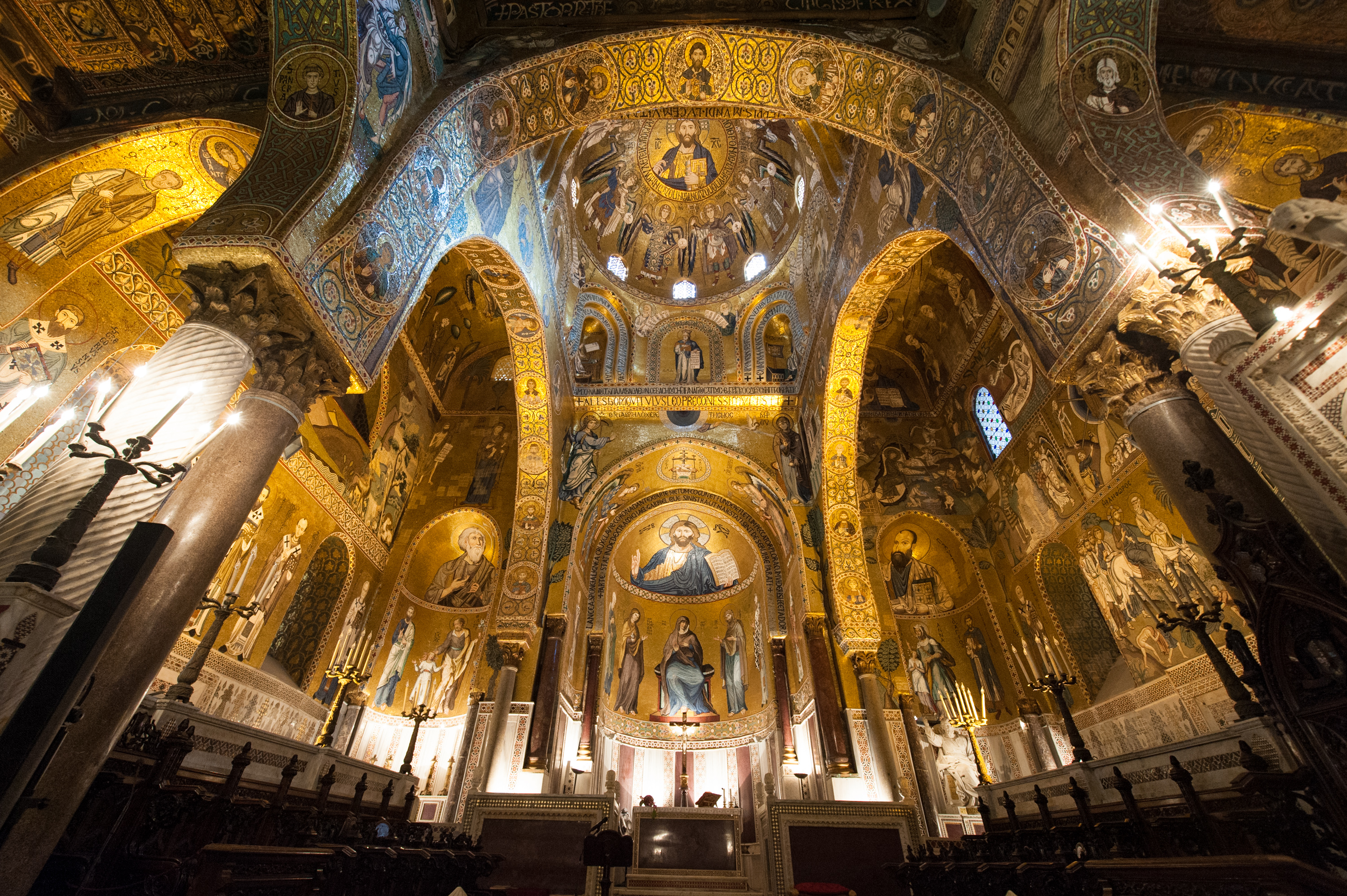
Chapelle palatine de Palerme.

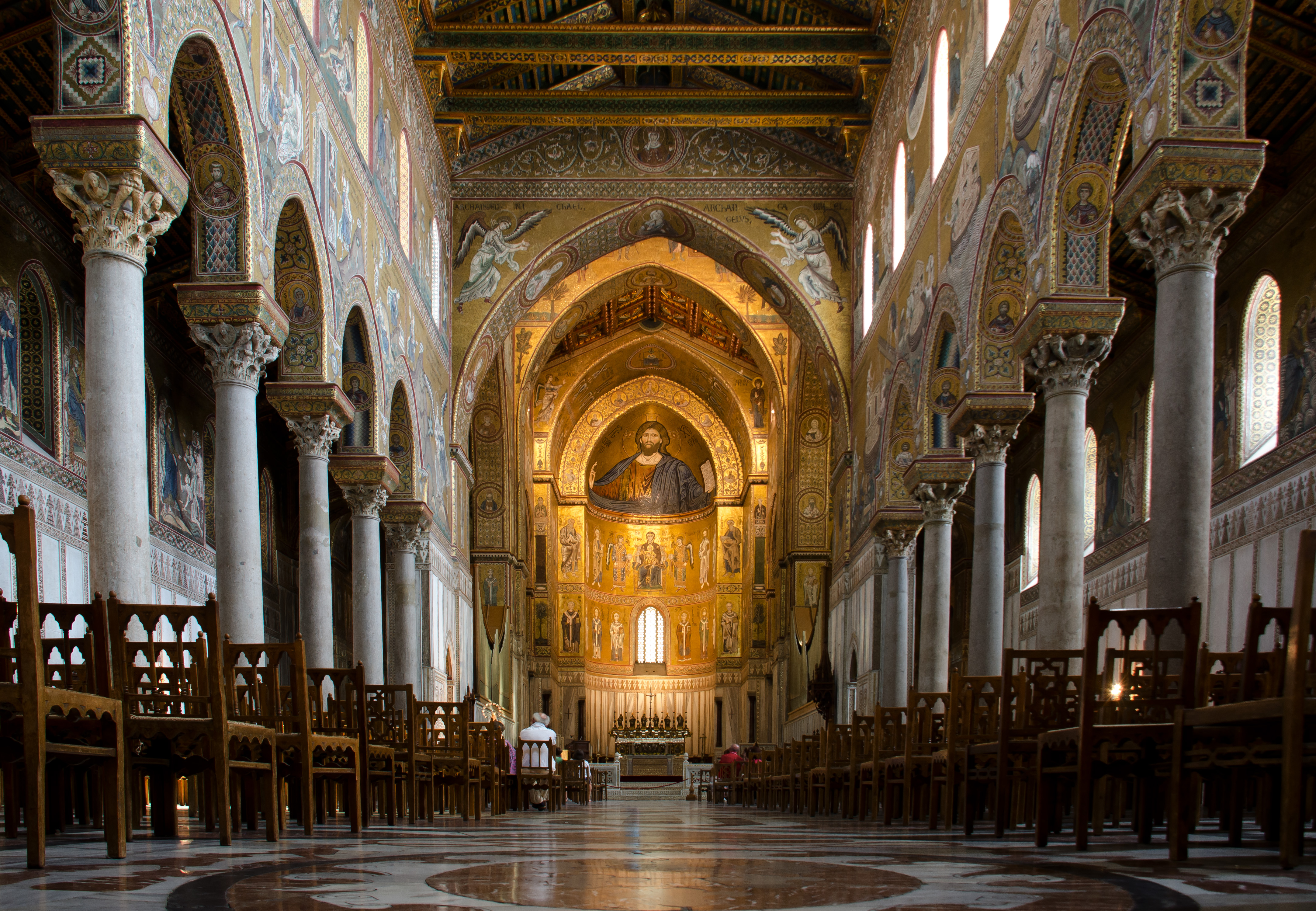
Cathédrale de Monreale.

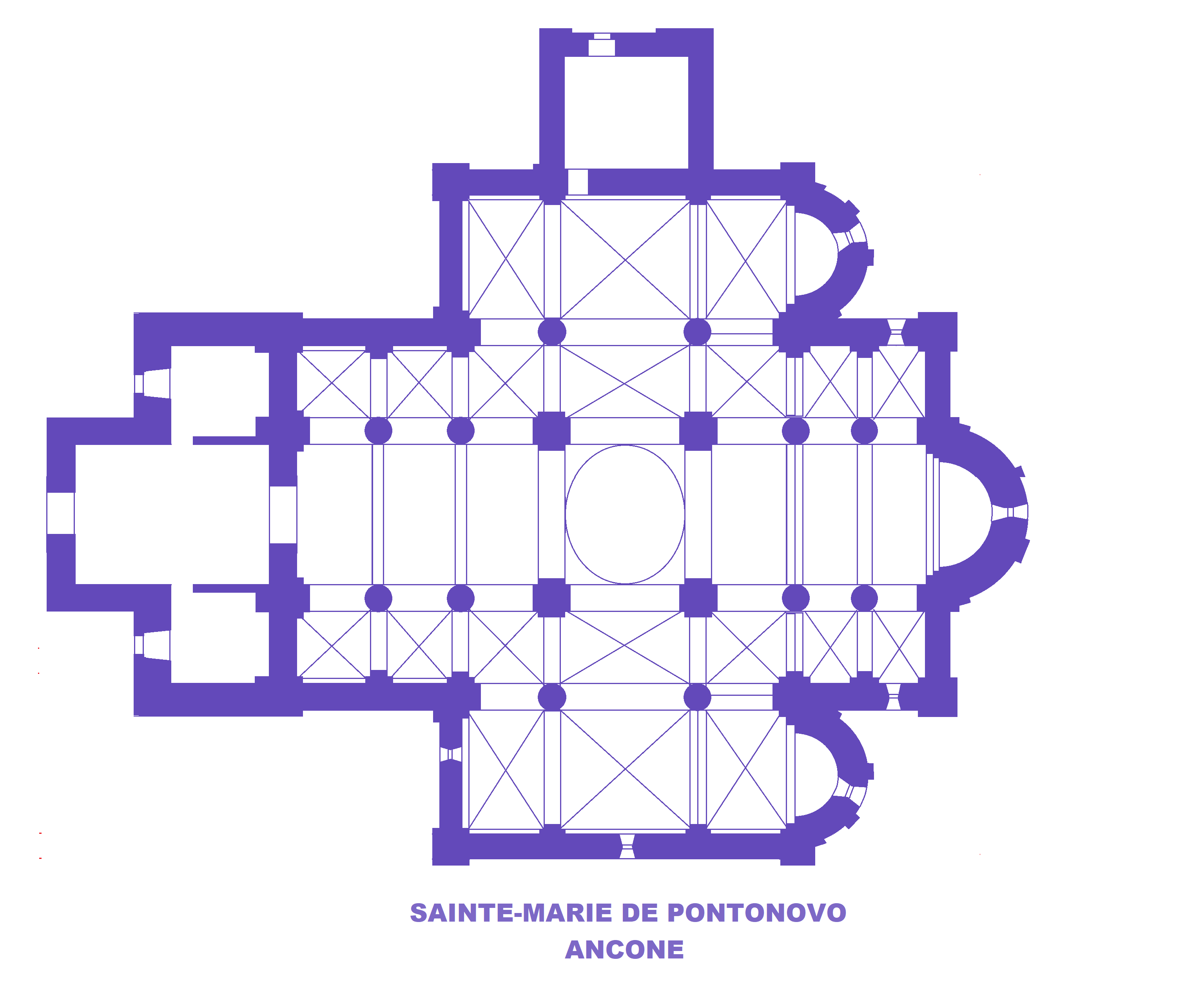
Sainte-Marie de Portonovo à Ancône.

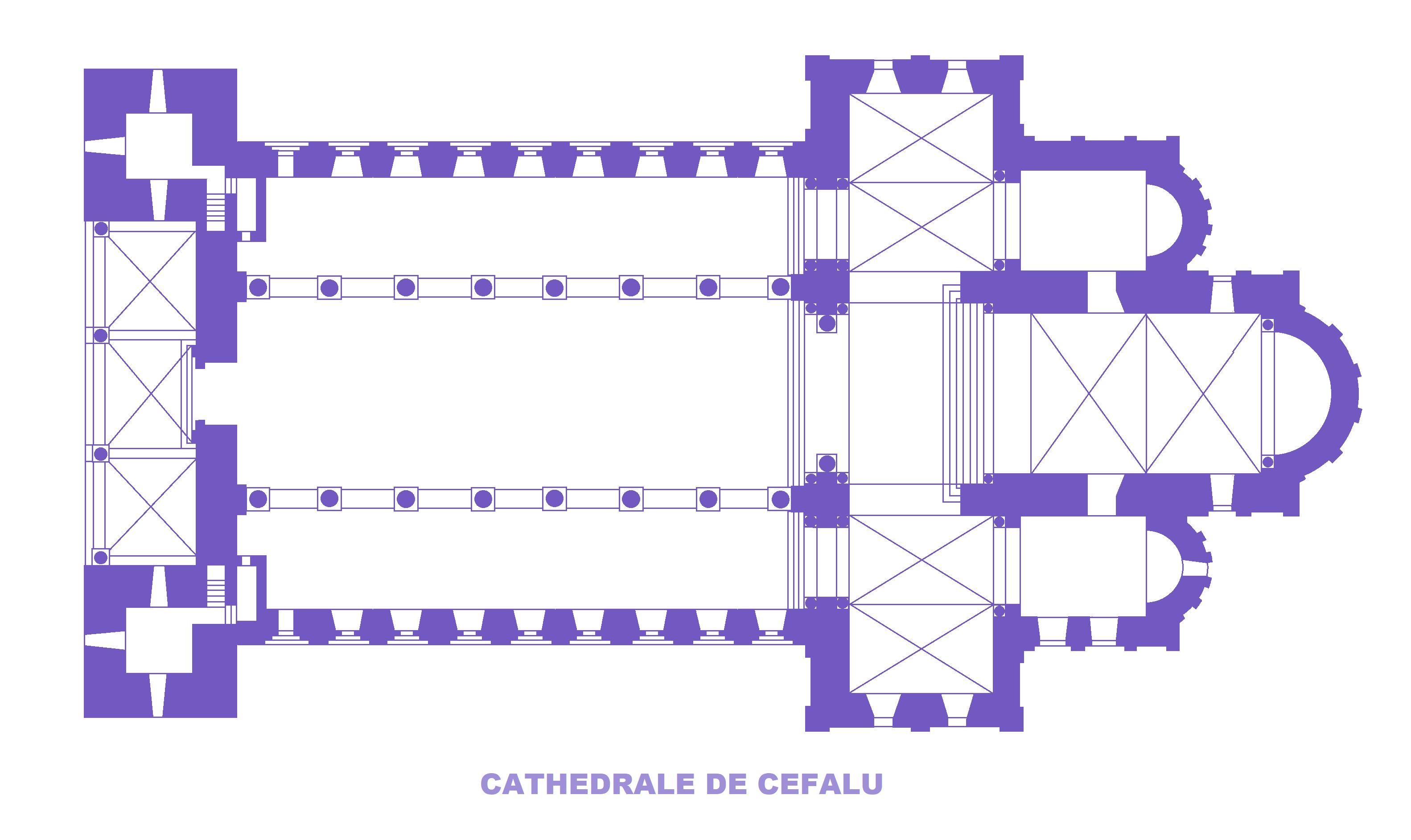
Cathédrale de Cefalù.

En Italie centrale et méridionale, l'architecture exprime la violence du choc culturel de la soumission du Sud de l'Europe par la domination politique et économique du Nord. Cet espace byzantin et islamique où survivait la civilisation urbaine héritée de Rome est confronté à l'époque romane à un Occident dynamique et conquérant. Les grandes cités maritimes, Venise, Pise, Gènes, Ancône et Raguse, la féodalité franque avec le mythe et l'émotion des Croisades en tireront les plus grands bénéfices.
Cette mutation importante et durable pour le sort de l'Europe agit sur des milieux culturels très différents. Le clergé romain souhaite le retour des principes paléochrétiens, les marchands et marins sont avides de profits, les chevaliers et le clergé normand défendent un idéal féodal, les derniers représentants de l'Église grecque et les musulmans vaincus de Sicile résistent à la latinisation et au christianisme.
Au sud d'Ancône, l'abbatiale Sainte-Marie de Portonovo construite vers 1050 est un exemple de la colonisation artistique de la région par le premier art roman méridional par sa parenté avec l'église du monastère de Sant Llorenç del Munt en Catalogne. On y retrouve une coupole au centre d'un plan résultant d'un compromis entre une croix grecque et le type basilical. L'extérieur est décoré de bandes lombardes et d'une tour octogonale.

#### Le décor de marbre
La cathédrale de Pise est en construction en 1118 sur un plan de basilique à doubles collatéraux et vaste transept dont chaque croisillon est traité comme une petite basilique avec au Nord et au Sud, une absidiole. Le chœur qui prolonge les collatéraux est profond et terminé par une abside semi-circulaire rebâtie au milieu du XIIe siècle et richement ornée. Cette cathédrale est accompagnée de deux constructions cylindriques, le baptistère construit vers 1153 et la célèbre tour penchée élevée en 1173. L'extérieur est décoré de marbre et sert d'exemple dans toute la Toscane et en particulier à Lucques avec l'église San Michele in Foro. À Florence, la basilique San Miniato al Monte possède un décor de marbre avec des incrustations de couleurs employé d'une manière systématique avec une volonté illusionniste comme la création de fausses portes et le conflit avec la structure.

#### Les Normands
La conquête normande met fin à l'autorité de Byzance en Italie. La basilique Saint-Nicolas de Bari prise par les normands en 1070 et l'arrivée des reliques de saint Nicolas provoque un important pèlerinage. On construit alors une église dont la crypte est consacrée par le pape Urbain II en 1089 avec une consécration finale en 1196. La nef étroite à trois niveaux et le transept peu saillant sont très élevés. On retrouve l'alternance des piles faibles et fortes de l'architecture romane normande entre de grandes arcades, des tribunes aux baies tripartites et des fenêtres hautes de hauteur limité. Le principe du transept est repris à la cathédrale de Trani.
En Sicile, la cathédrale de Cefalù est le résultat d'influences diverses. En 1145, le roi Roger II décide d'en faire son lieu de sépulture. Son chevet échelonné s'inspire de celui de l'abbaye de Cluny II avec des apports anglo-normands. Sur un transept très étroit et saillant se greffent au centre deux travées droites avec une abside semi-circulaire qui reçoit un décor de mosaïque en 1148 et de part et d'autre une travée rectangulaire et une absidiole orientée. Sur la façade, un oculus contemporain des premières roses de France est un des plus anciens de Sicile.
À Palerme, le mécénat des rois normands est ostentatoire, au service des besoins religieux et monarchiques avec des influences multiples. La chapelle palatine consacrée en 1140 est terminée en 1189. Son plan basilical a un transept non saillant très profond et une nef charpentée. Le décor est somptueux, la nef a un plafond à caissons d’inspiration musulmane, les murs sont couverts de mosaïques byzantines réalisées par des grecs et des siciliens.
Le même décor somptueux se retrouve à la cathédrale de Monreale fondée avec des moines clunisiens par Guillaume II (1166-1189). Cet édifice de 102 mètres de longueur adopte un plan fréquent dans le royaume avec une nef de basilique et un important chœur en croix grecque. Des marbres polychromes recouvrent les sols et les bas des murs, 6 500 mètres carrés de mosaïques tapissent les murs pour faire un ensemble digne des Mille et une nuits terminé au milieu du XIIIe siècle,,.

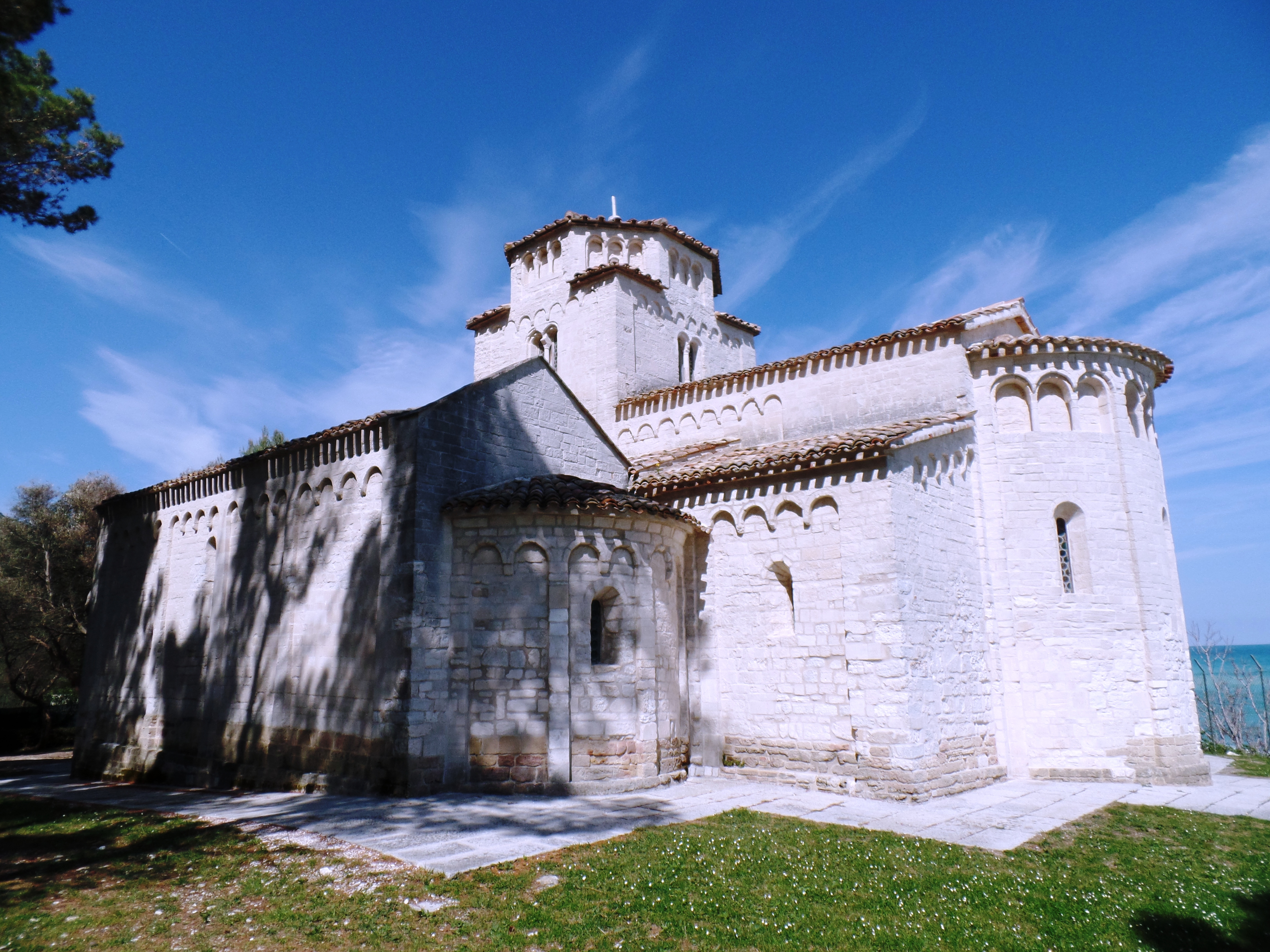
Sainte-Marie de Portonovo à Ancône.
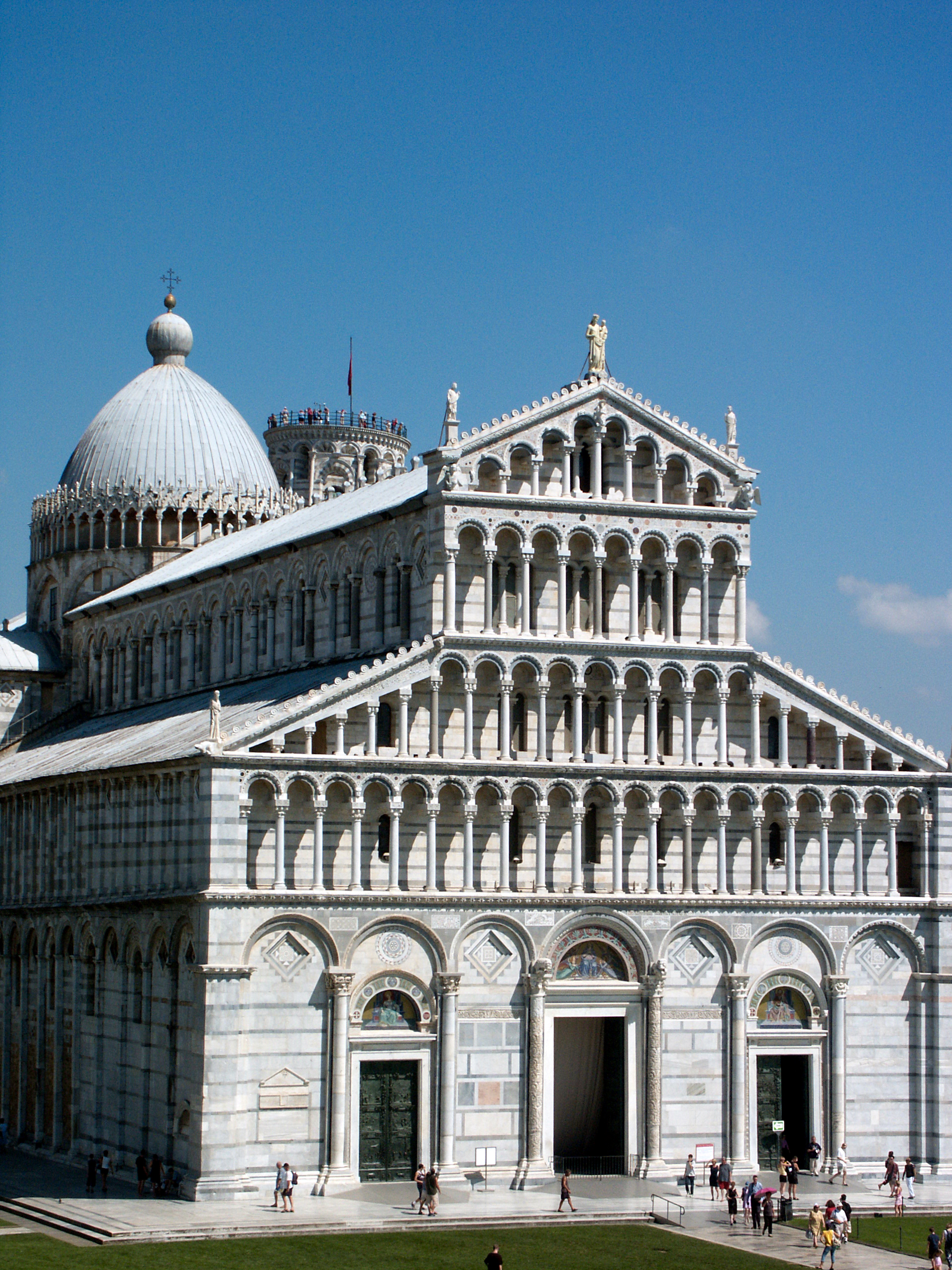
Cathédrale Notre-Dame-de-l'Assomption de Pise.
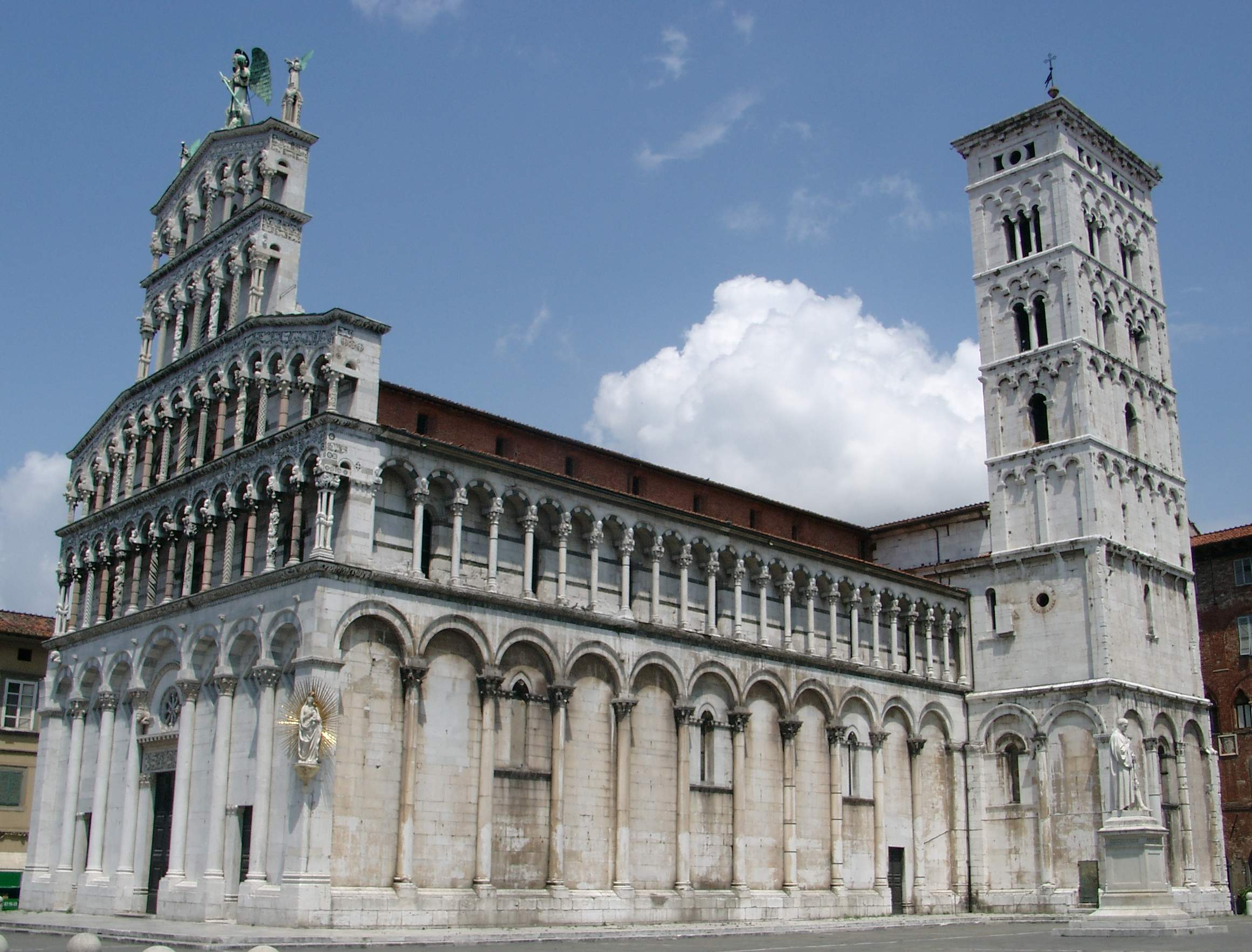
Église San Michele in Foro de Lucques.
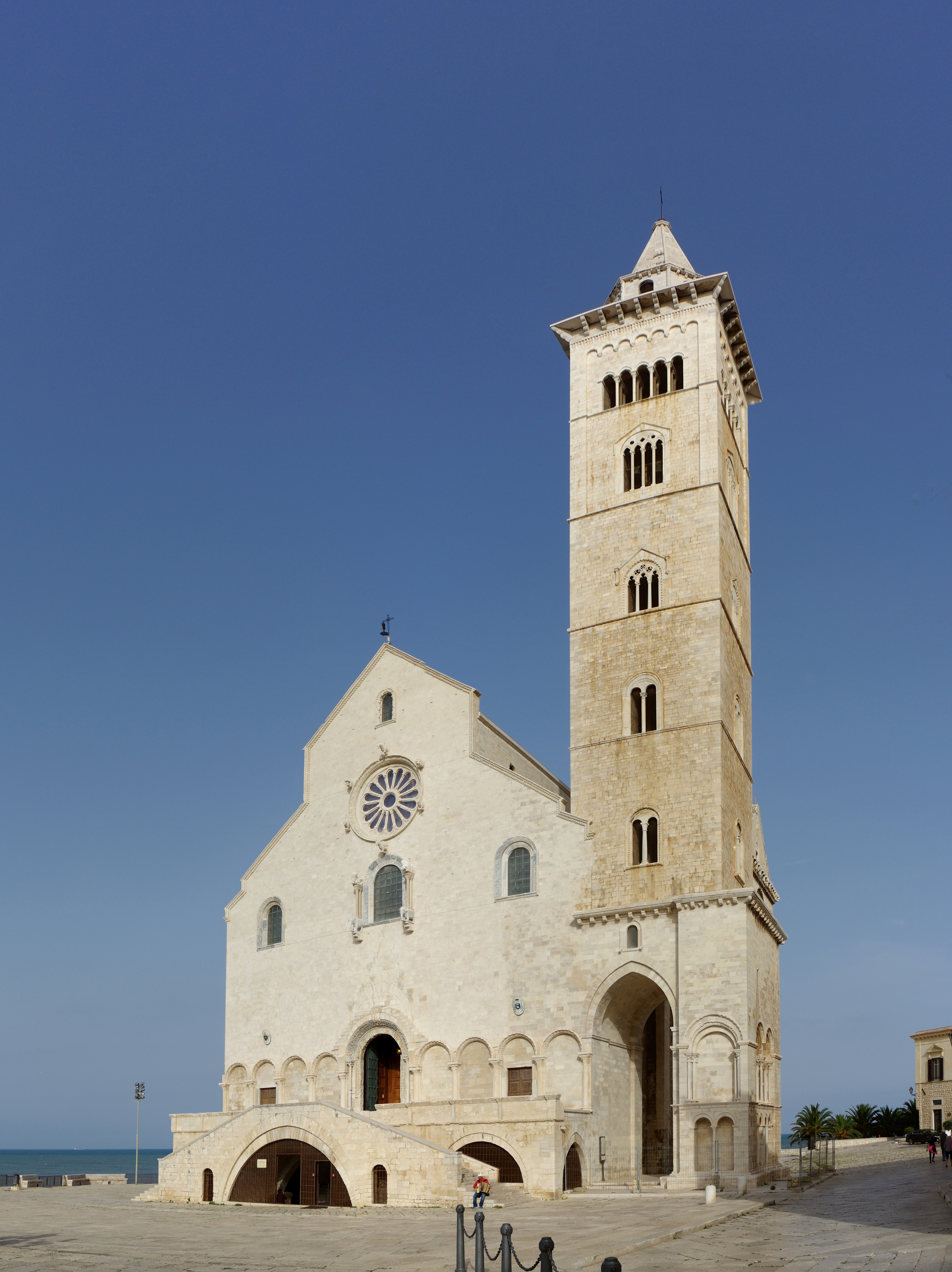
Cathédrale de Trani.
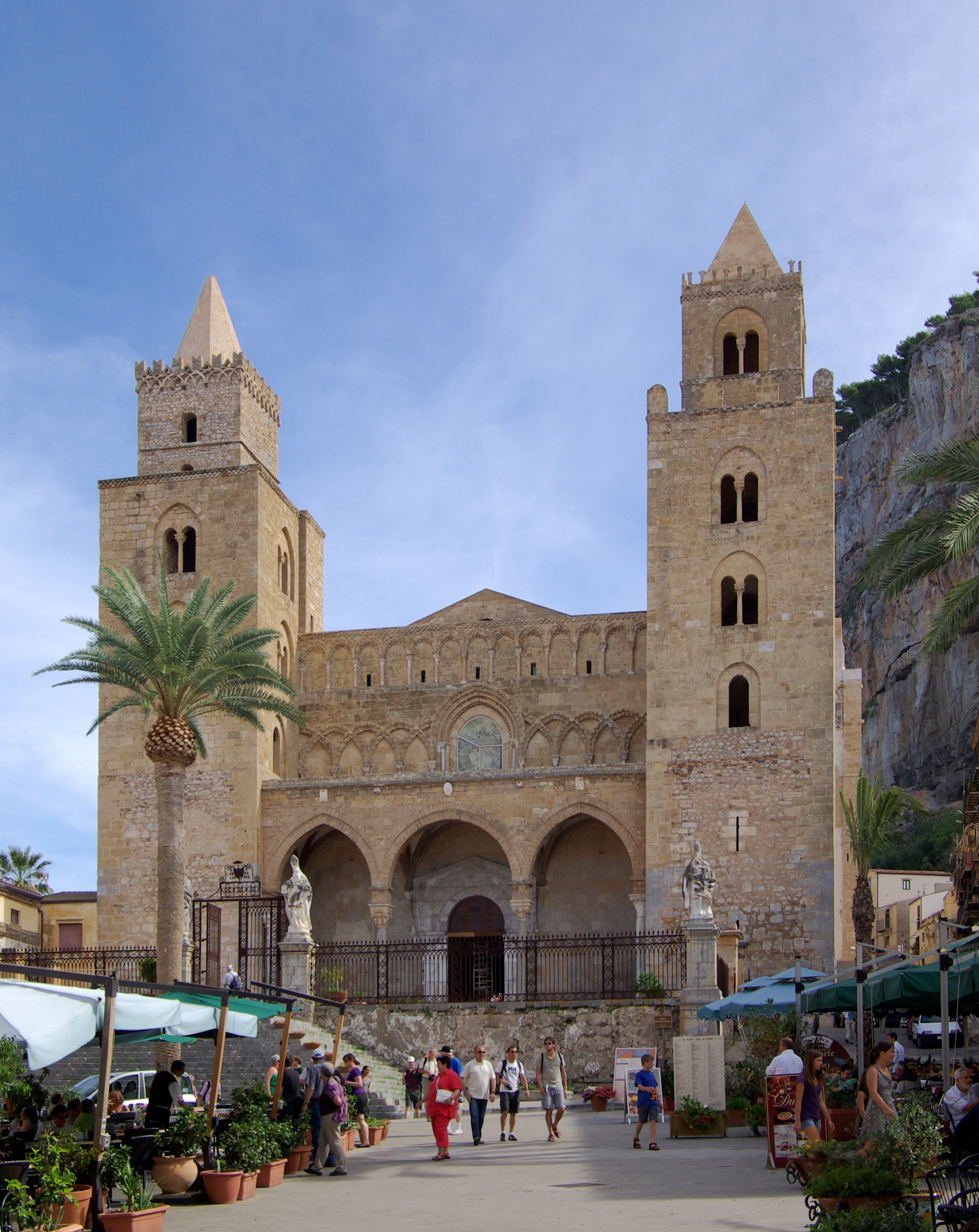
Cathédrale de Cefalù.

### La Terre sainte et les États latins d'Orient

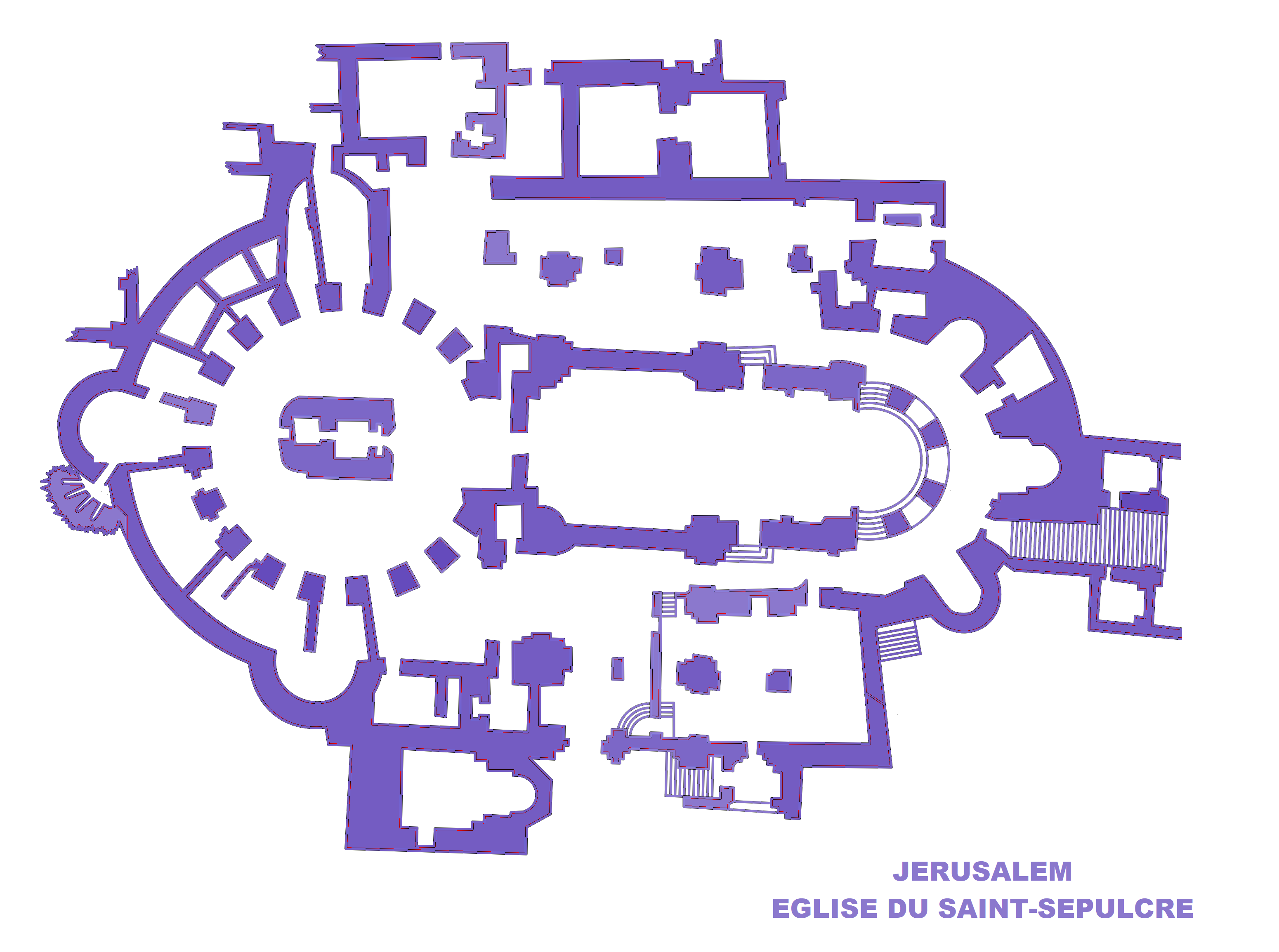
Église du Saint-Sépulcre de Jérusalem.

En Terre sainte, l'architecture romane s'exprime à travers une société de type colonial issue des croisades et de la création des États latins d'Orient. Elle représente l'emprise culturelle de l'Occident grâce aux principales réalisations des croisés dans l'architecture religieuse avec le Saint-Sépulcre et l'église Sainte-Anne à Jérusalem, les cathédrales de Gibelet et de Tortose, la chapelle Saint-Phocas d'Amioun. L'architecture militaire de l'époque romane est présente dans le krak des Chevaliers, les châteaux de Saône, Kerak de Moab et la forteresse de Margat.
La plus importante réalisation architecturale, le Saint-Sépulcre dans l'enceinte sacrée du Golgotha est construite à l'époque de Constantin, le premier empereur romain chrétien. Il comporte une rotonde sur le tombeau du Christ, une basilique et deux cours bordées de portiques. Détruit en 1009, il est en partie reconstruit vers 1030-1040 par l'empereur byzantin avec l'accord des musulmans. L'espace de la basilique entre les deux atriums reste en ruine et les croisés choisissent d'unir sur l'emplacement de l'atrium une imposante contre-abside à la rotonde. À partir du bâti existant qui définit dans un souci d'harmonie les techniques et les proportions, ils construisent une petite église avec un transept saillant, un chœur et une abside à déambulatoire avec trois chapelles rayonnantes. À l'origine, une tribune permettait une circulation périphérique au niveau de l'étage. L'ensemble est complété par les bâtiments et le cloître des chanoines du Saint-Sépulcre,,.

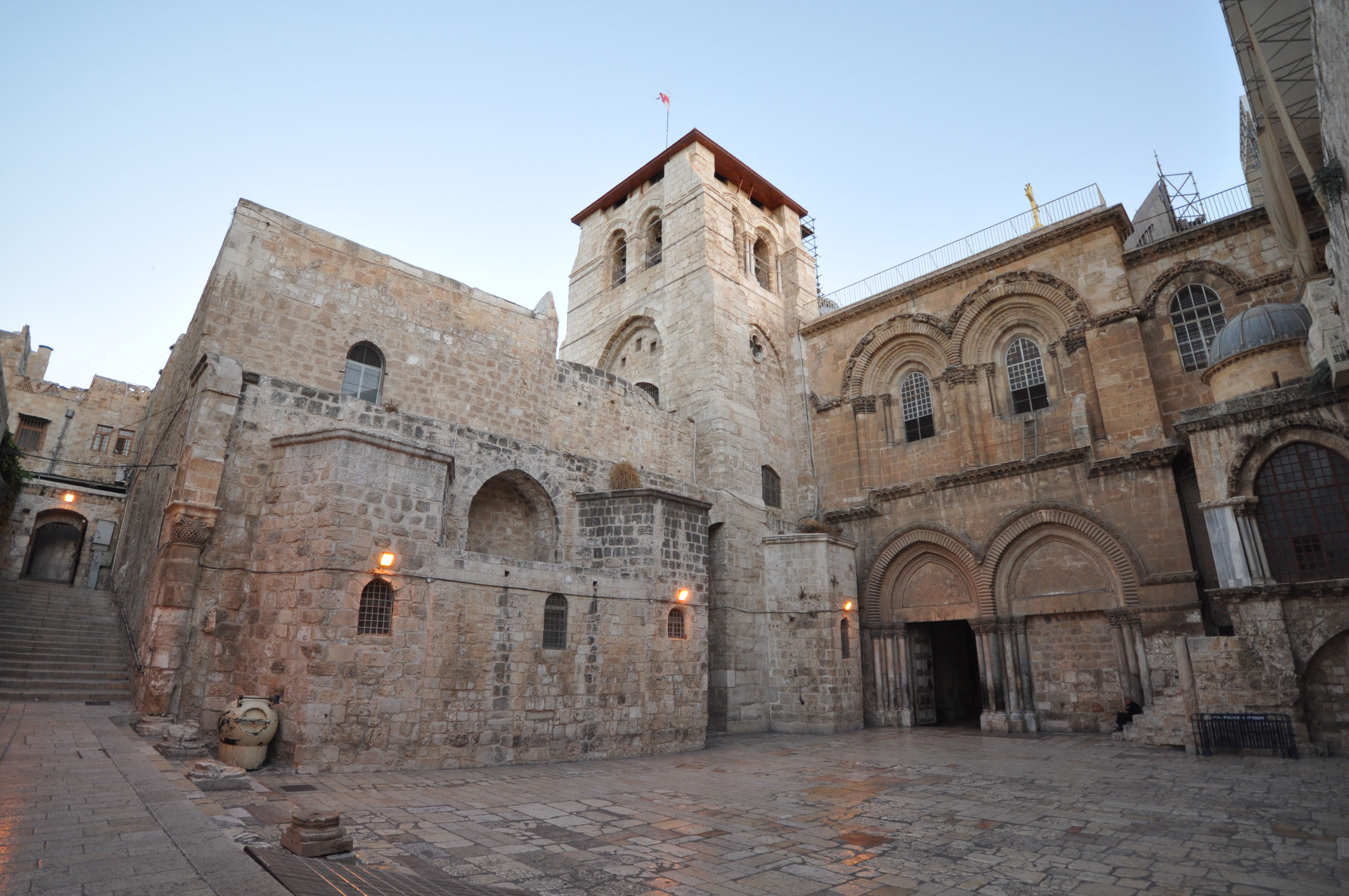
Saint-Sépulcre de Jérusalem.
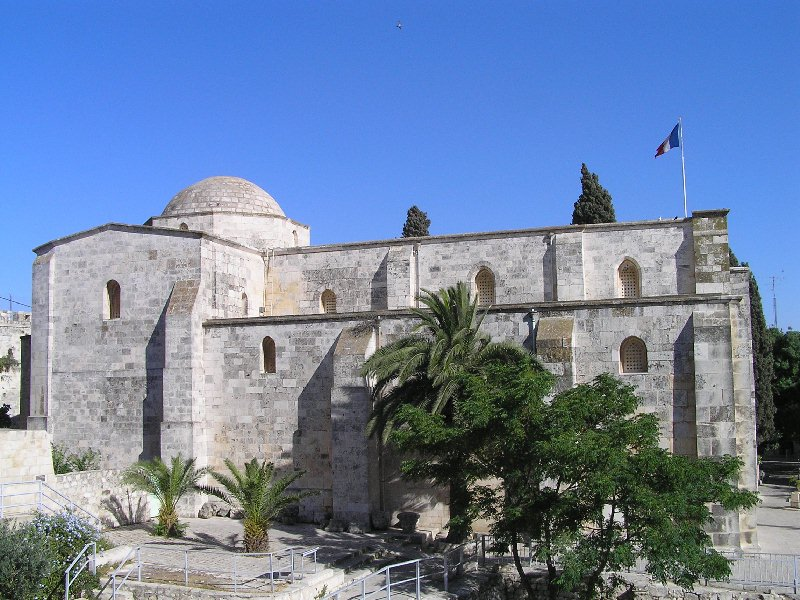
L'église Sainte-Anne de Jérusalem.
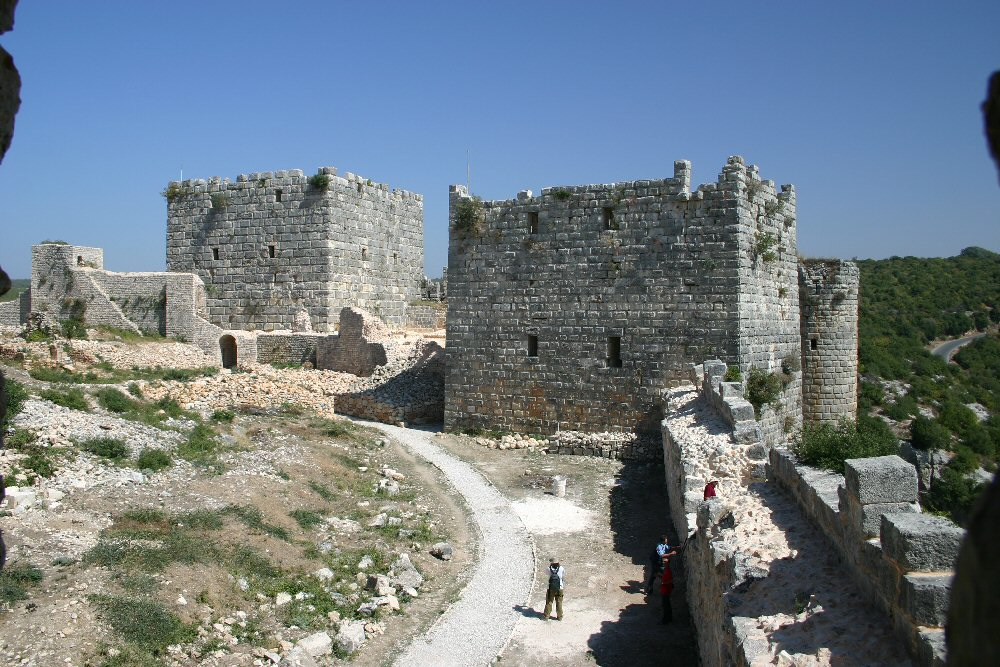
Château de Saône.
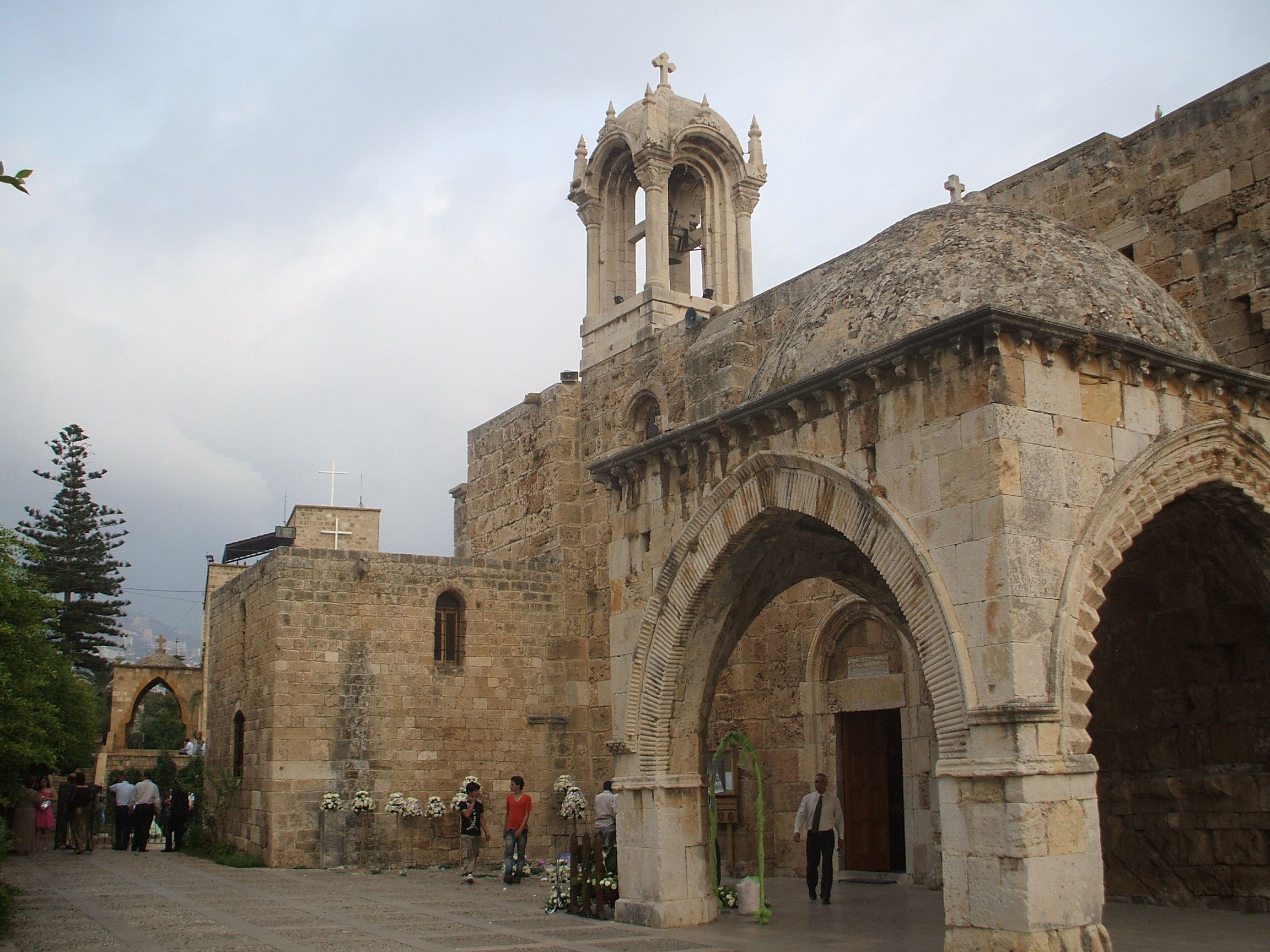
Cathédrale de Gibelet.

#### Ouvrages généraux
- Jacques Le Goff, La civilisation de l'Occident médiéval, Artaud, 1965, 689 p.
- La collection des Éditions Zodiaque (édition de l'abbaye de la Pierre-Qui-Vire).
- Eliane Vergnolle, L'art roman en France : architecture, sculpture, peinture, Paris, Flammarion, 1994, 383 p. (ISBN 978-2-08-010763-3, BNF 35697253)
- Alain Erlande-Brandenburg, L'art roman : Un défi européen, Gallimard, 2005, 159 p. (ISBN 978-2-07-030068-6)
- Louis Grodecki, Au seuil de l'art roman. L'architecture ottonienne, Armand Collin, Paris, 1958, 342 p.
- Puig I. Cadafalch, La géographie et les origines du premier art roman, H. Laurens, Paris, 1935, 515 p..
- Louis Grodecki et Florantine Müther, Le siècle de l'an mil (collection : Univers des formes), Paris, Gallimard, Paris, 1973, 436 p. (ISBN 978-2-07-010785-8, BNF 43709897)
- François Avril et Xavier Barral I Altet, Le temps des croisades (collection : Univers des formes), Paris, Gallimard, Paris, 1982, 422 p. (ISBN 978-2-07-011027-8, BNF 34733664)
- François Avril et Xavier Barral I Altet, Les royaumes d'Occident (collection : Univers des formes), Paris, Gallimard, Paris, 1983, 464 p. (ISBN 978-2-07-011061-2, BNF 34727122)
- Marcel Durliat, L'art roman, Paris, Citadelles & Mazenod, Paris, 2009, 617 p. (ISBN 978-2-85088-280-7, BNF 41465915)
- Louis Grodecki, Catherine Brisac et Claudine Lautier, Le Vitrail roman, Office du Livre, 1977
- Jean-René Gaborit, La Sculpture romane, Paris, Éditions Hazan, 2010, 440 p. (ISBN 978-2-7541-0360-2, BNF 42336904)
- Sébastien Bully et Élianne Vergnolle, Premier art roman : Cent ans après : la construction entre Saône et Pô autour de l'an mil, Presses universitaires de Franche-Comté, 2012
- Rolf Toman (dir.) et al. (trad. de l'allemand, photogr. Achim Bednorz), L'Art roman : Architecture - Sculpture - Peinture, Cologne, Könemann, 1997 (1re éd. 1996), 481 p. (ISBN 3-89508-448-4).

#### Articles
- Anthyme Saint-Paul, « Les écoles d'architecture romane au douzième siècle », Annuaire de l'archéologie française, vol. 1,‎ 1877, p. 93-112 (lire en ligne).
- François Deshoulières, « Essai sur les bases romanes », Bulletin Monumental, vol. 75,‎ 1911, p. 77-101 (lire en ligne)
- René Crozet, « L'art roman en Navarre et en Aragon », Cahiers de Civilisation Médiévale, vol. 5, no 17,‎ 1962, p. 35-61 (lire en ligne).
- Marcel Durliat, « La Catalogne et le premier art roman », Bulletin monumental, vol. 147, no 3,‎ 1989, p. 209-238 (lire en ligne).
- Marcel Durliat, « Reflexions sur l'art roman en France », Cahiers de Civilisation médiévale, vol. 39, nos 153-154,‎ 1996, p. 41-65 (lire en ligne).
- Jean-Pierre Caillet, « Le mythe du renouveau architectural roman », Cahiers de Civilisation Médiévales, vol. 43, no 172,‎ 2000, p. 341-172 (lire en ligne).
- Eliane Vergnolle, « Les débuts de l'art roman dans les royaumes francs », Cahiers de Civilisation Médiévale, vol. 43, no 170,‎ 2000, p. 161-194 (lire en ligne).
- Neil Stratforg et Eliane Vergnolle, « Le grand portail de Cluny III », Bulletin monumental, vol. 170, no 1,‎ 2012, p. 15-30 (lire en ligne).
- Antoine Baudry, « La sculpture monumentale romane en région mosane : œuvres méconnues et méthodologies novatrices », dans Sophie Balace, Mathieu Piavaux et Benoit Van den Bossche (dir.), L’art mosan (1000-1250). Un art entre Seine et Rhin ? Réflexions, bilans, perspectives, actes du colloque international, Bruxelles, 2019, p. 157-174

#### Études régionales
- John McNeill, « L'architecture romane en Anjou : État des lieux », dans Congrès archéologique de France. 180e session. Maine-et-Loire. 2021 : Nouveaux regards sur l'architecture médiévale en Anjou, Paris, Société française d'archéologie, 2023, 600 p. (ISBN 978-2-36919-204-6), p. 151-163
- Bernard Craplet, Auvergne romane, Éditions Zodiaque, rééd. 1992.
- Bruno Phalip, L'art roman en Auvergne : Un autre regard, Nonette, Éditions Créer, 2003.
- Pierre et Pascale Moulier, Églises romanes de Haute-Auvergne : I - Le Mauriacois, II - La Région d'Aurillac,III - Région de Saint-Flour, Nonette, Éditions Créer, 2001.
- Trémolet de Villers, Églises oubliées du Gévaudan, Presses du Languedoc, 1998.
- Lucien Musset, Angleterre romane, t. 1, Zodiaque, coll. « La nuit des temps », 1988 (ISBN 978-2-7369-0032-8)
- Victor Ruprich-Robert, L’Architecture normande aux XIe et XIIe siècles en Normandie et en Angleterre, Paris, Imprimeries réunies, 1889
- Lucien Musset, Angleterre romane, t. 2, Saint-Léger-Vauban, Zodiaque, coll. « La nuit des temps », 1988, 353 p. (ISBN 978-2-7369-0043-4, BNF 34936912)
- Lucien Musset, Normandie romane, t. 1, La Basse-Normandie, Éditions Zodiaque, La Pierre qui Vire, 1975,
- Lucien Musset, Normandie romane, t. 2, La Haute-Normandie, Éditions Zodiaque, La Pierre qui Vire, 1974
- Maylis Baylé, L’architecture normande au Moyen Âge, Condé-sur-Noireau, éditions Charles Corlet ; Caen, Presses universitaires de Caen, 2001  (ISBN 2-84133-135-0)
- Walter Wulf, Saxe romane, Éditions Zodiaque (collection "la nuit des temps" no 85), La Pierre-qui-Vire, 1996  (ISBN 2-7369-0219-X)
- Raymond Oursel, Bourgogne romane, Zodiaque - La nuit des Temps, 1991, 326 p. (ISBN 978-2-7369-0018-2)
- Georges Durand, Églises romanes des Vosges, Paris, E. Champion, 1913, 396 p.

#### Bases de données et dictionnaires
- Notices dans des dictionnaires ou encyclopédies généralistes :   - Britannica
  - Dictionnaire historique de la Suisse
  - Store norske leksikon
- Notices d'autorité :   - BnF (données)
  - LCCN
  - Japon
  - Espagne
  - Israël
  - Tchéquie

#### L'art roman en général
- Le site Art-Roman.net
- Photographies de monuments romans et de leurs sculptures par région
- Site intéressant : belles photographies et présentation agréable
- L'architecture religieuse médiévale en Occident

#### Sites régionaux
- Abbayes romanes en Provence
- « Iter » et « locus ». Lieu rituel et agencement du décor sculpté dans les églises romanes d'Auvergne
- Cantal roman : monographies de plusieurs églises du Cantal
- Corrèze romane : inventaire et monographies des édifices romans de Corrèze
- Auvergne romane : inventaire et description des églises romanes d'Auvergne
- Bourgogne romane : inventaire et description des édifices romans de Bourgogne
- Site de l'église romane Saint-Martin de Tohogne (Belgique)